# Герби Індонезії
Це список емблем або гербів, які використовуються в Індонезії. Індонезія ділиться на 38 провінцій, і кожна провінція ділиться на регентства (kabupaten) і міста (kota). Є 416 регентств і 98 міст. Кожна провінція, регентство та місто має свою емблему.
Багато емблем включають рис і бавовну (для процвітання та п'ятого принципу Панкасіла, залишку соціалістичної геральдики, популярної в епоху керованої демократії); символи, що позначають Панкасілу цілком; а також символи, що позначають дату проголошення Індонезією своєї незалежності 17 серпня 1945 року.

## Національні
| Герб                         | Ім'я           | Опис |
| ---------------------------- | -------------- | --- |
| National Emblem of Indonesia | Герб Індонезії | Щитотримачем індонезійської національної емблеми є Гаруда, міфічний птах як з індуїстської, так і з буддійської міфології, який символізує доколоніальні індуїстські та буддистські королівства на архіпелазі. На відміну від більшості зображень Гаруди з антропоморфними рисами, ця емблема створена за зразком національного птаха, яванські орла-чубаня, прикметного своїм чубом. Гаруда символізує силу і могутність, тоді як золотий колір символізує велич і славу. Пір'я на гербі Гаруди на індонезійському гербі розташовані так, що вони символізують дату 17 серпня 1945 року, дату проголошення незалежності: їх 17 на кожному крилі, 8 на хвості, 19 під щитом і 45 на шиї. Гаруда стискає в кігтях сувій із національним девізом «Bhinneka Tunggal Ika», давньояванською цитатою з поеми XIV століття з Яванської імперії Маджапагіт, що означає «Єдність у різноманітності». |
| Pancasila                    | Щит Панкасіла  | Гаруда має на грудях геральдичний щит із п'ятьма символами. Щит червоно-білого кольору, як прапор Індонезії, і має товсті чорні лінії, що проходять горизонтально по центру, що символізує екватор, який проходить через Індонезійський архіпелаг. Панкасіла — це філософська та основоположна теорія індонезійської держави, яка містить п'ять принципів, кожен з яких представлено символом a: 1. Єдиний всемогутній Бог, представлений на гербі зіркою 2. Справедливе та цивілізоване людство, представлене ланцюгом 3. Єдина Індонезія, яку представляє баньян 4. Демократія — керована мудрістю представників народу, представлена головою бика 5. Соціальна справедливість для всіх індонезійців, представлена рисом і бавовною |

## Провінційна символіка
| No | Емблема/герб                            | Назва                                         | Оспис |
| -- | --------------------------------------- | --------------------------------------------- | --- |
| 1  | Emblem of Aceh                          | Емблема Ачеха                                 | Герб Ачеха називається Панкачіта, як і його девіз — санскритське слово, що означає «п'ять надій», кожна з яких представлена символами всередині герба: справедливість представлена терезами, героїзм — ножем ренконг, процвітання — рисом, бавовною і димарем, гармонія — куполом мечеті, а релігійність — книгою і пером калам. Крім того, білий колір символізує чистоту, жовтий — славу, а зелений — добробут. |
| 2  | Coat of arms of North Sumatra           | Герб Півнчіної Суматри                        | Стиснутий кулак з ланцюгом, з'єднаний зі щитом, символізує рішучість народу Північної Суматри, п'ятикутна зірка, щит і ланцюг — єдність народу для захисту Панкасіли, фабрика, порт, каучукове дерево, олійна пальма, тютюновий лист і фермер — ресурси провінції, 17 снопів бавовни, 8-гранне павутиння та 45 рисових зерняток символізують день проголошення незалежності Індонезії, гори Барісан на задньому плані — шляхетність, почуття єдності та готонг ройонг у суспільстві, і, нарешті, девіз «Tekun Berkarya, Hidup Sejahtera, Mulia Berbudaya» означає «працюй старанно, живи в достатку, будь благородним у культурному плані». |
| 3  | Coat of arms of West Sumatra            | Герб Західної Суматри                         | Емблема містить мечеть і Румах Гаданг, традиційне місце проживання народу мінангкабау. Вона представляє жителів західної частини Суматри, їхні традиційні цінності та ісламську релігію. Зірка символізує перший принцип Панкасіли: Єдиного Всемогутнього Бога, хвилі — динамічну природу народу, а девіз «Туа Сакато» означає «домовленість про дотримання результатів консенсусного прийняття рішень для досягнення спільних цілей». Крім того, білий колір символізує чистоту, червоний — мужність, жовтий — велич, чорний — стійкість і вічність, а зелений — надію. |
| 4  | Coat of arms of Riau                    | Герб Ріау                                     | Емблема являє собою зелений щит з 45 ланками, що символізує рік незалежності Індонезії, п'ять хвиль — Панкасілу, корабель у центрі — «Ланканг Кунінг», легендарний човен народу ріау, який символізує історію народу ріау та його спосіб життя як народу, що залежить від моря, а крис з головою кориліса символізує героїзм та боротьбу. Нарешті, рис і бавовна символізують процвітання. |
| 5  | Coat of arms of Riau Islands            | Герб островів Ріау                            | Емблема складається з жовтої п'ятикутної зірки, що представляє перший принцип Панкасіли: Єдиний Всемогутній Бог. Ланцюг, що оточує щит, символізує єдність народу, жовтий човен під білими вітрилами в центрі символізує дух солідарності та рішучість народу прискорити розвиток провінції, 24 насінини рису та 9 бавовни символізують утворення провінції 24 вересня 2002 року, крис з головою кориліса символізує боротьбу за розвиток цієї морської провінції для досягнення процвітання, червоний Тепак Сіре, традиційний малайський металевий контейнер для зберігання бетелю, який використовується для жування та різних традиційних церемоній, символізує дружбу, 7 хвиль символізують 1 липня 2004 року, коли провінція офіційно почала функціонувати, девіз «Berpancang Amanah, Bersauh Marwah» означає «Опираючись на довіру, тримаючись на якорі завдяки гідності». |
| 6  | Coat of arms of Jambi                   | Герб Джамбi                                   | Емблема складається з п'ятигранної основи, що символізує панкасільку душу і дух народу Джамбі, мечеті з 6 отворами, 5 верхніх фундаментів, 7 нижніх фундаментів і керіса, що символізує народження провінції 6 січня 1957 року, і самої мечеті, що представляє релігію народу джамбі. Крис Сігінджай, легендарна зброя зжамбі, символізує боротьбу і героїзм народу джамбі за перемогу над колоніалізмом і тиранією. Церана, традиційна ємність для зберігання бетелю, символізує святість Бога. Гонг, традиційний музичний інструмент, уособлює дух демократії, чотири рядки під гонгом представляють історію Джамбі від епохи королівства до формування провінції, а девіз: «Sepucuk Jambi, Sembilan Lurah» означає, що Джамбі складається з дев'яти традиційних регіонів. |
| 7  | Coat of arms of South Sumatra           | Герб Південної Суматри                        | У центрі емблеми — лотос з п'ятьма пелюстками, що символізують національну ідеологію Панкасіла. Міст Ампера є культовою спорудою Південної Суматри, а навколо мосту — гори та річки, що представляють географію Південної Суматри. Над лотосом — традиційний південносуматранський дах з 17 точками, 8 лініями даху та 45 черепицями, що символізує дату проголошення незалежності Індонезії. Девіз «Bersatu Teguh» означає «Об'єднані (ми) стоїмо». |
| 8  | Coat of arms of Bengkulu                | Герб Бенгкулу                                 | Зірка представляє Єдиного Бога. Під зіркою — церана, традиційний металевий контейнер для зберігання бетелю, що символізує традицію, рудус, традиційний меч символізує героїзм, Рафлезія Арнольда — природу Бенгкулу, рис і кава — процвітання, 18 хвиль — дату народження провінції Бенгкулу (18 листопада 1968 р.). |
| 9  | Coat of arms of Bangka Belitung Islands | Герб Банка-Белітунг                           | Емблема являє собою п'ятикутний щит, що символізує Панкасілу. У центрі — карта Бангка-Белітунг, що символізує землю, людей, уряд і ресурси провінції. Карта знаходиться всередині кола, що символізує єдність жителів Бангка-Белітунг для протистояння глобалізованому світу, 27 насінин рису символізують народження провінції на основі Закону № 27/2000. 31 перець символізує Бангка-Белітунг як 31-шу провінцію Індонезії, а рис і перець також символізують процвітання. Між рисом і перцем знаходиться злиток олова, що символізує природний ресурс країни, який підтримує економіку цього регіону вже понад 300 років. Емблема забарвлена в синій колір, що символізує море. Девіз Serumpun Sebalai означає «Люди Бангка-Белітунг — це спільнота (serumpun), яка працює разом з почуттям спорідненості (sebalai) для досягнення своїх цілей». |
| 10 | Lampung coat of arms                    | Герб Лампунга                                 | Емблема складається з рису та перцю, що символізують ресурси Лампунга. Ладук і Паян уособлюють героїзм, а Гонг Гаджа Меху символізує демократію. Традиційна корона Сігера символізує культуру і традиції, традиційна парасолька — захист, а девіз Sang Bumi Ruwa Jurai на мові Лампунг буквально означає «Одна земля, два народи», що можна перекласти як «Санг Бумі Лампунг». |
| 11 | Coat of arms of Banten                  | Герб Бантена                                  | Під текстом «БАНТЕН» — контур купола мечеті, що символізує релігійну культуру народу. Зірка представляє перший принцип Панкасіли: Єдиного і Всемогутнього Бога, а вежа Великої мечеті Бантен символізує великий дух під керівництвом Бога. Ворота палацу Кайбон під вежею представляють Бантен як ворота до світової цивілізації та міжнародної торгівлі. Рис і бавовна символізують Бантен як аграрну провінцію, а кількість насіння вказує на дату проголошення незалежності Індонезії. А, чорна гора на задньому плані символізує землю та ресурси. Однорогий яванський носоріг є провінційною твариною і символізує наполегливість суспільства у відстоюванні справедливості та захищеності законом. Носоріг стоїть на злітно-посадковій смузі аеропорту, що представляє міжнародний аеропорт Соекарно-Хатта. Півшестерня під горою символізує розвиток та промисловість, блакитна хвиля — море, девіз «Іман Таква» — концепція ісламської віри, написана на жовтому сувої, що символізує єдність. |
| 12 | Coat of arms of Jakarta                 | Герб спеціального столичного регіону Джакарти | Розроблений тодішнім губернатором Генком Нґантунґом під час його перебування на посаді. Герб являє собою п'ятикутний щит, що символізує панкасілу, індонезійську ідеологію, з обрисами воріт та індонезійського національного монумента, що представляє Джакарту як особливе місто, не тільки як столицю Індонезії, але й як місто, де відбулося проголошення незалежності Індонезії. Рис і бавовна, перев'язані золотою мотузкою, символізують єдність, хвиля — море, а девіз «Jaya Raya», що означає «Слава і велич», написаний червоним кольором, символізує героїзм. Золотий колір символізує святість і велич Панкасіли, білий — чистоту, жовтий і зелений — процвітання, а синє тло — далеке небо. |
| 13 | Coat of arms of West Java               | Герб Західної Яви                             | Герб являє собою щит у формі яйця, який використовувався попереднім королівством, а тло забарвлене в зелений колір, що символізує багатство ґрунту. У центрі — куджанг, традиційна зброя сунданців. Куджанг має п'ять отворів, що символізують Панкасілу. У них закладено 17 насінин рису та 8 бавовняних ниток, що символізують дату проголошення незалежності Індонезії 17 серпня. Під куджангом зображено чорну гору, що символізує рельєф провінції, яка має багато гір. Під нею — хвилясті лінії, що символізують річки та моря, а поруч — картатий візерунок, що символізує рисові поля та плантації. Між хвилястими і картатими візерунками — біла лінія, що позначає дамби і канали. Девізом є сунданські слова «Gemah Ripah Repeh Rapih». Перші два слова означають «безтурботний і процвітаючий», а останні два — «мирний і гармонійний». |
| 14 | Emblem of Central Java                  | Емблема Центральної Яви                       | Основна форма емблеми нагадує форму «Кунді Амерта», церемоніального глечика для води. П'ятикутна форма та зірка символізують Панкасілу. Боробудур уособлює творчість, культуру і традиції, а гори-близнюки символізують єдність між місцевою владою і народом. Гори, море і зелене тло представляють природну географію цієї провінції з її різноманітними ресурсами, що є джерелом засобів до існування для мешканців Центральної Яви. Під зіркою зображено бамбук, що біжить або загострений бамбук, традиційну зброю, яка символізує героїзм, рис і бавовна символізують процвітання, червоно-білий вимпел зверху символізує націоналізм. Девіз «Prasetya Ulah Sakti Bhakti Praja» — це санскритські слова, що означають обітницю та відданість усіма силами розбудовувати націю та країну. |
| 15 | Emblem of Special Region of Yogyakarta  | Емблема спеціального регіону Джок'якарта      | Емблема називається ґолонґ-ґіліґ, бо має коло (ґолонґ) і циліндр (ґіліґ), які уособлюють філософію життя. Вона пов'язана з першим принципом Панкасіли, «Єдиний всемогутній Бог», який представлений п'ятикутною золотою зіркою. Другий принцип, «Людяність», представлений крилатим центральним стовпом/пам'ятником (гуру Сака), третій принцип, «Єдність», представлений червоним колом, оточеним білим колом, четвертий принцип, «Демократія», представлений об'єктом під центральним стовпом під назвою «Омпак», який є традиційним різьбленим кам'яним фундаментом з візерунком лотоса, і п'ятий принцип, «Соціальна справедливість», представлений рисом і бавовною. Інші значення, які можна знайти в цій емблемі, — це релігія, освіта та культура, яка представлена зіркою та жасмином під нею з трьома чашолистками. У червоному колі міститься речення, написане яванське письмом: «Rasa Suka Ngesti Pradja, Yogyakarta Terus Mandiri», що означає «з почуттям оптимізму будувати Джок'якарту, яка стоїть на своєму». |
| 16 | Coat of arms of East Java               | Герб Східної Яви                              | Емблема являє собою щит, що символізує мир і безпеку, зірка представляє «Єдиного і Всемогутнього Бога», пам'ятник героям символізує героїзм народу під час Сурабайської битви, вулкан представляє географію провінції, навколо пам'ятника героям розташовані ворота храму (канді), що символізують боротьбу і патріотизм, річка, сільськогосподарські угіддя, рис і бавовна уособлюють процвітання, крім того, рис і бавовна мають числове значення, що символізує дату незалежності Індонезії, шестерні уособлюють промисловість і почуття дружби до чужинців, а девіз «Jer Basuki Mawa Beya» означає «Жертви потрібні для досягнення цілей». |
| 17 | Emblem of Bali                          | Eмблема Балi                                  | Емблема являє собою п'ятикутник, що символізує Панкасілу, всередині п'ятикутника — п'ятикутна зірка, що символізує «Єдиного і Всемогутнього Бога». Пам'ятник Маргарані символізує героїзм народу Балі, а сам пам'ятник є меморіалом Маргаранської битви, боротьби балійців на чолі з І Густі Нгурахом Раєм, щоб запобігти відновленню голландського панування. Канді бентар, традиційні храмові ворота, що символізують релігійність. Ланцюг символізує єдність і готонг ройонг, балійські віяла — культуру і традиції, червоний лотос — трон Шиви, рис і бавовна — процвітання, а девіз «Bali Dwipa Jaya» означає «Славний острів Балі», крім того, синій колір символізує солідарність, жовтий — славу, білий — чистоту, а червоний — мужність. |
| 18 | Coat of arms of West Nusa Tenggara      | Герб Західної Нуси-Тенґара                    | Емблема являє собою щит, що символізує героїзм і культуру, всередині щита — зірка, що символізує Панкасілу, ланцюг — єдність, рис і бавовна — процвітання, вулкан — гора Ринджані, форма купола — релігійність, всередині купола — яванська руса, провінційна тварина. Крім того, синій колір означає вірність, зелений — процвітання, білий — чистоту, жовтий — славу, чорний — безсмертя, а червоний — мужність захищати справедливість і правду. |
| 19 | Coat of arms of East Nusa Tenggara      | Герб Східної Нуси-Тенґари                     | Емблема являє собою червоно-жовтий кольоровий щит, всередині щита — зірка, що символізує «Єдиного і Всемогутнього Бога», комодський варан, провінційна тварина символізує природне багатство провінції, рис і бавовна — процвітання, спис — славу і велич, дерево баньян — єдність, а текст «1958» — рік народження цієї провінції. |
| 20 | Coat of arms of West Kalimantan         | Герб Західного Калімантану                    | Основа емблеми — п'ятикутний щит, що символізує Панкасілу, щит світло-зеленого кольору, що символізує родючість землі. Всередині основи щита — традиційний щит даяків, мандау та крис, що представляють культуру та традиції, кожен з яких пофарбований у білий колір, що символізує святість та чистоту. Пряма біла лінія в центрі символізує екватор, який перетинає провінцію. Рис і бавовна символізують процвітання. 17 бавовни, 8 язиків полум'я та 45 рисових зерен символізують дату здобуття Індонезією незалежності. Рис і бавовна перев'язані білою чотирикутною стрічкою, що символізує «Catur Karsa» або чотири принципи: щирість, чесність, ґотонґ ройонґ і спорідненість. Девіз «Akcaya» — старояванське слово, що означає «Ніколи не загине», написане на білому сувої, складеному втричі, що символізує три основи національної революції або універсальні амбіції індонезійської нації: Єдність індонезійців від Сабанга до Мерауке, духовна та матеріальна справедливість і процвітання суспільства, а також зміцнення відносин між усіма націями та державами. |
| 21 | Coat of arms of Central Kalimantan      | Герб Центрального Калімантану                 | Емблема складається зі священної зеленої банки (Balanga), що символізує потенційні ресурси провінції, банку оточує жовта мотузка, виготовлена з коріння рослини під назвою «Tali Tengang», ця мотузка зазвичай використовується рибалками, а також використовується в традиційних церемоніях, вона символізує непорушну солідарність, мотузка має 57 вузлів, що символізує рік народження провінції, всередині банки знаходиться традиційний щит даяків або «таліванг», а позаду нього — мандау та сипат або духова трубка, що символізує пильність та витривалість суспільства для захисту країни від внутрішньої та зовнішньої загрози, таліванг розмальований візерунком під назвою «Haramaung Batulang, Pengadien Balikur Talawang», що означає «Тільки тигр з м'язами, зробленими з дроту, та кістками, зробленими зі сталі, може вистояти проти всього», це символізує боротьбу людей за досягнення справедливості та процвітання суспільства. Рис і бавовна символізують процвітання, зірка — Панкасілу. Над щитом зображений птах-носоріг, символ провінції, який символізує захист навколишнього середовища, під щитом — музичний інструмент «Галантунг», на якому скликають людей перед оголошенням чогось або в церемоніальних цілях, він символізує традиції та єдність. Девіз «Isen Mulang», що означає «Ніколи не здавайся».                           |
| 22 | Coat of arms of South Kalimantan        | Герб Південного Калімантану                   | Щит символізує пильність і захист народу, зірка — перший принцип Панкасіли: «Єдиний і Всемогутній Бог», будинок у центрі називається Бубунґан Тінґґі, традиційний будинок банджарів, що символізує культуру. Алмаз, рис і каучукове дерево символізують ресурси провінції. Біла стрічка представляє зв'язок усіх аспектів життя: їжі, одягу, культури, віри тощо. Крім того, червоний колір символізує мужність, жовтий — надію, зелений — родючість, білий — чистоту, чорний — наполегливість. Нарешті, девіз «Waja Sampai Kaputing» означає «Будь сильним до кінця». |
| 23 | Coat of arms of East Kalimantan         | Герб Східного Калімантану                     | Щит символізує захист народу, зірка — Панкасілу, традиційна зброя даяків, така як щит під назвою «Телабанг», мандау та духова трубка — готовність та компетентність. Зброя оточена краплями нафти та смоли даммару, що символізує ресурси провінції, а якщо додати краплі та смолу, то вийде 17, що є датою незалежності Індонезії. Над щитом розміщена назва провінції в оточенні 24 вузлів ротанґа, що символізує день народження провінції: 1 січня 1957 року (1+1+1+9+5+7=24), а під щитом — девіз: «Ruhui Rahayu», що означає «Досконала гармонія з Божим благословенням», крім того, зелений колір означає родючість, золотий — святість і велич, червоний — хоробрість, білий — чистоту, а чорний — щирість. |
| 24 | Coat of arms of North Kalimantan        | Герб Північного калімантану                   | Емблема містить зірку, що представляє перший принцип Панкасіли: «Віра в єдиного Бога», традиційна зброя даяків, булунганів і тідунгів — щит, мандау і спис — символізує гармонію між різними культурами і готовність протистояти викликам ззовні і зсередини, рис і бавовна — процвітання, синя хвиля — потенційні ресурси моря, а її форма — динаміку розвитку суспільства, 4 білі хвилі символізують чотири великі річки (Каян, Сесаяп, Сембакунг і Себуку) провінції, які з'єднують жителів внутрішніх районів з узбережжям і кордоном, червоно-білі ворота представляють Північний Калімантан як кордон Індонезії, оскільки він межує з сусідньою Малайзією, а девіз «Бенуанта» означає «Наша земля для нас, щоб ми розвивали її для досягнення процвітання суспільства». Крім того, синій колір означає красу, мир і престиж, зелений — родючість і зростання, жовтий — святість і велич, червоний — мужність і силу, білий — чистоту і чесність, а чорний — щирість і захист. |
| 25 | Coat of arms of West Sulawesi           | Герб Західного Сулавесі                       | Емблема являє собою білі глечики, в яких містяться різні предмети, в центрі — круговий візерунок під назвою «Меандр Калумпанг Тегак», є 14 зовнішніх і внутрішніх візерунків, він представляє 14 історичних королівств Мандара в межах Західного Сулавесі, які продовжували залишатися об'єднаними до сьогодні, його кольорове золото символізує процвітання, спокій і святість. У меандровому візерунку зображено географію та ресурси провінції, представлені горами, сільськогосподарськими угіддями та морем. На морі лежить традиційний мандарезький човен Сандек, що символізує людей, які продовжують рухатися вперед, човен пофарбований у білий колір, що уособлює щире серце, яке прагне змін на краще. На морі — 5 білих хвиль, що символізують п'ять регентств, які існували під час формування провінції. Жасмин і рис, перев'язані червоним шовком, уособлюють процвітання, чистоту, красу, відкритість, пахощі та вихованість. Над горою — «Доу Пакка» або тризубець, кожен зубчик якого символізує мужність, гострий розум і знання, прямий тризуб — силу і чесність, а пофарбований у чорний колір — смиренність. Над тризубом — парасолька, що символізує захист, а над нею — зірка, що символізує Панкасілу та надії. Девіз «Mellete Diatonganan», що означає «Слідувати за правдою», написаний на червоно-білому сувої, який представляє країну. |
| 26 | Emblem of South Sulawesi                | Емблема Південного Сулавесі                   | Емблема нагадує дизайн соціалістичної геральдики. Вона містить зірку, що представляє перший принцип Панкасіли: «Єдиний і всемогутній Бог». 17 насінин рису, 8 насінин бавовни з 5 крапками на плодах і 4 крапками на листі, що символізують дату проголошення незалежності Індонезії 17 серпня 1945 року. Традиційний кинджал бадік символізує героїзм і пильність у захисті країни. Гора, село і рисове поле символізують процвітання і родючість. Під бадиком зображено форт Сомба Опу, що символізує захист від імперіалізму та неоколоніалізму, а всередині форту — три емблеми: Традиційний човен пінісі представляє історію народу як мореплавців, що перетинають океан, він також символізує наполегливість у досягненні цілей індонезійської незалежності, знаряддя праці та мотика представляють промисловість та сільське господарство, а кокосовий горіх представляє ресурси провінції. Девіз «Todo Puli», написаний абеткою лонтара, означає «Непохитна віра». |
| 27 | Emblem of Southeast Sulawesi            | Eмблема Південно-Східного Сулавесі            | Емблема має форму п'ятикутника, що символізує індонезійську ідеологію Панкасіла. Всередині емблеми — рис і бавовна, що символізують процвітання, нерозривний ланцюг з 27 ланок, що символізує єдність і дату народження — 27 квітня. Усередині ланцюга — голова ендемічної тварини Аноа, що символізує завзятість і спритність. Білий колір символізує чистоту, а інший колір представляє всі регентства, які існували під час формування провінції: Жовтий — регентство Муна, багате на тикове дерево, коричневий — регентство Колака, багате на нікель, чорний — регентство Бутон, багате на асфальт, а зелений — родючі землі регентства Кендарі, яке зараз перейменоване на регентство Конаве, щоб запобігти плутанині з містом Кендарі. |
| 28 | Coat of arms of Central Sulawesi        | Герб Центрального Сулавесі                    | Герб має форму серця, що символізує, що значення герба походить від серця самого народу. Центральною частиною герба є кокосове дерево, яке символізує ресурси, оскільки всі частини кокосового дерева є корисними для людини, воно також уособлює жертовність для досягнення цілей, спокій і наполегливість. Кокосове дерево має п'ять листків і п'ять плодів, що символізують Панкасілу, а над ним — зірка, що представляє його перший принцип: «Єдиний і Всемогутній Бог». Хвилі представляють морську культуру провінції. Рис і бавовна символізують процвітання, вони також мають числове значення, оскільки представляють дату народження провінції — 13 квітня 1964 року. Крім того, синій колір символізує вірність і надію, жовтий — багатство і славу, зелений — родючість, коричневий — спокій, а червоний — мужність. |
| 29 | Coat of arms of Gorontalo               | Герб Горонтало                                | Емблема до певної міри була натхненна однойменною столицею міста Горонтало. Герб має фіолетовий колір, який є одним з традиційних кольорів Горонтало. Усередині герба зображено п'ятикутну зірку, що символізує Панкасілу, а також рис і бавовну, що символізує процвітання. У центрі — біле яйце і крила малео, ендемічного птаха, що мешкає по всьому Сулавесі, який уособлює надію, як птах, що ширяє в небі. Всередині яйця — кокосові дерева, що символізують економіку країни, фортеця Отанаха та книга — традиційне прислів'я: «Adat bersendikan sara', sara' bersendikan kitabullah», що означає, що традиційні закони базуються на релігійних законах, а релігійні закони базуються на Корані. Під яйцем — назва провінції на червоному сувої та ланцюгу, що символізує єдність. |
| 30 | Emblem of North Sulawesi                | Емблема Північного Сулавесi                   | Емблема має форму п'ятикутника, що символізує індонезійську ідеологію Панкасіла. Усередині емблеми — 45 насінин рису зліва, 8 мускатних горіхів і 17 гвоздик справа, всі вони символізують проголошення незалежності Індонезії 17 серпня 1945 року. У центрі — 23 зерна кукурудзи, що оточують кокосове дерево з 9 листками, 6 корінням і 4 насінням за межами кукурудзяного кола, що символізує народження провінції 23 вересня 1964 року. Кукурудза, кокос, мускатний горіх, гвоздика та рис — все це символізує ресурси провінції. Крім того, різні кольори на емблемі символізують родючість, вірність, славу, мужність, наполегливість і спокій. |
| 31 | Coat of arms of Maluku                  | Герб Малуки                                   | Емблема називається «SIWALIMA», як і її девіз — це філософія молукканців, яка полягає в об'єднанні різних груп для досягнення процвітання. В основі емблеми — листя пальми саго, яка є основним продуктом харчування молуккців, та листя кокосового горіха, що символізує ресурси та життя. У центрі — спис, що символізує героїзм, та перлина, що уособлює морські ресурси. Гора, мускатний горіх і гвоздика символізують землю і лісові ресурси, море і човен — вічну єдність. 17 кокосових листочків, 8 перлин і 45 листків саго — все це символізує дату проголошення незалежності Індонезії 17 серпня 1945 року. |
| 32 | Coat of arms of North Maluku            | Герб Північного Малуки                        | Емблема складається з різних предметів, пальмове листя, гвоздика та мускатний горіх символізують процвітання. Зірка представляє перший принцип Панкасіли: Єдиний всемогутній Бог. Гора символізує землю та її ресурси, море та човни з променистою зіркою — єдність. Традиційний щит Салаваку, перехрещений з клинком Паранг, символізує героїзм. Число 1999 означає рік народження провінції. Девіз: Marimoi Ngone Futuru означає «Ми стоїмо разом». |
| 33 | Coat of Arms of Southwest Papua         | Герб Південно-Західного Папуа                 | Емблема складається зі щита, який представляє провінцію як захисника народу. Біла зірка представляє перший принцип Панкасіли: «Єдиний і всемогутній Бог». Рис і бавовна символізують процвітання і добробут, а в нижньому кінці — Каїн Тімор, традиційна тканина, що символізує єдність народу Добераї. Ланцюги представляють єдність, а голова птаха Cicinnurus respublica на вершині символізувала уряд провінції. Традиційний будинок на палях символізував здатність провінції приймати людей з Індонезії та з-за кордону. Гори, море та острівні ланцюги уособлюють екологічне розмаїття південно-західного Папуа, а палаюча нафтова та газова вежа — природні ресурси провінції. Три камені символізували «Звичаї, Релігію та Уряд». Червоно-біла стрічка представляє провінцію як частину Індонезії, а девіз Bersatu Membangun Negeri на ній означає «Об'єднаймося для розбудови нації». |
| 34 | Coat of arms of West Papua              | Герб Західного Папуа                          | Емблема являє собою п'ятикутний синій щит, що символізує Пантасілу з її п'ятьма принципами, які захищають людей. Усередині щита — біла зірка, що символізує перший принцип Панкасіли: Єдиний і Всемогутній Бог. Щит розділений на три сині області, які символізують стихії Західного Папуа: Релігія, Уряд і Народ/Традиція, кожна з яких працює разом для досягнення спільних цілей. У першій області зображено газовий факел на нафтовому заводі, що символізує мінеральні та нафтові ресурси, у другій області зображено дерево та рибу, що символізують земельні та морські ресурси, у третій області зображено листя пальми саго з 12 листочками праворуч та 10 листочками ліворуч, пов'язані між собою двома різьбленими кареринами народу біак, на обох з яких зображено цифру 9, що символізує день народження провінції 12 жовтня 1999 року. У центрі щита — зелене коло з головою казуара, що символізує розташування провінції як «голови і шиї» острова Нова Гвінея, а також представляє мужність, силу, наполегливість і єдність у досягненні спільних цілей. Девіз Cintaku Negeriku індонезійською мовою означає «Моя любов, моя країна». |
| 35 | Coat of Arms of Central Papua           | Герб Центрального Папуа                       | Герб складається з п'ятикутного щита, що символізує Панкасілу, а сама зірка представляє першооснову — віру в єдиного Бога. Емблема оточена червоно-білою облямівкою, що символізує країну. Синьо-біла гора — Пунчак Джая, відома своєю засніженою вершиною, символізує мир, силу та стійкість. Синій і зелений кольори на щиті відповідно представляють небо і родючий ґрунт. Океан уособлює наполегливість, терпіння та вірність. У центрі — нокен або традиційна ткана сумка, а перед нею — кам'яна сокира та інструмент для збирання саго, які є важливими знаряддями для місцевих жителів і кожен з них символізує принцип і владу. 25 рису та 7 бавовни символізують 25 липня як ювілейну дату цієї провінції. Девіз Gerbang Cenderawasih буквально означає «Ворота дипоптахів», оскільки дивоптахи є ендеміками острова Папуа. Девіз є абревіатурою від Gerakan Pembangunan yang Cepat, Nasionalis, Damai, Sejahtera, Wibawa dan Kasih, що означає «Дії для розвитку, які є швидкими, націоналістичними, мирними, процвітаючими, авторитетними та люблячими». Цей девіз є керівним принципом для державної служби в уряді Центрального Папуа, який полягає в наданні ефективних послуг населенню регіону, відстоюючи його цінності. |
| 36 | Coat of arms of South Papua             | Герб Південного Папуа                         | П'ятикутний щит уособлює дух народу, який захищає свою країну. Жовта зірка символізує перший принцип Панкасіли: «Віра в Єдиного Бога», а також заохочення релігійної толерантності. Чотири стріли представляють оригінальні регентства, які сформували цю провінцію. Червоно-біле вістря списа, спрямоване вгору, символізує хоробрість і швидкі дії в усіх аспектах оборони, що відображає її статус найсхіднішого кордону Індонезії. Діамант уособлює силу і любов народу, а також красу землі та її потенціал. 30 рисових зерен і шість бавовняних кульок символізують дату народження цієї провінції — 30 червня. Рис, бавовна та листя саго означають процвітання. Традиційний папуаський музичний інструмент тіфа символізує єдність громади у розбудові Південного Папуа. Чотири корені дерев у нижній частині, що нагадують річку, представляють річку як важливий транспортний засіб для провінції, що з'єднує внутрішні райони з узбережжям. Девіз Maju Negeriku означає «Вперед, моя країно». |
| 37 | Coat of arms of Highland Papua          | Герб Високогірного Папуа                      | Герб являє собою п'ятикутний щит, що символізує оборону та індонезійську ідеологію Панкасіла. Гори і долини представляють багаті природні ресурси традиційного регіону Лапаго в межах провінції, в той час як річки символізують родючість ґрунтів у провінції. Сторожова вежа, яку зазвичай використовували для розвідки ворогів під час війни між племенами, символізує надію на те, що цей регіон дасть життя лідерам, які мають велике бачення і місію для кращого майбутнього провінції. Традиційний будинок Хонай представляє племена високогірного Папуа. Він також означає єдність серця та розуму у вирішенні різних проблем. Сумка з нокеном символізує роль жінок у розвитку провінції. 25 пшеничних зерен, 7 бавовняних ниток та рік «2022» символізують заснування провінції 25 липня 2022 року. 8 червоно-білих стрічок представляють вісім регентств провінції у складі Республіки Індонезія. Девіз Bangkit Bersama Membangun означає «Піднімемося разом, щоб розвиватися». |
| 38 | Coat of arms of Papua                   | Герб Папуа                                    | Емблема являє собою п'ятикутний щит, що символізує оборону та індонезійську ідеологію Панкасіла. Основний колір цієї емблеми — золотий — символізує славу і багатство землі, синій — морські ресурси, а жовта облямівка — впевненість у досягненні всіх цілей. У центрі емблеми — три пам'ятники, що стоять на 6 верхніх і 9 нижніх фундаментах, що символізує успіх операції «Трікора» і «PEPERA» або Акт вільного вибору для об'єднання Західної Нової Гвінеї з Індонезією в 1969 році, біло-чорний колір символізує мир і чистоту. 17 насінин рису та 8 бавовняних ниток, перев'язаних червоною стрічкою з 4-ма петлями та 5-ма кінцями, символізують єдність народів та країни в дусі проголошення незалежності Індонезії 17 серпня 1945 року задля досягнення справедливого та процвітаючого суспільства. Три гори на тлі символізують географію провінції, а зелений колір — родючість папуаського острова. Нарешті, девіз Karya Swadaya означає «Працюй власними силами». |

## Регентства та міста

### Ачех

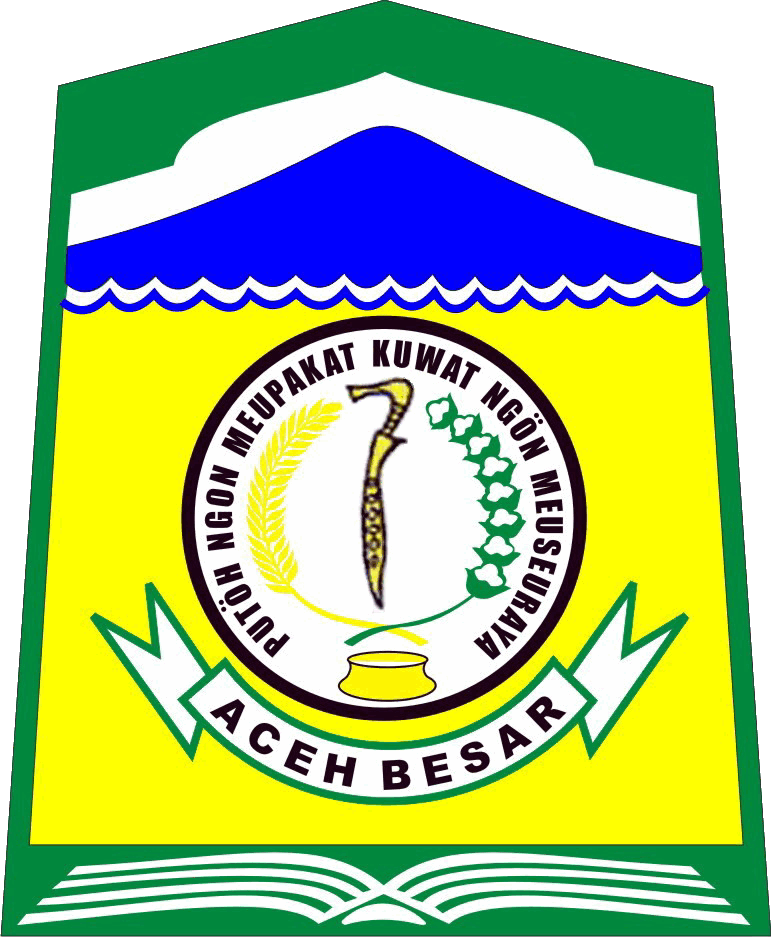
Ачех-Бесар (регентство)
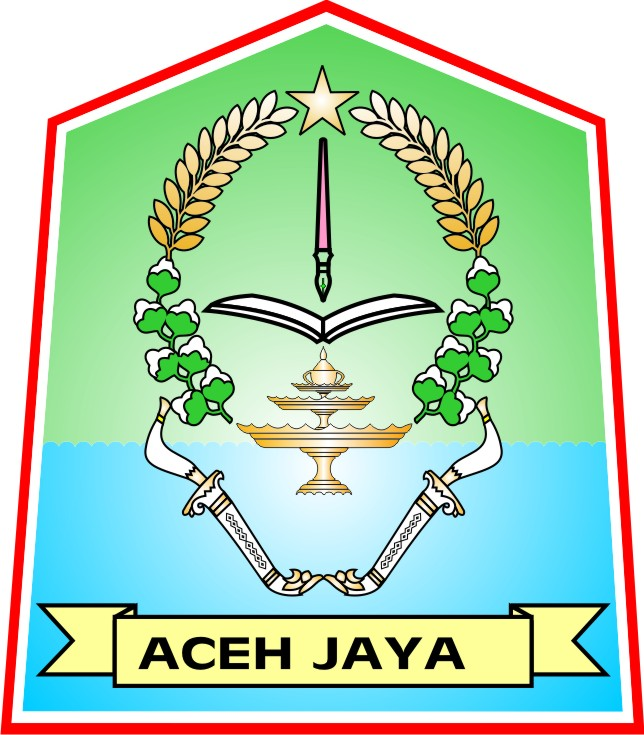
Ачех-Джая (регентство)
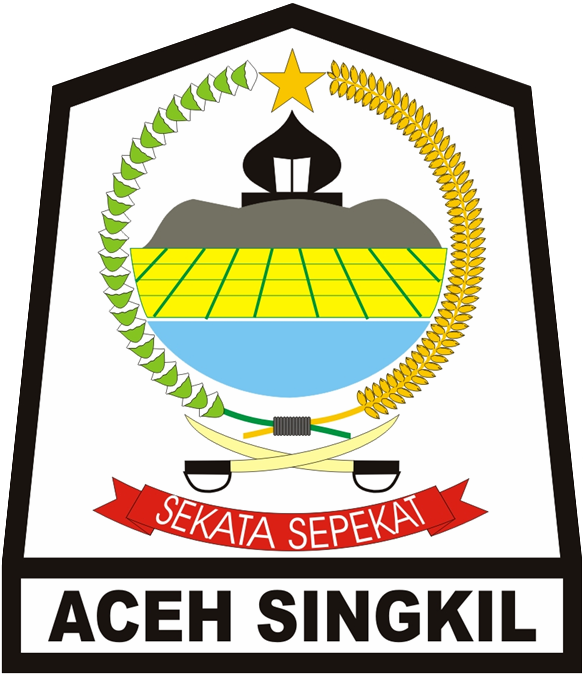
Ачех-Сінгкіл (регентство)
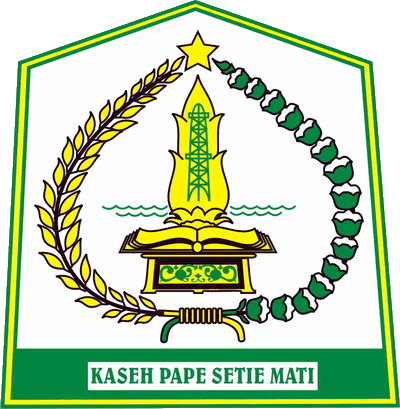
Ачех-Таміанг (регентство)
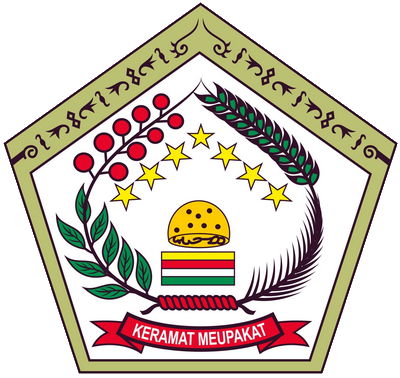
Центральний Ачех (регентство)
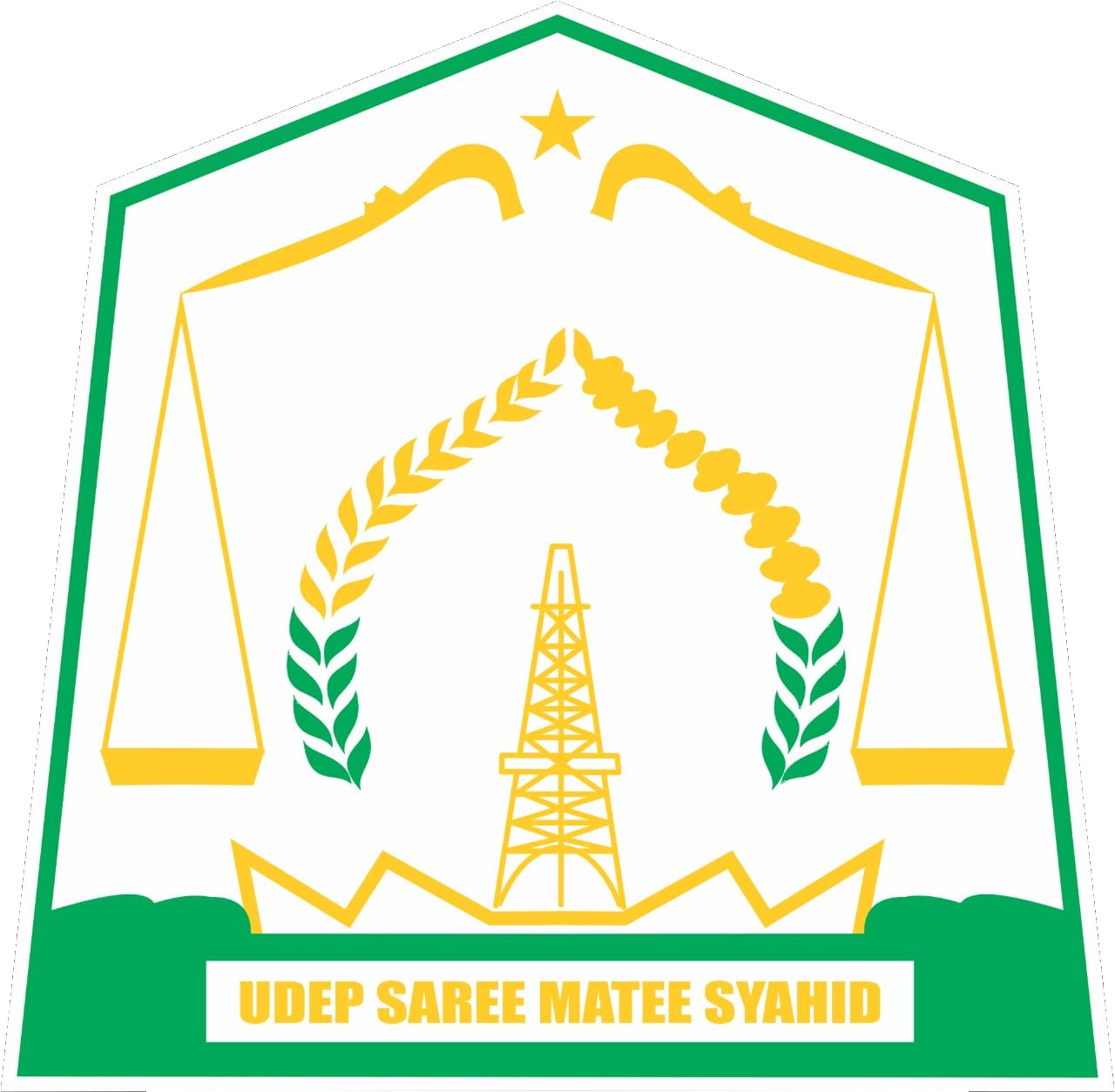
Східний Ачех (регентство)
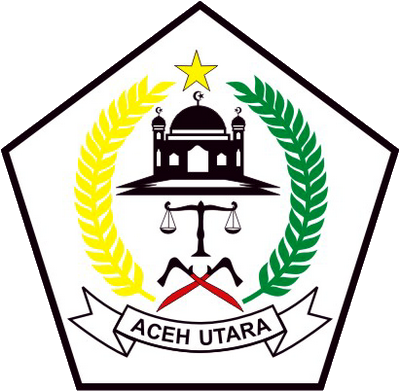
Північний Ачех (регентство)
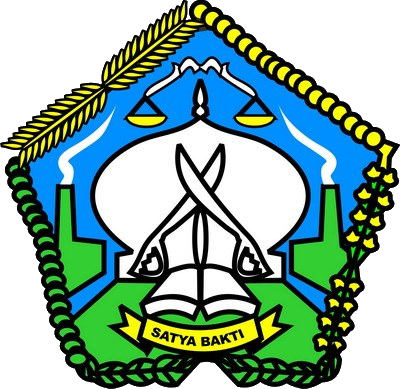
Південний Ачех (регентство)
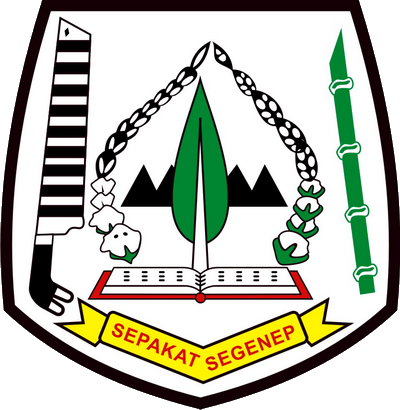
Південно-Східний Ачех (регентство)
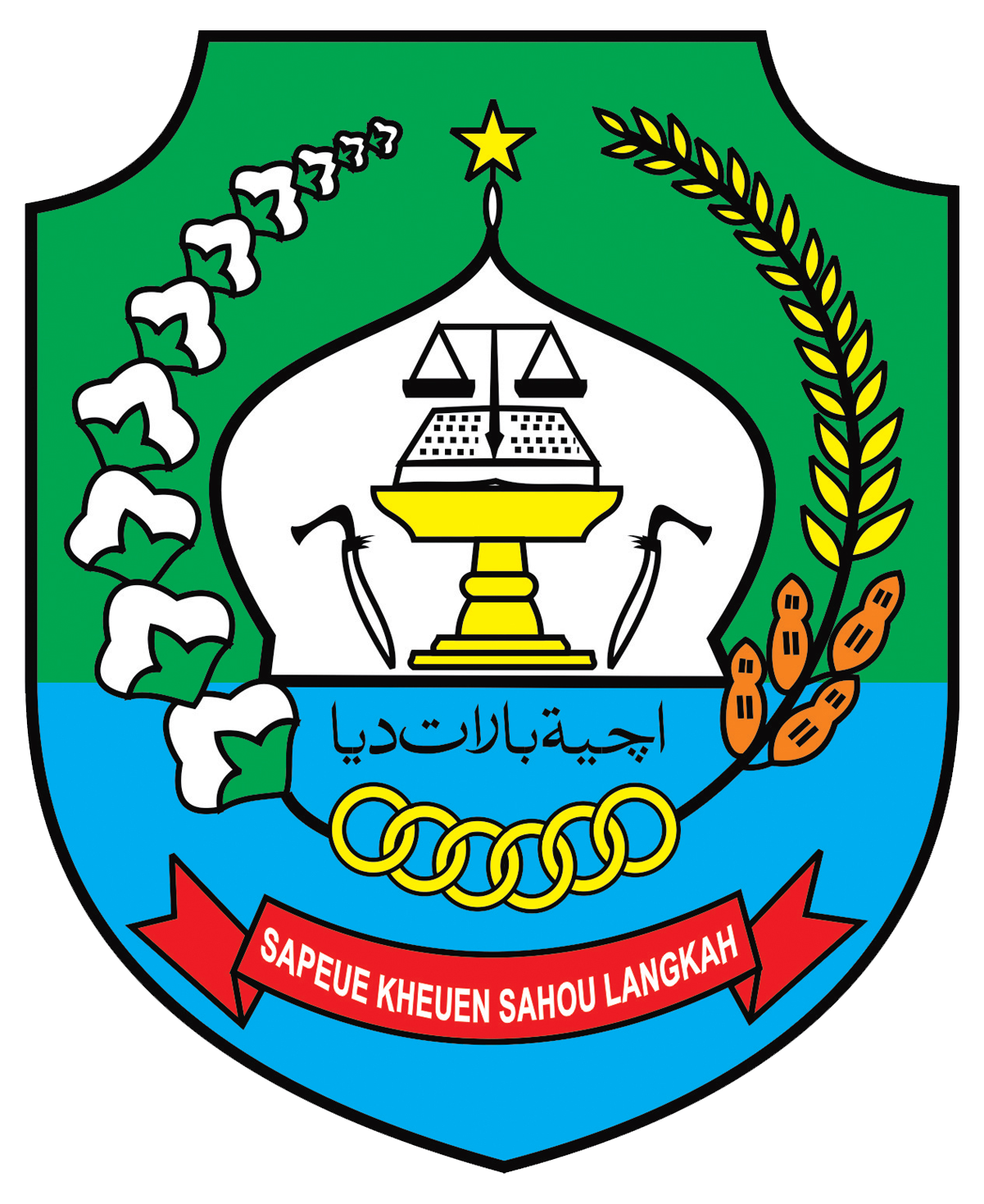
Південно-Західний Ачех (регентство)
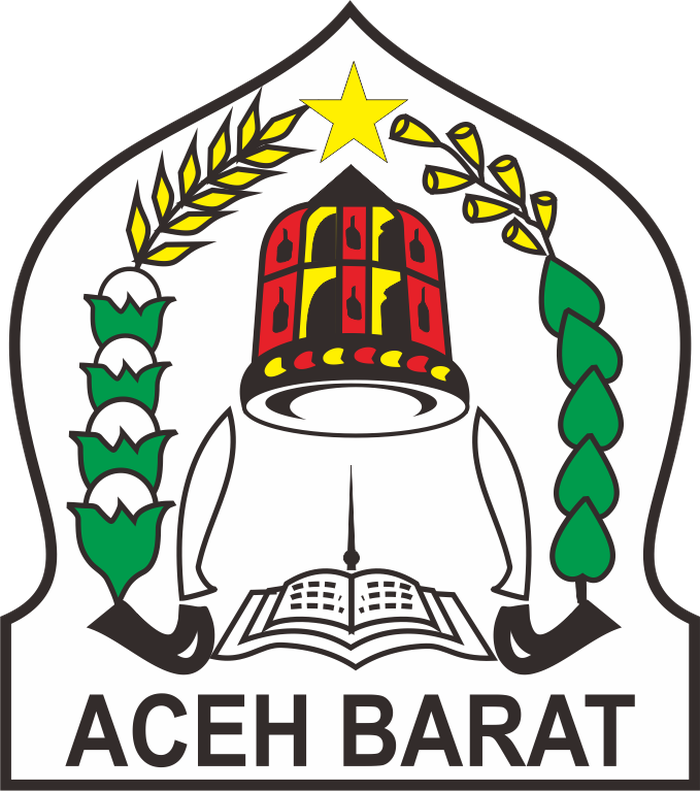
Західний Ачех (регентство)
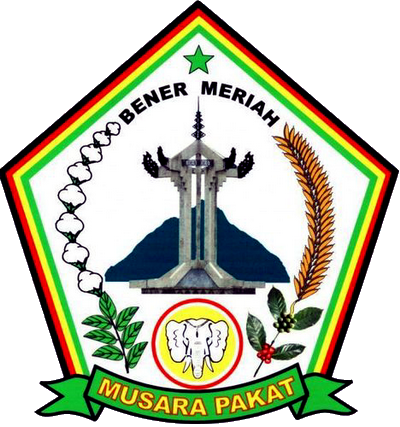
Бенер-Мерія (регентство)
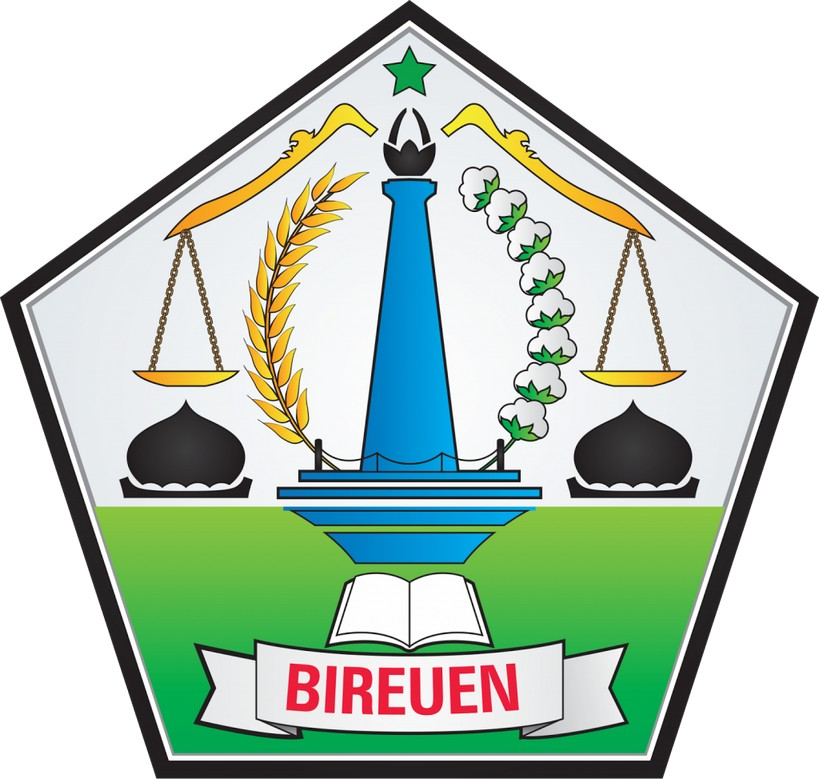
Біреуен (регентство)
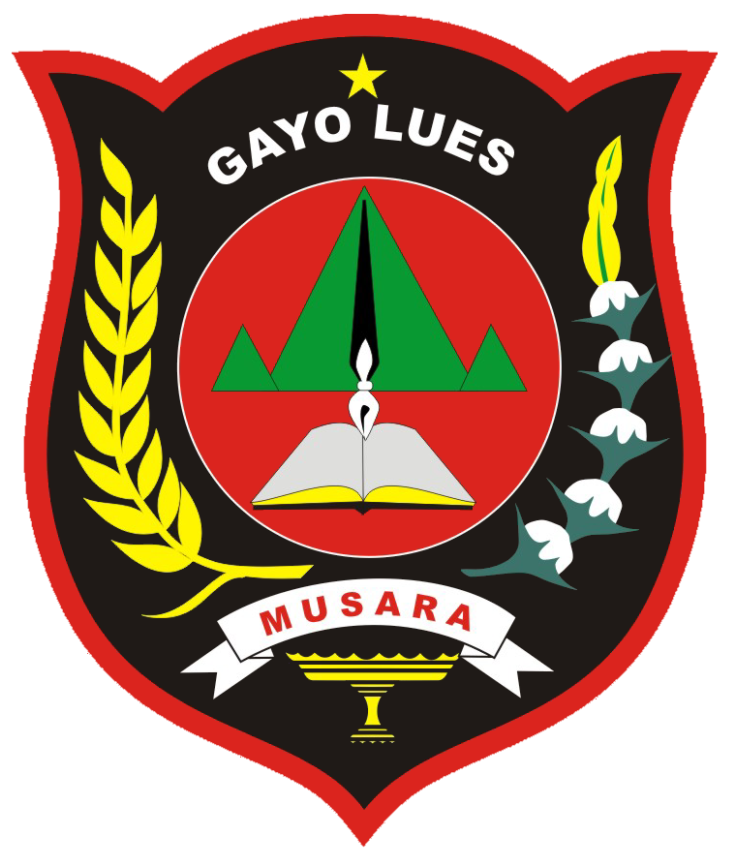
Гайо-Луес (регентство)
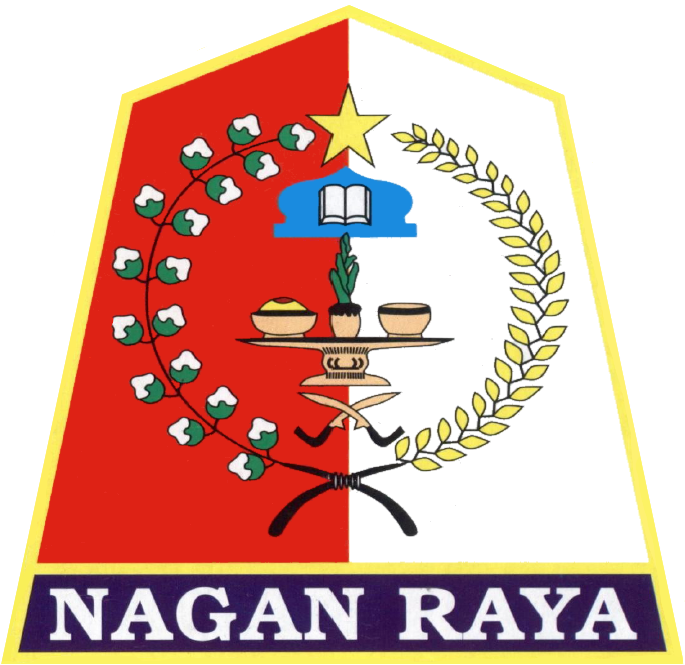
Наган-Рая (регентство)
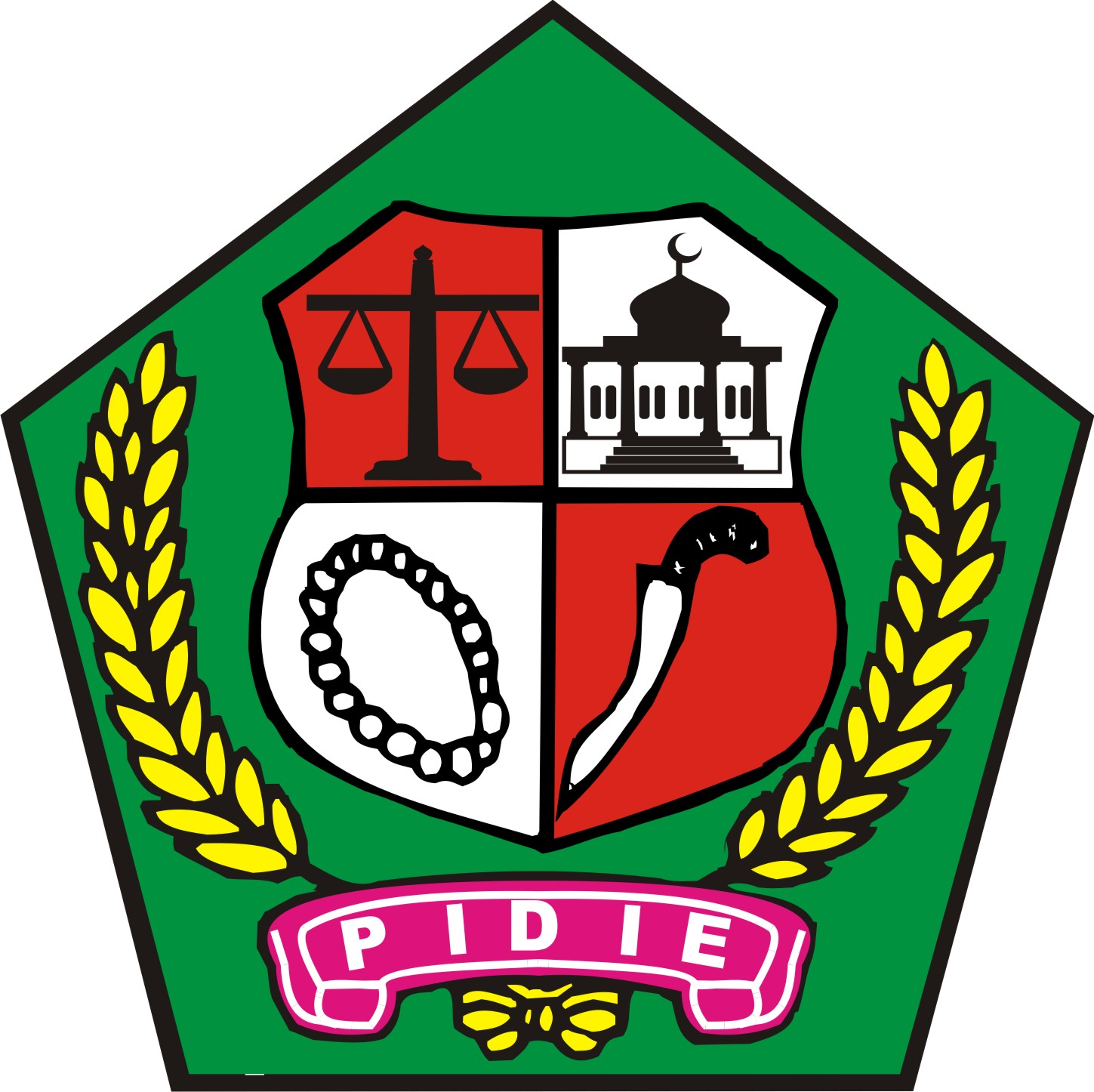
Піді (регентство)
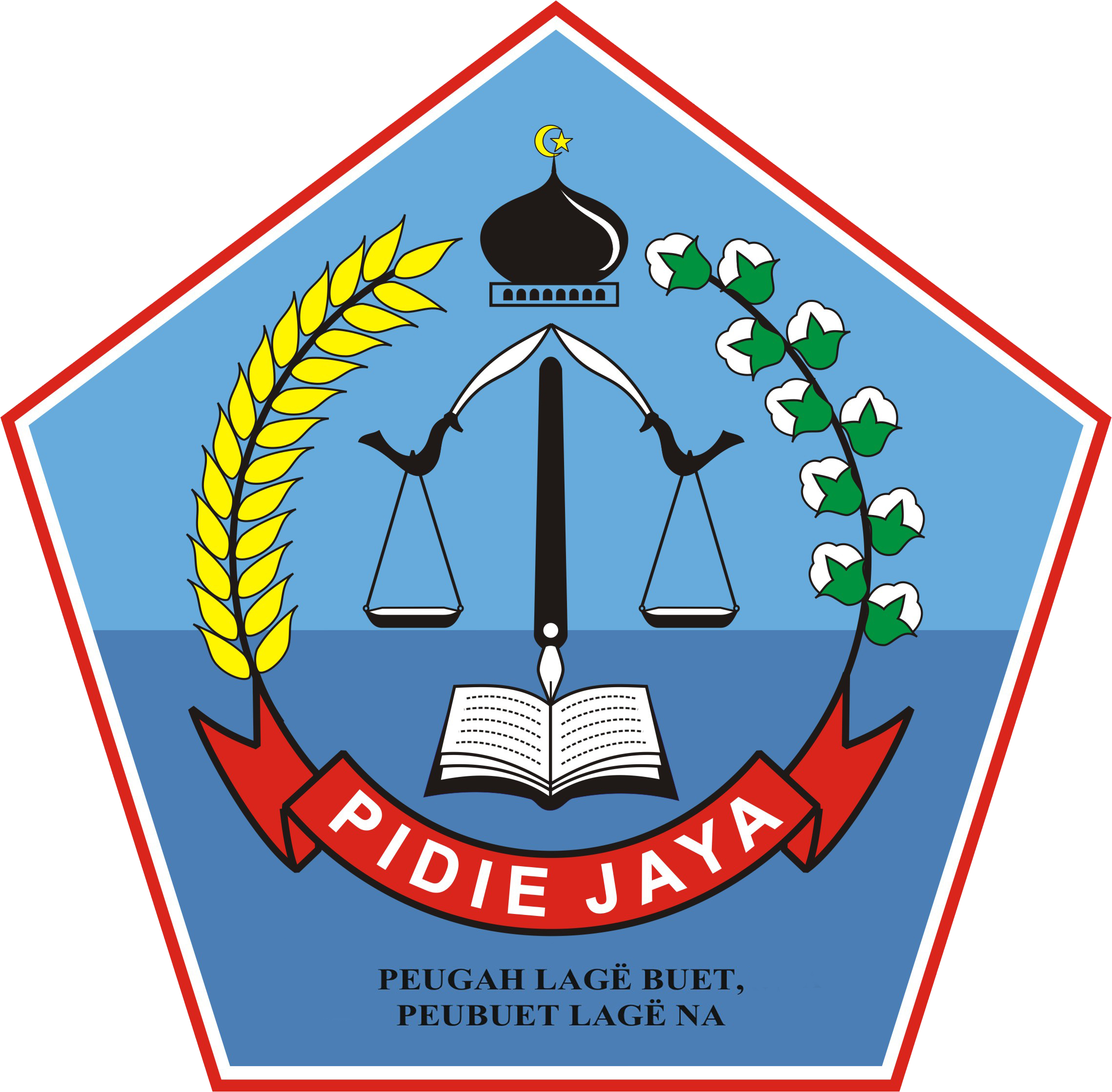
Піді-Джая (регентство)
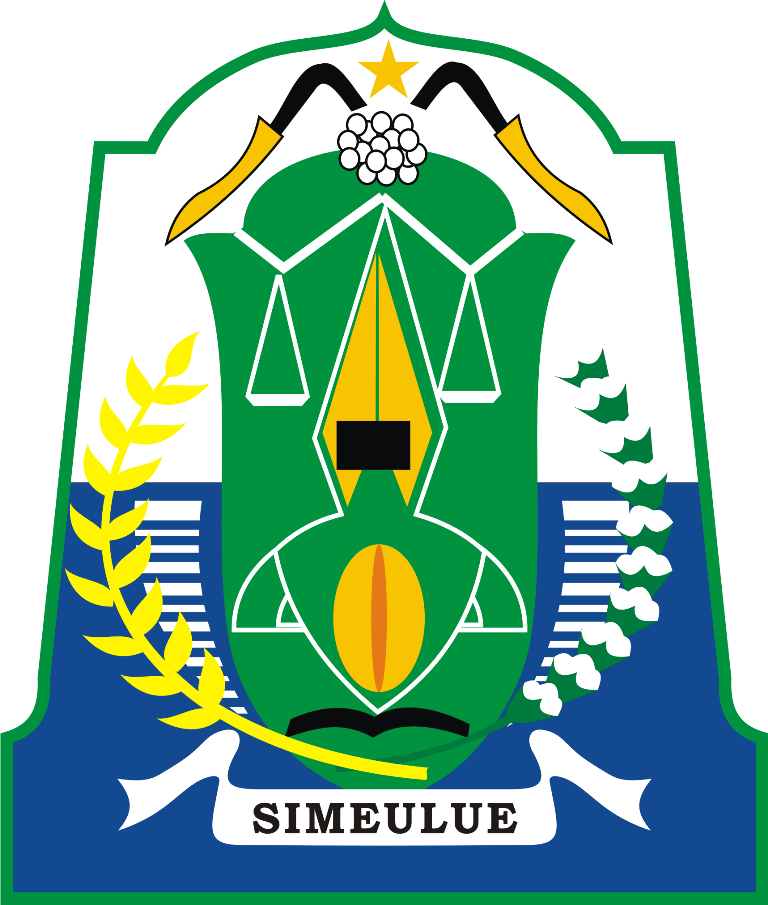
Сімелуе (регентство)
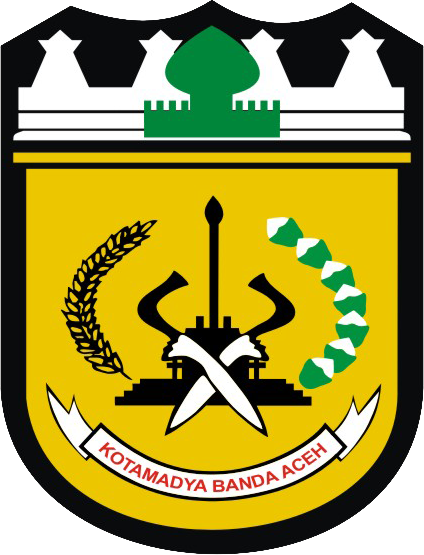
Банда-Ачех (місто)
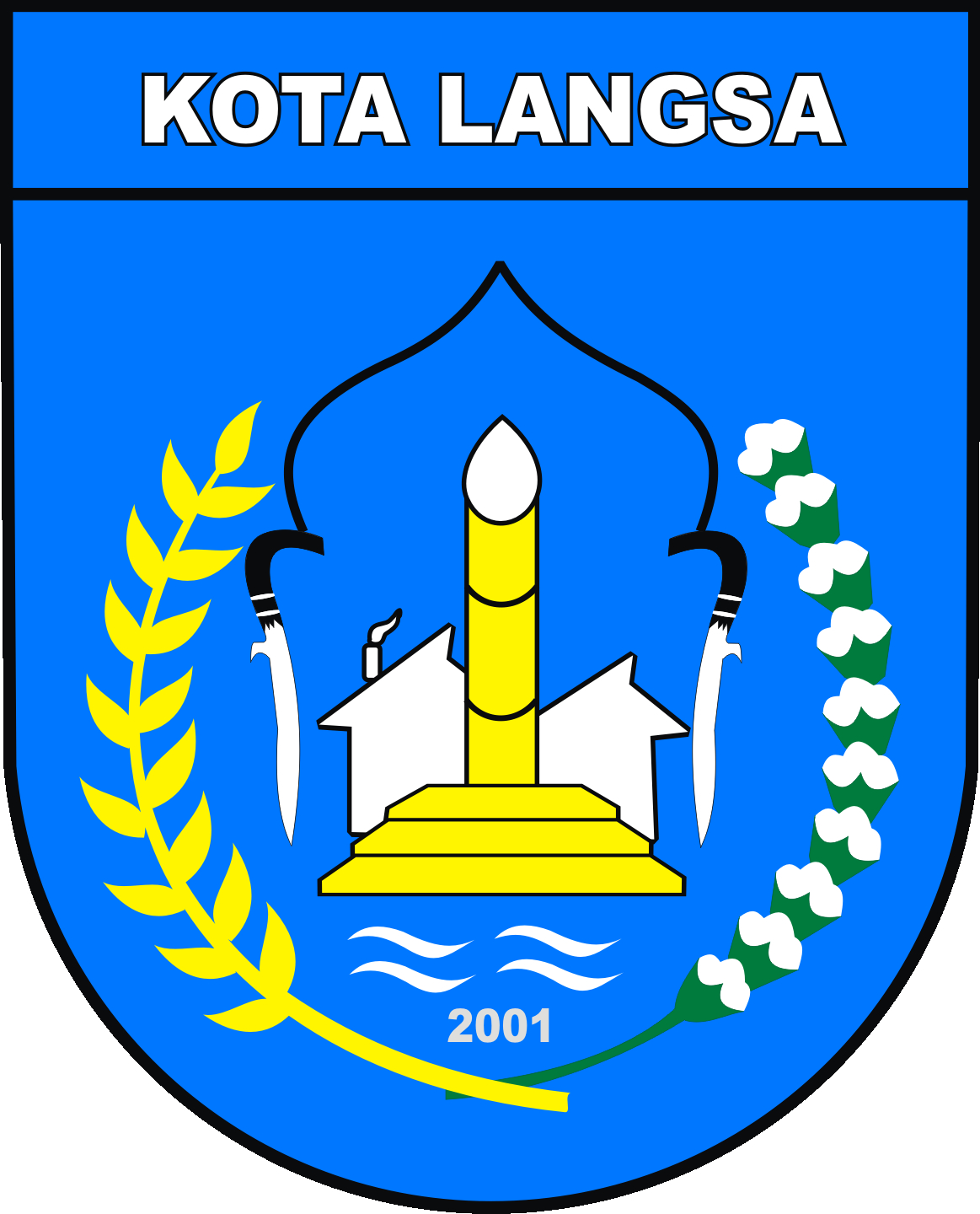
Лангса  (місто)
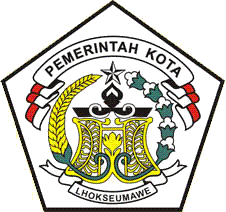
Лхоксемаве (місто)
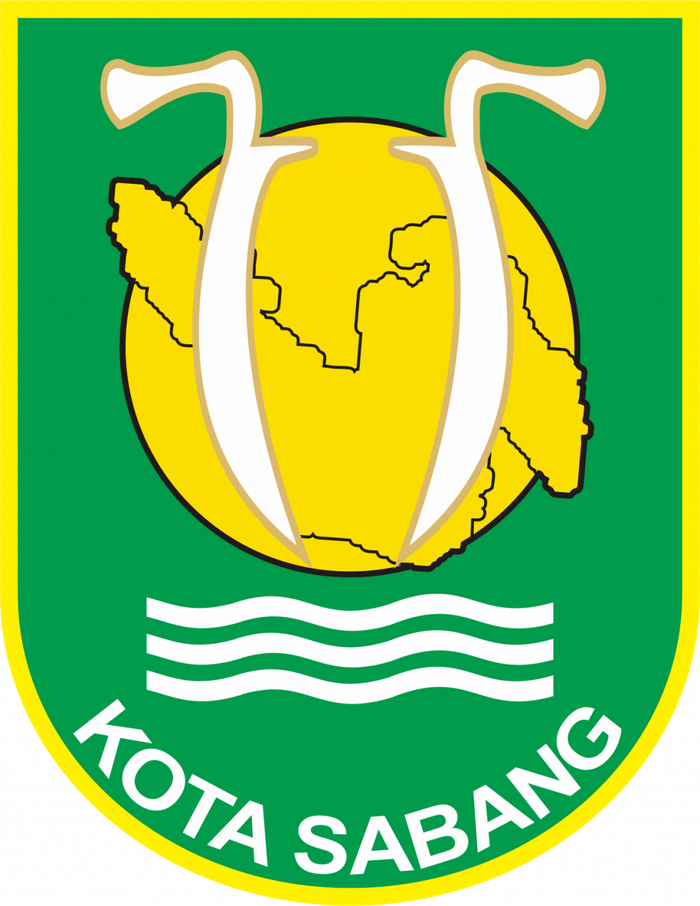
Сабанг (місто)
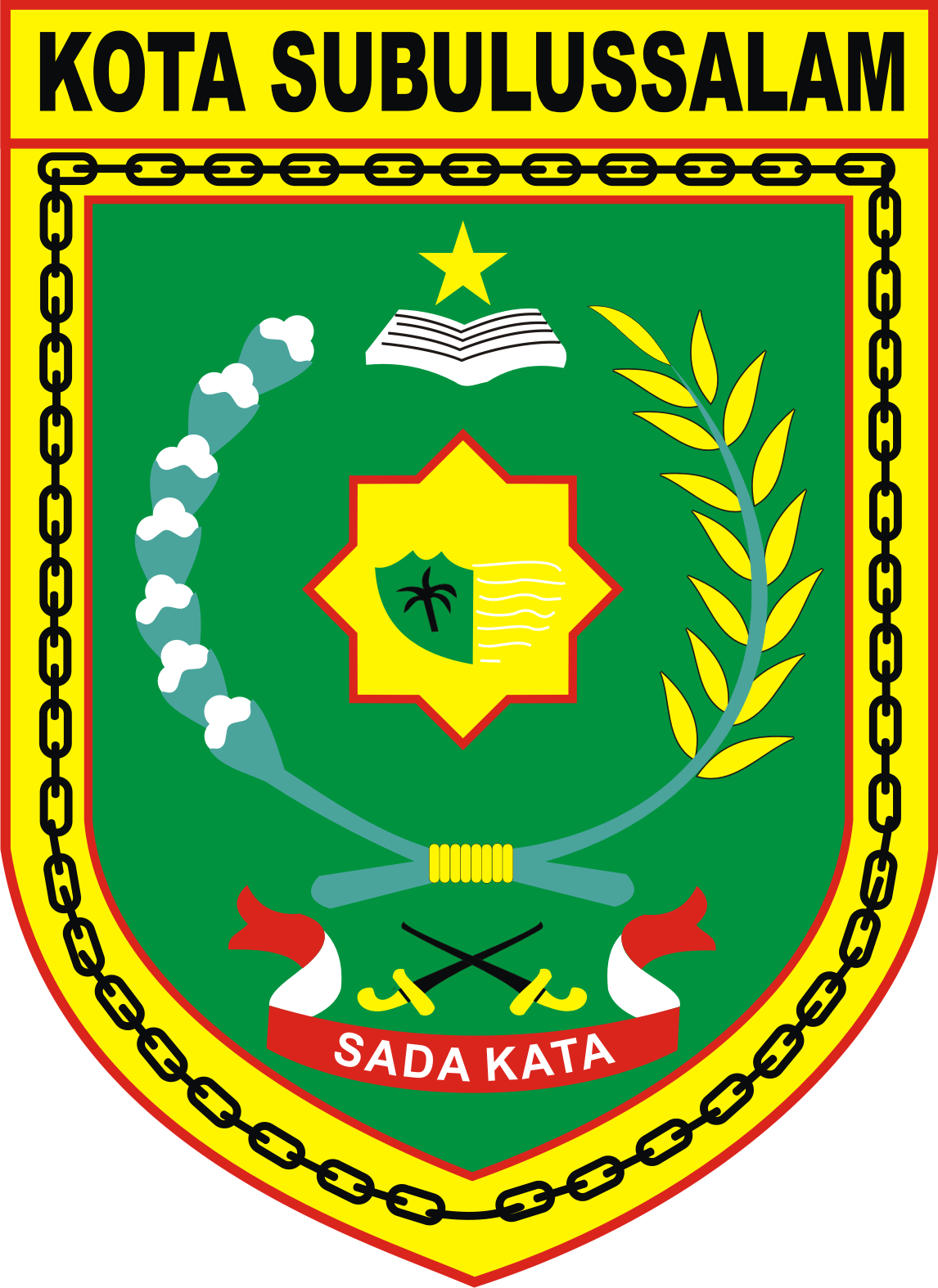
Субулуссалам (місто)

### Північна Суматра

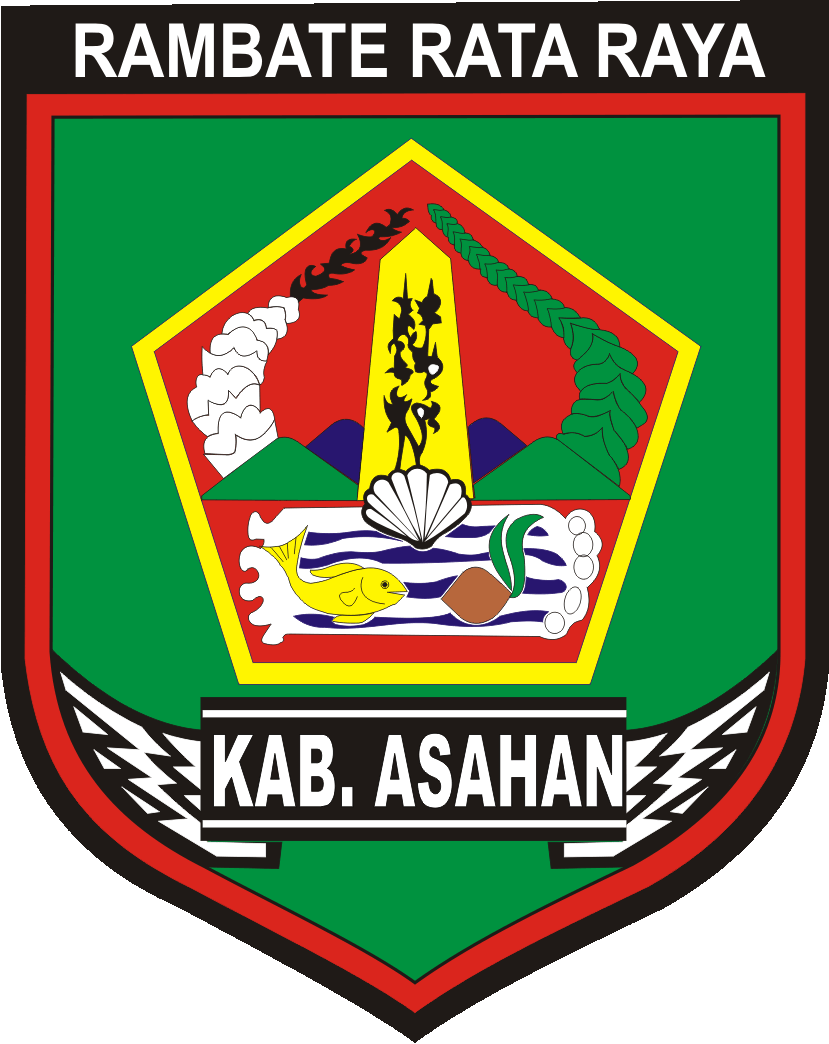
Асахан (регентство)
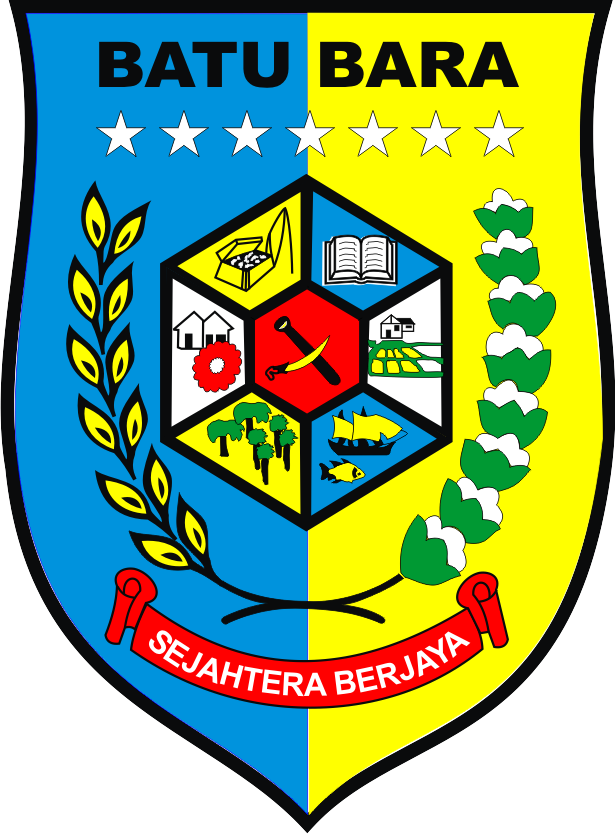
Батубара (регентство)
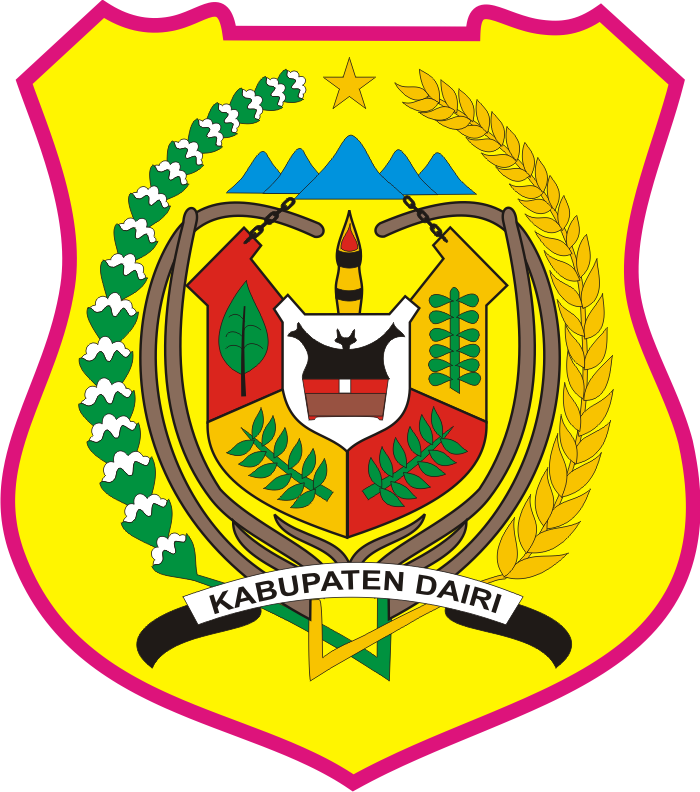
Дайрі (регентство)
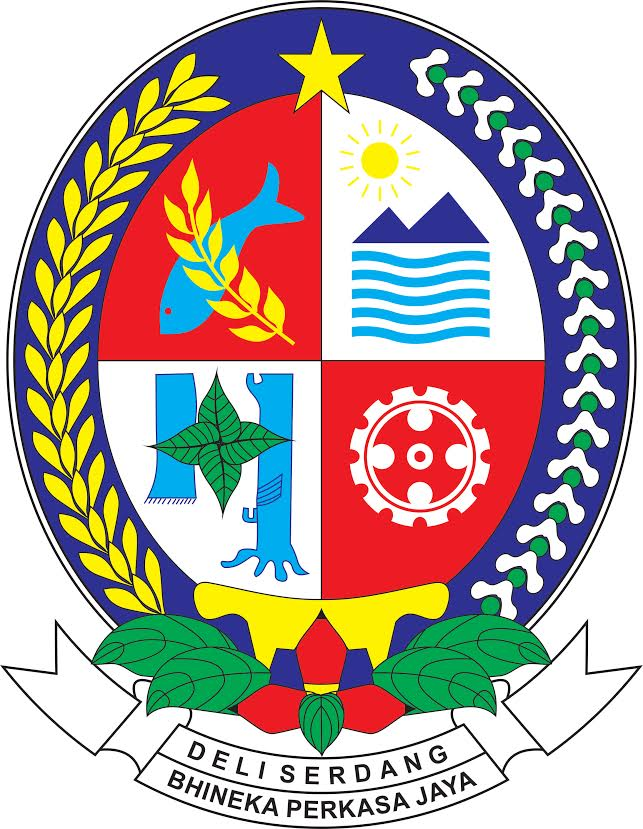
Делі-Серданг (регентство)
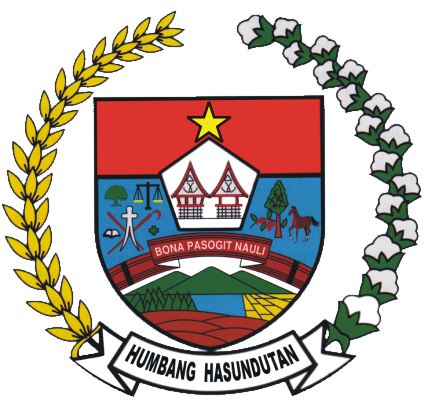
Хумбанг Хасундутан (регентство)
Каро (регентство)
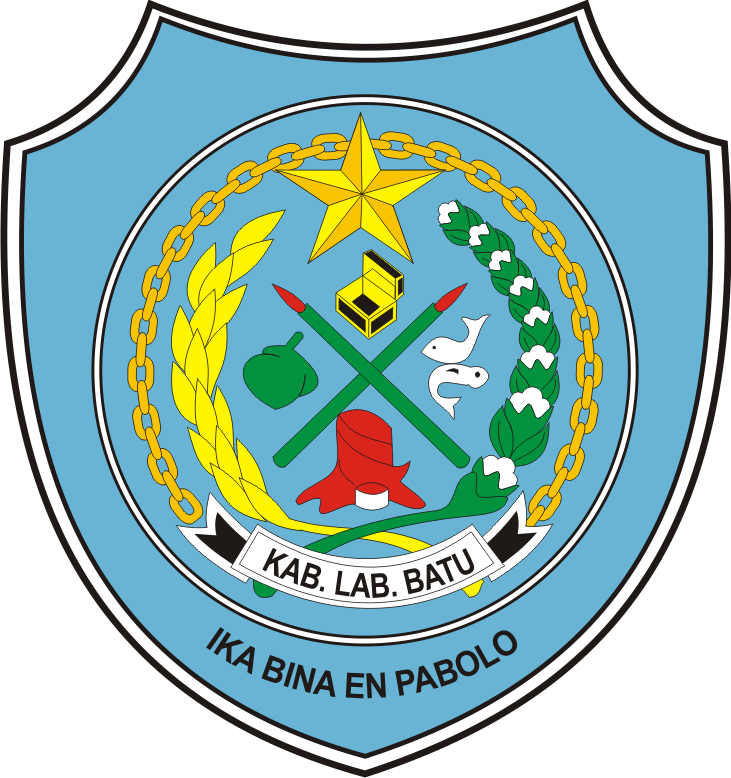
Лабуханбату (регентство)
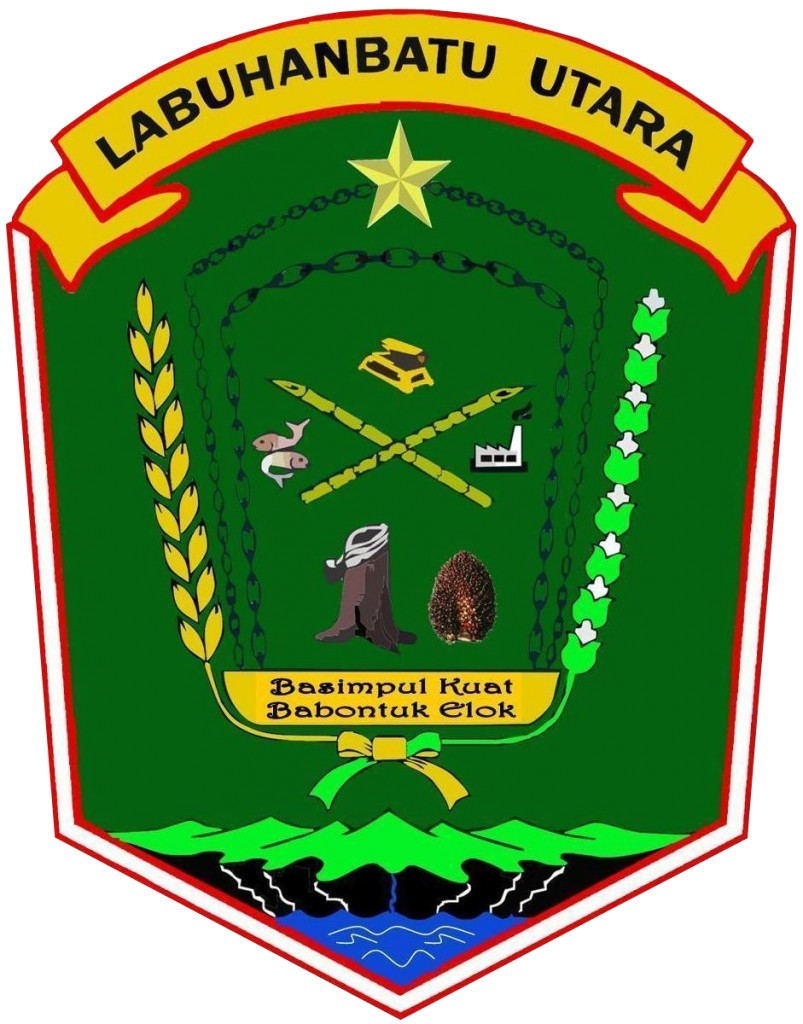
Північний Лабуханбату (регентство)
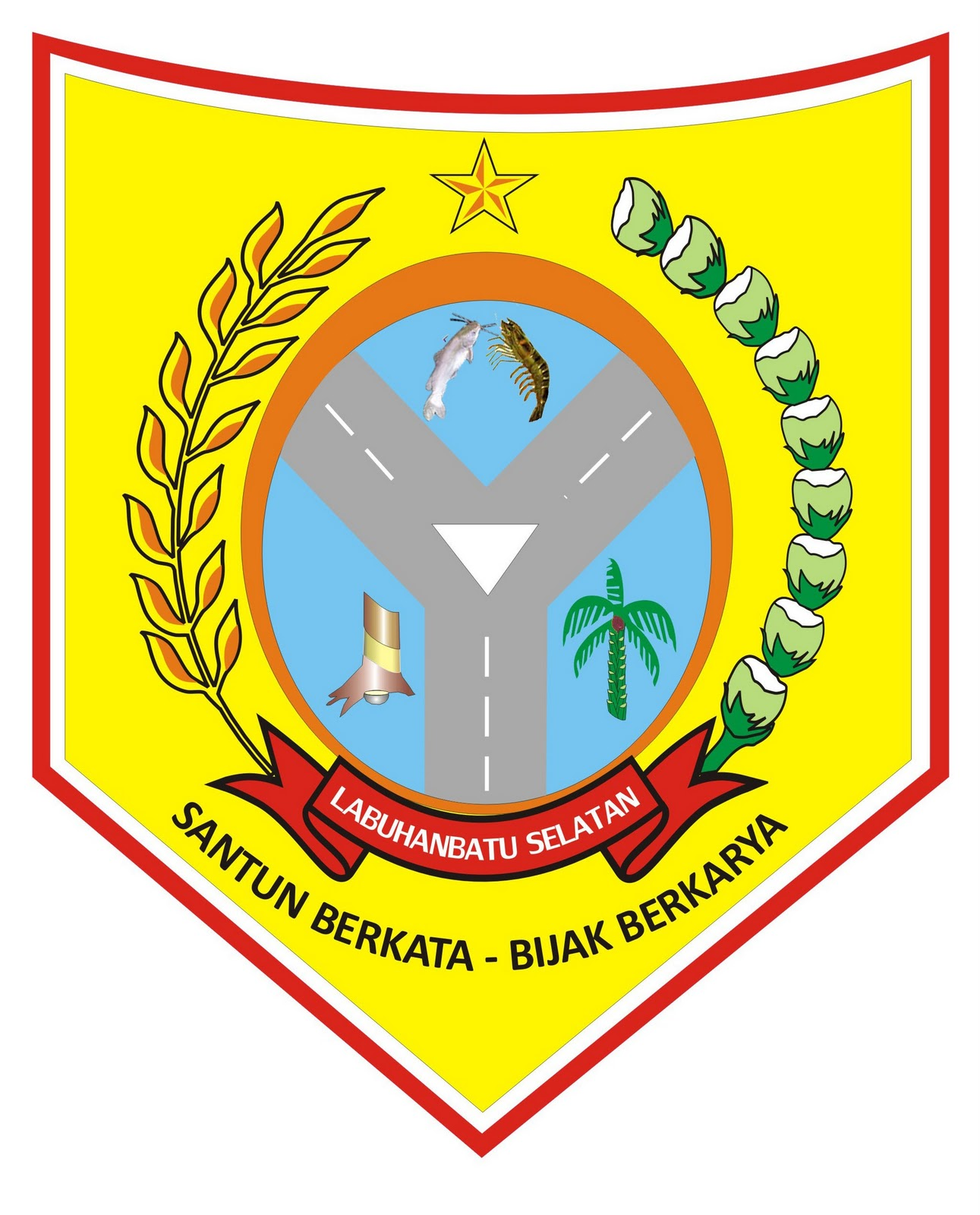
Південний Лабуханбату (регентство)
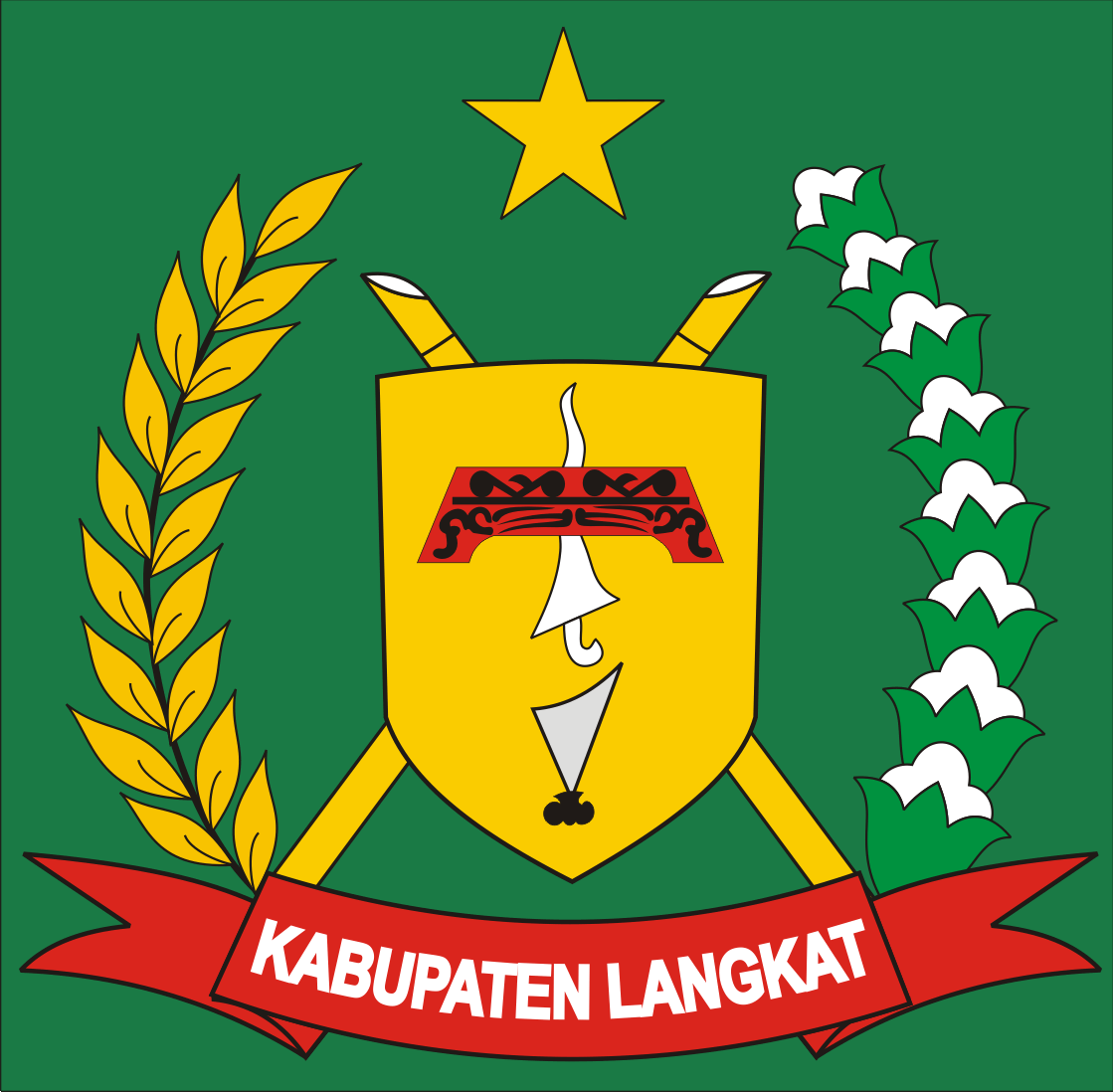
Лангкат (регентство)
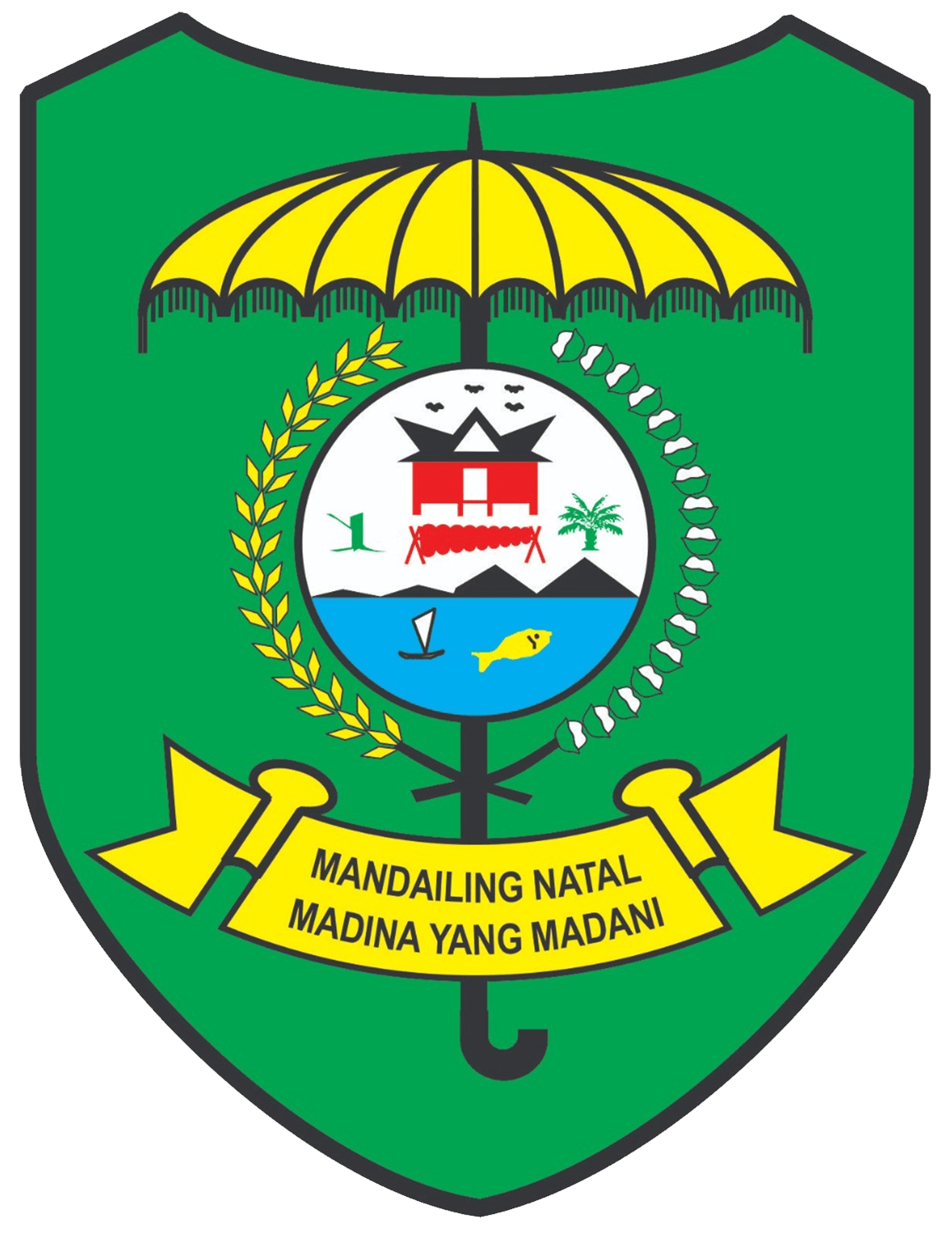
Мандайлінг Натал (регентство)
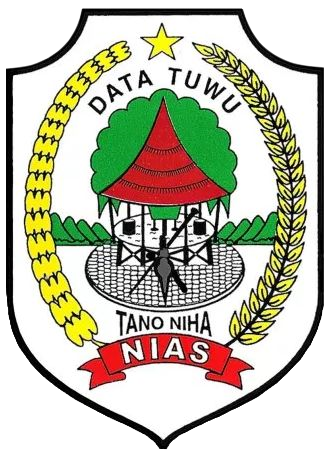
Ніас (регентство)
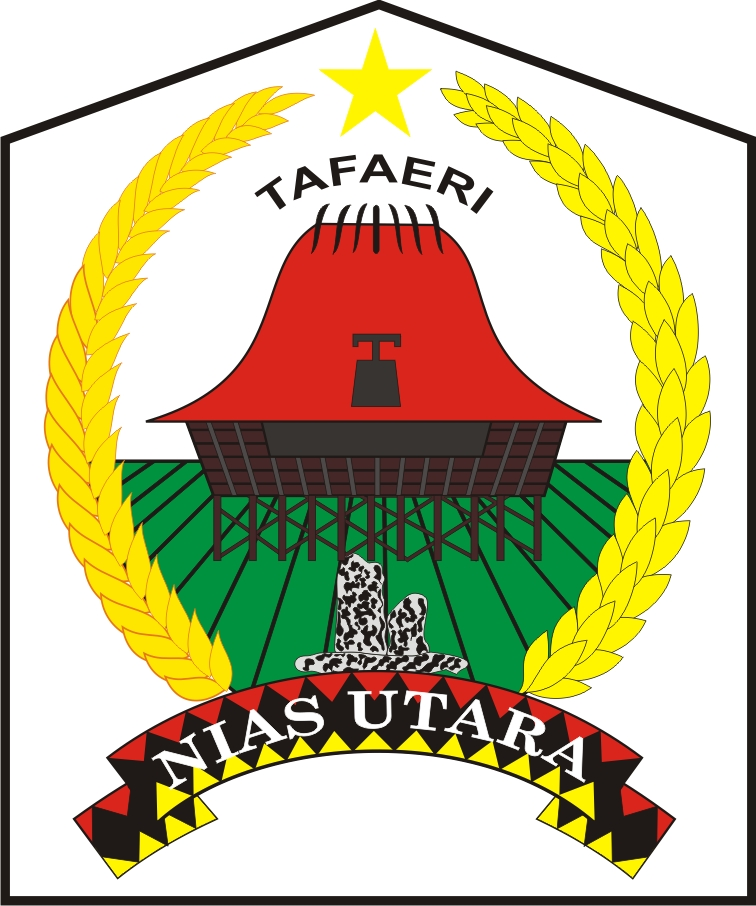
Північний Ніас (регентство)
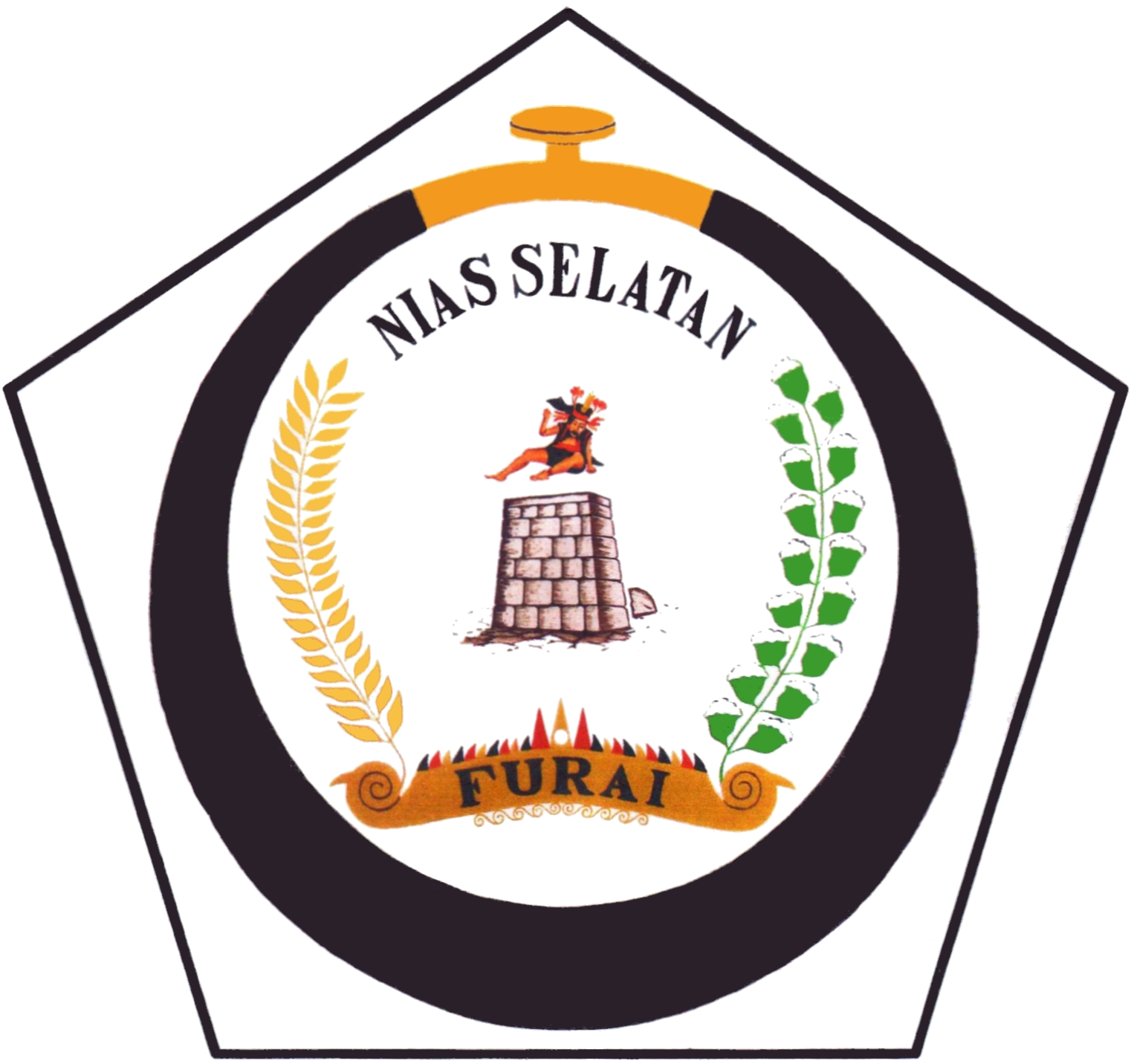
Південний Ніас (регентство)
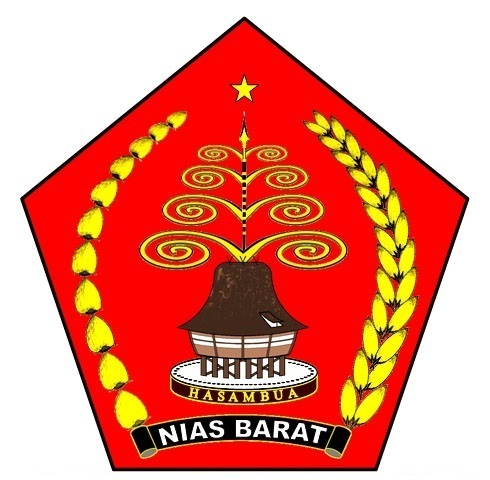
Західний Ніас (регентство)
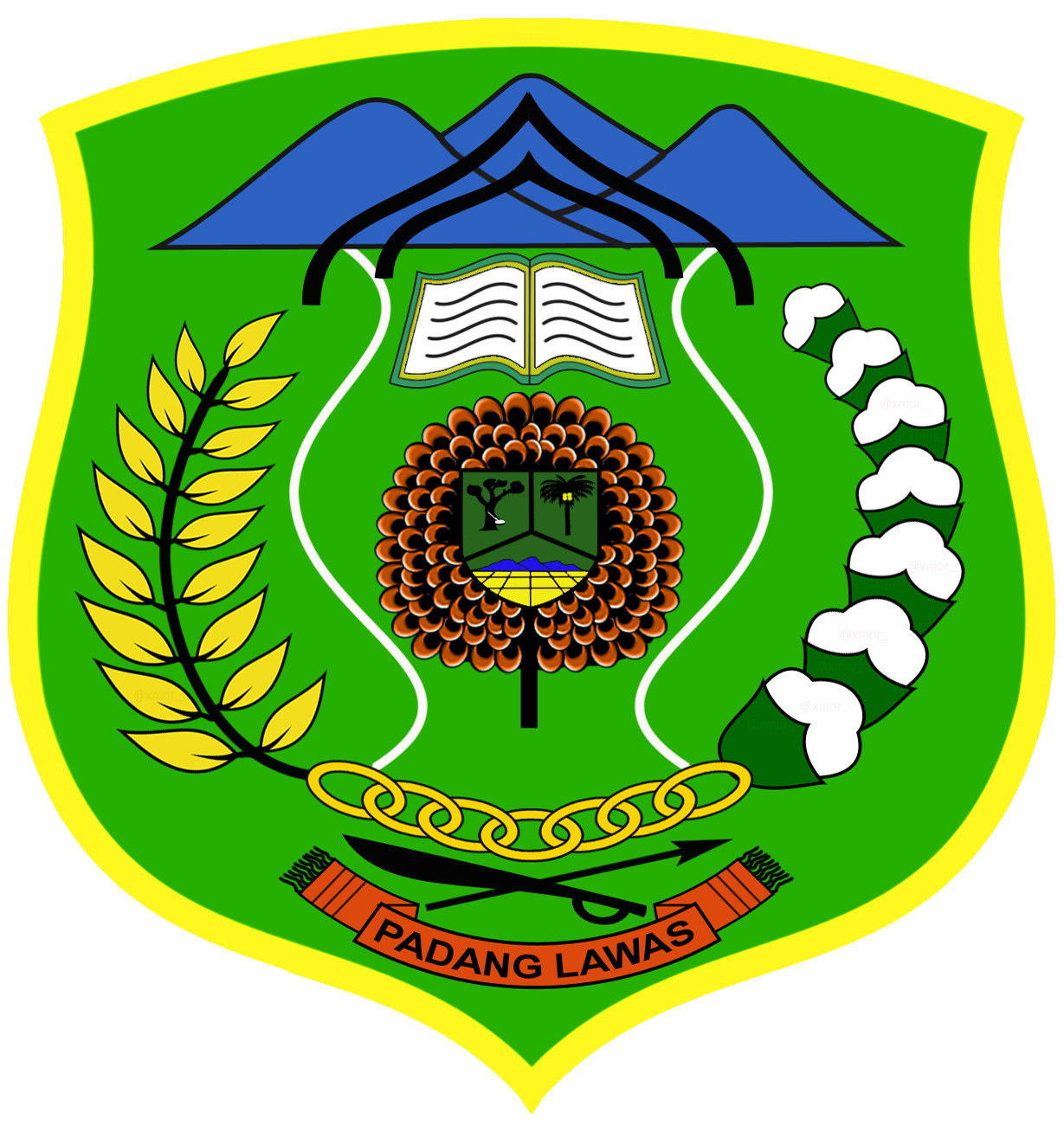
Паданг Лавас (регентство)
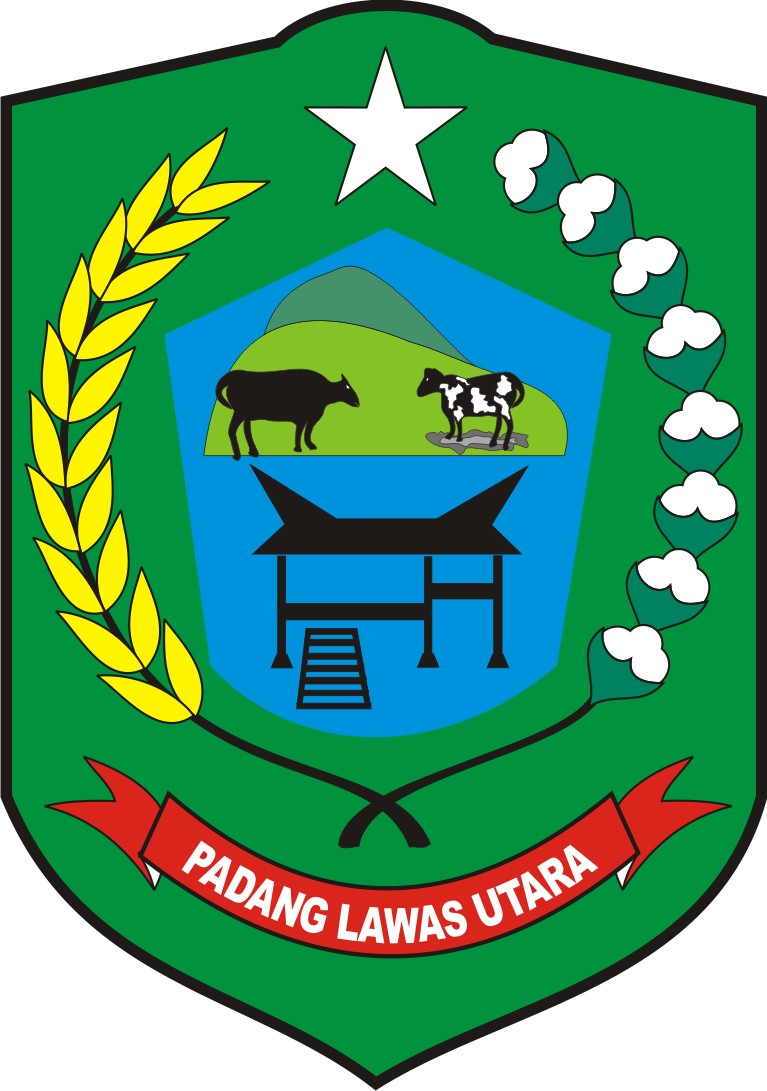
Північний Паданг Лавас (регентство
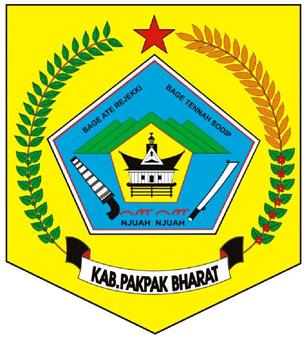
Пакпак Бхарат (регентство)
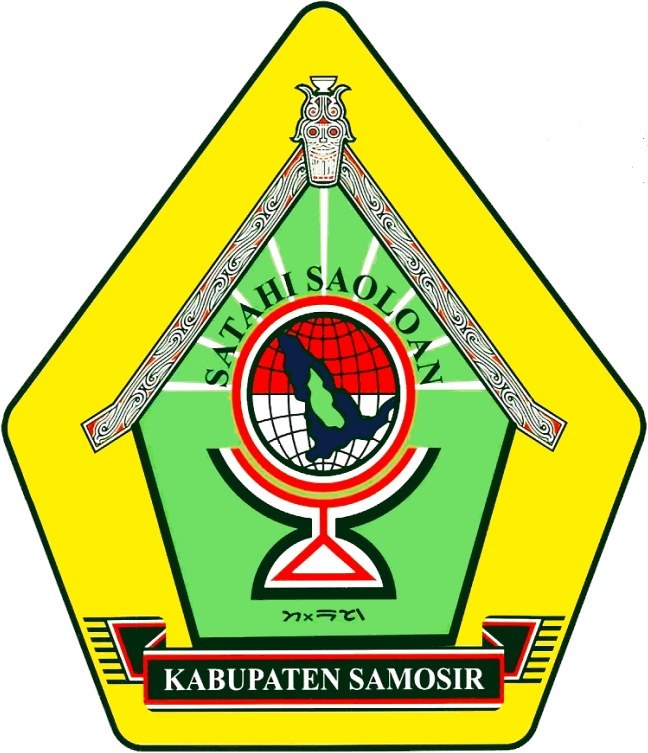
Самосір (регентство)
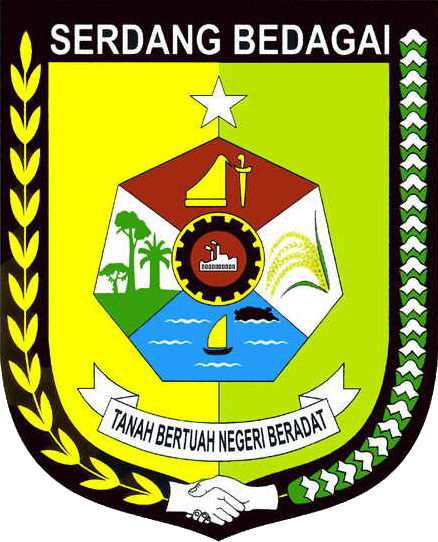
Серданг Бедагай (регентство)
Сімалунгун (регентство)
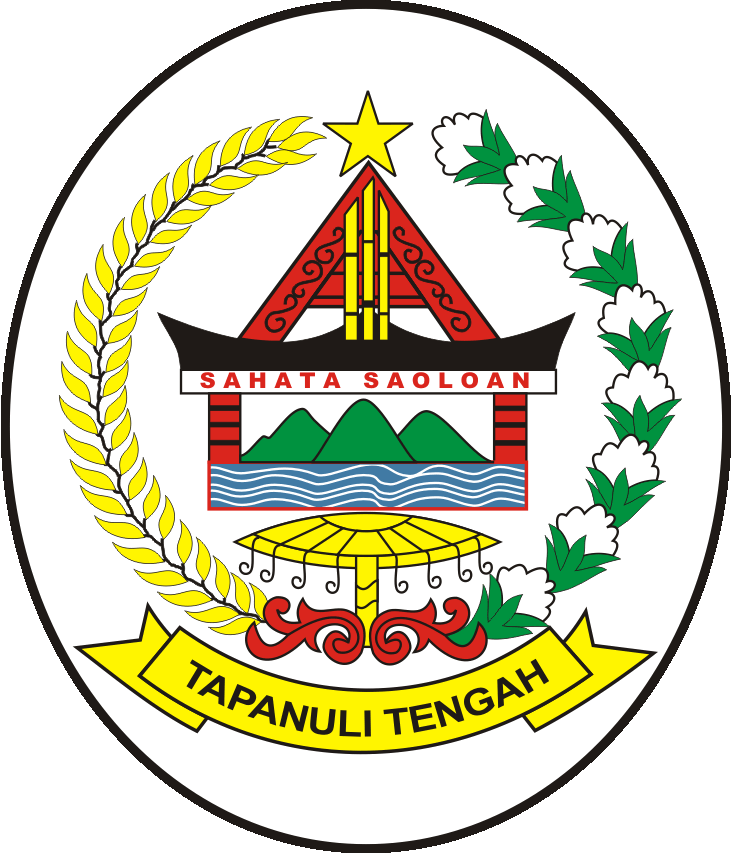
Центральний Тапанулі (регентство)
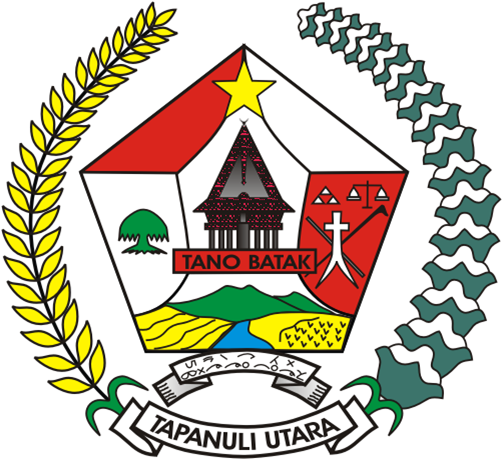
Північний Тапанулі (регентство)
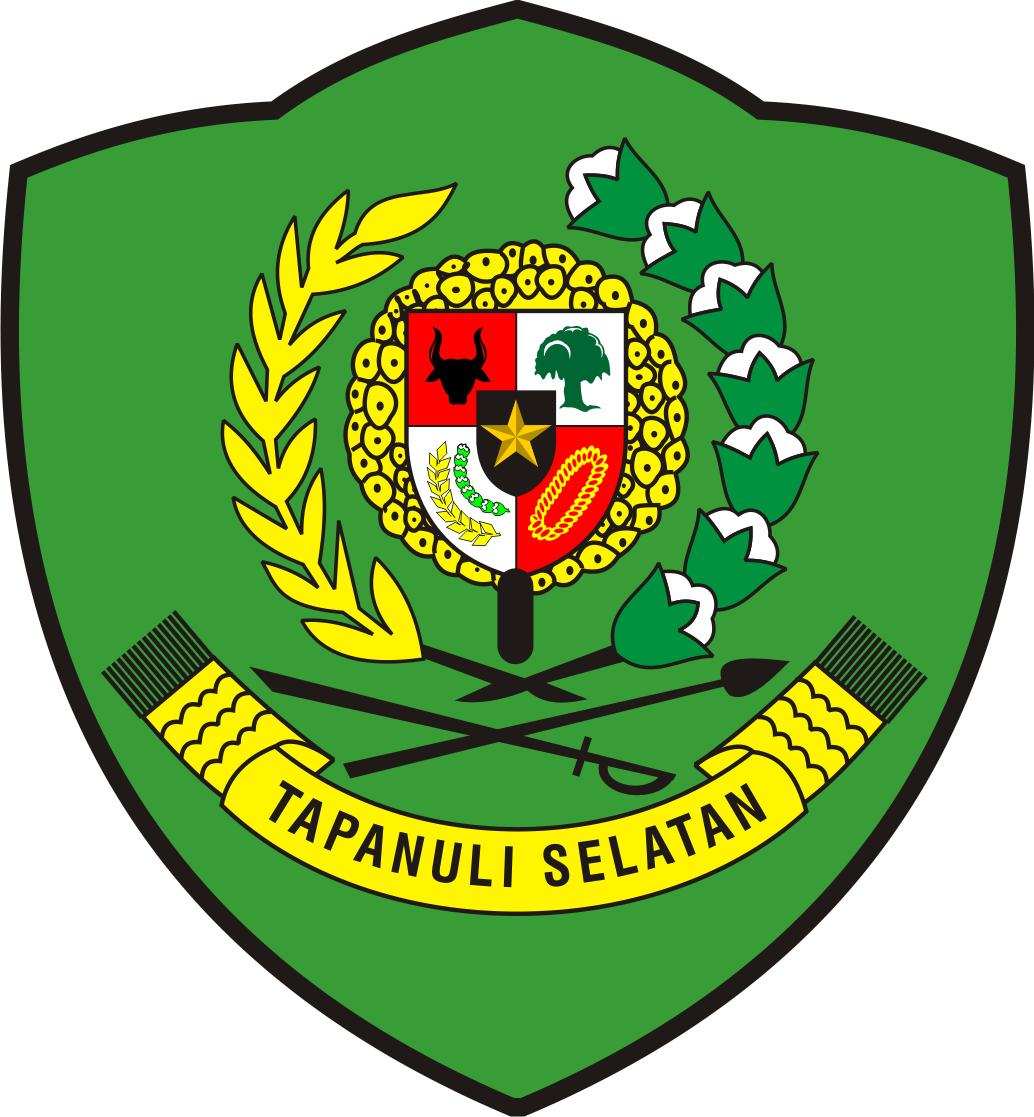
Південний Тапанулі (регентство)
Тоба (регентство)
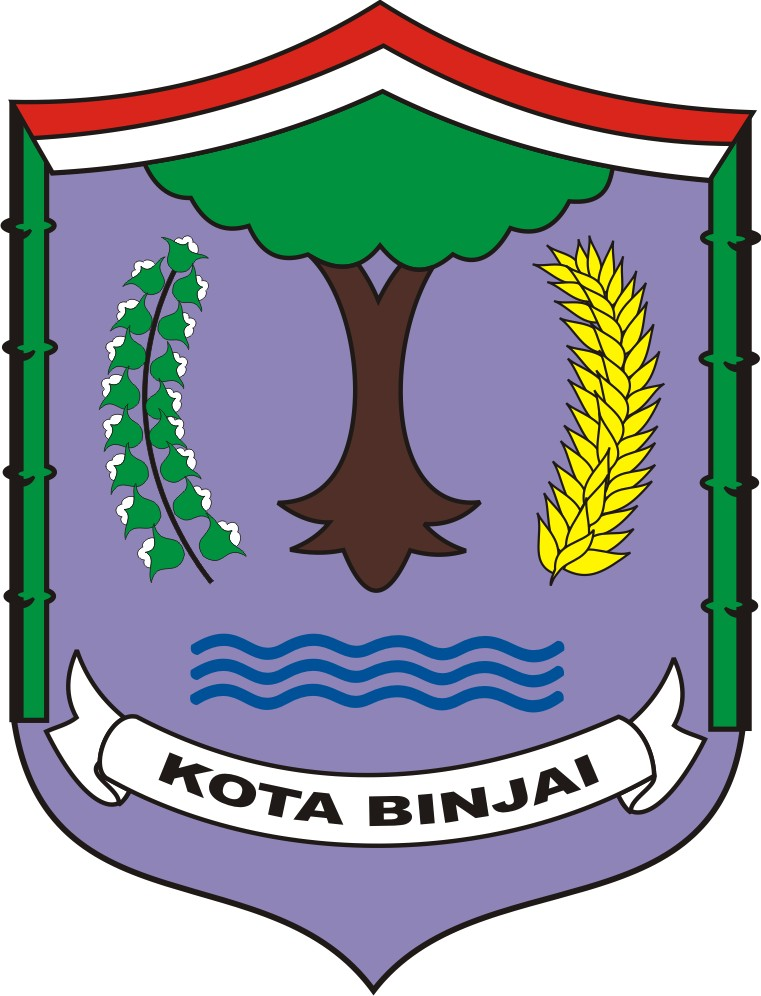
Бінджай (місто)
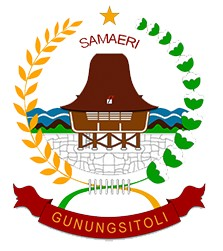
Гунунгсітолі (місто)
Медан (місто)
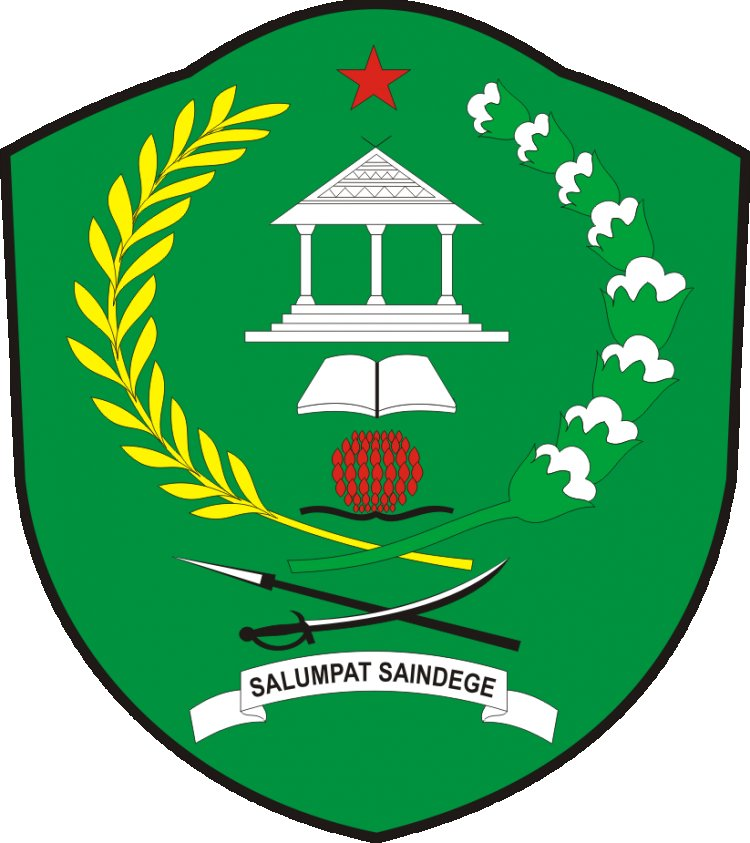
Падангсідемпуан (місто)
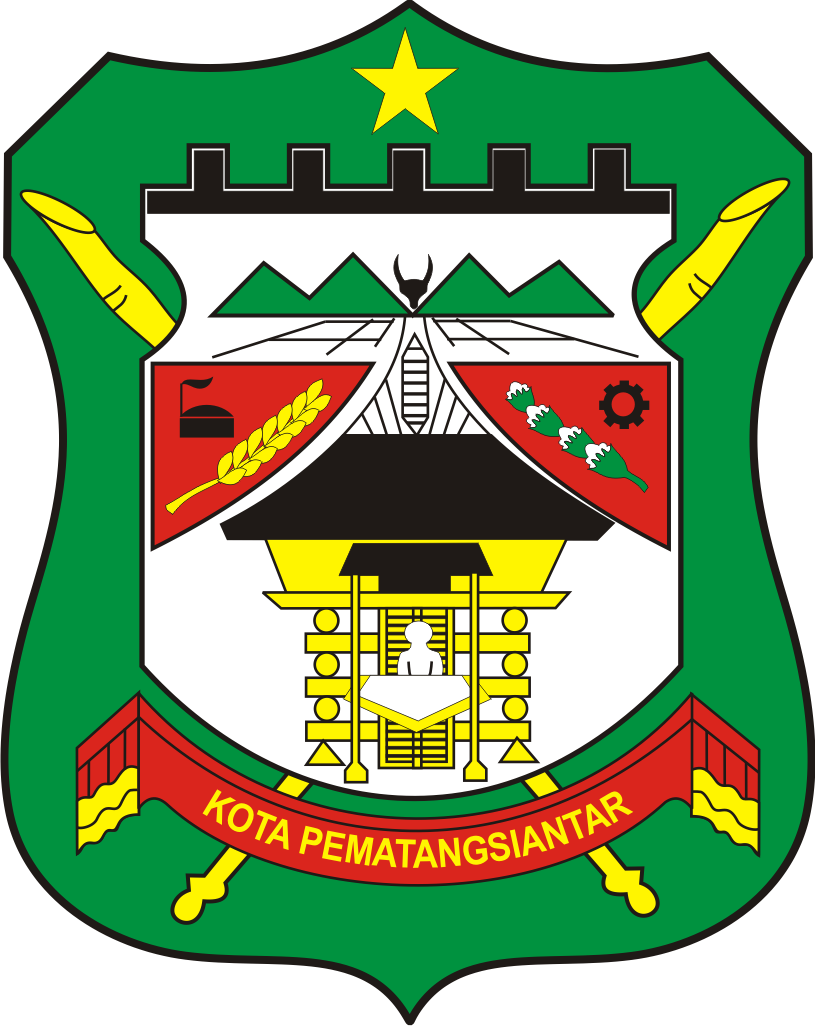
Пематангсіантар (місто)
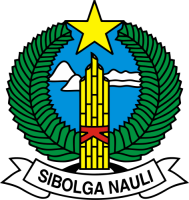
Сіболга (місто)
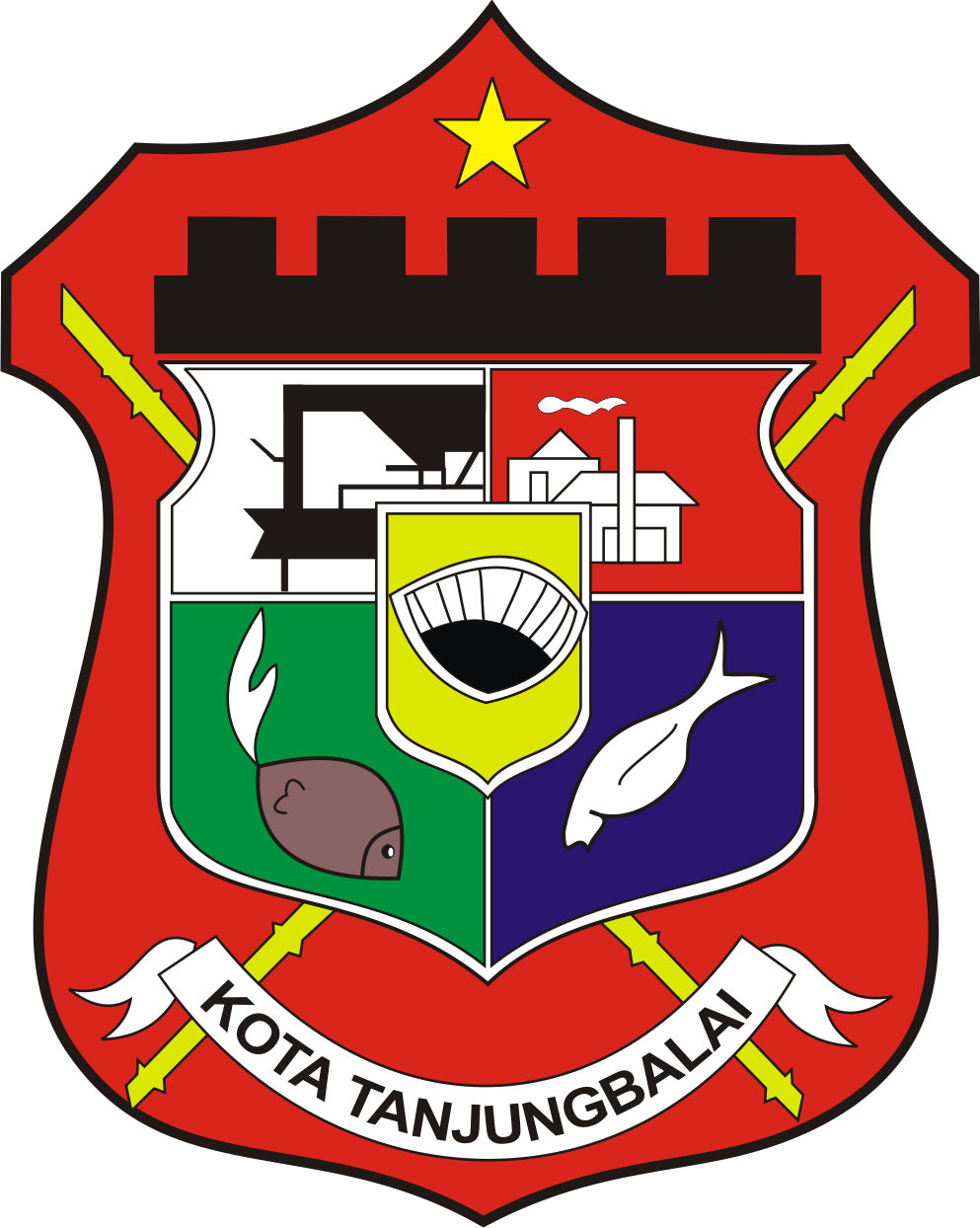
Танджунгбалай (місто)
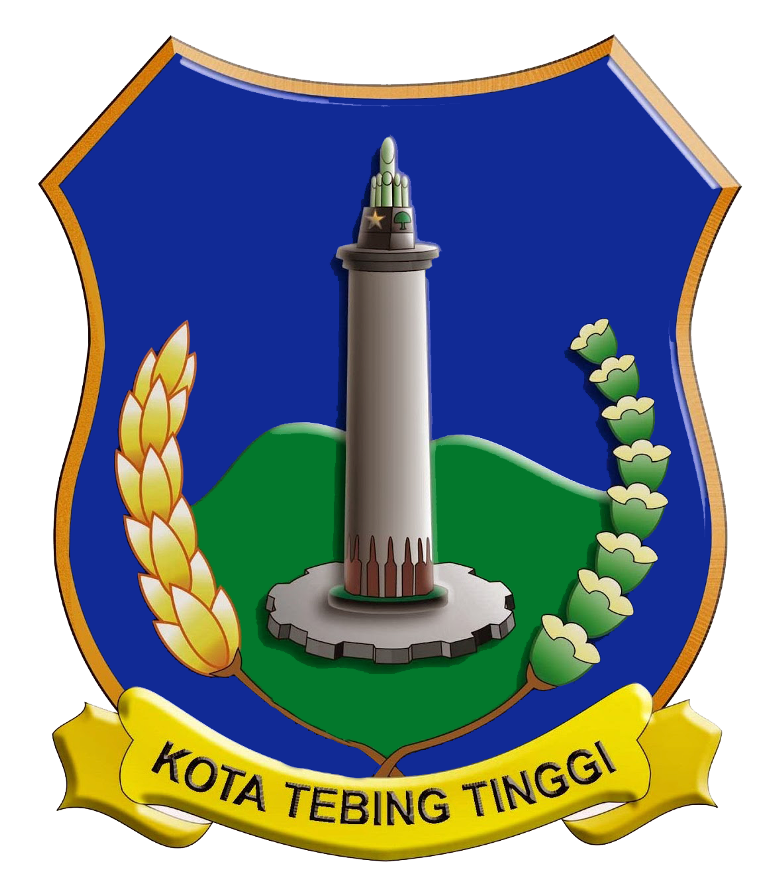
Тебінг Тінгі (місто)

### Західна Суматра

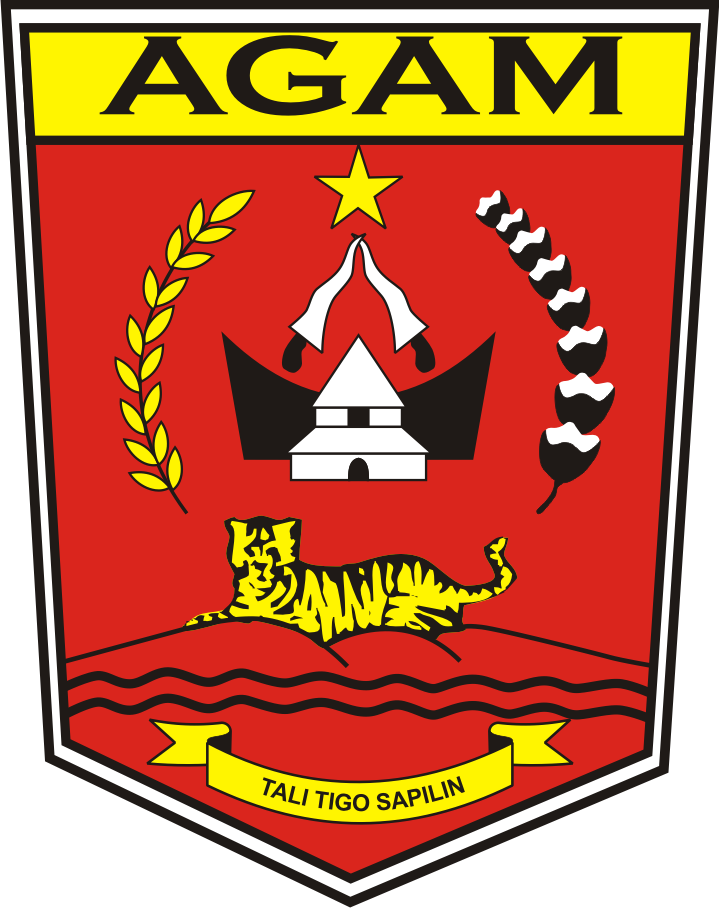
Агама (регентство)
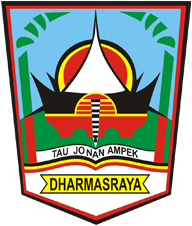
Дгармасрая (регентство)
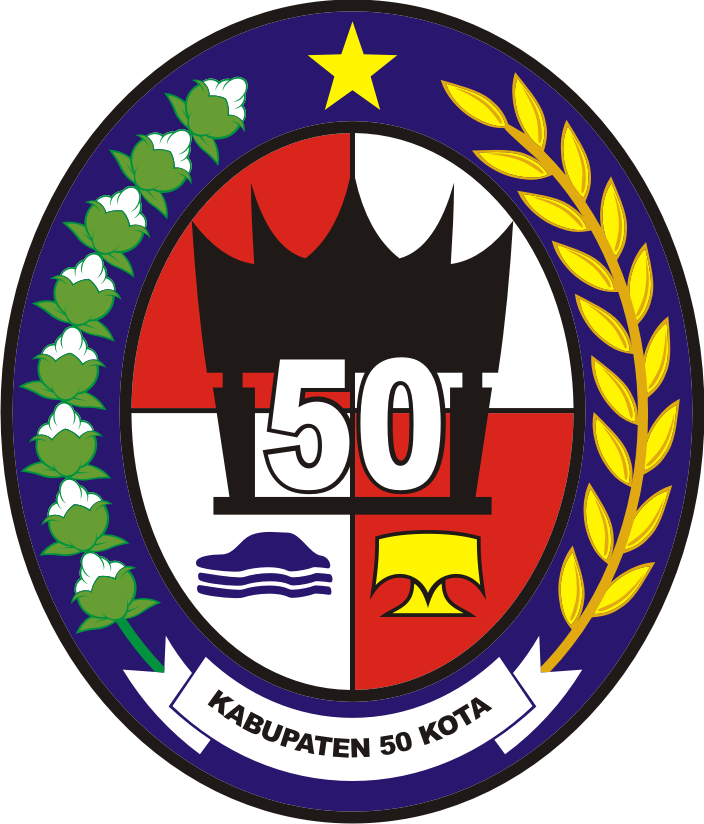
Ліма Пулух Кота (регентство)
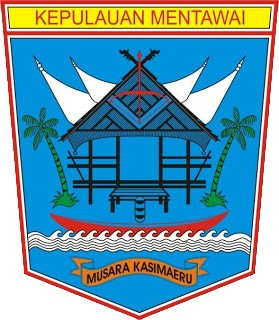
Ментавайські острови (регентство)
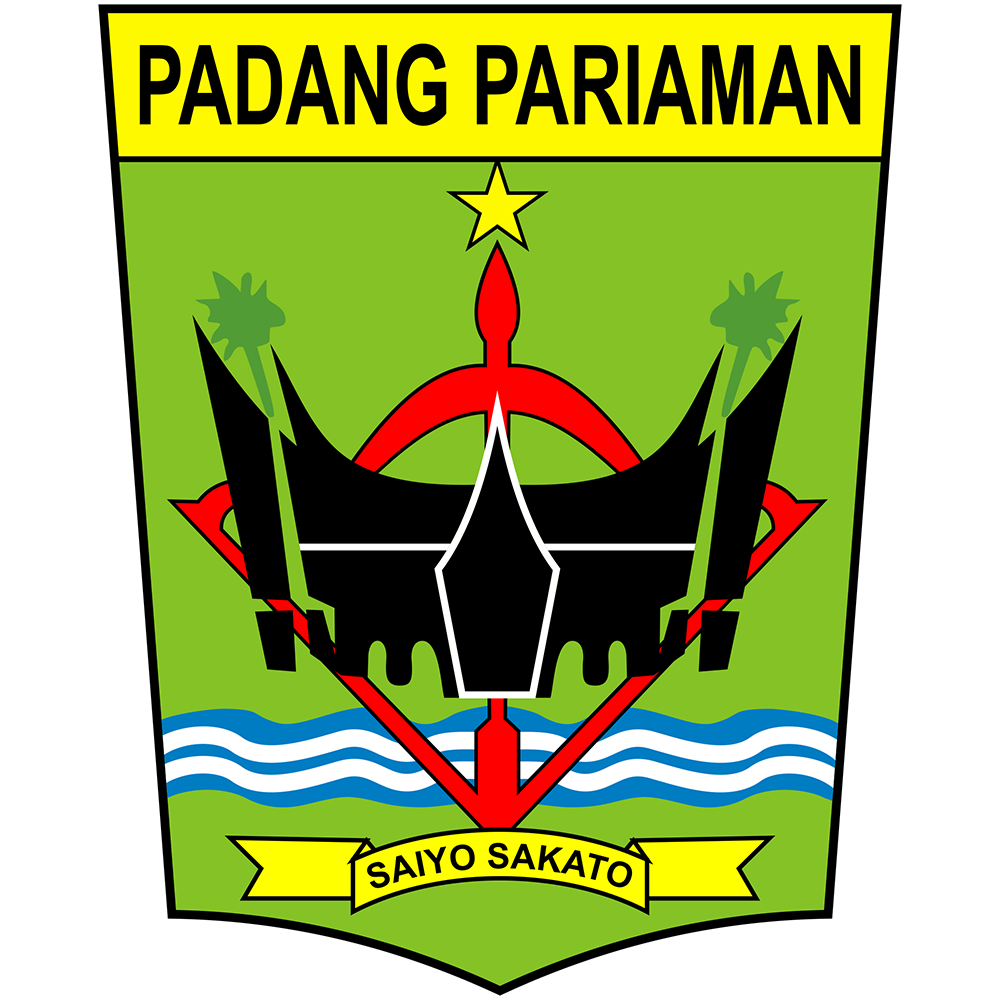
Паданг Паріаман (регентство)
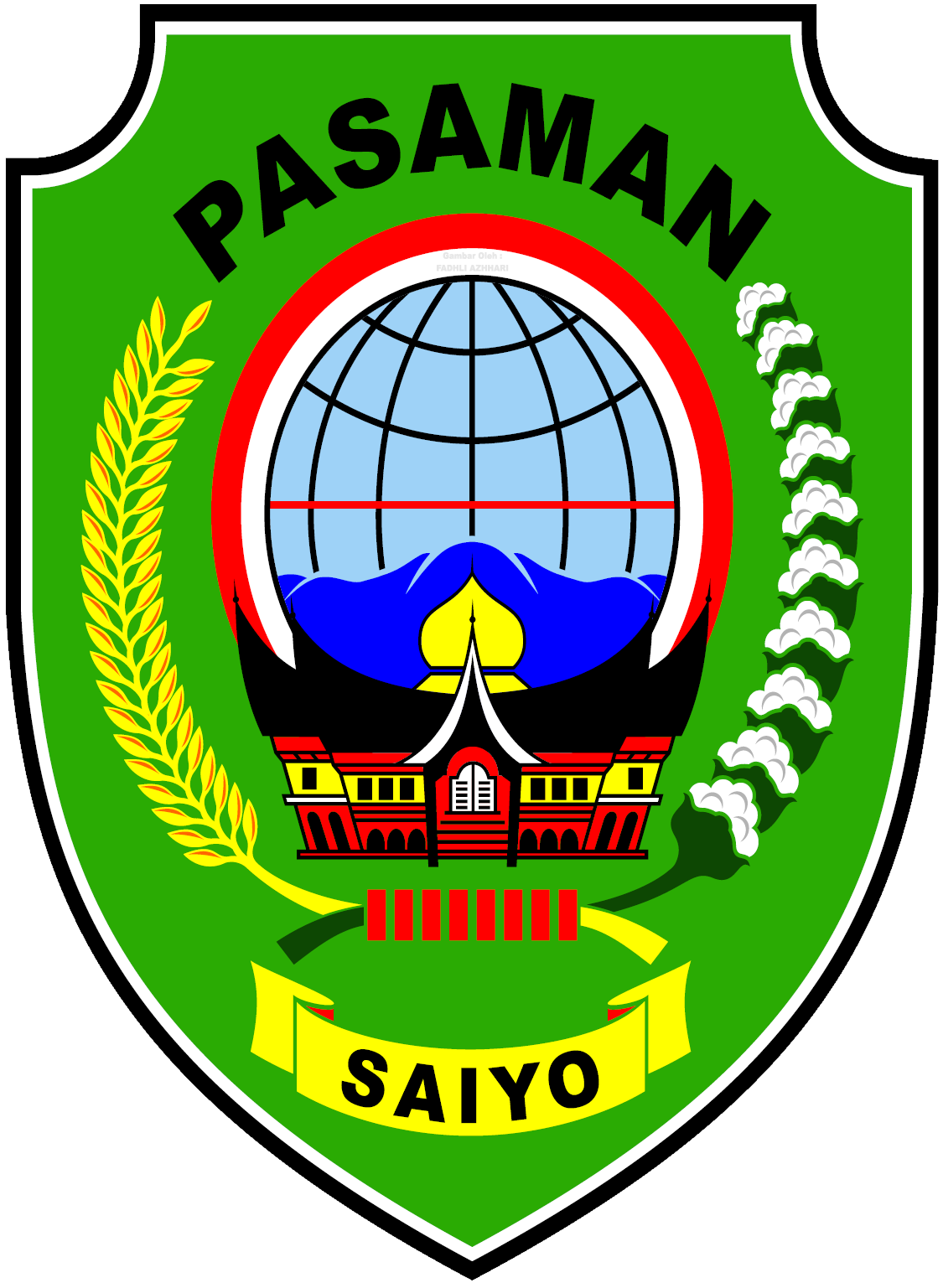
Пасаман (регентство)
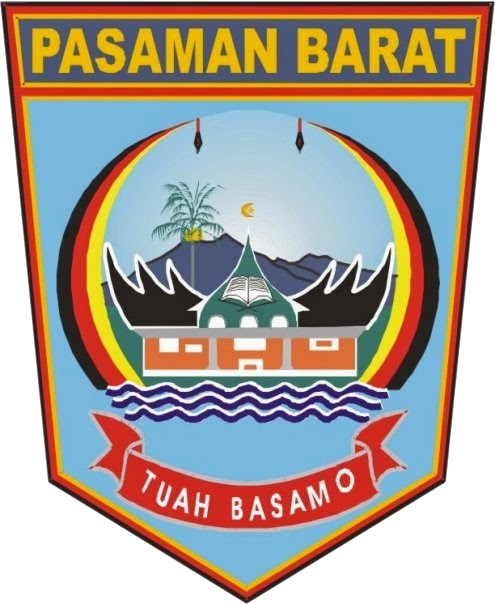
Західний Пасаман (регентство)
Песісір Селатан (регентство)
Сіджунджунг (регентство)
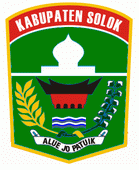
Солок (округ)
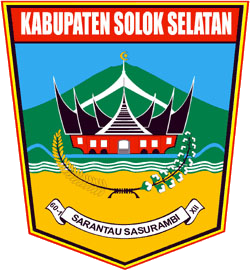
Південний Солок (регентство)
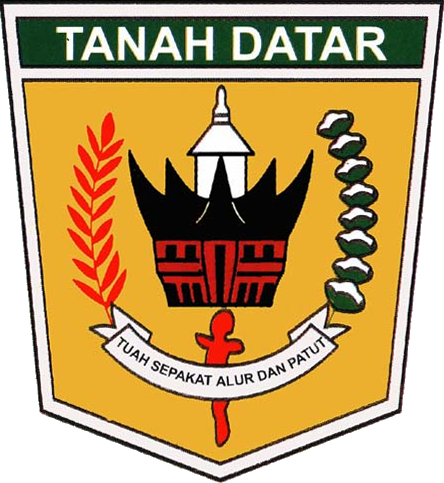
Танах Датар (регентство)
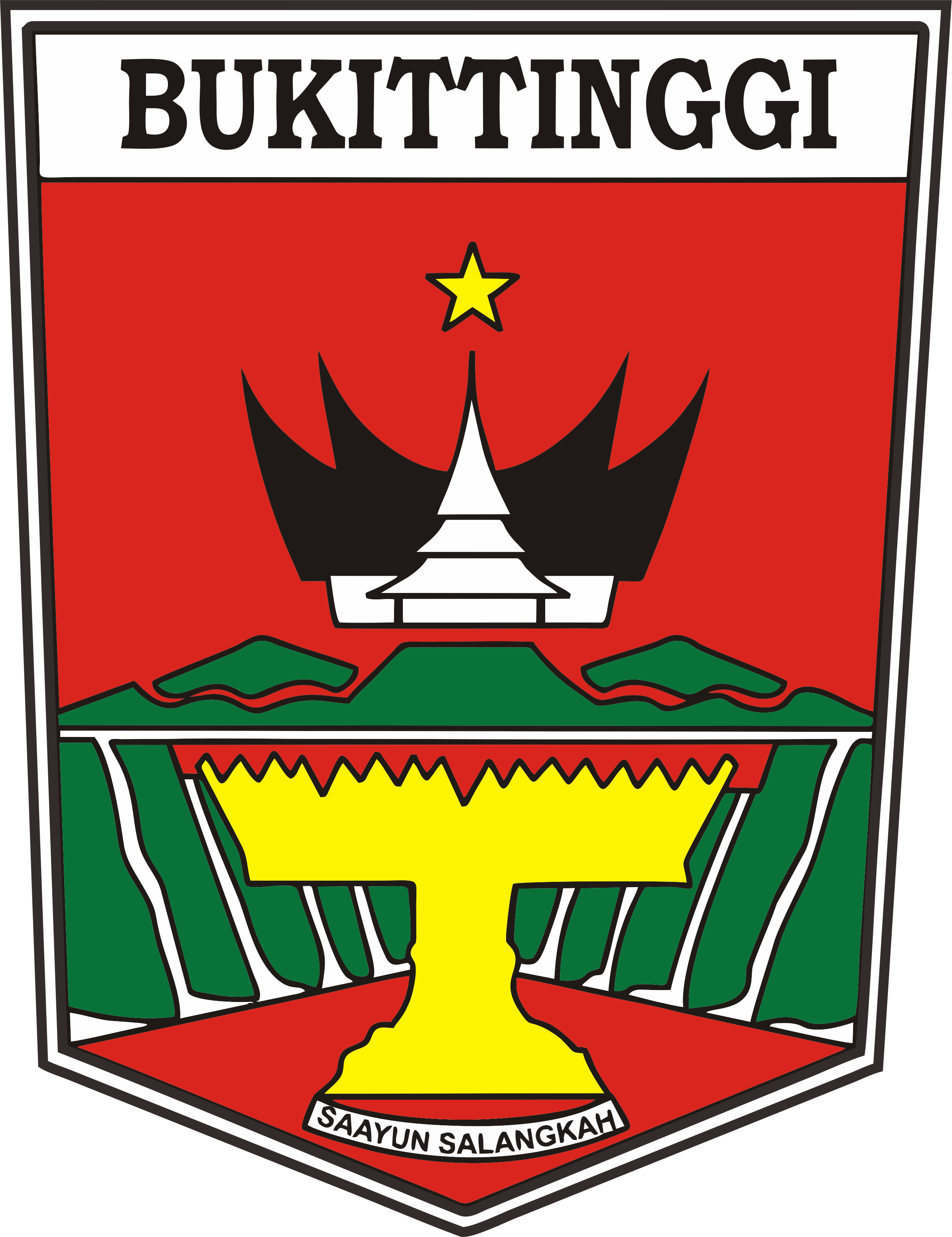
Букіттінгі (місто)
Паданг (місто)
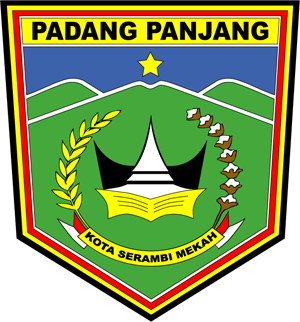
Падангпанджанг (місто)
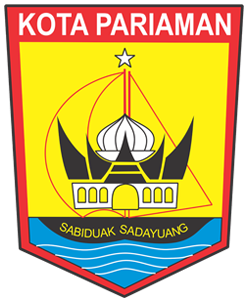
Паріаман (місто)
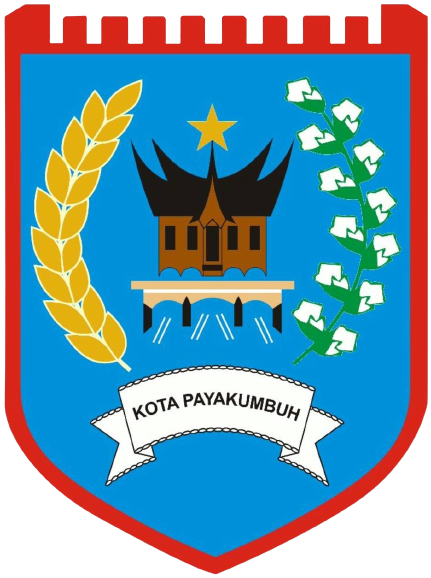
Паякумбух (місто)
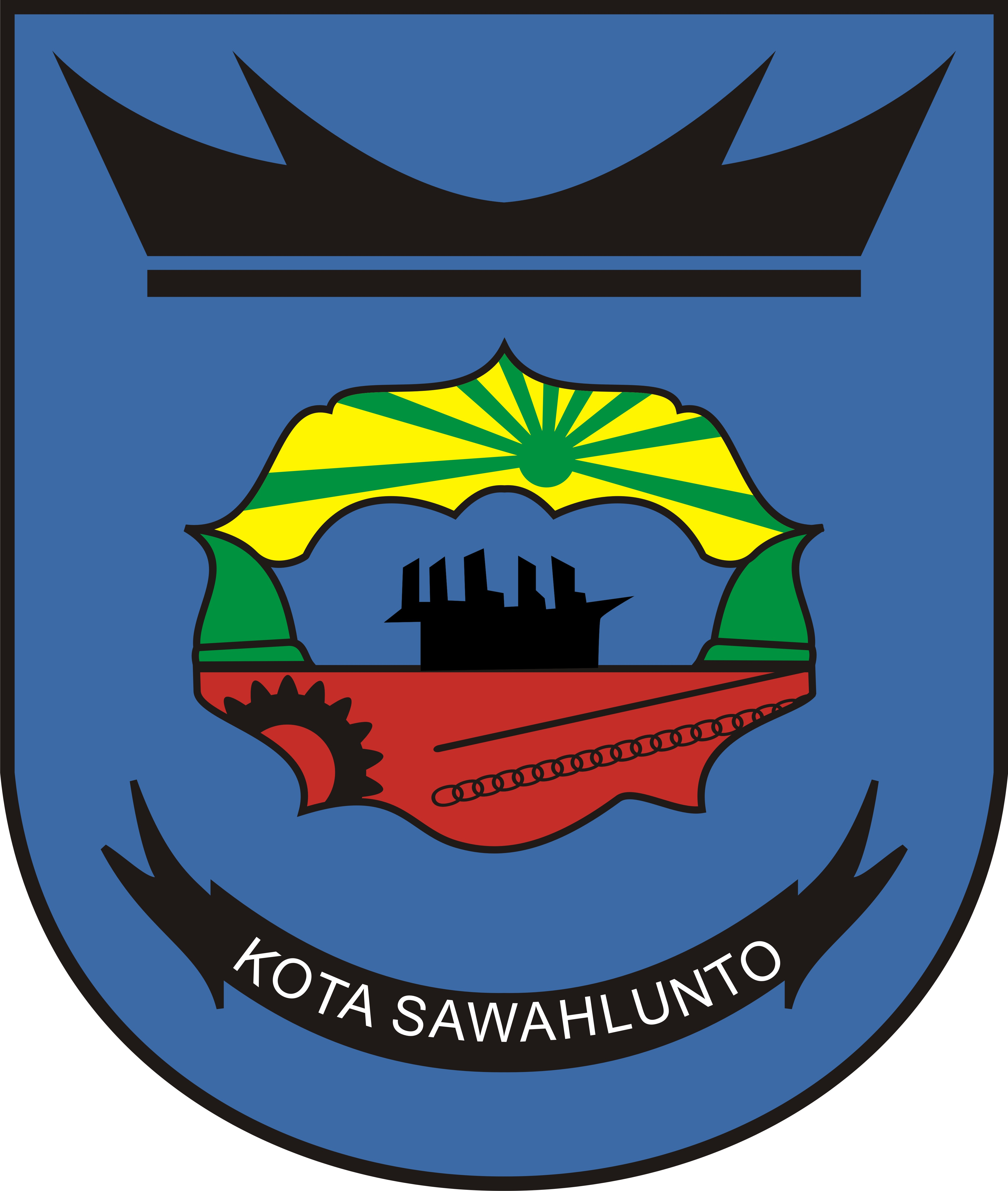
Савахлунто (місто)
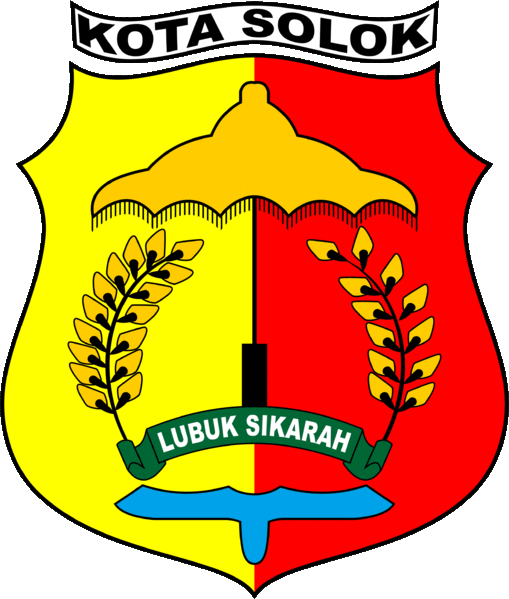
Солок (місто)

### Ріау

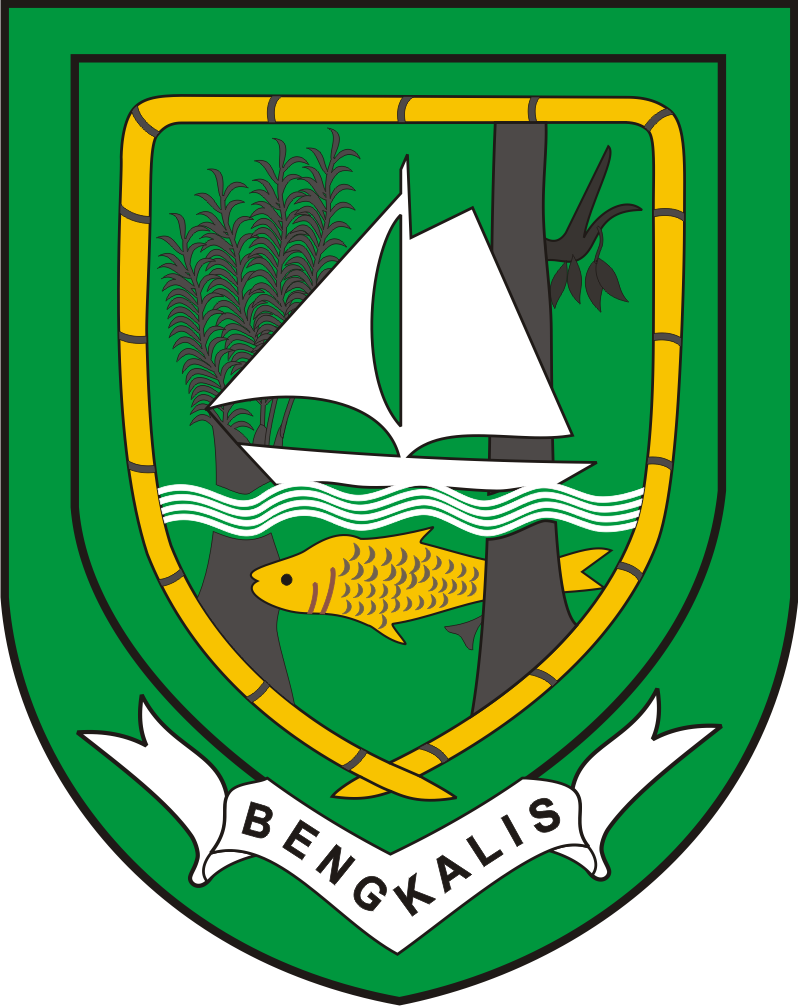
Бенгкаліс (регентство)
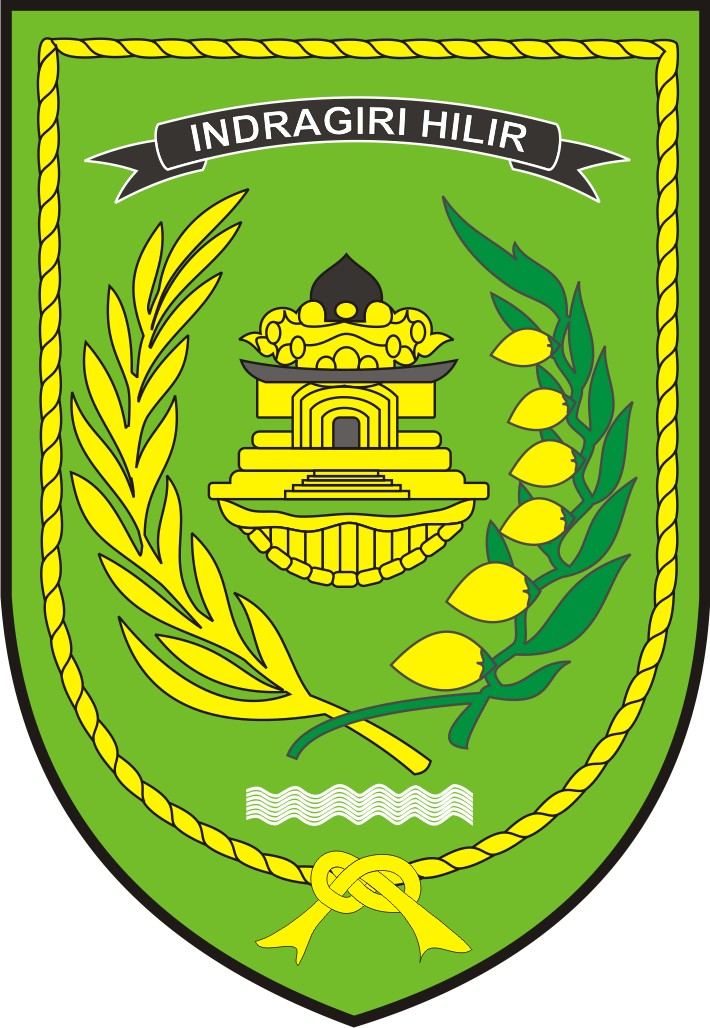
Нижній Індрагірі (регентство)
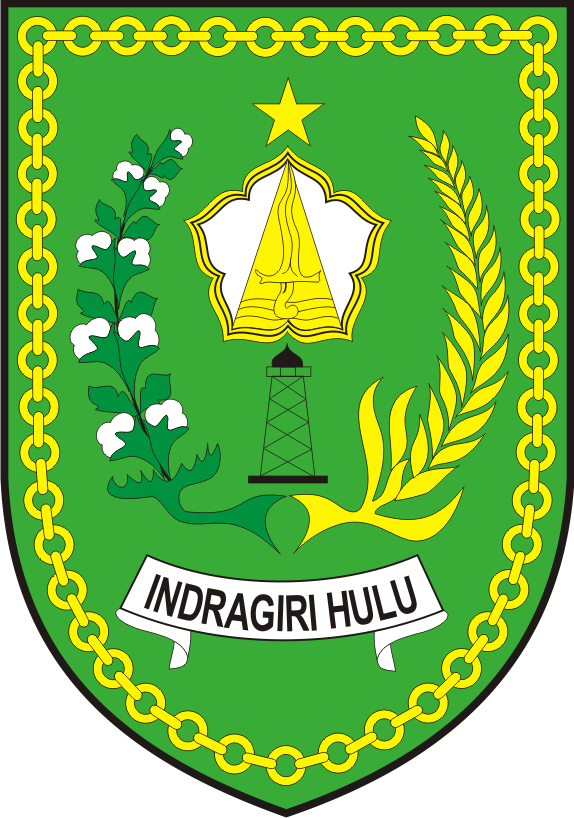
Верхній Індрагірі (регентство)
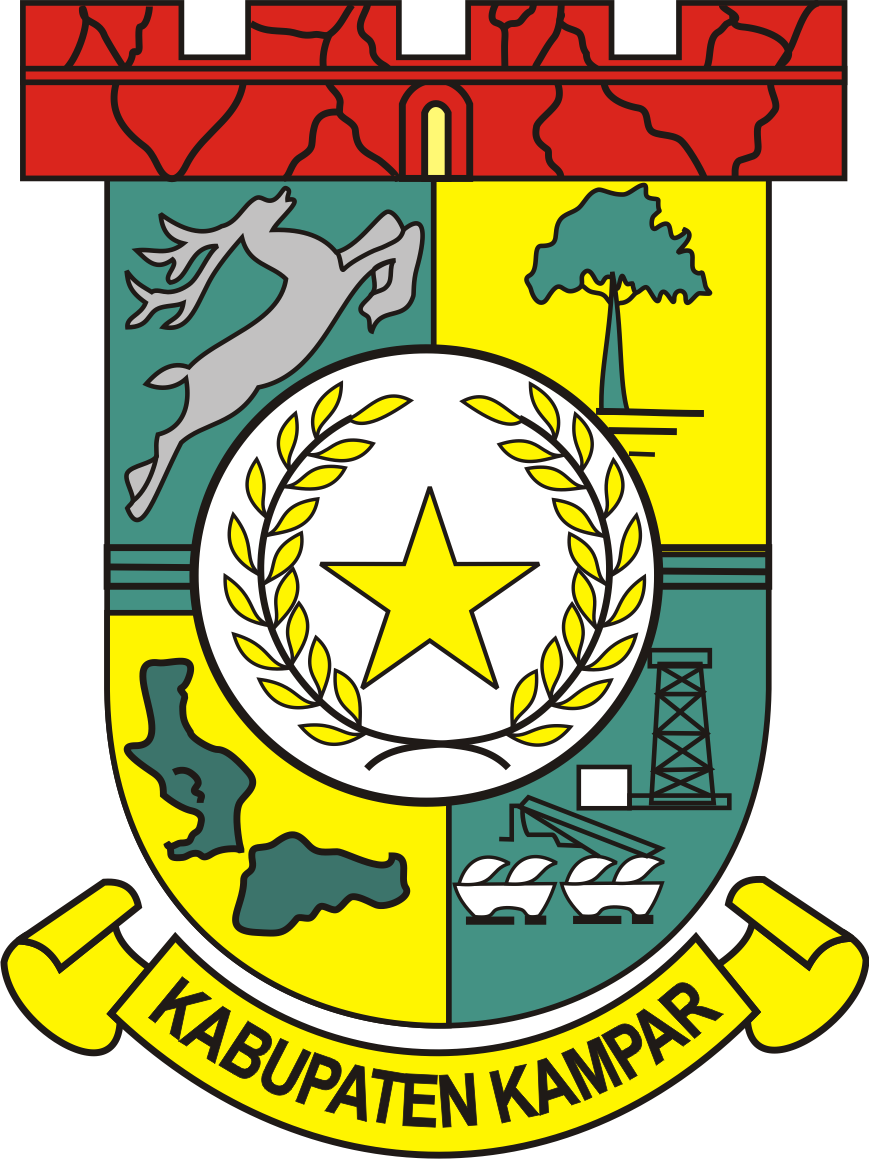
Кампар (регентство)
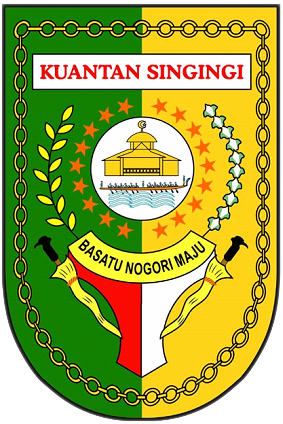
Куантан Сінгінгі (регентство)
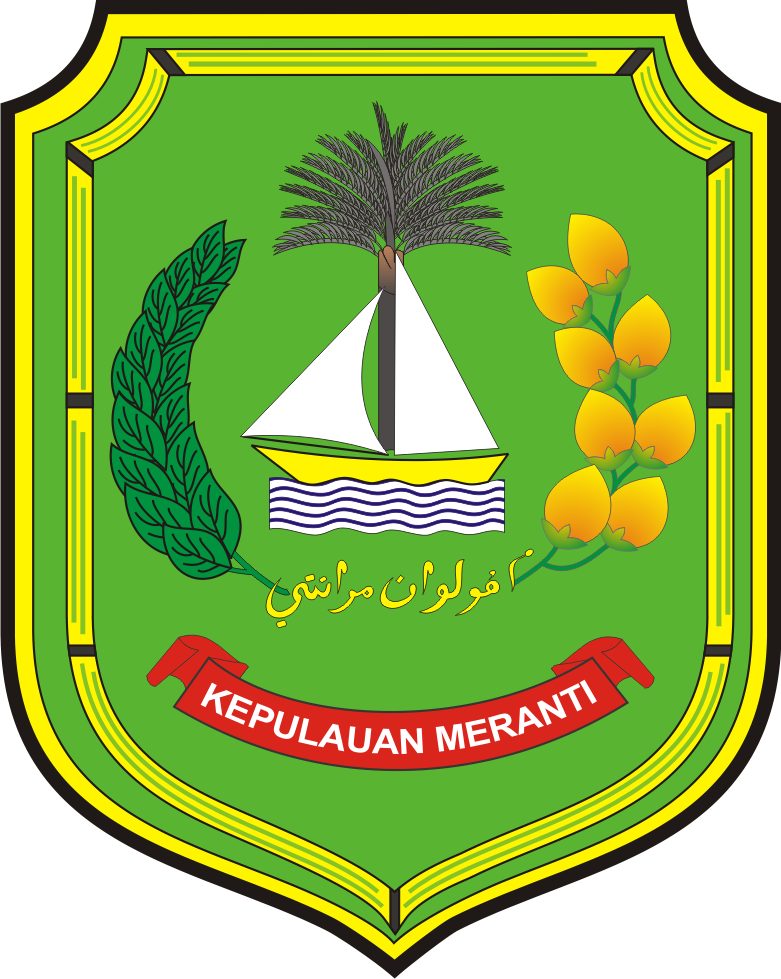
Острови Меранті (регентство)
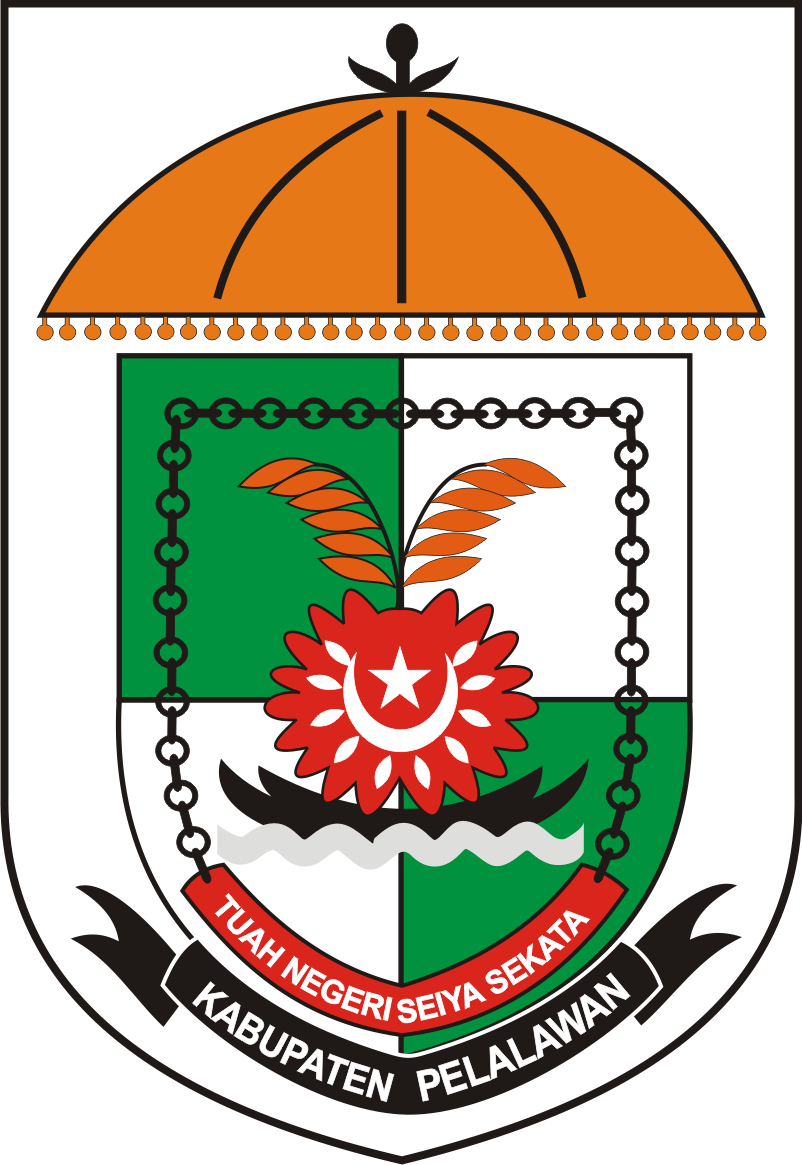
Пелалаван (регентство)
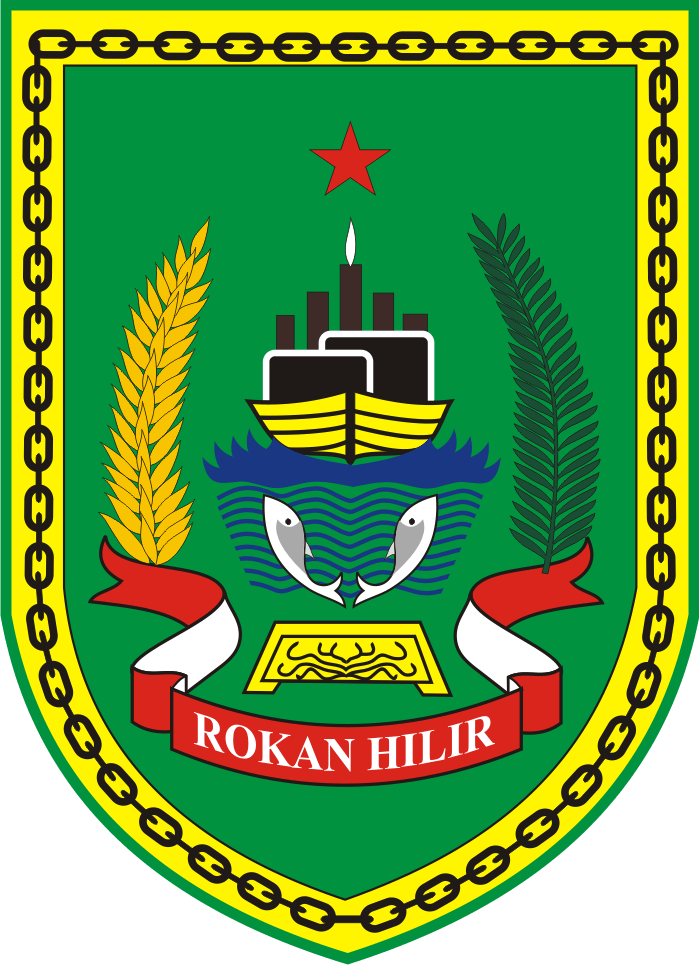
Нижній Рокан (регентство)
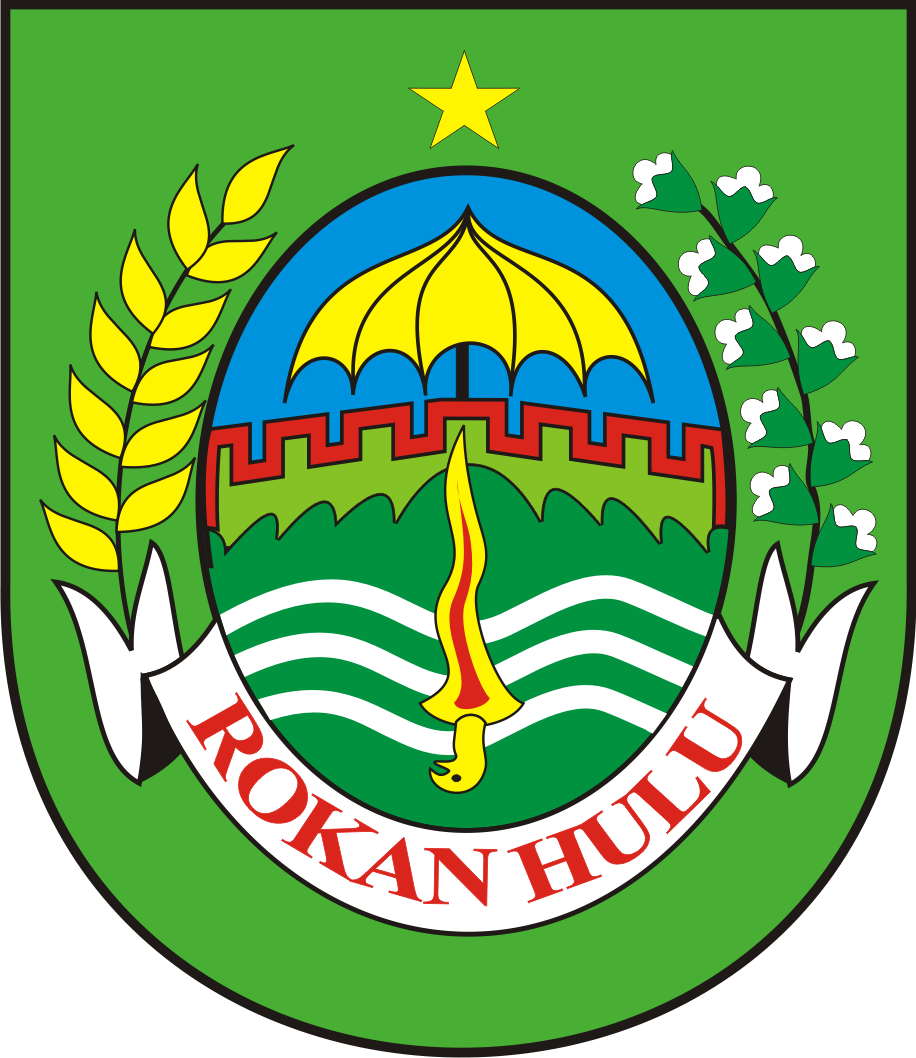
Верхній Рокан (регентство)
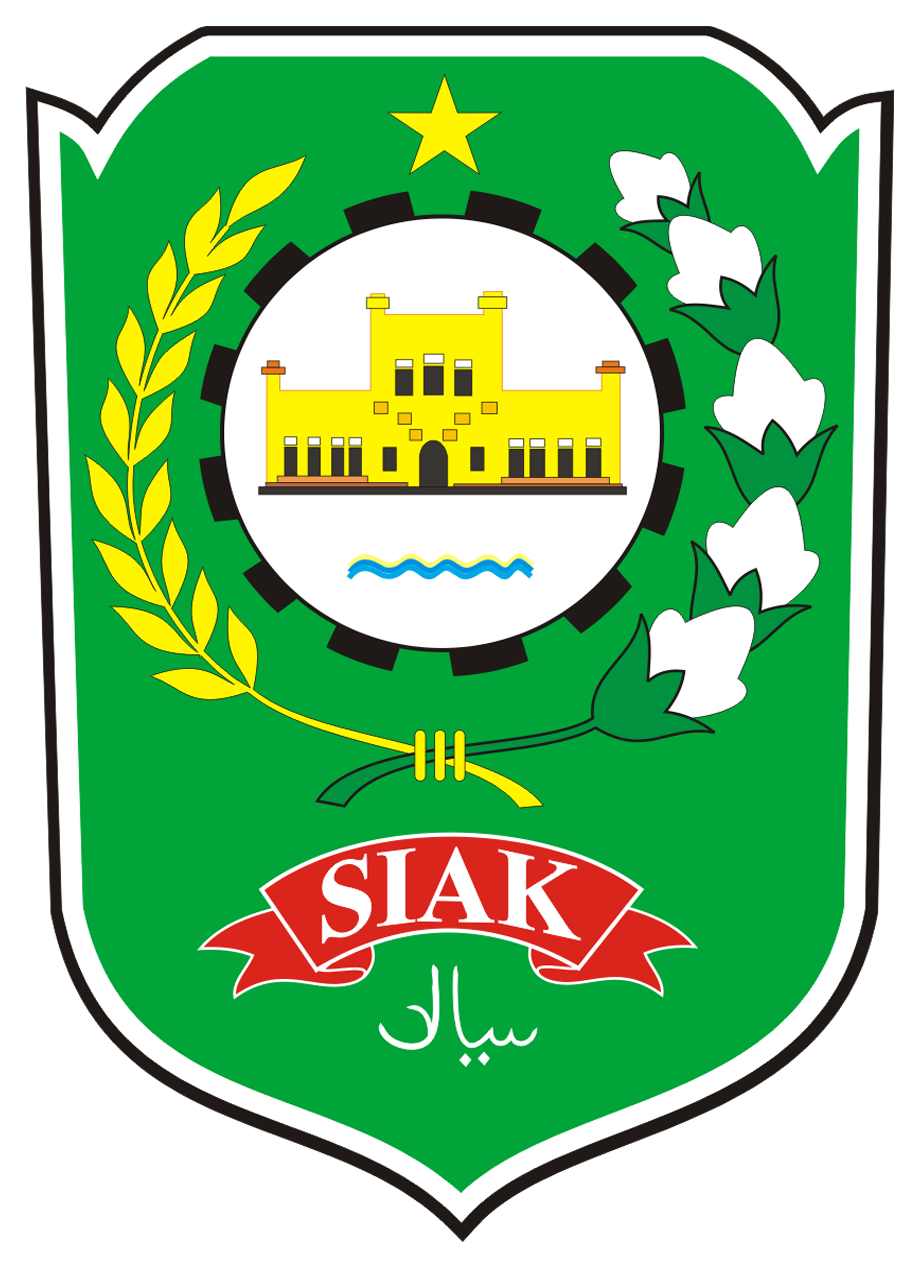
Сіак (регентство)
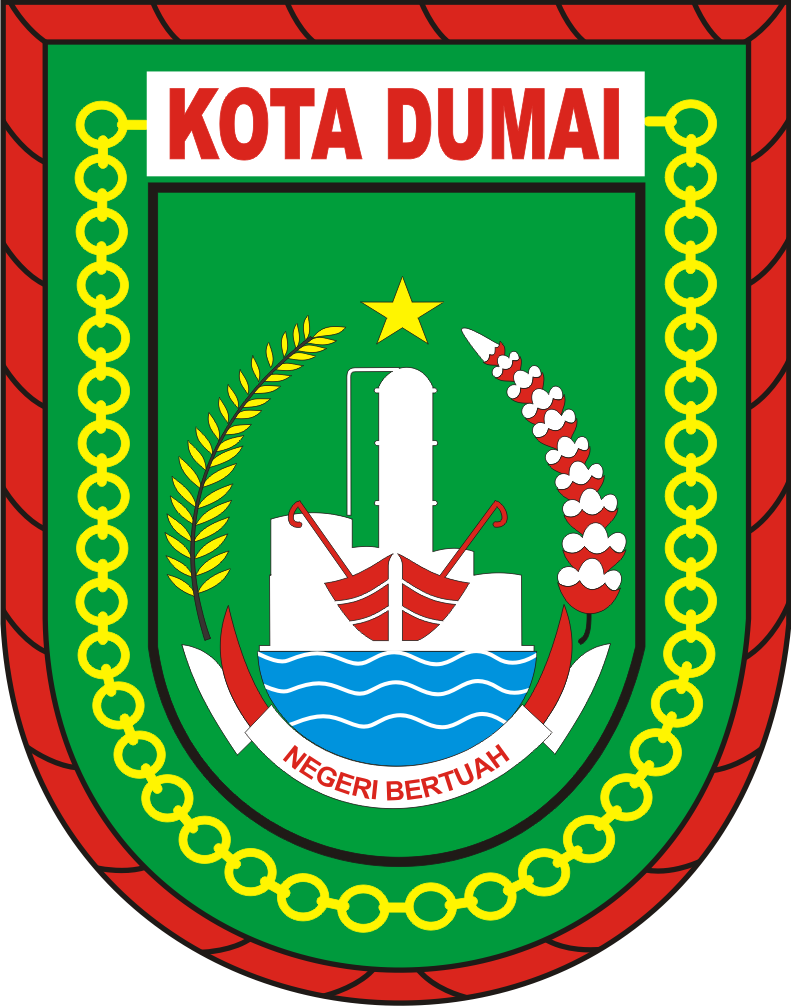
Думай (місто)
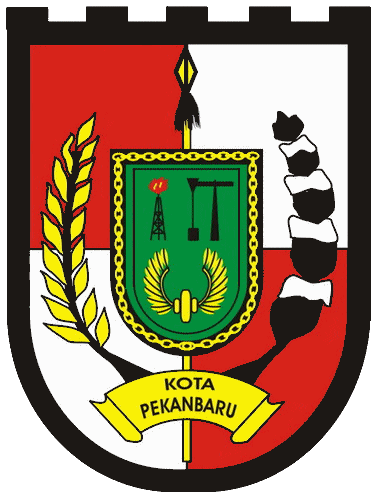
Пеканбару (місто)

### Острови Ріау

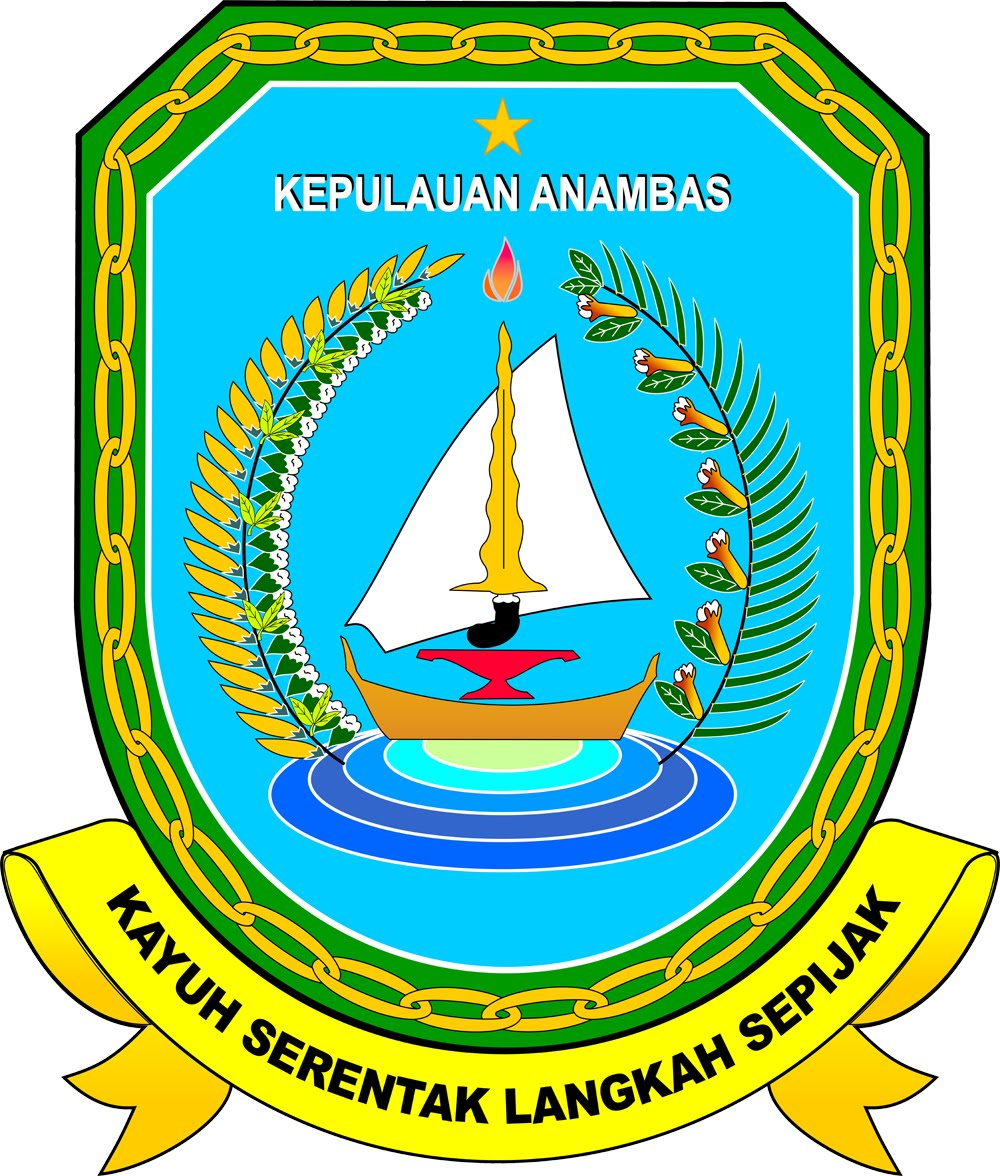
Острови Анамбас (регентство)
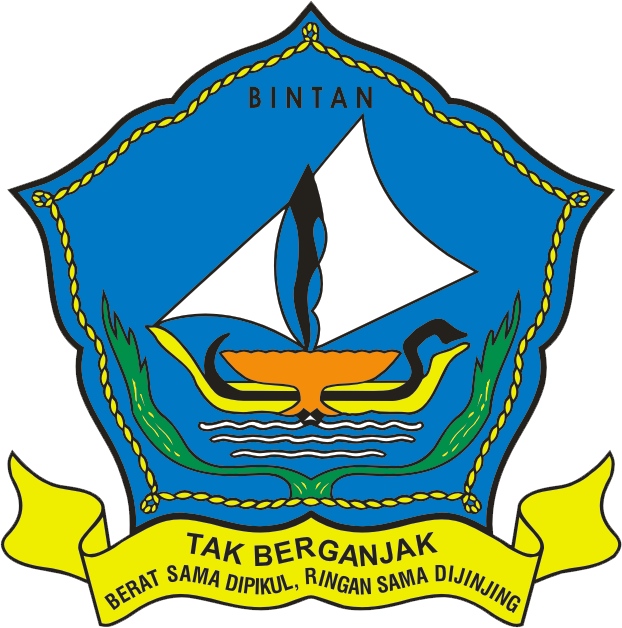
Бінтан (регентство)
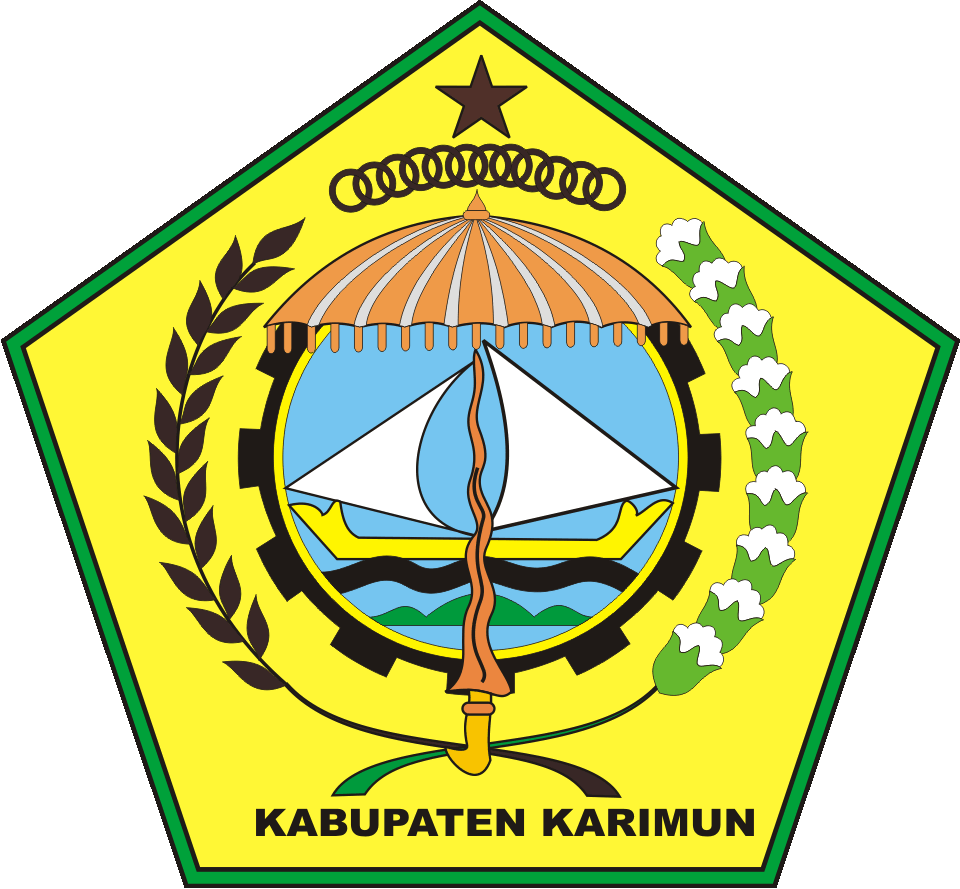
Карімун (регентство)
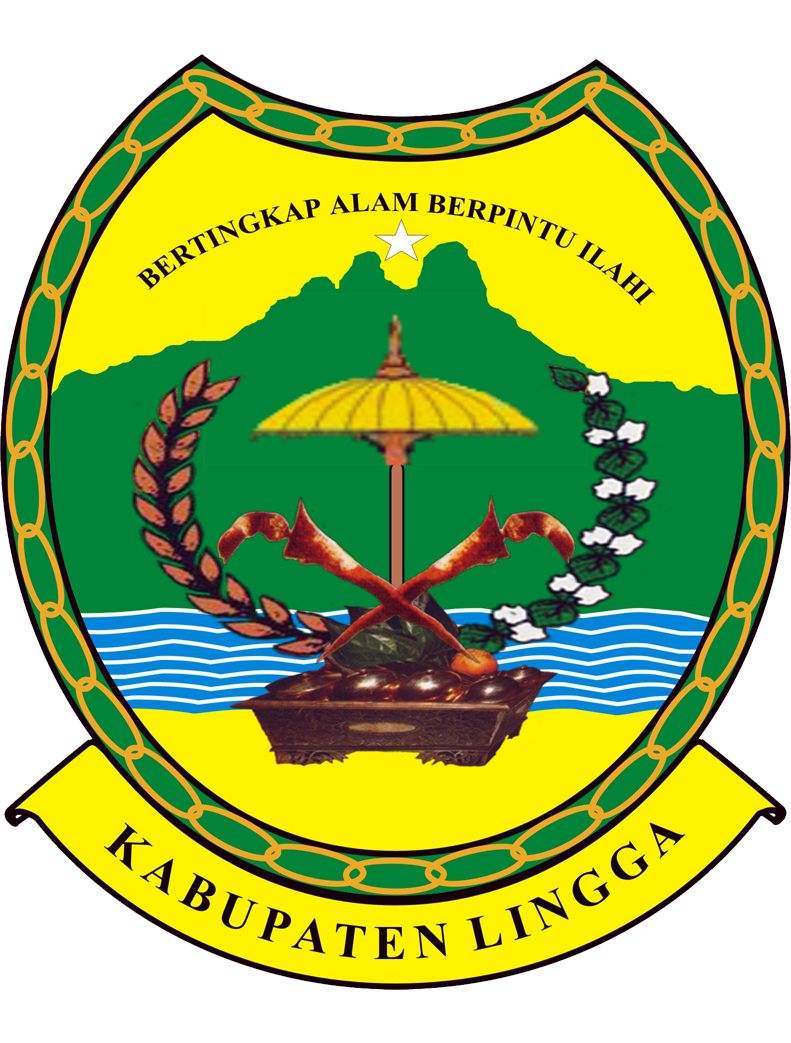
Лінга (регентство)
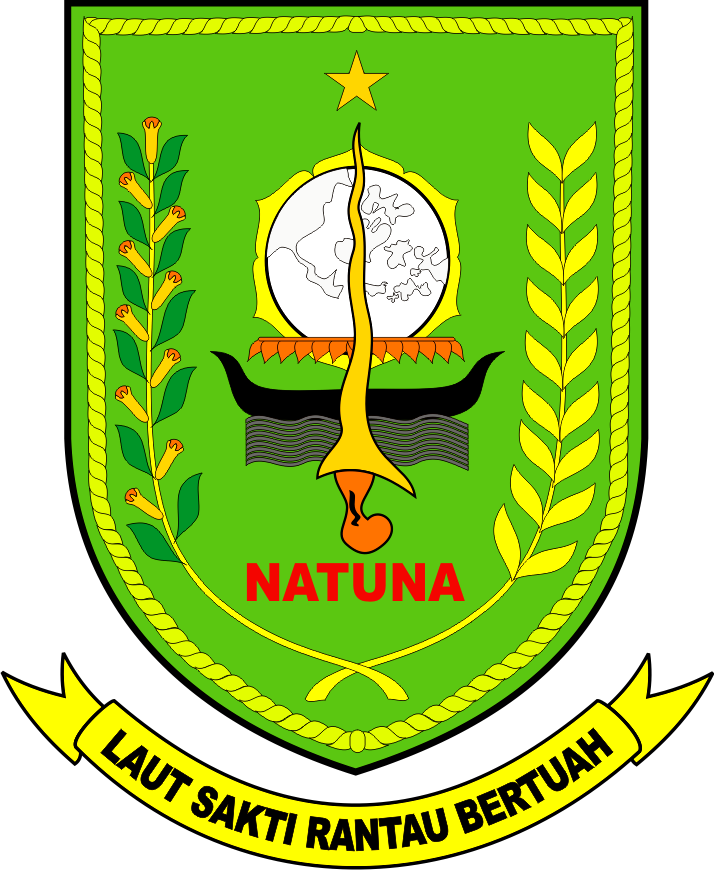
Натуна (регентство)
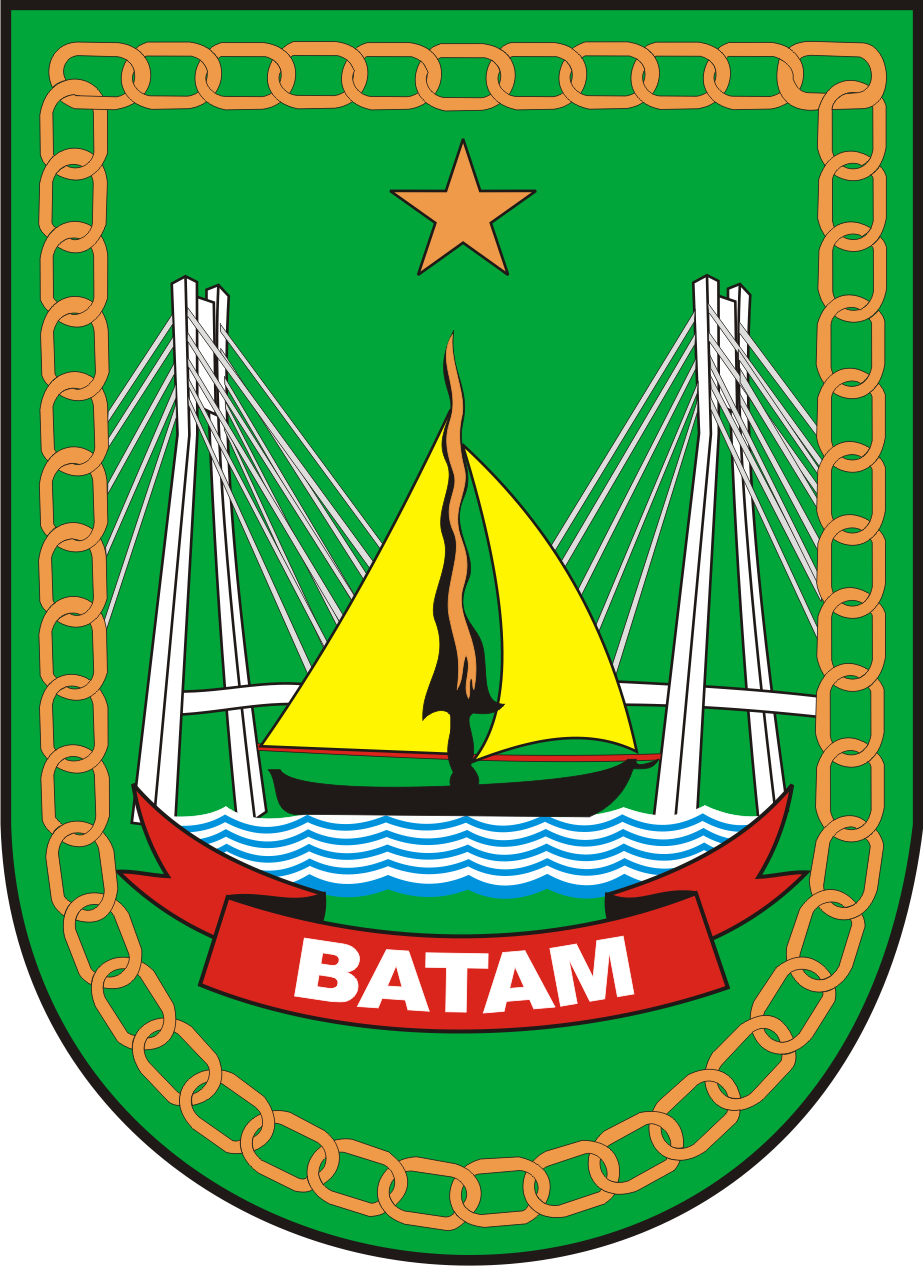
Батам (місто)
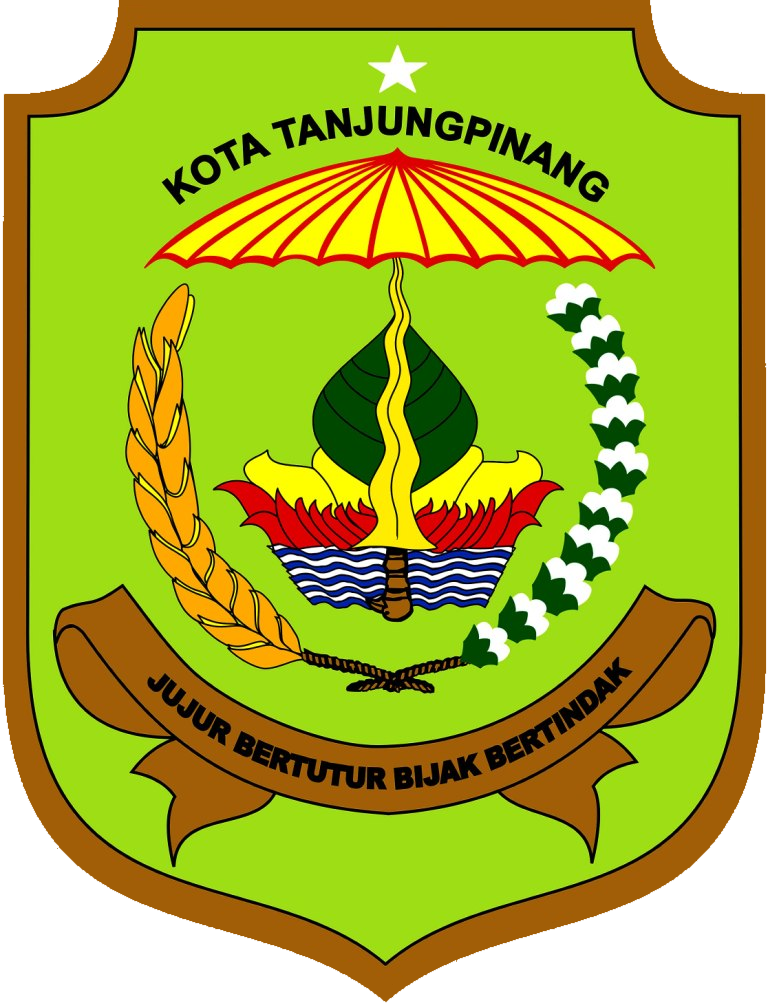
Танджунгпінанг (місто)

### Джамбі

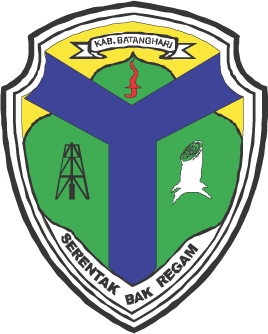
Батангарі (регентство)
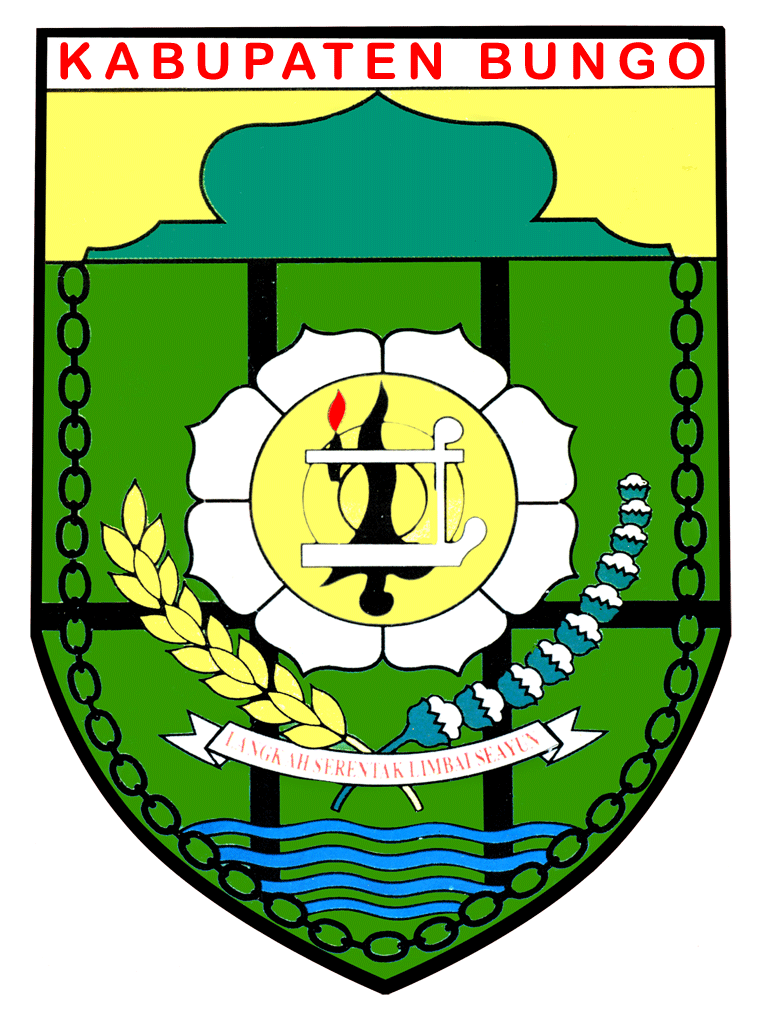
Бунго (регентство)
Керінчі (регентство)
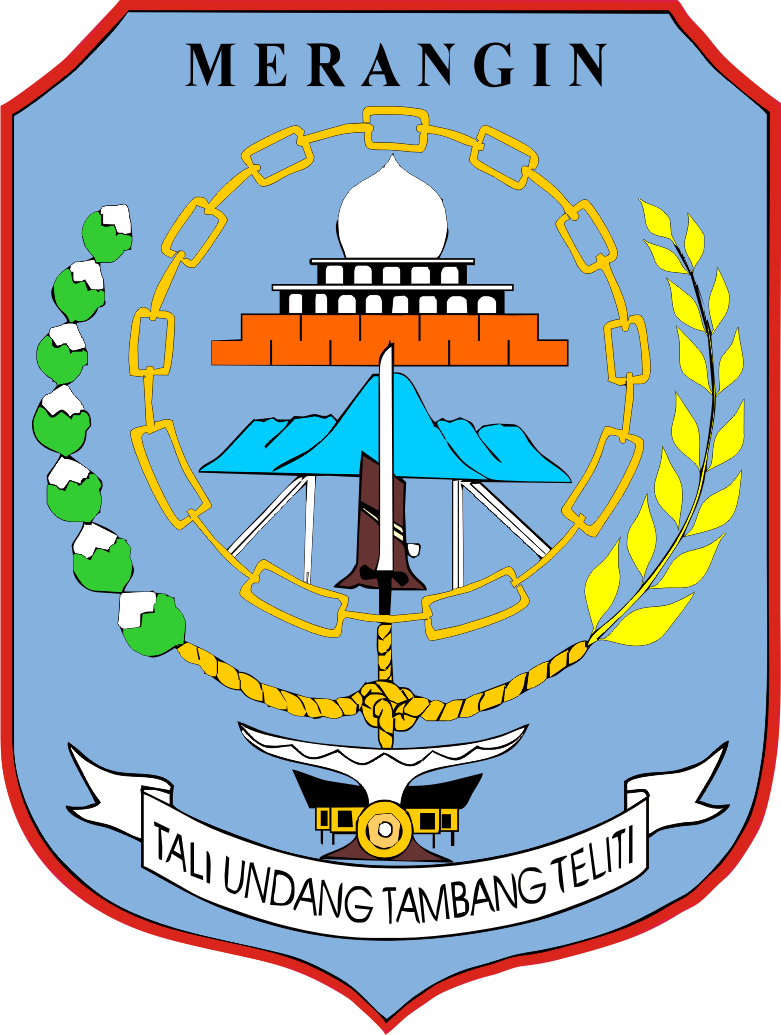
Мерангін (регентство)
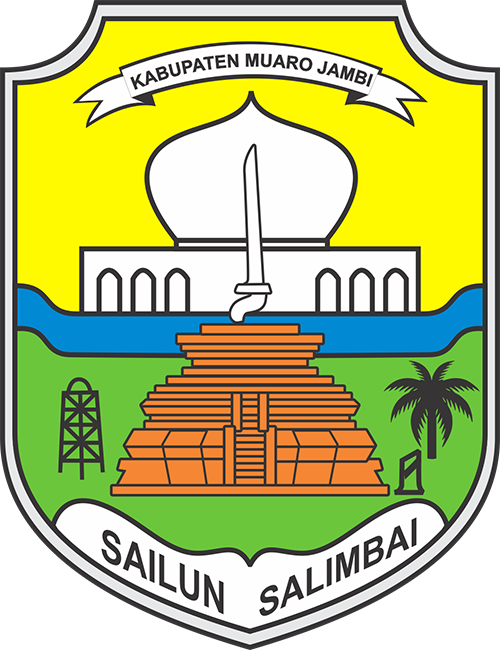
Муаро Джамбі (регентство)
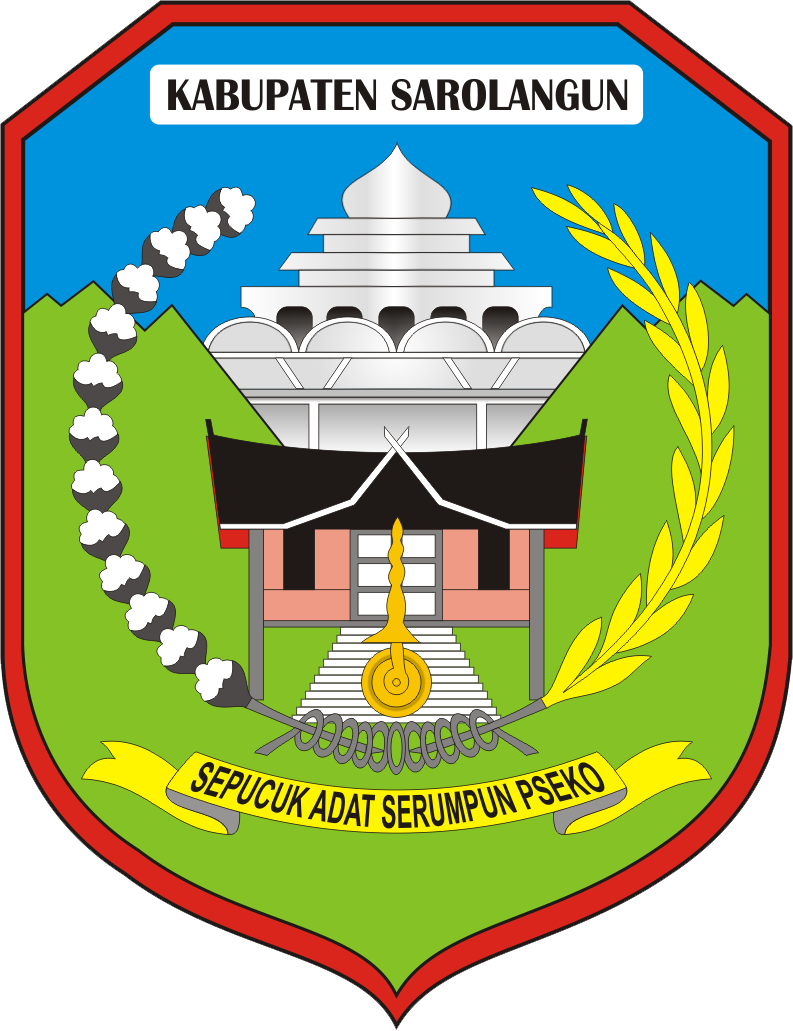
Саролангун (регентство)
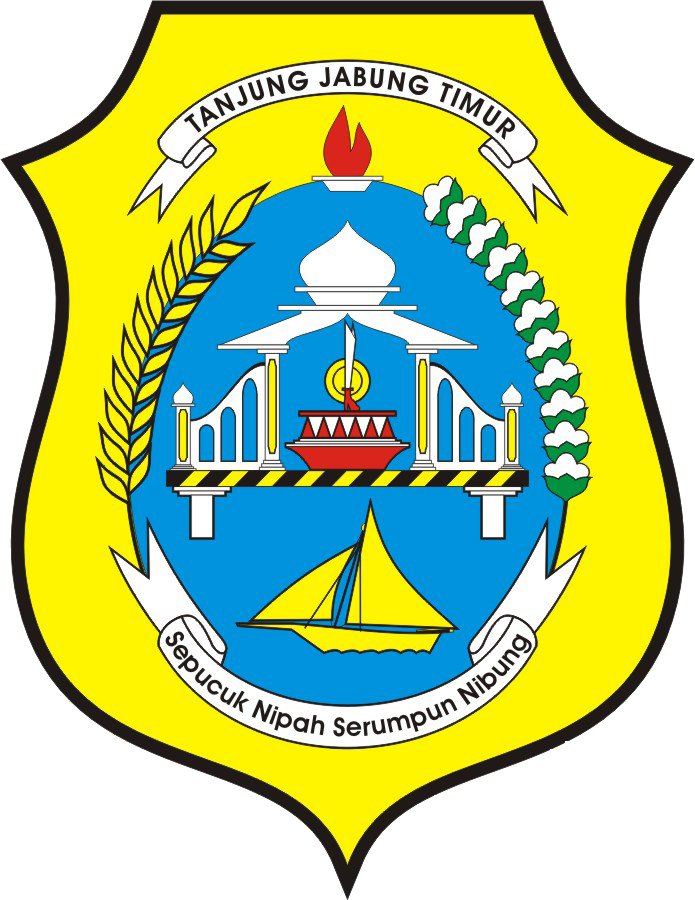
Східний Танджунг Джабунг (регентство)
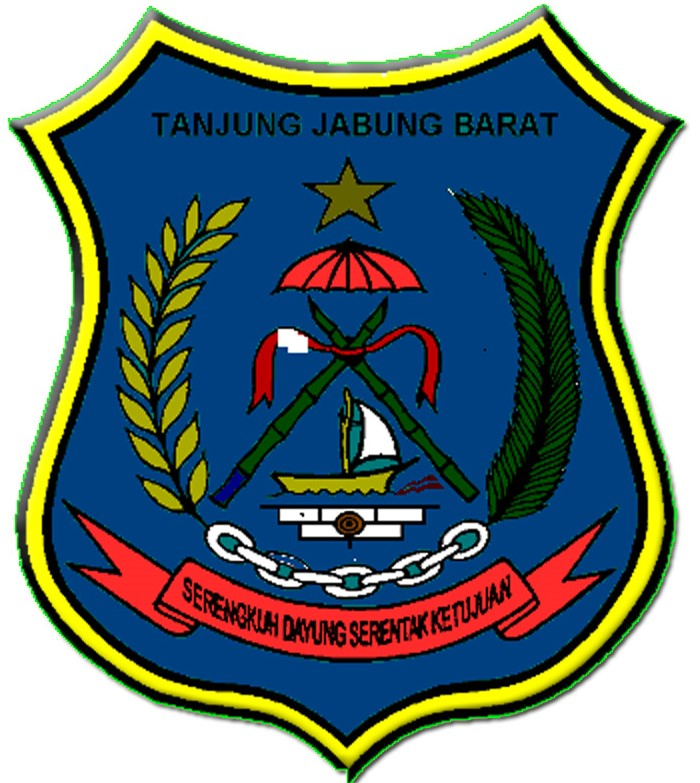
Західний Танджунг Джабунг (регентство)
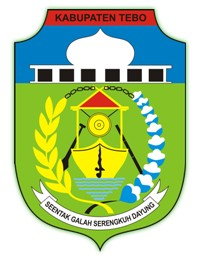
Тебо (регентство)
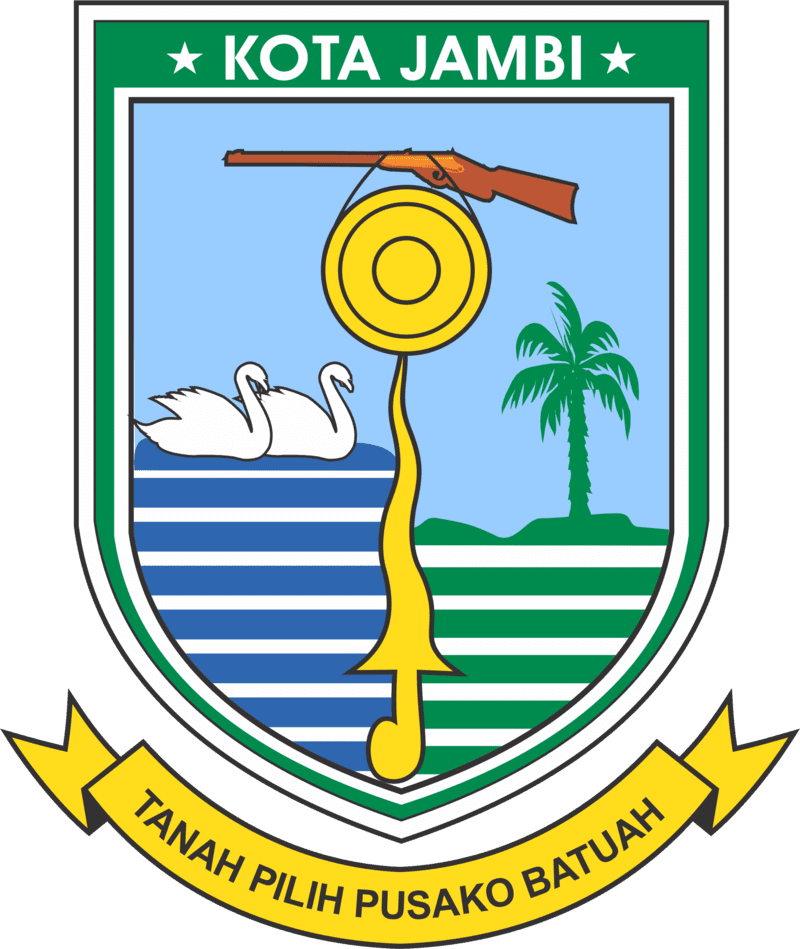
Джамбі (місто)
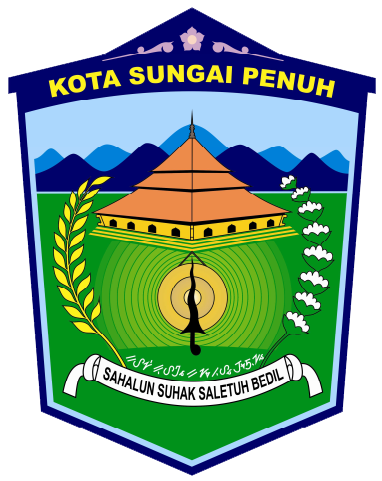
Сунгай Пенух (місто)

### Південна Суматра

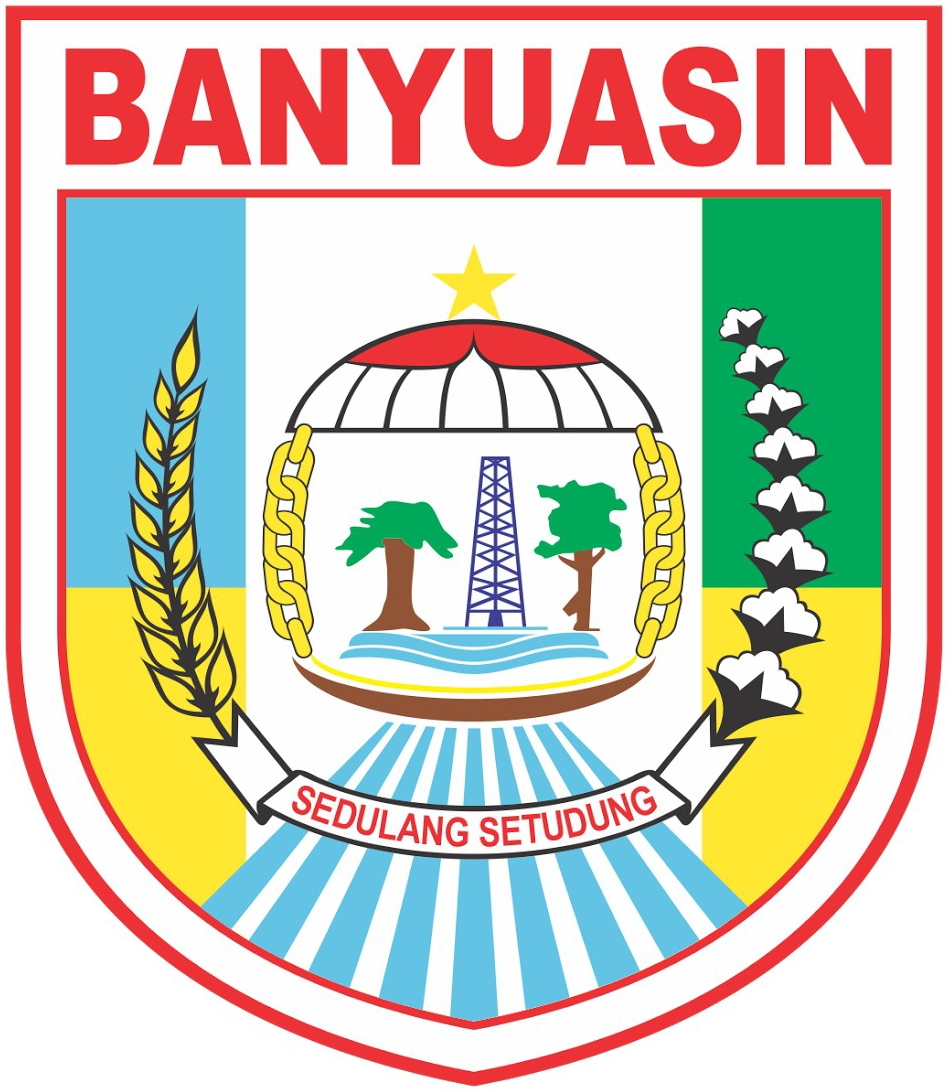
Баньюасін (регентство)
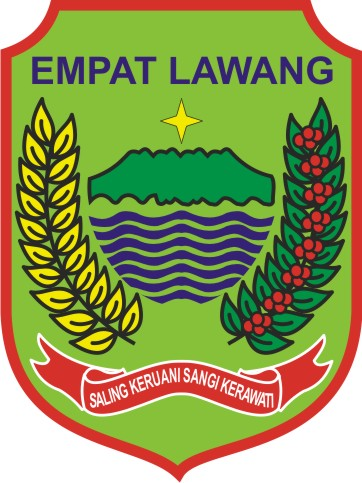
Емпат Лаванг (регентство)
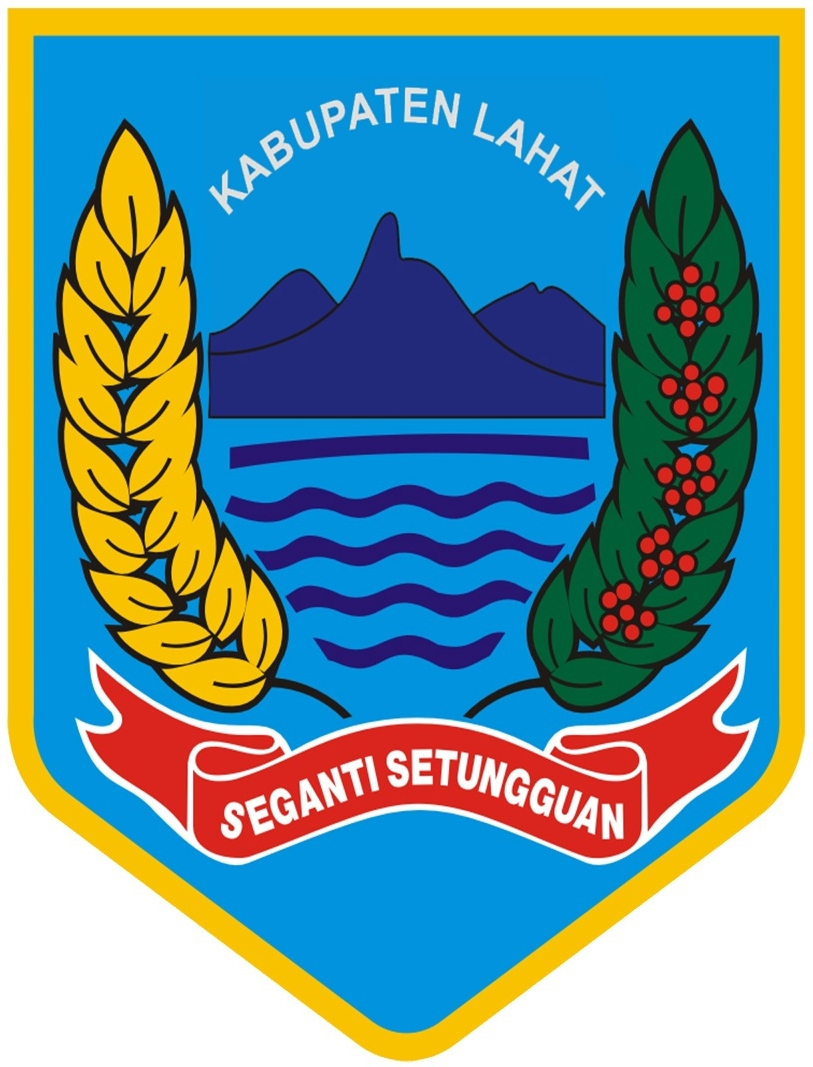
Лахат (регентство)
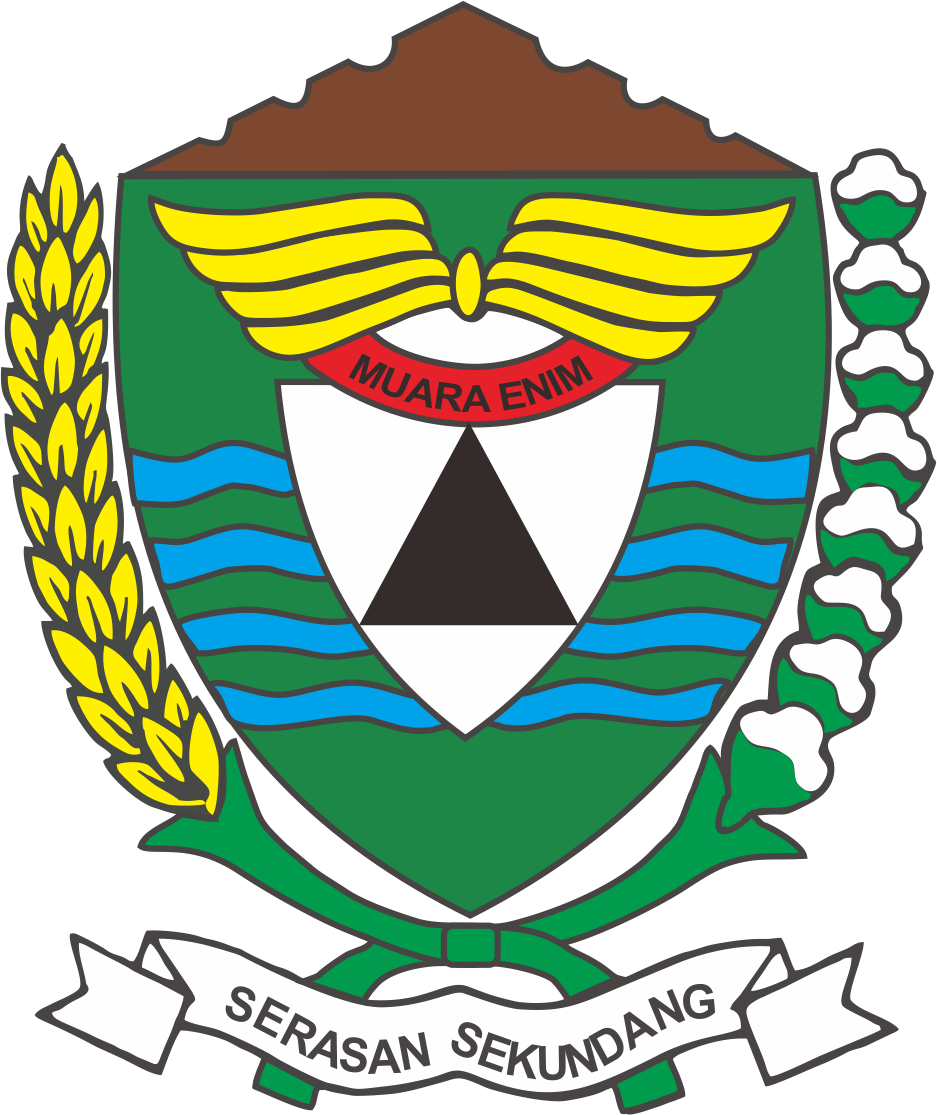
Муара Енім (регентство)
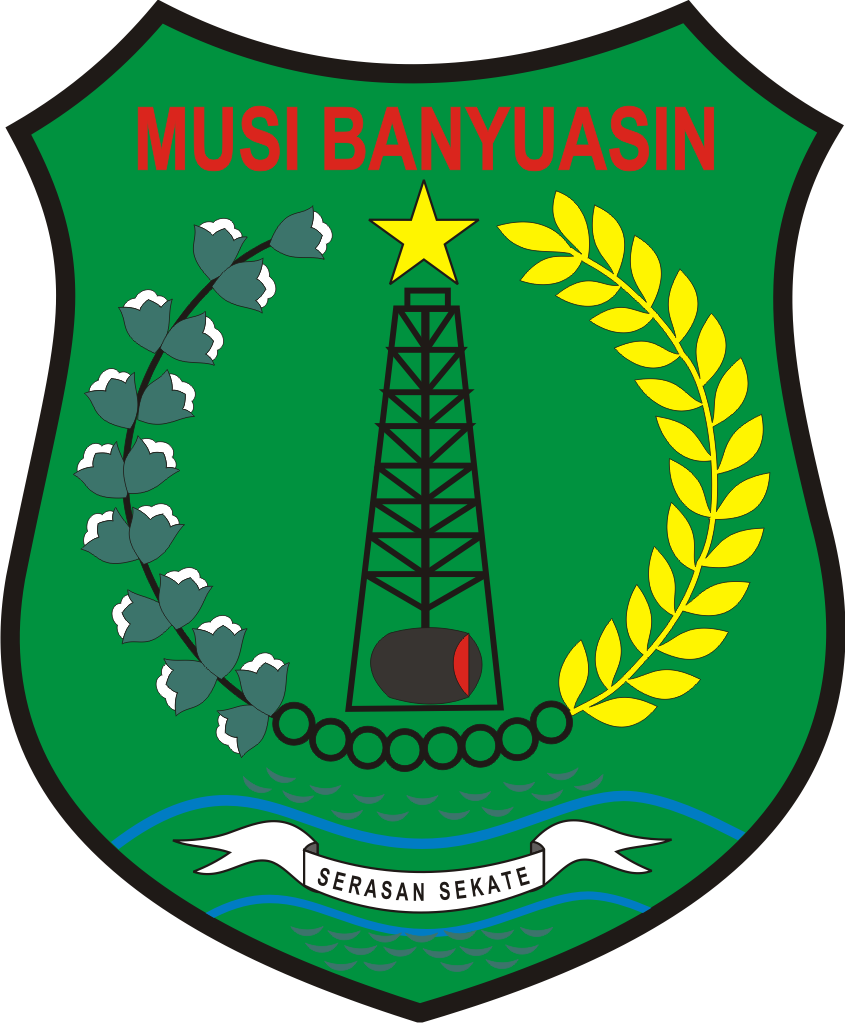
Мусі Баньюасін (регентство)
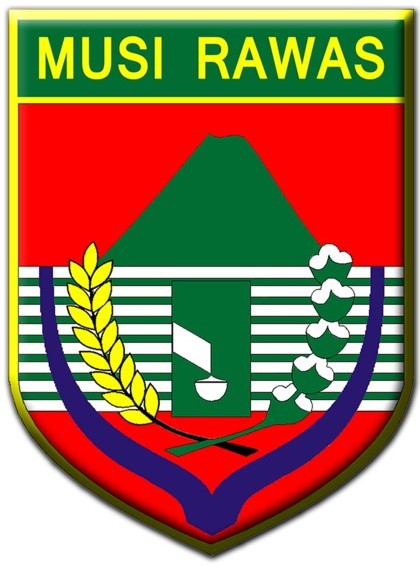
Мусі Равас (регентство)
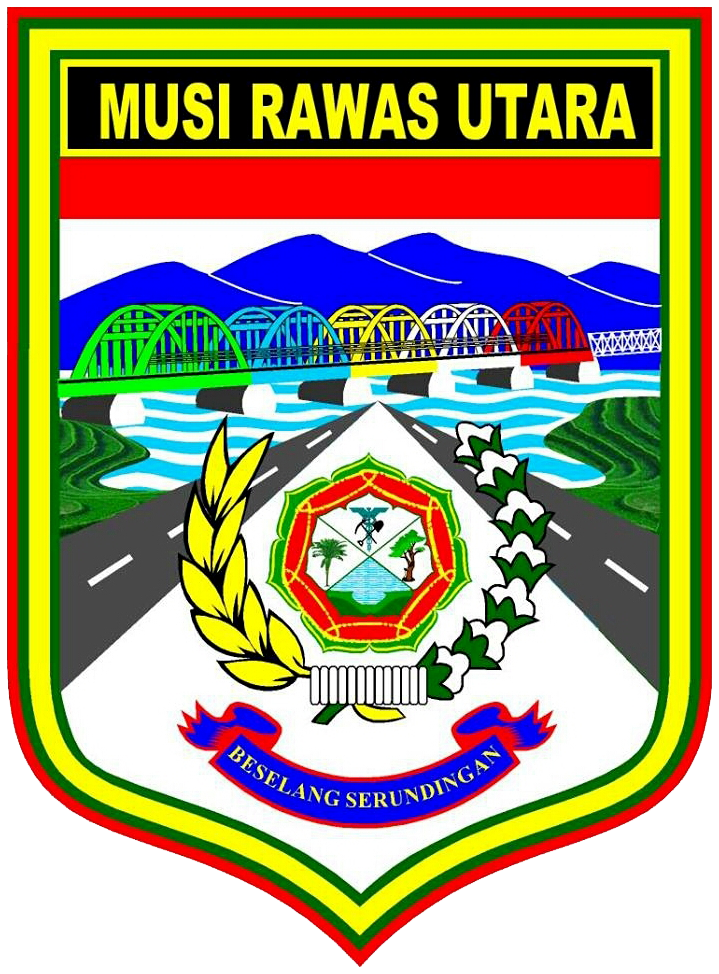
Північний Мусі-Равас (регентство)
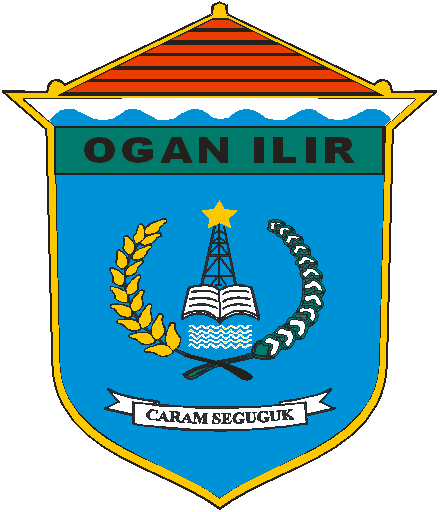
Оган Ілір (регентство)
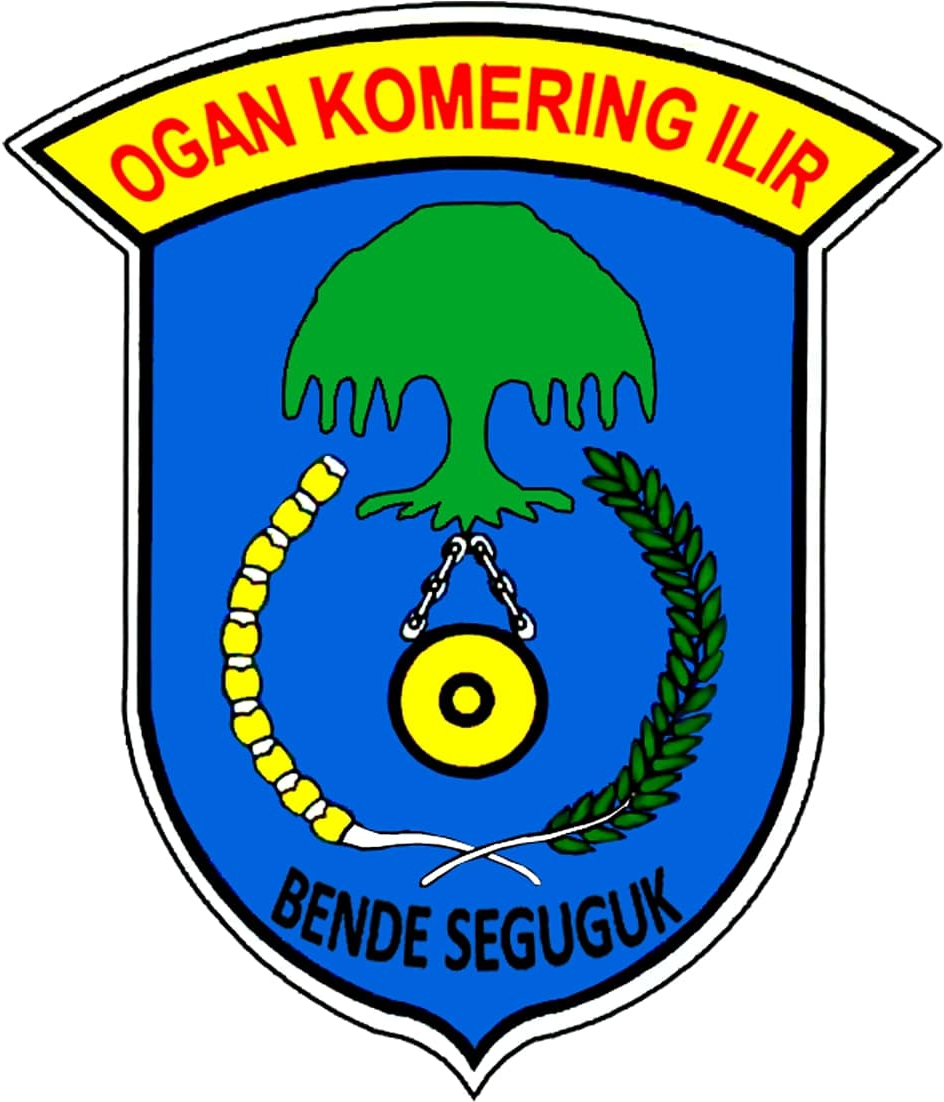
Оган-Комерінг-Ілір (регентство)
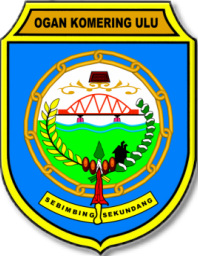
Оган-Комерінг-Улу (регентство)
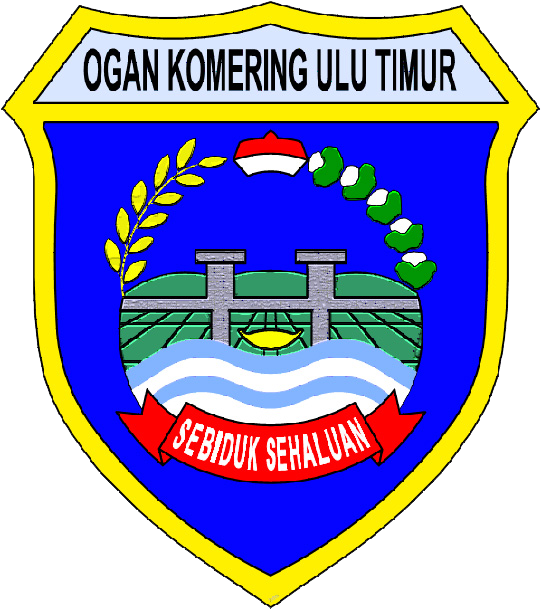
Східний Оган-Комерінг-Улу (регентство)
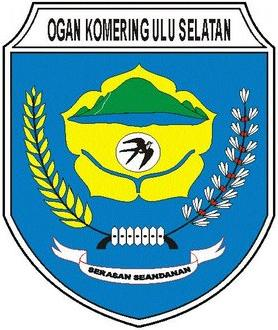
південний Оган-Комерінг-Улу (регентство)
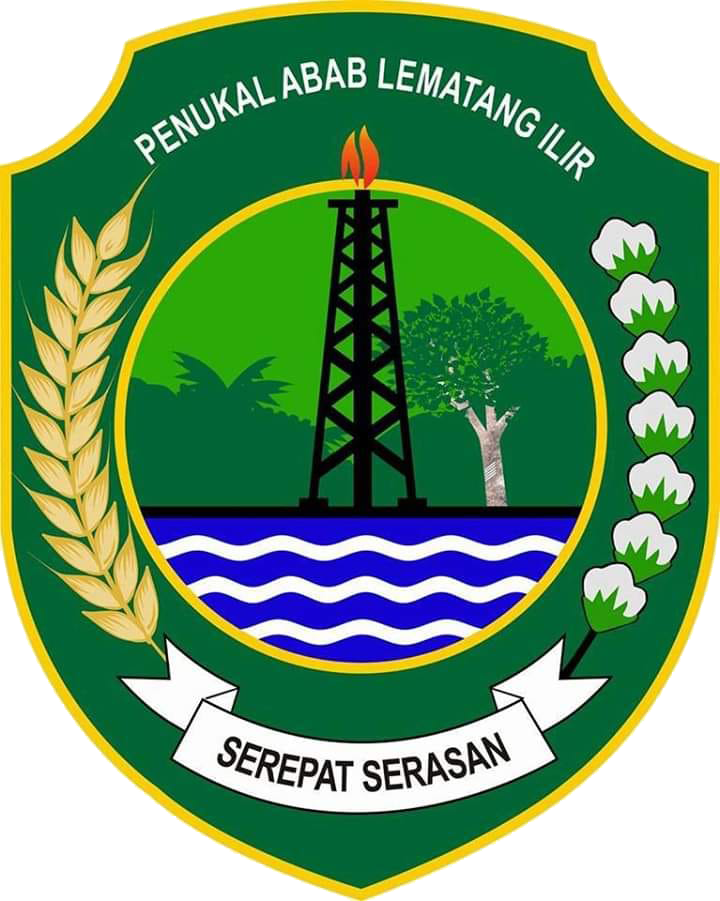
Пенукаль-Абаб-Лематанг-Ілір (регентство)
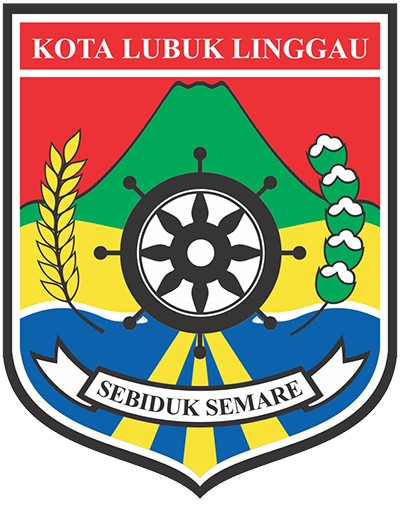
Любуклінггау (місто)
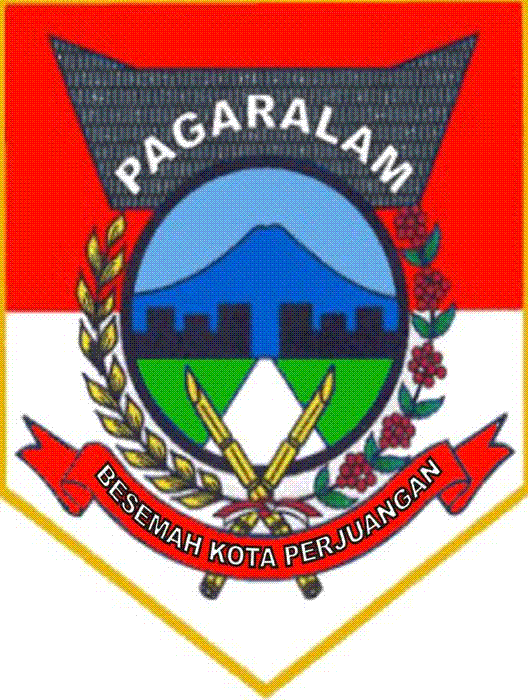
Пагар Алам (місто)
Палембанг (місто)
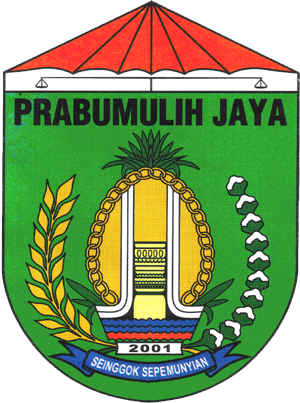
Прабумуліх (місто)

### Бенгкулу

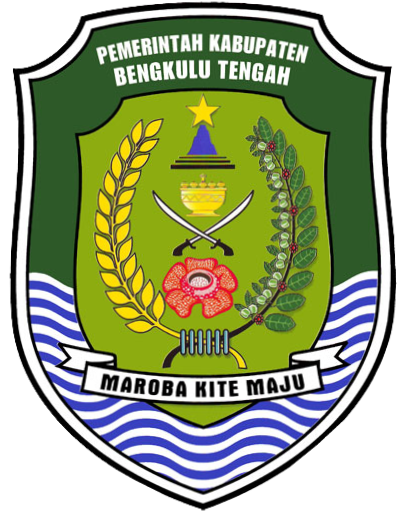
Центральний Бенгкулу (регентство)
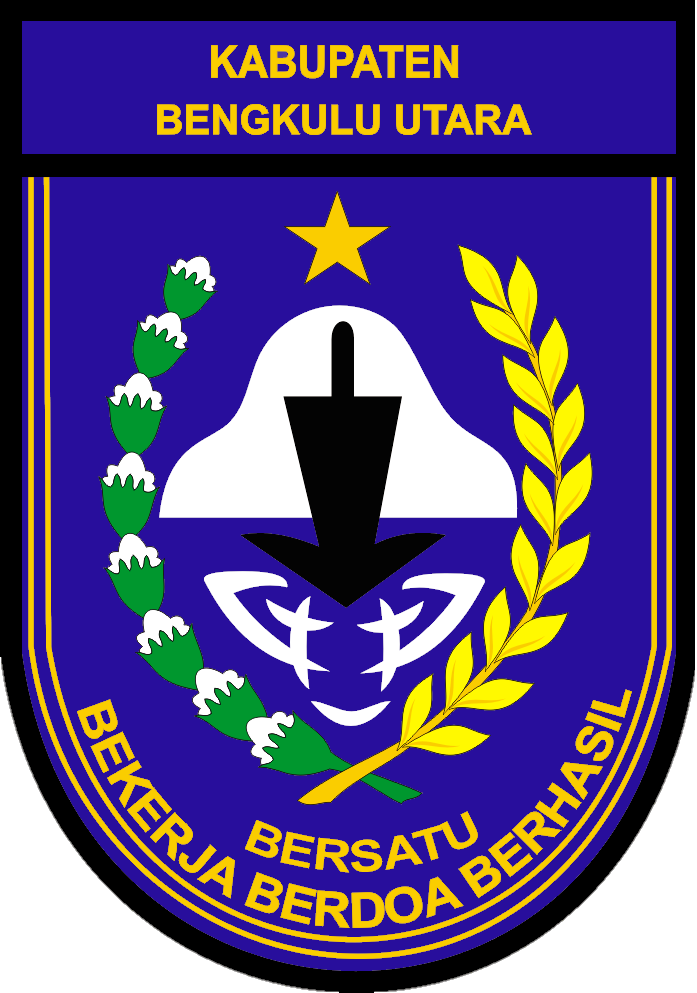
Північний Бенгкулу (регентство)
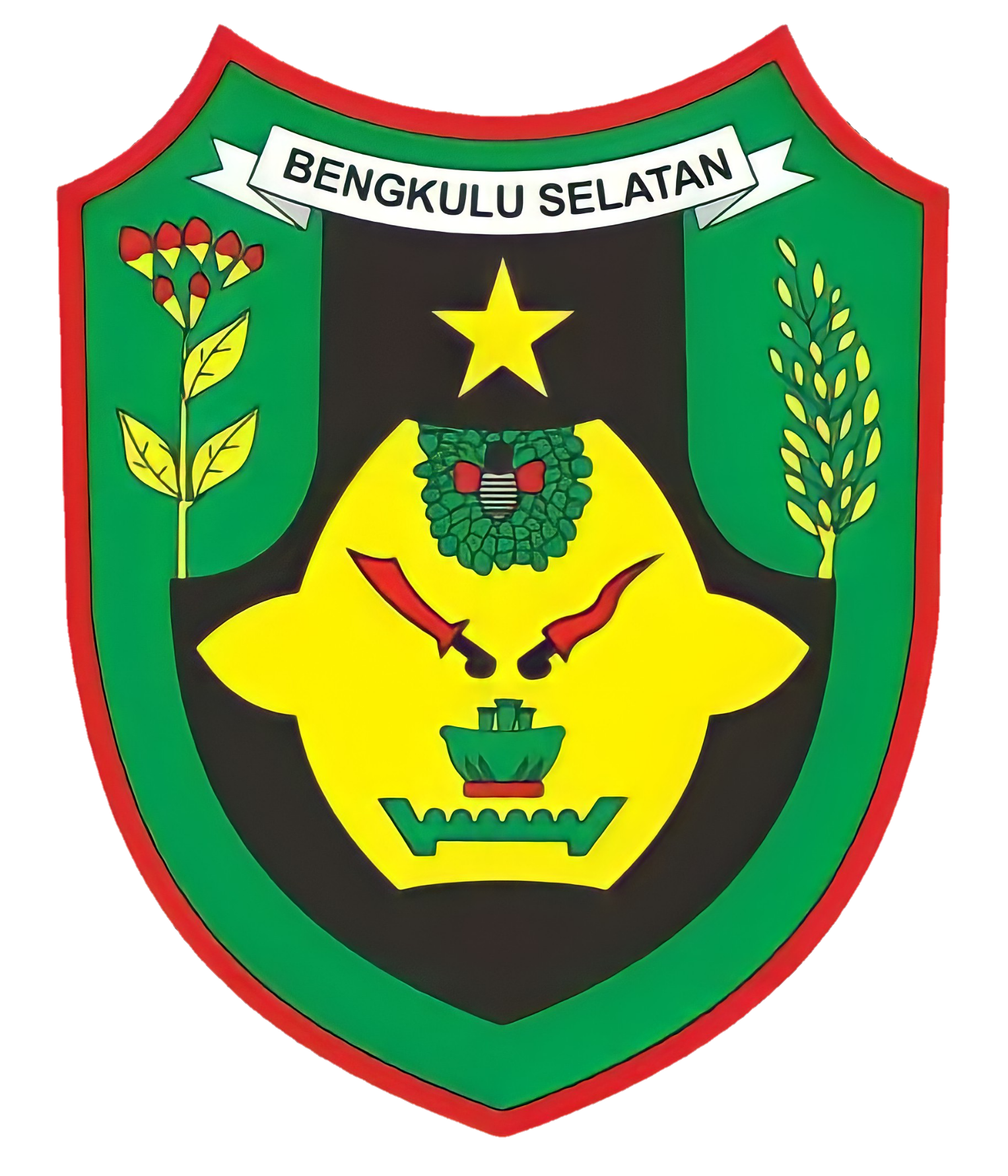
Південний Бенгкулу (регентство)
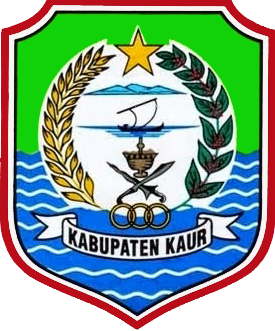
Каур (регентство)
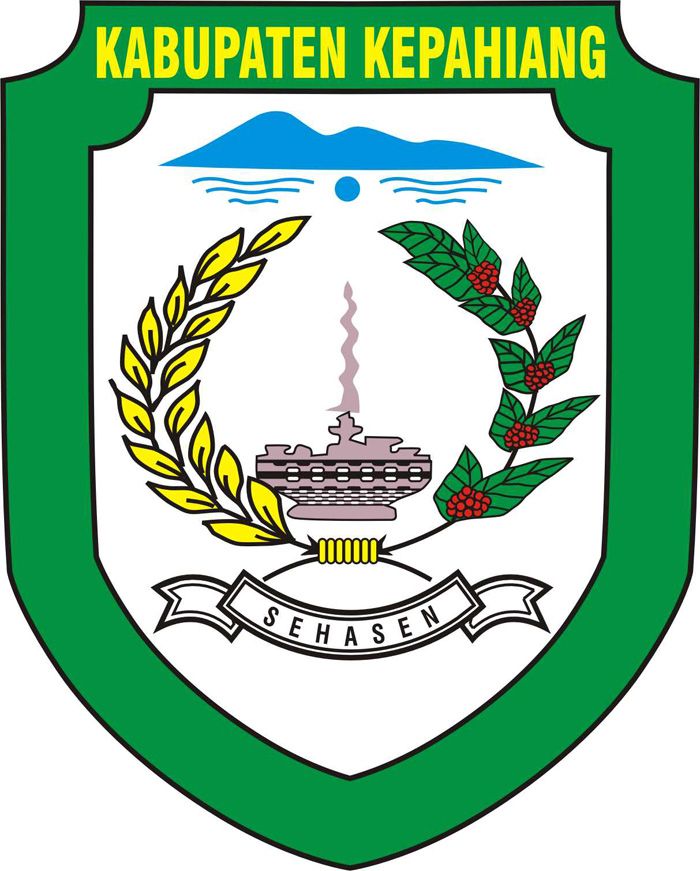
Кепахіанг (регентство)
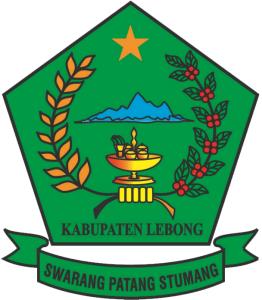
Лебонг (регентство)
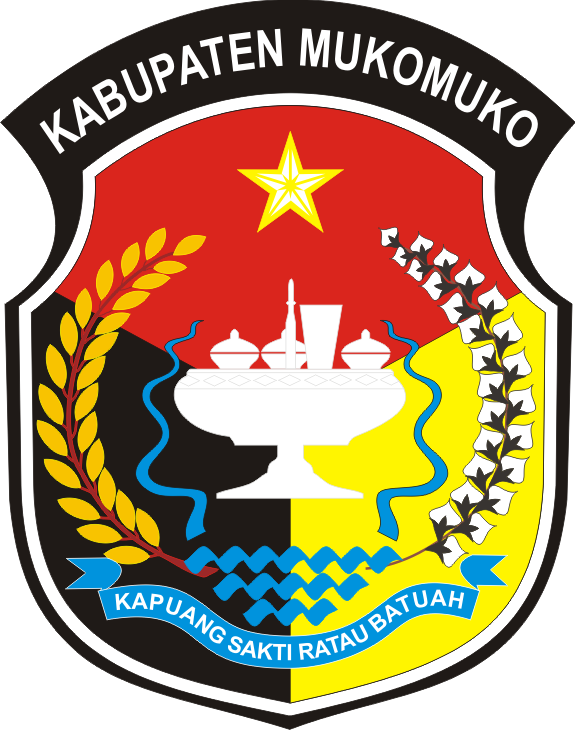
Мукомуко (регентство)
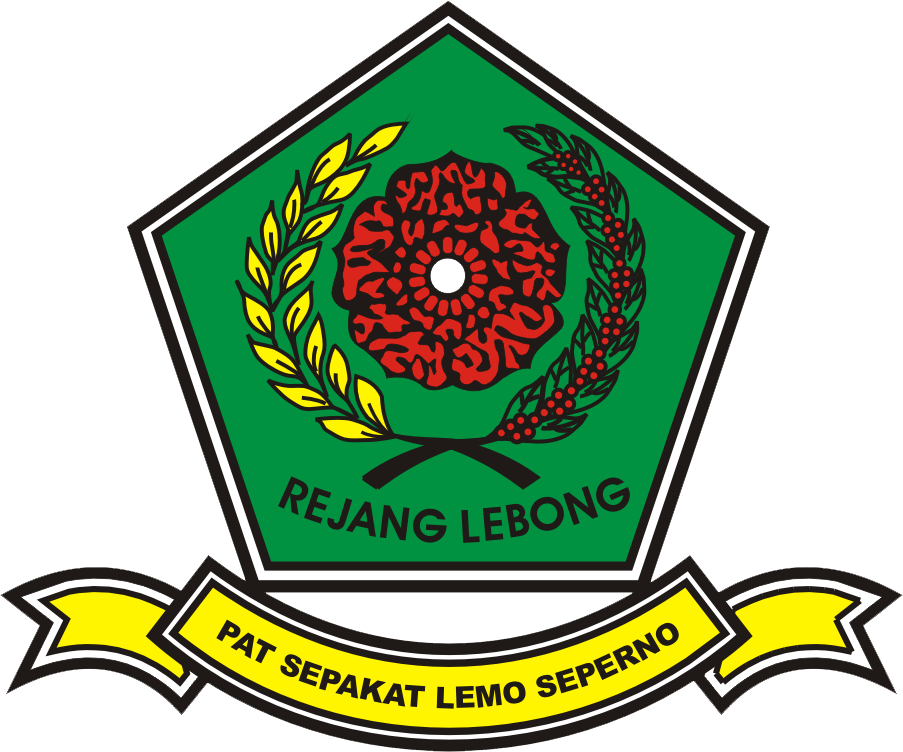
Реджанг Лебонг (регентство)
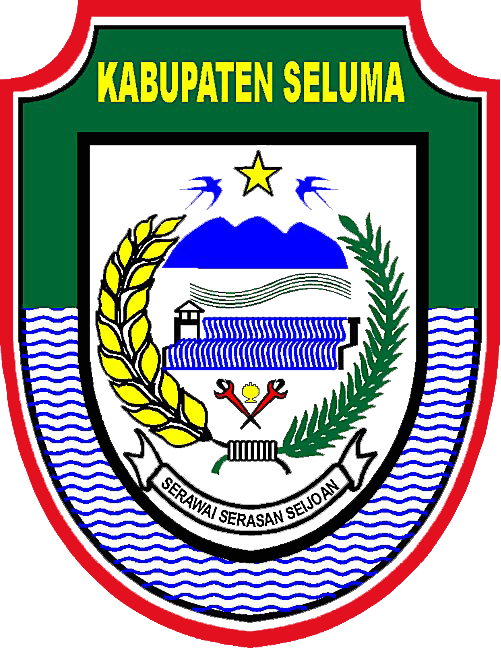
Селума (регентство)
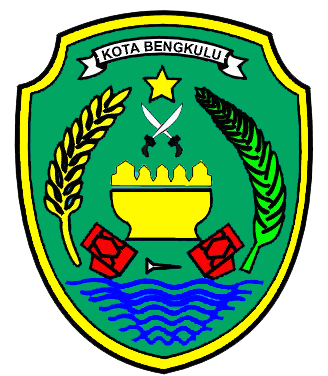
Бенгкулу (місто)

### Острови Бангка-Белітунг

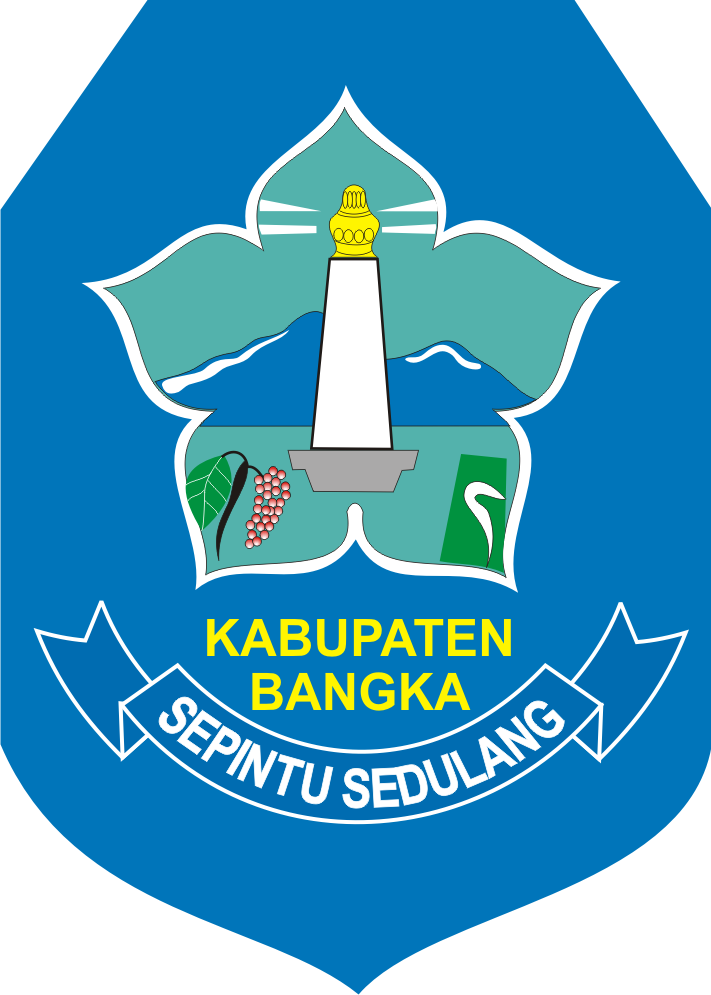
Бангка (регентство)
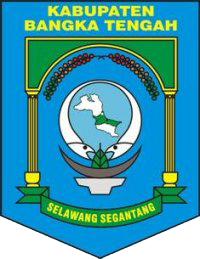
Центральний Бангка (регентство)
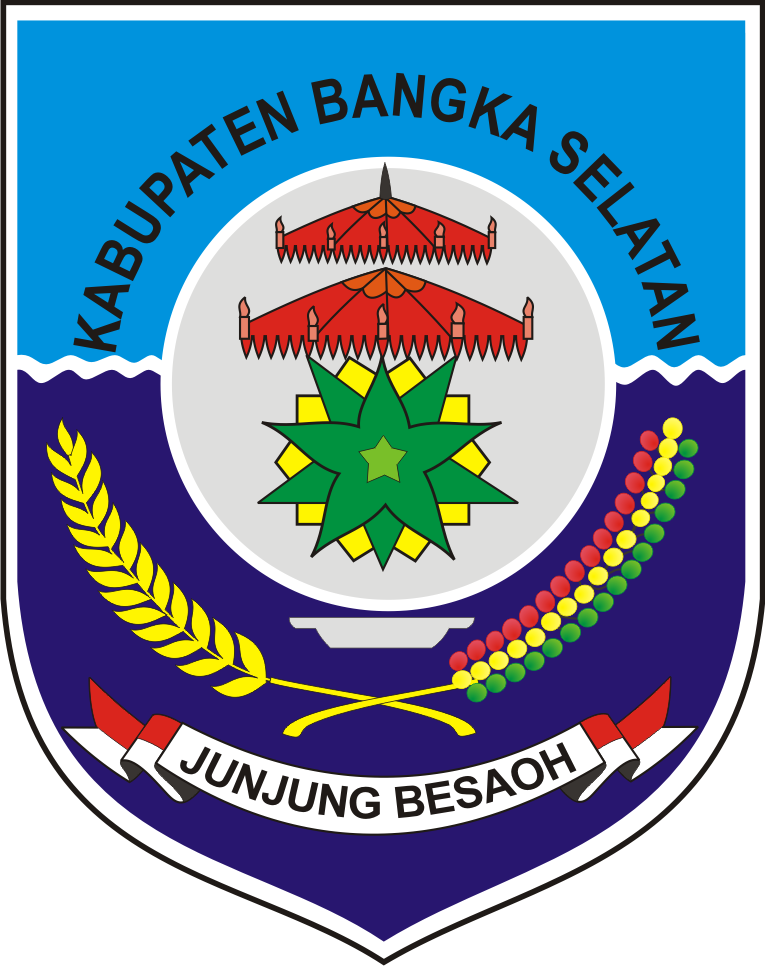
Південна Бангка (регентство)
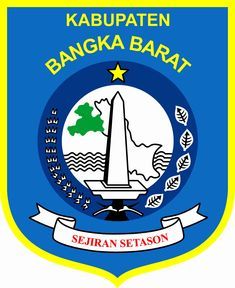
Західний Бангка (регентство)
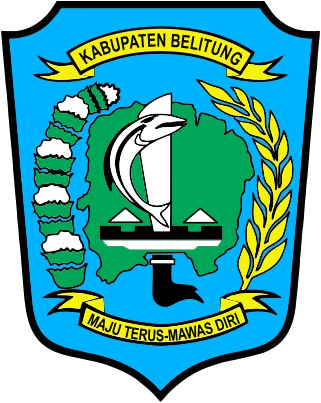
Белітунг (регентство)
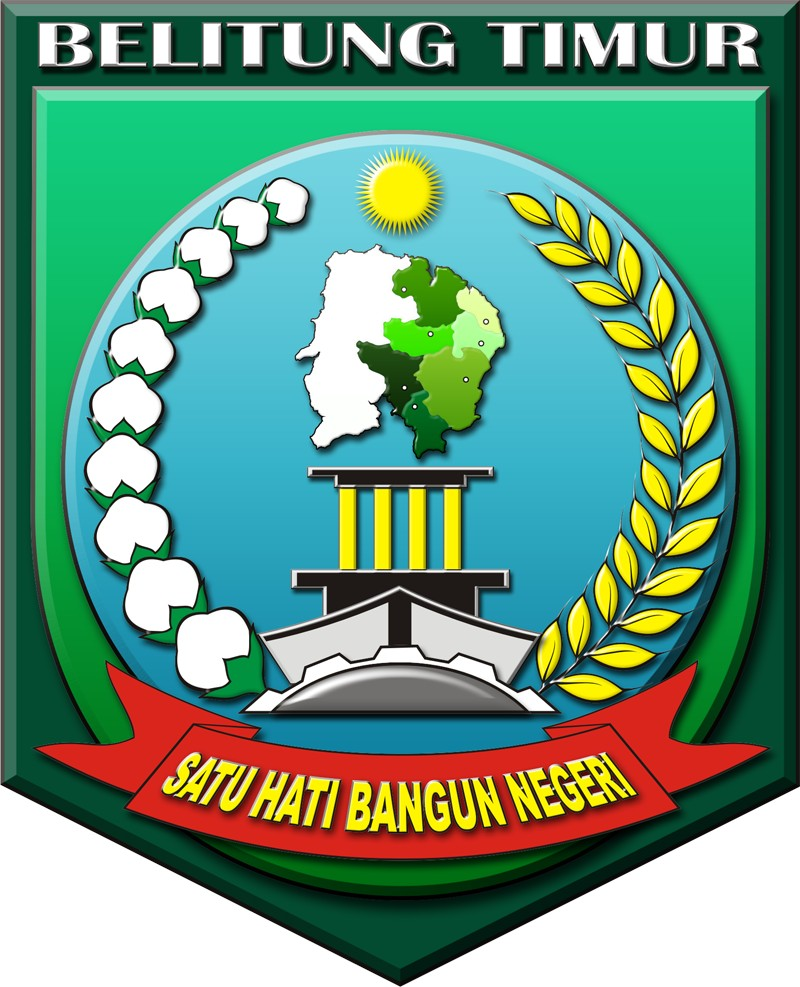
Східний Белітунг (регентство)
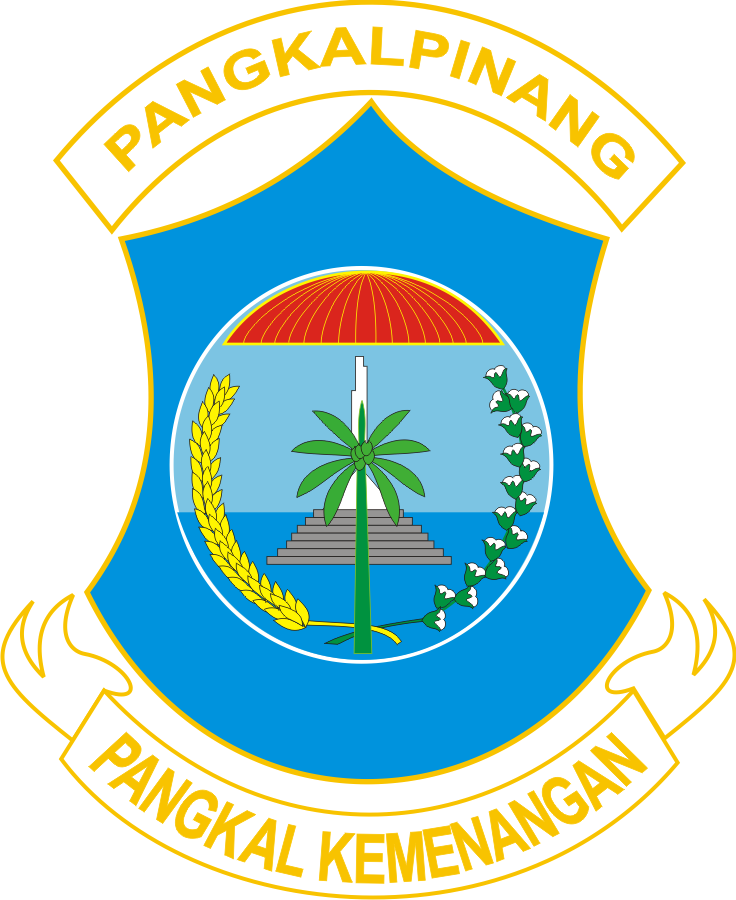
Панкалпінанг (місто)

### Лампунг

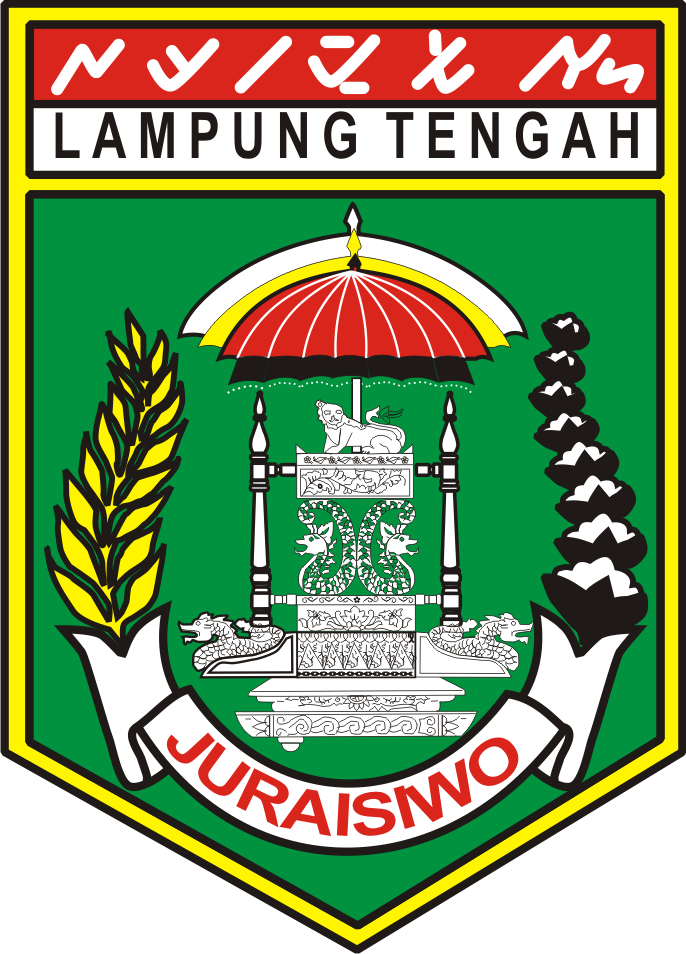
Центральний Лампунг (регентство)
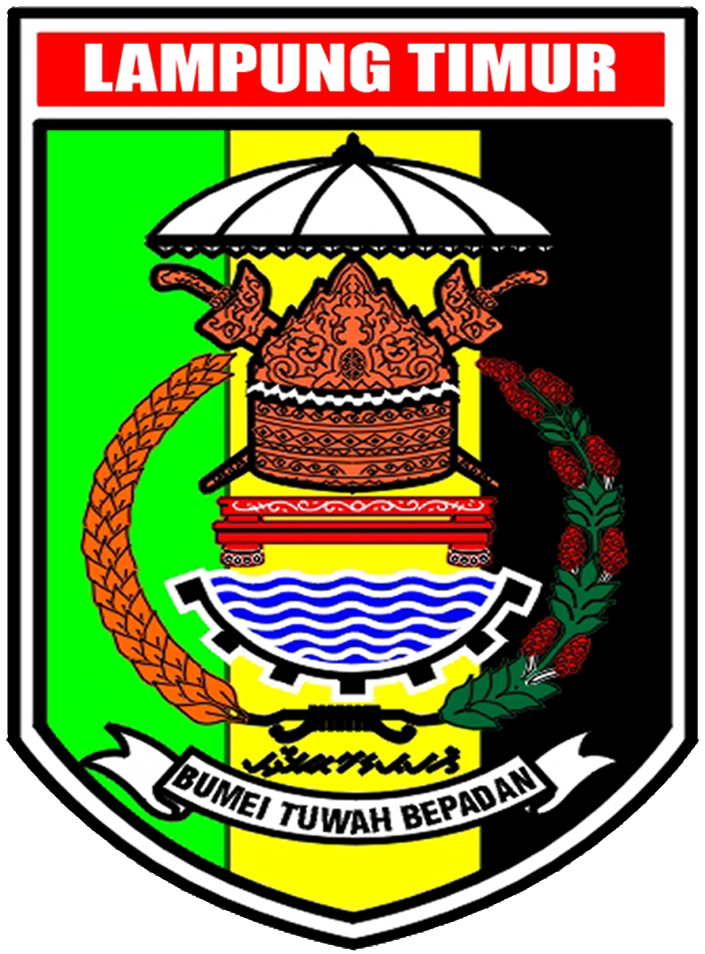
Східний Лампунг (регентство)
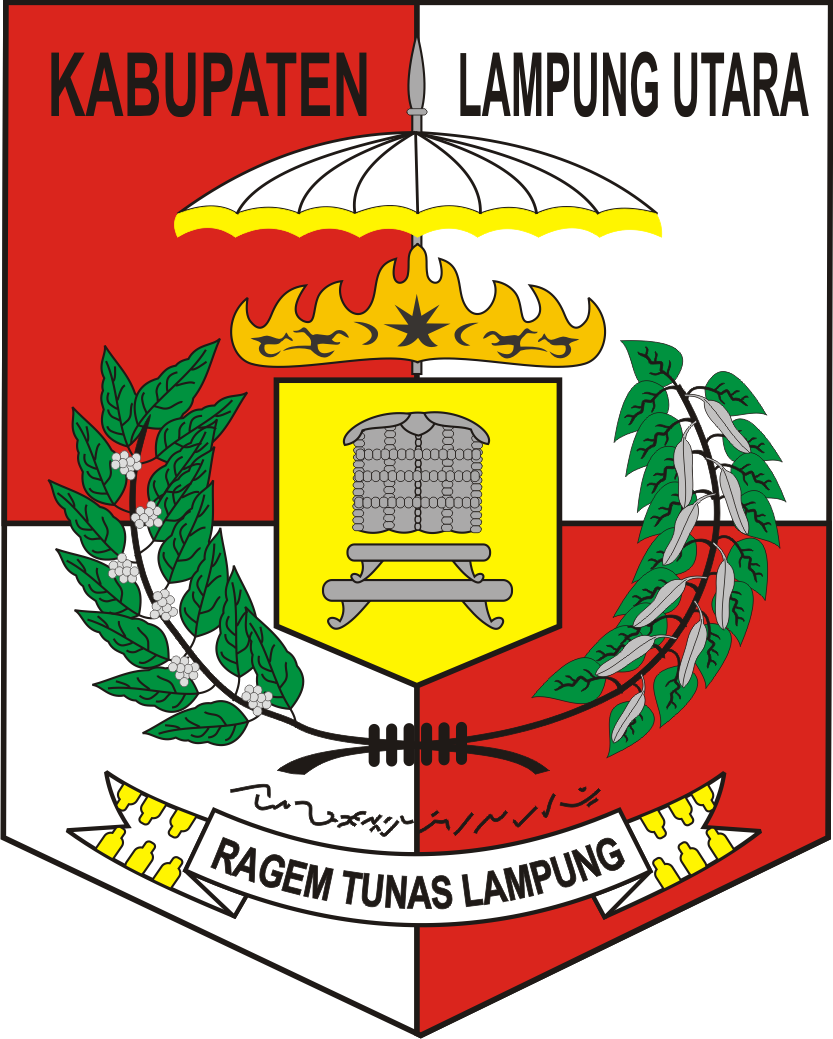
Північний Лампунг (регентство)
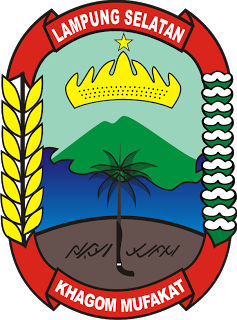
Південний Лампунг (регентство)
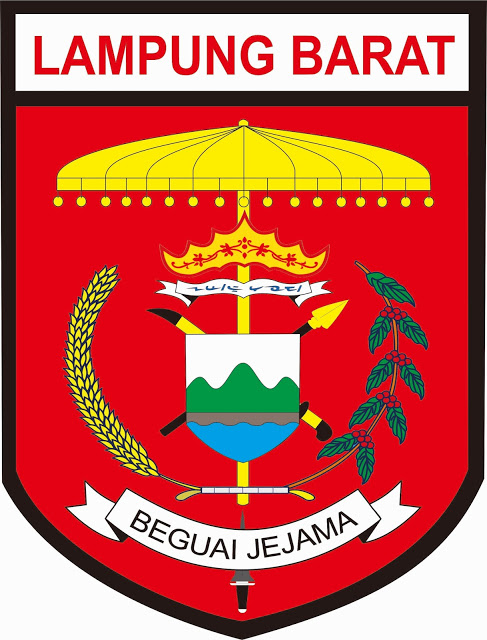
Західний Лампунг (регентство)
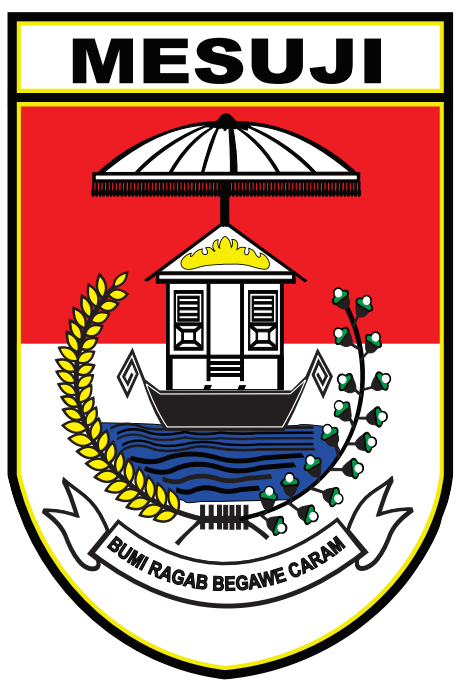
Месуджі (регентство)
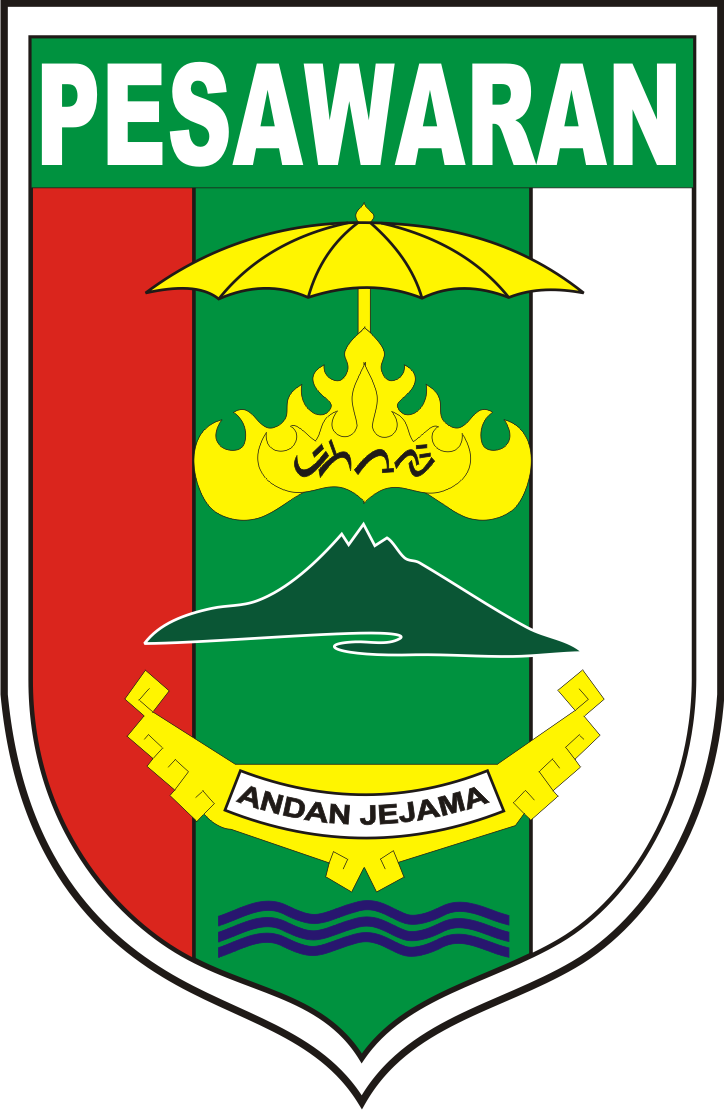
Песаваран (регентство)
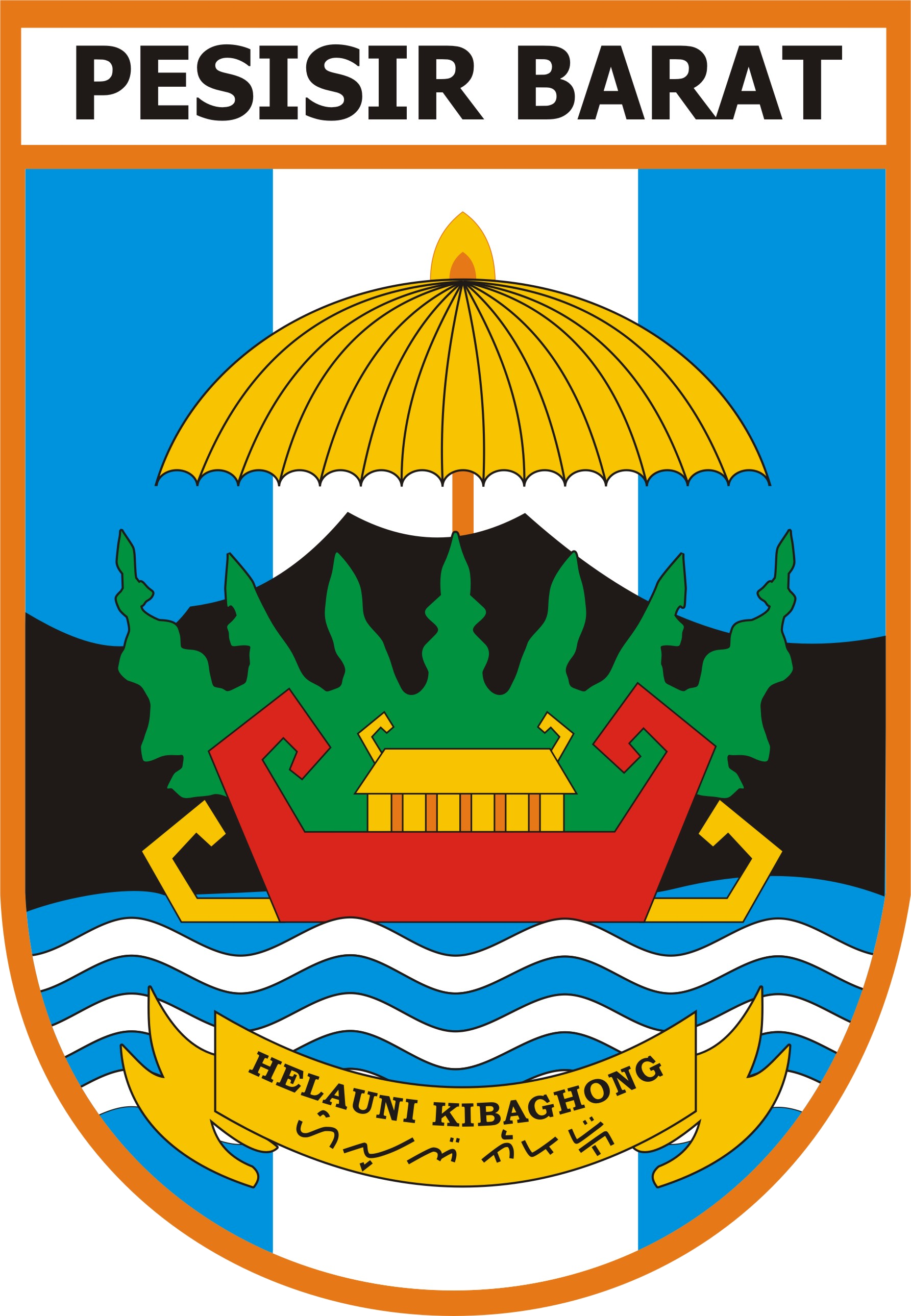
Песісір-Барат (регентство)
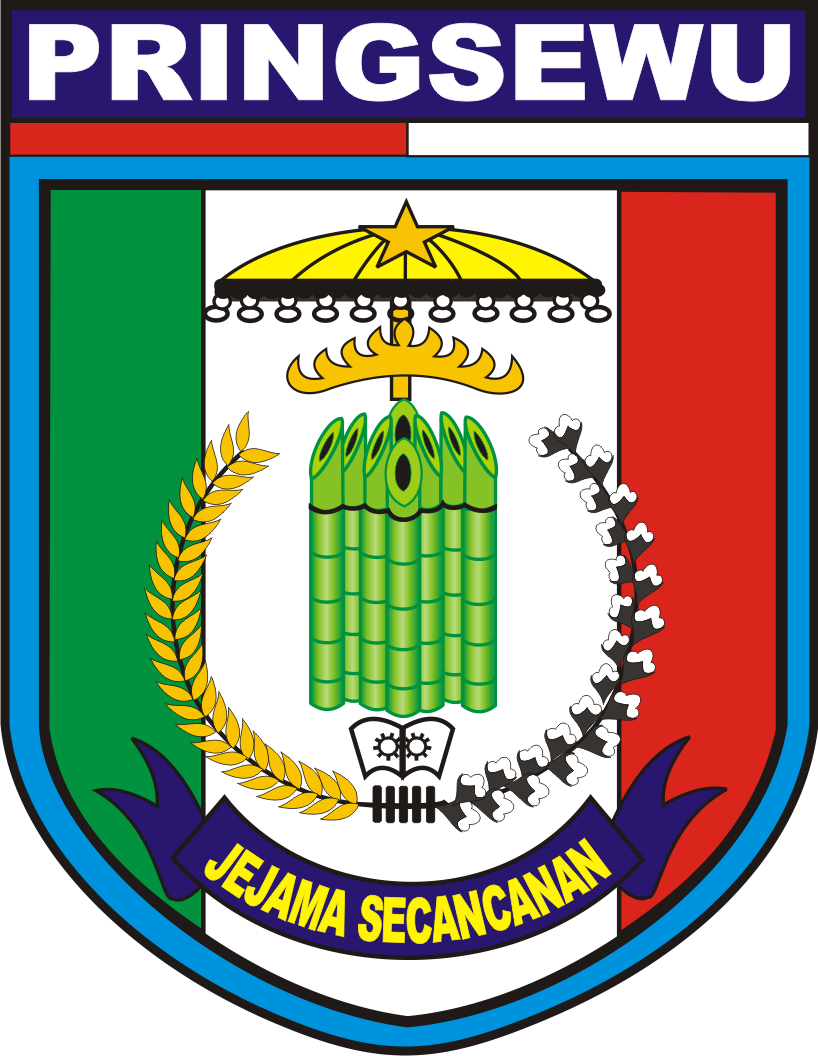
Прінгсеву (регентство)
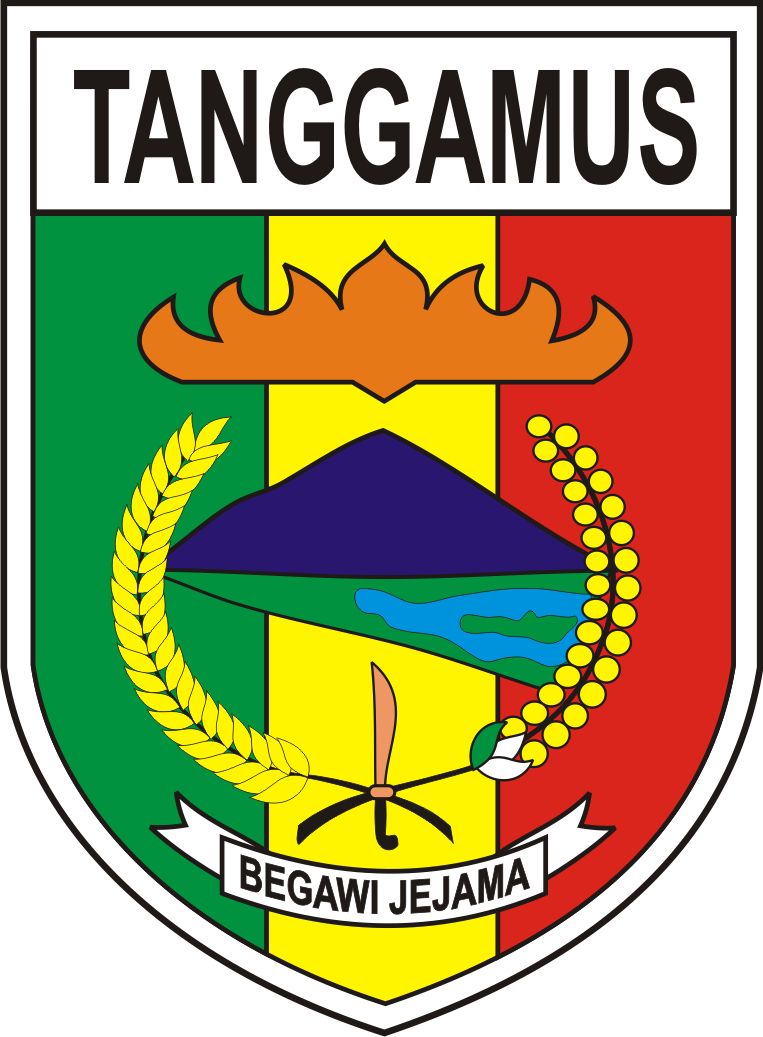
Тангамус (регентство)
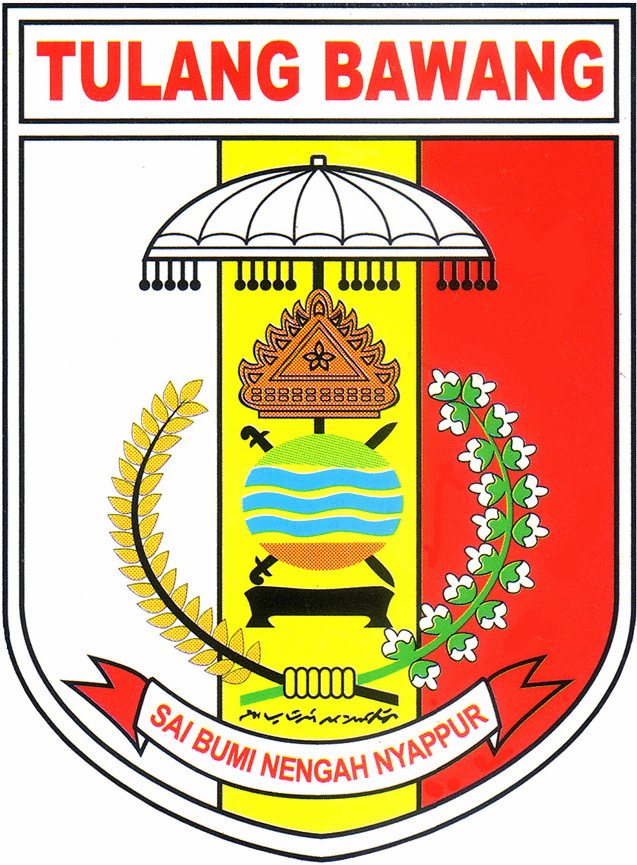
Туланг Баванг (регентство)
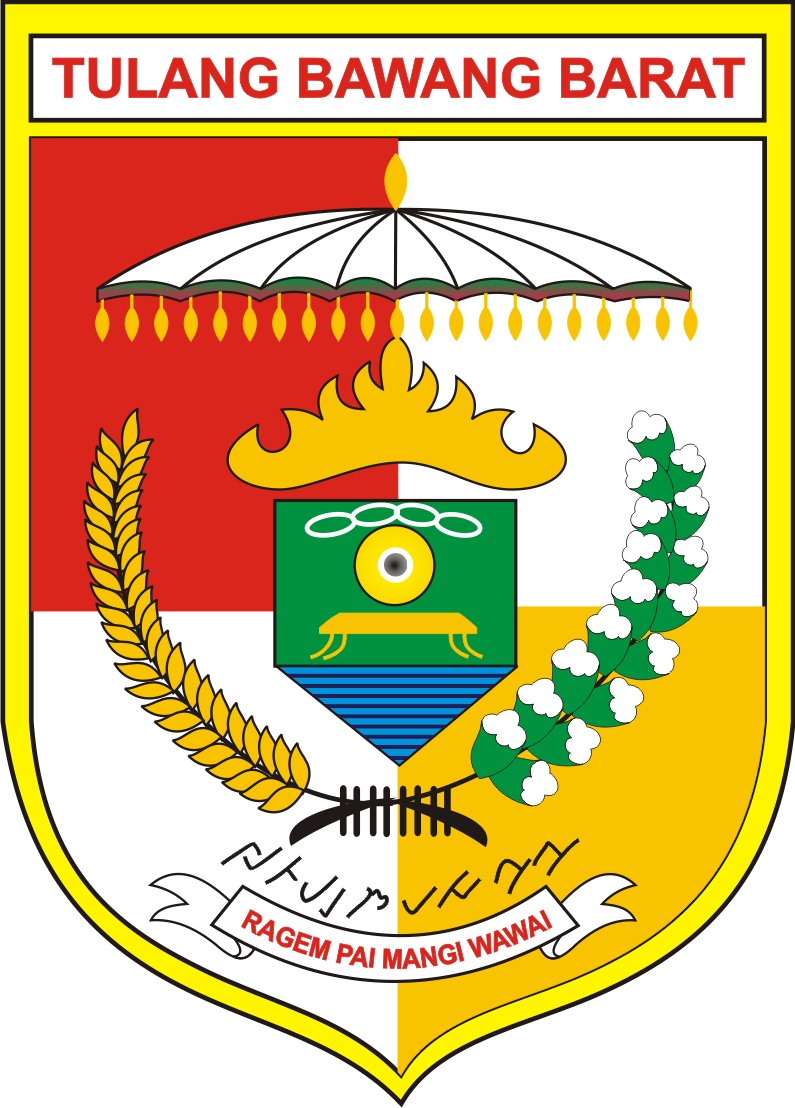
Західний Туланг-Баванг (регентство)
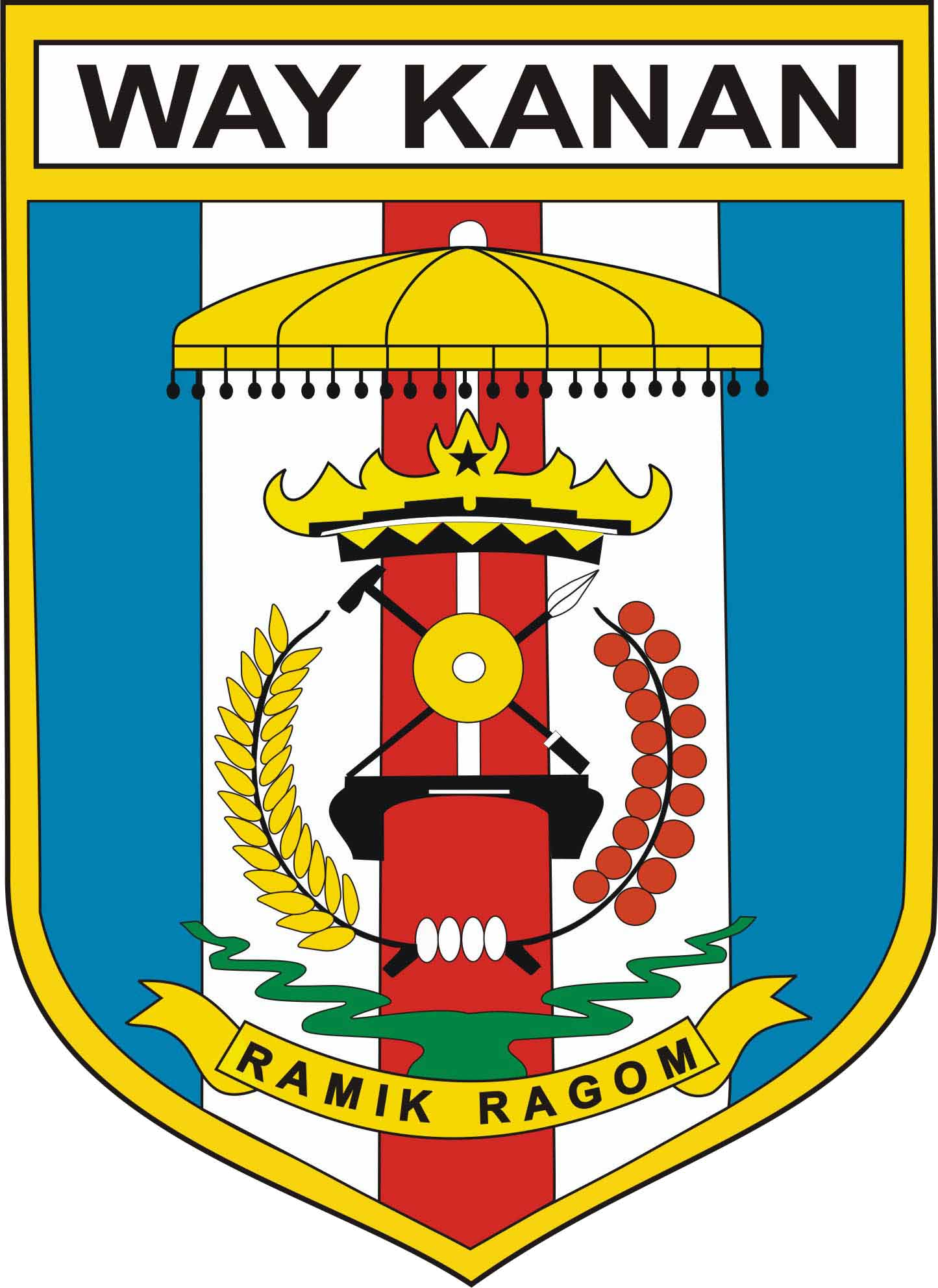
Вей-Канан (регентство)
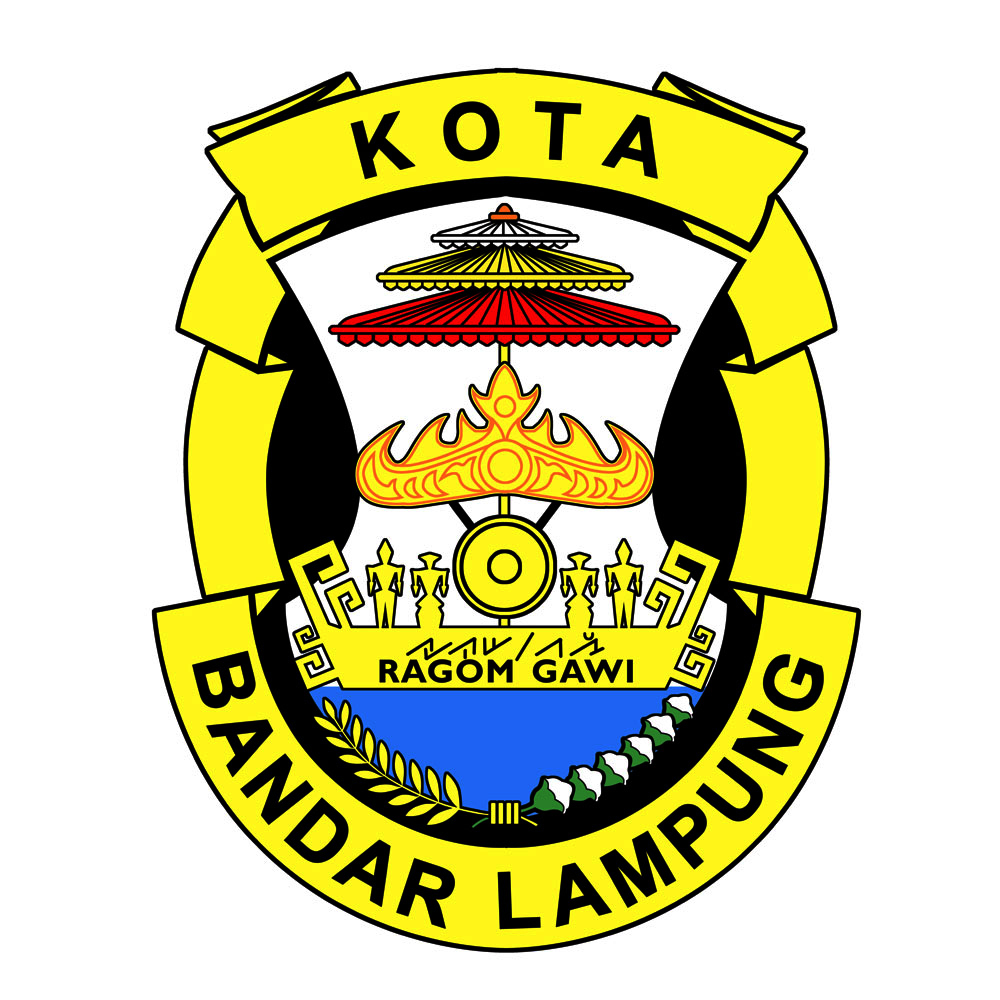
Бандар-Лампунг (місто)
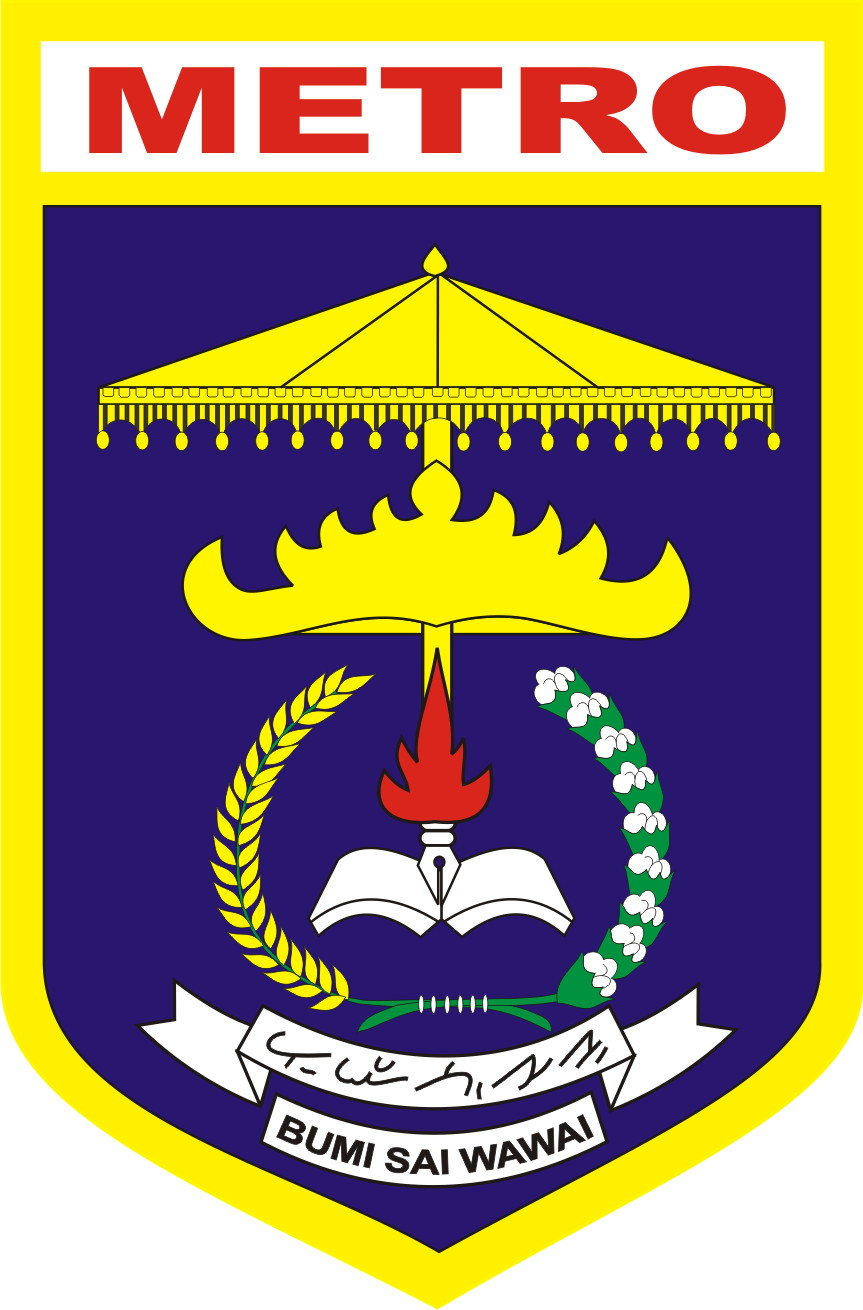
Метро (місто)

### Бантен

Лебак (регентство)
Пандегланг (регентство)
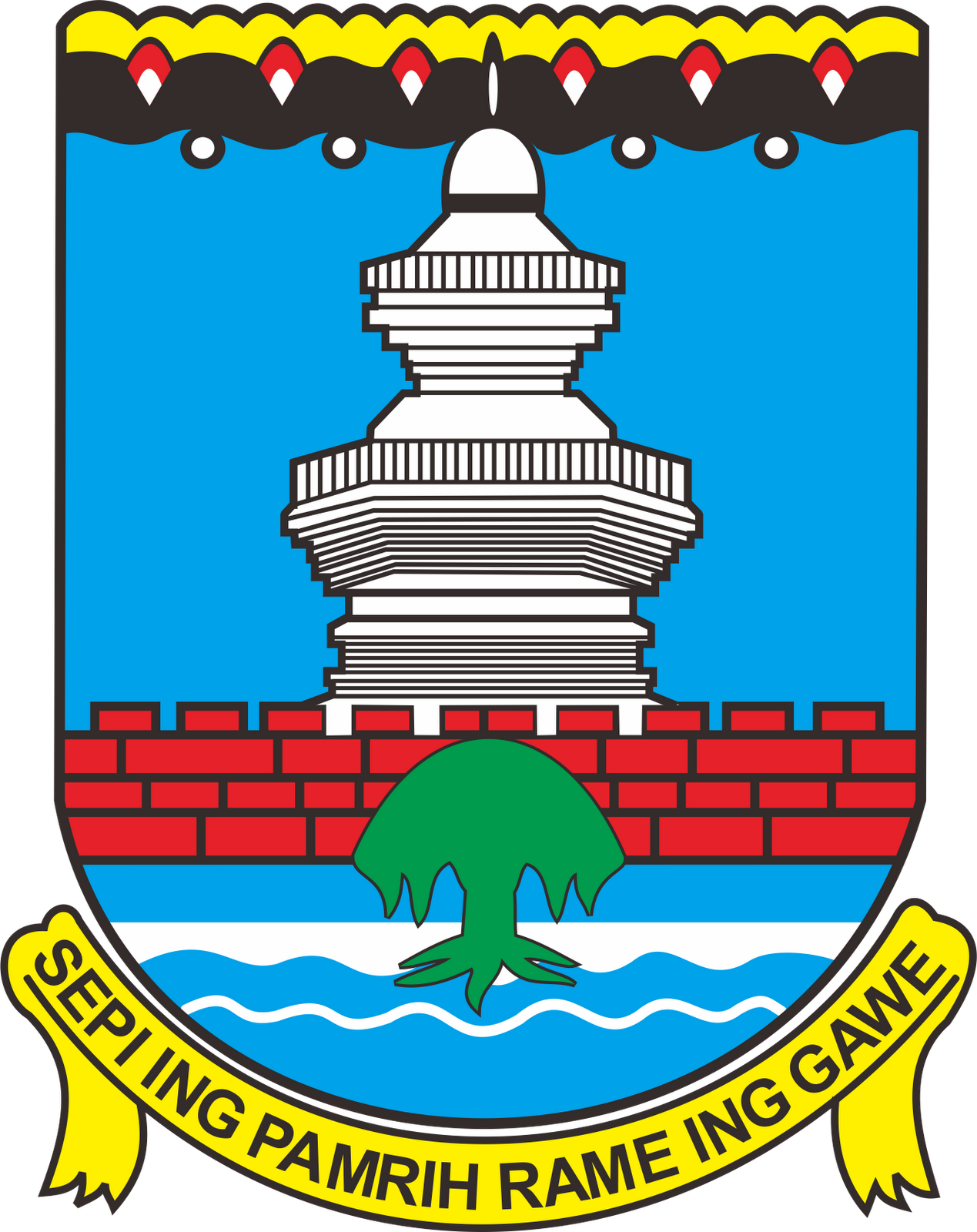
Серанг (регентство)
Тангеранг (регентство)
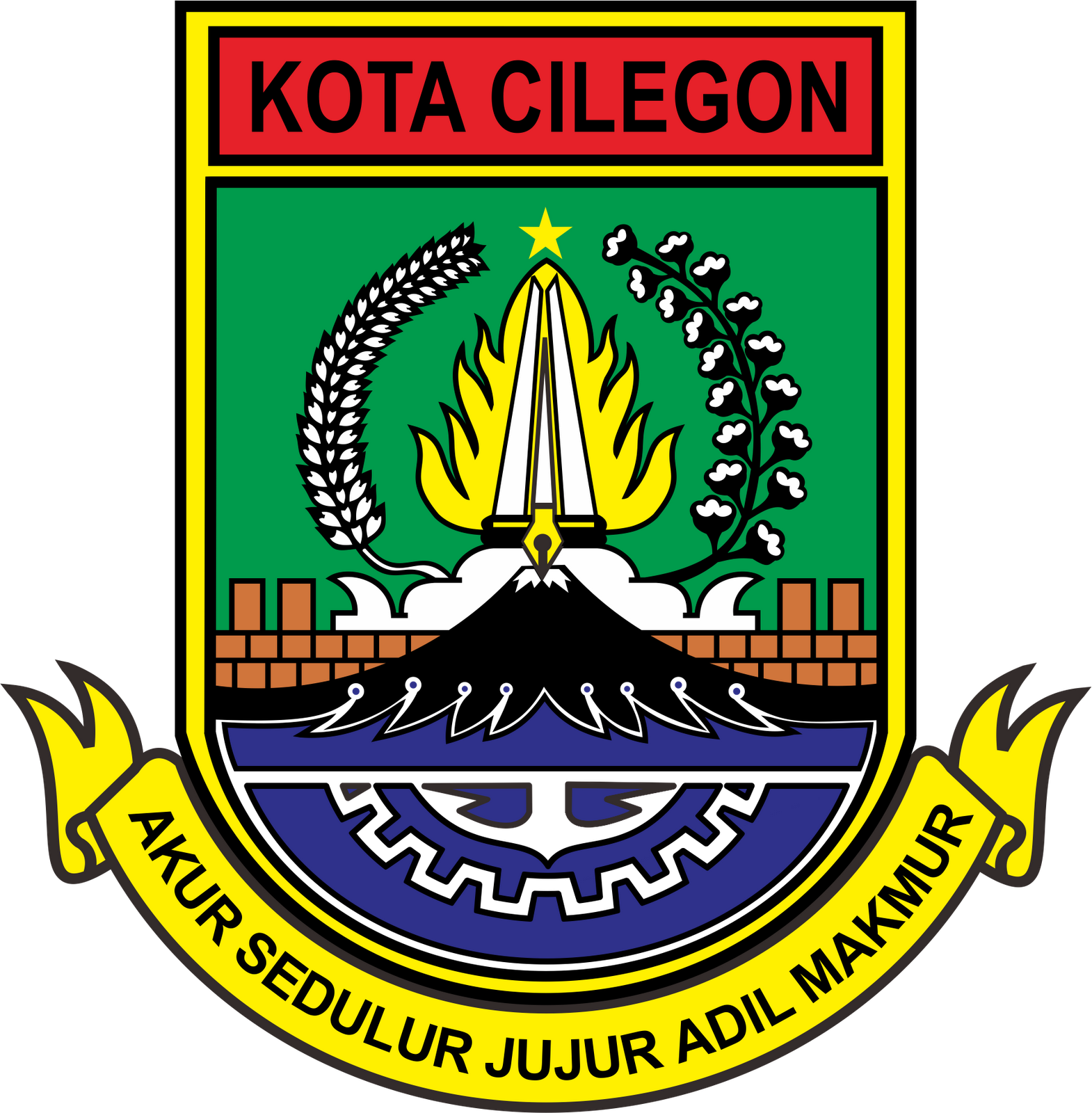
Цілегон (місто)
Серанг (місто)
Тангеранг (місто)
Південний Тангеранг (місто)

### Джакарта

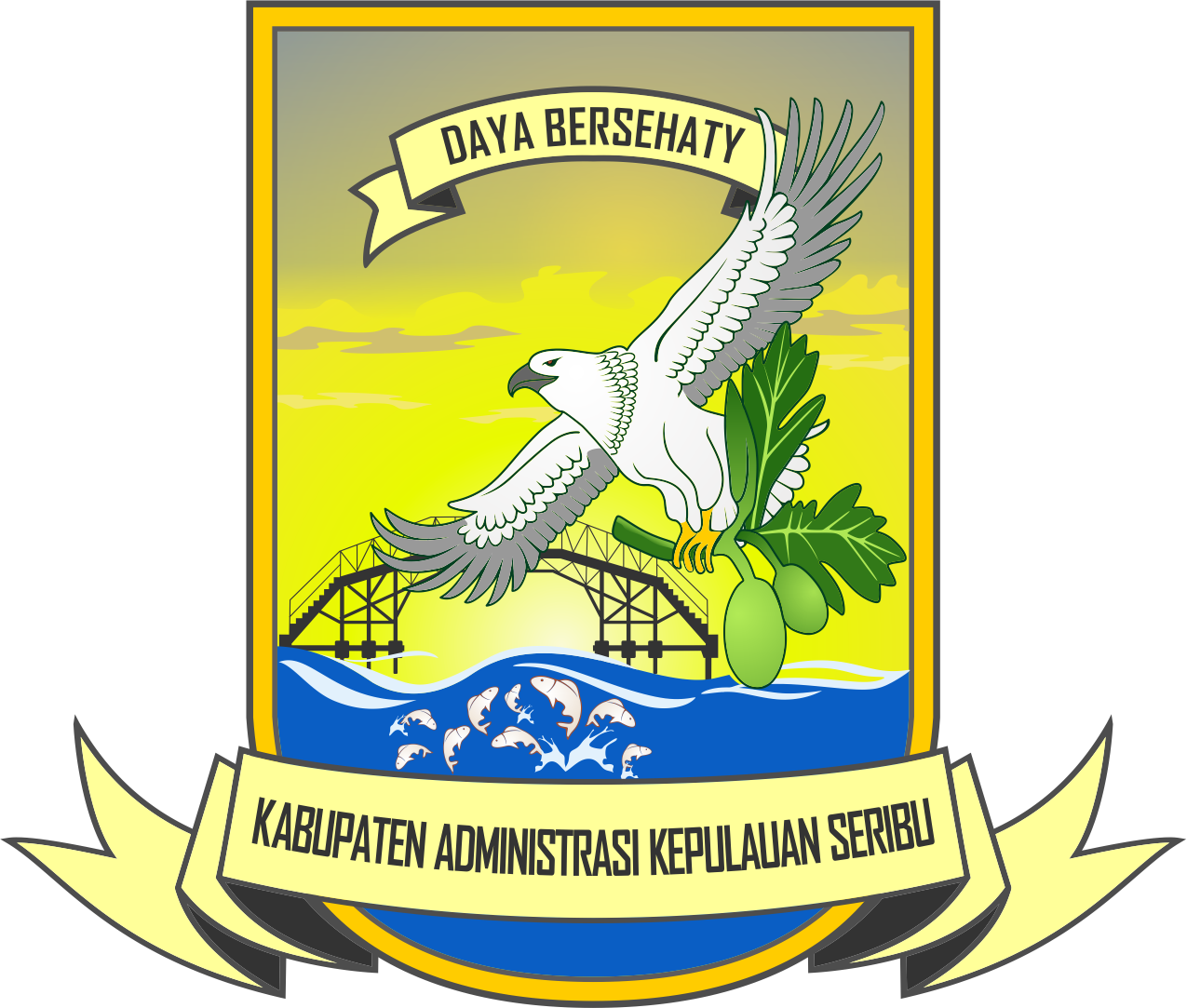
Тисяча островів (Індонезія)
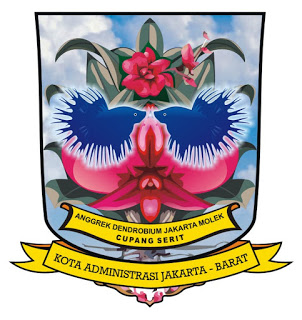
Західна Джакарта
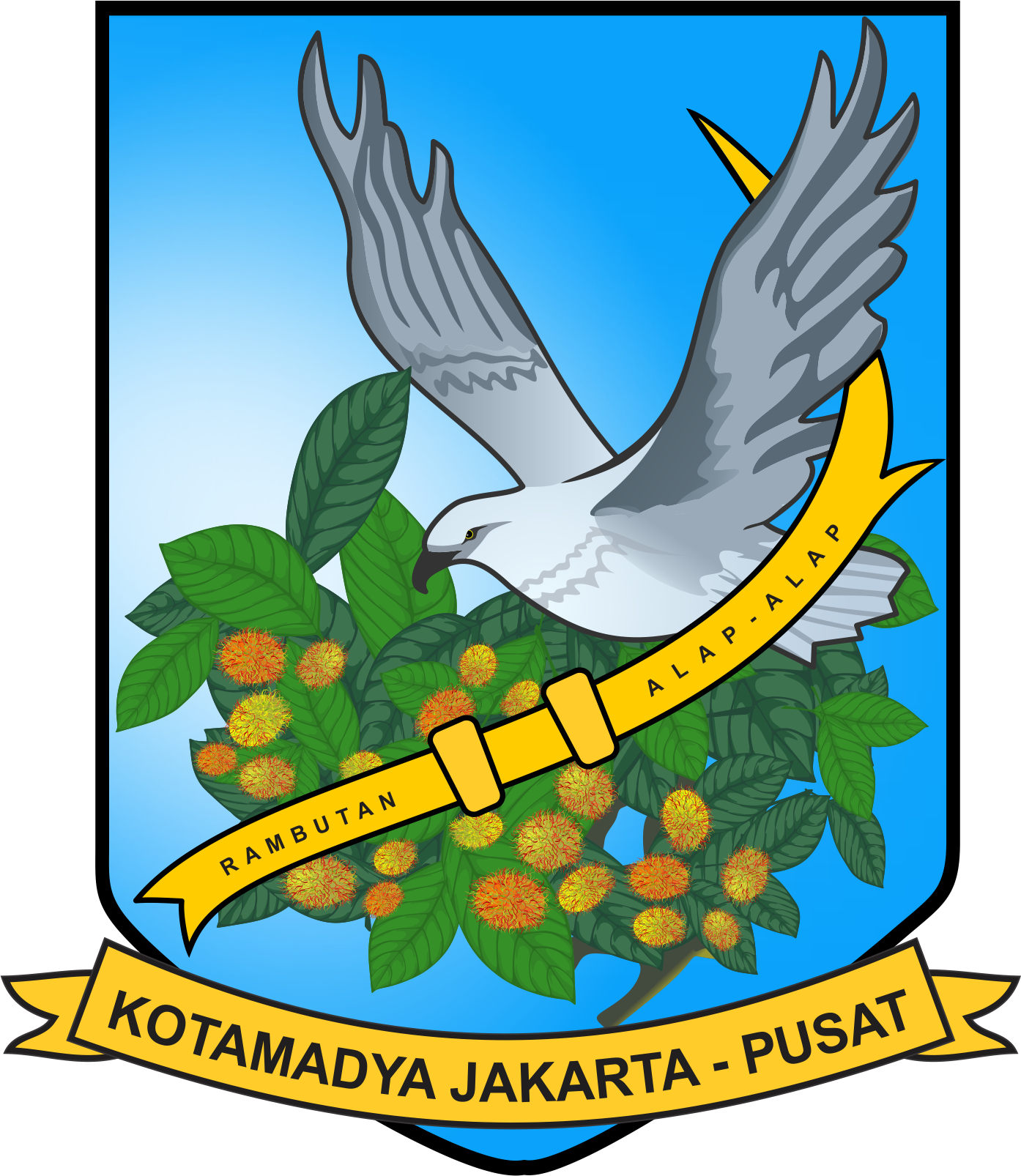
Центральна Джакарта
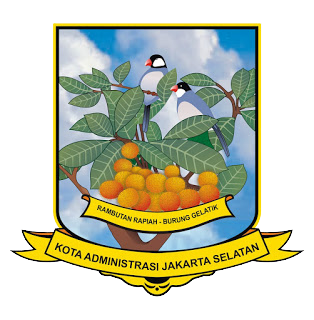
Південна Джакарта
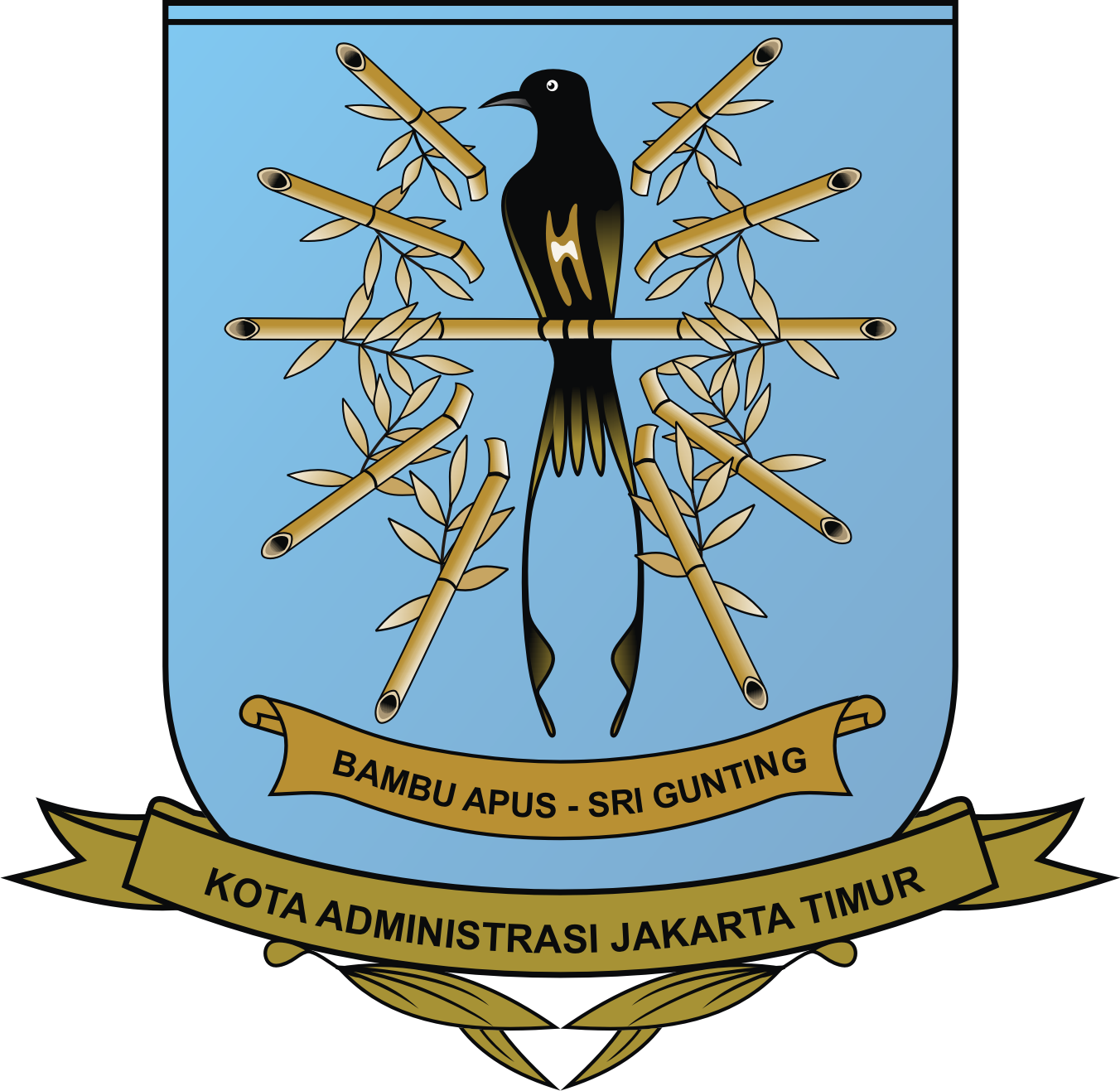
Східна Джакарта
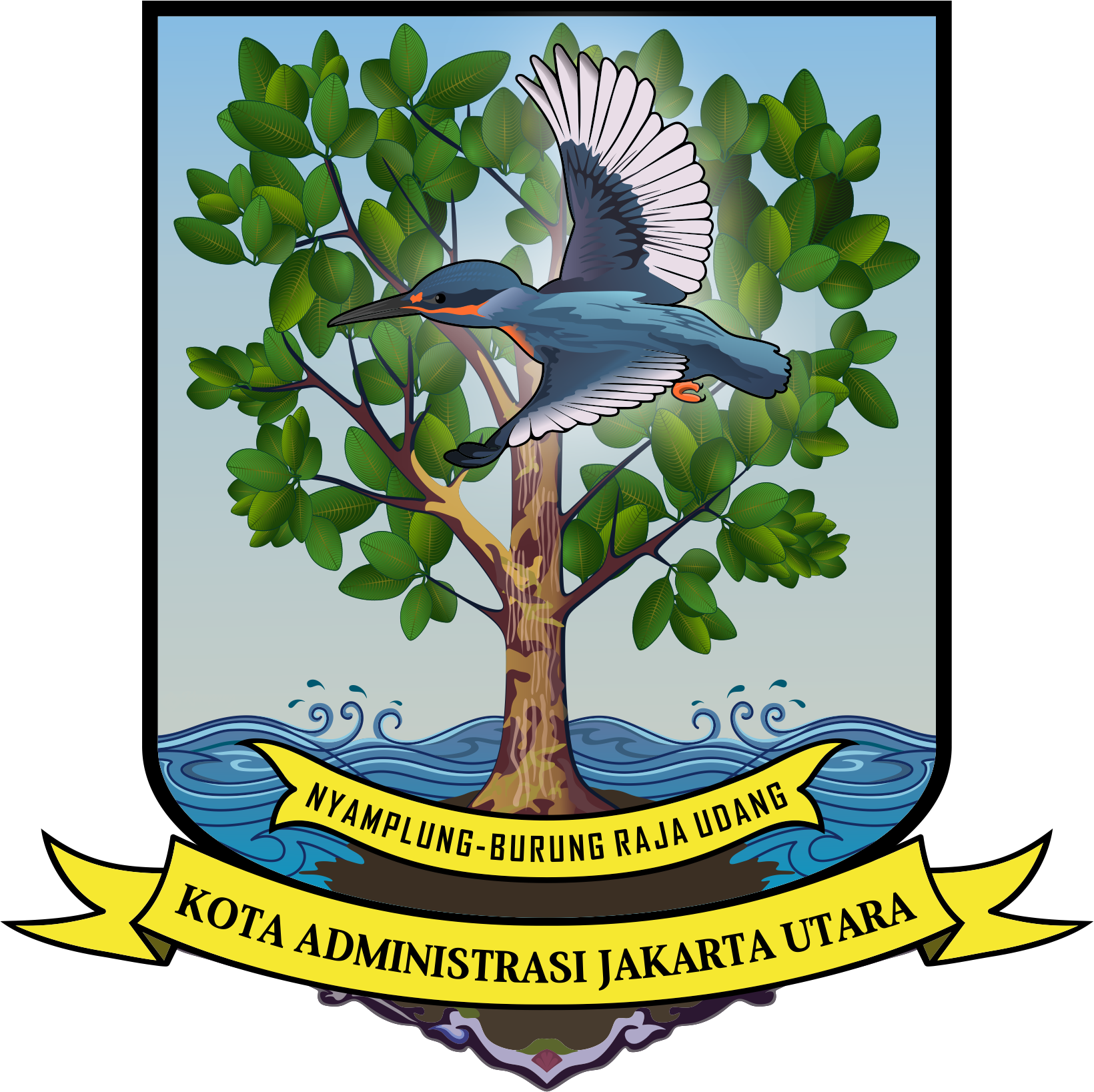
Північна Джакарта

### Західна Ява

Бандунг (регентство)
Західний Бандунг (регентство)
Бекасі (регентство)
Богор (регентство)
Чіаміс (регентство)
Чіанжур (регентство)
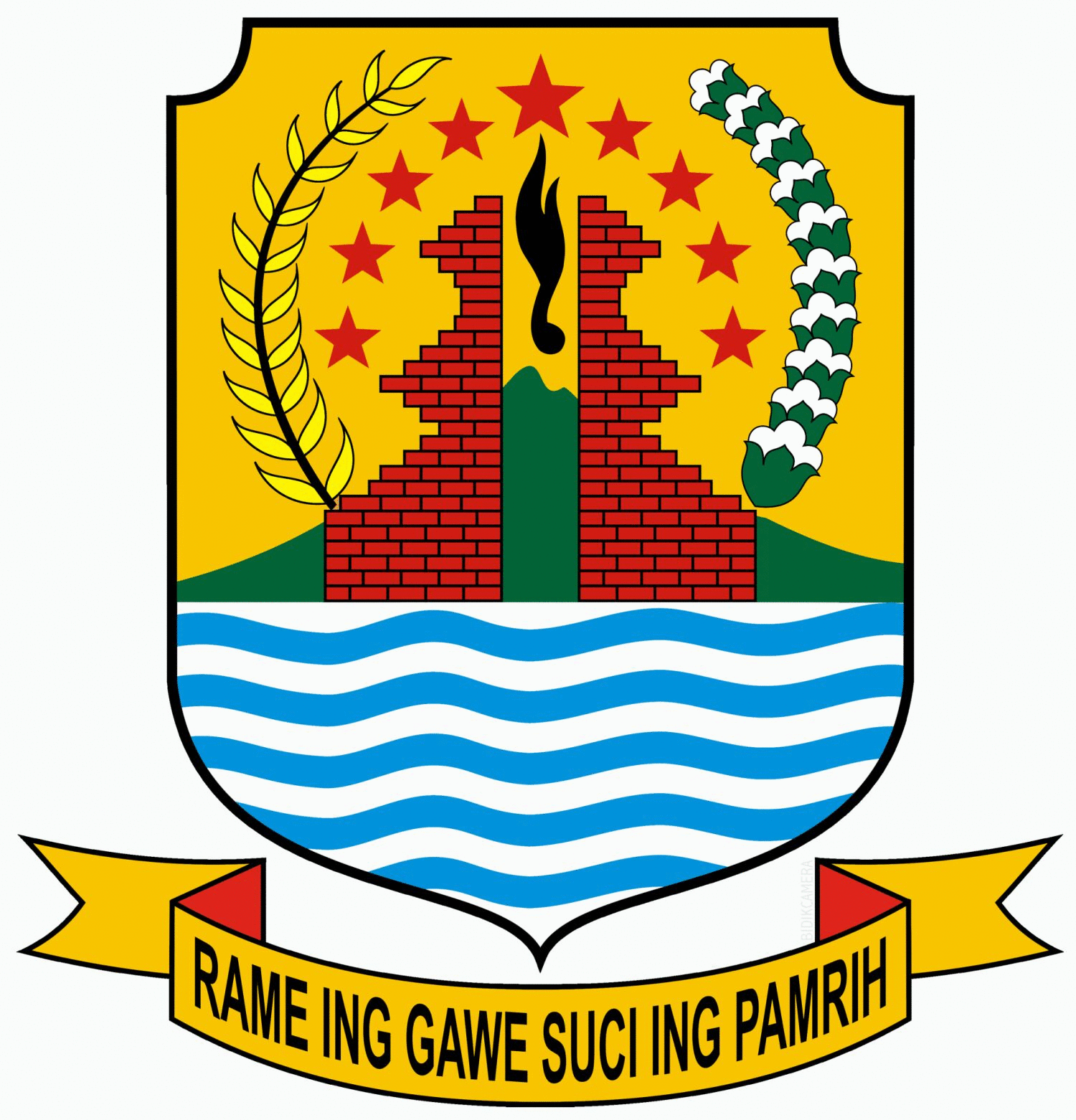
Сіребон (регентство)
Гарут (регентство)
Індрамаю (регентство)
Караванг (регентство)
Кунінган (регентство)
Махаленгка (регентство)
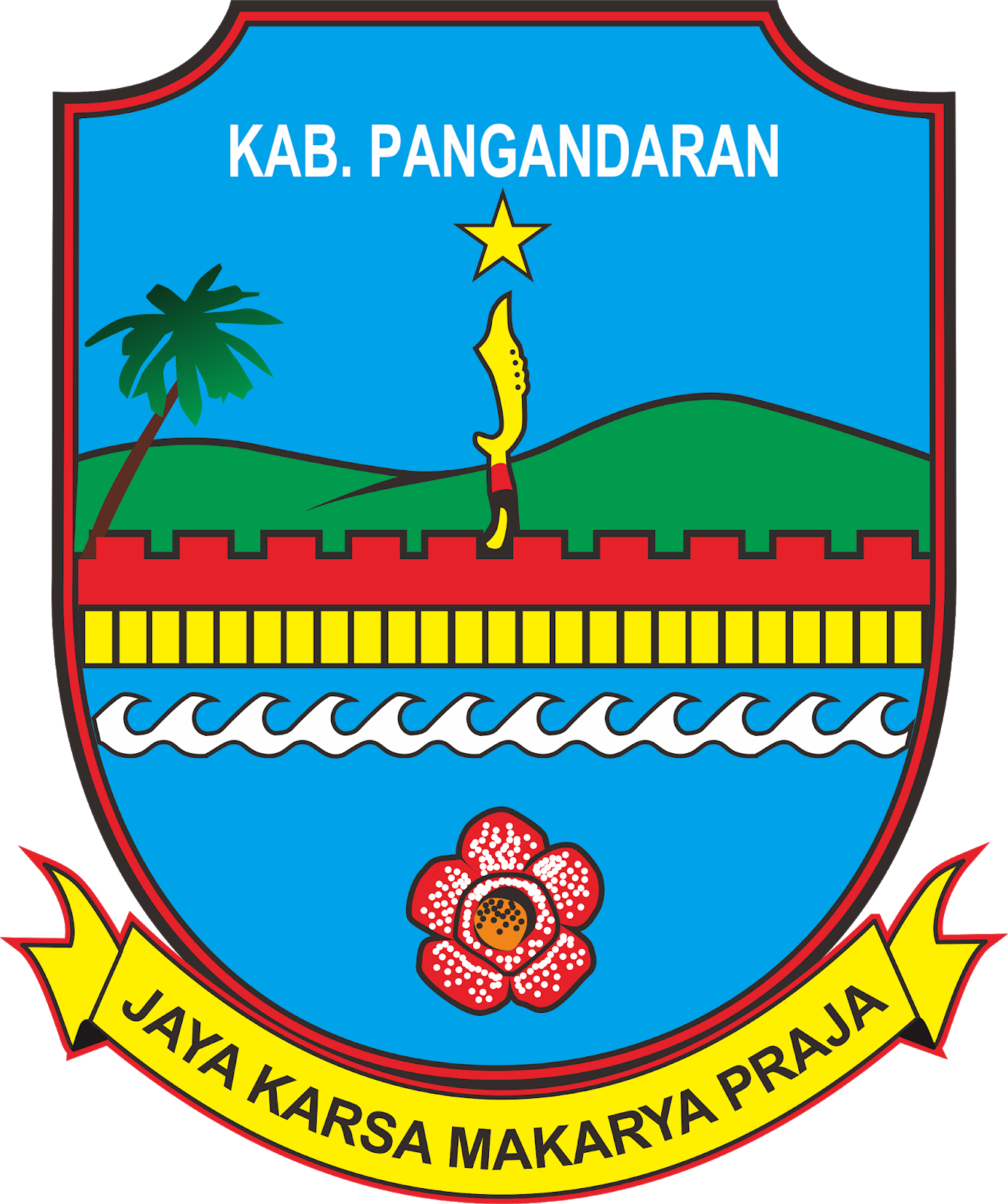
Пангандаран (регентство)
Пурвакарта (регентство)
Субанг (регентство)
Сукабумі (регентство)
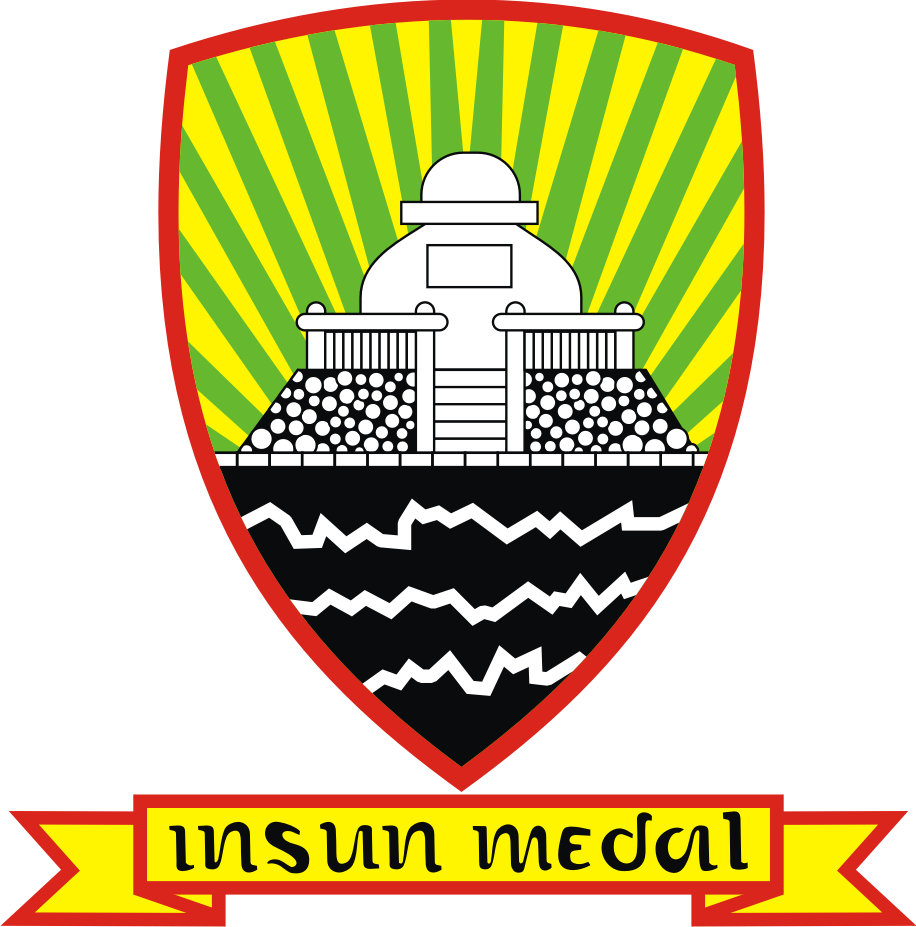
Сумеданг (регентство)
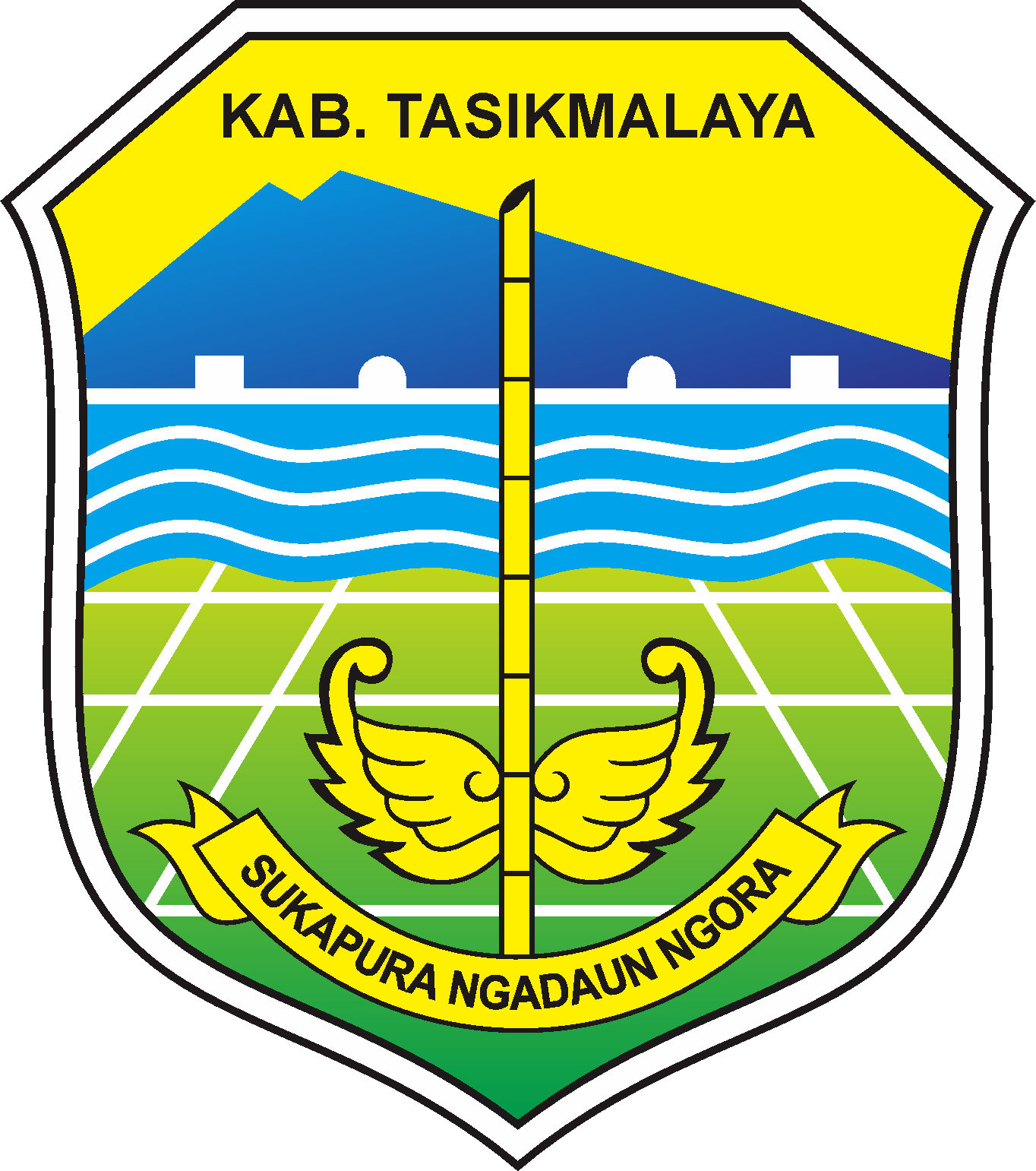
Тасікмалая (регентство)
Бандунг (місто)
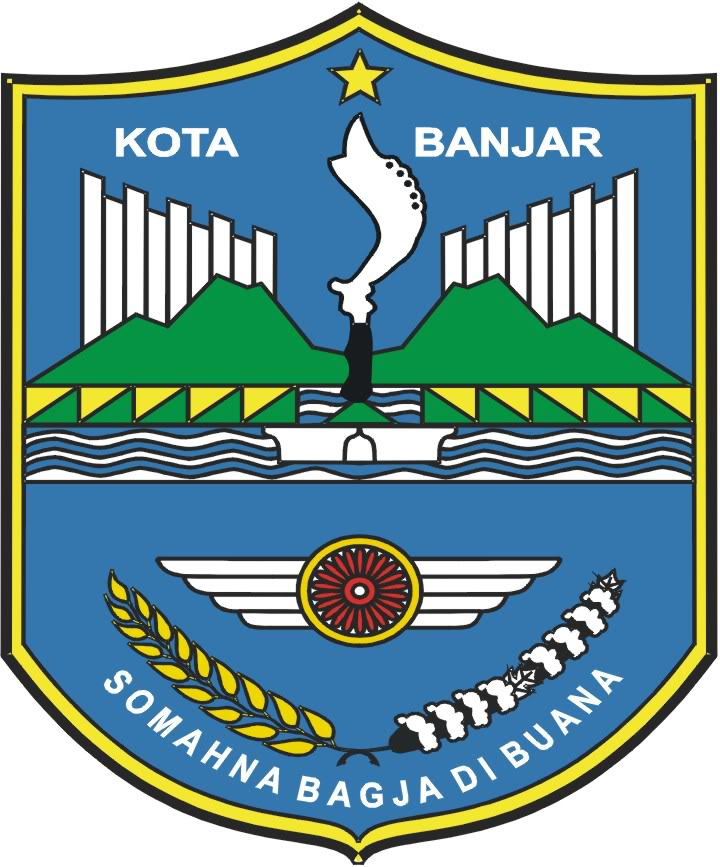
Банджар (місто)
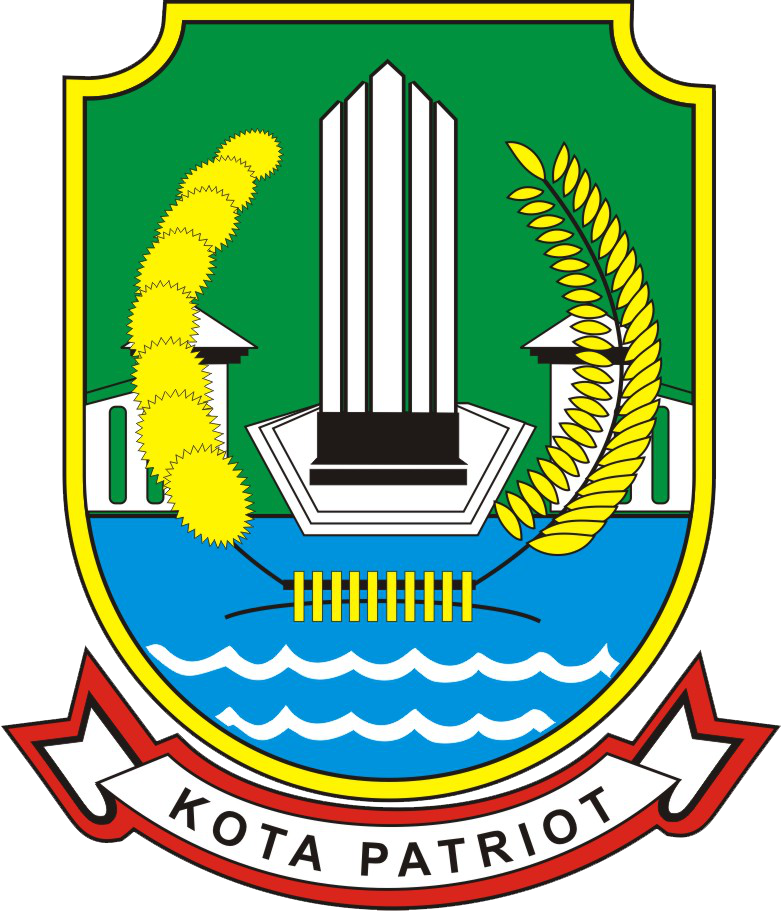
Бекасі (місто)
Богор (місто)
Чімахі (місто)
Чиребон (місто)
Депок (місто)
Сукабумі (місто)
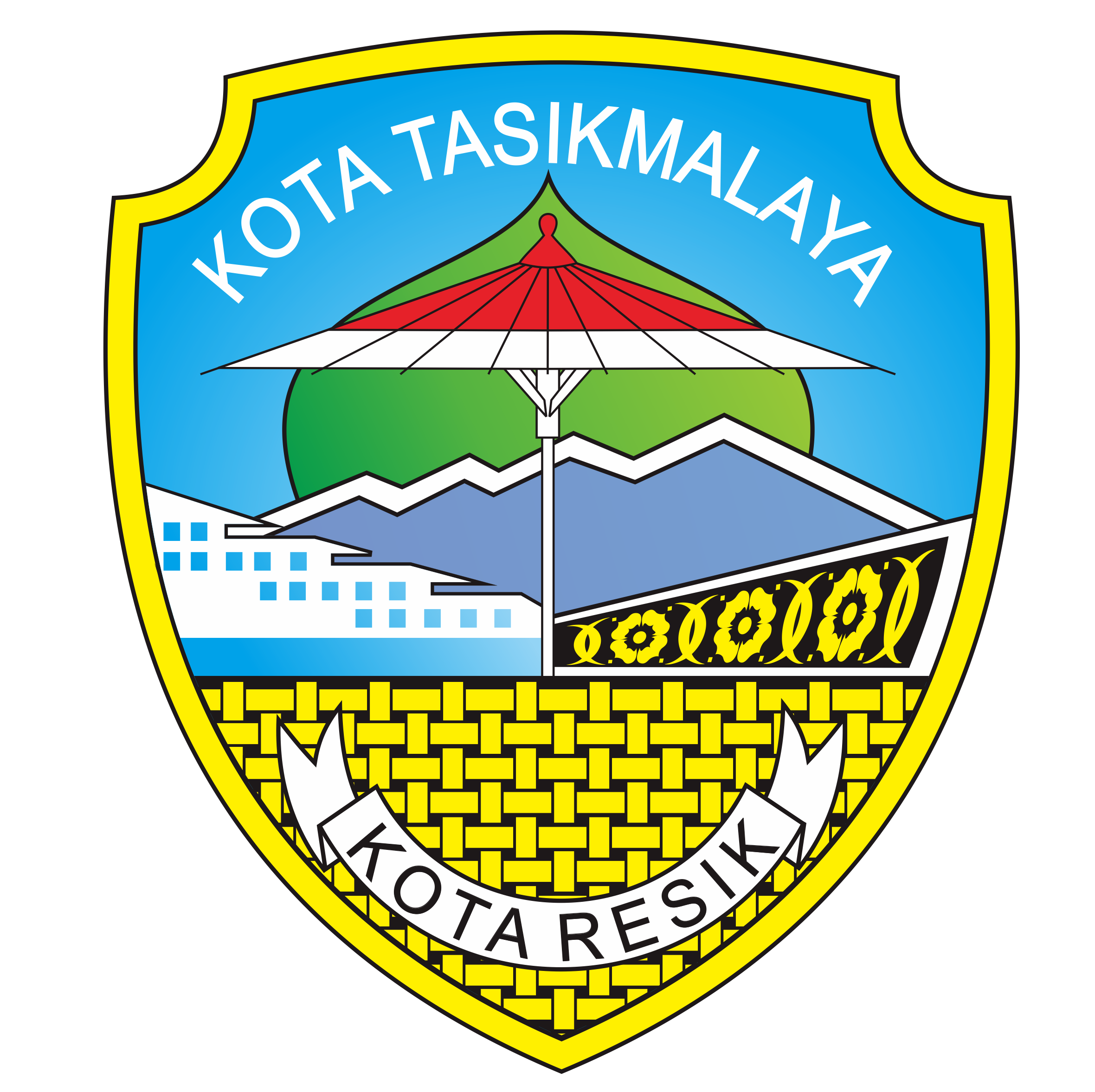
Тасікмалая (місто)

### Центральна Ява

Банджарнегара (регентство)
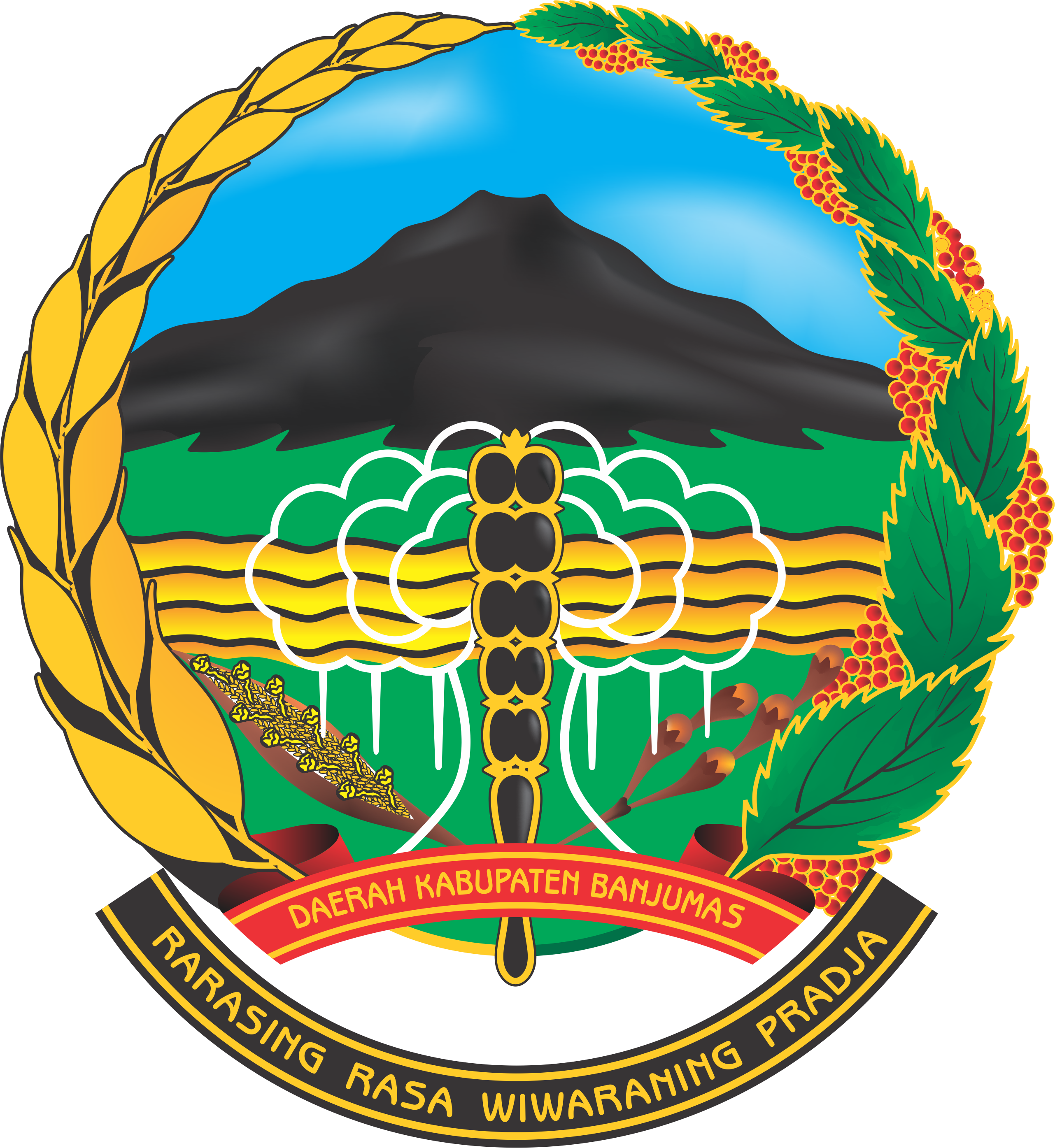
Банюмас (регентство)
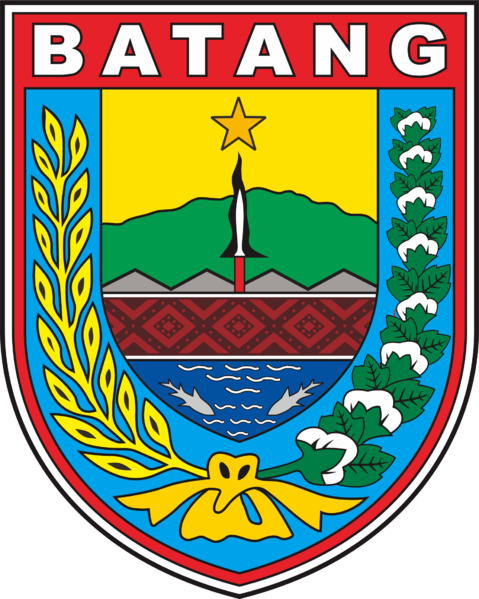
Батанг (регентство)
Блора (регентство)
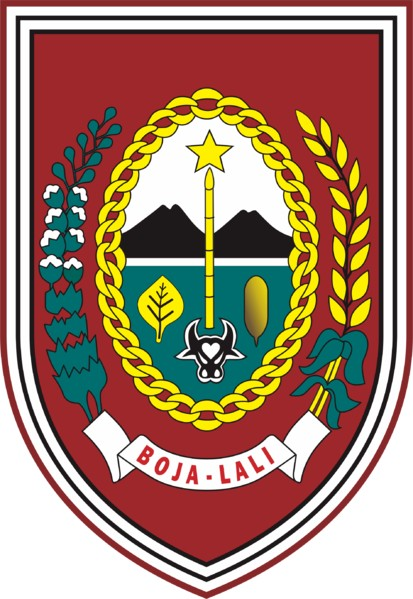
Бойолалі (регентство)
Бреб (регентство)
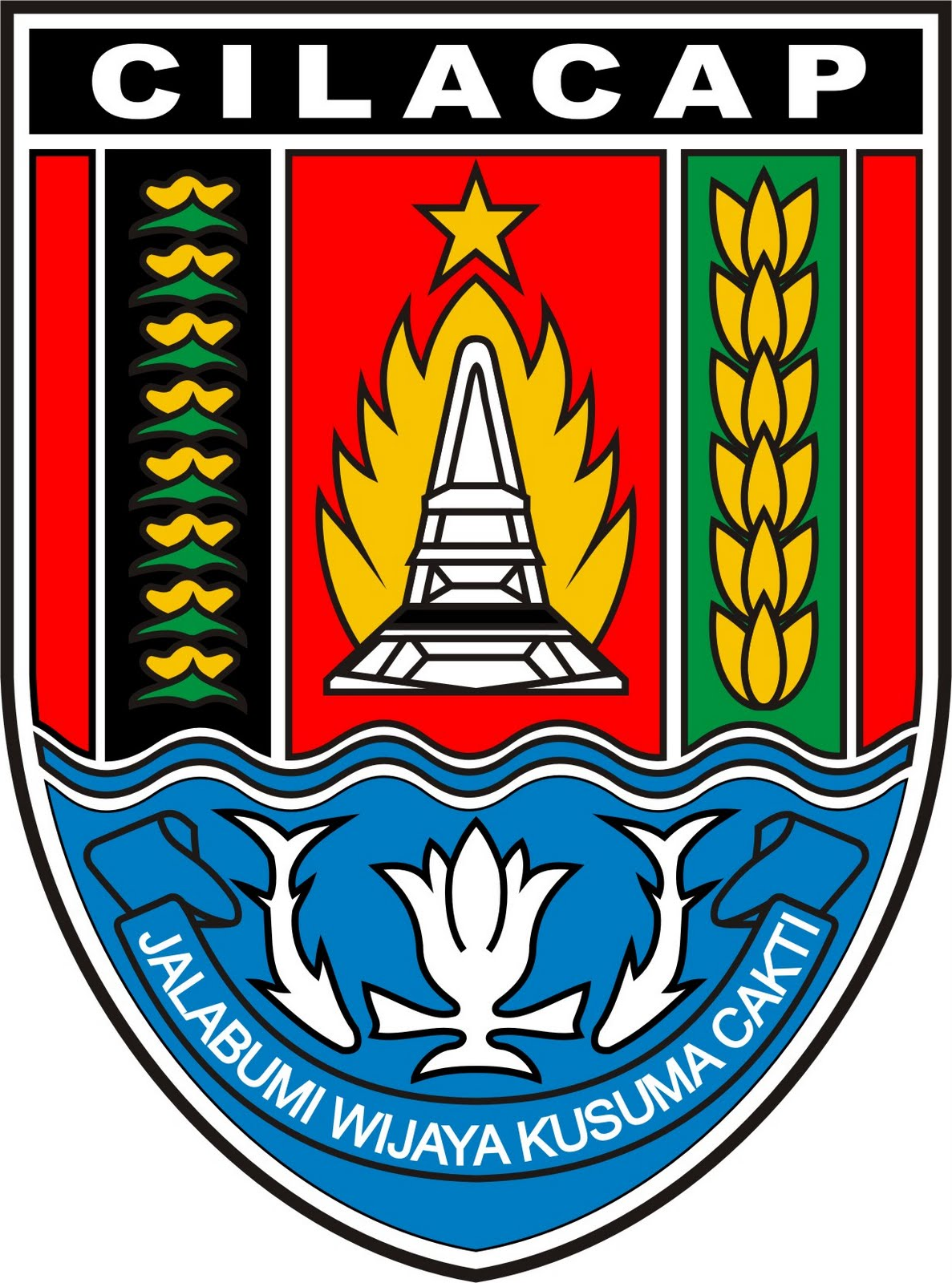
Сілакап (регентство)
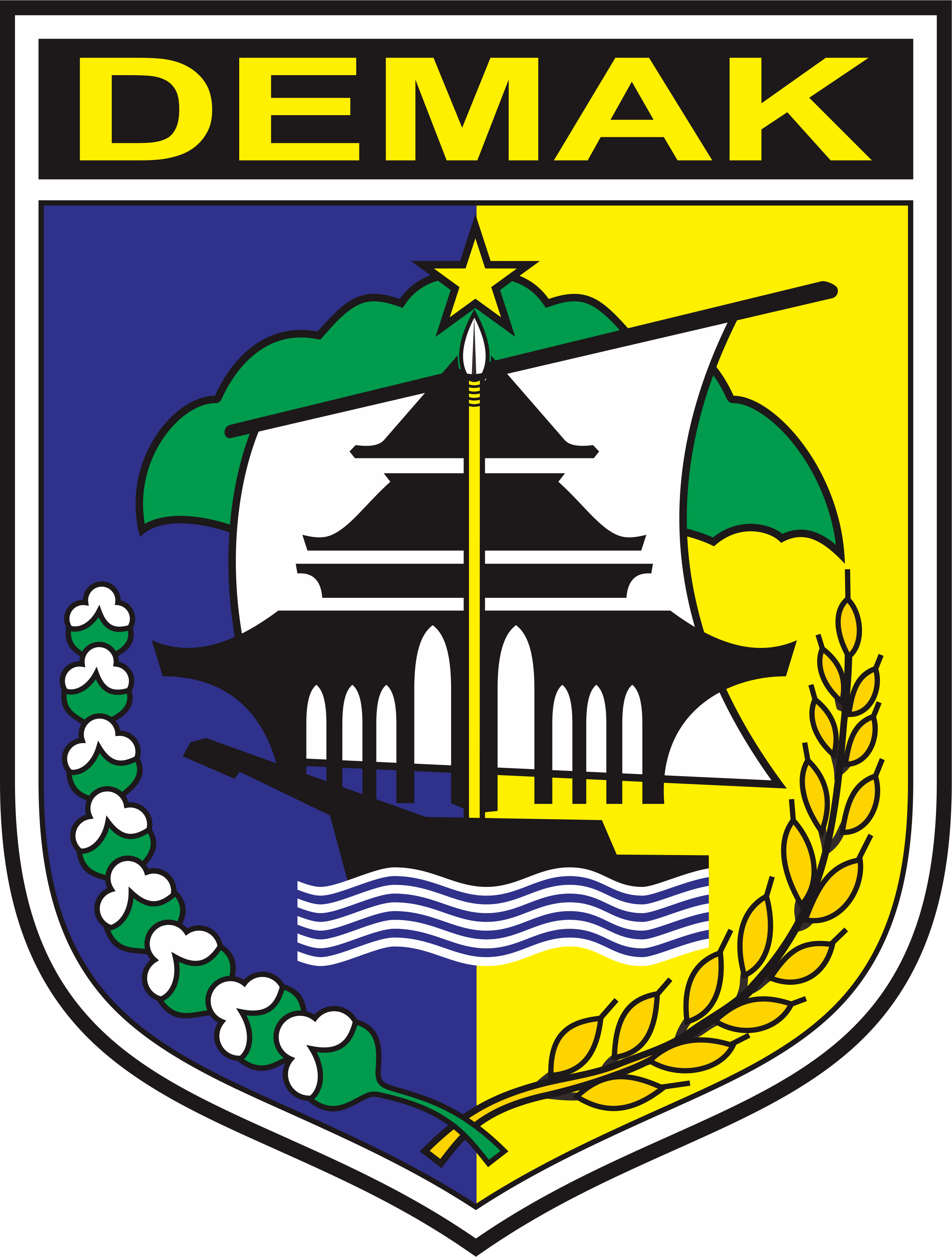
Демак (регентство)
Гробоган (регентство)
Джепара (регентство)
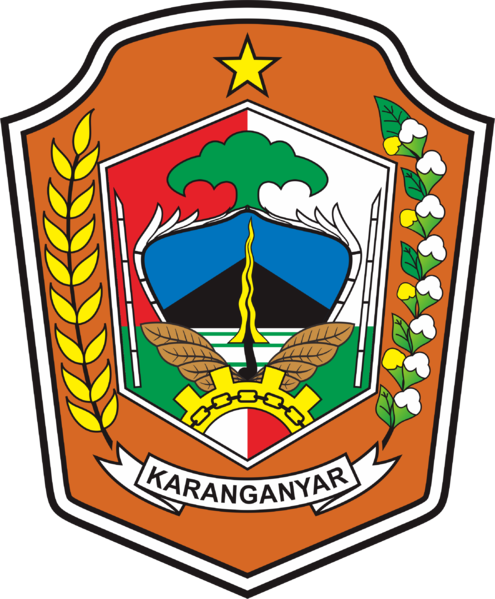
Каранганяр (регентство)
Кебумен (регентство)
Кендал (регентство)
Клатен (регентство)
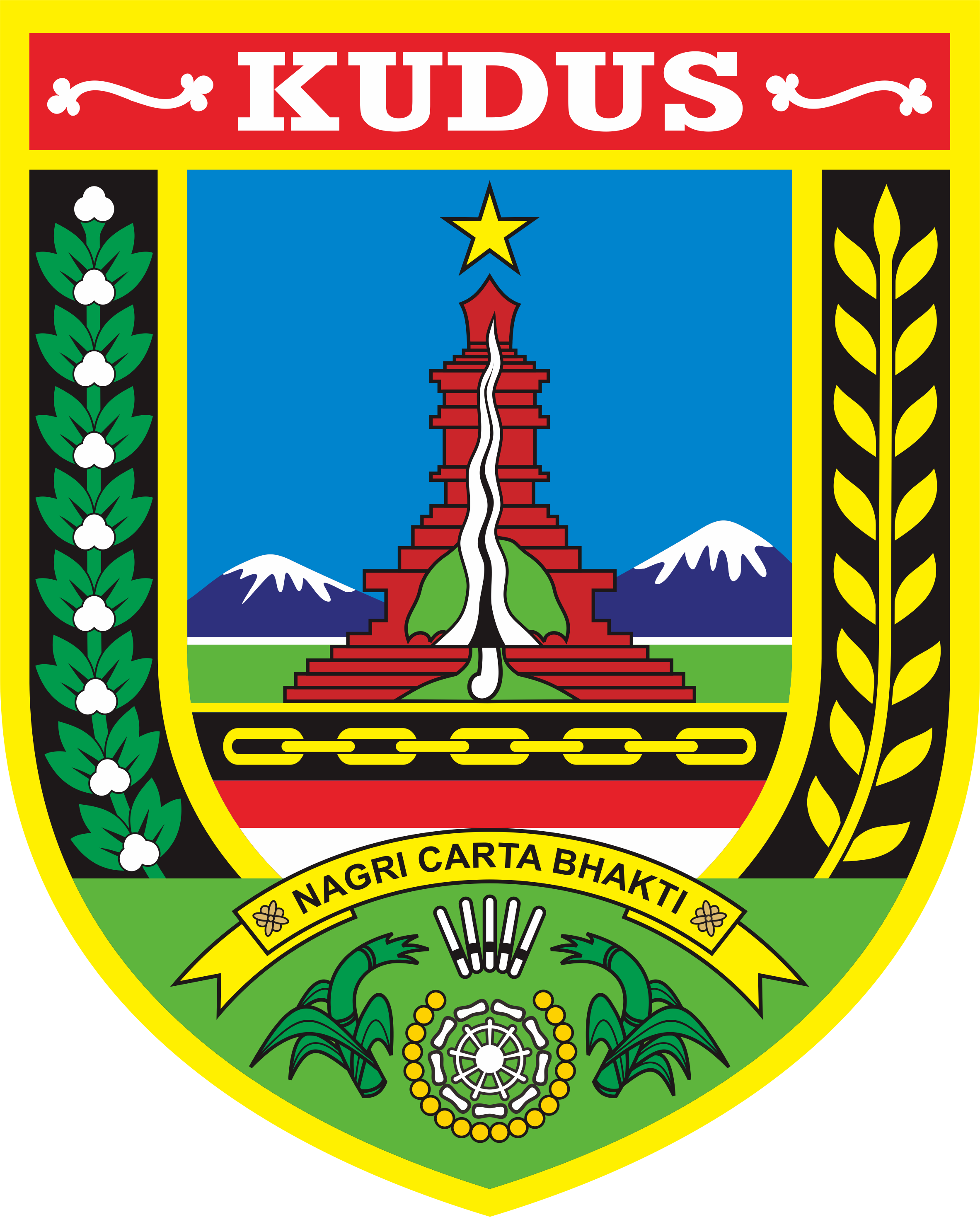
Кудус (регентство)
Магеланг (регентство)
Паті (регентство)
Пекалонган (регентство)
Пемаланг (регентство)
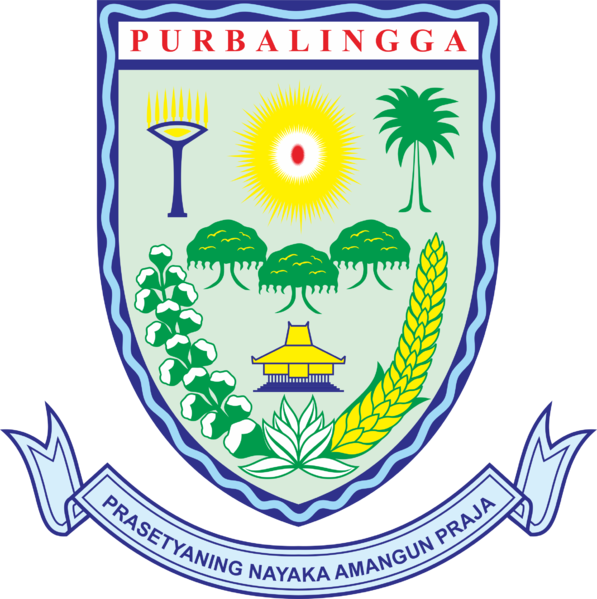
Пурбалінгга (регентство)
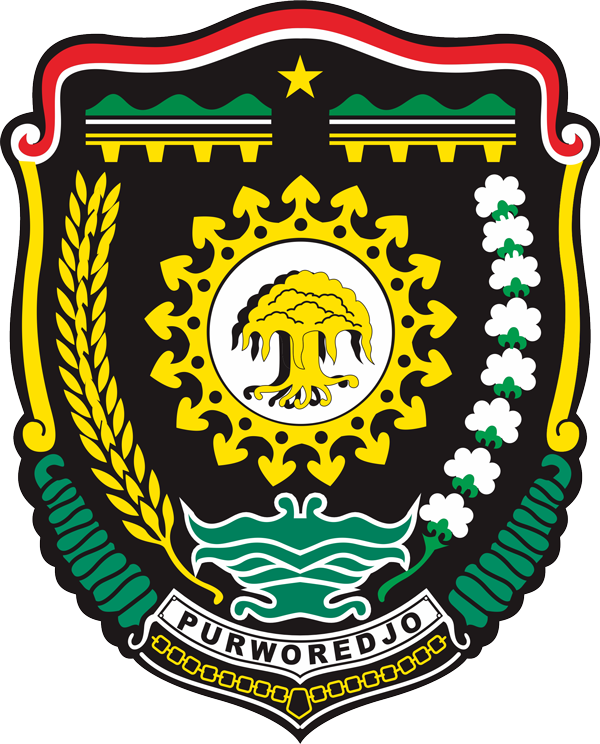
Пурворехо (регентство)
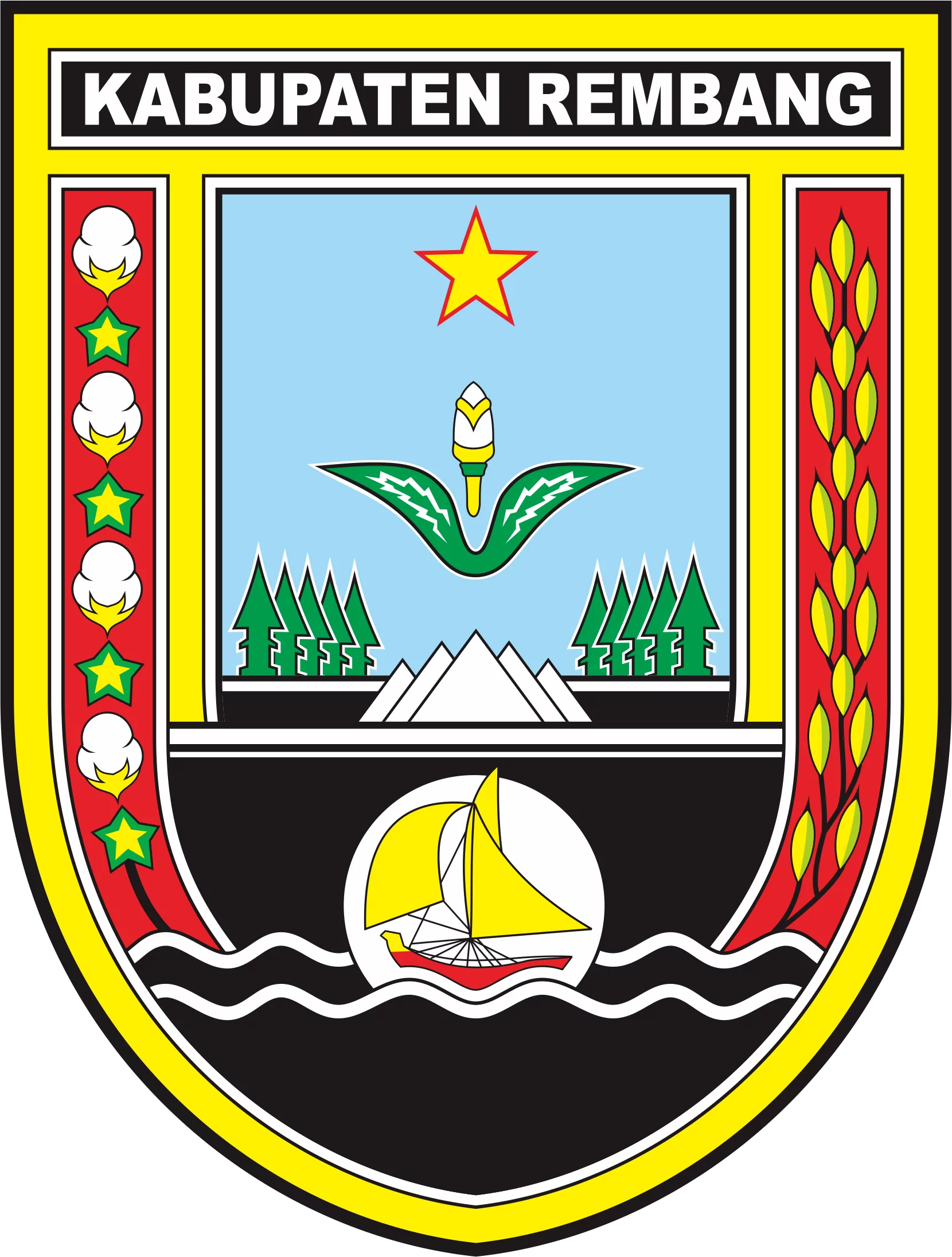
Рембанг (регентство)
Семаранг (регентство)
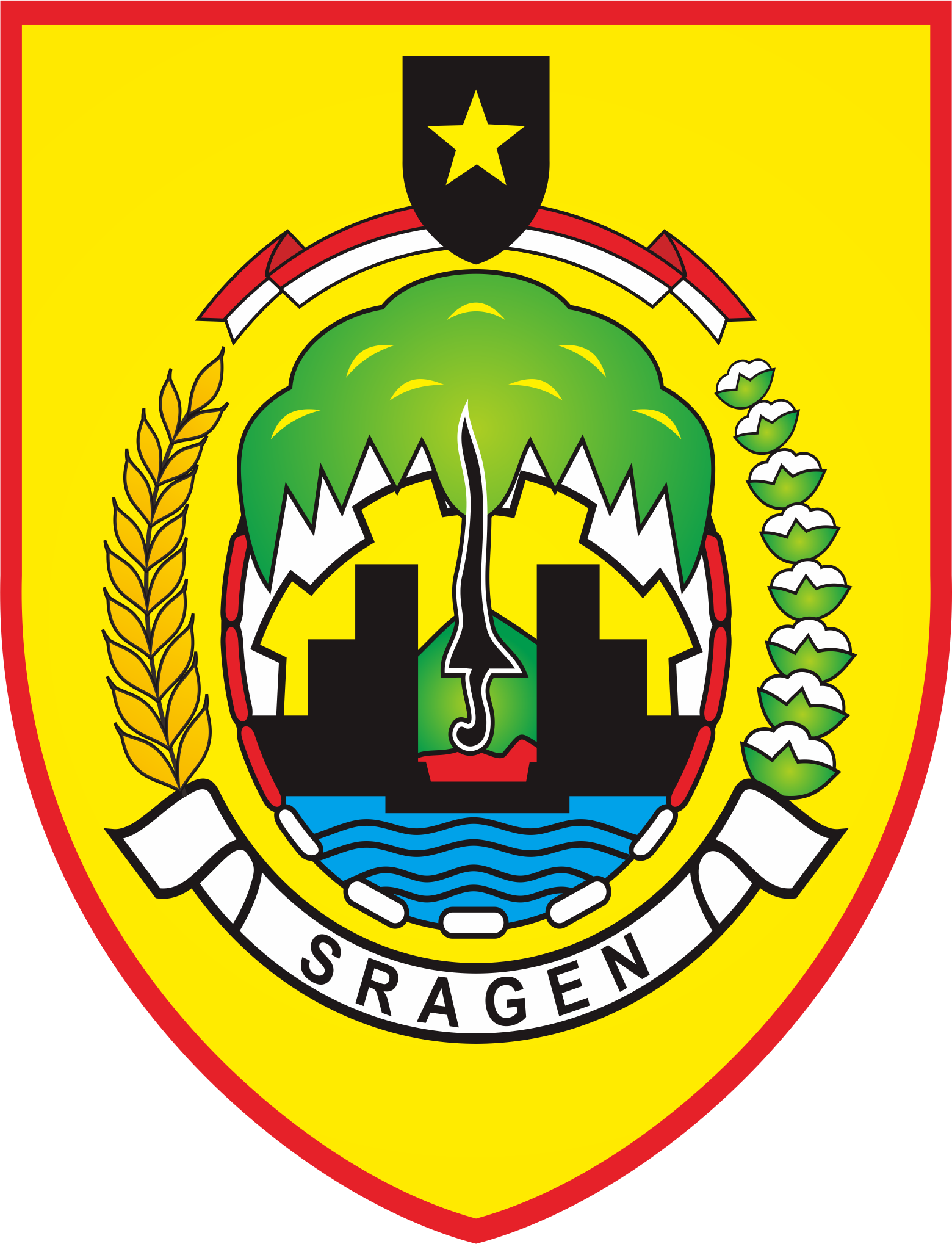
Сраген (регентство)
Сукохарйо (регентство)
Тегал (регентство)
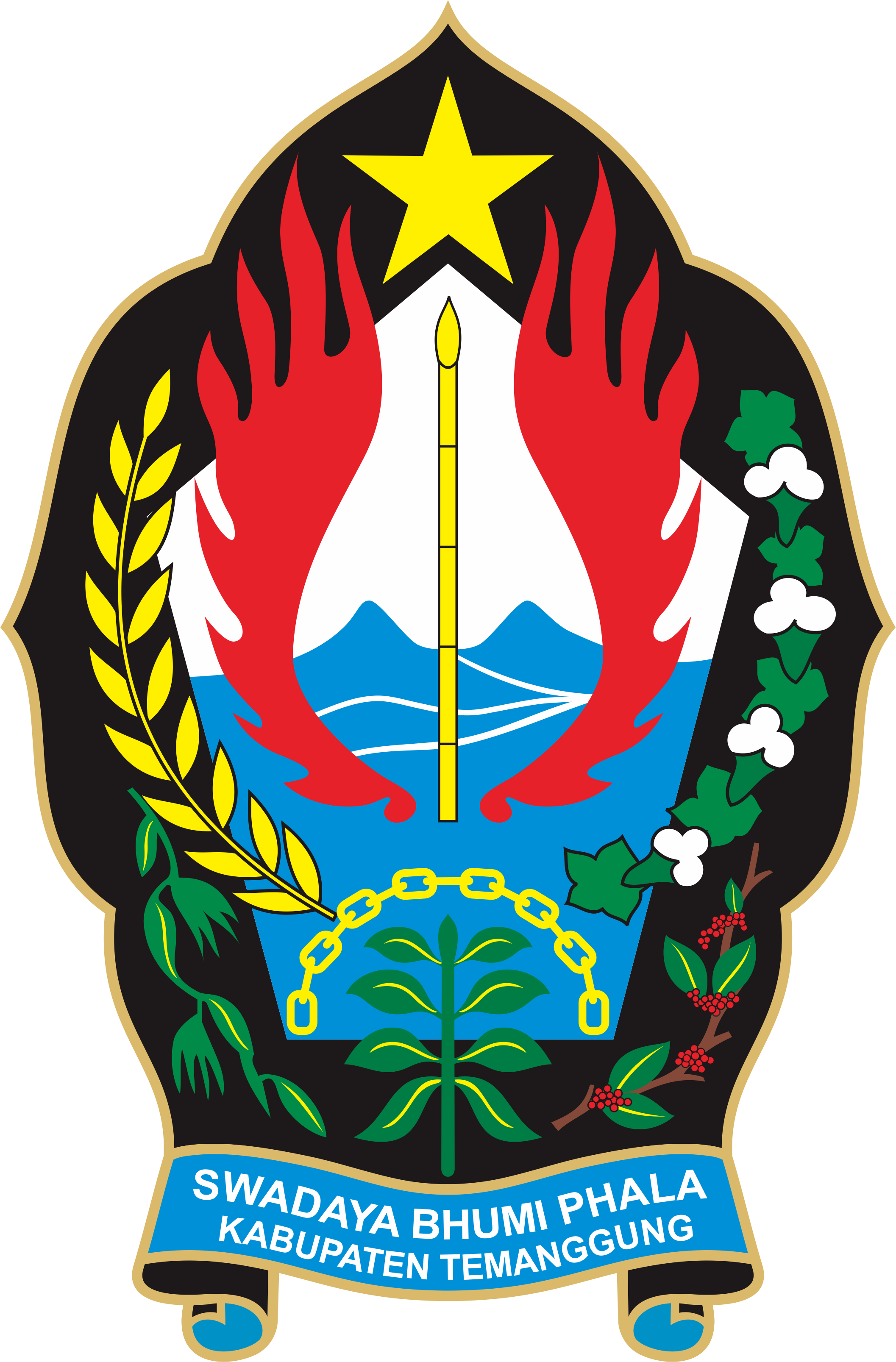
Темангунг (регентство)
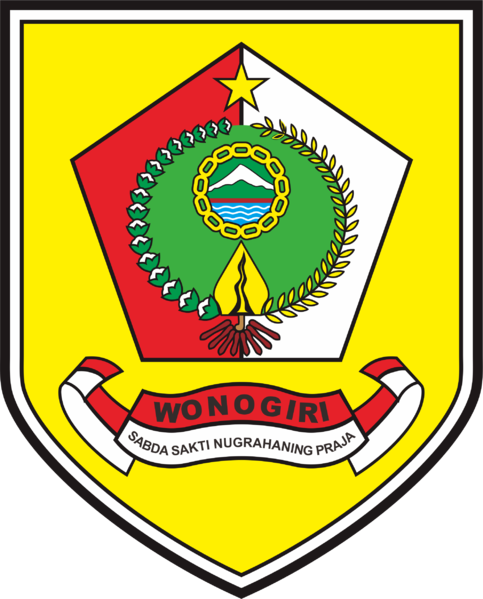
Воногірі (регентство)
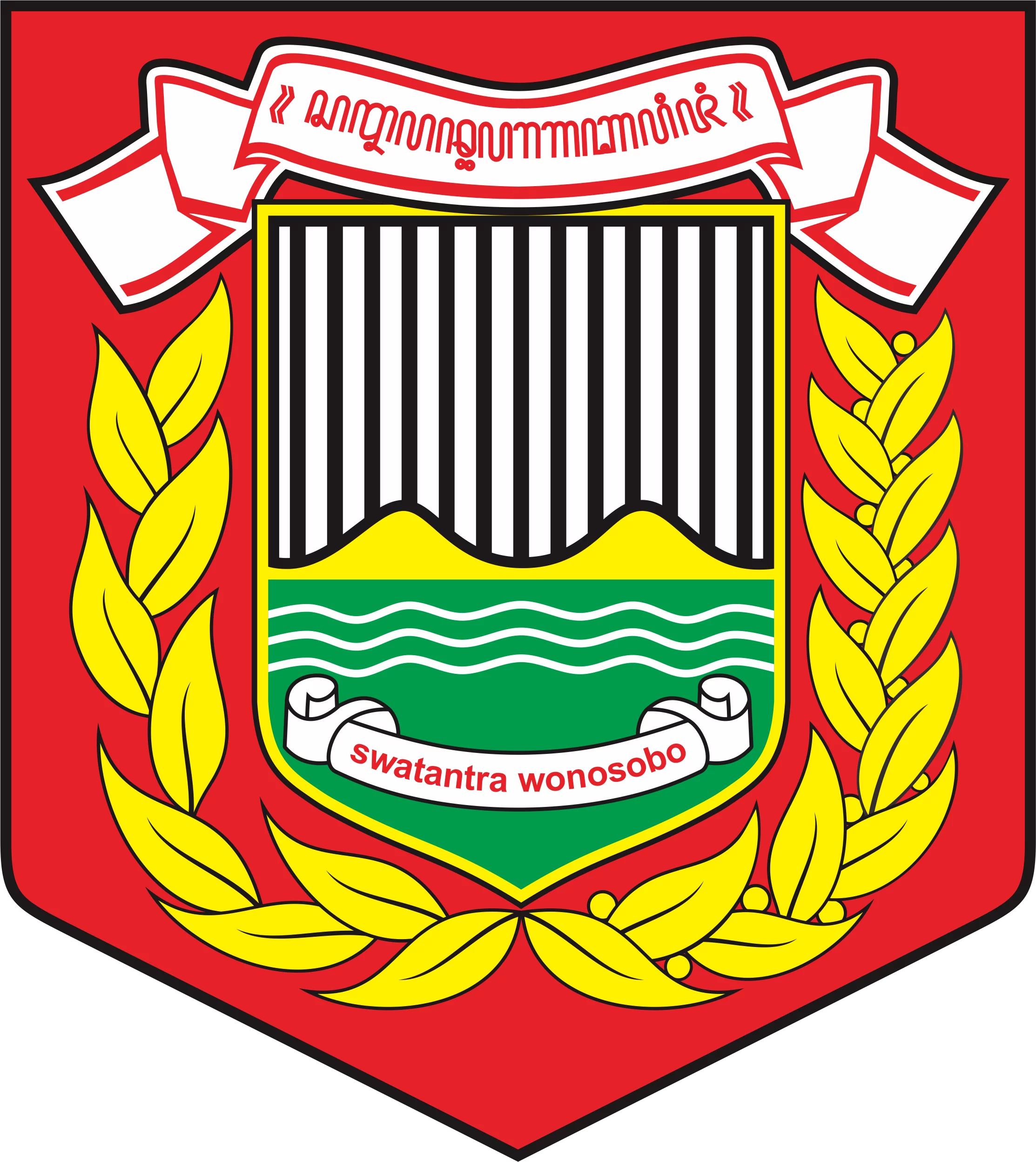
Воособо (регентство)
Магеланг (місто)
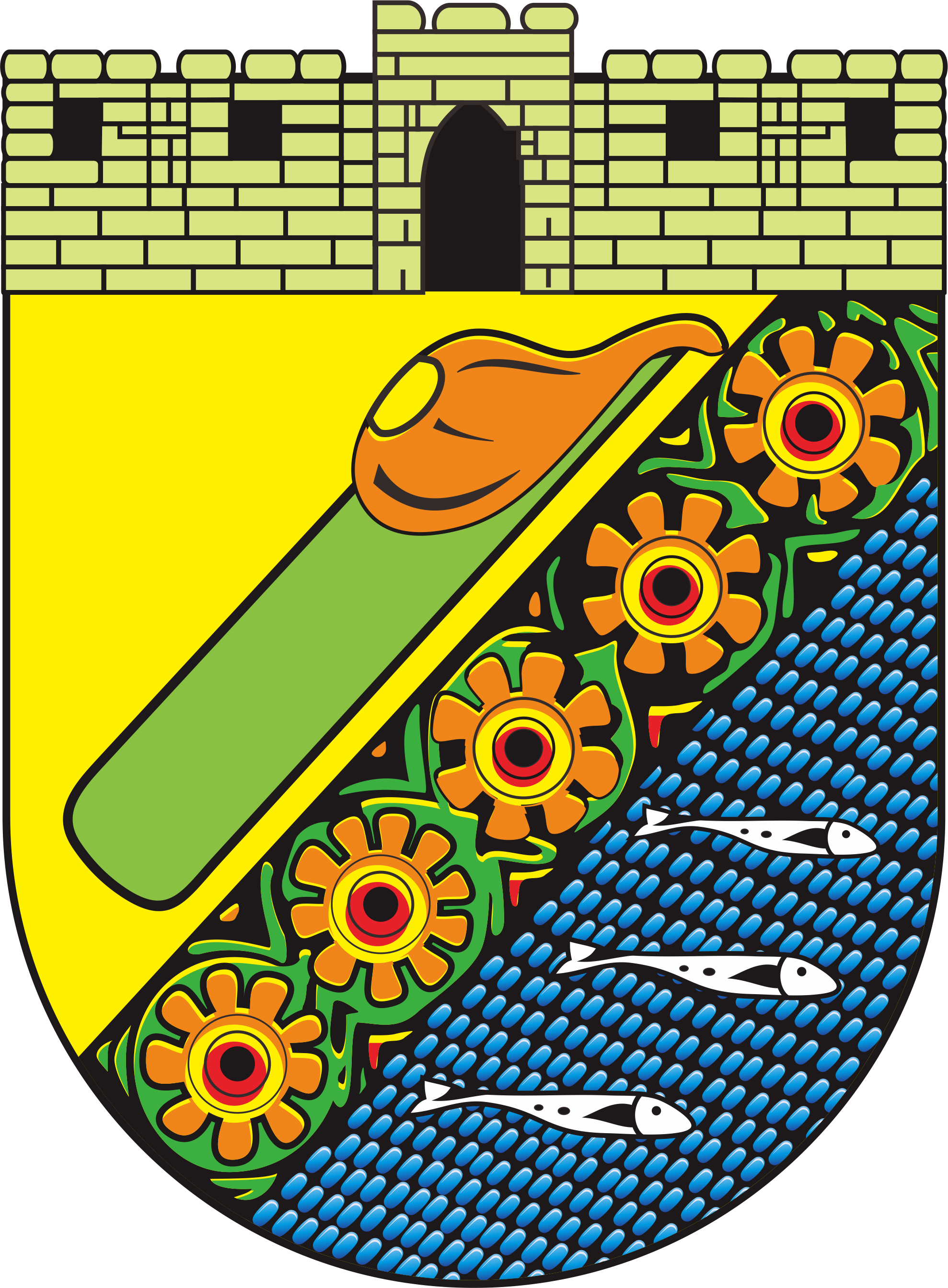
Пекалонган (місто)
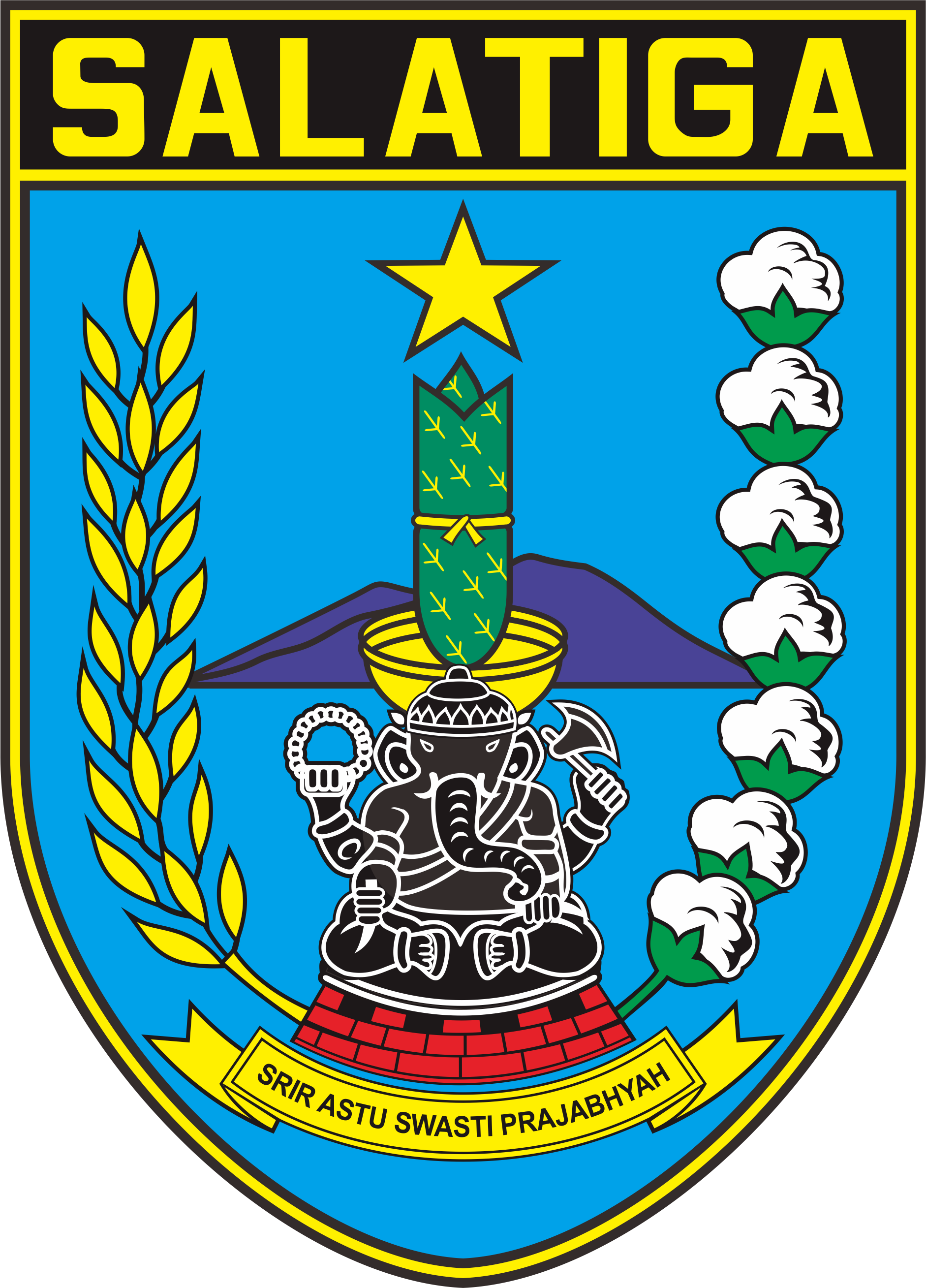
Салатига (місто)
Семаранг (місто)
Суракарта (місто)
Тегал (місто)

### Особливий регіон Джок'якарта

Бантул (регентство)
Гунунг-Кідул (регентство)
Кулон-Прого (регентство)
Слеман (регентство)
Джок'якарта (місто)

### Східна Ява

Бангкалан (регентство)
Баньювангі (регентство)
Блітар (регентство)
Бохонегоро (регентство)
Бондовосо (регентство)
Гресік (регентство)
Джембер (регентство)
Джомбанг (регентство)
Кедірі (регентство)
Ламонган (регентство)
Лумаджанг (регентство)
Мадіун (регентство)
Магетан (регентство)
Маланг (регентство)
Мойокерто (регентство)
Нганджук (регентство)
Нгаві (регентство)
Печітан (регентство)
Памекасан (регентство)
Пасуруан (регентство)
Понорого (регентство)
Проболінгго (регентство)
Сампанг (регентство)
Сідоархо (регентство)
Сітубондо (регентство)
Суменеп (регентство)
Тренггалек (регентство)
Тубан (регентство)
Тулунгагунг (регентство)
Бату (місто)
Блітар (місто)
Кедірі (місто)
Мадіун (місто)
Маланг (місто)
Моджокерто (місто)
Пасуруан (місто)
Проболінго (місто)
Сурабая (місто)

### Балі

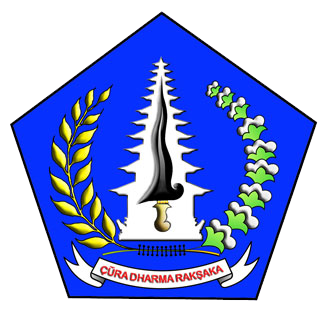
Бадунг (регентство)
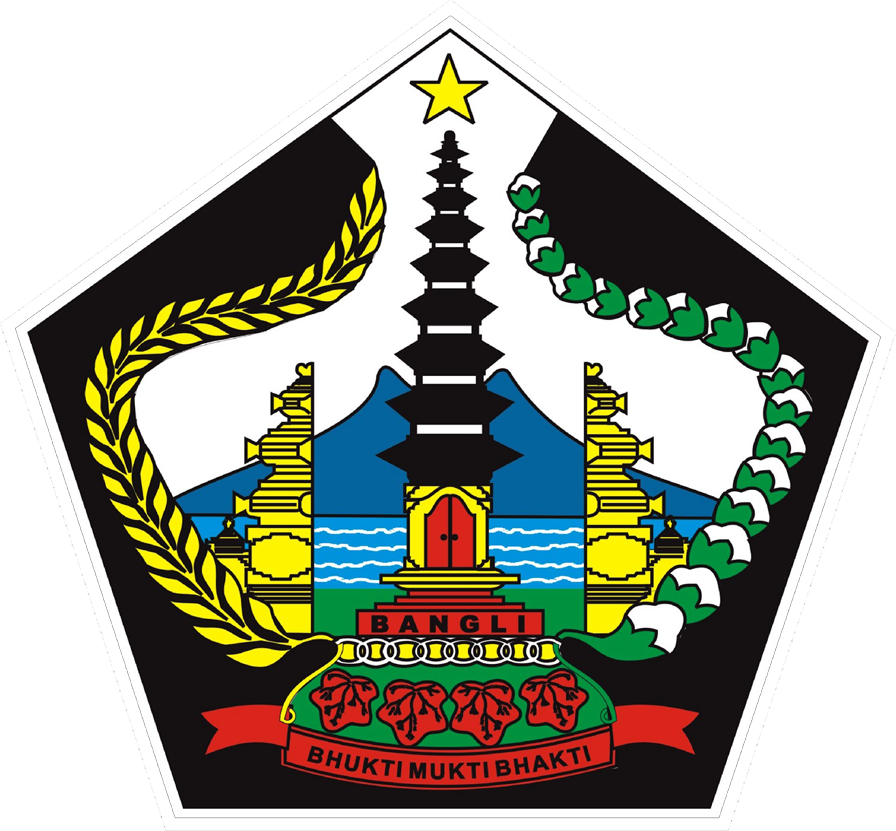
Банглі (регентство)
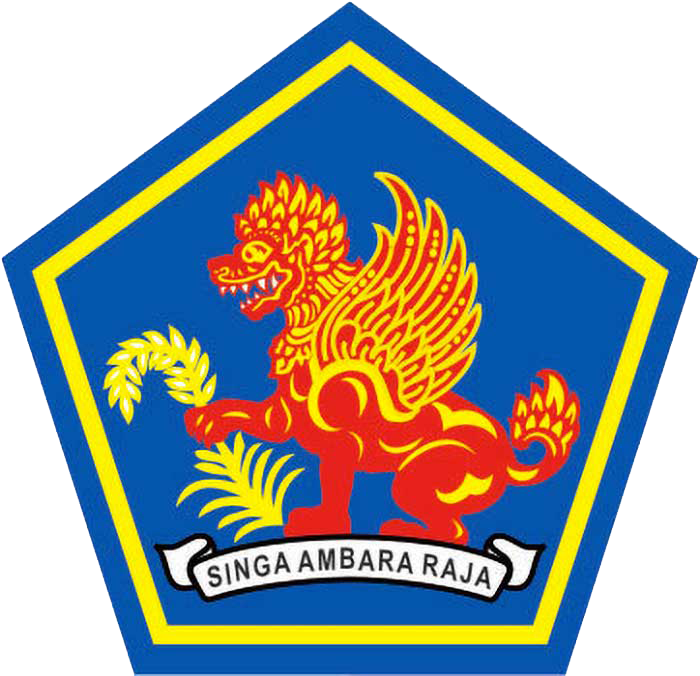
Булеленг (регентство)
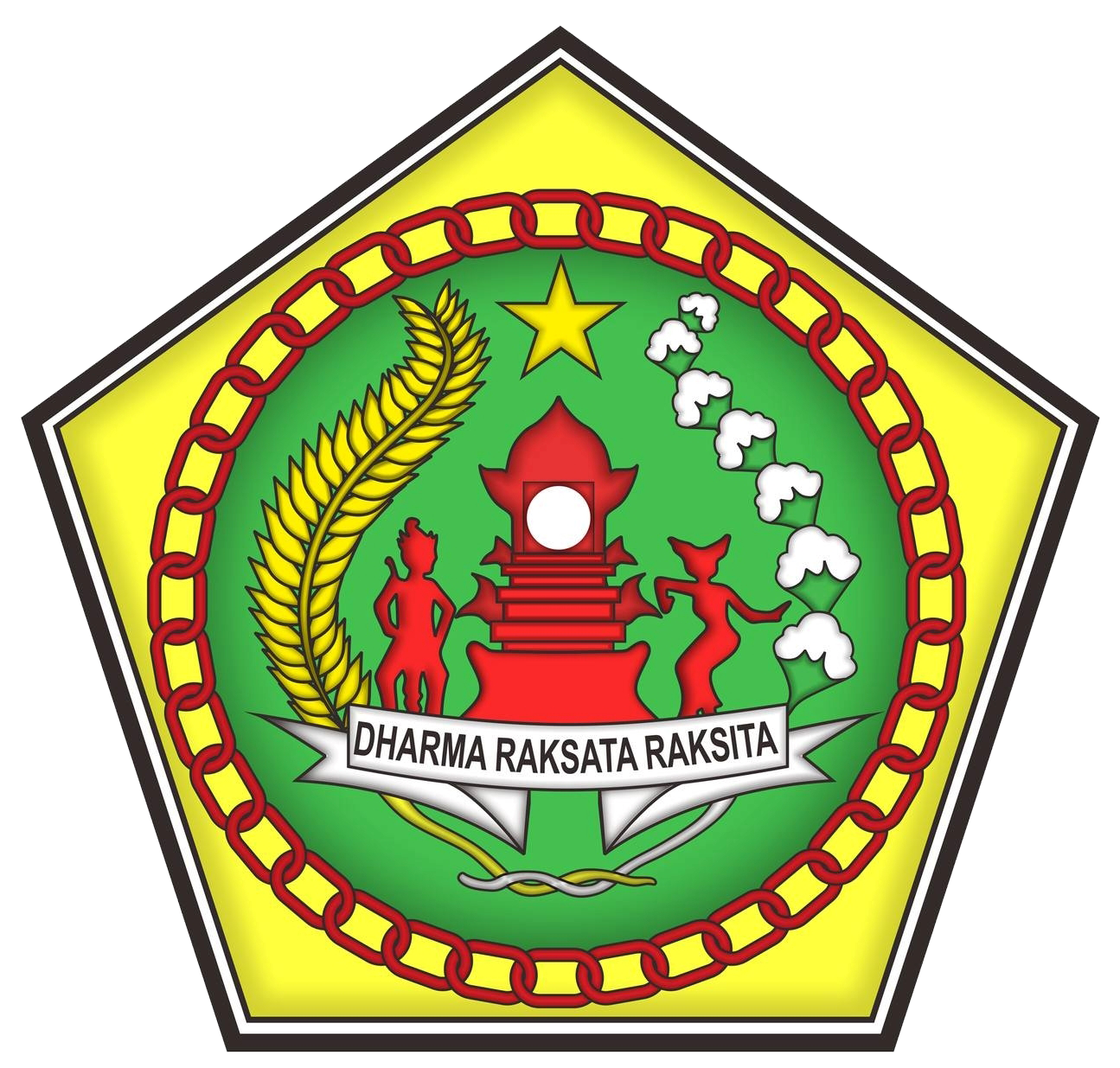
Гіан'яр (регентство)
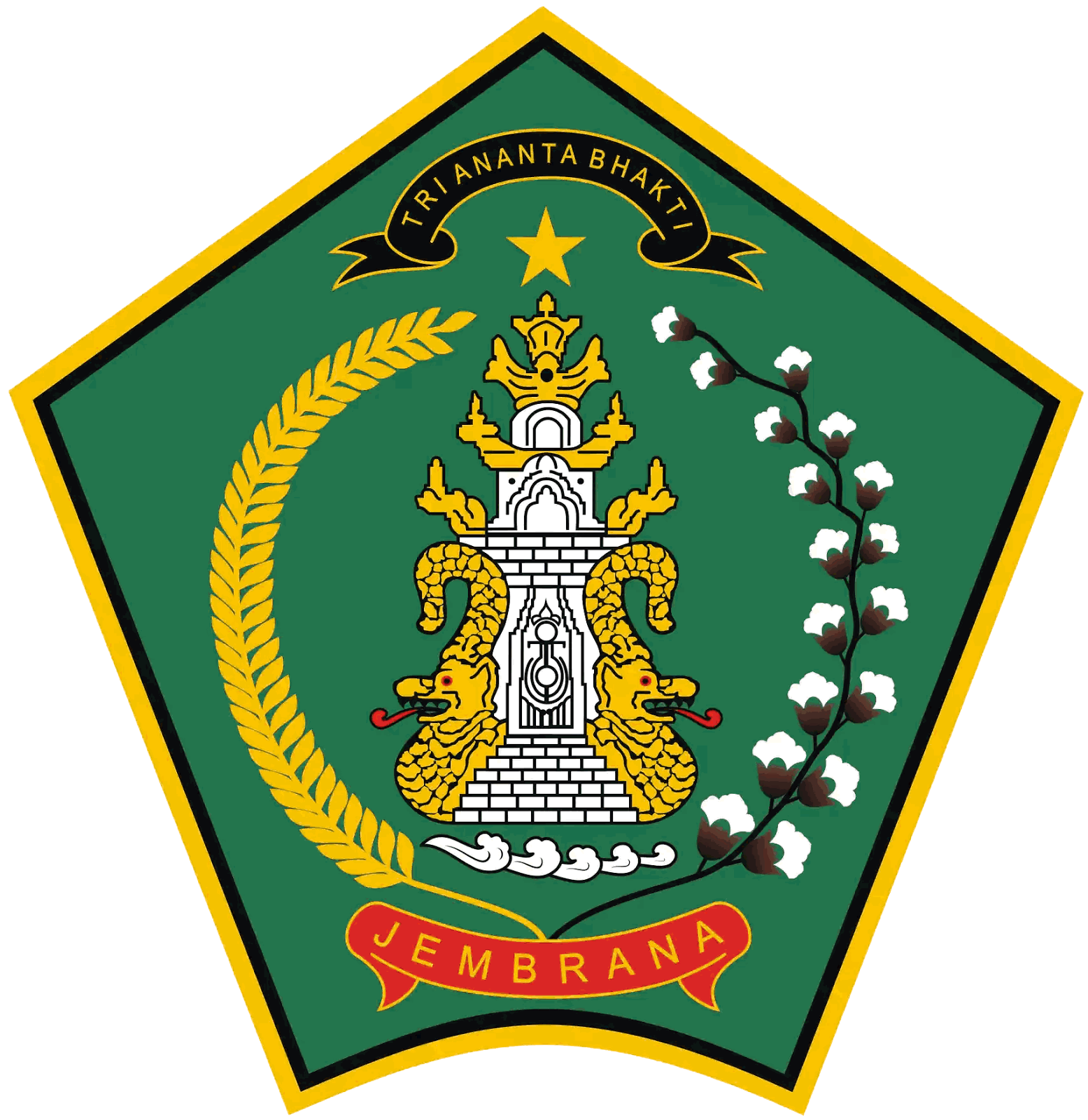
Джембрана (регентство)
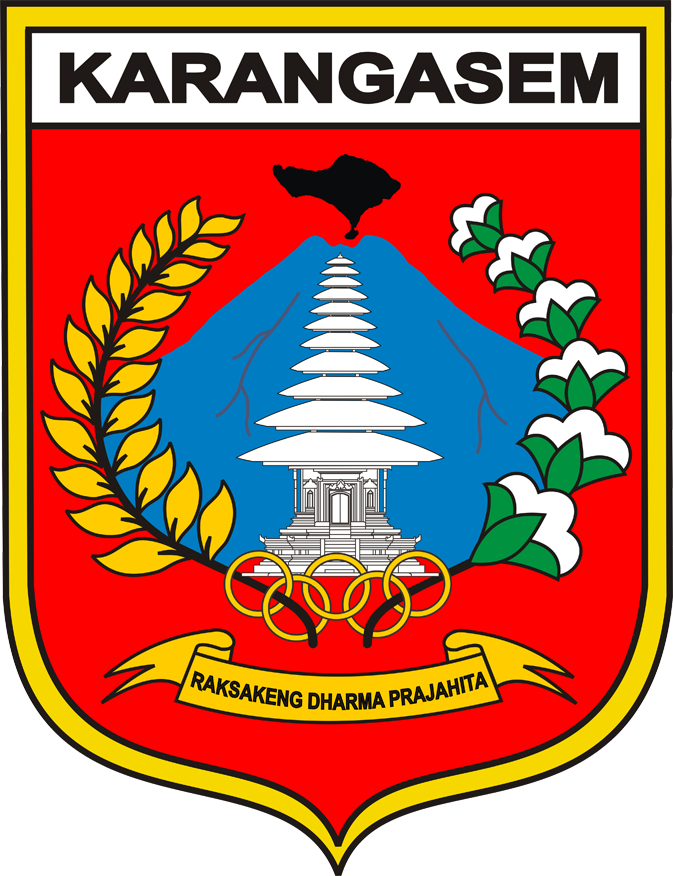
Карангасем (регентство)
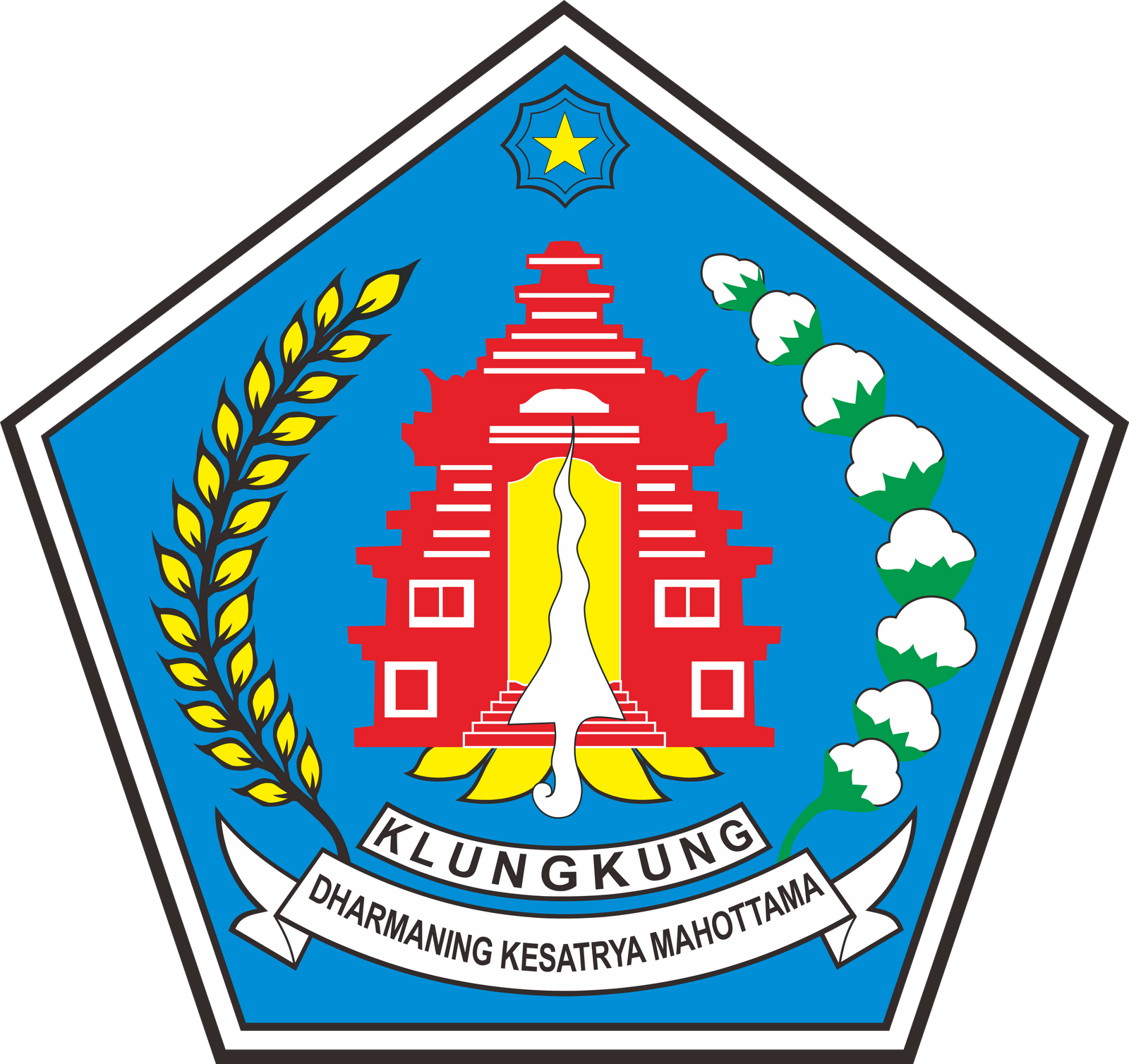
Клунгкунг (регентство)
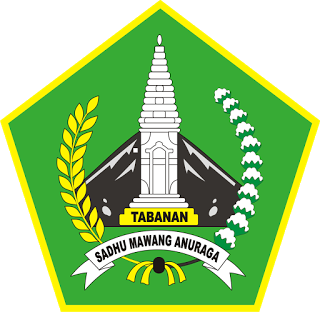
Табанан (регентство)
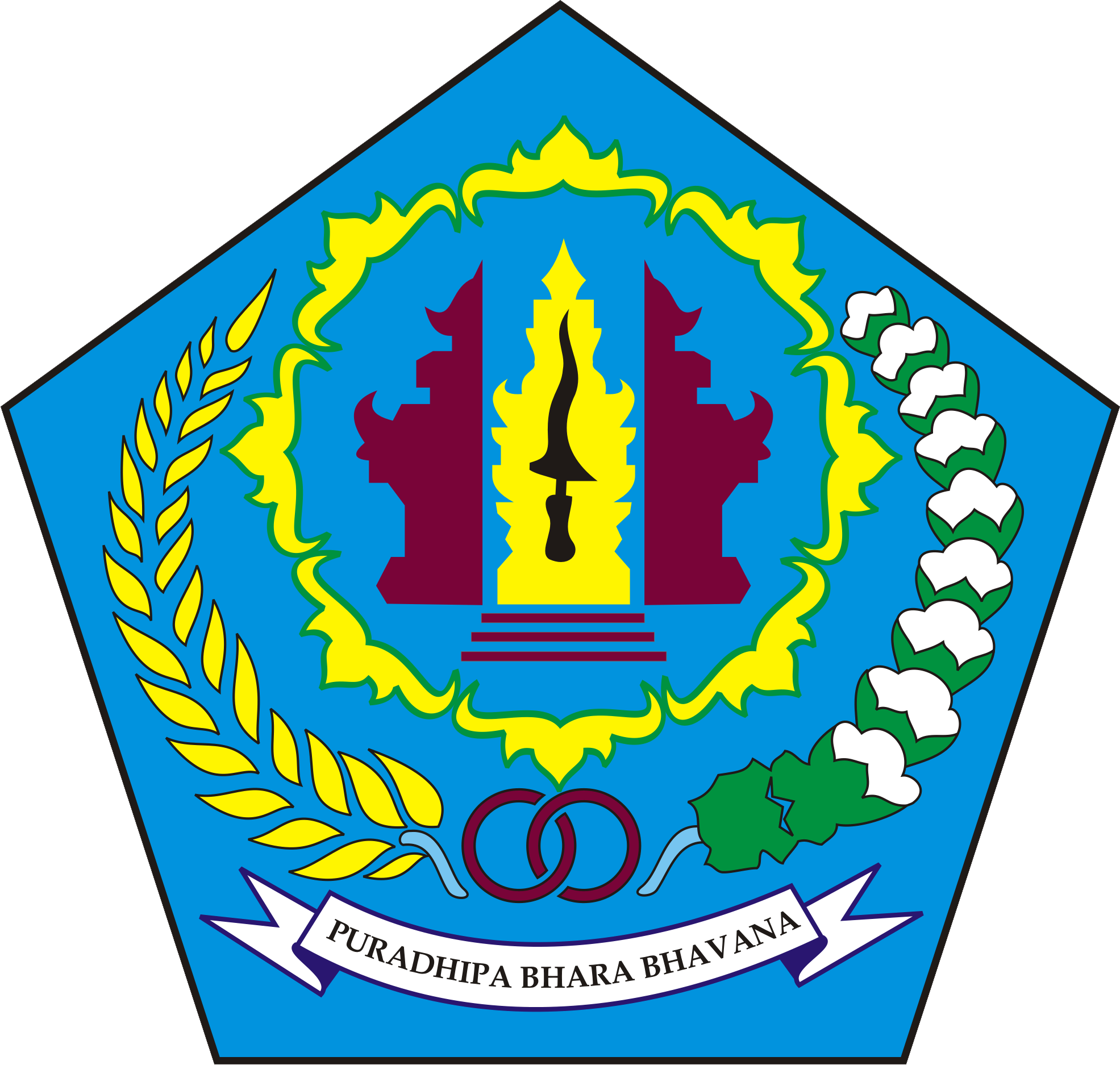
Денпасар (місто)

### Західна Нуса-Тенґара

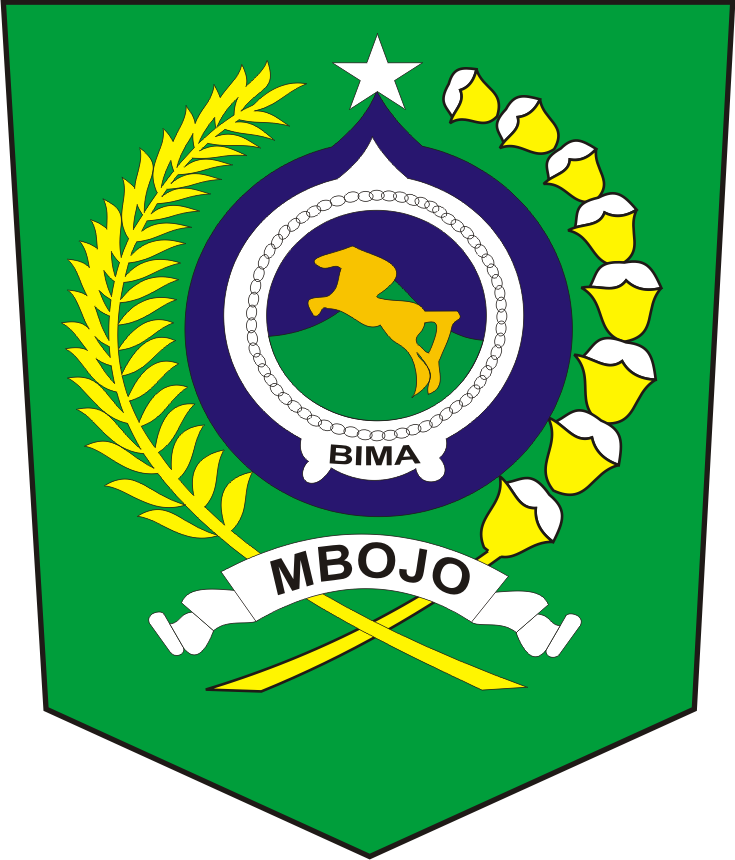
Біма (округ)
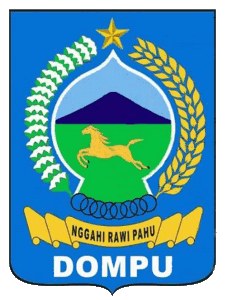
Домпу (округ)
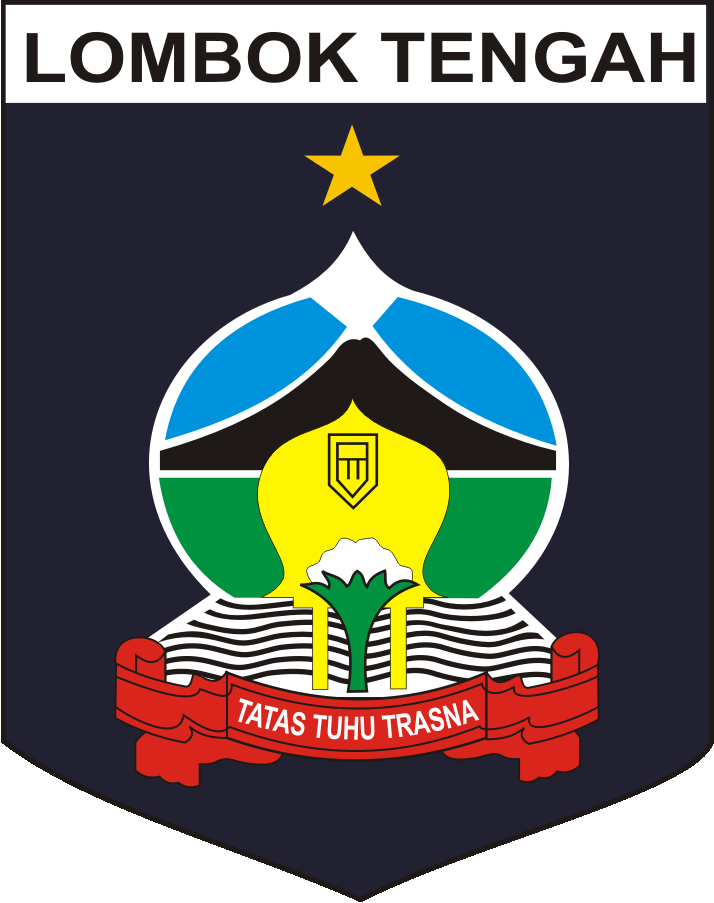
Центральний Ломбок (округ)
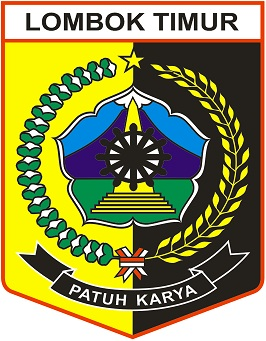
Східний Ломбок (округ)
Північний Ломбок (округ)
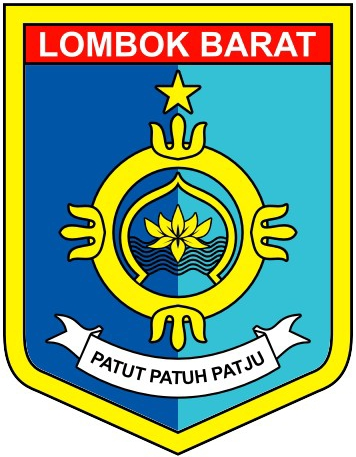
Західний Ломбок (округ)
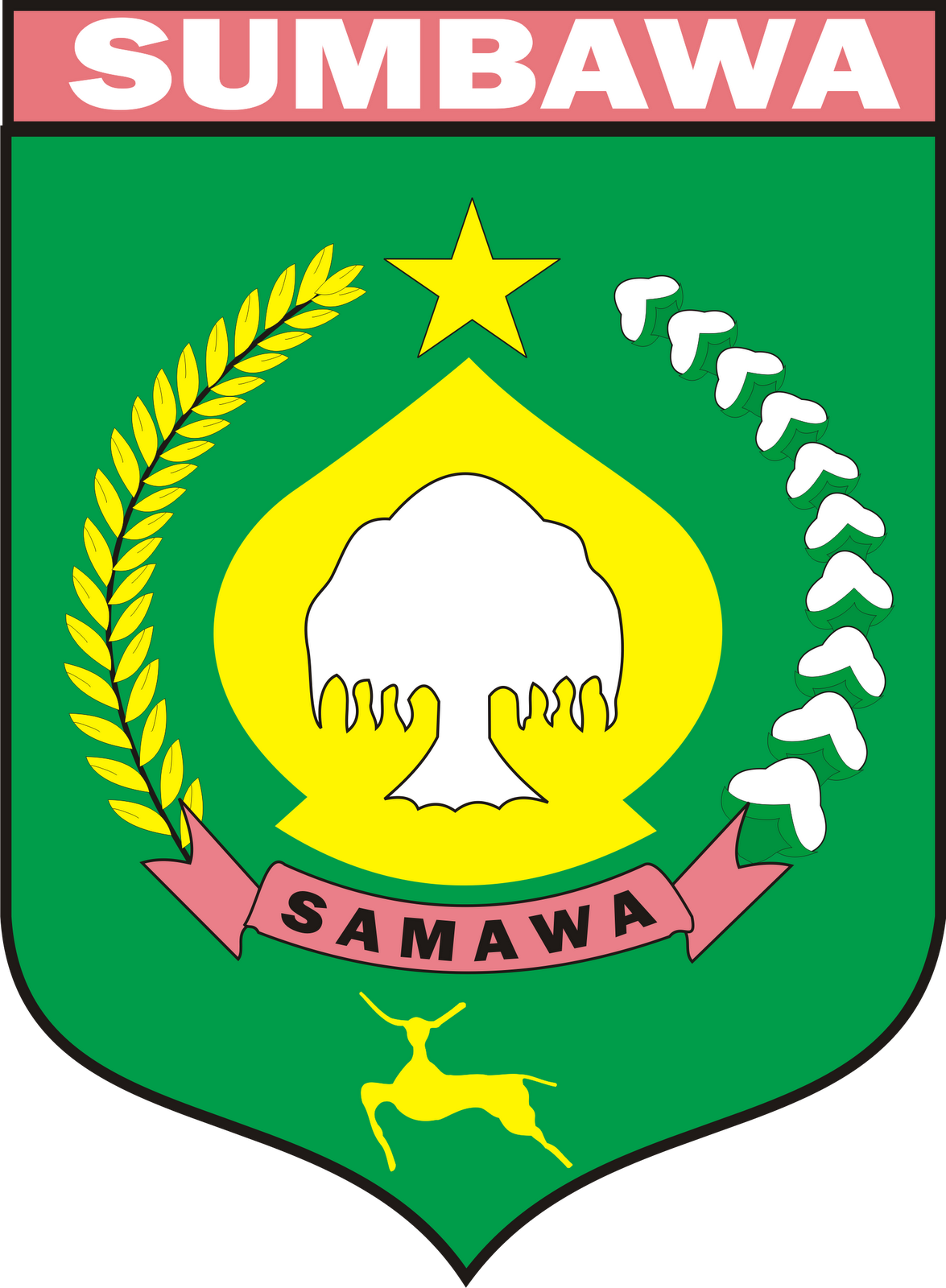
Сумбава (округ)
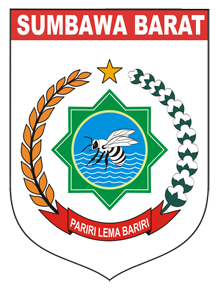
Західна Сумбава (округ)
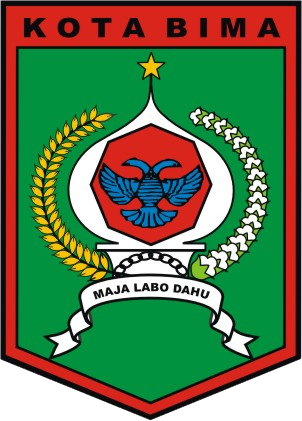
Біма (місто)
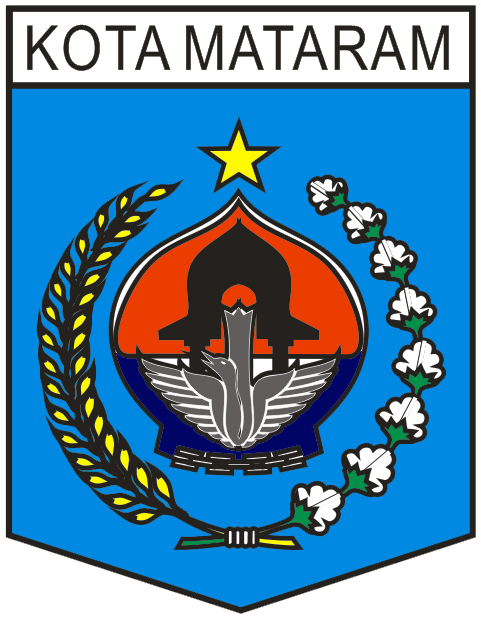
Матарам (місто)

### Східна Нуса-Тенґара

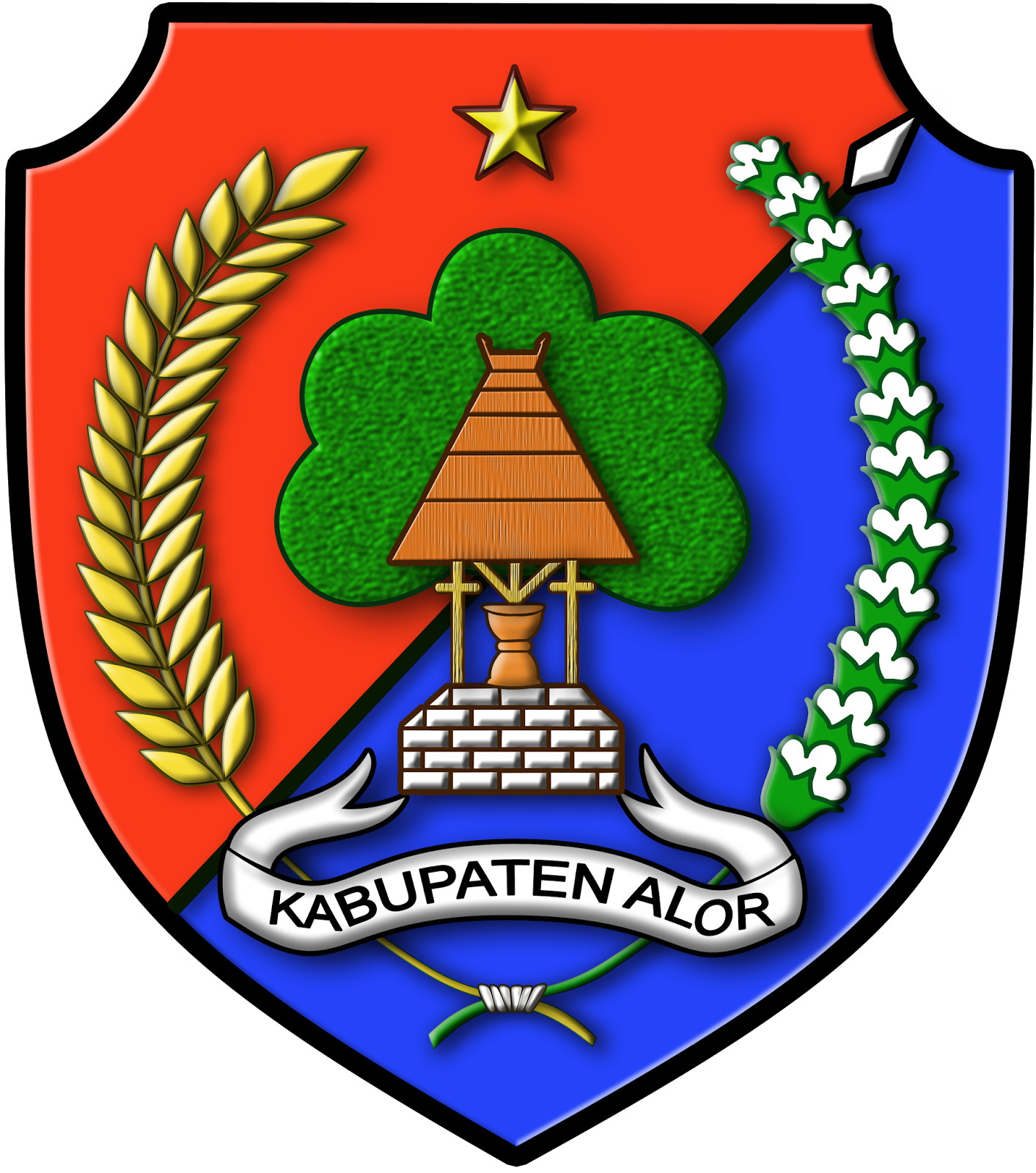
Алор (регентство)
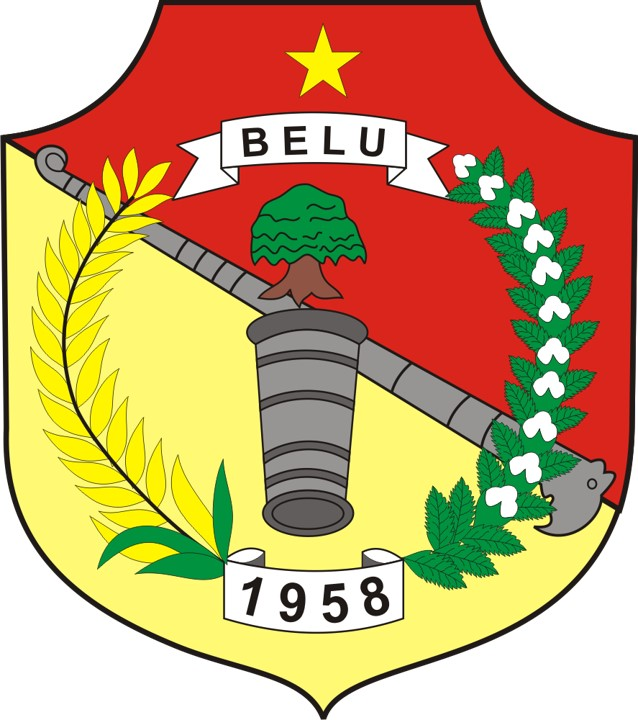
Белу (регентство)
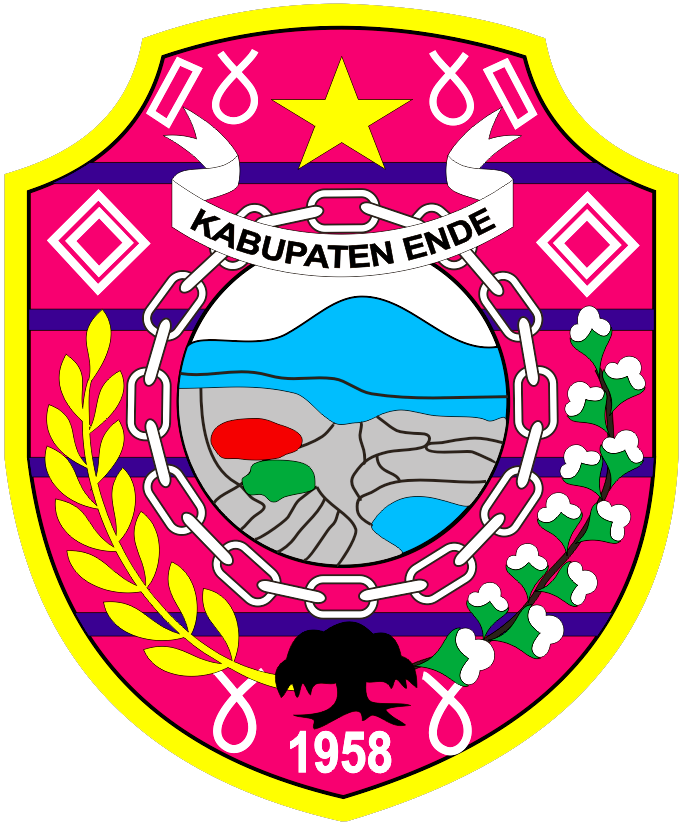
Енде (регентство)
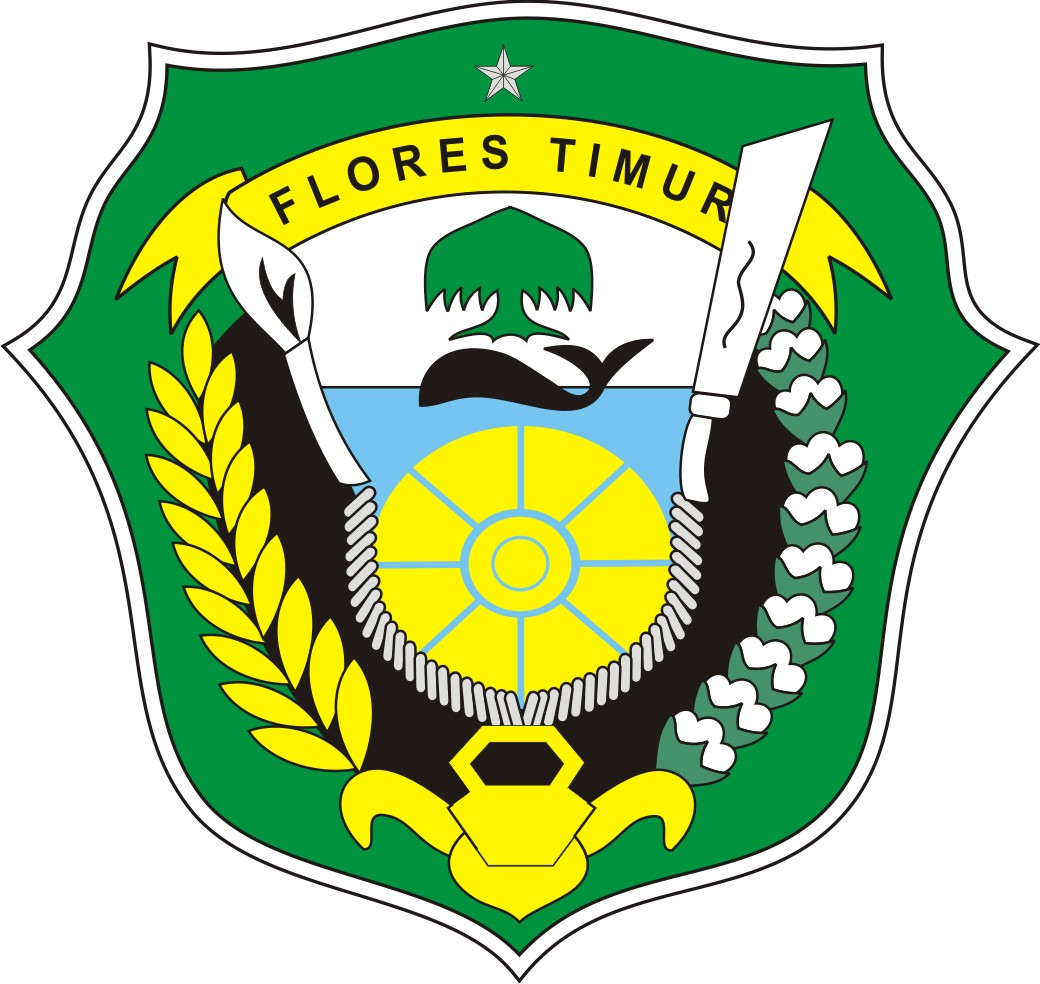
Східний Флорес (регентство)
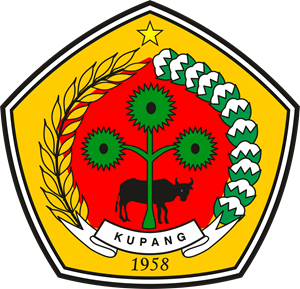
Купанг (регентство)
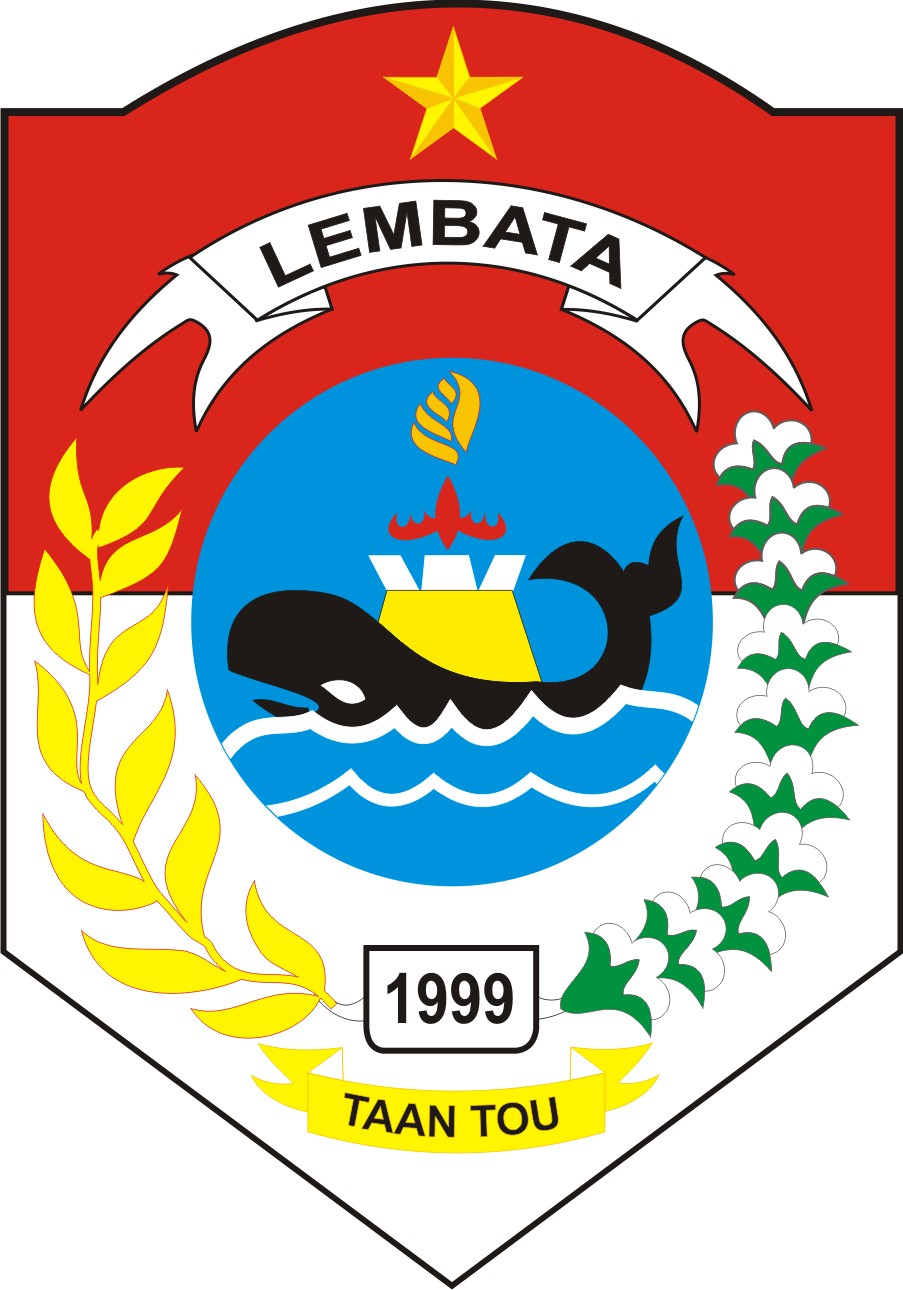
Лембата (регентство)
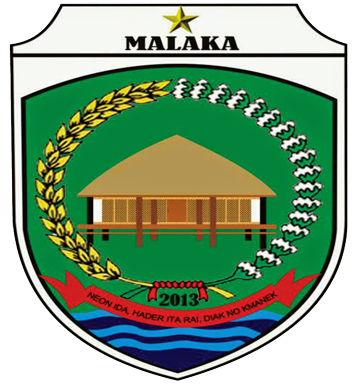
Малака (регентство)
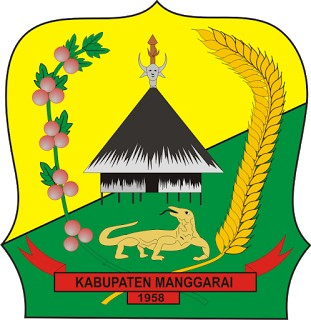
Мангарай (регентство)
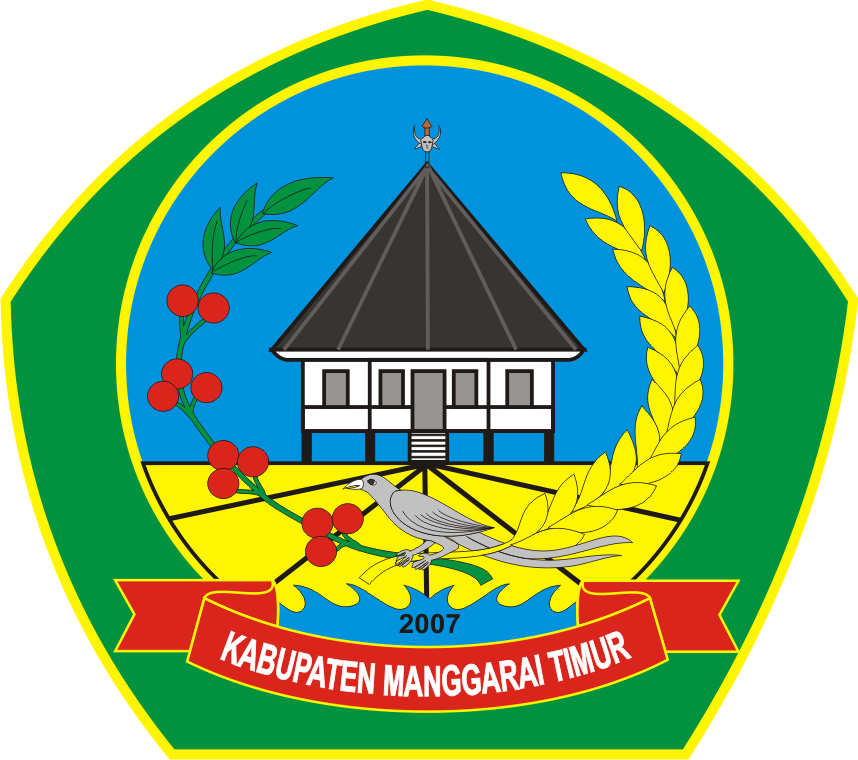
Східний Мангарай (регентство)
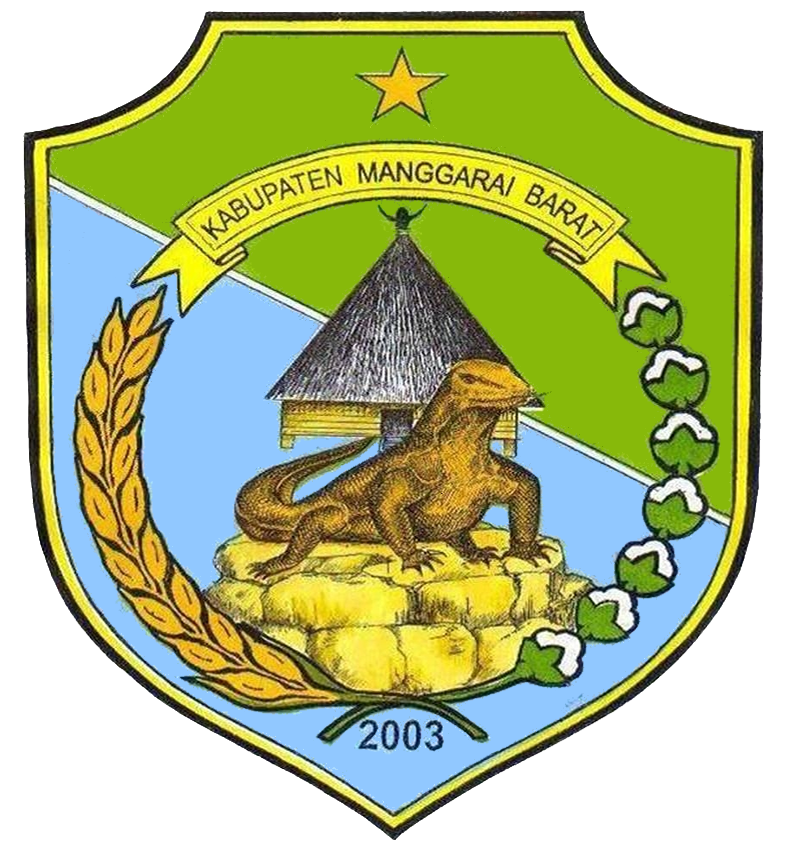
Західний Мангарай (регентство)
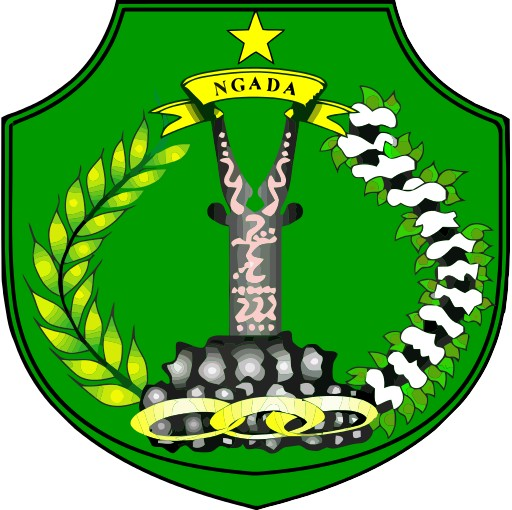
Нгада (регентство)
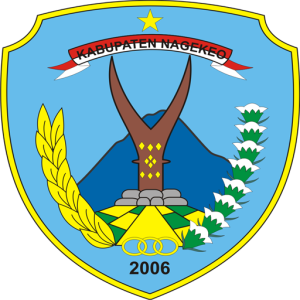
Нагекео (регентство)
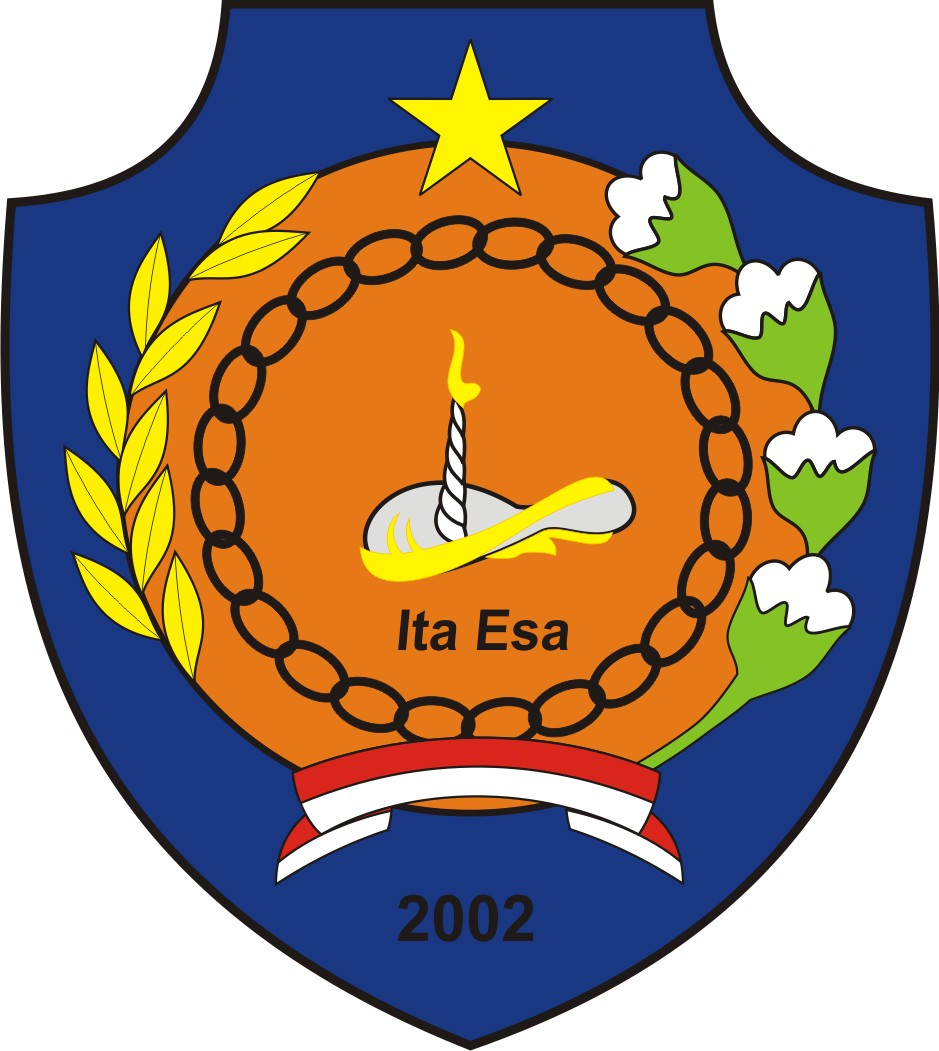
Роте-Ндао (регентство)
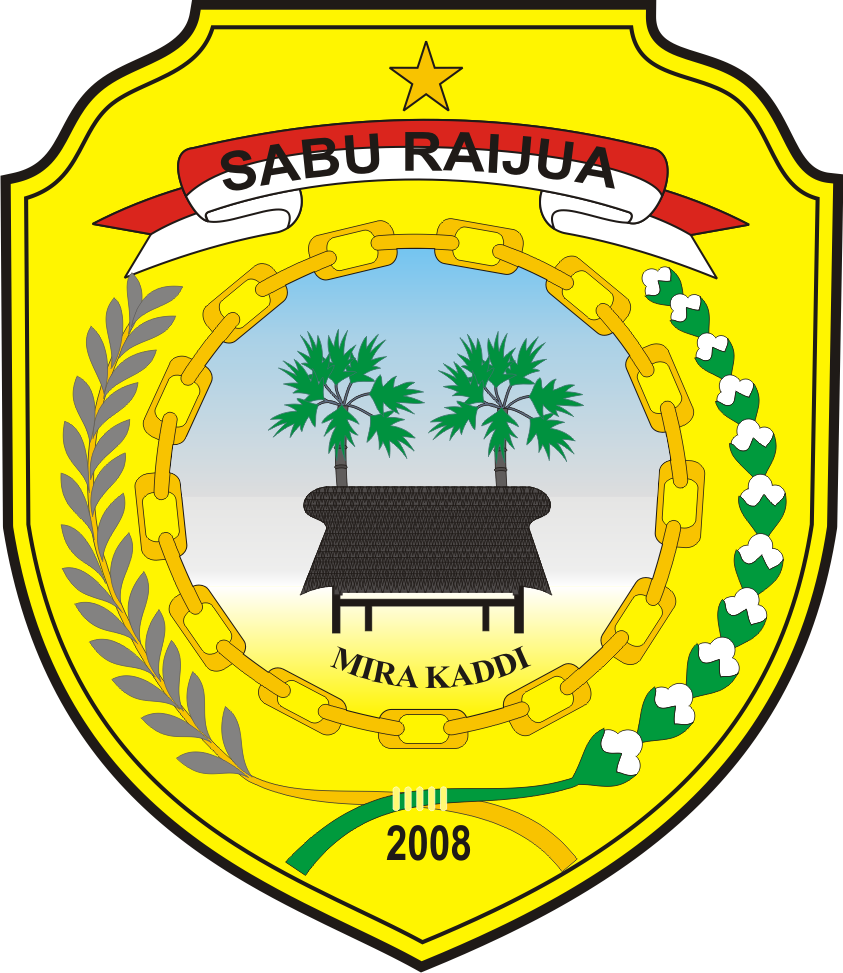
Сабу Райджуа (регентство)
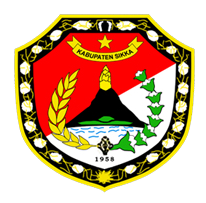
Сікка (регентство)
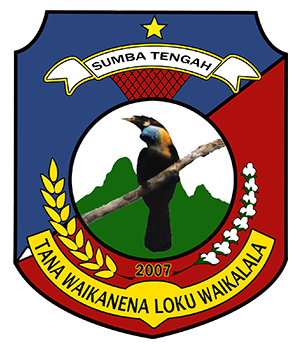
Центральна Сумба (регентство)
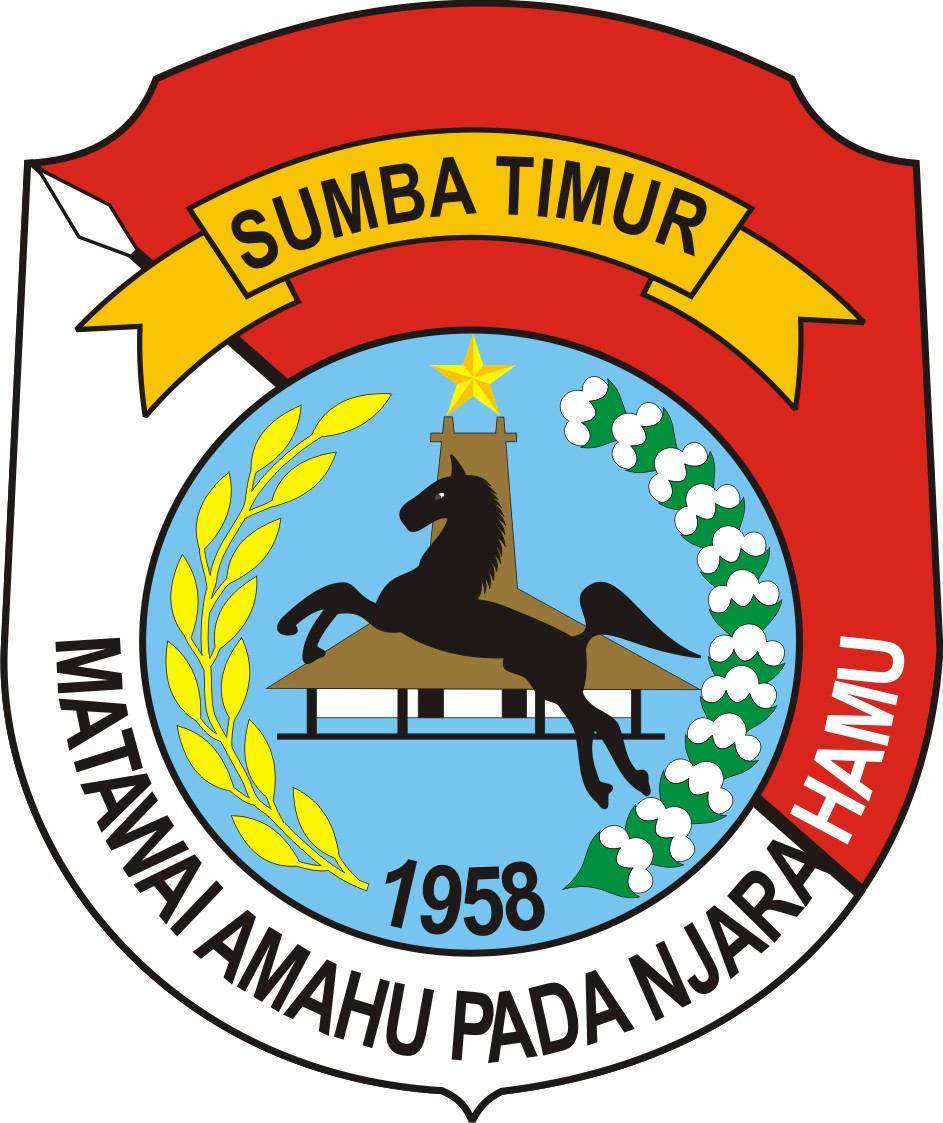
Східна Сумба (регентство)
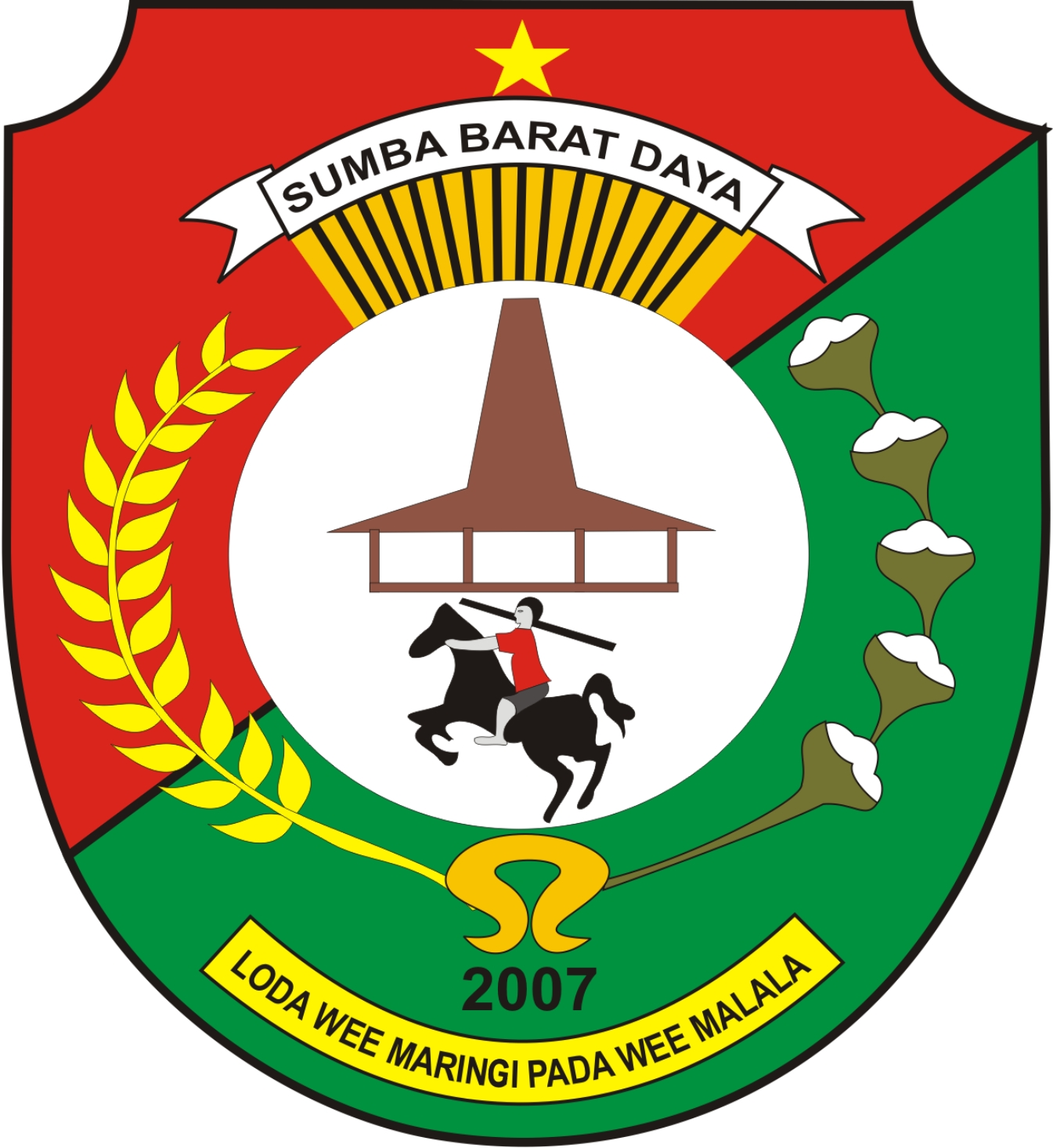
Південно-західна Сумба (регентство)
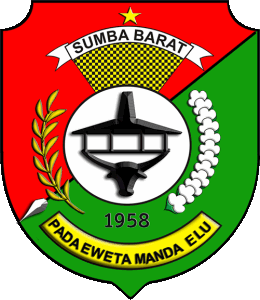
Західна Сумба (регентство)
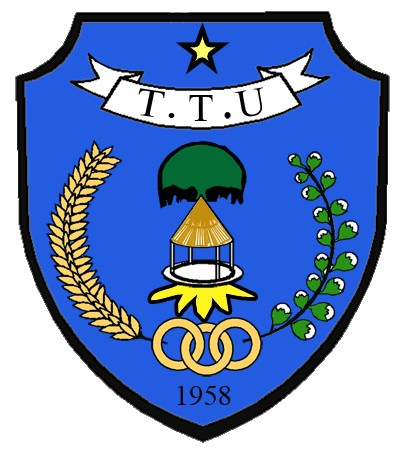
Північно-Центральний Тимор (регентство)
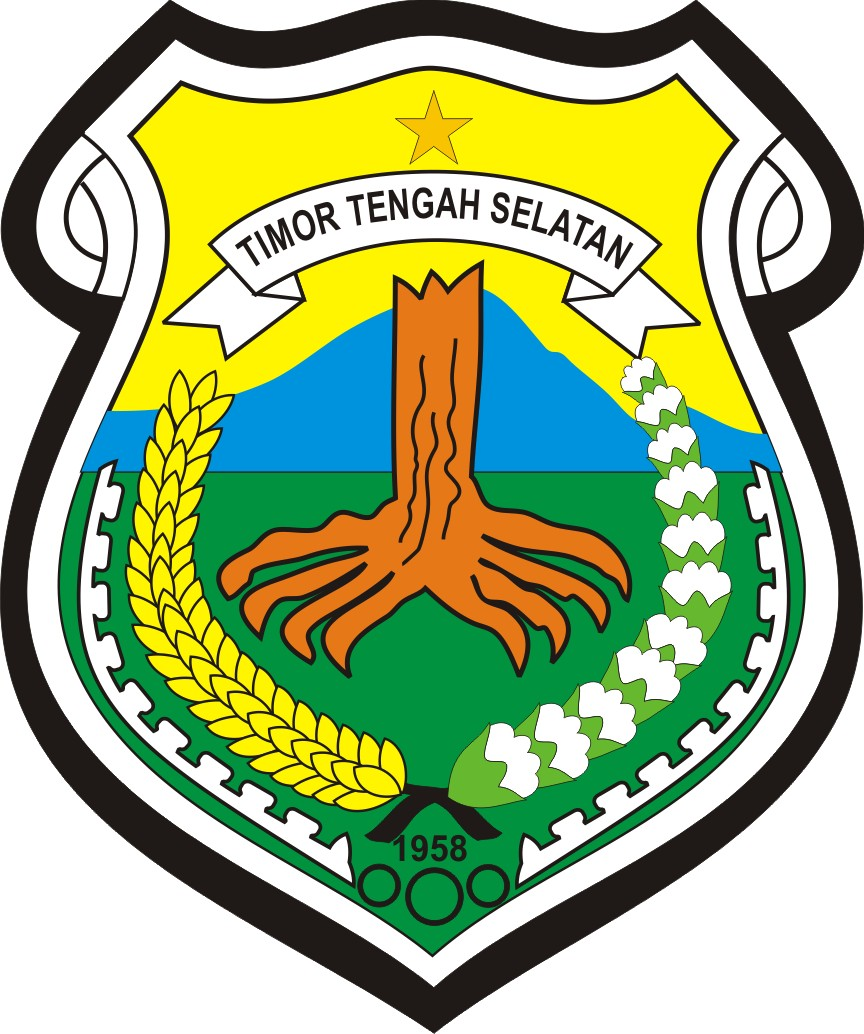
Південно-Центральний Тимор (регентство)
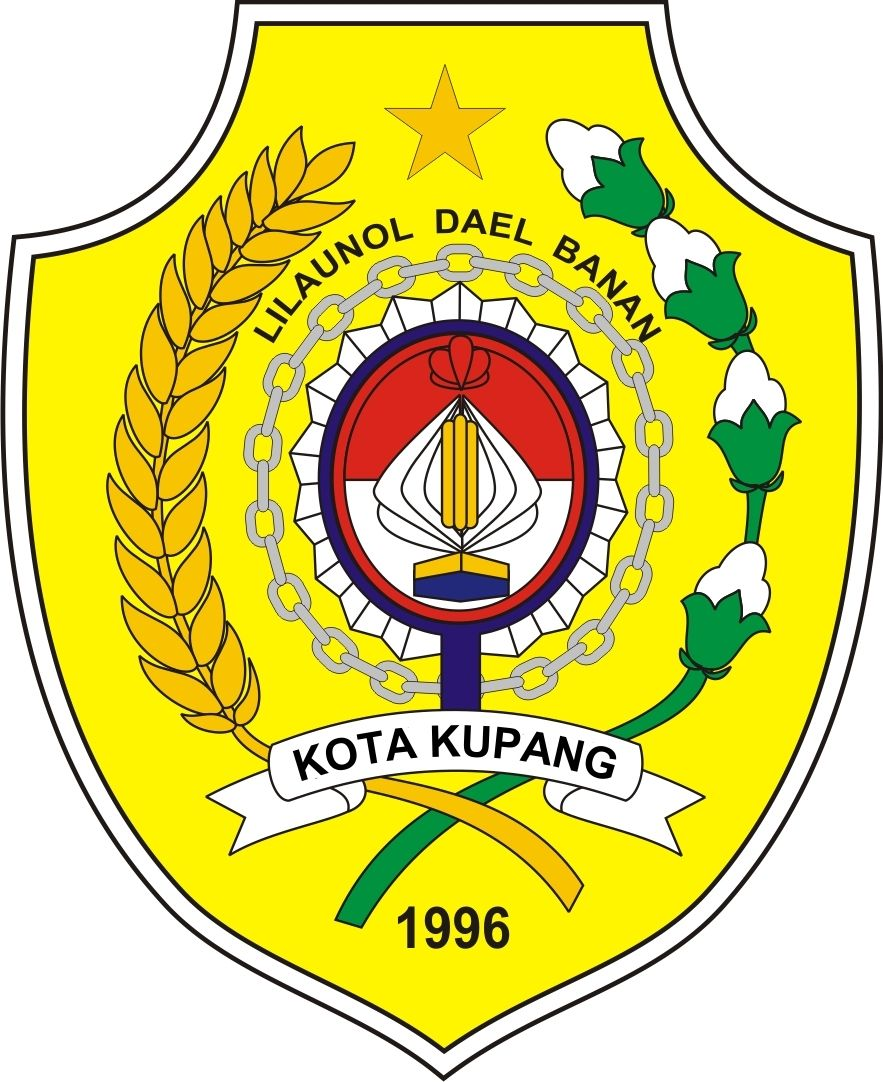
Купанг (місто)

### Західний Калімантан

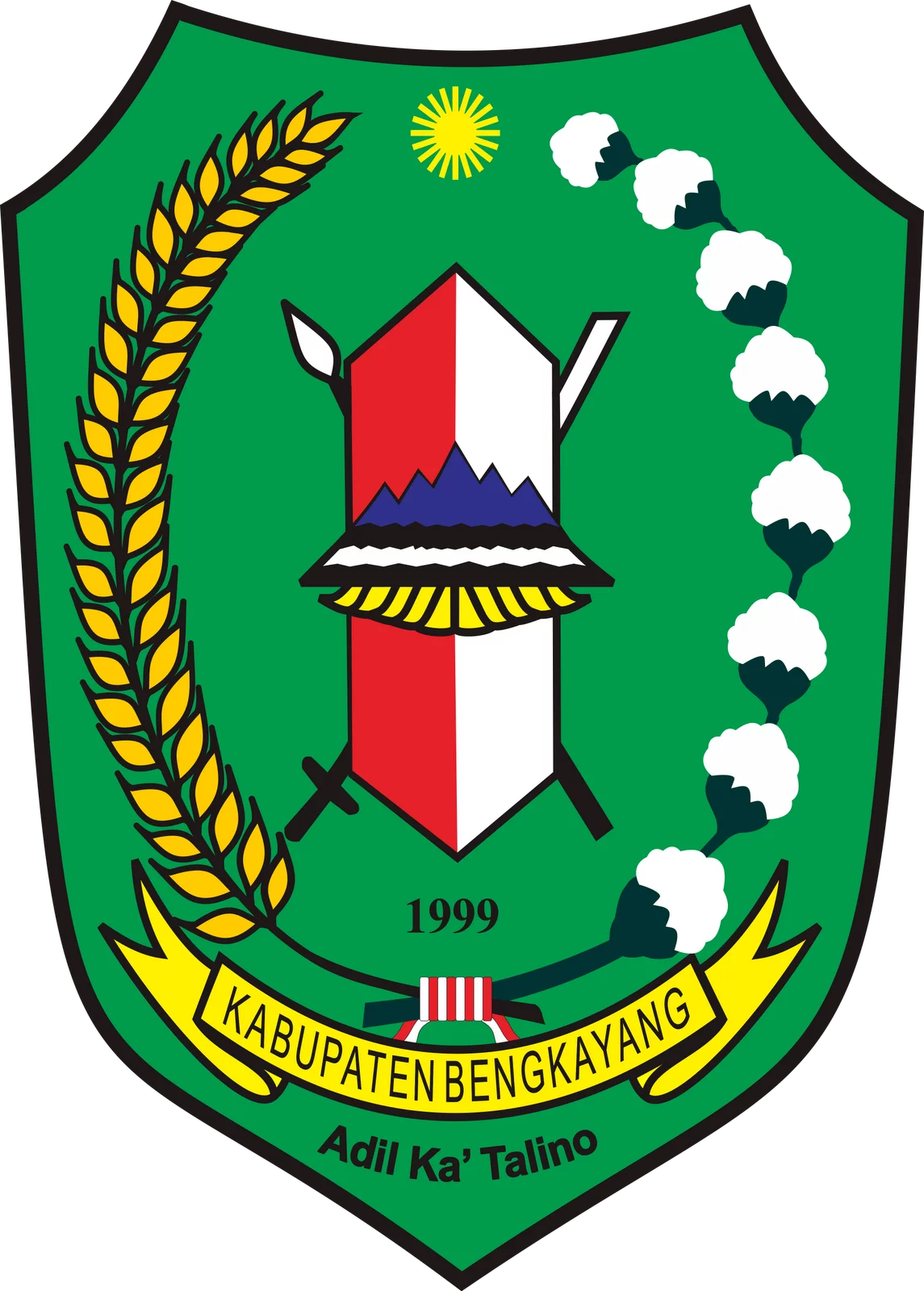
Бенкаянг (регентство)
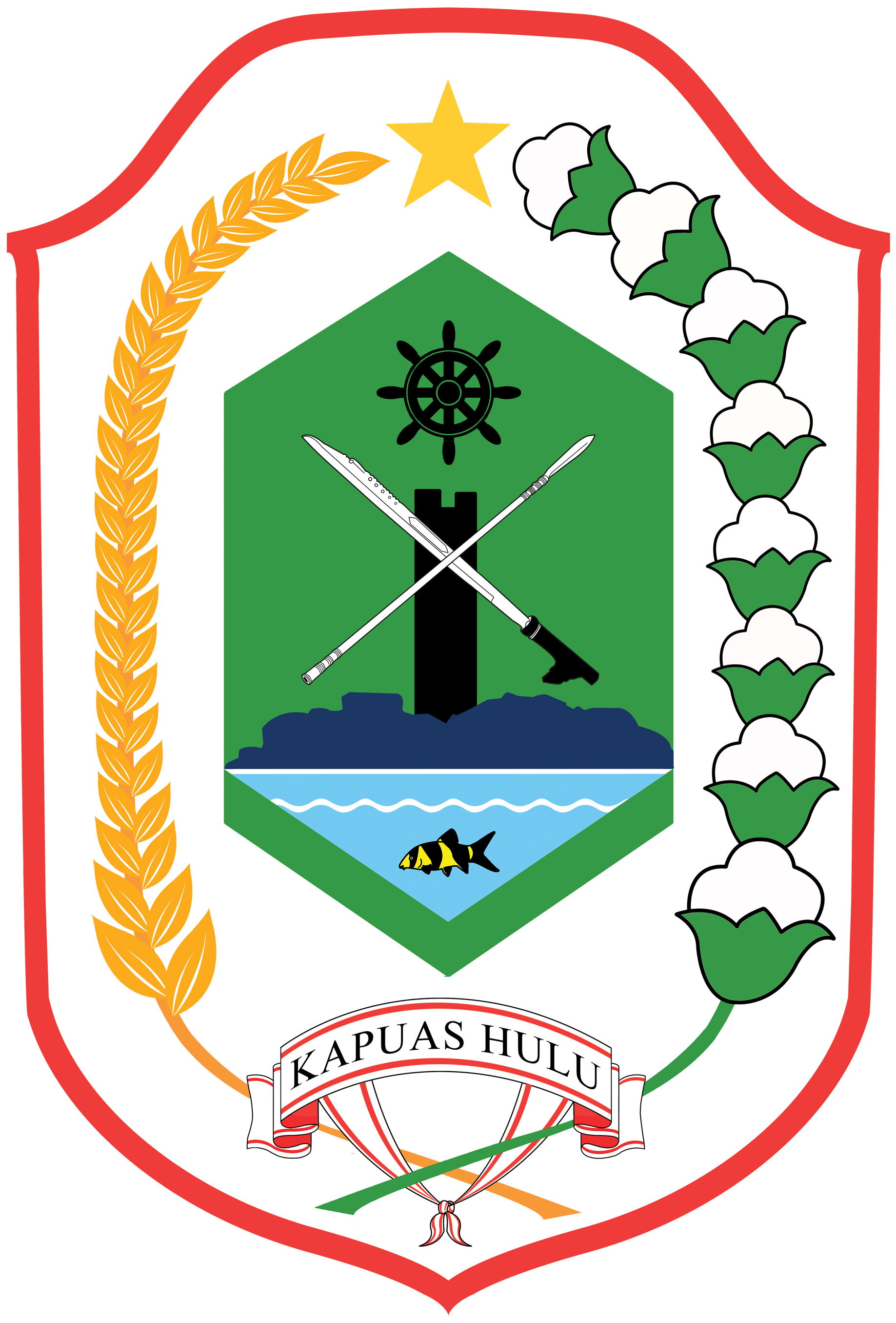
Капуас-Хулу (регентство)
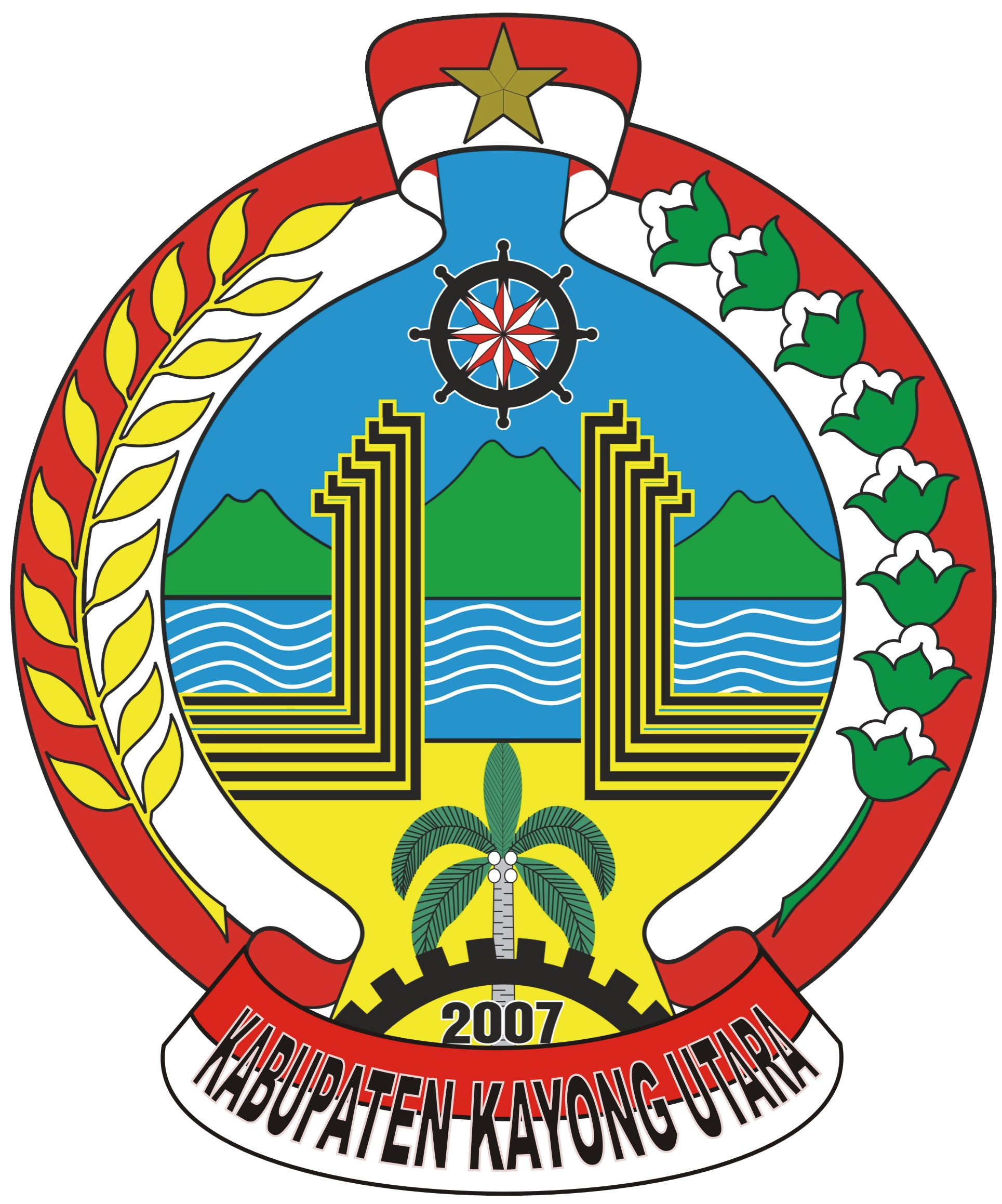
Північний Кайонг (регентство)
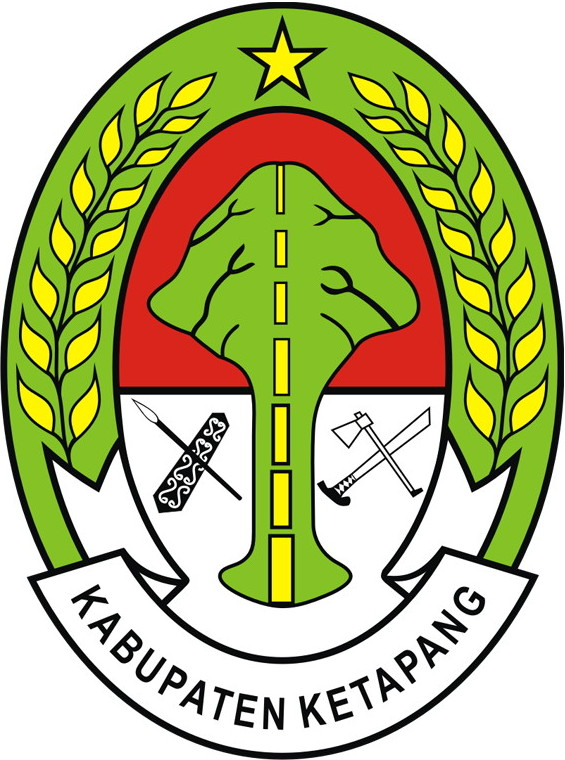
Кетапанг (регентство)
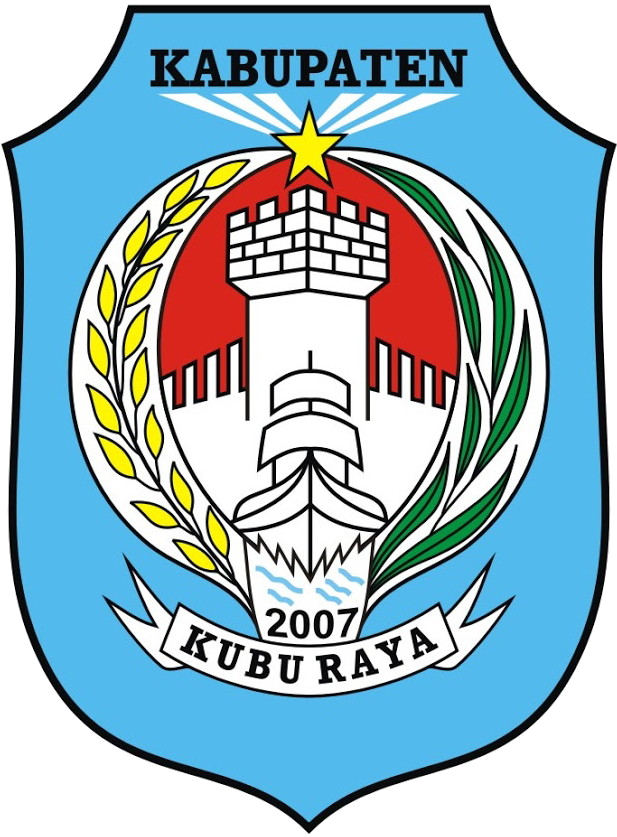
Кубу-Рая (регентство)
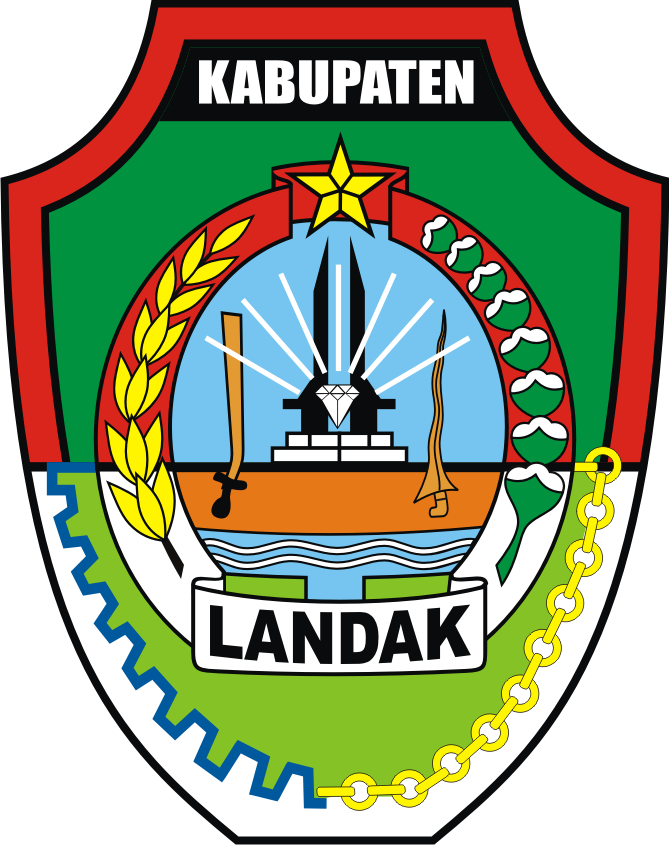
Ландак (регентство)
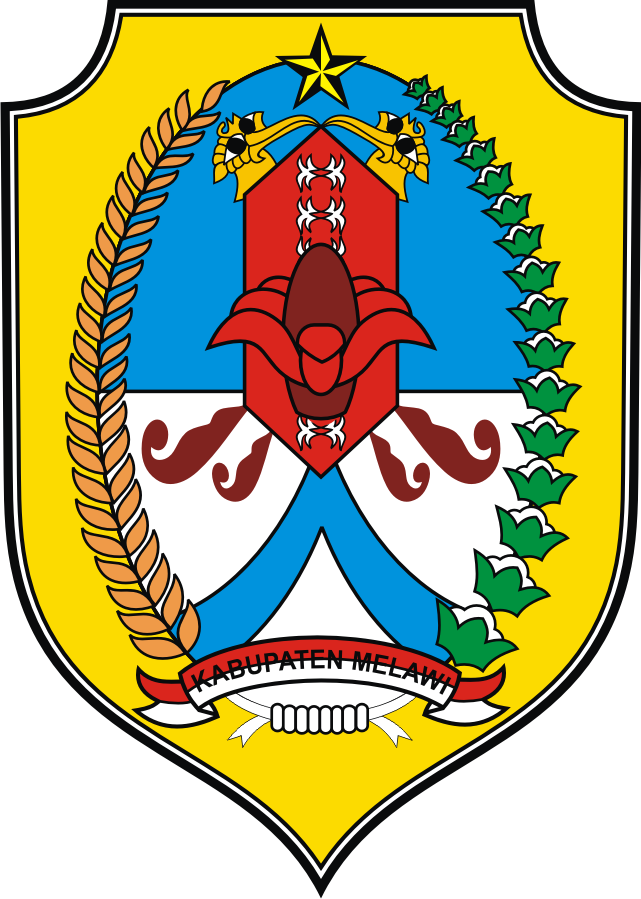
Мелаві (регентство)
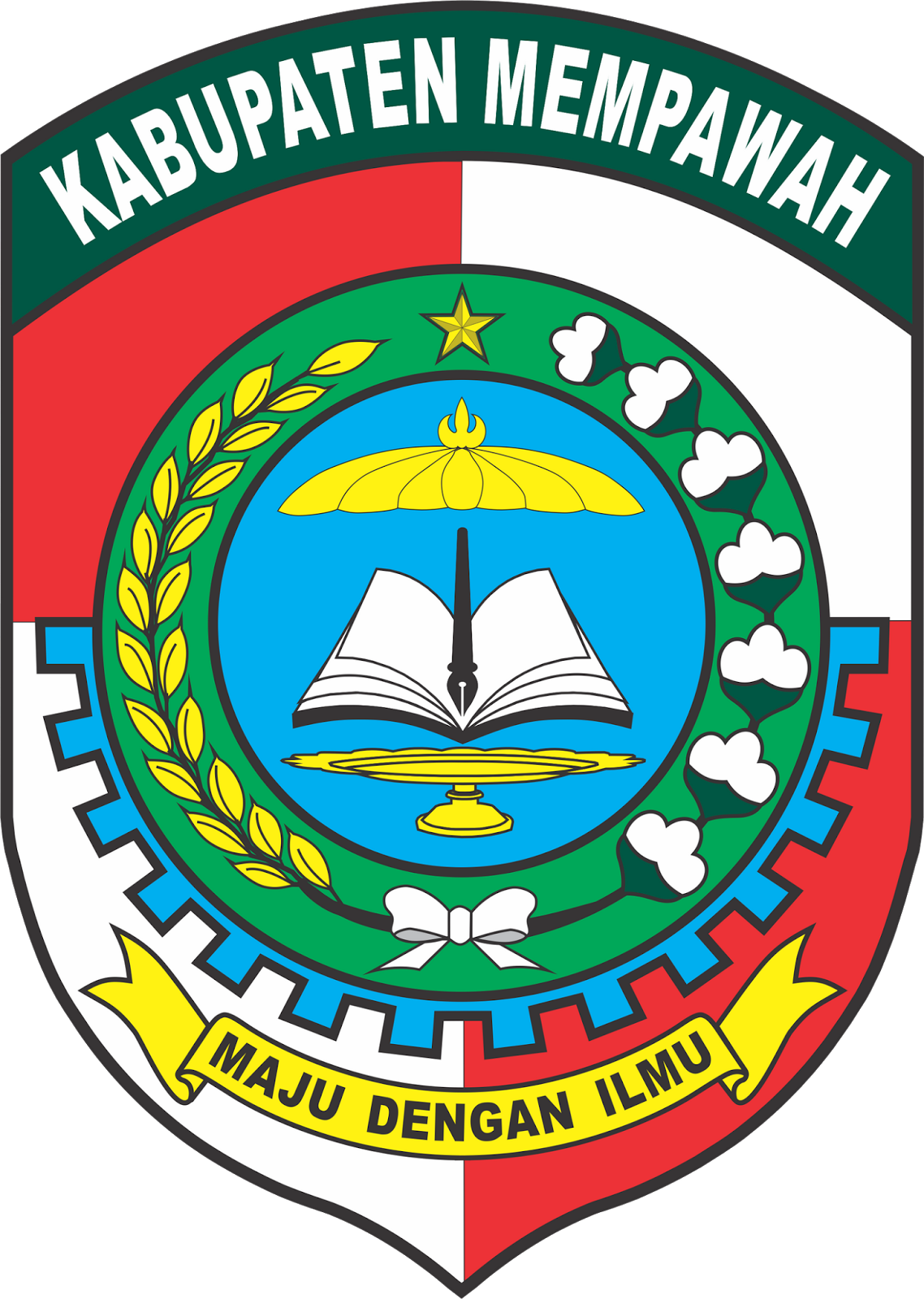
Мемпава (регентство)
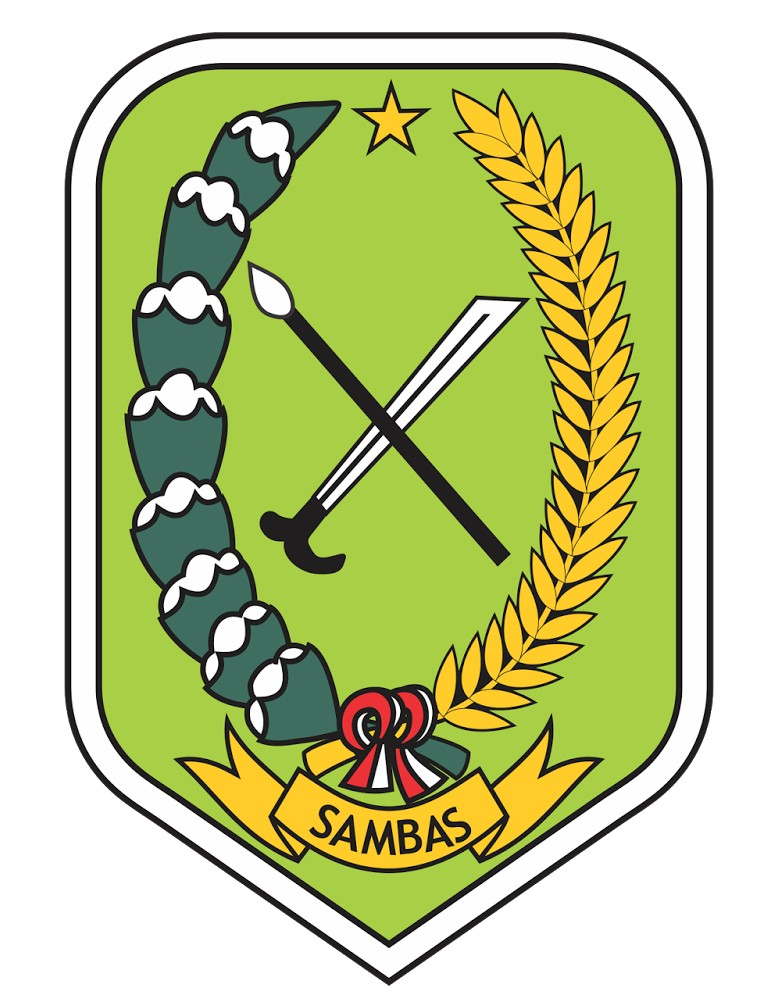
Самбас (регентство)
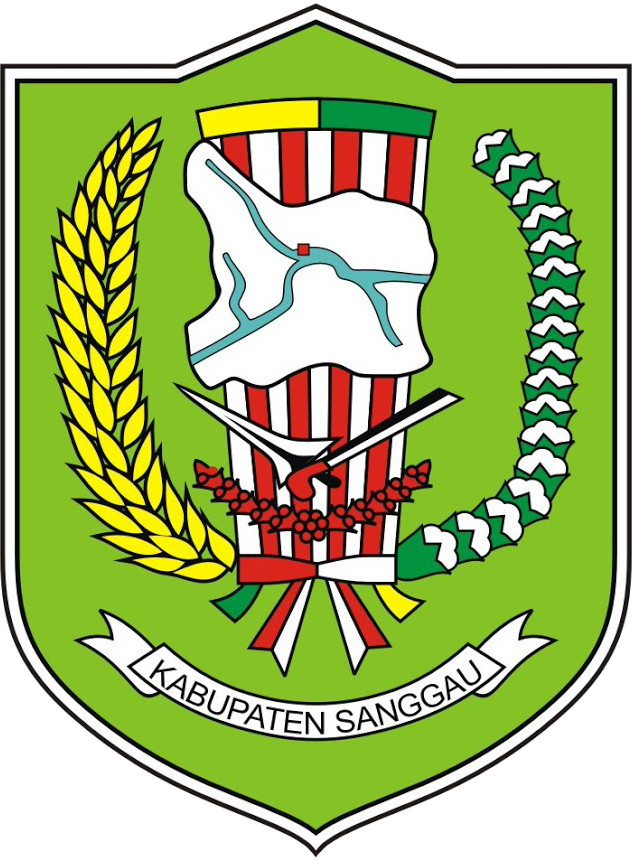
Санггау (регентство)
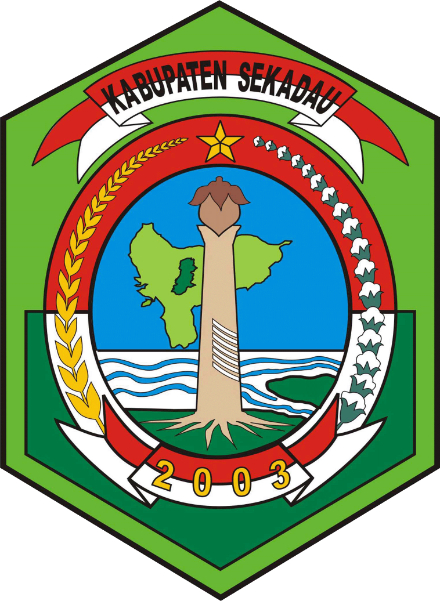
Секадау (регентство)
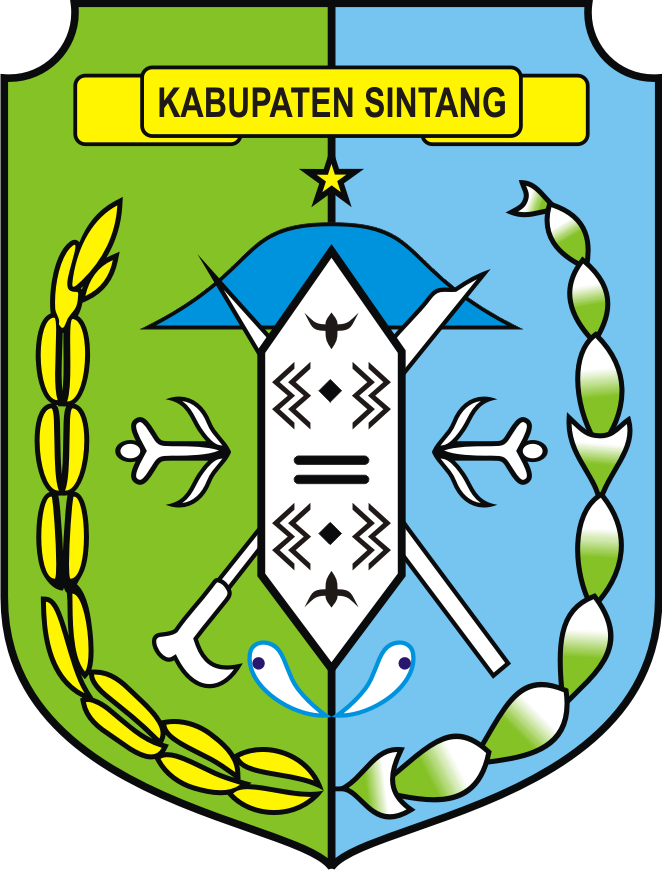
Синтанг (регентство)
Понтіанак (місто)
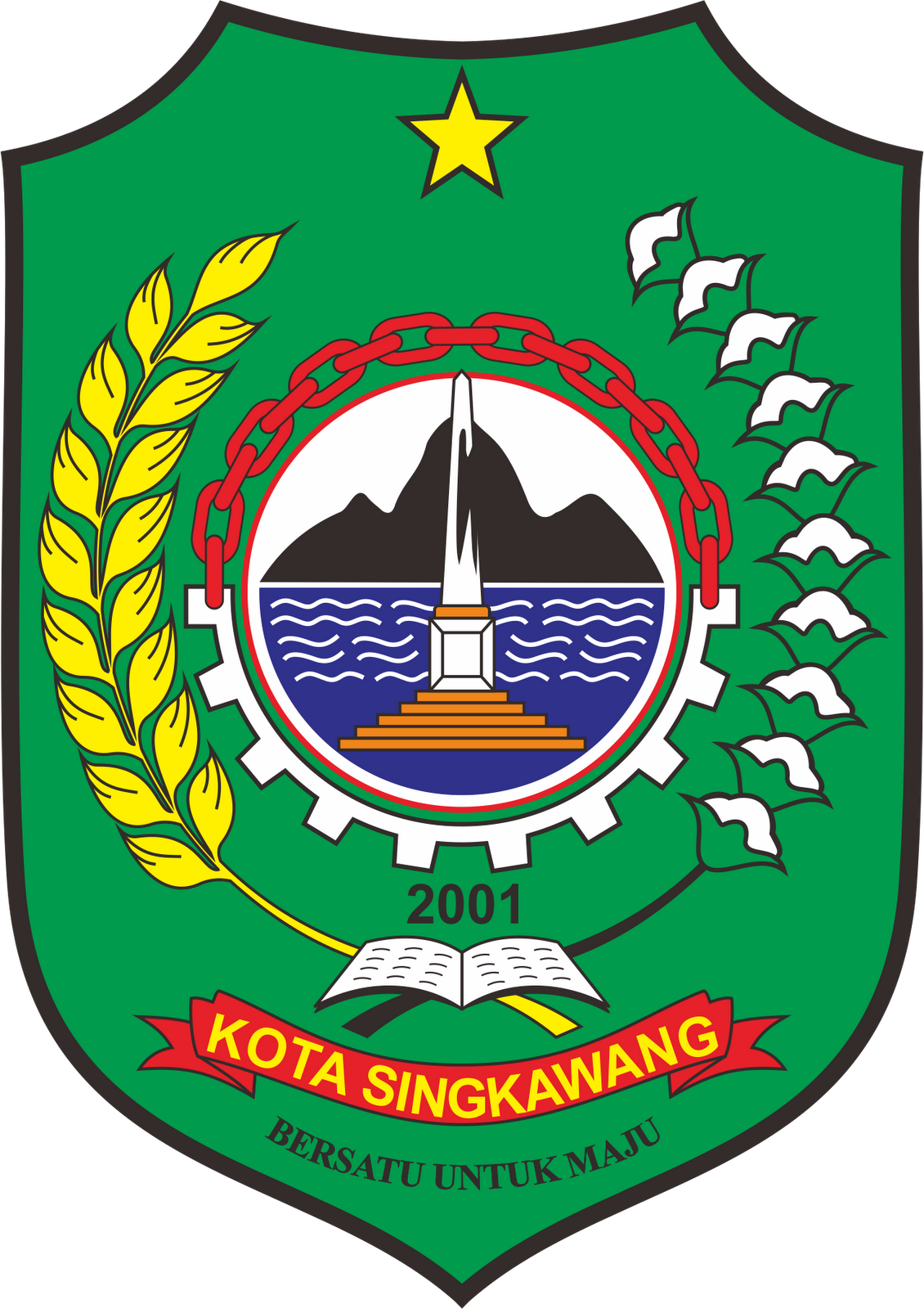
Сінкаванг (місто)

### Центральний Калімантан

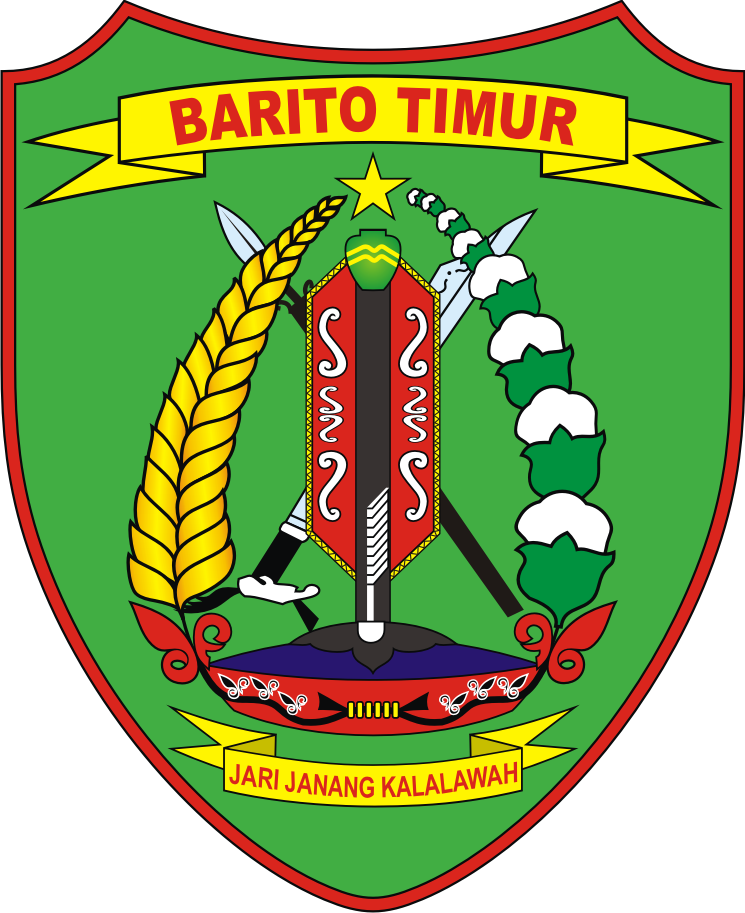
Східний Баріто (регентство)
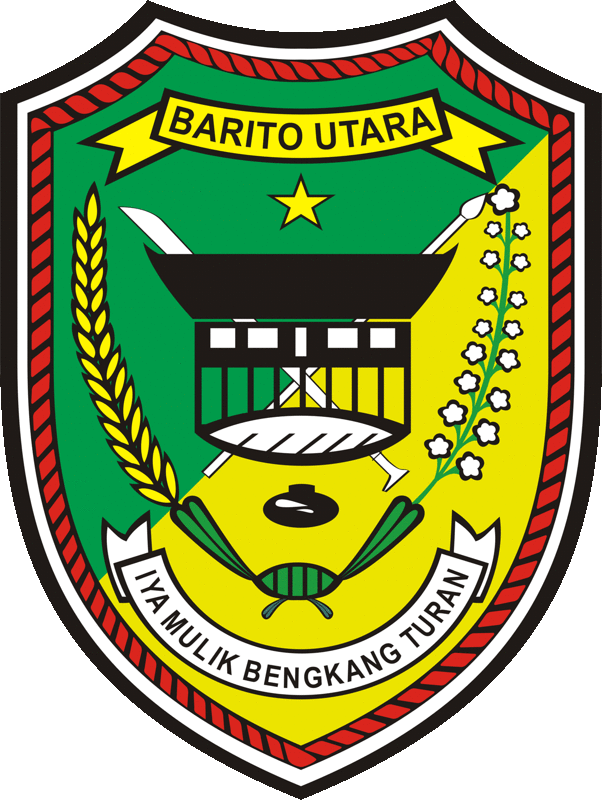
Північний Баріто (регентство)
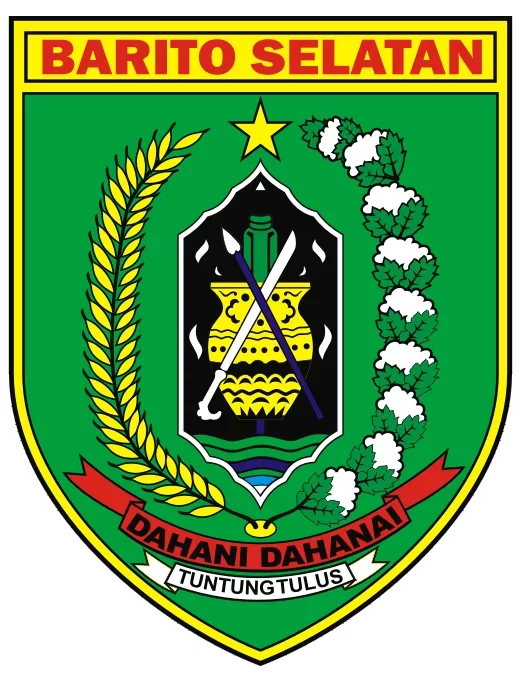
Південний Баріто (регентство)
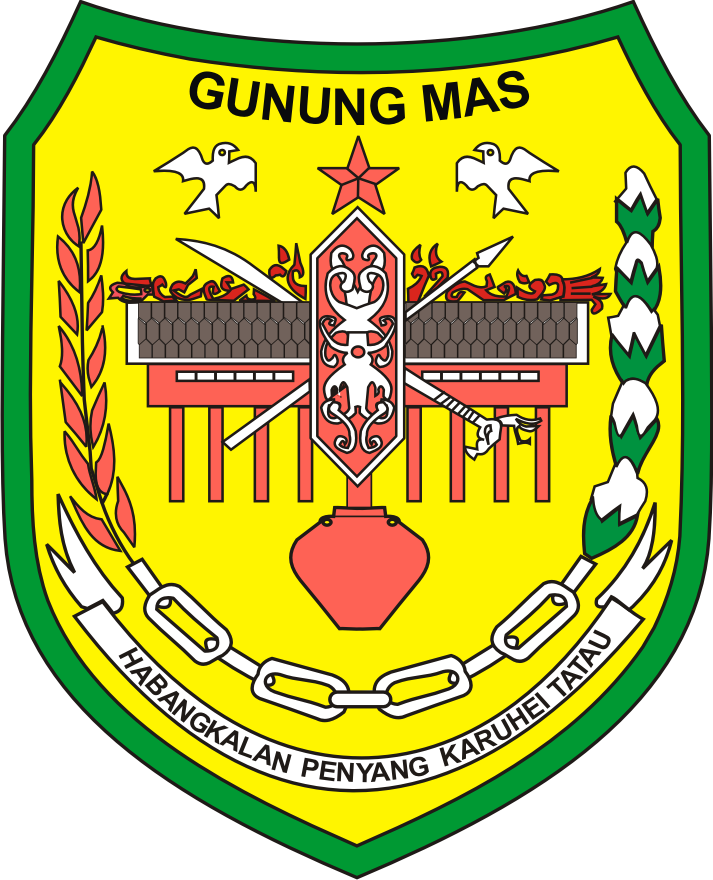
Ґунунґ-Мас (регентство)
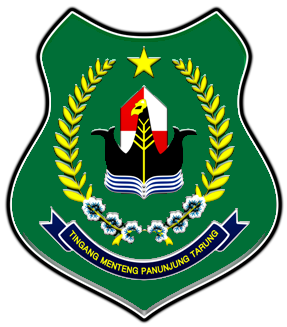
Капуас (регентство)
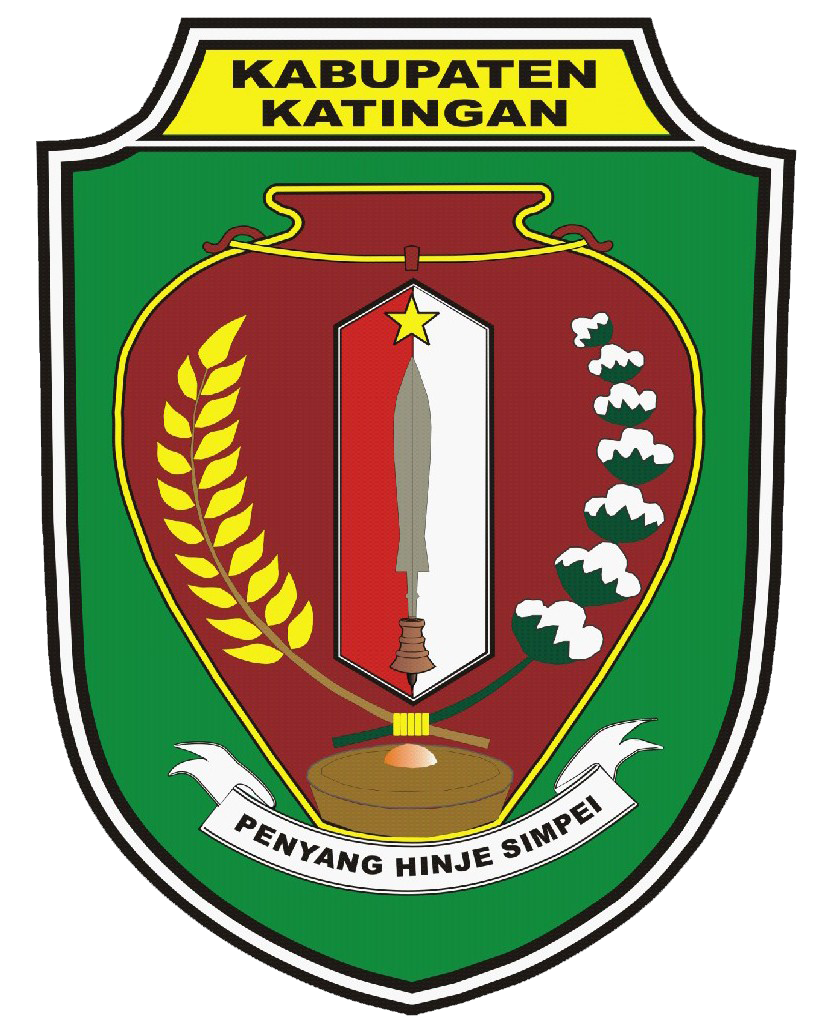
Катінган (регентство)
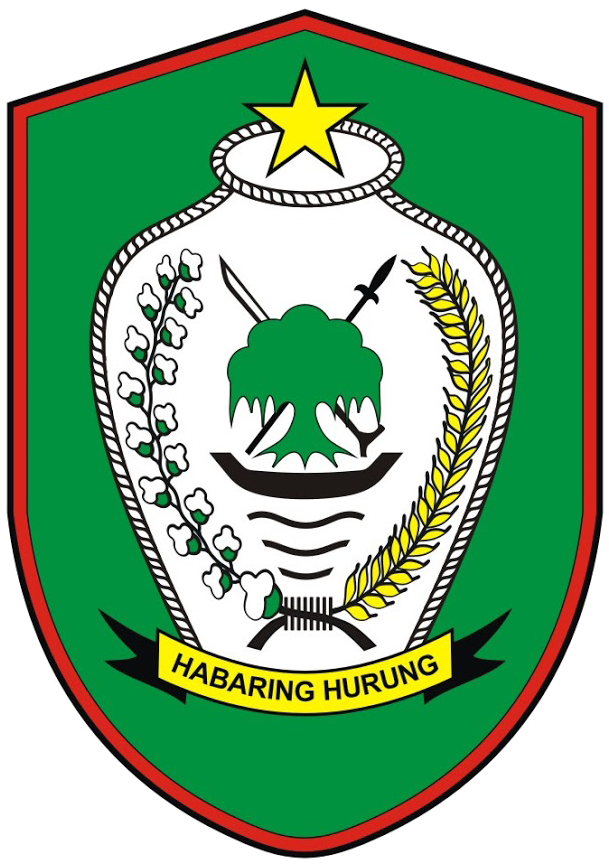
Східний Котаварірін (регентство)
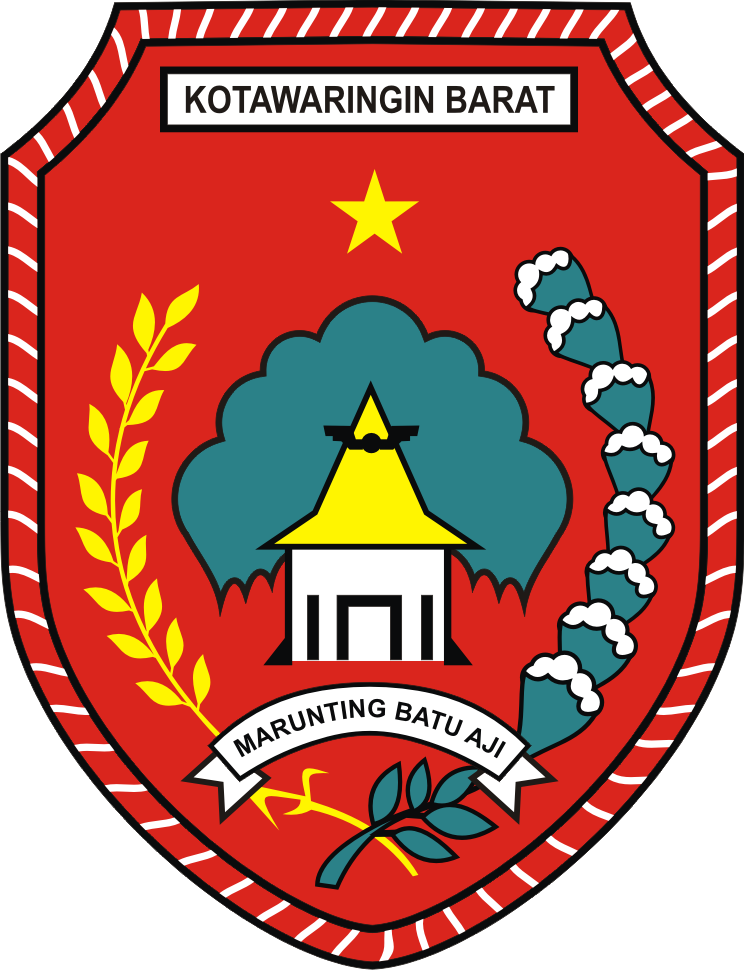
Західний Котаварірін (регентство)
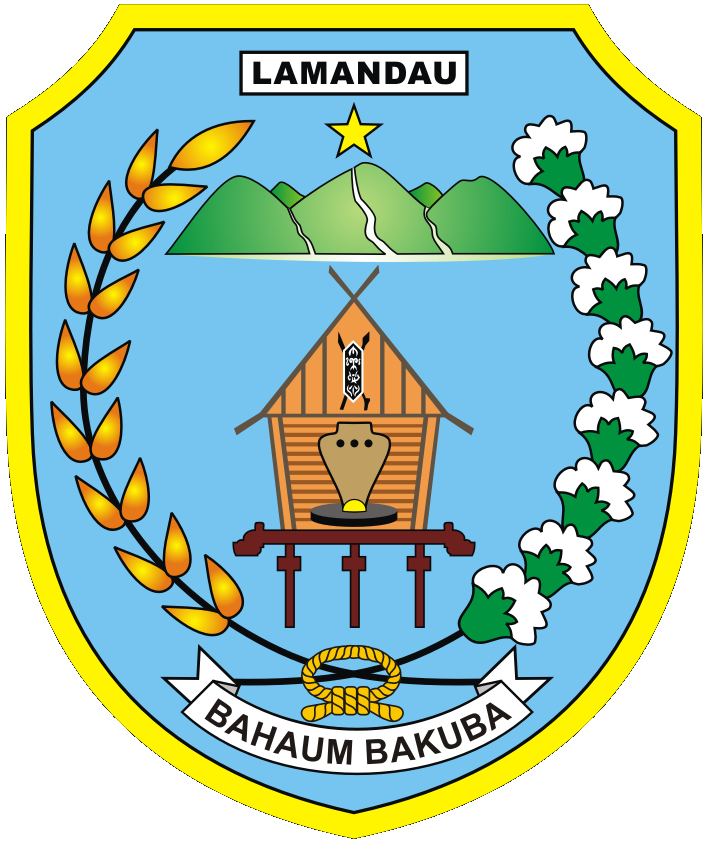
Ламандау (регентство)
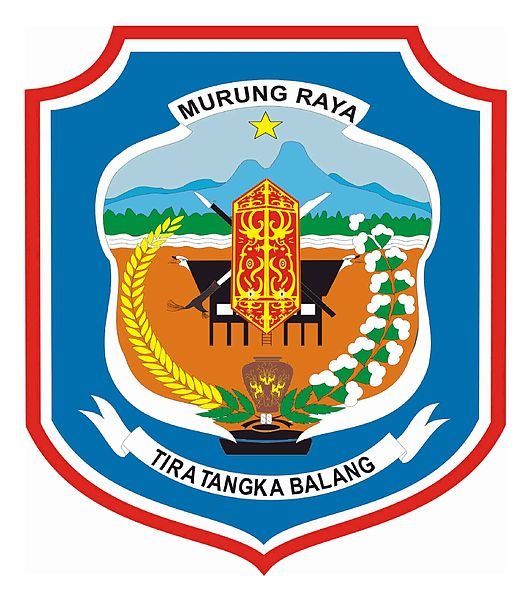
Мурунг-Рая (регентство)
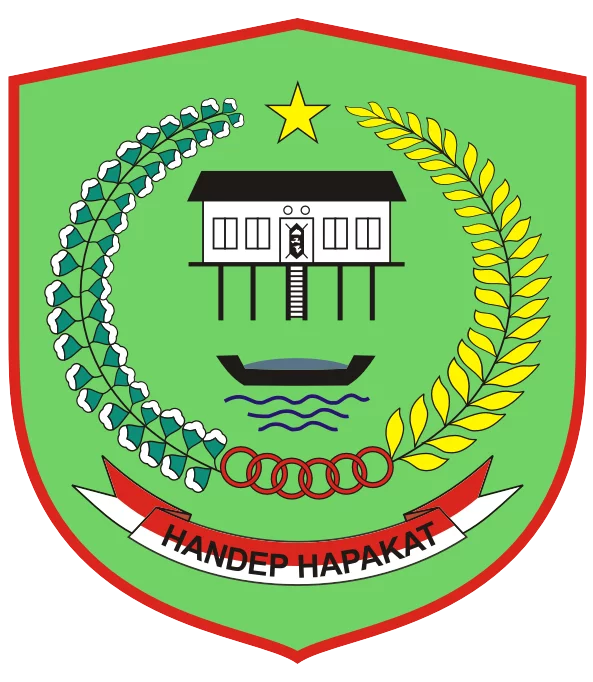
Пуланг-Пісау (регентство)
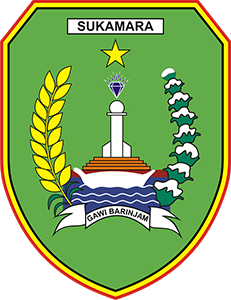
Сукамара (регентство)
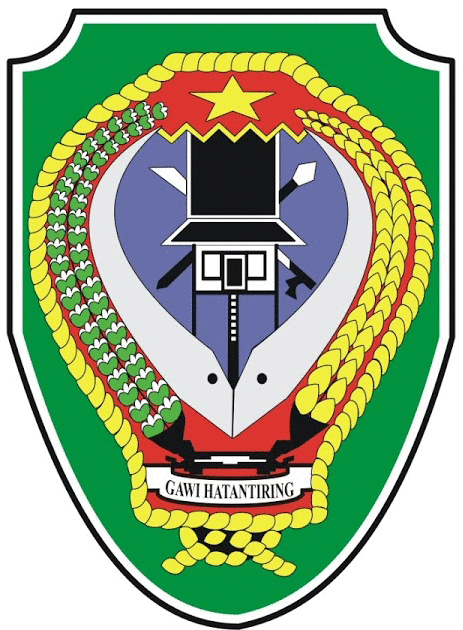
Серуян (регентство)
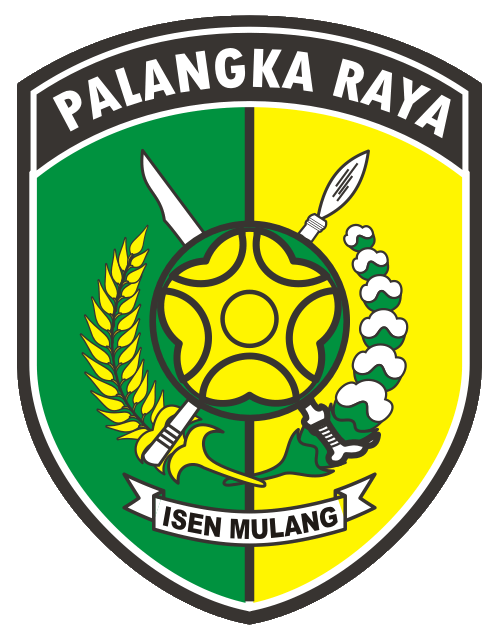
Палангкарая (місто)

### Південний Калімантан

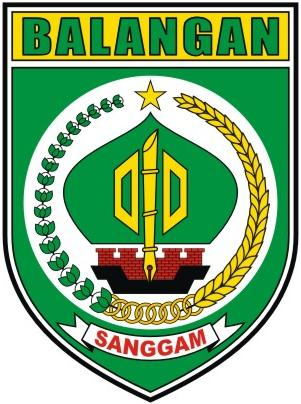
Баланган (регентство)
Банджар (регентство)
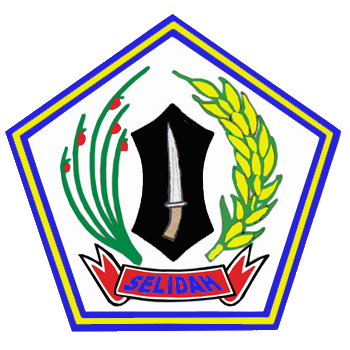
Баріто-Куала (регентство)
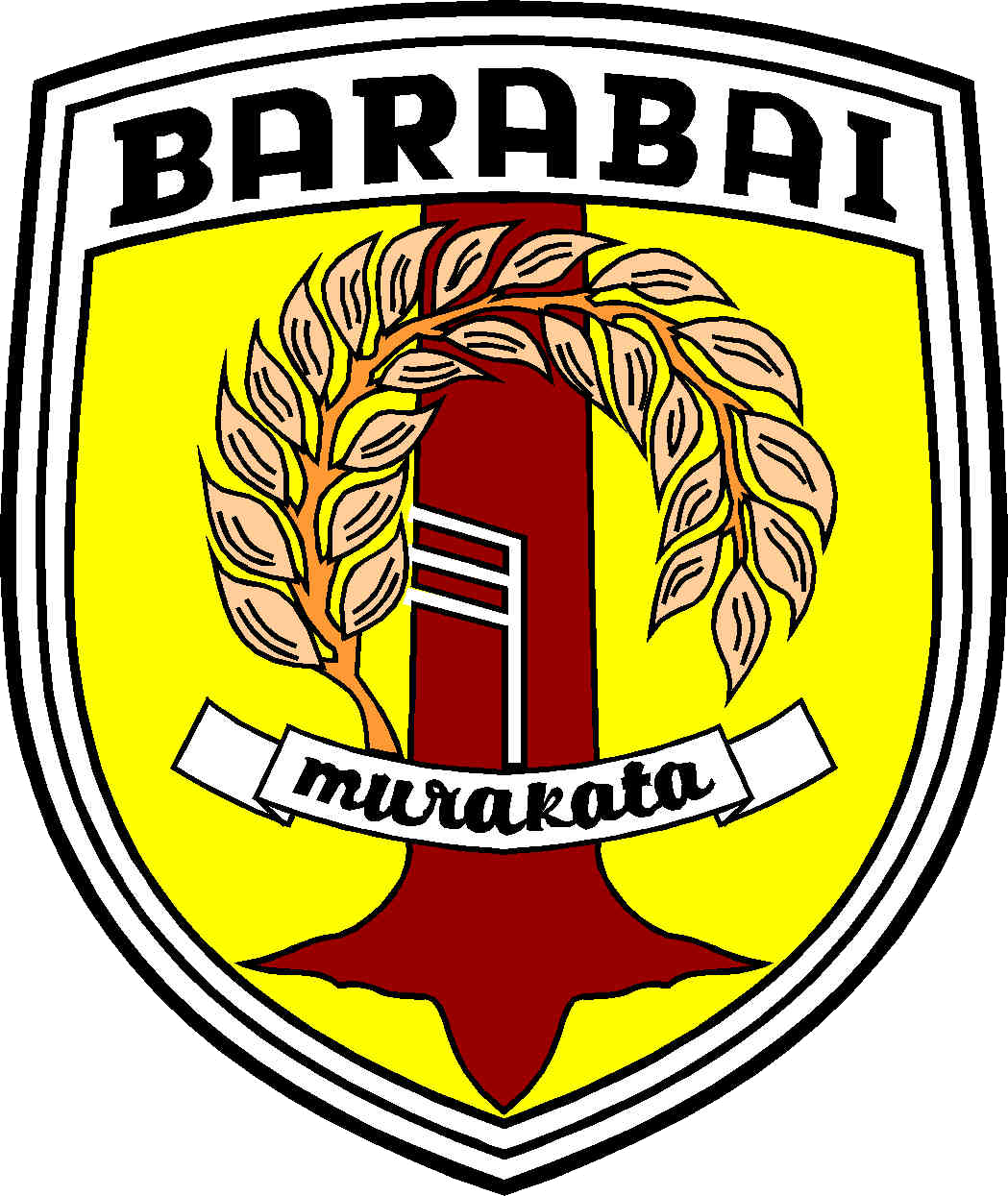
Центральний Хулу-Сунгай (регентство)
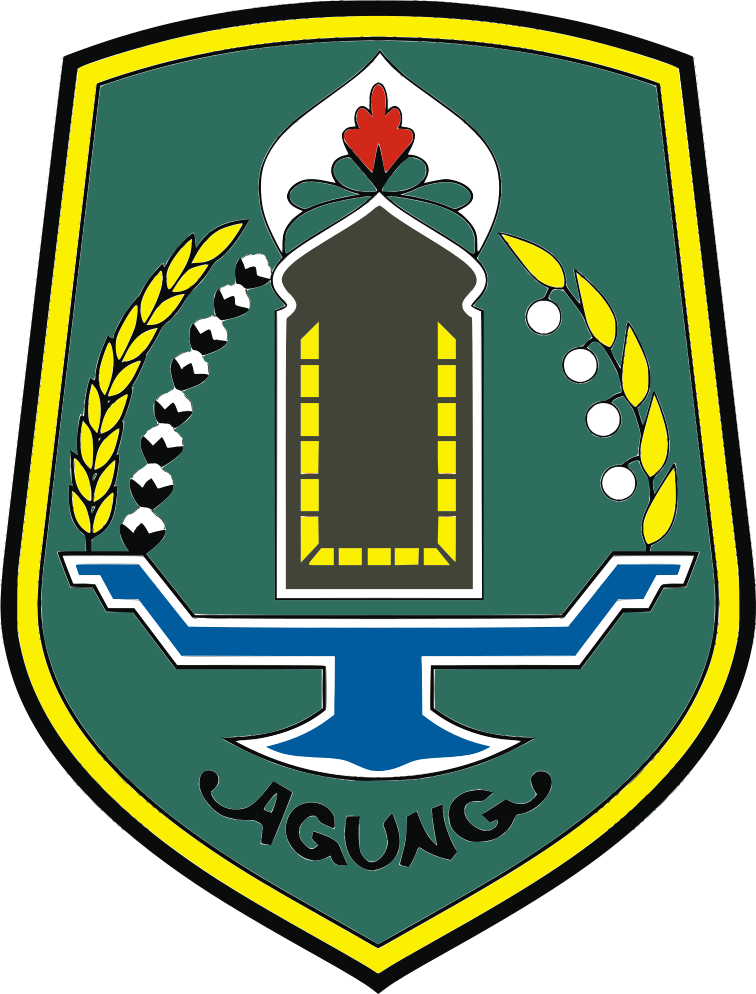
Північний Хулу-Сунгай (регентство)
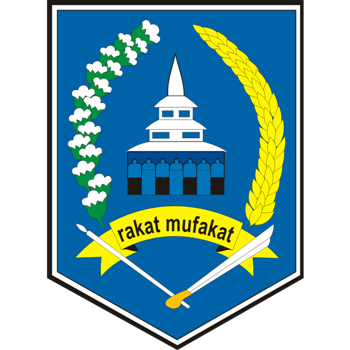
Південний Хулу-Сунгай (регентство)
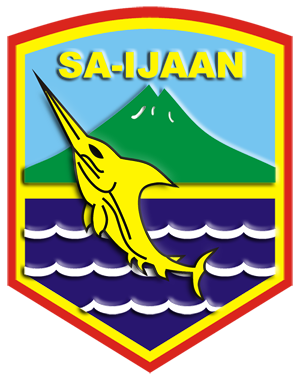
Котабару (регентство)
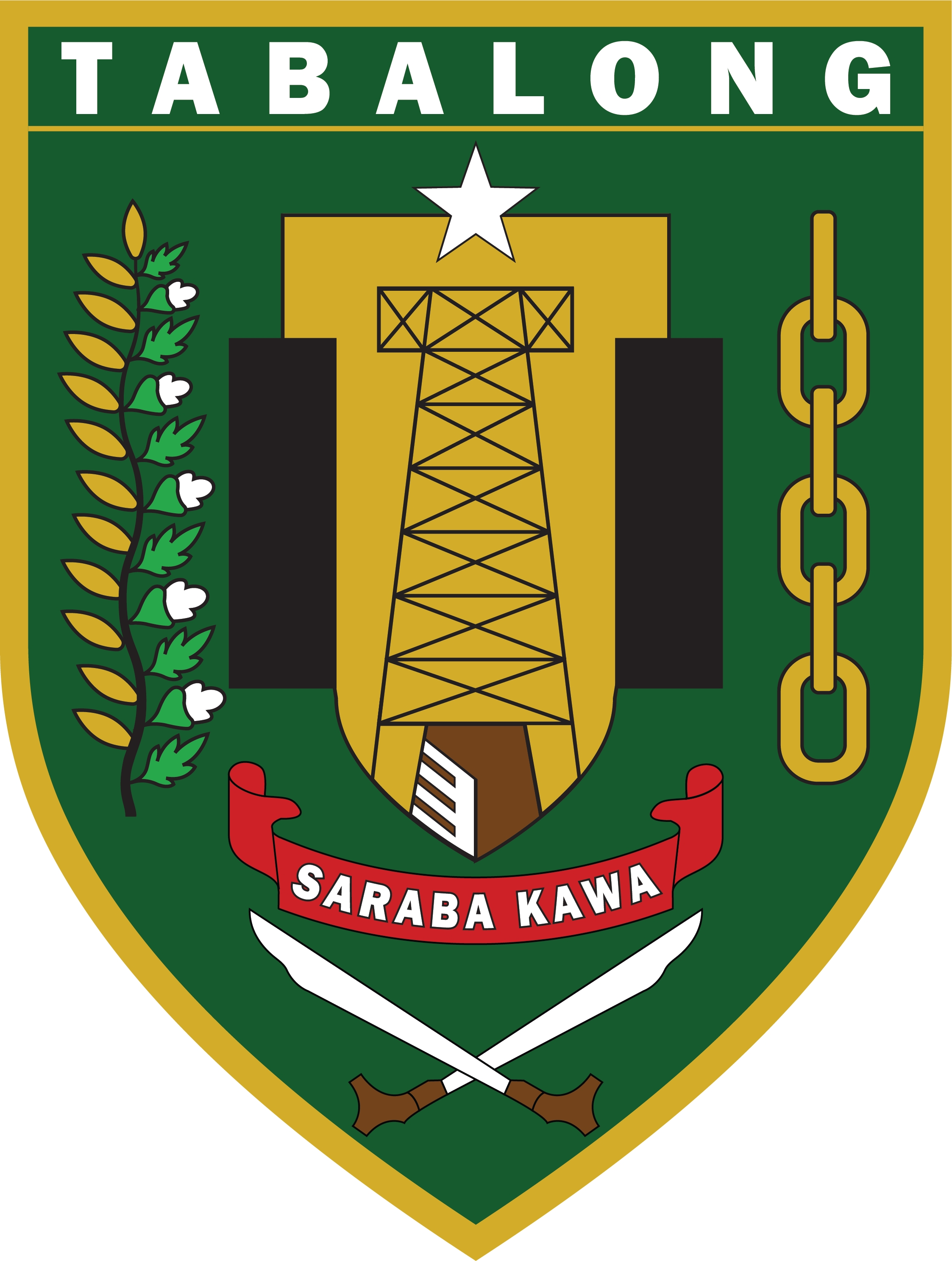
Табалонг (регентство)
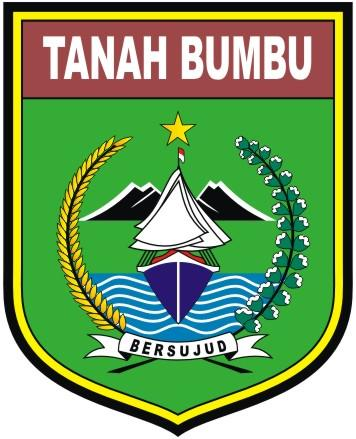
Танах-Бумбу (регентство)
Танах-Лаут (регентство)
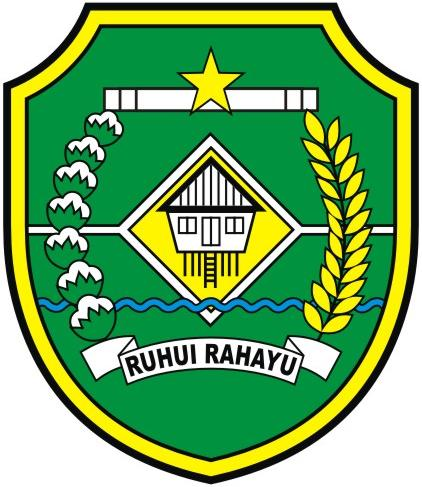
Тапін (регентство)
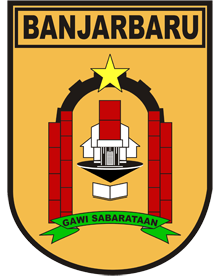
Банджарбару (місто)
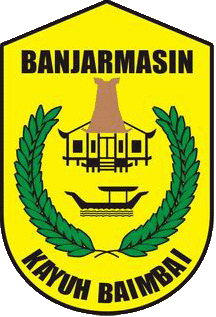
Банджармасін (місто)

### Східний Калімантан

Берау (регентство)
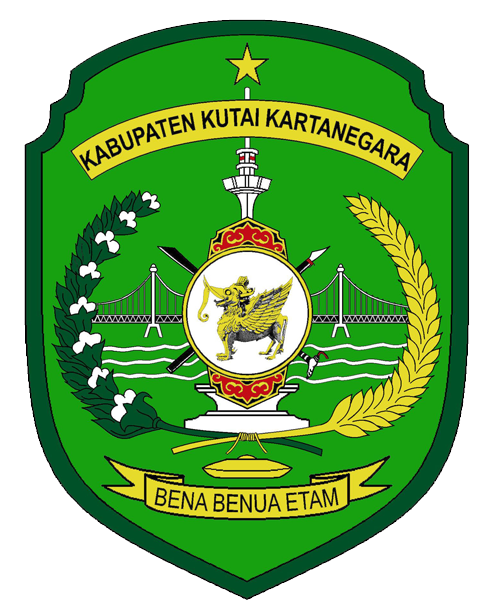
Кутай-Картанегара (регентство)
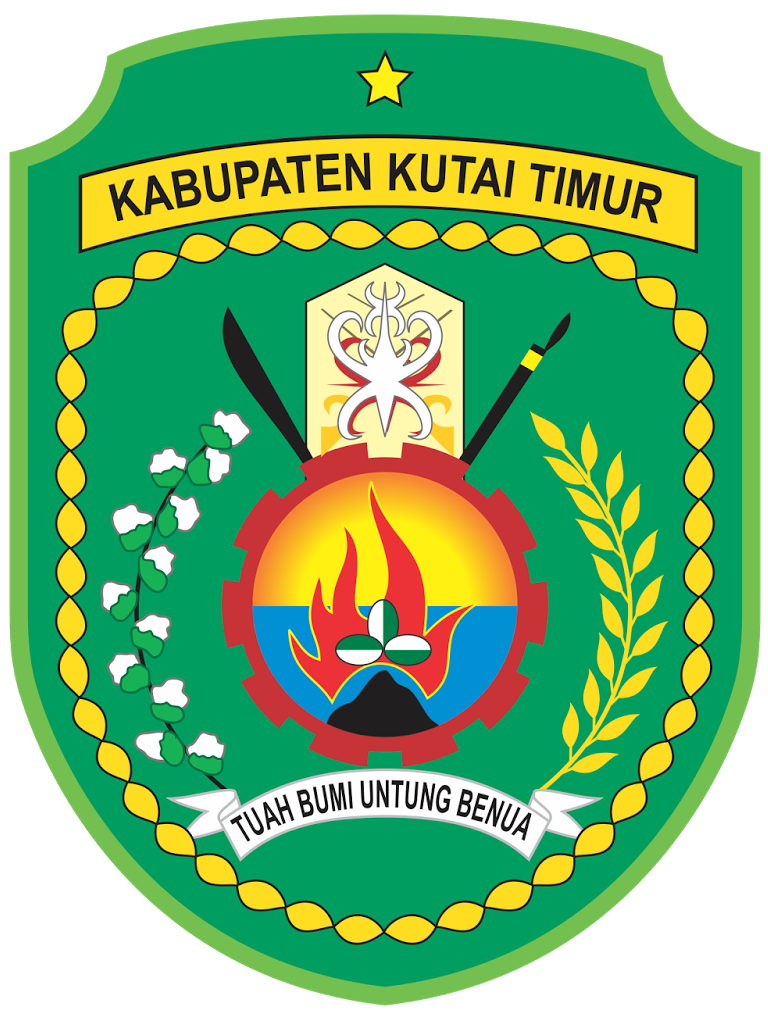
Східний Кутай (регентство)
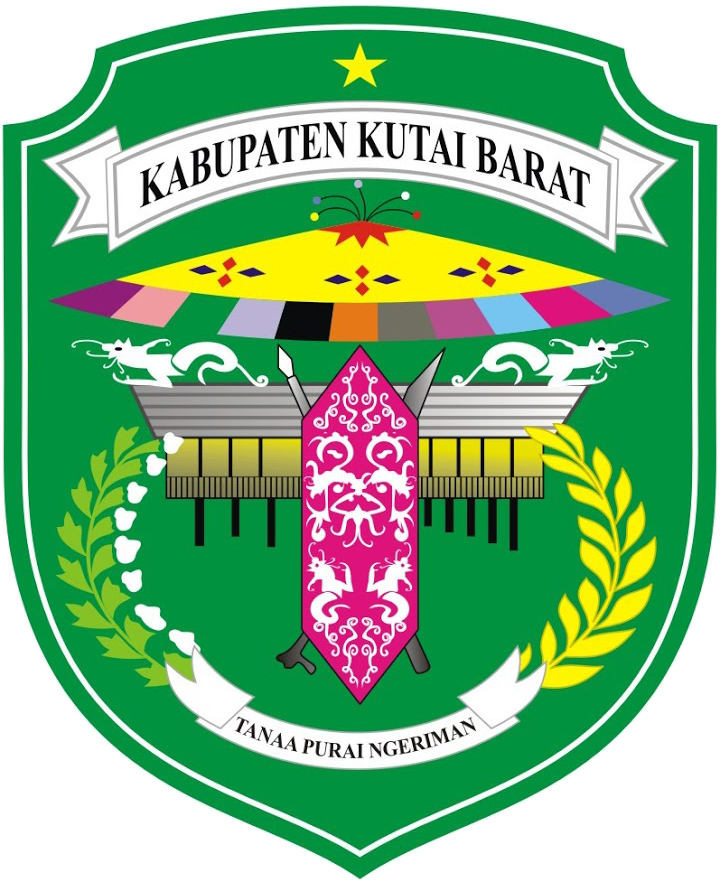
Західний Кутай (регентство)
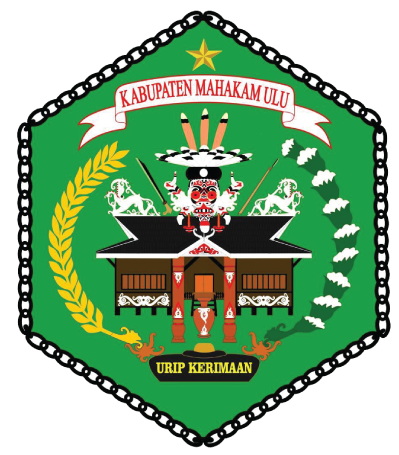
Махакам-Улу (регентство)
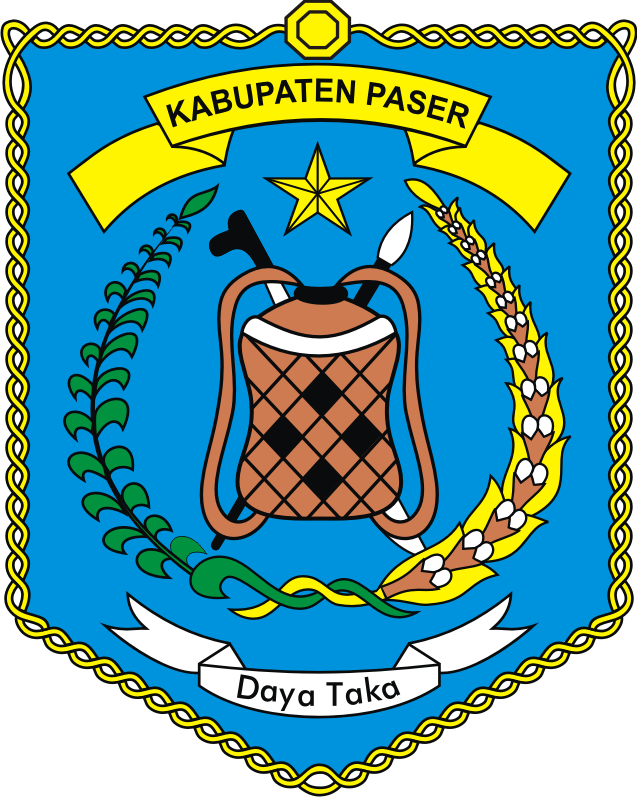
Пазер (регентство)
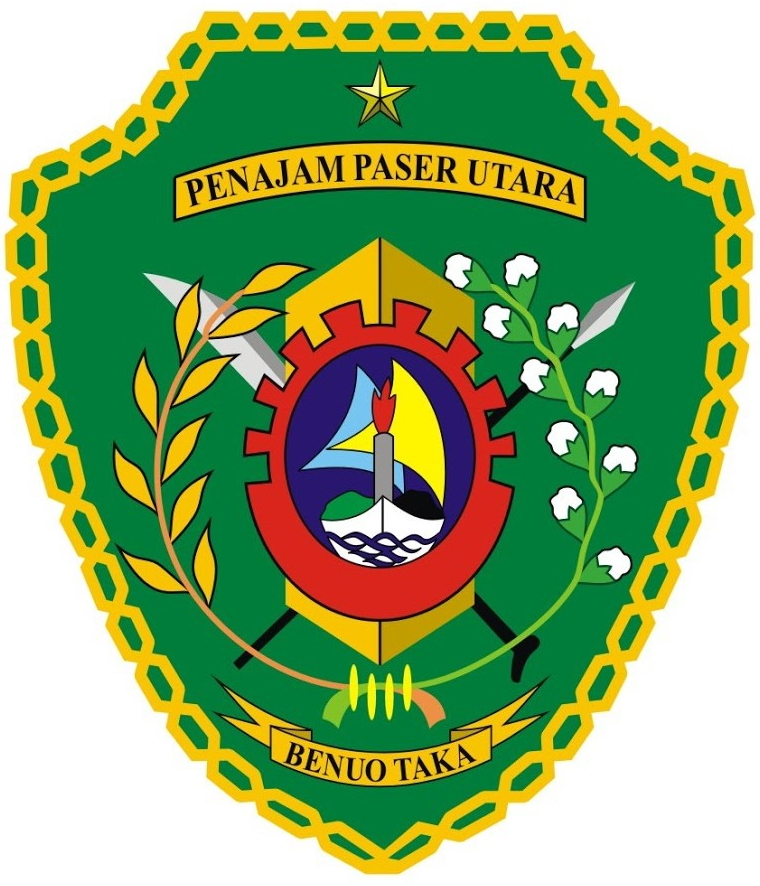
Пенахам-Норт-Пасер (регентство)
Балікпапан (місто)
Бонтанг (місто)
Самаринда (місто)

### Північний Калімантан

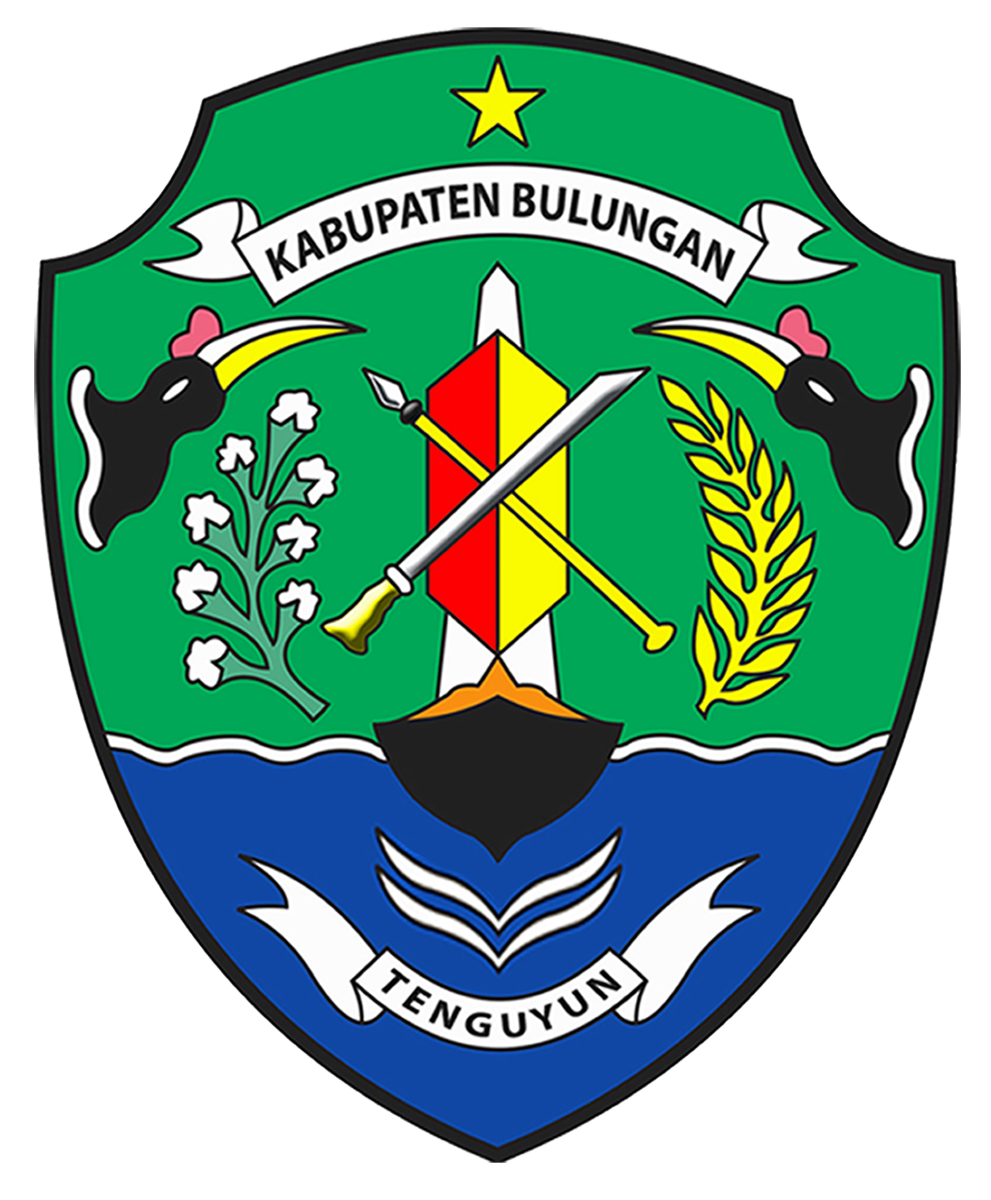
Булунган (регентство)
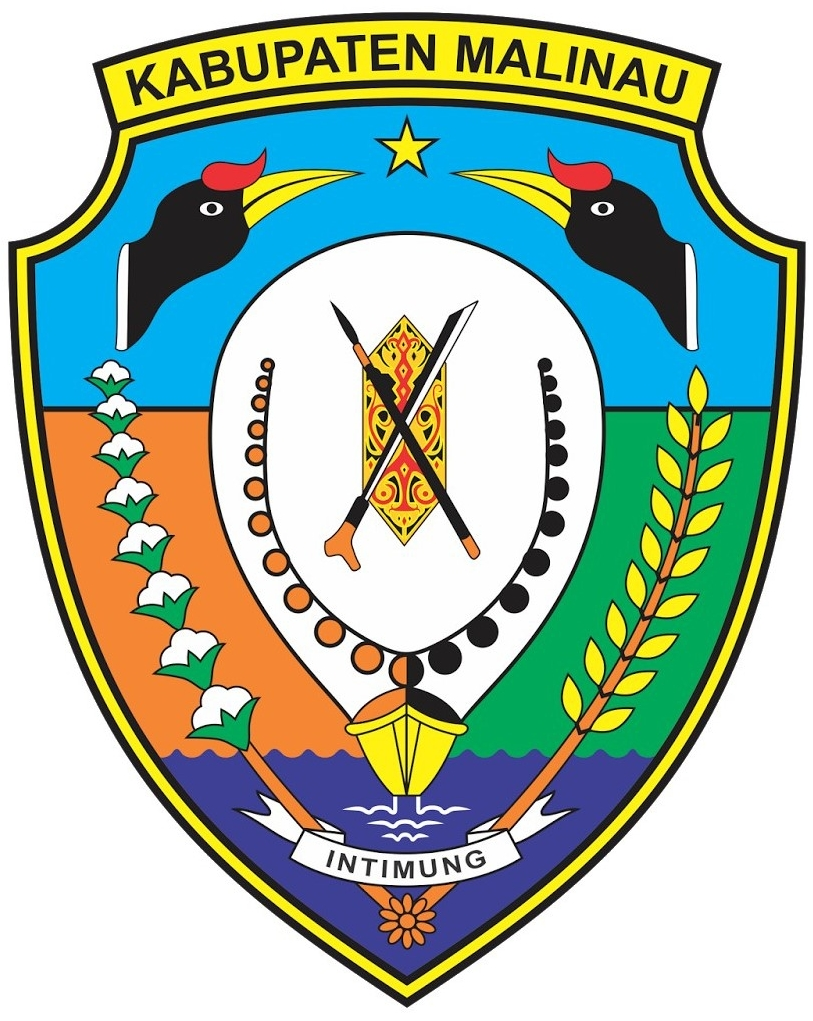
Малінау (регентство)
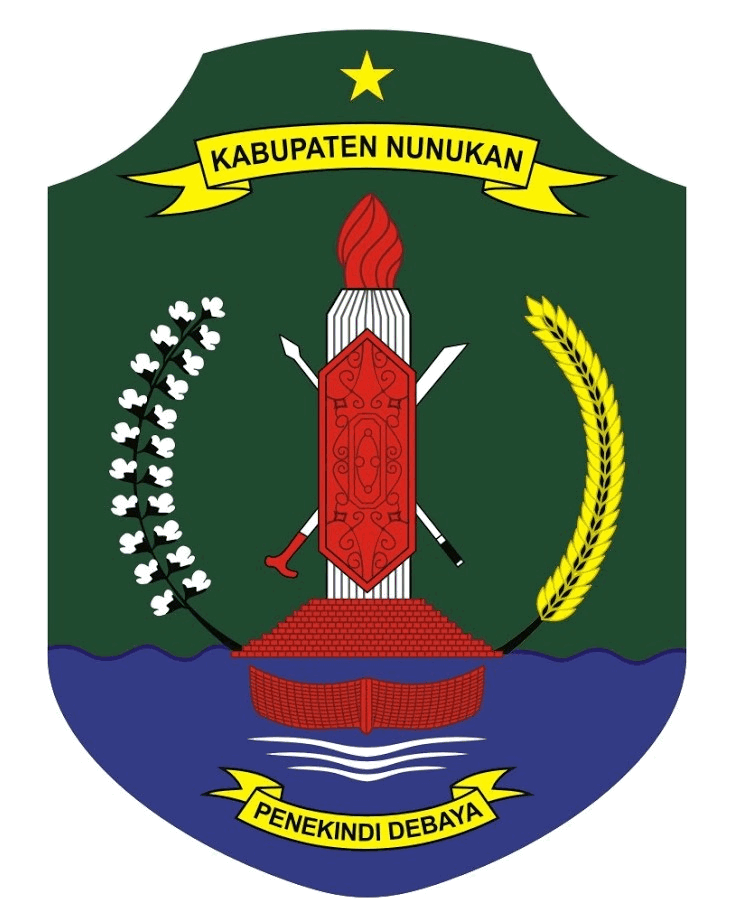
Нунукан (регентство)
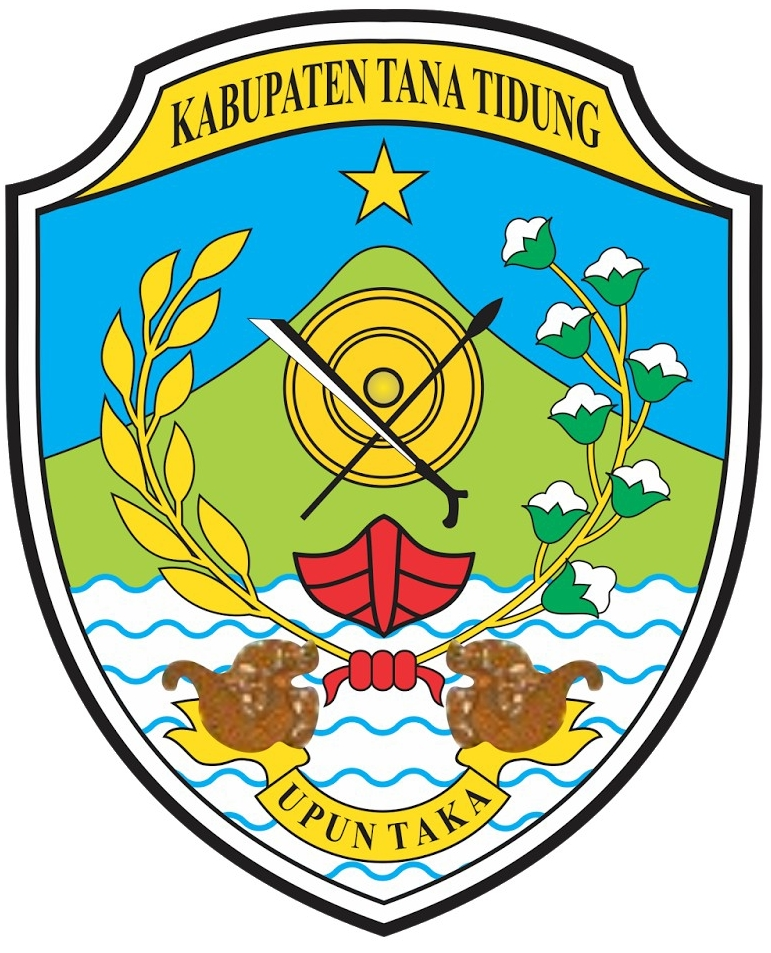
Тана Тідунг (регентство)
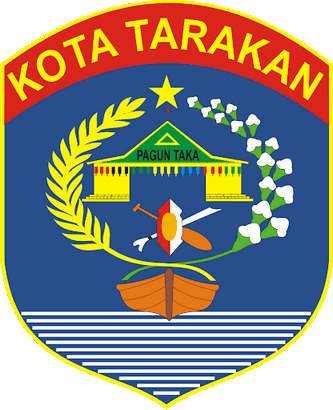
Таракан (місто)

### Західне Сулавесі

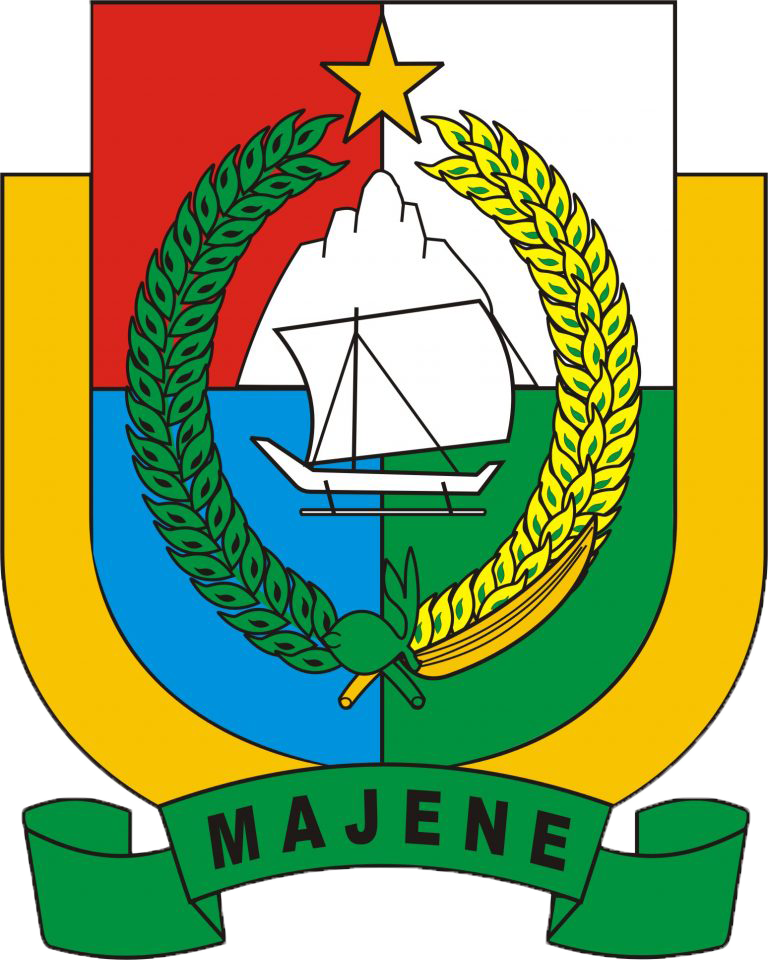
Маджене (регентство)
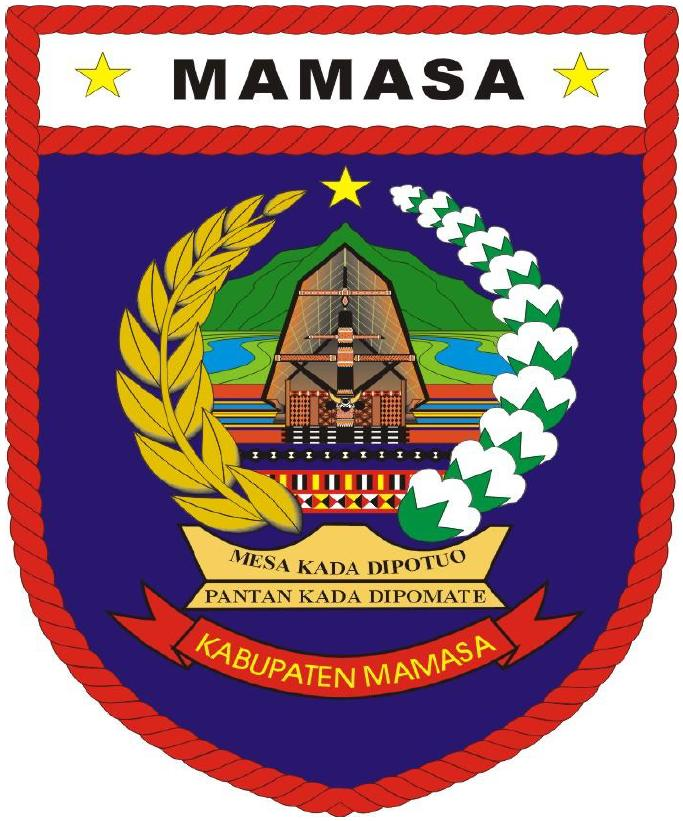
Мамаса (регентство)
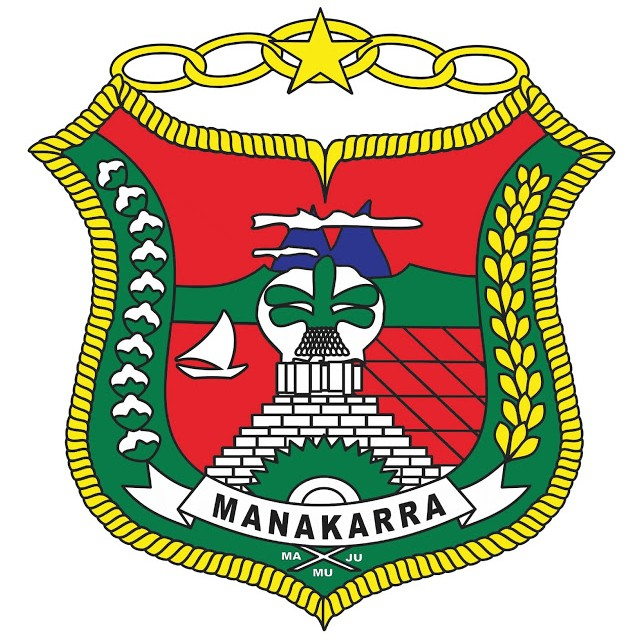
Мамуджу (регентство)
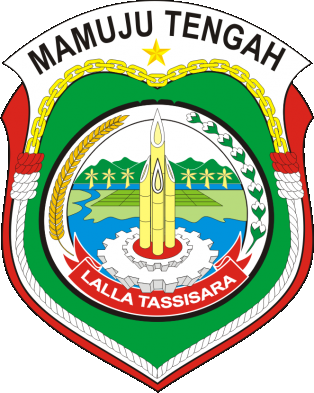
Центральний Мамуджу (регентство)
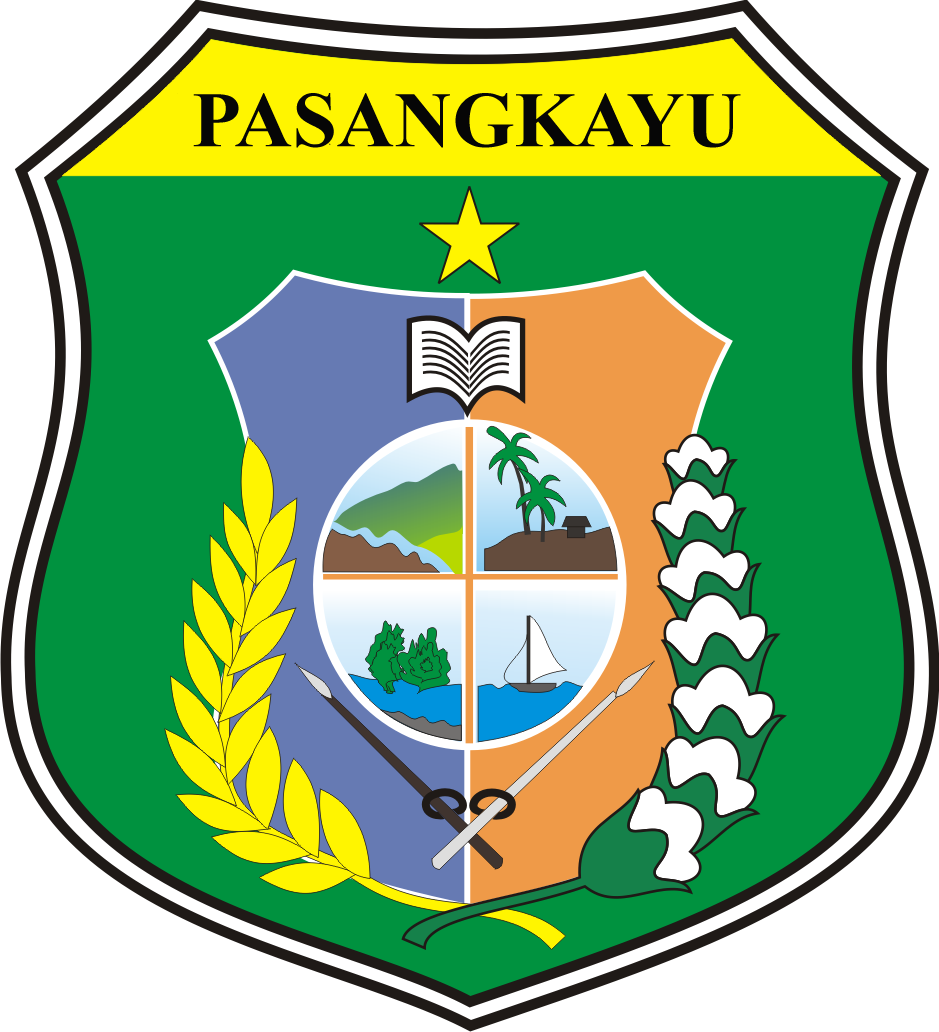
Пасангкаю (регентство)
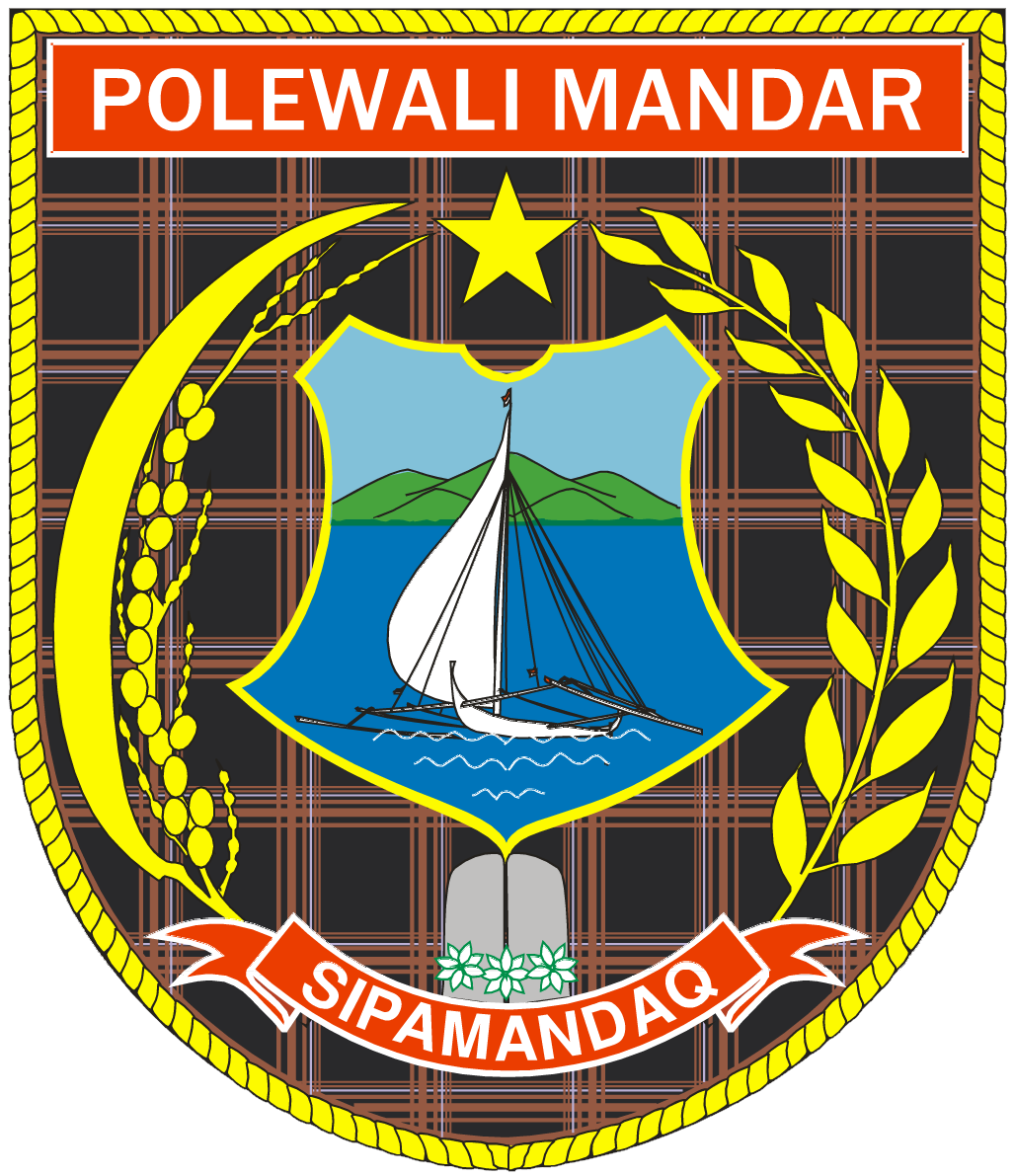
Полевалі-Мандар (регентство)

### Південне Сулавесі

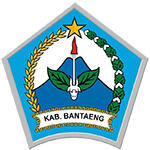
Бантаенг (регентство)
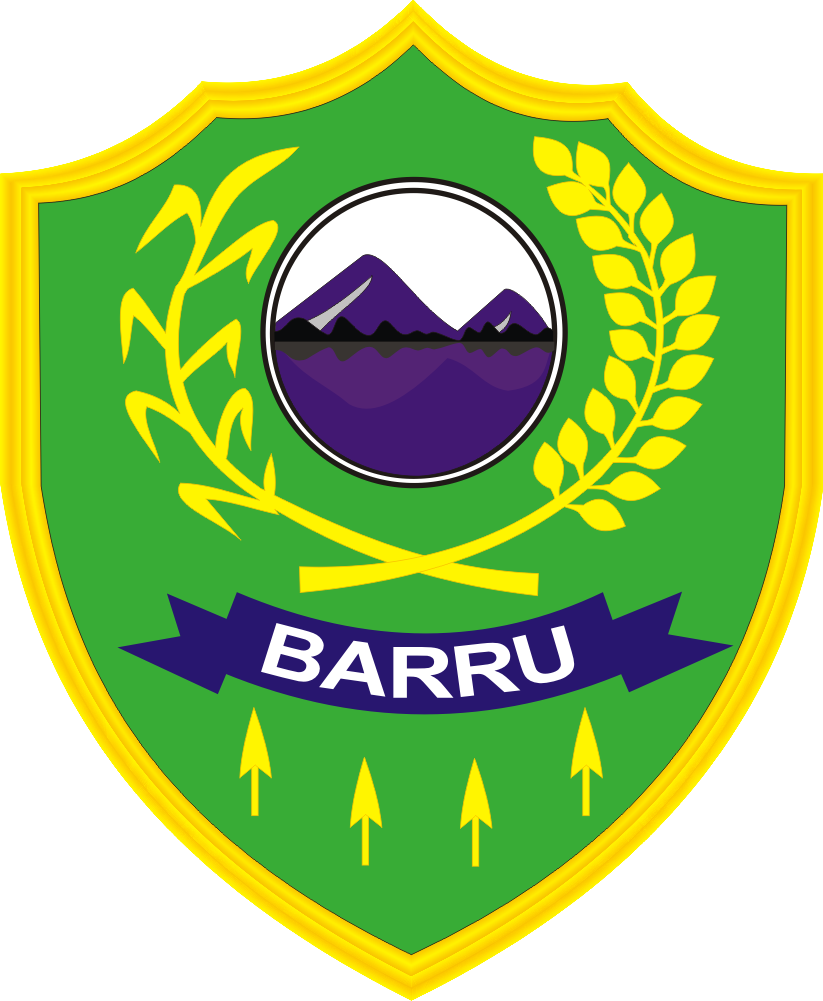
Барру (регентство)
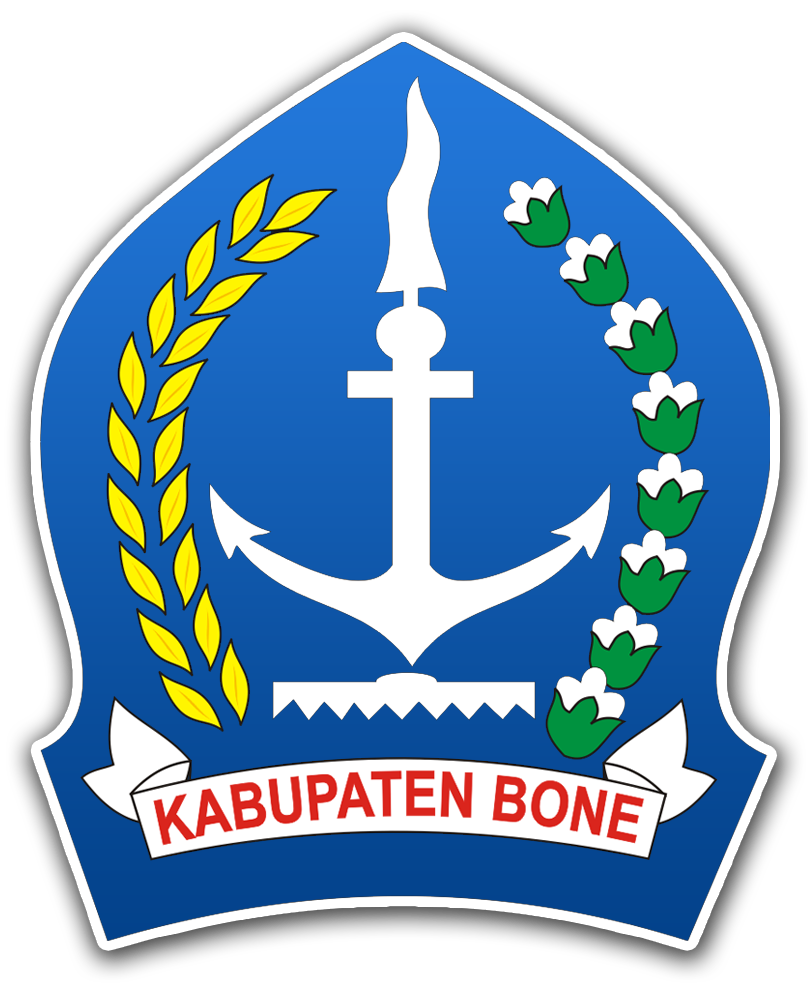
Боун (регентство)
Булукумба (регентство)
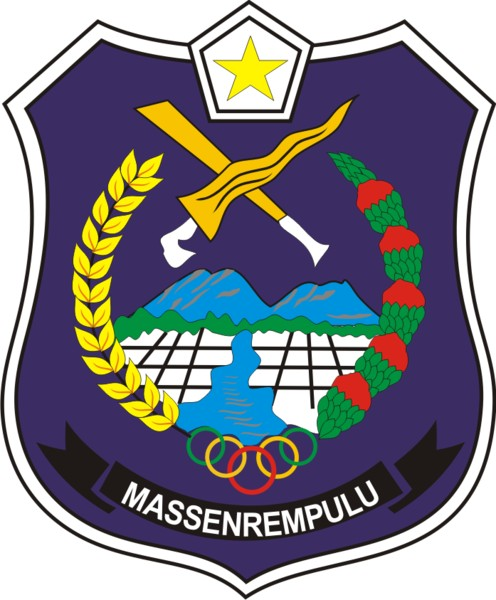
Енреканг (регентство)
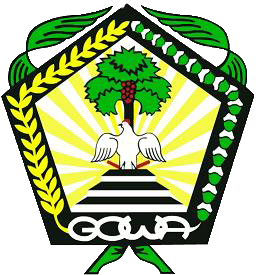
Гова (регентство)
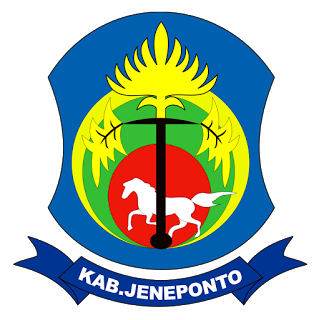
Дженепонто (регентство)
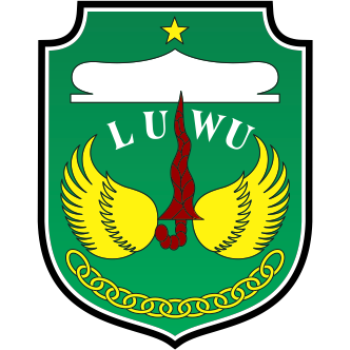
Луву (регентство)
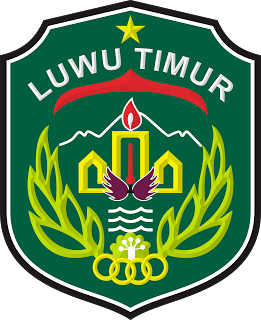
Східний Луву (регентство)
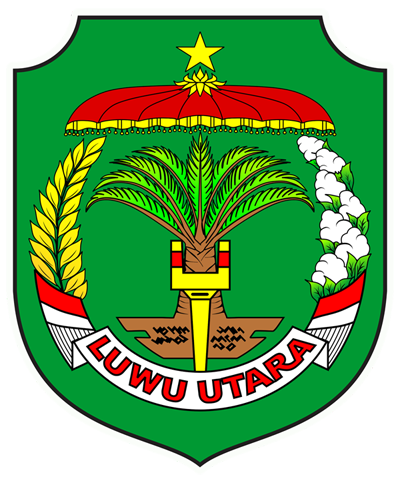
Північний Луву (регентство)
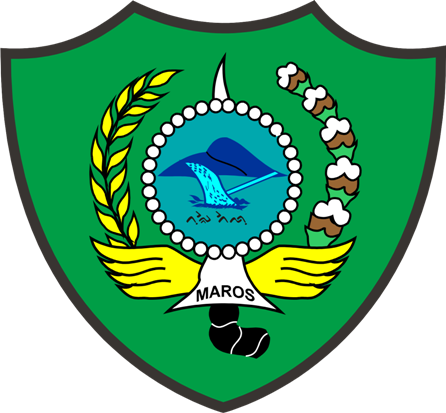
Марос (регентство)
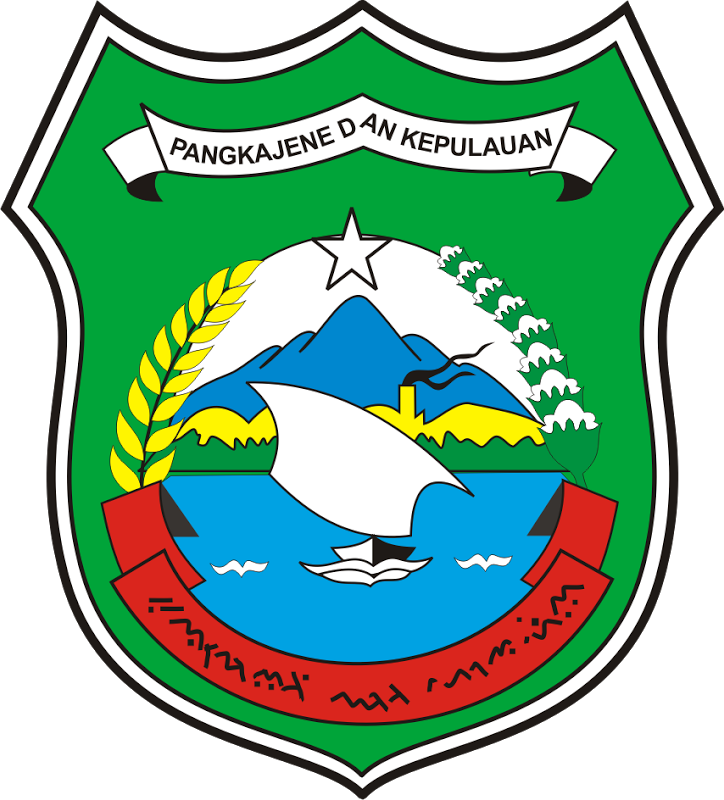
Пангкаджене та острови (регентство)
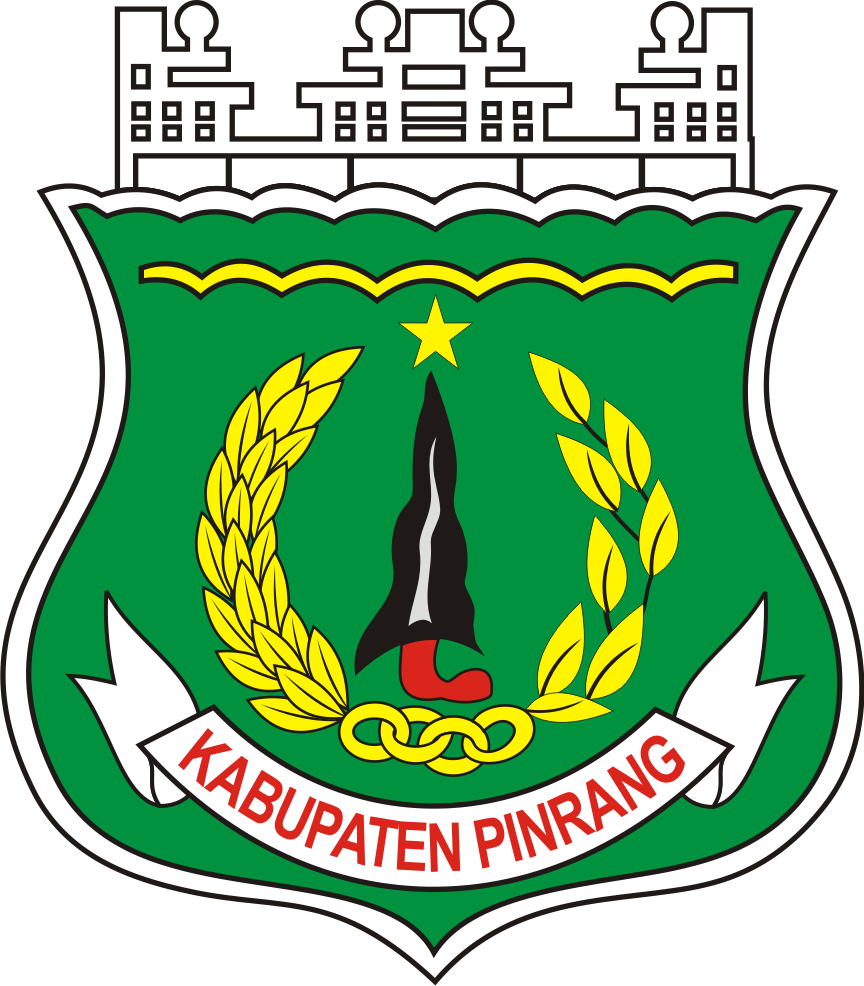
Пінранг (регентство)
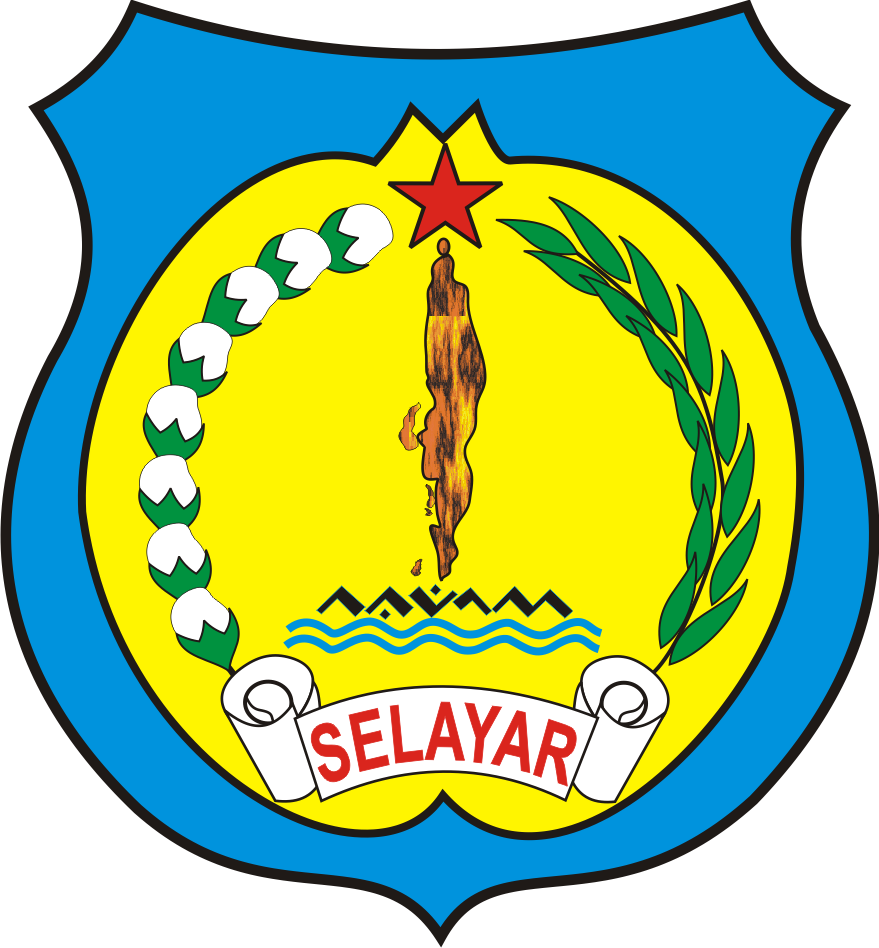
Селаярські острови (регентство)
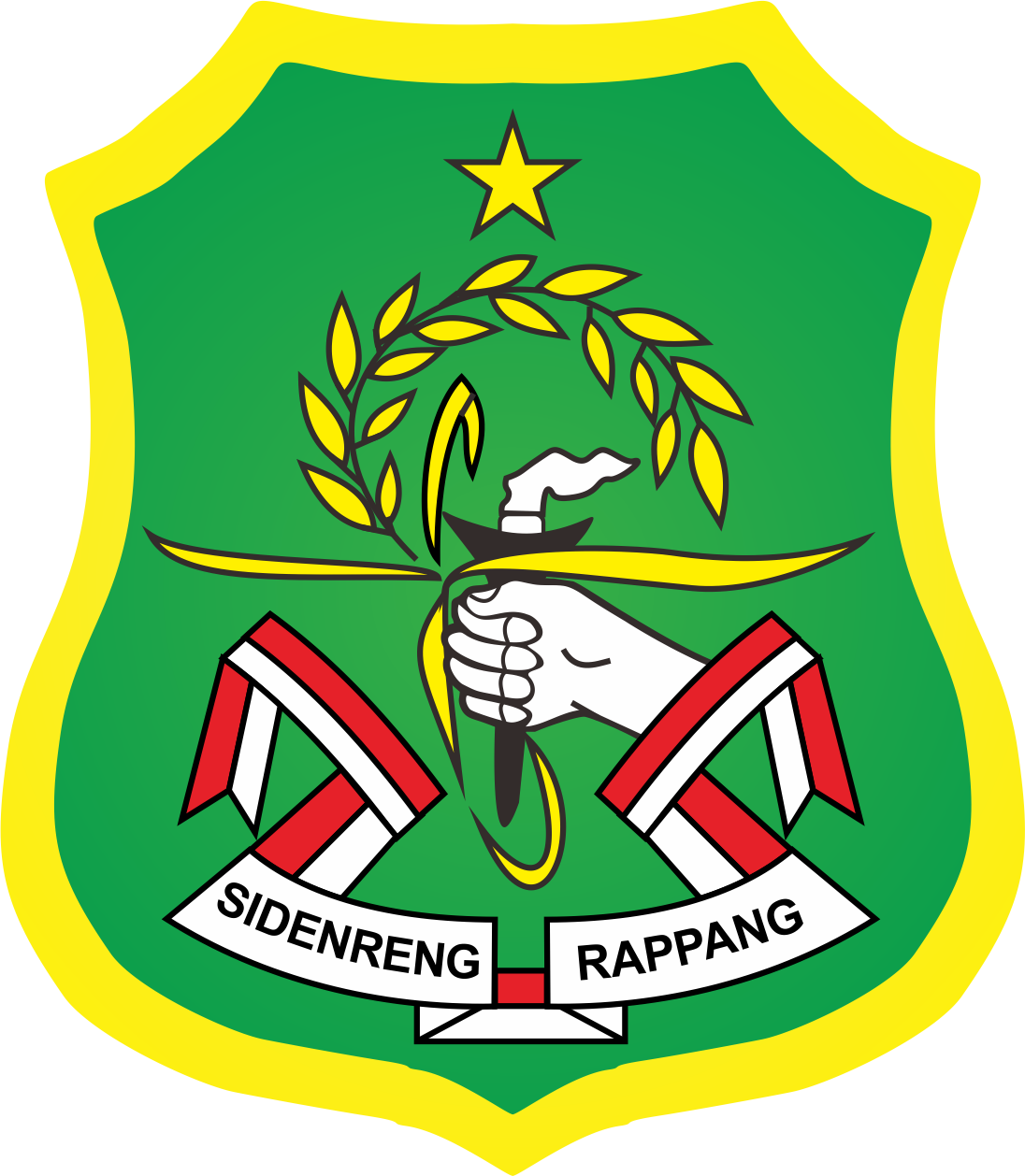
Сіденренг Раппанг (регентство)
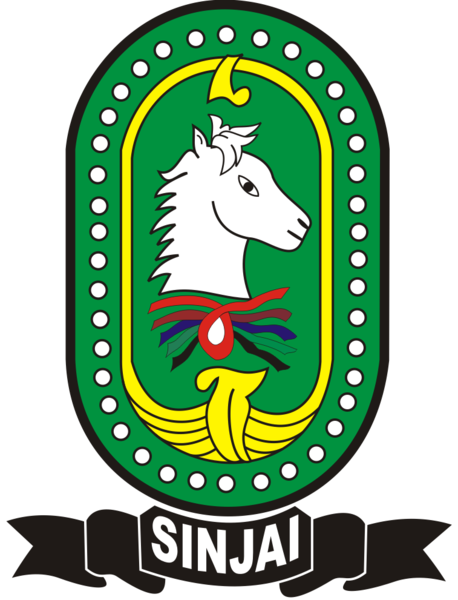
Синджай (регентство)
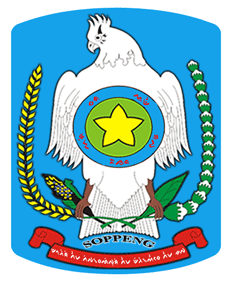
Соппенг (регентство)
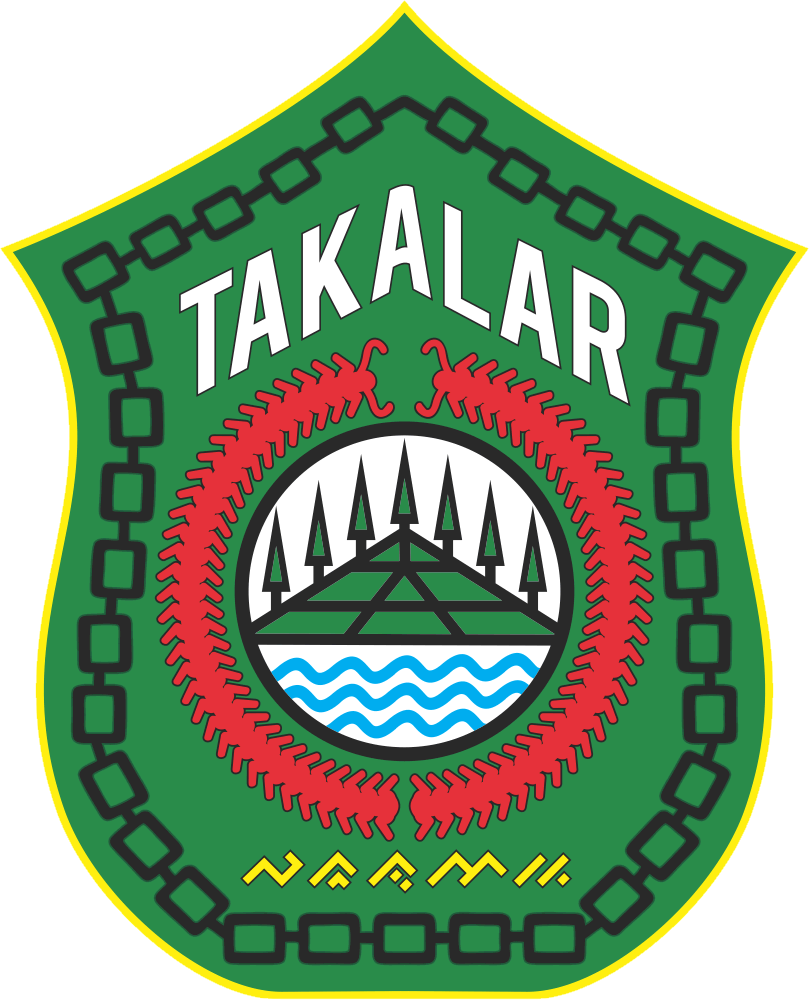
Такалар (регентство)
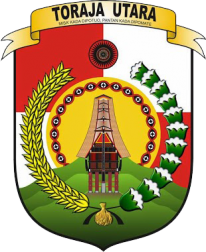
Північна Тораджа (регентство)
Тана-Тораджа (регентство)
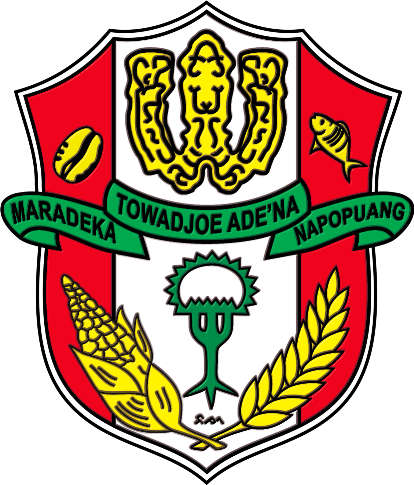
Вахо (регентство)
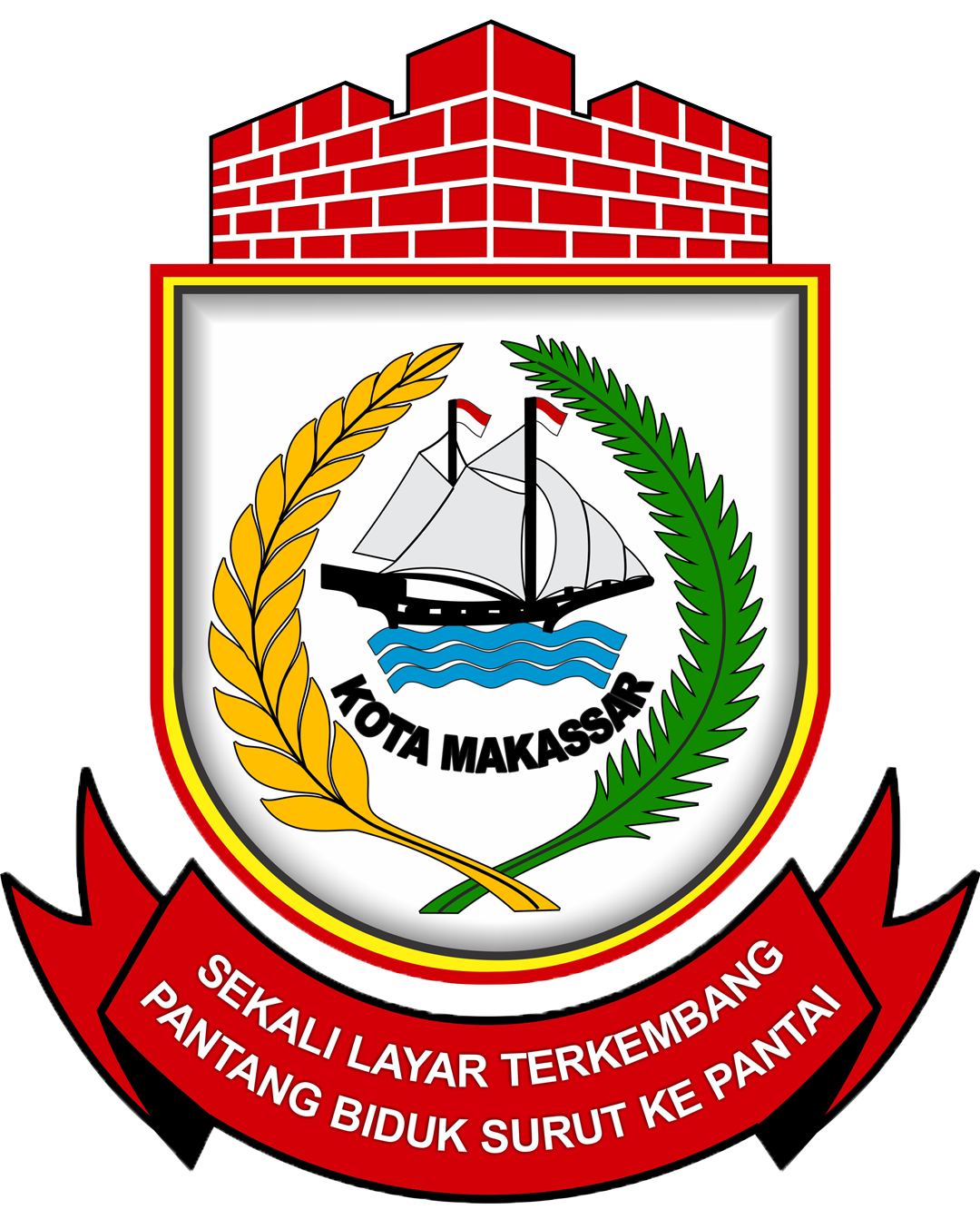
Макасар (місто)
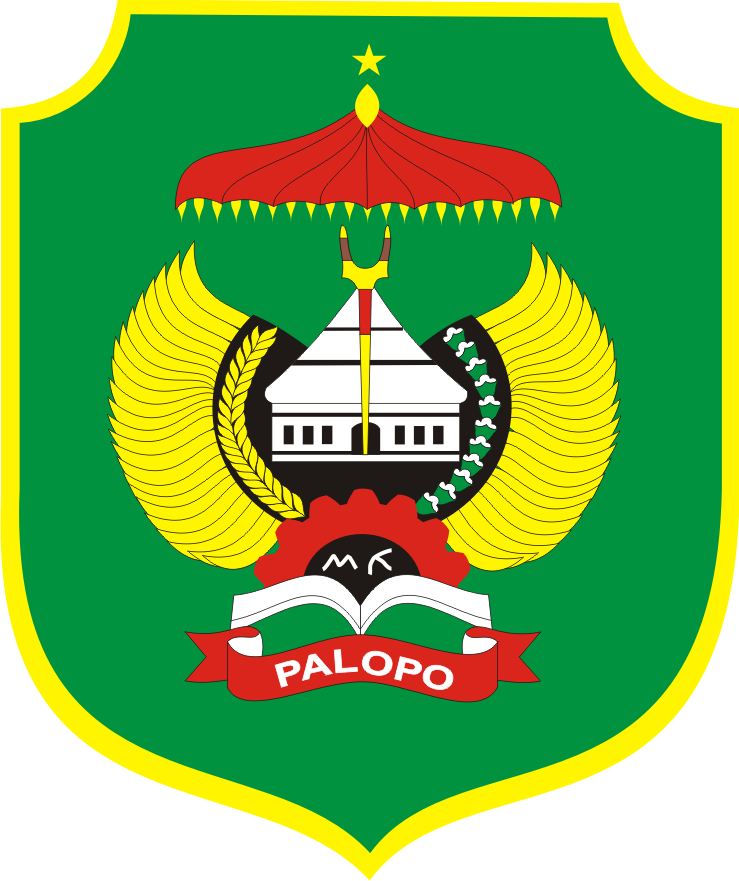
Палопо (місто)
Парепаре (місто)

### Південно-східне Сулавесі

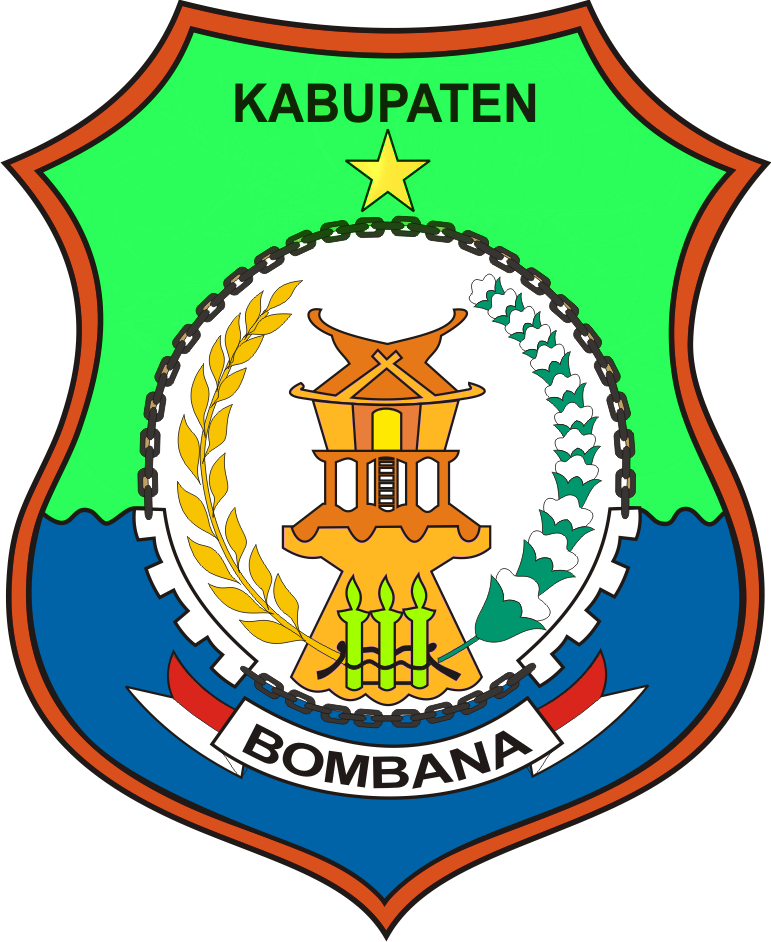
Бомбана (регентство)
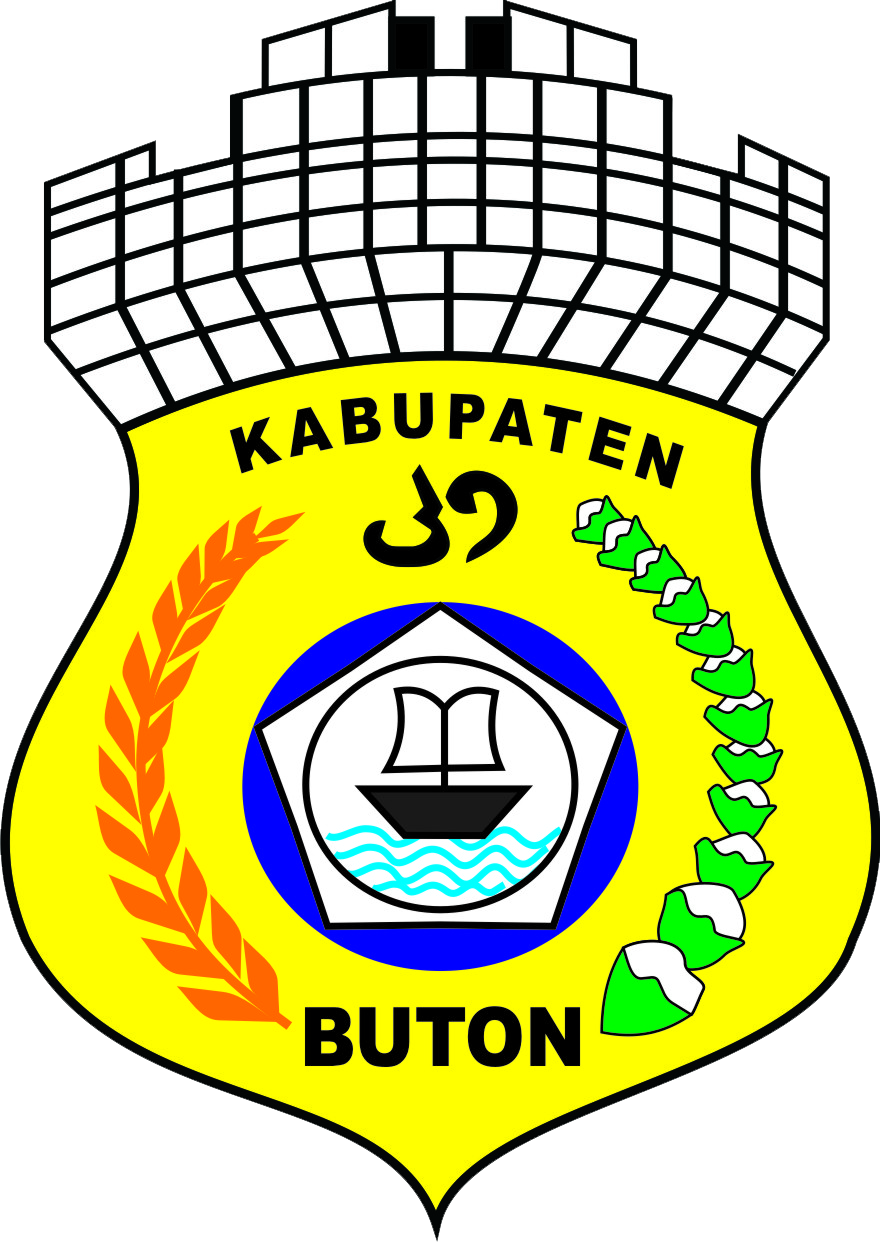
Бутон (регентство)
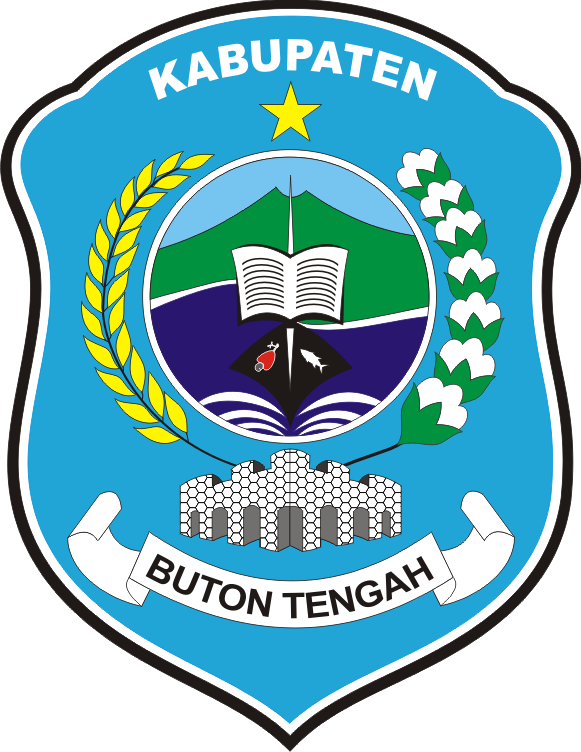
Центральний Бутон (регентство)
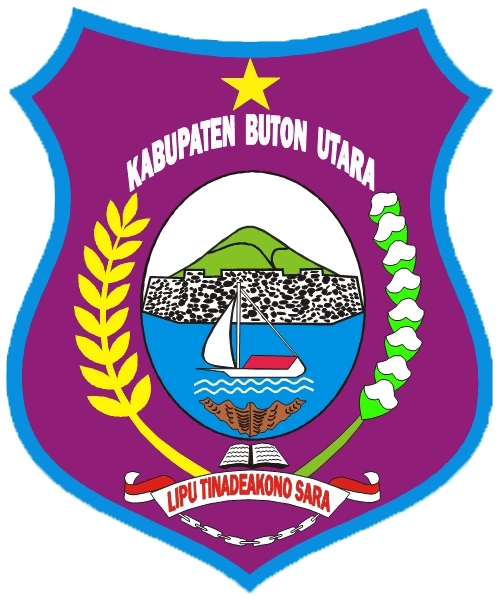
Північний Бутон (регентство)
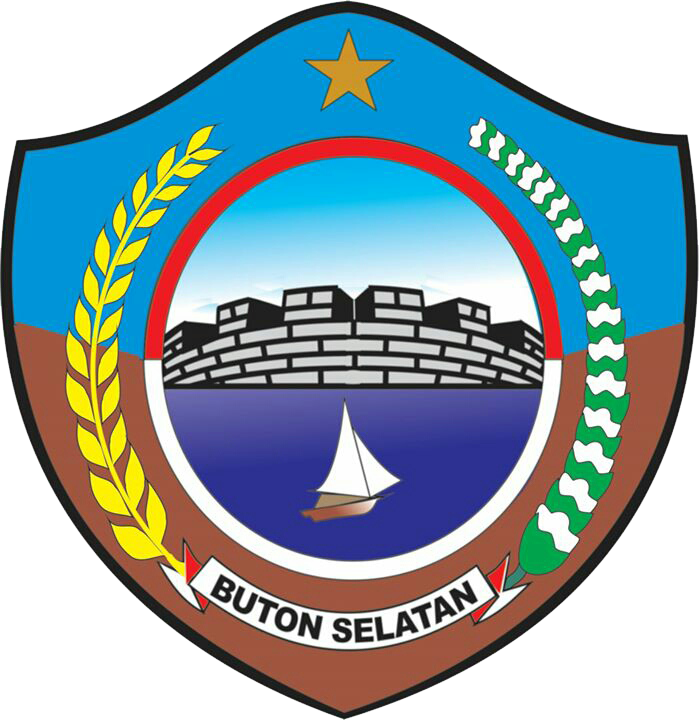
Південний Бутон (регентство)
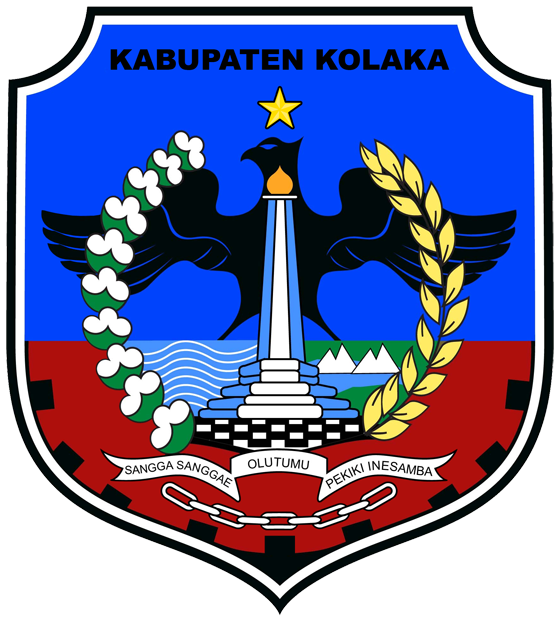
Колака (регентство)
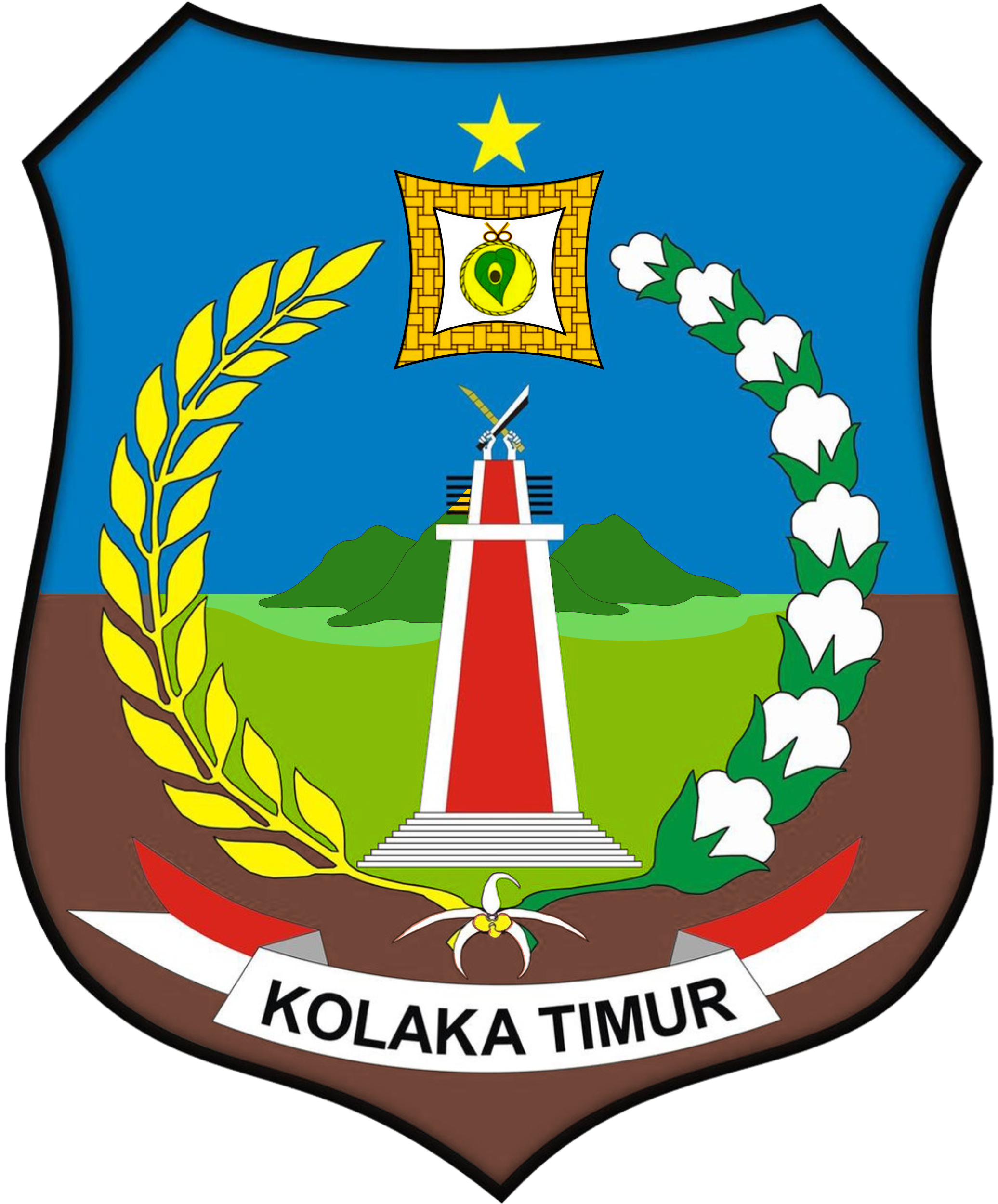
Східна Колака (регентство)
Північна Колака (регентство)
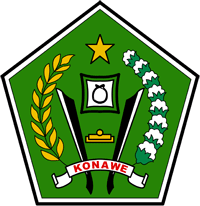
Конаве (регентство)
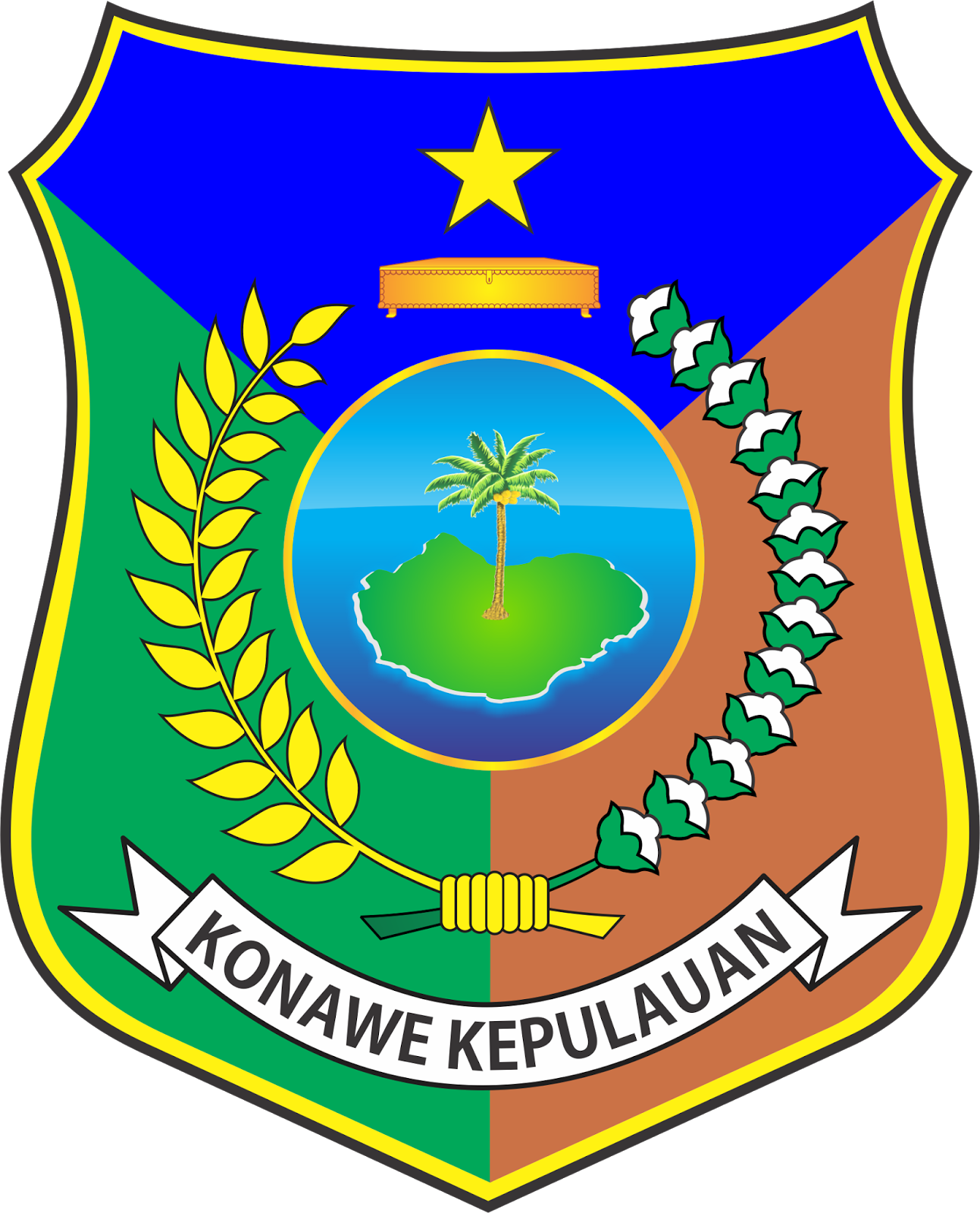
Конавські острови (регентство)
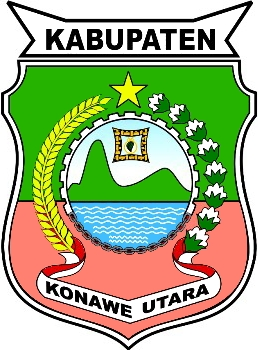
Північне Конаве (регентство)
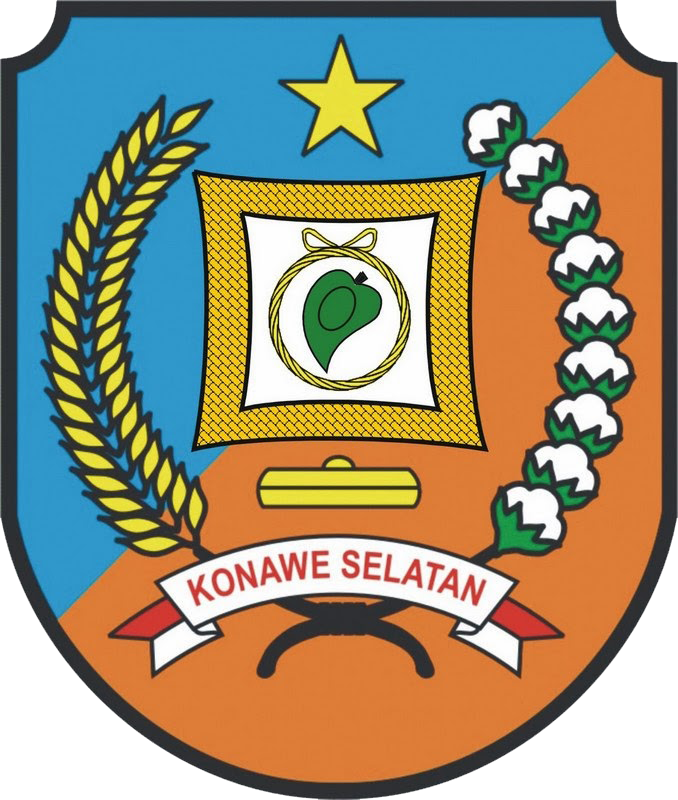
Південне Конаве (регентство)
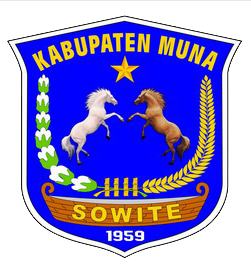
Муна (регентство)
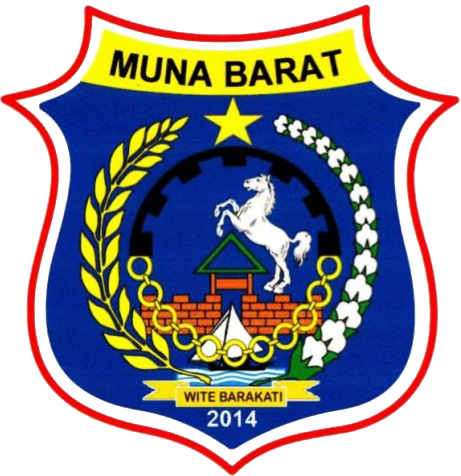
Західна Муна (регентство)
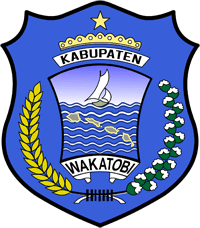
Вакатобі (регентство)
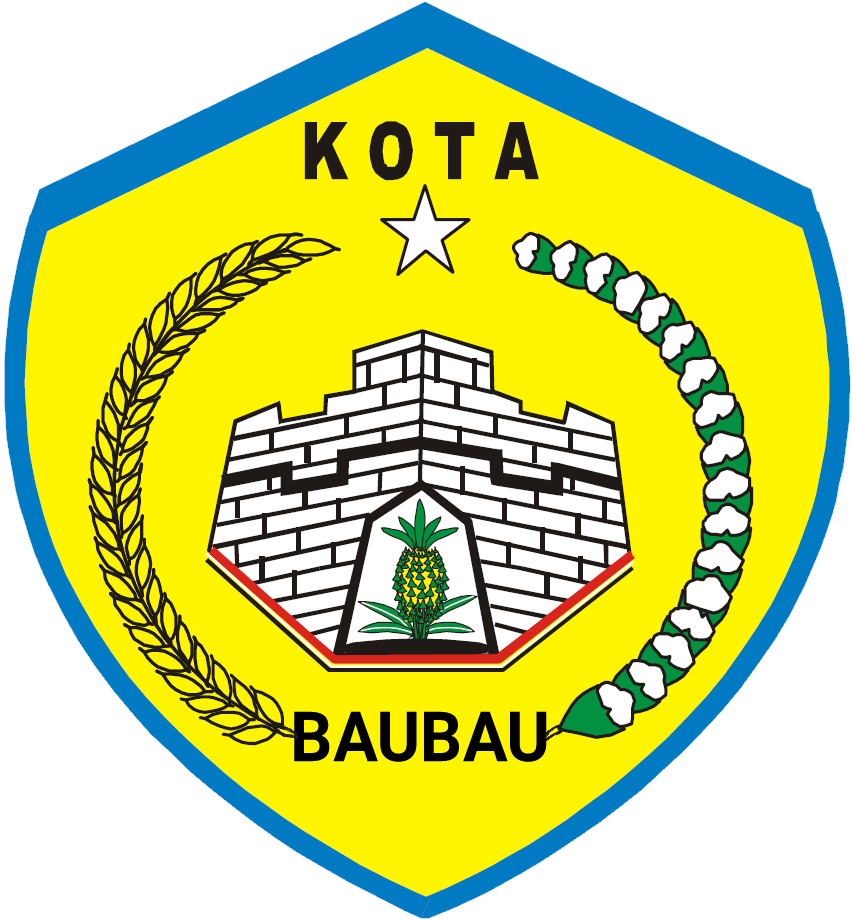
Баубау (місто)
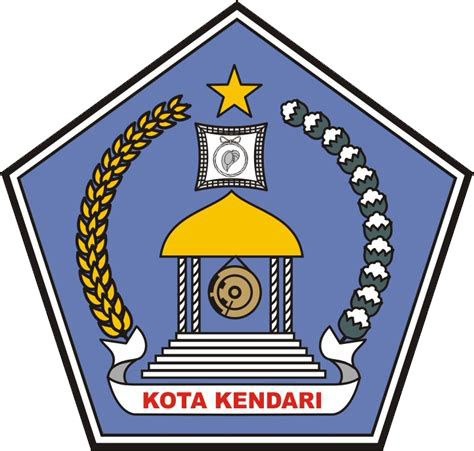
Кендарі (місто)

### Центральне Сулавесі

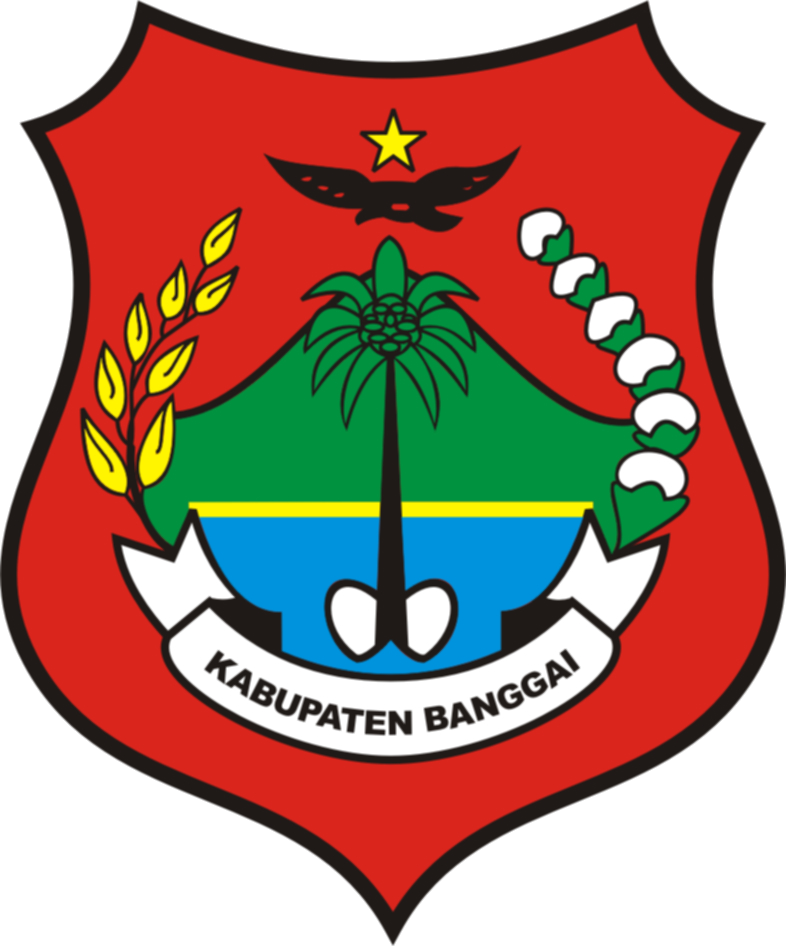
Банггай (регентство)
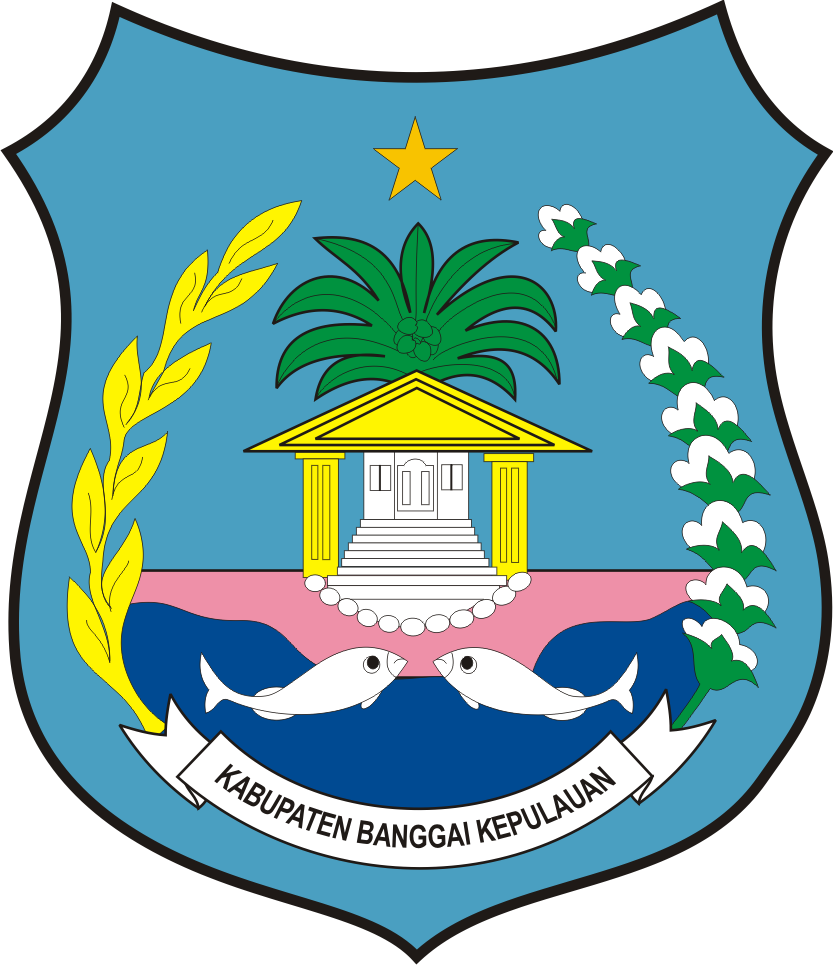
Банггайські острови (регентство)
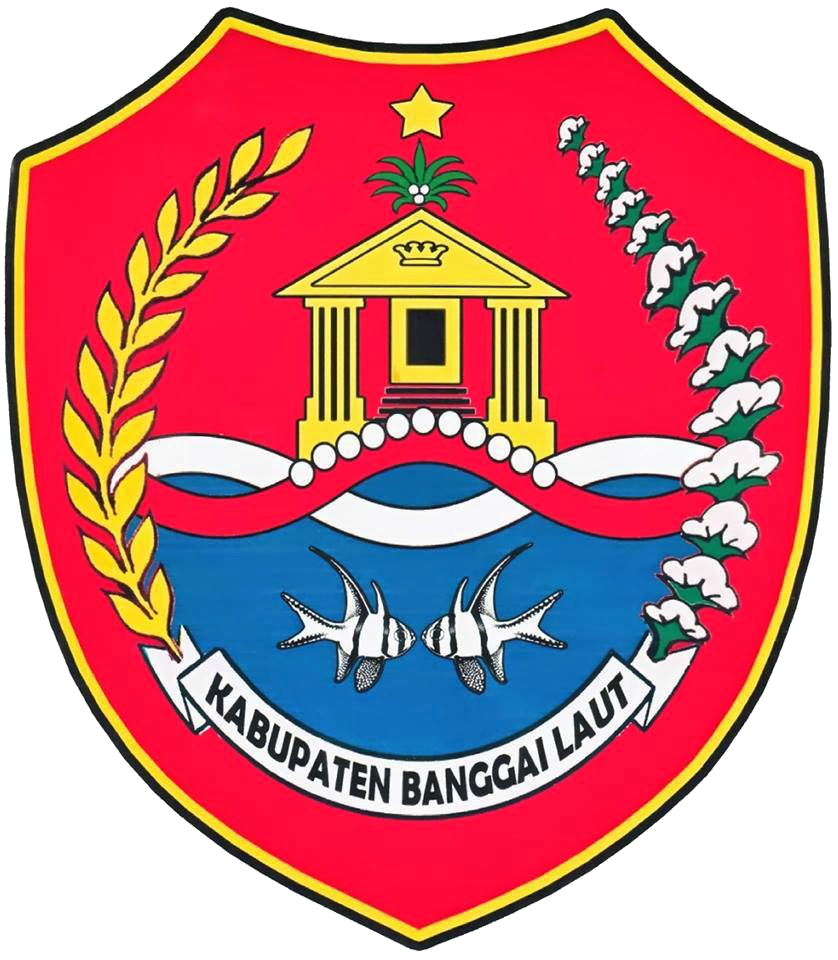
Банггайське море (регентство)
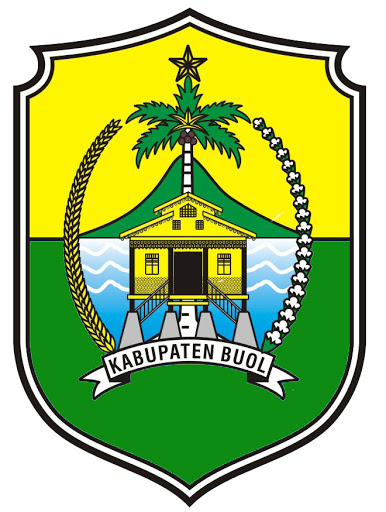
Буол (регентство)
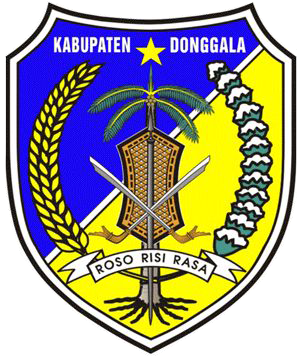
Донггала (регентство)
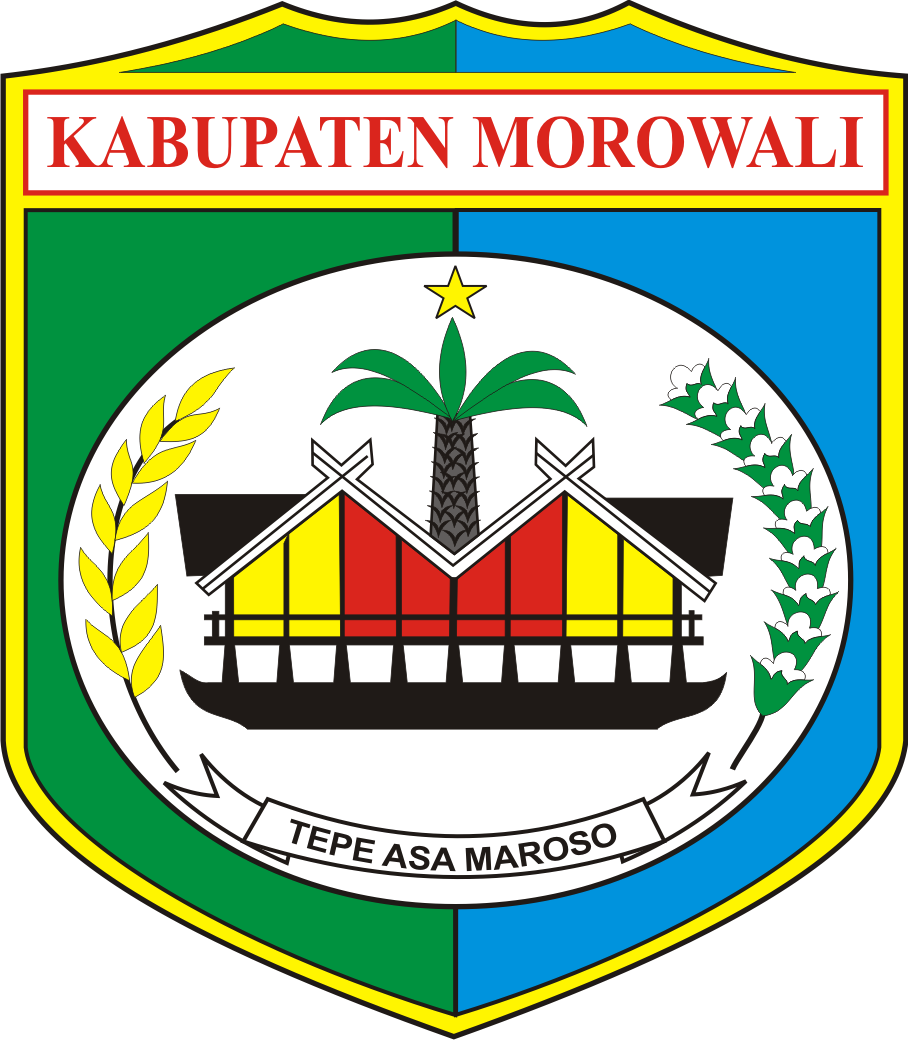
Моравалі (регентство)
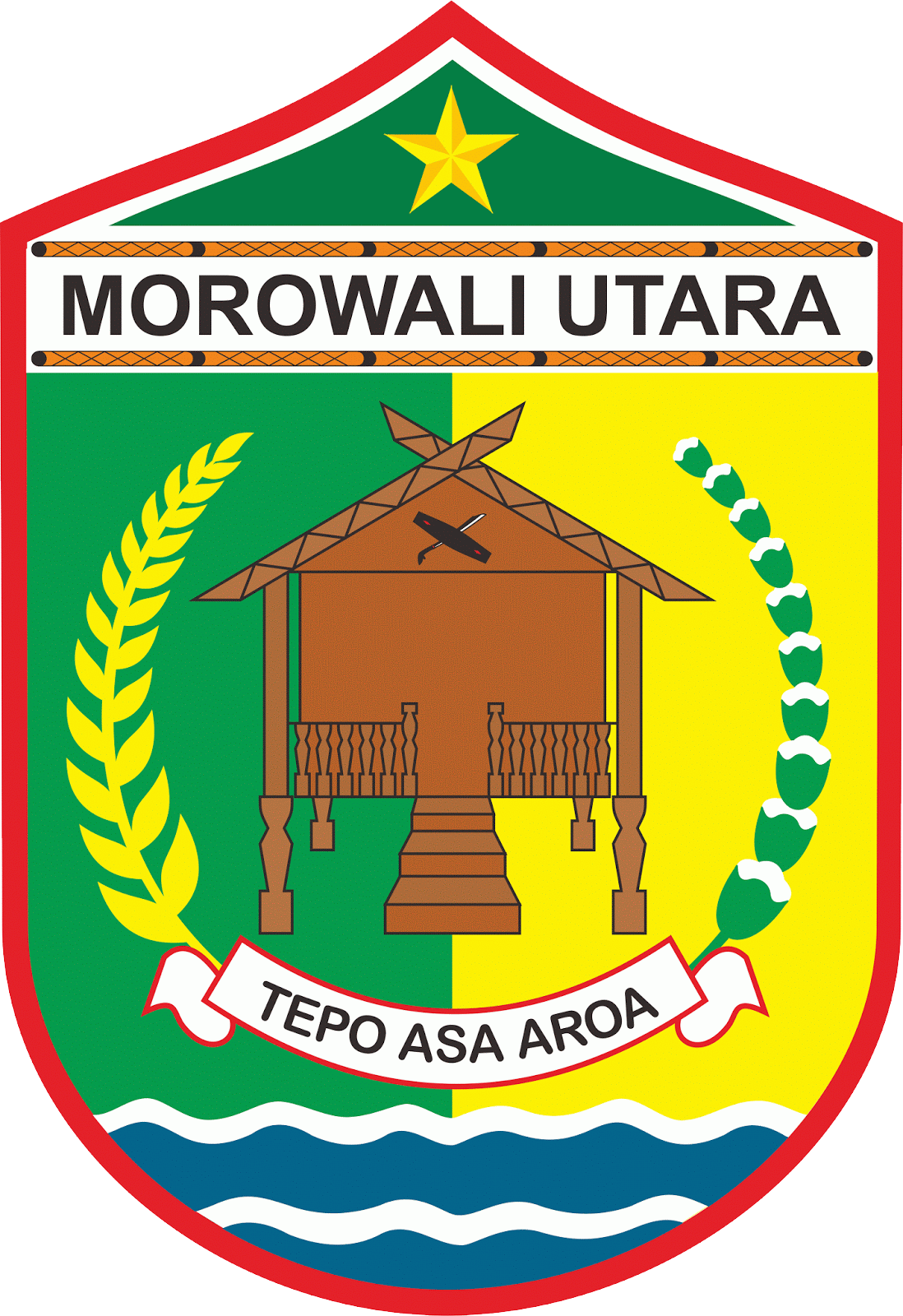
Північне Моровалі (регентство)
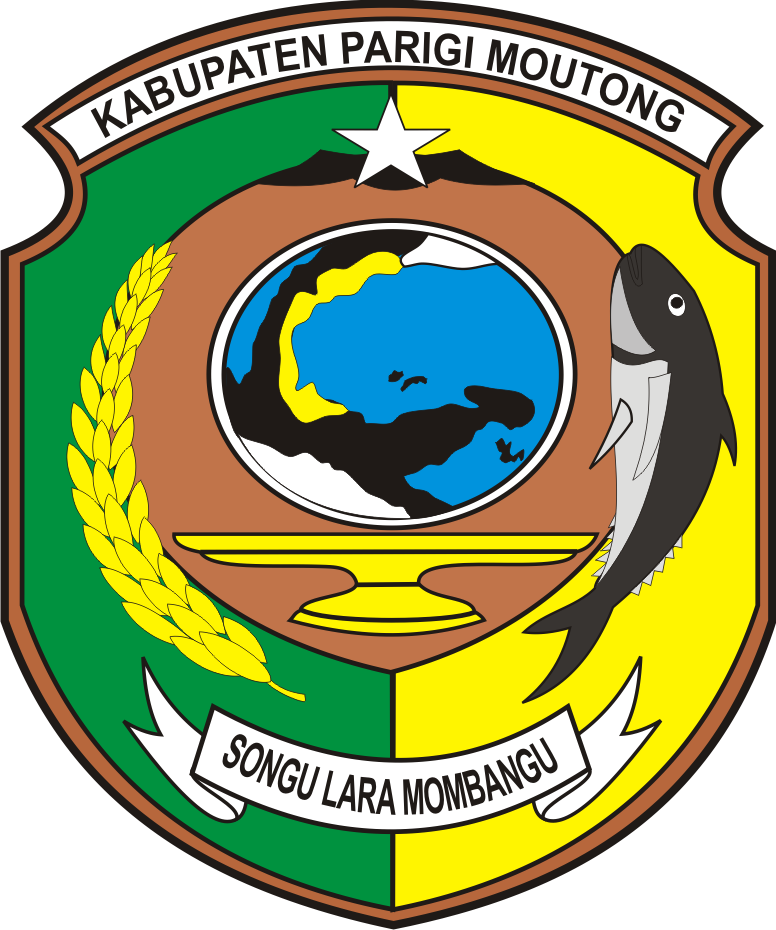
Парігі-Мутонг (регентство)
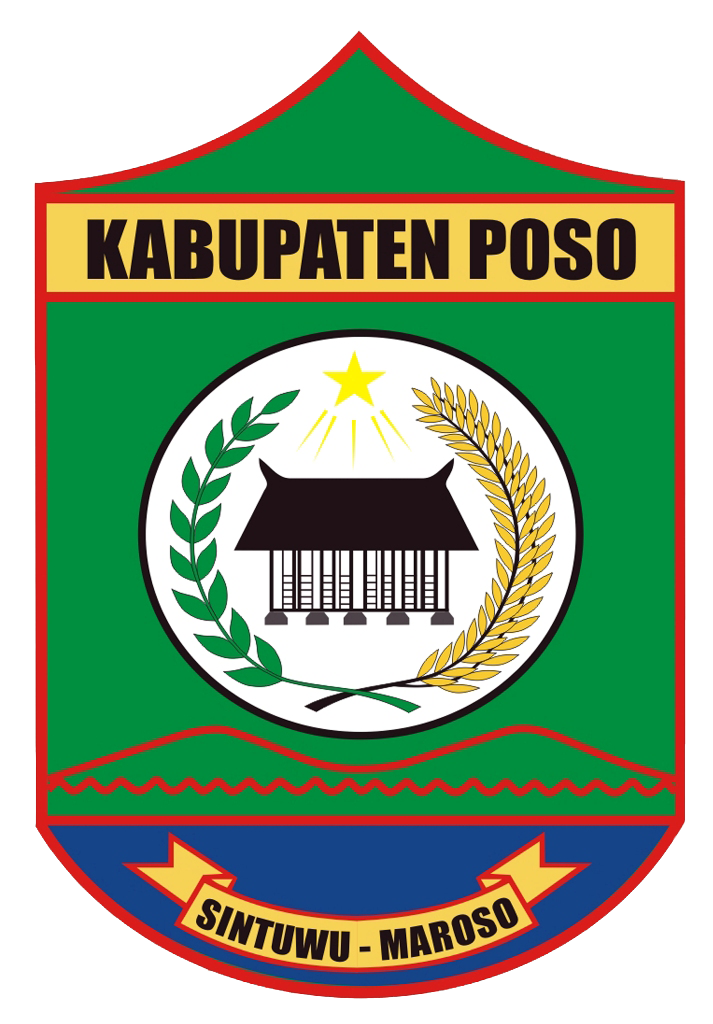
Посо (регентство)
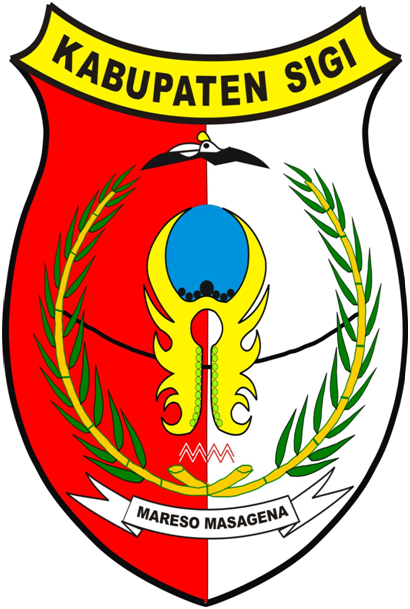
Сігі (регентство)
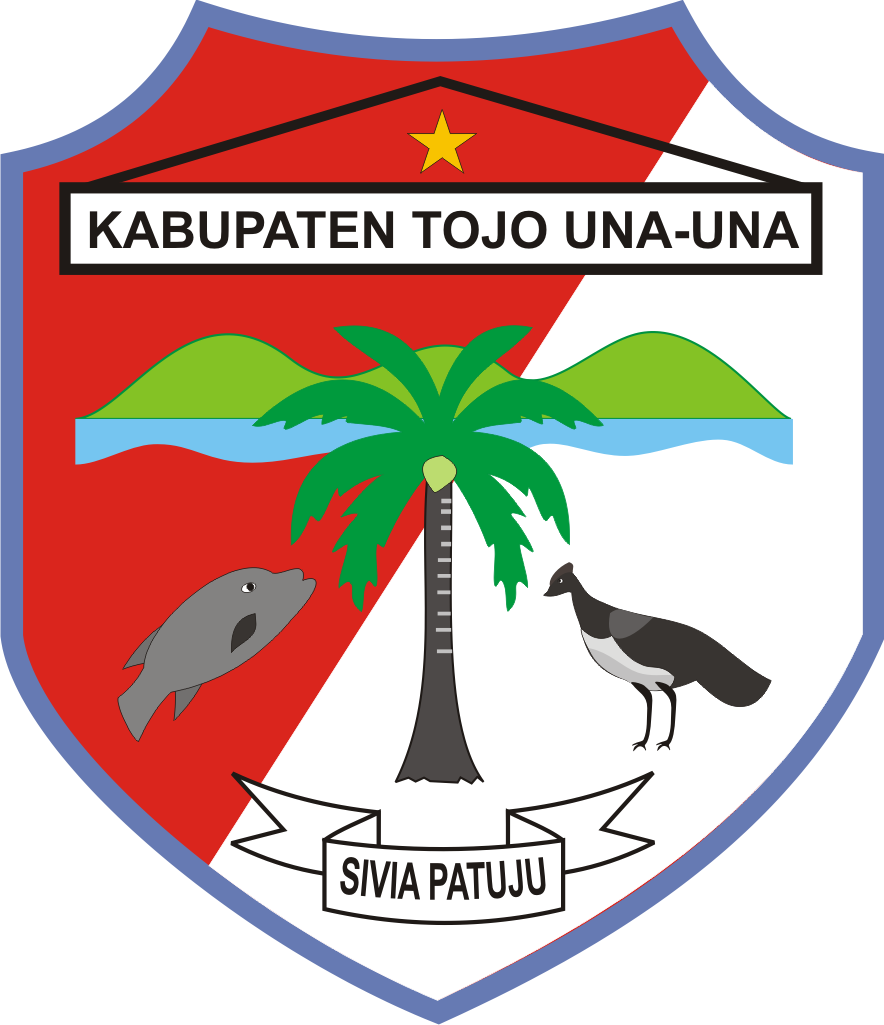
Тохо-Уна-Уна (регентство)
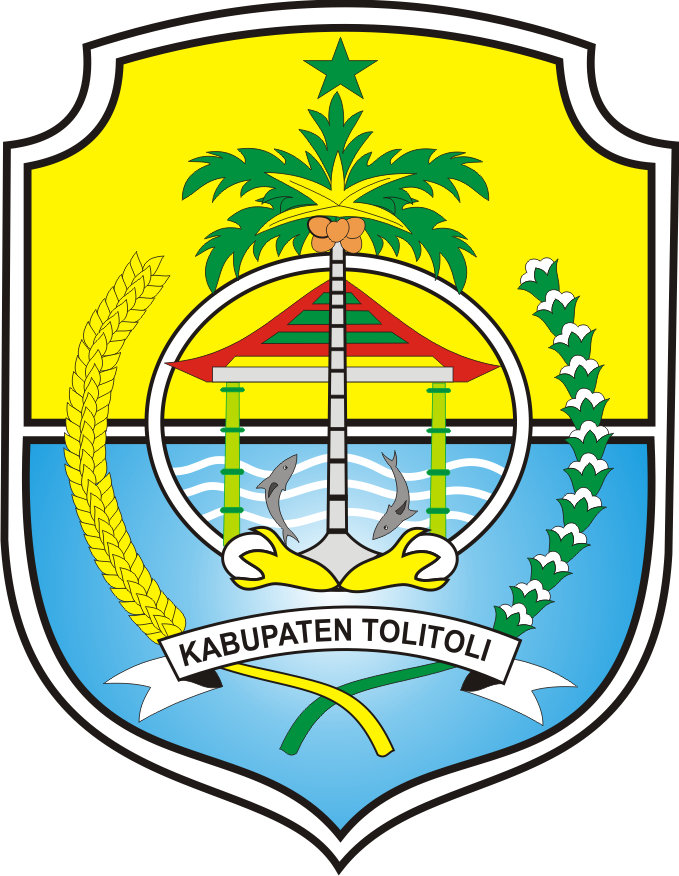
Толітолі (регентство)
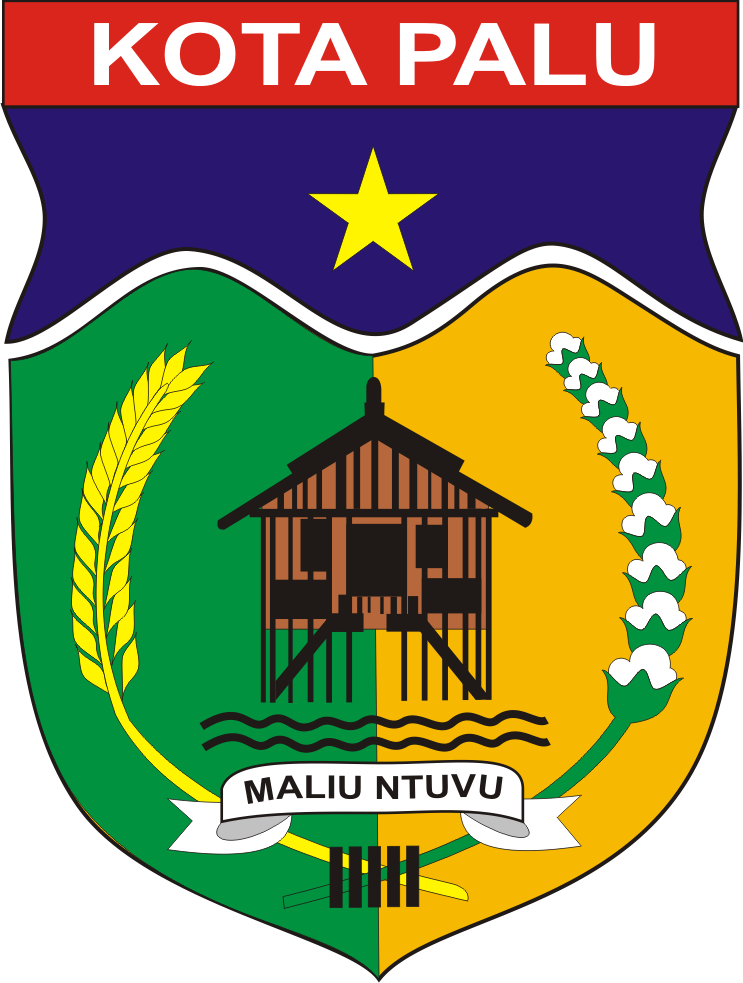
Палу (місто)

### Горонтало

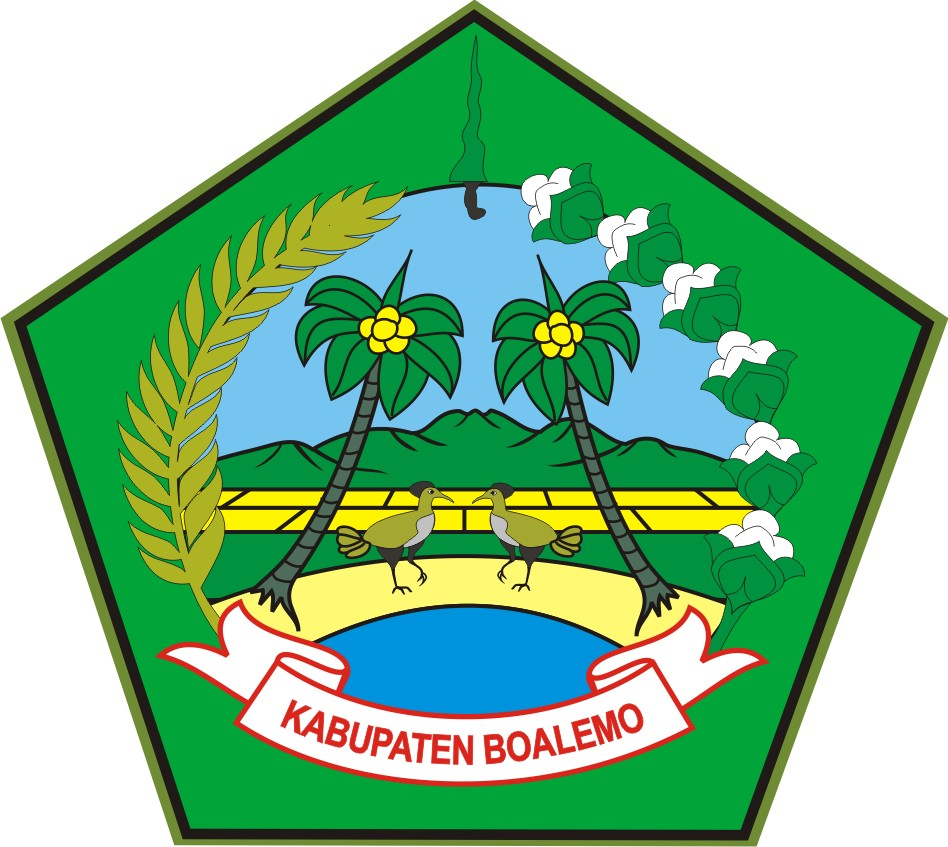
Боалемо (регентство)
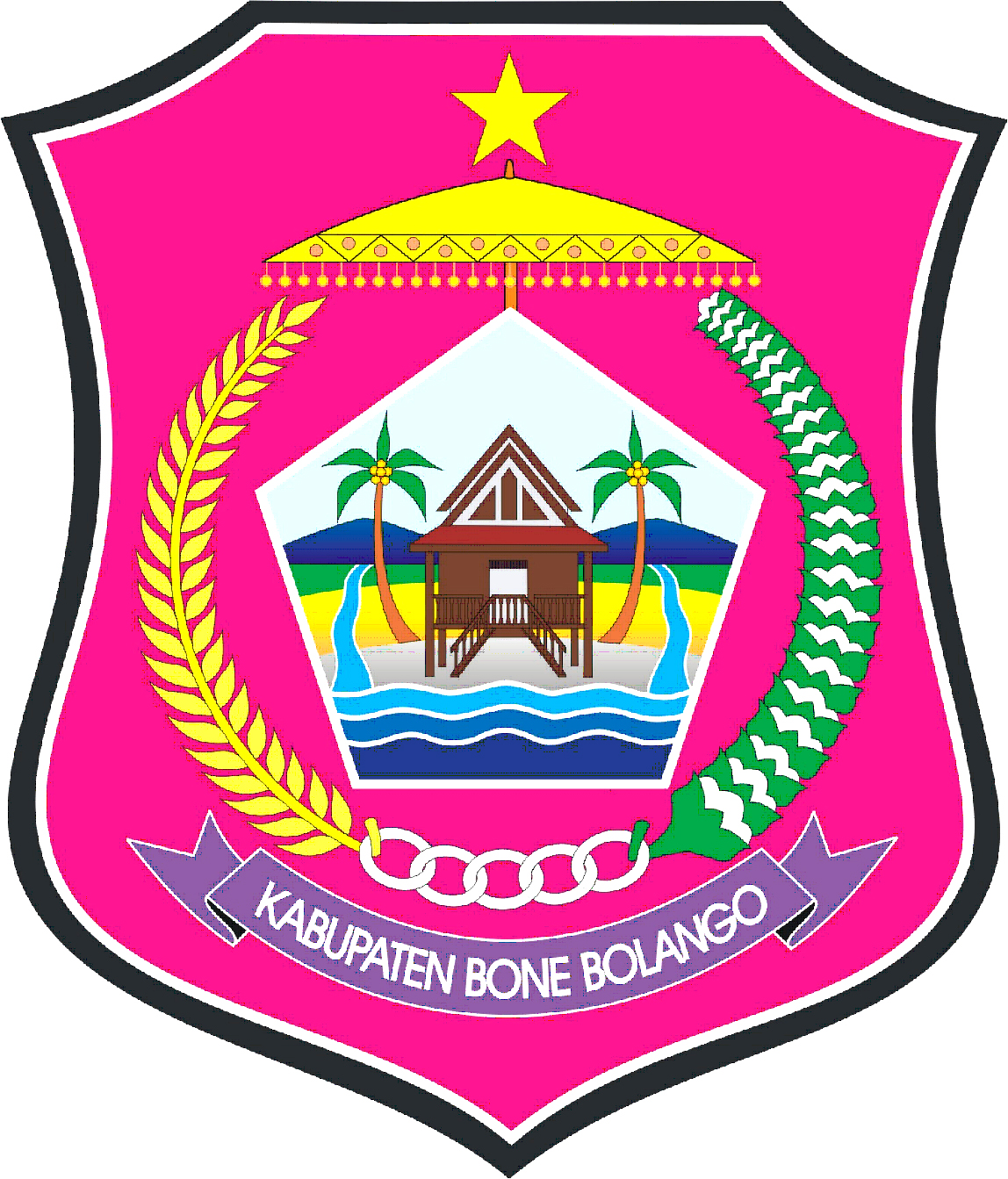
Боун-Боланго (регентство)
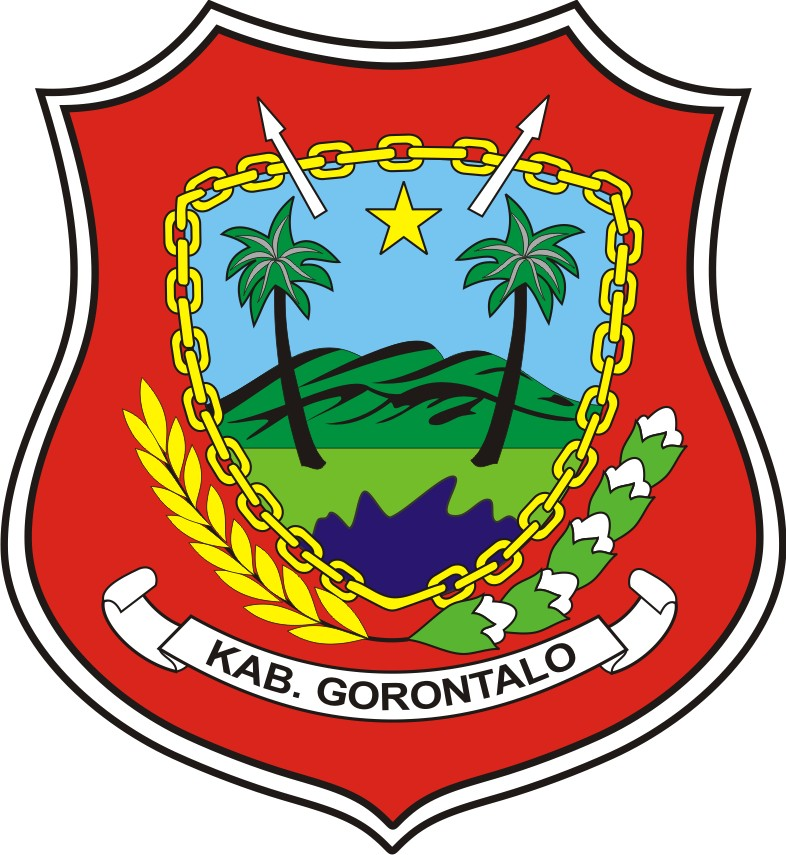
Горонтало (регентство)
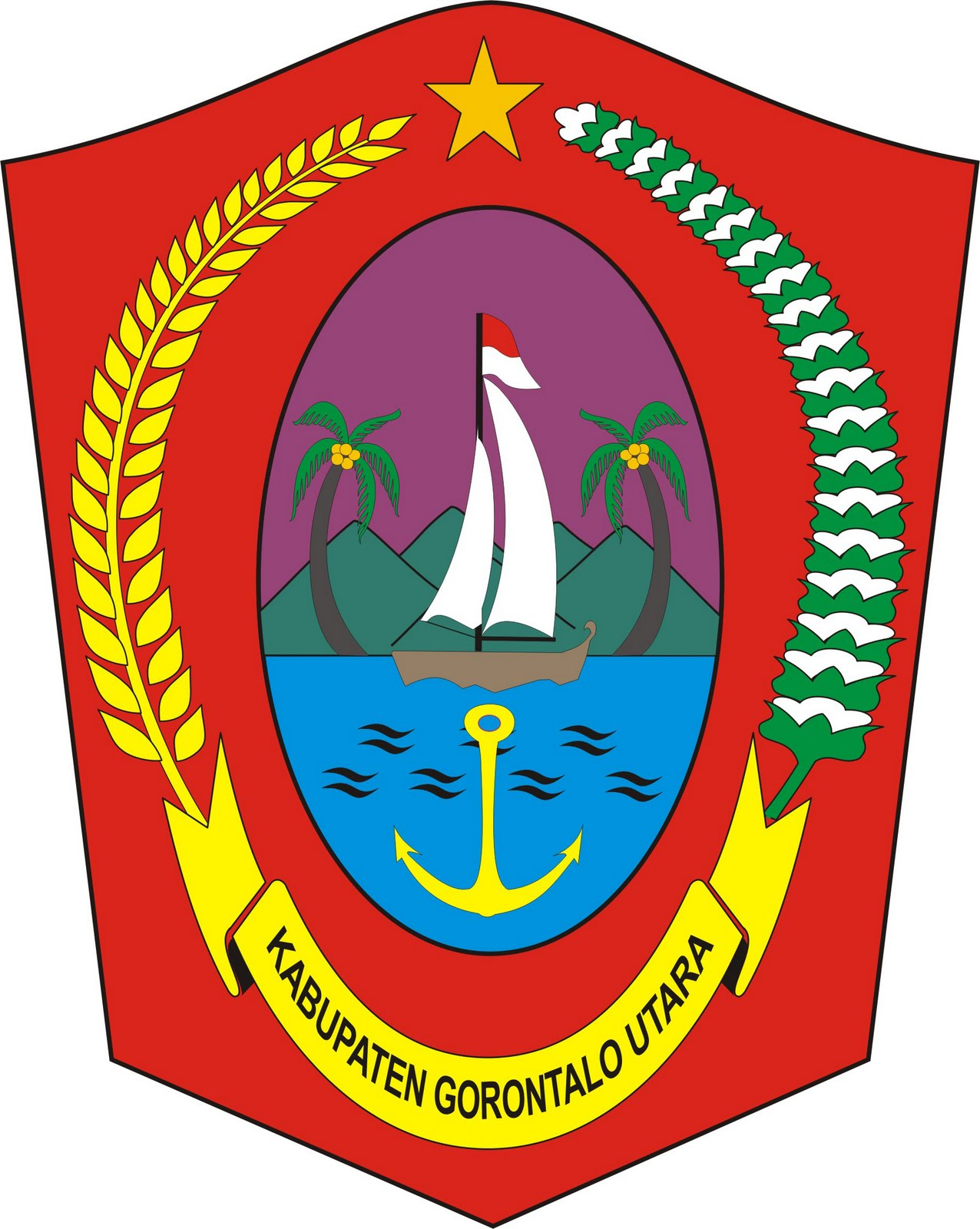
Північне Горонтало (регентство)
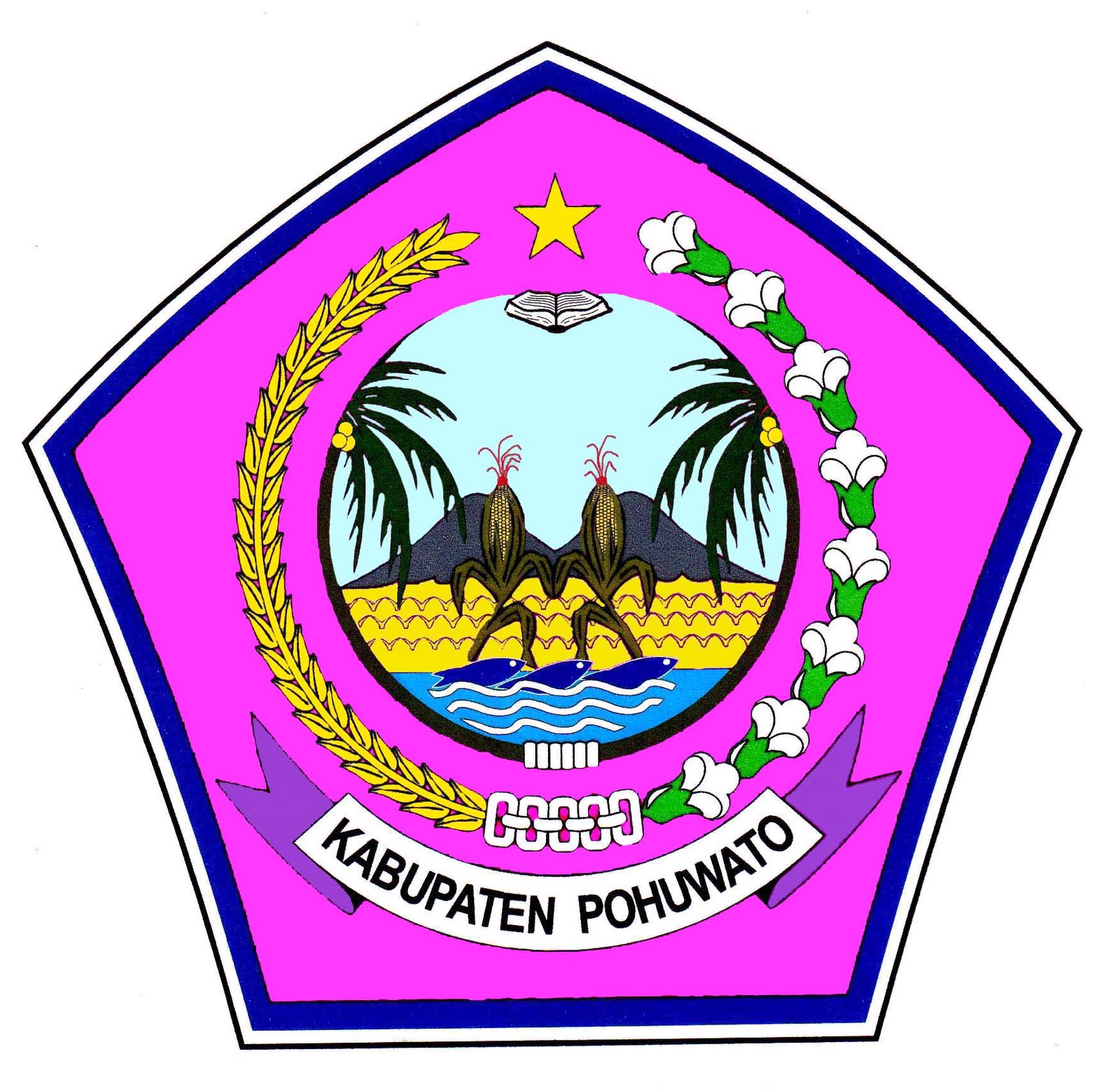
Похувато (регентство)
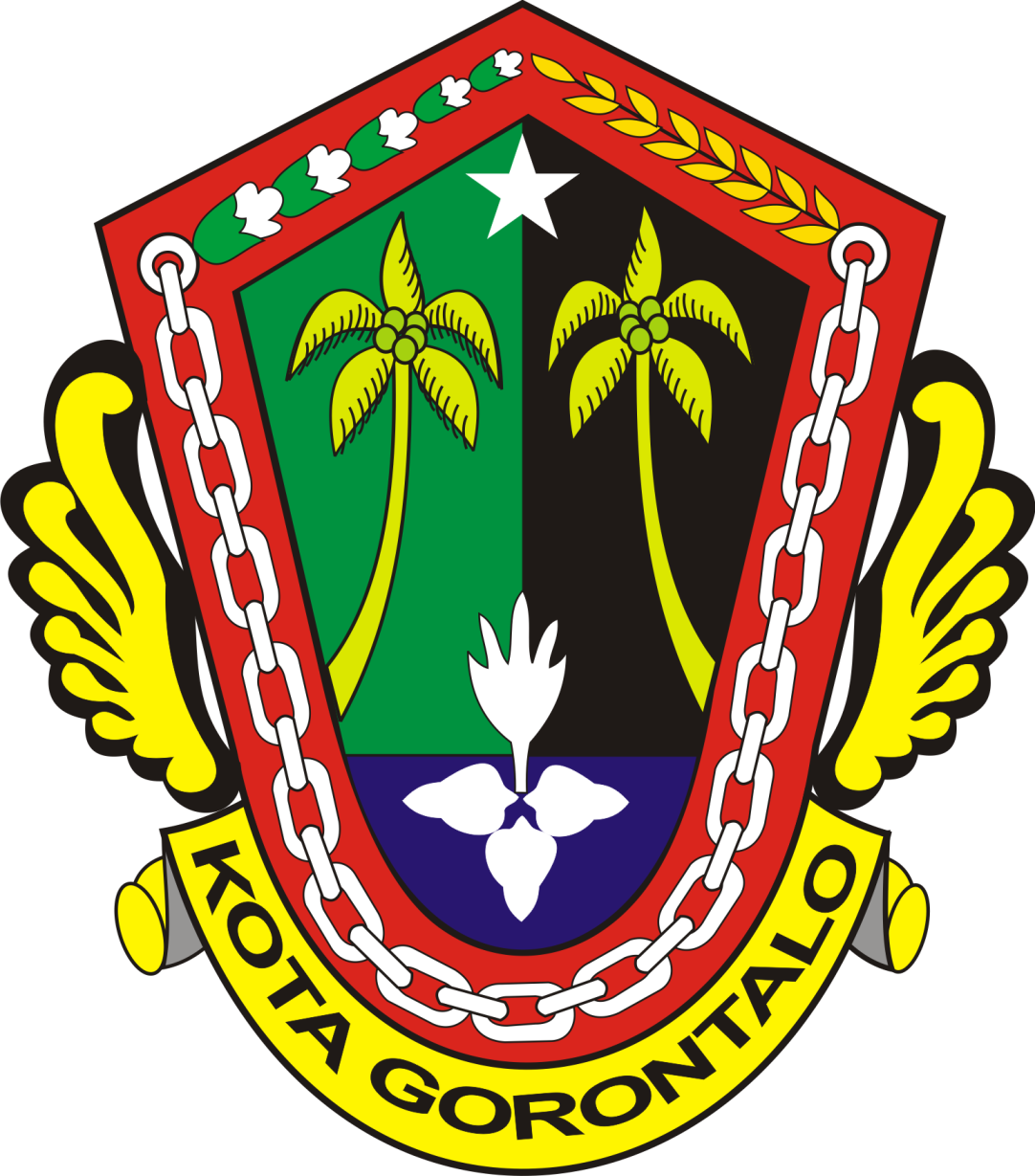
Горонтало (місто)

### Північне Сулавесі

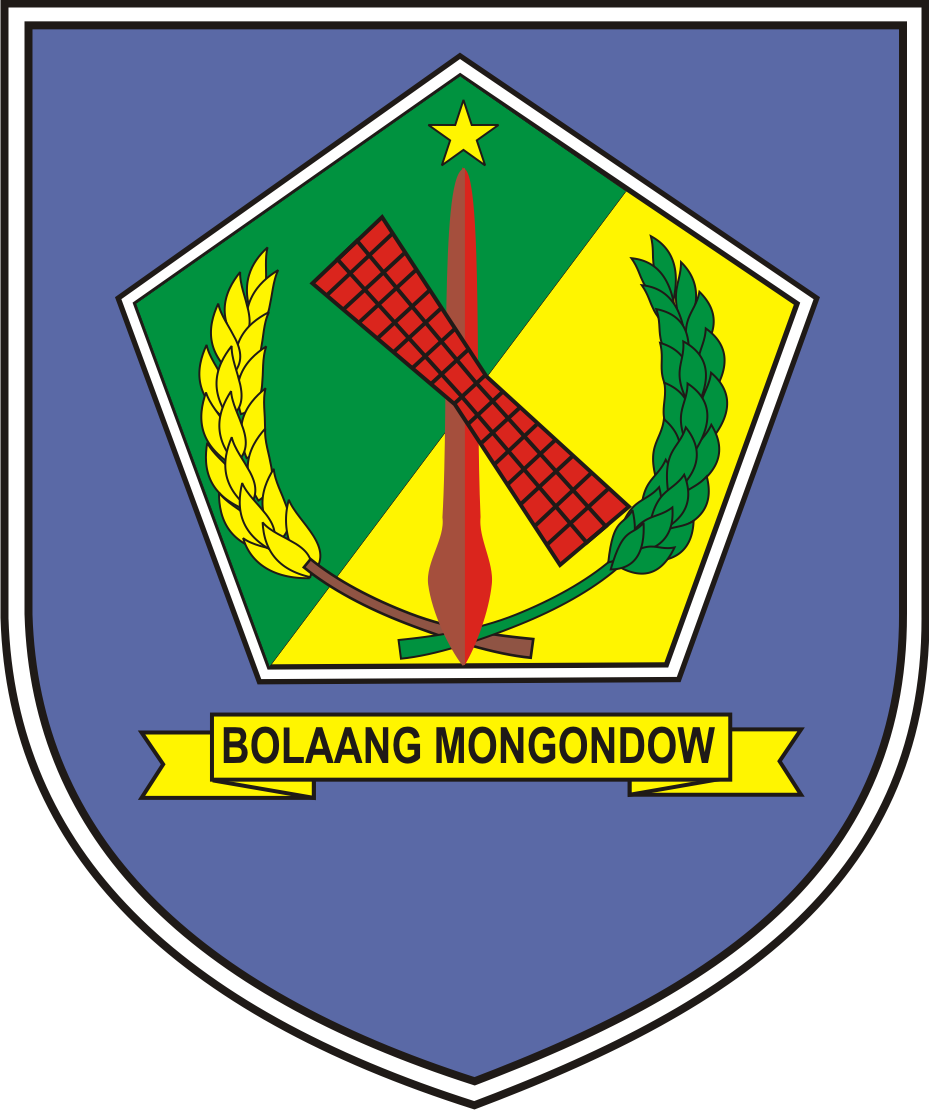
Болаанг-Монгондов (регентство)
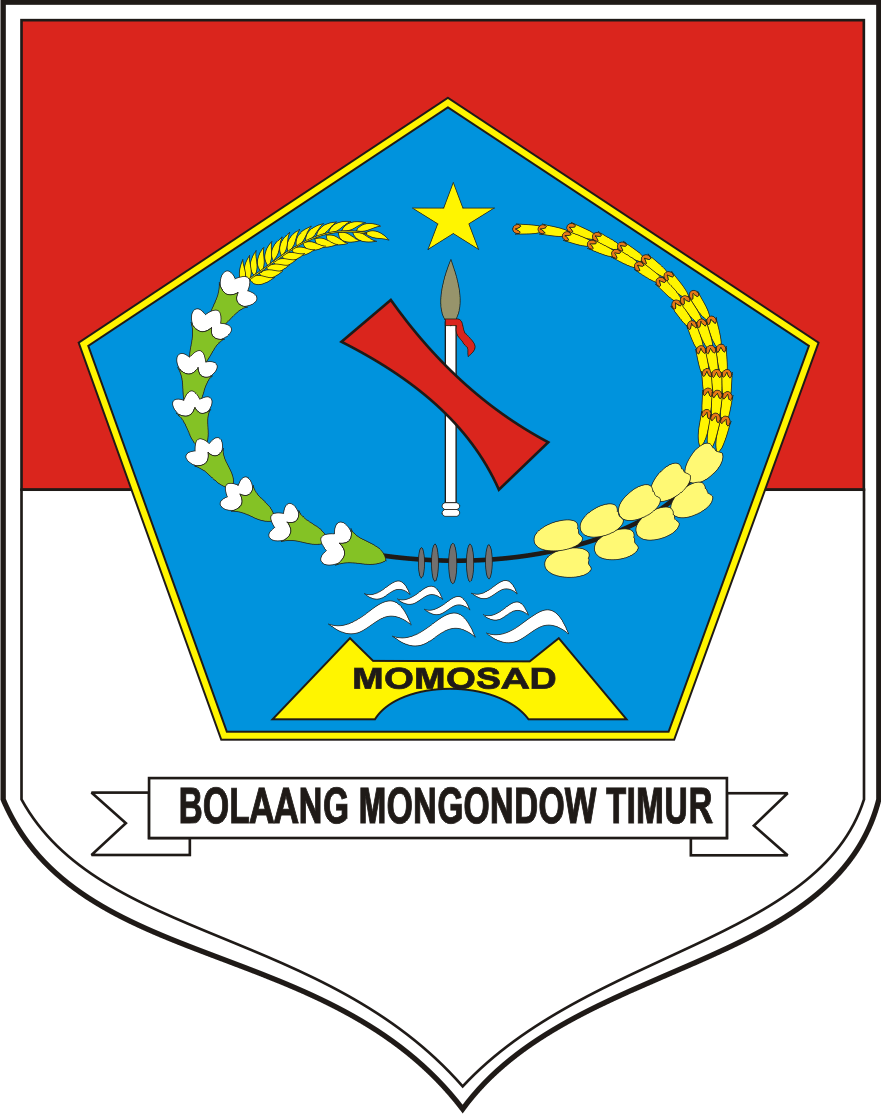
Східний Болаанг-Монгондов (регентство)
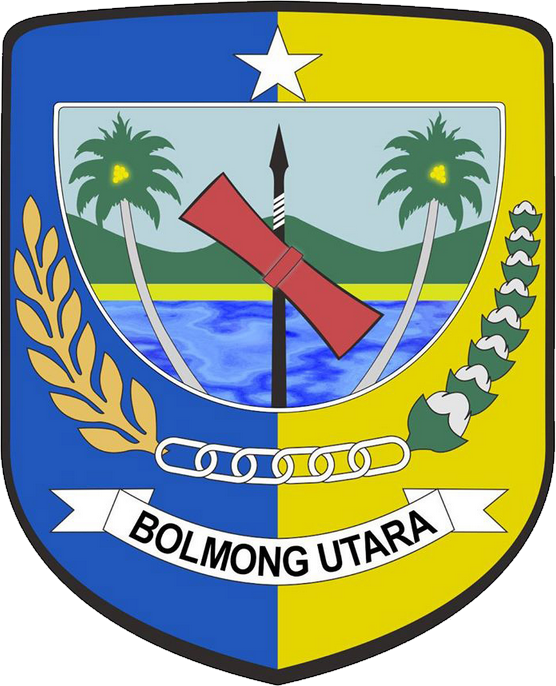
Північний Болаанг-Монгондов (регентство)
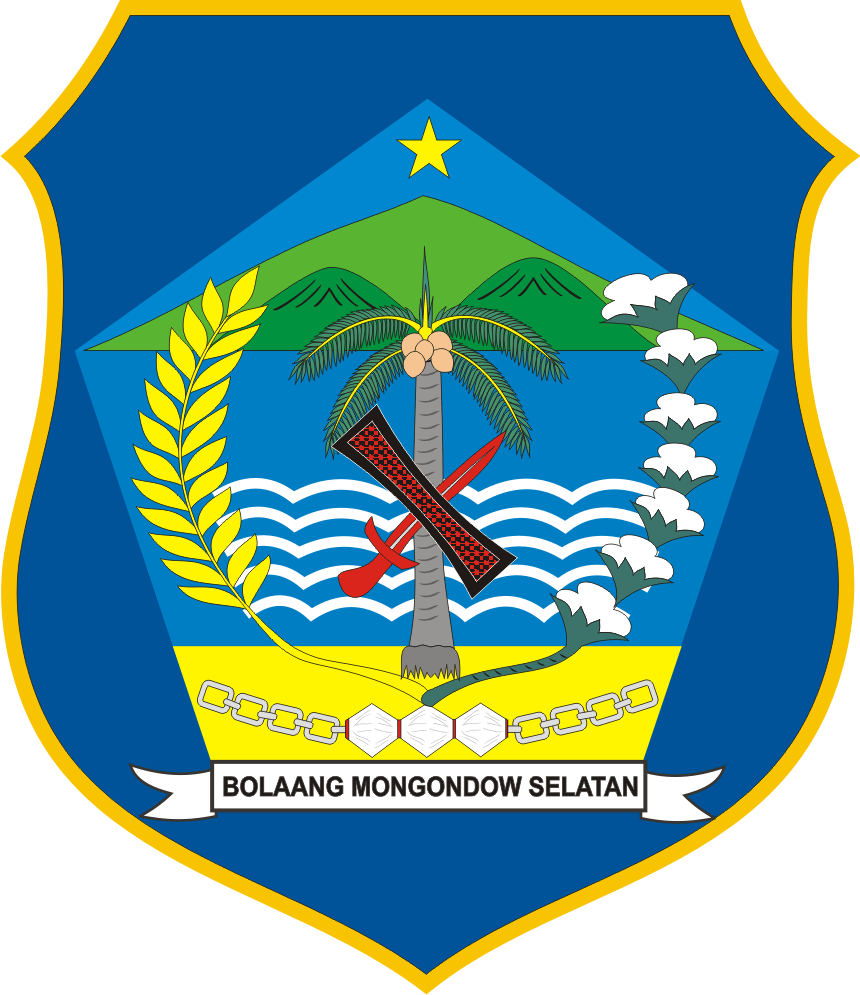
Південний Болаанг-Монгондов (регентство)
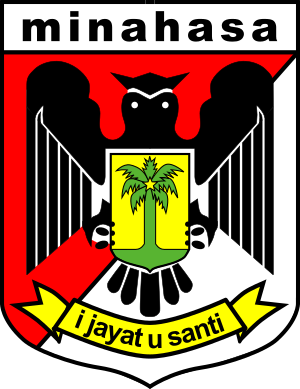
Мінахаса (регентство)
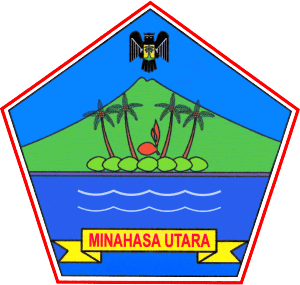
Північна Мінахаса (регентство)
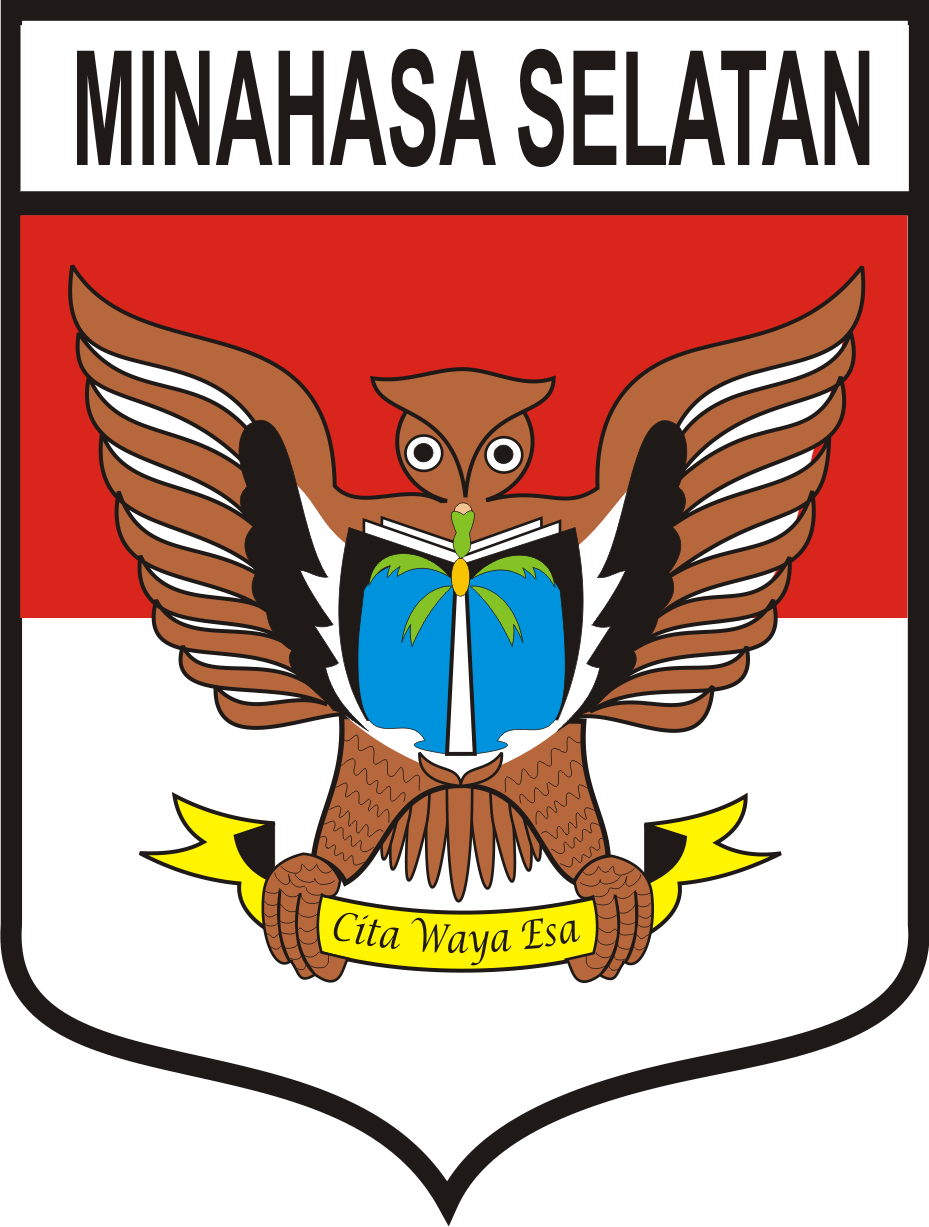
Південна Мінахаса (регентство)
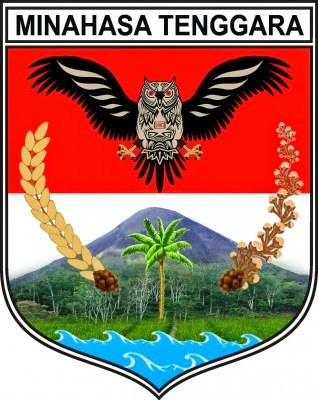
Південно-східна Мінахаса (регентство)
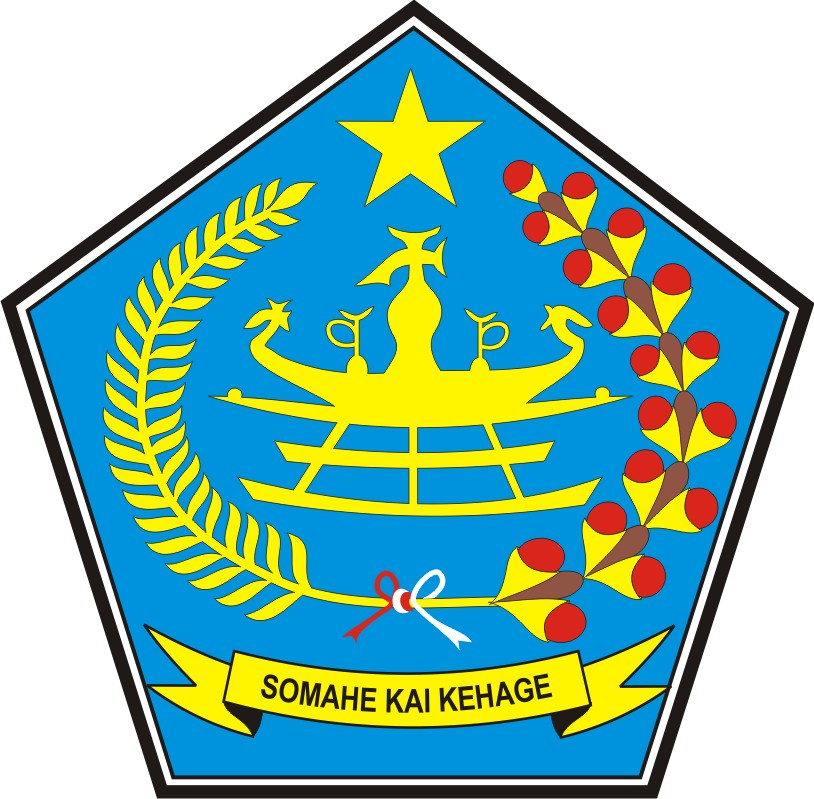
Острови Сангіхе  (регентство)
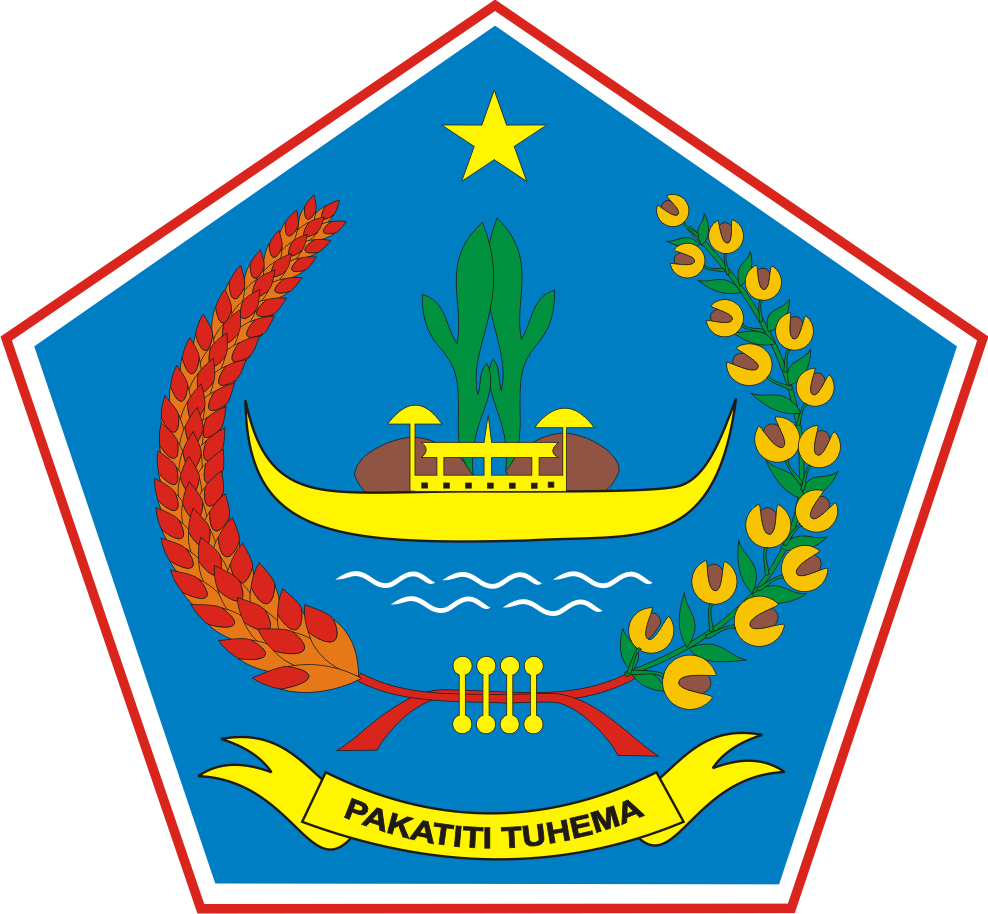
Острови Сіау-Тагуланданг-Біаро (регентство)
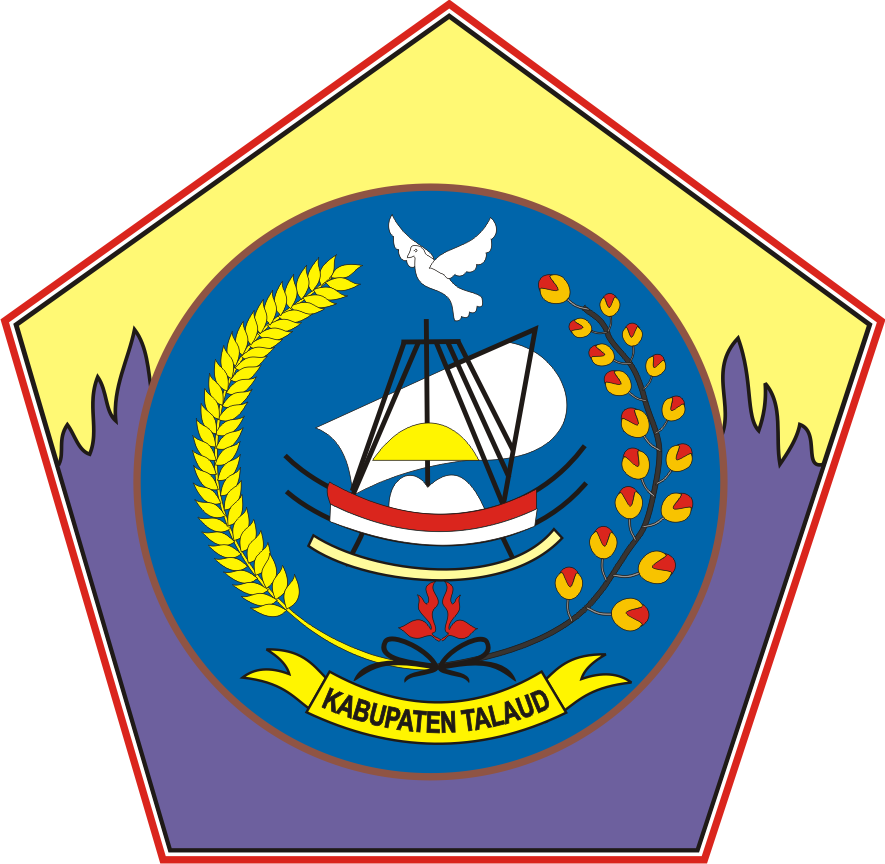
Талаудські острови (регентство)
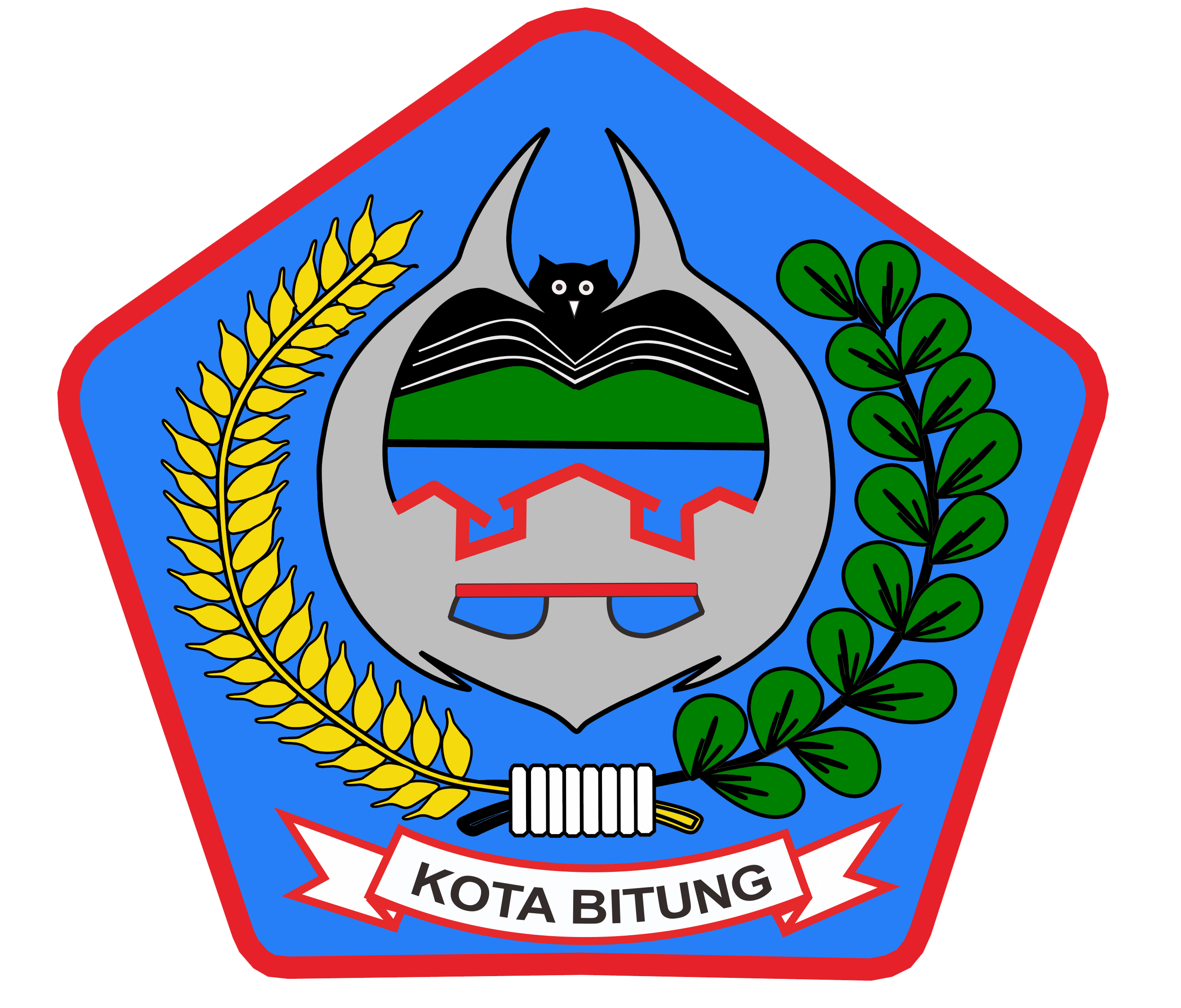
Бітунг (місто)
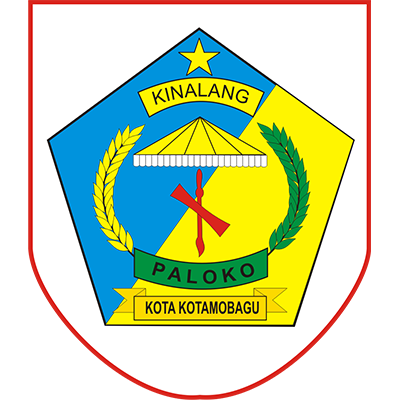
Котамобагу (місто)
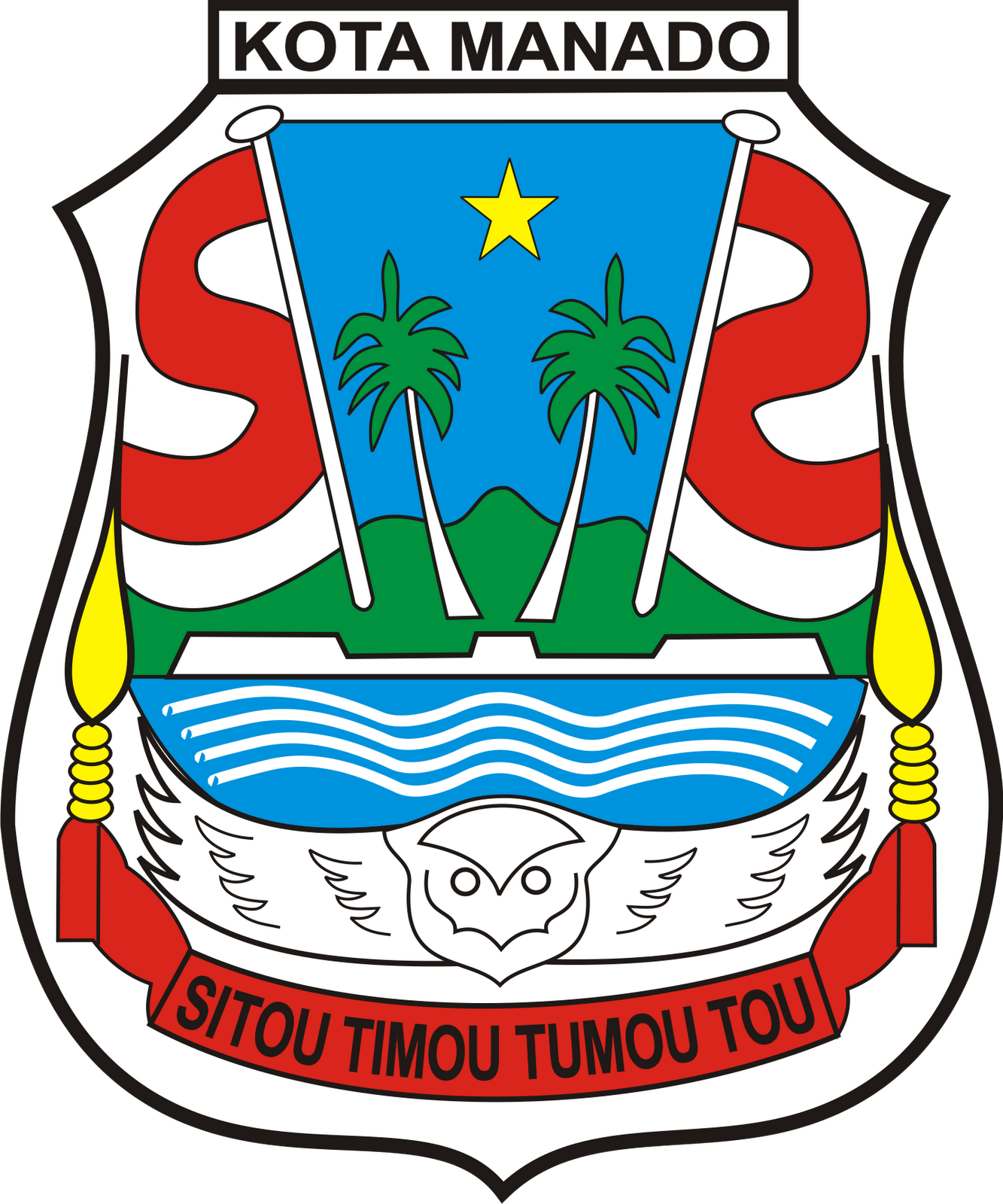
Манадо (місто)
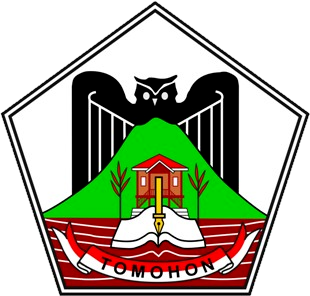
Томохон (місто)

### Малуку

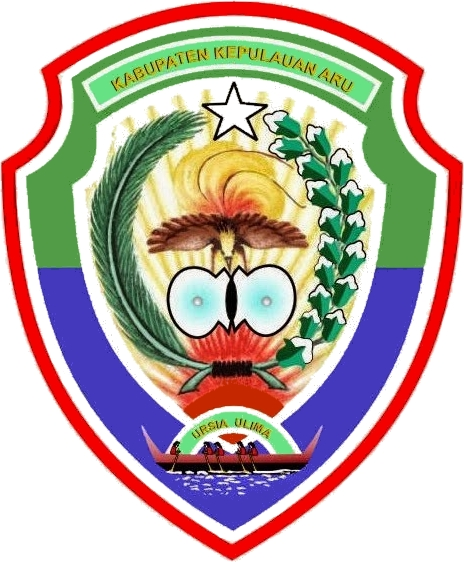
Острови Ару (регентство)
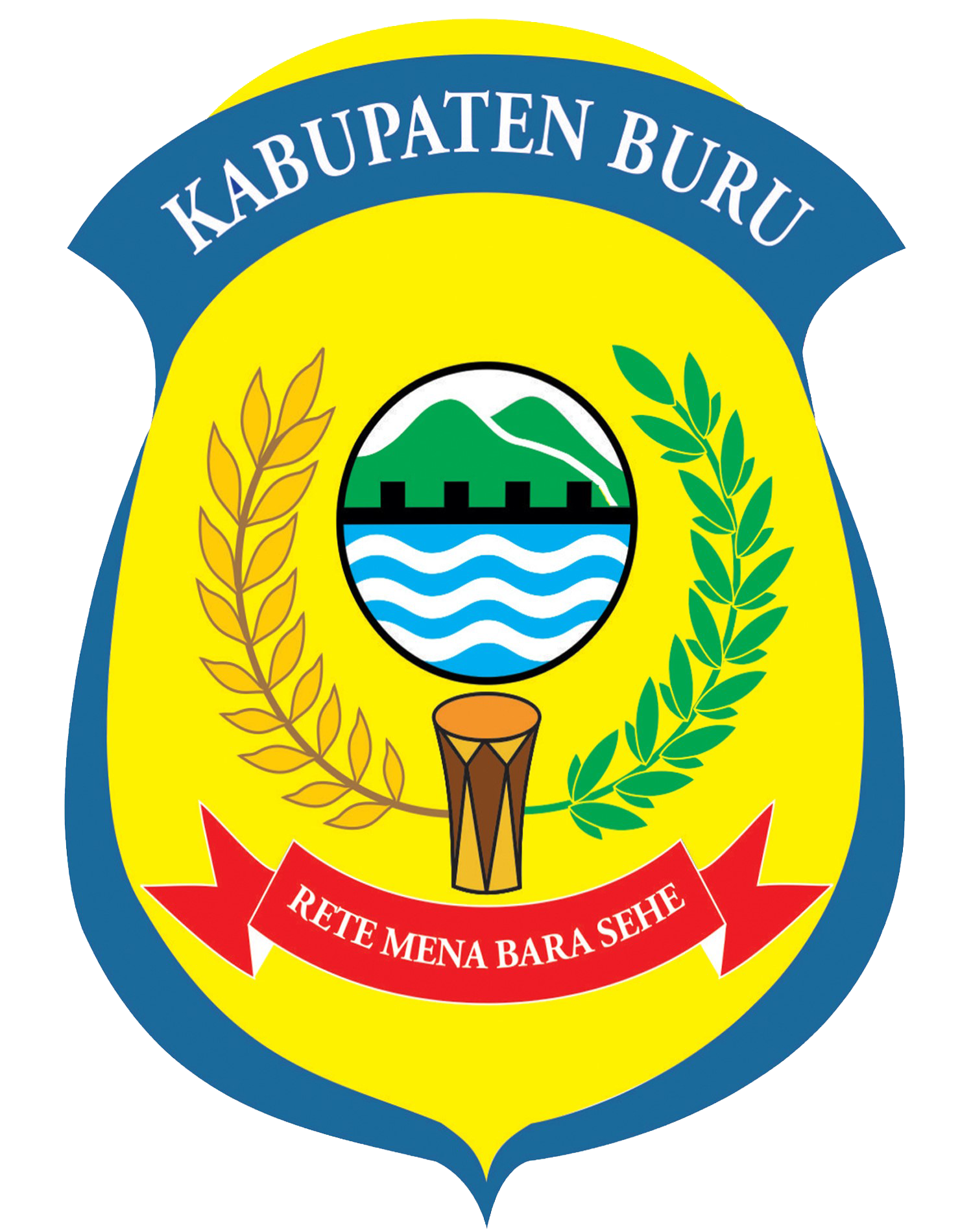
Буру (округ)
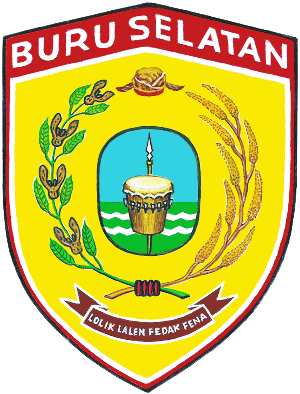
Південний Буру (регентство)
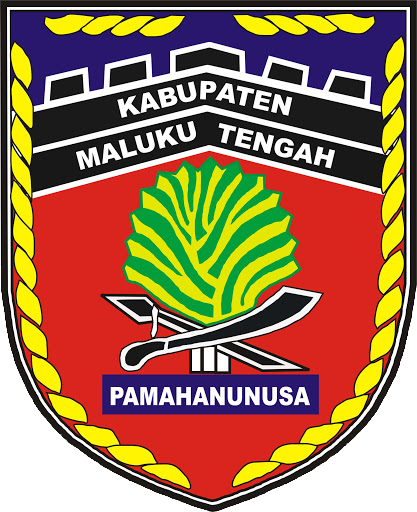
Центральне Малуку (регентство)
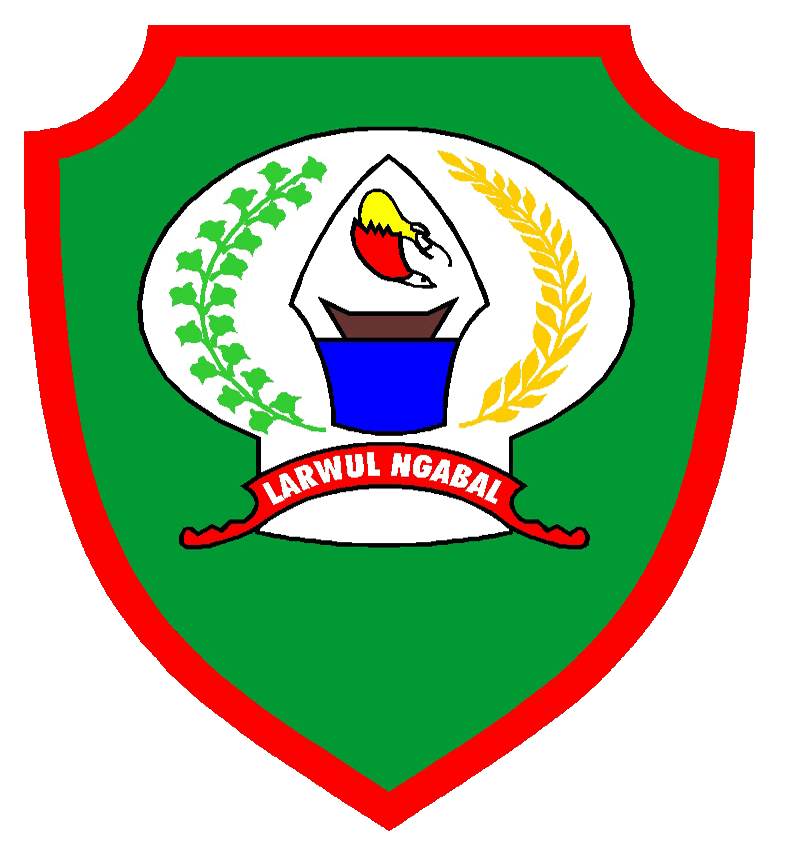
Південно-Східне Малуку (регентство)
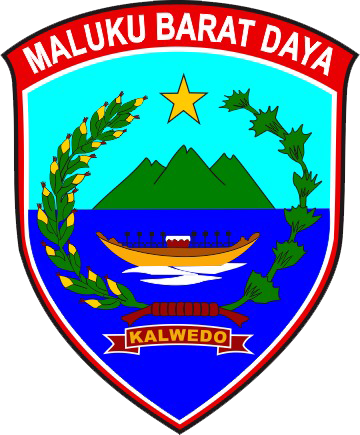
Південно-Західне Малуку (регентство)
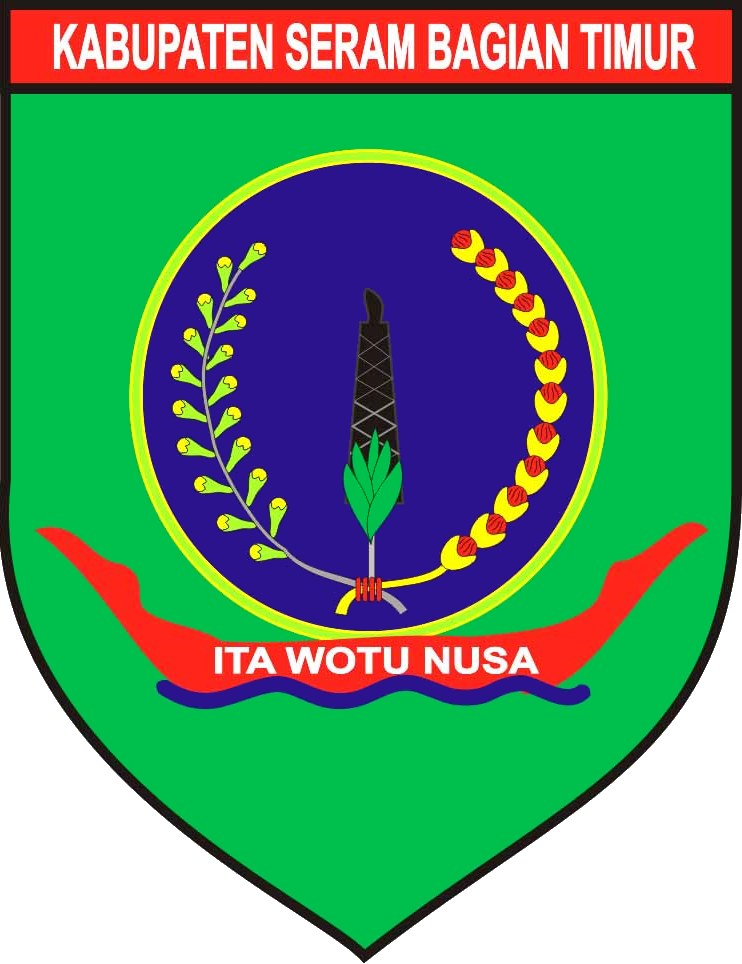
Східний Серам (регентство)
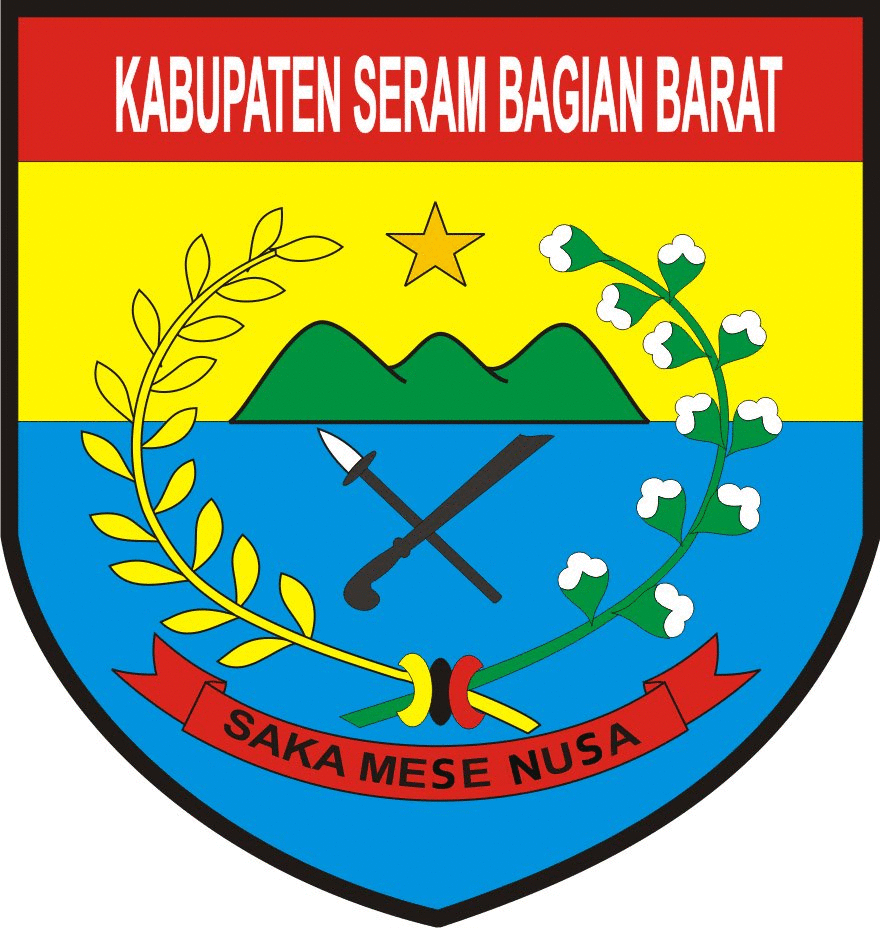
Західний Серам (регентство)
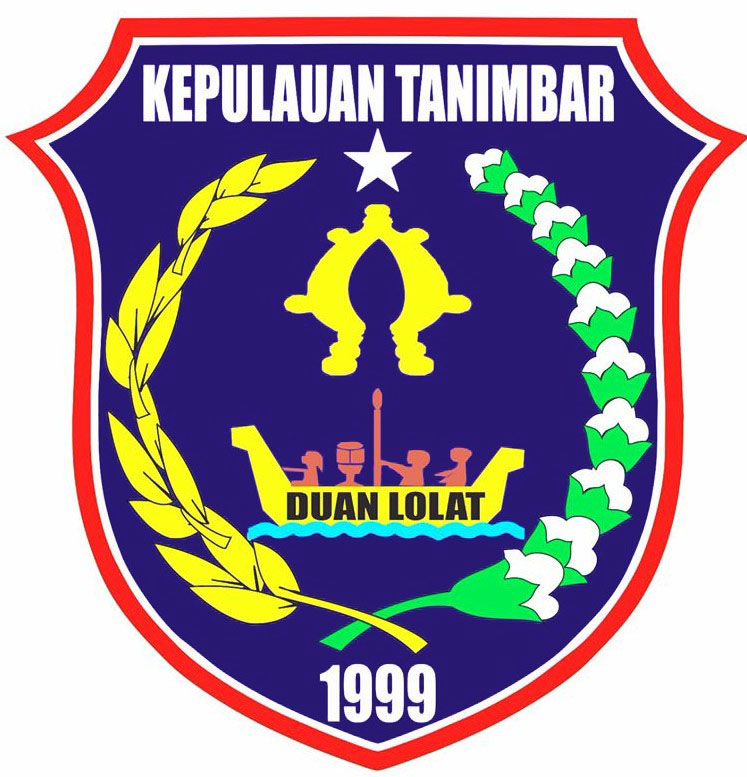
Західне Південно-Східне Малуку (регентство)
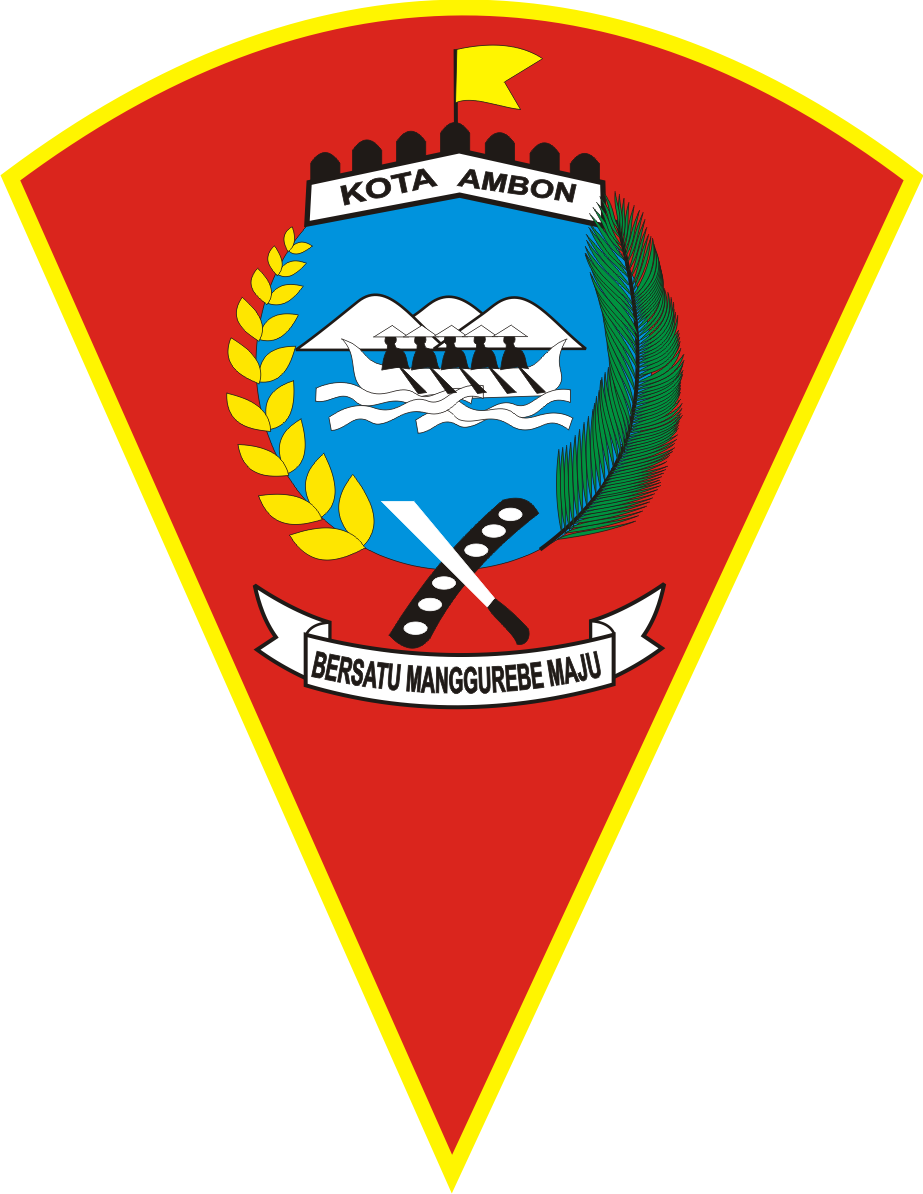
Амбон (місто)
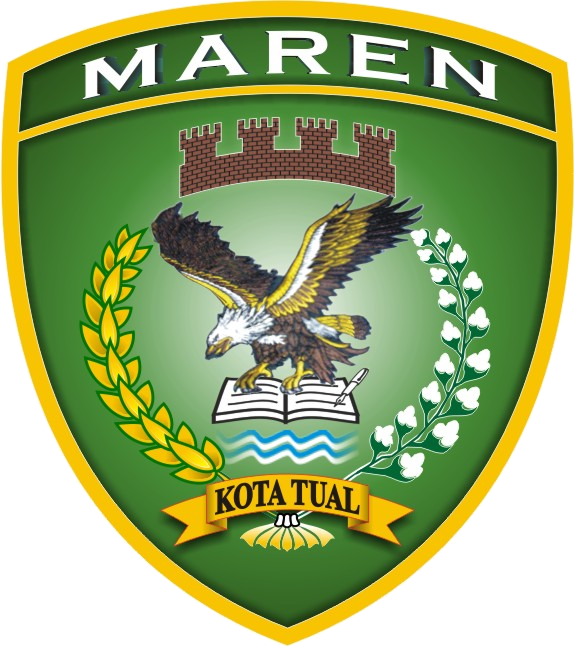
Туал (місто)

### Північне Малуку

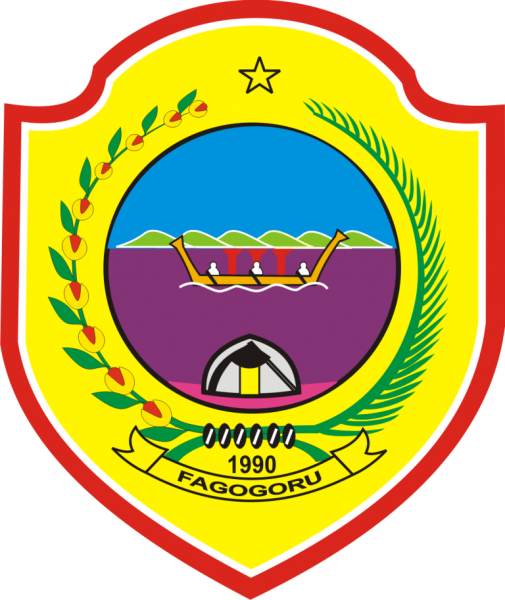
Центральна Галмагера (регентство)
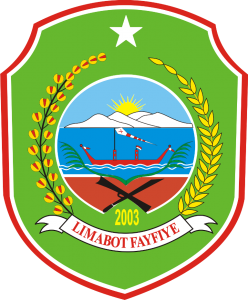
Східна Галмагера (регентство)
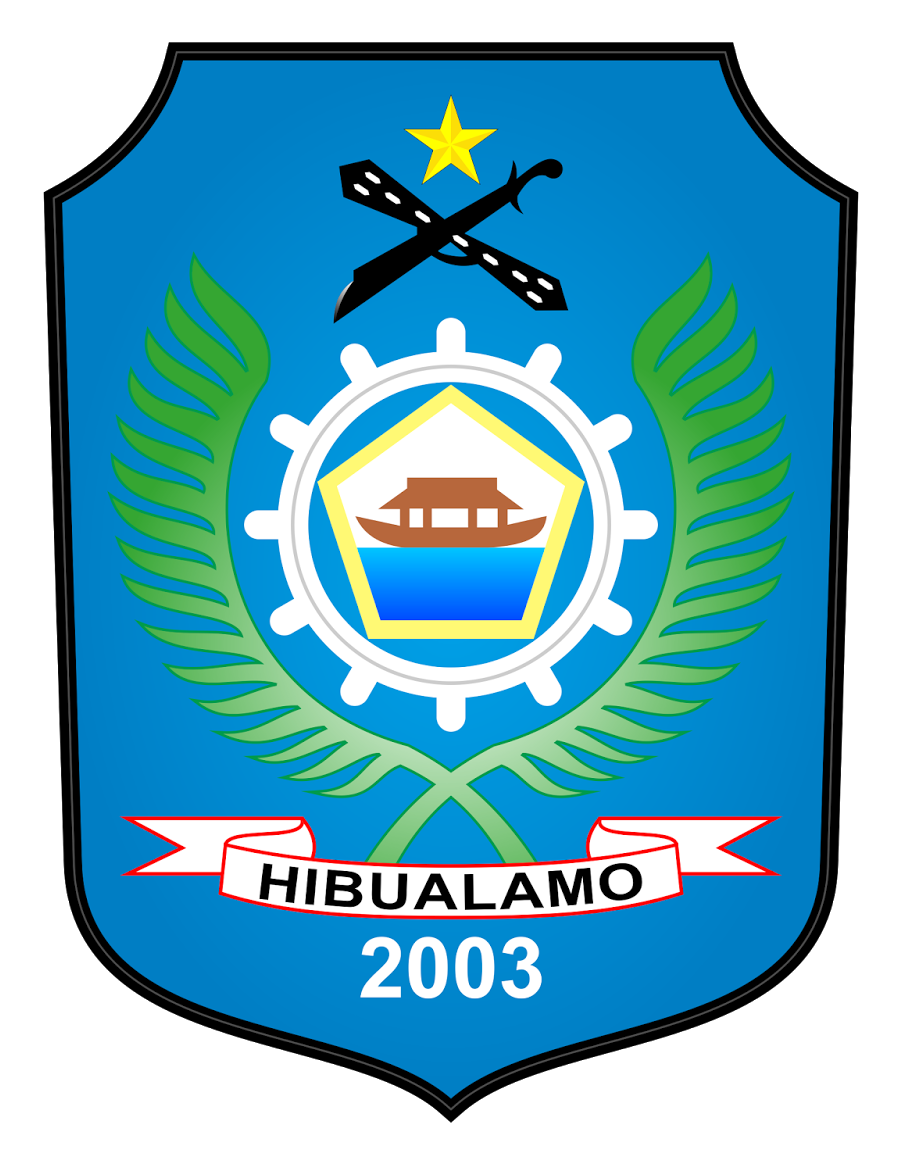
Північна Галмагера (регентство)
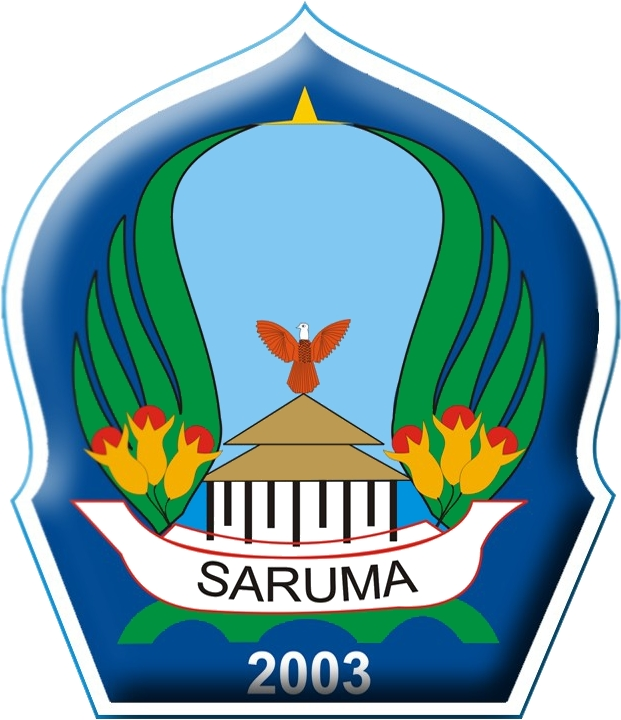
Південна Галмагера (регентство)
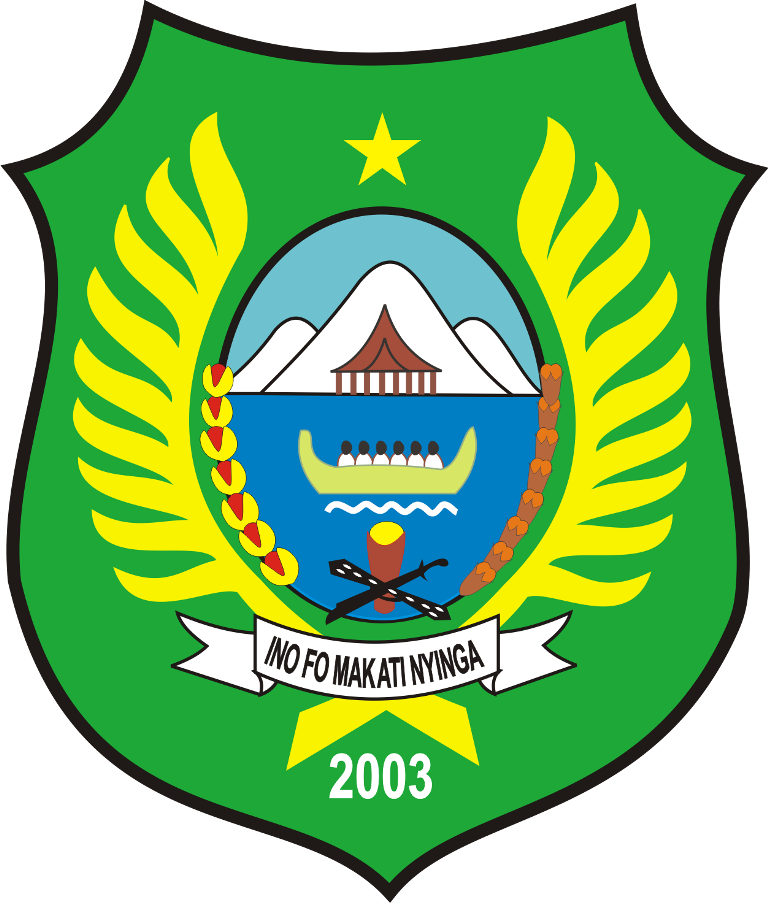
Західна Галмагера (регентство)
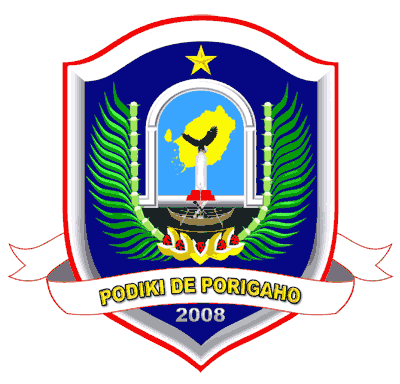
Острів Моротай (регентство)
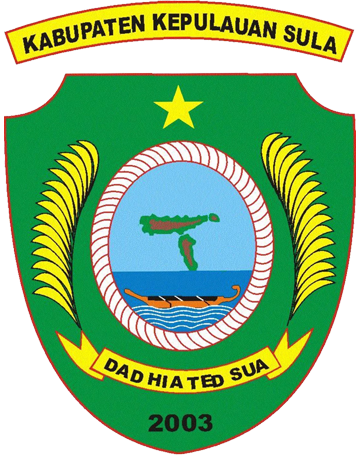
Острови Сула (регентство)
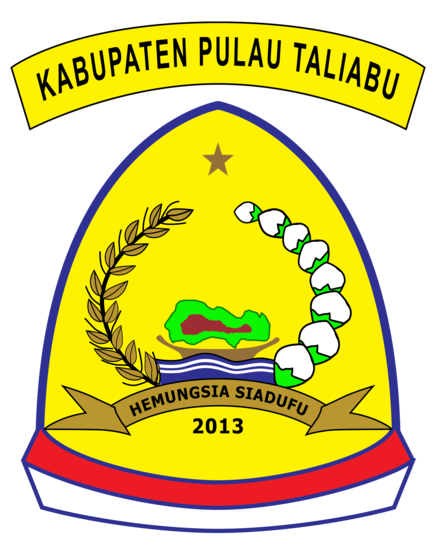
Острів Таліабу (регентство)
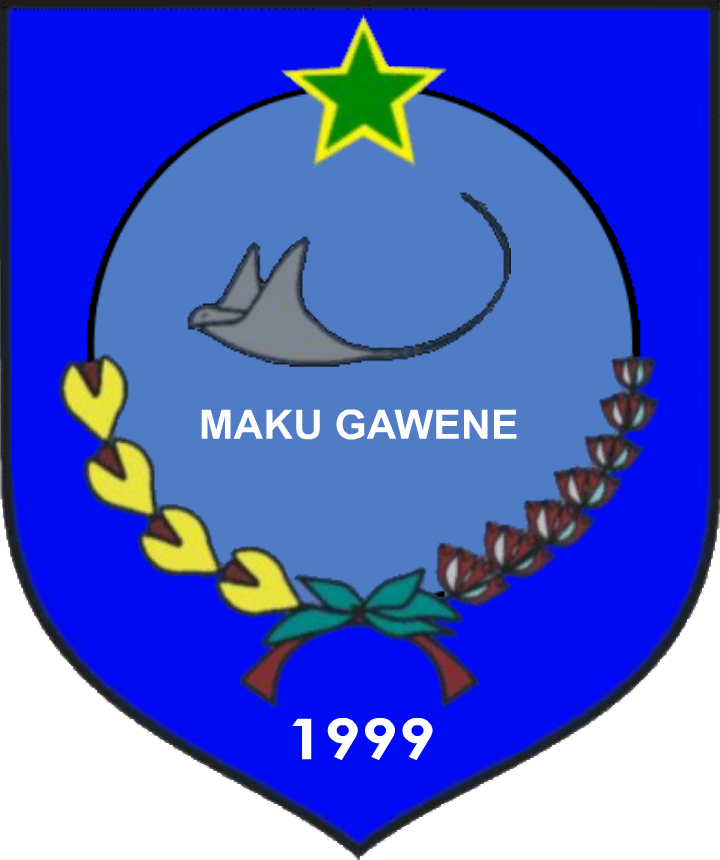
Тернате (місто)
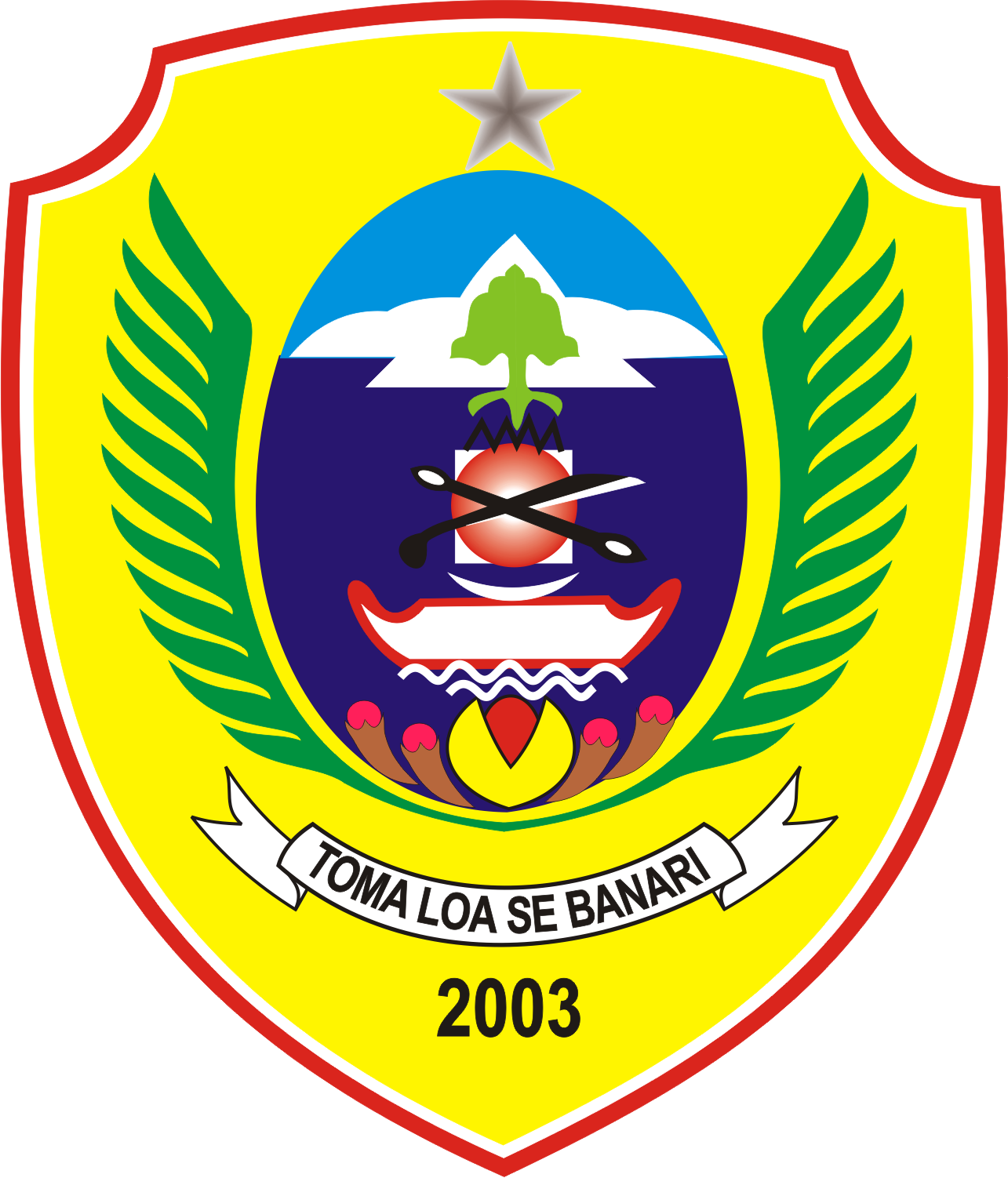
Тідоре (місто)

### Південно-Західне Папуа

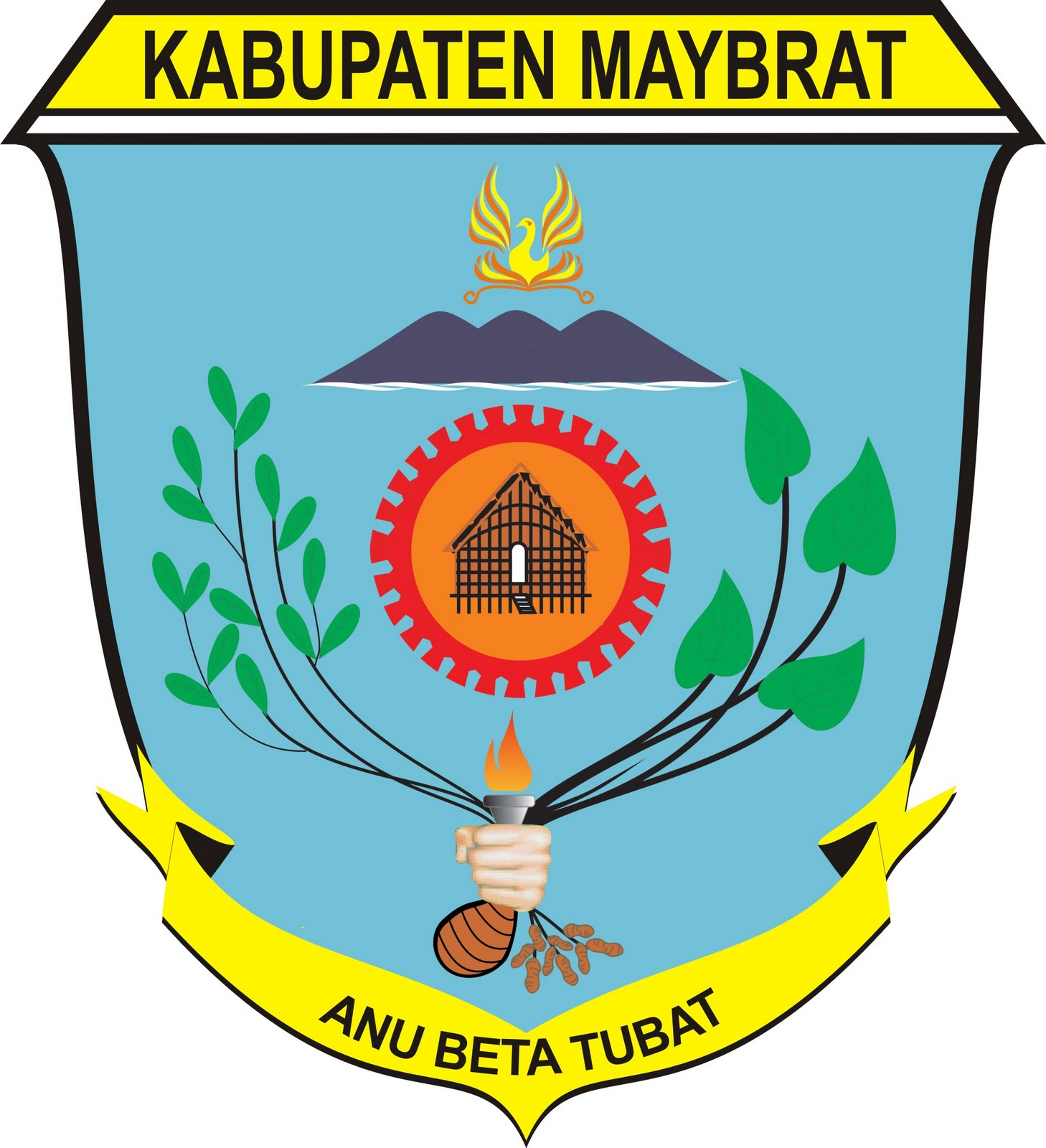
Майбрат (регентство)
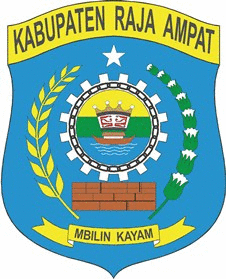
Раджа-Ампат (регентство)
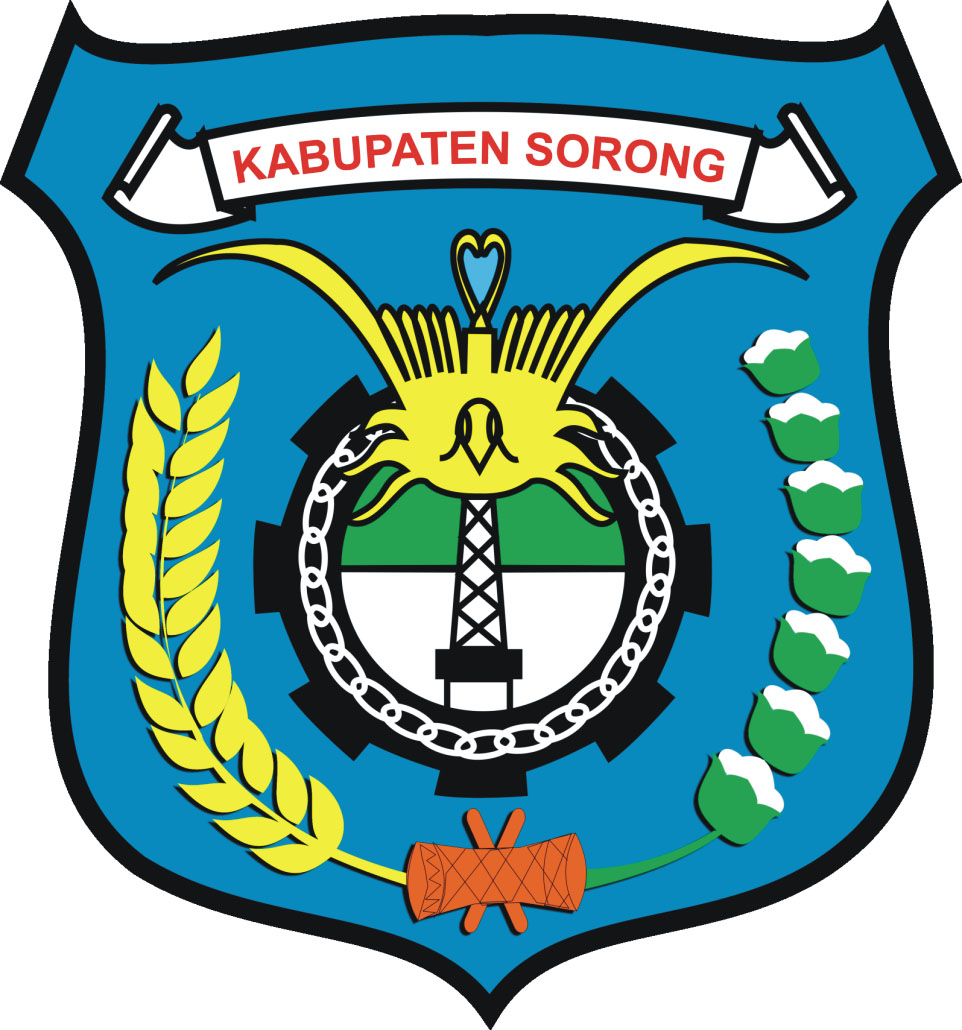
Соронг (регентство)
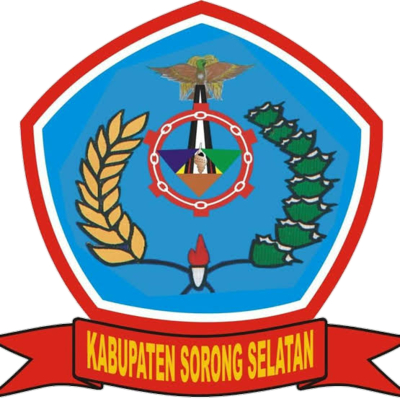
Південний Соронг (регентство)
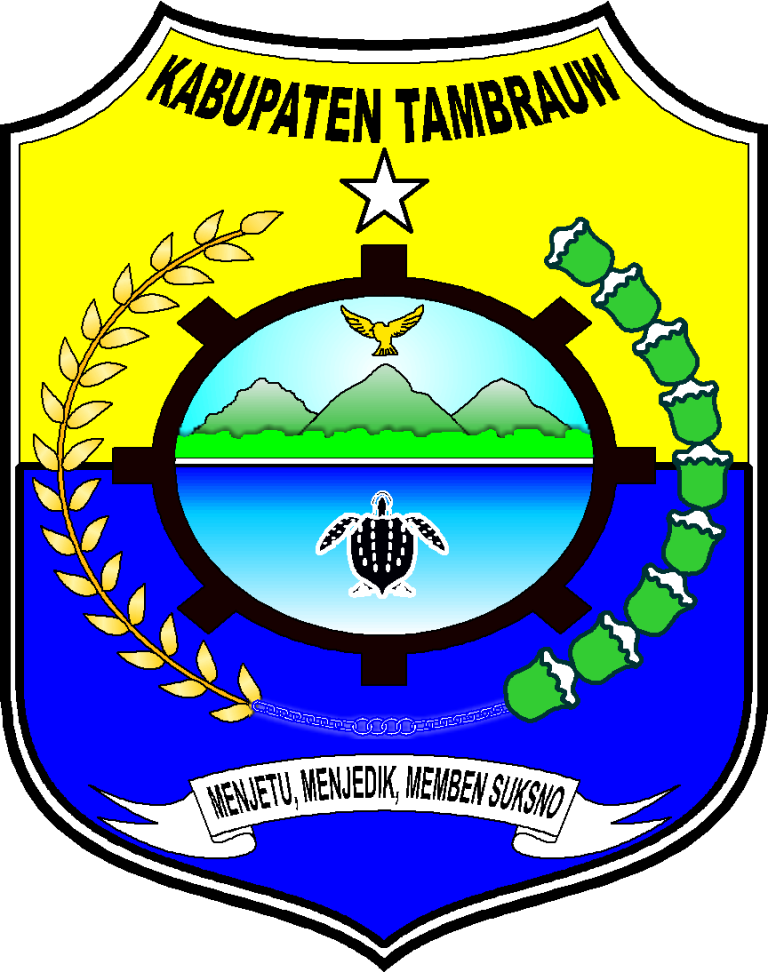
Тамбрау (регентство)
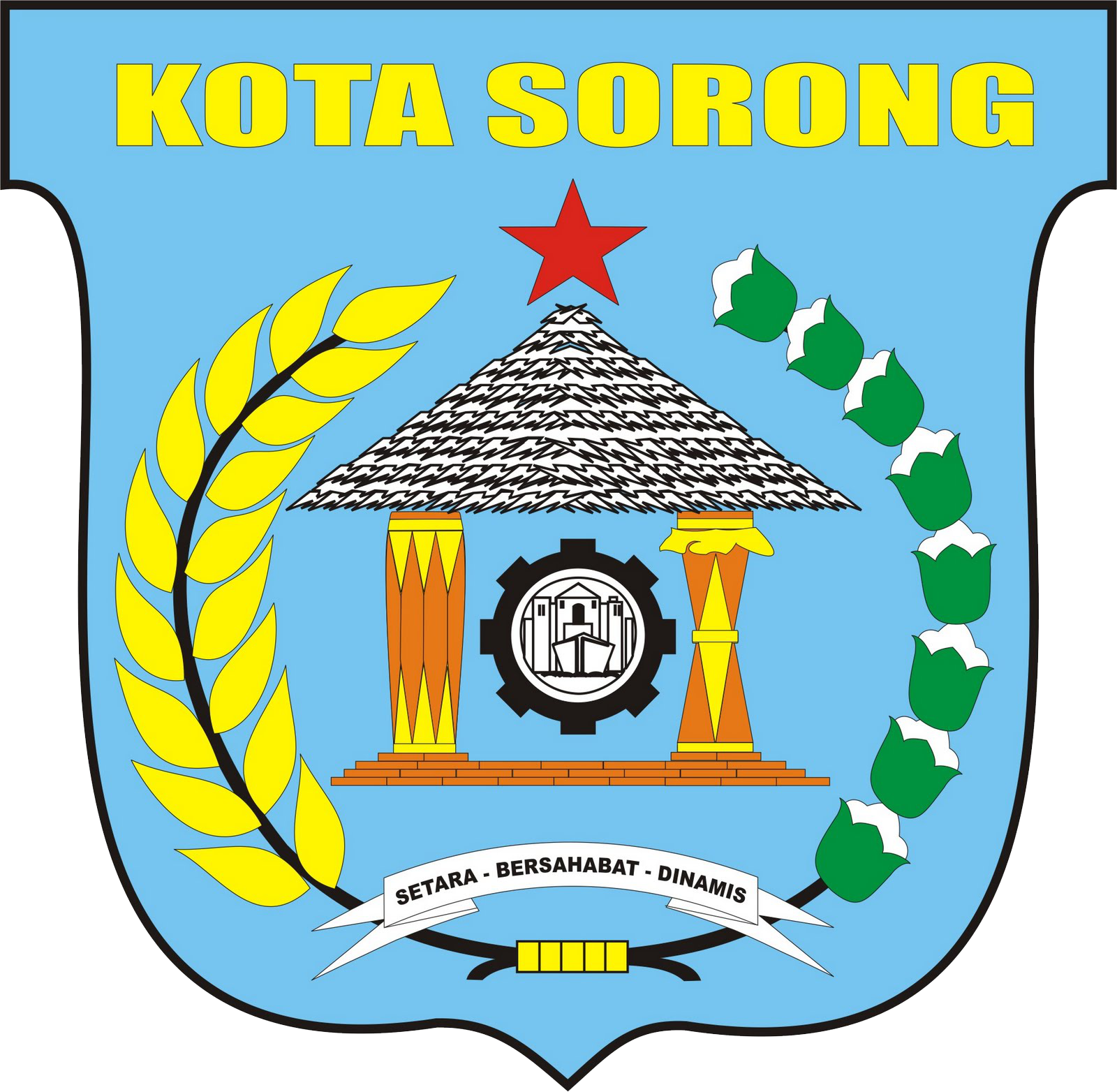
Соронг (місто)

### Західне Папуа

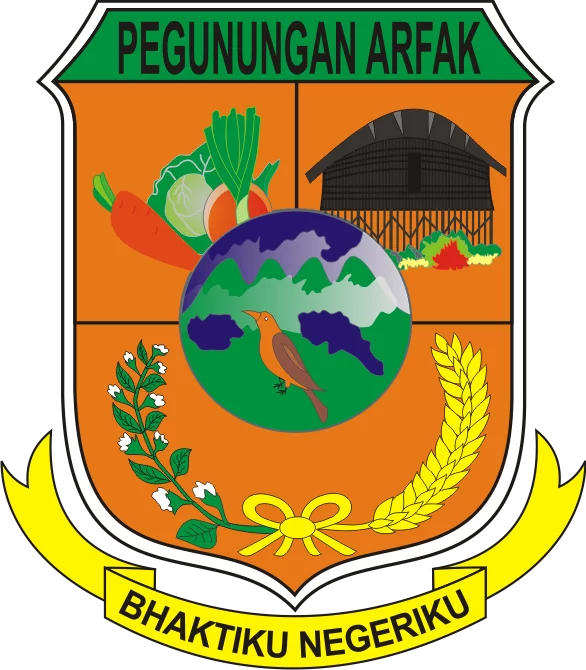
Арфакські гори (регентство)
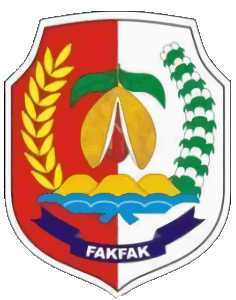
Факфак (регентство)
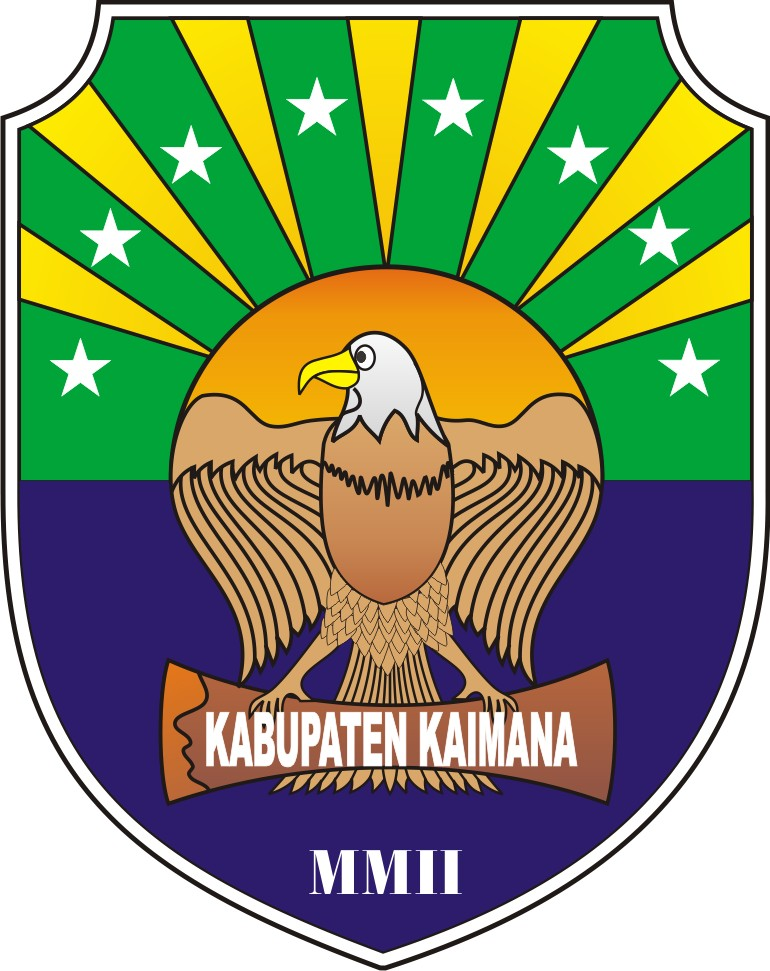
Каймана (регентство)
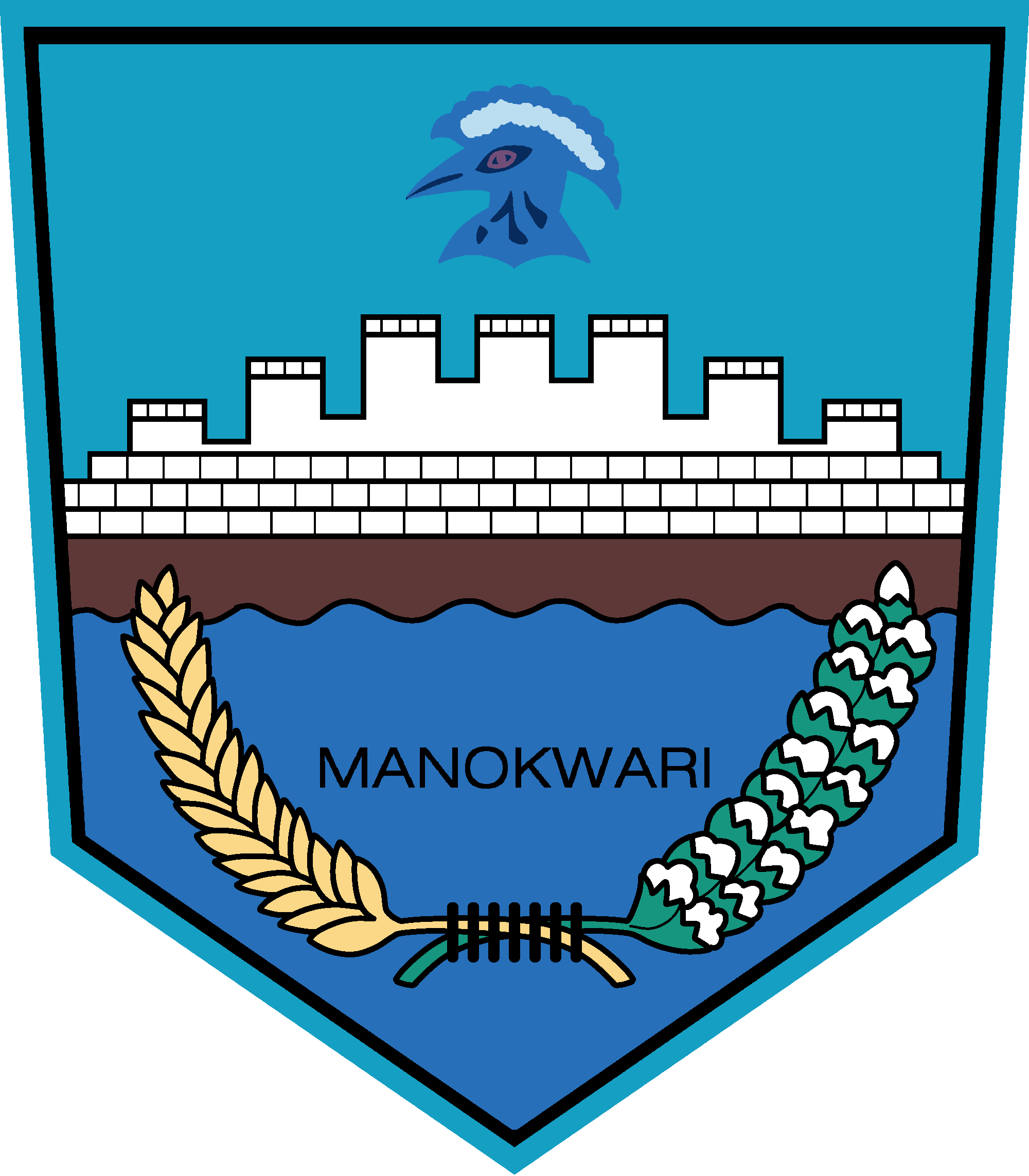
Манокварі (регентство)
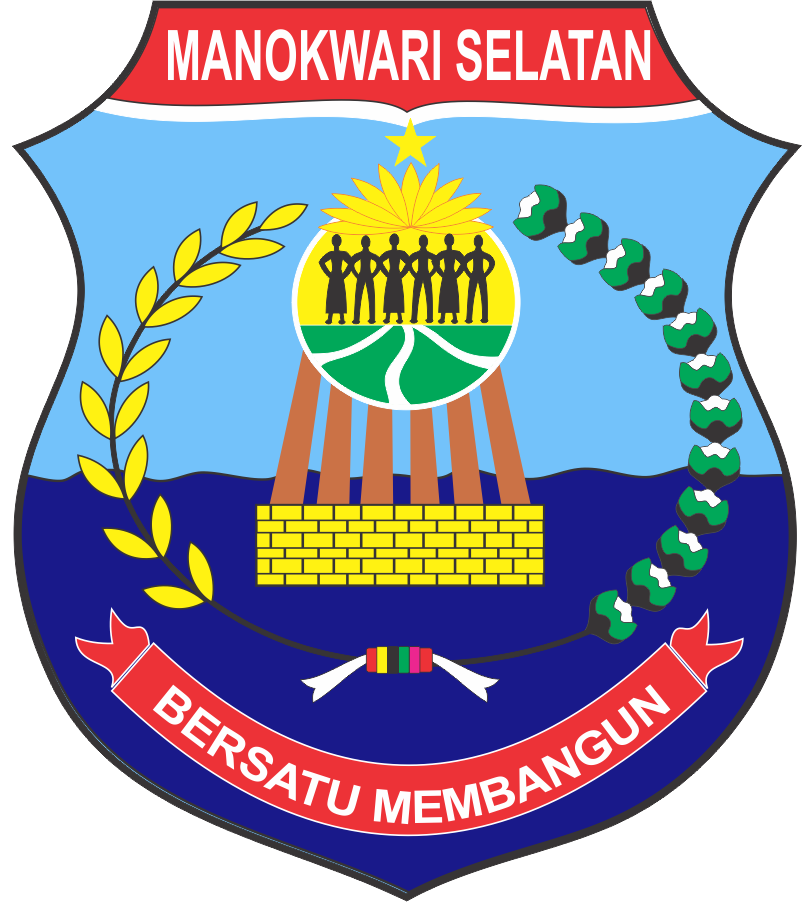
Південний Манокварі (регентство)
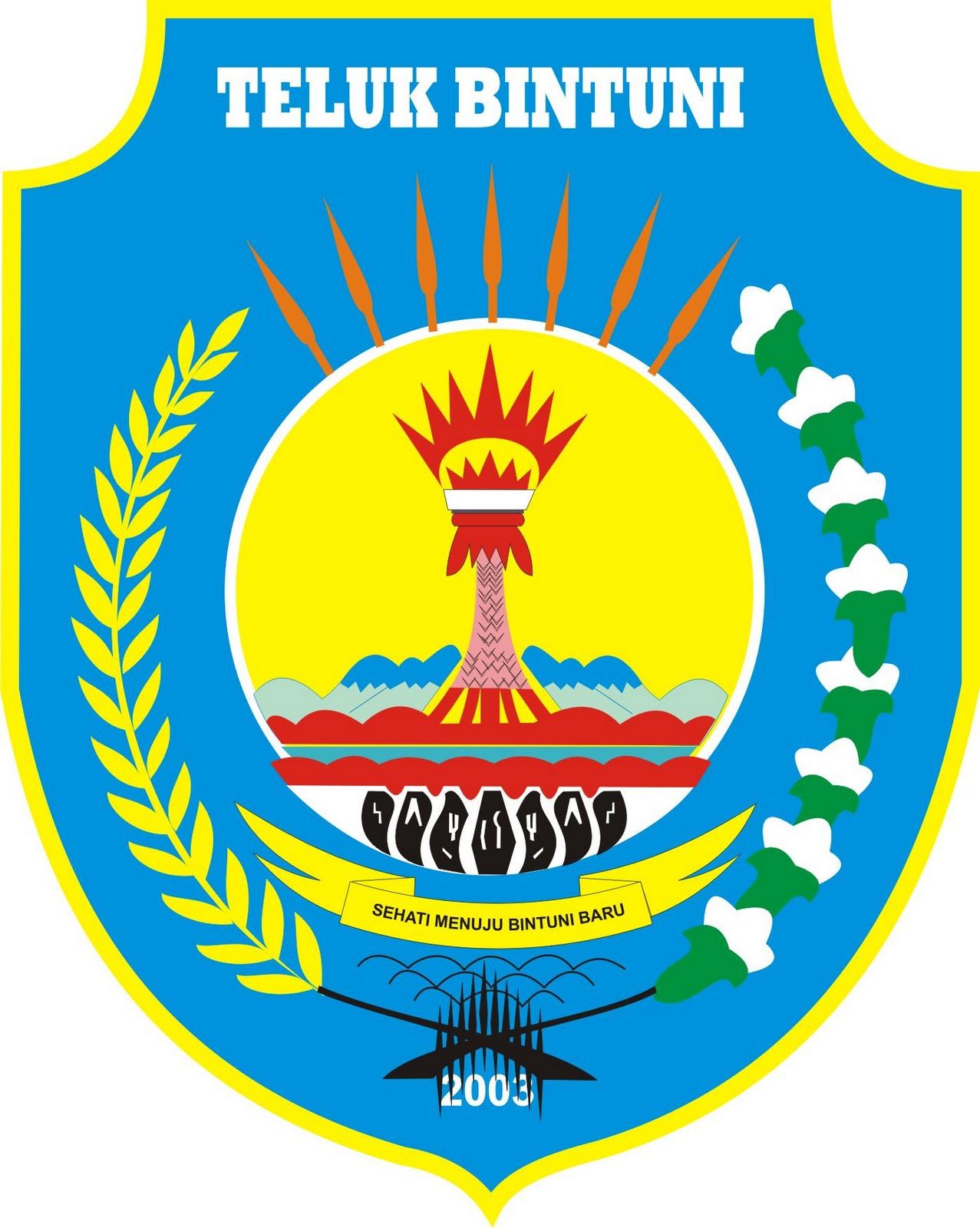
Бінтуні-Бей (регентство)
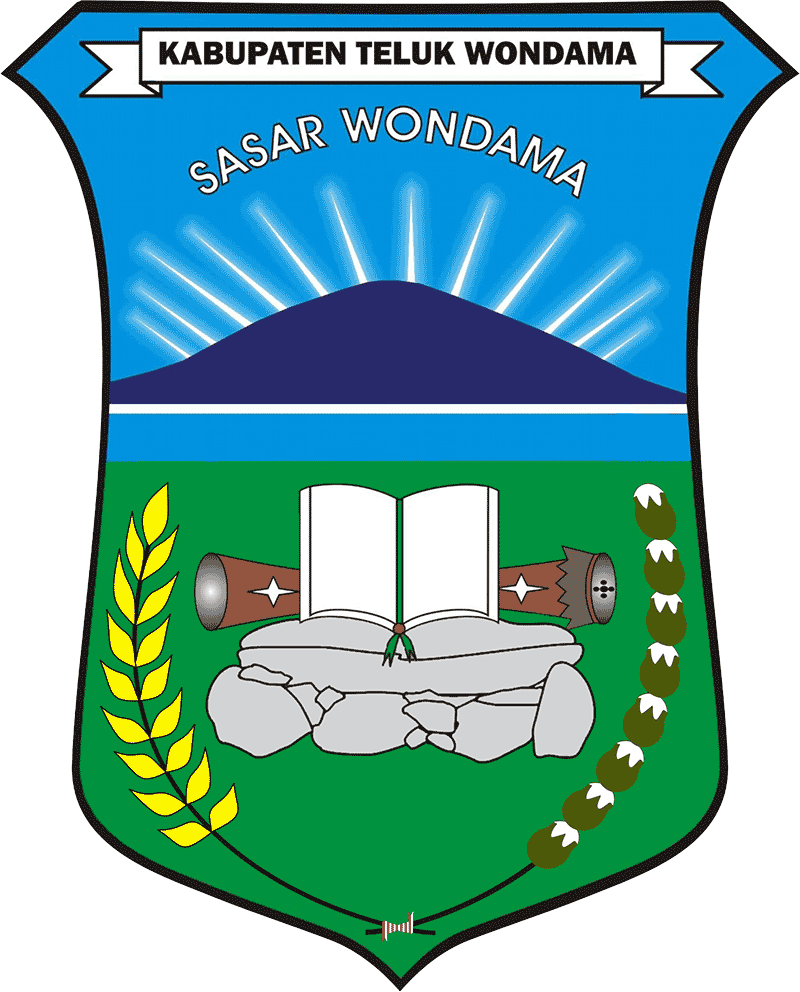
Телук-Вондама (регентство)

### Центральне Папуа

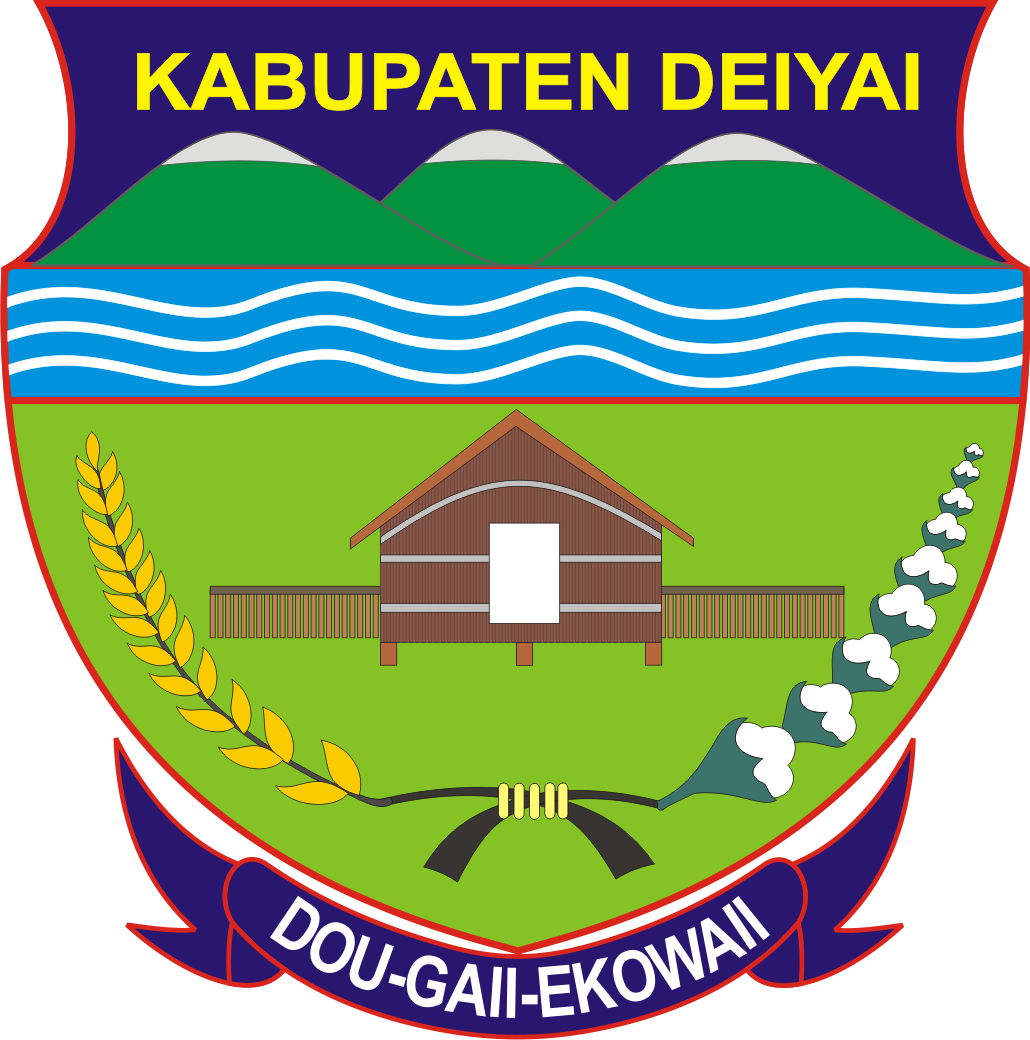
Дейяй (регентство)
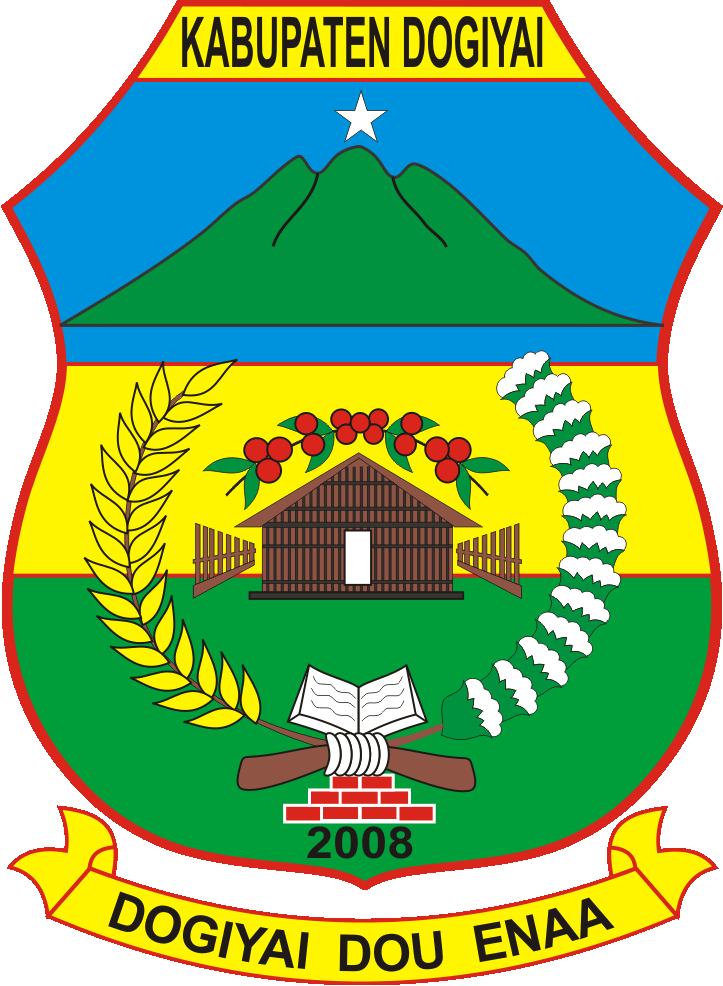
Догіяй (регентство)
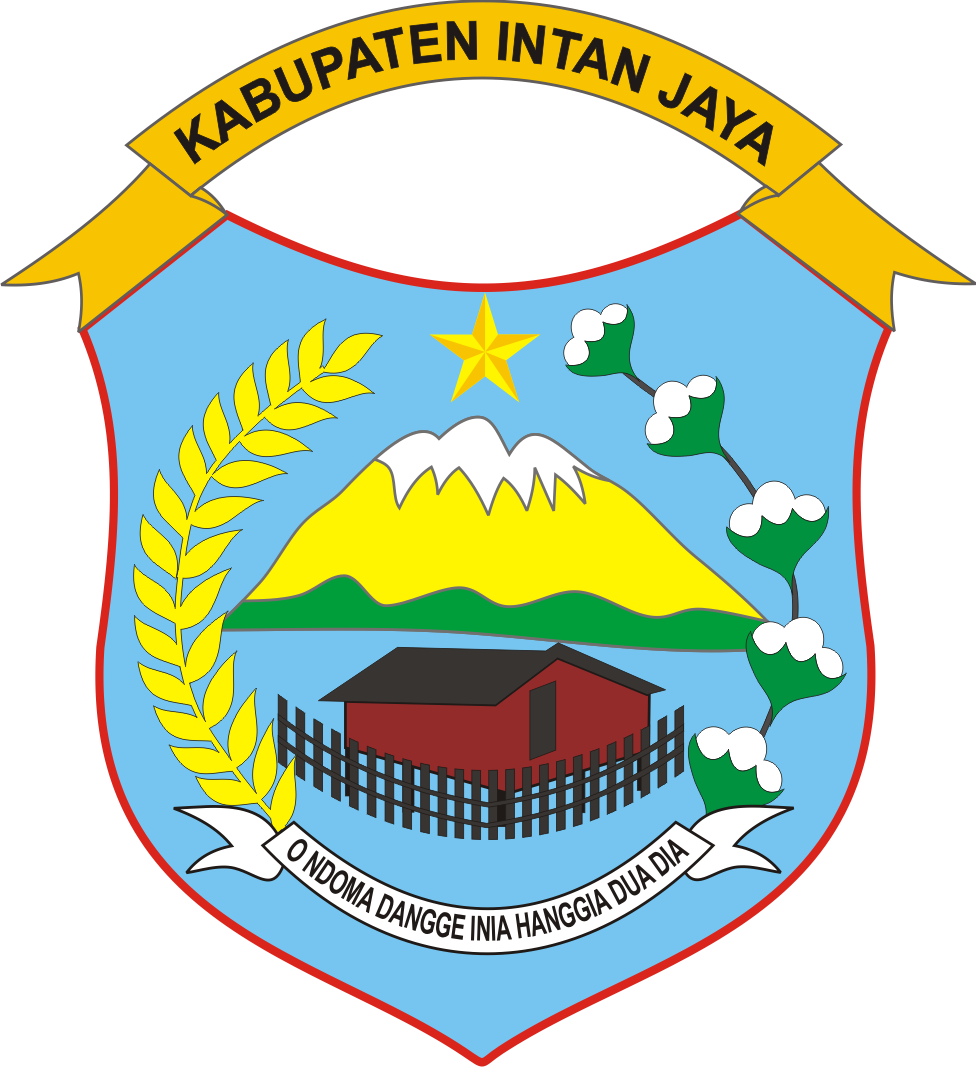
Інтан-Джая (регентство)
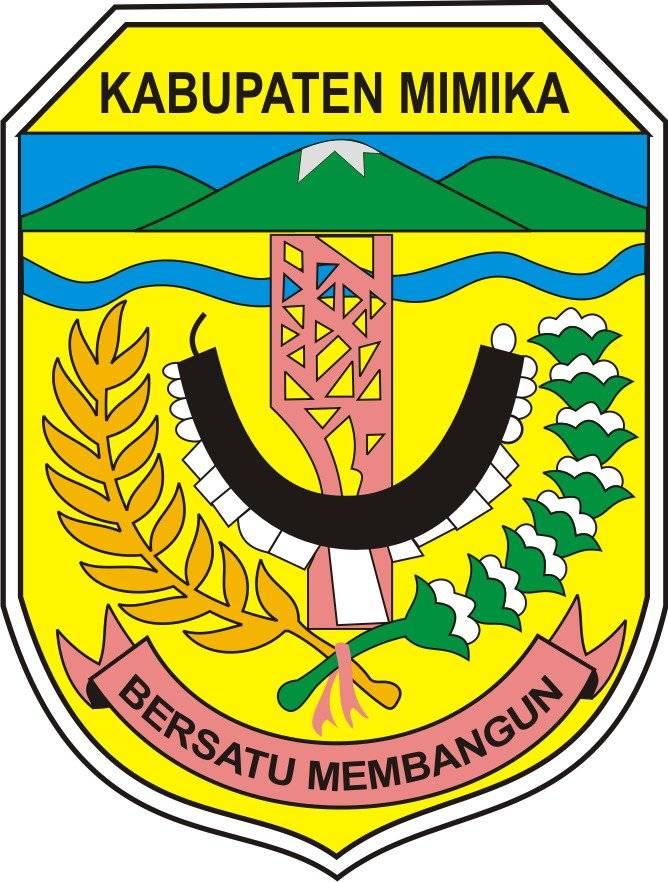
Міміка (регентство)
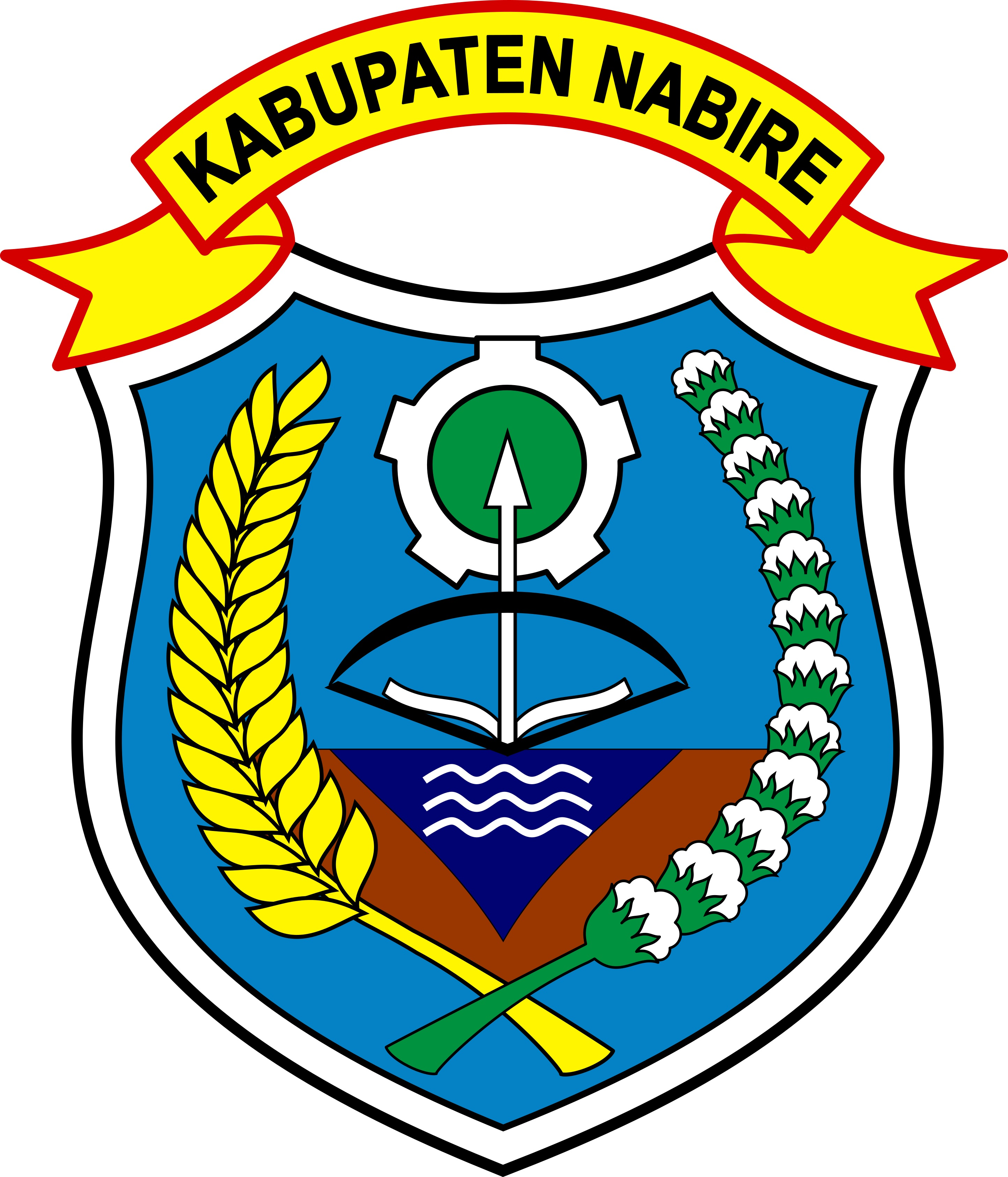
Набіре (регентство)
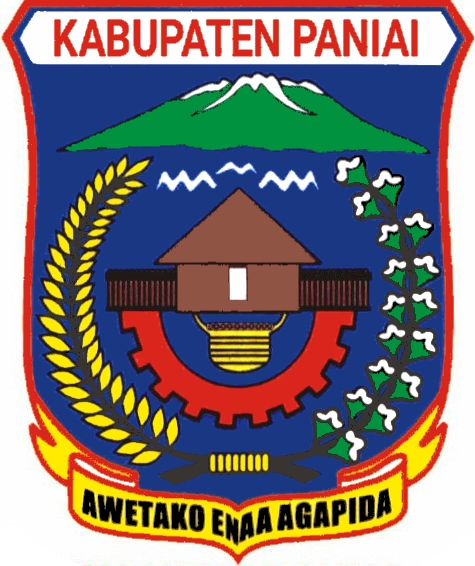
Панай (регентство)
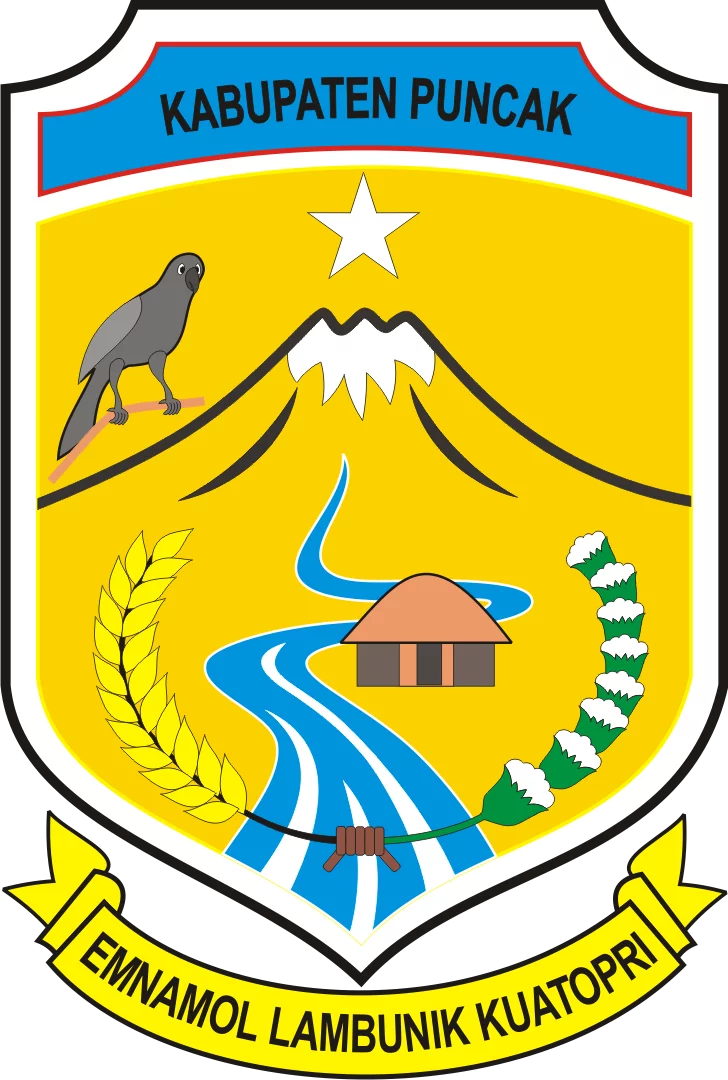
Пункак (регентство)
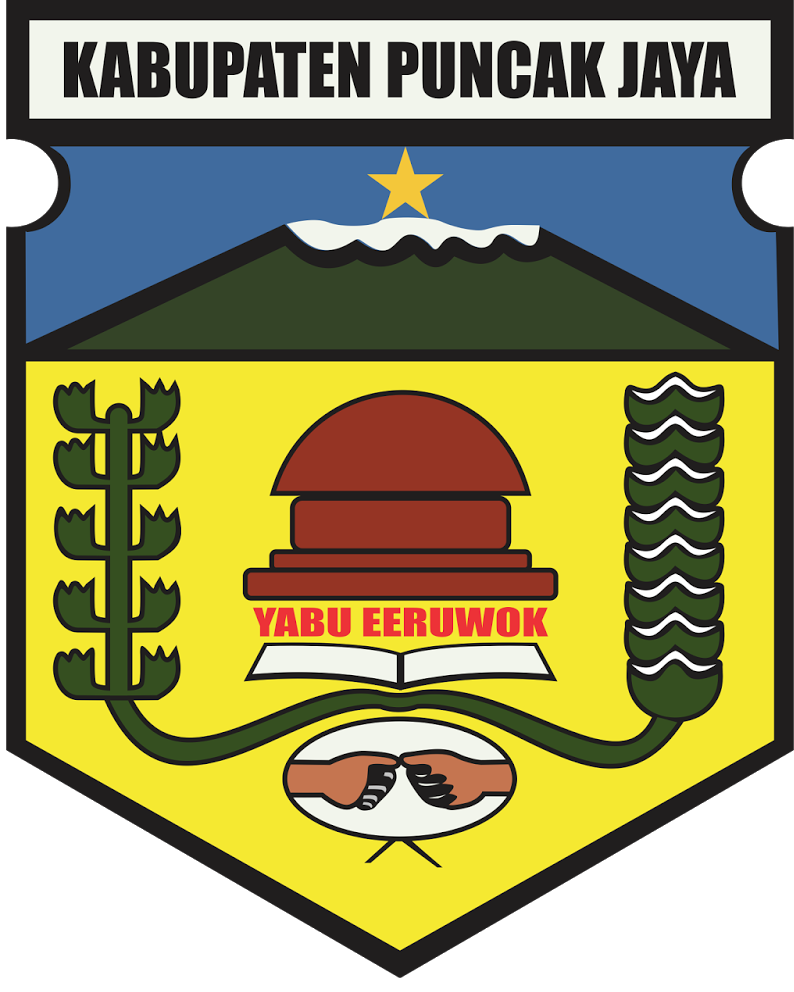
Пункак-Джая (регентство)

### Південне Папуа

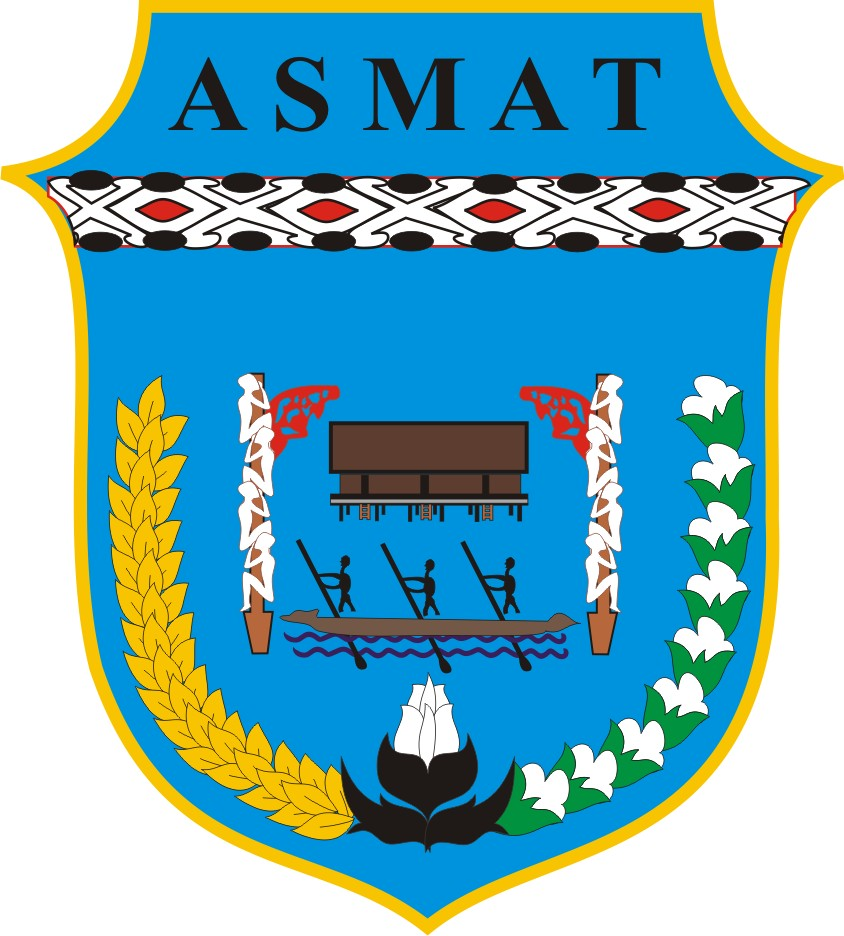
Асмат (регентство)
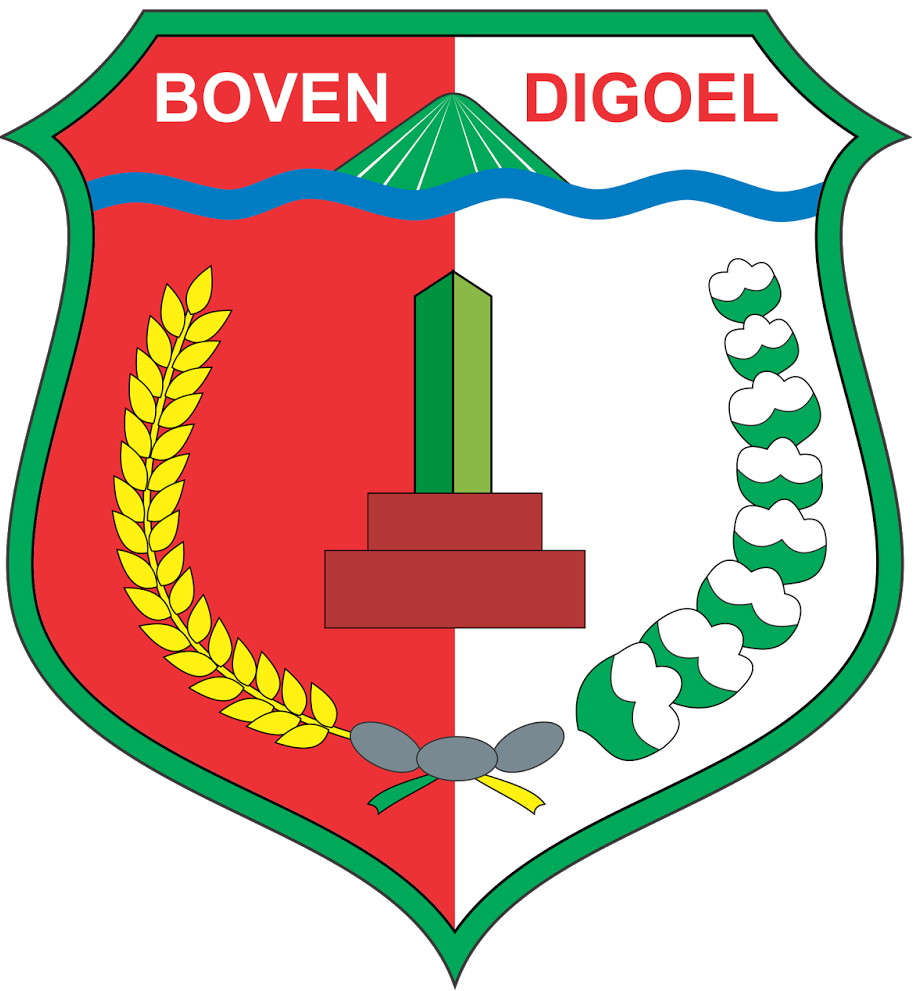
Бовен-Дігоель (регентство)
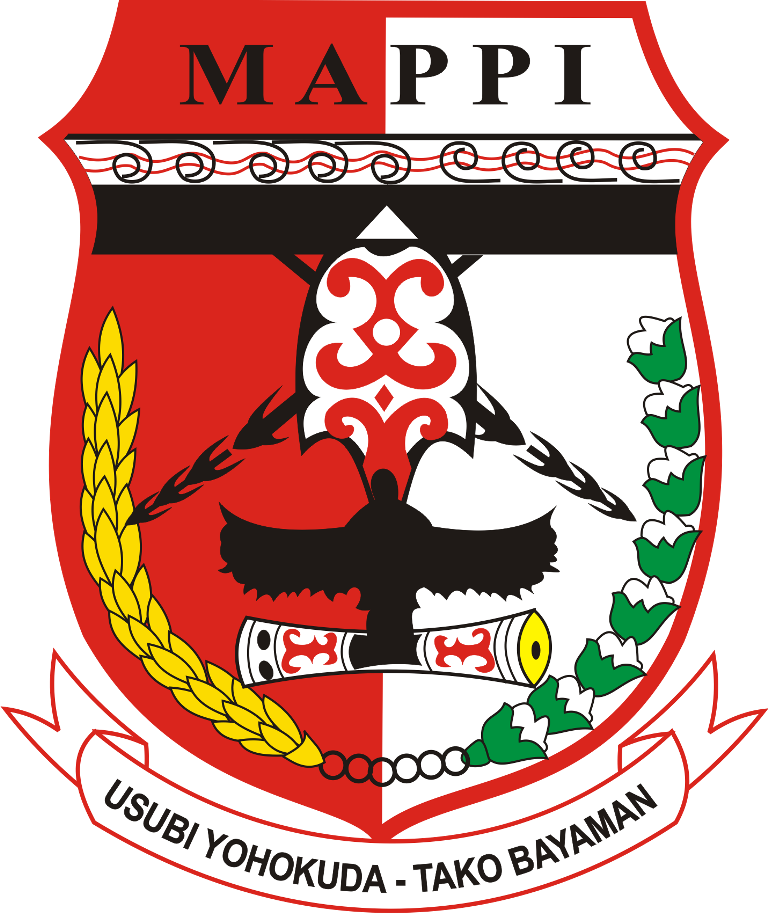
Маппі (регентство)
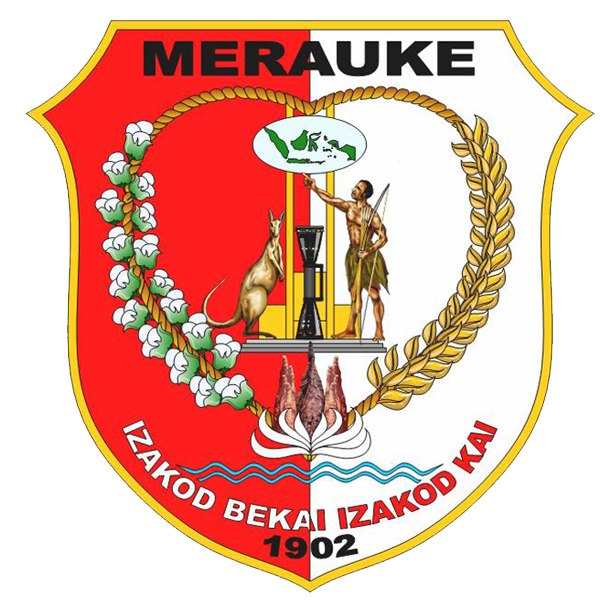
Мерауке (регентство)

### Високогірне Папуа

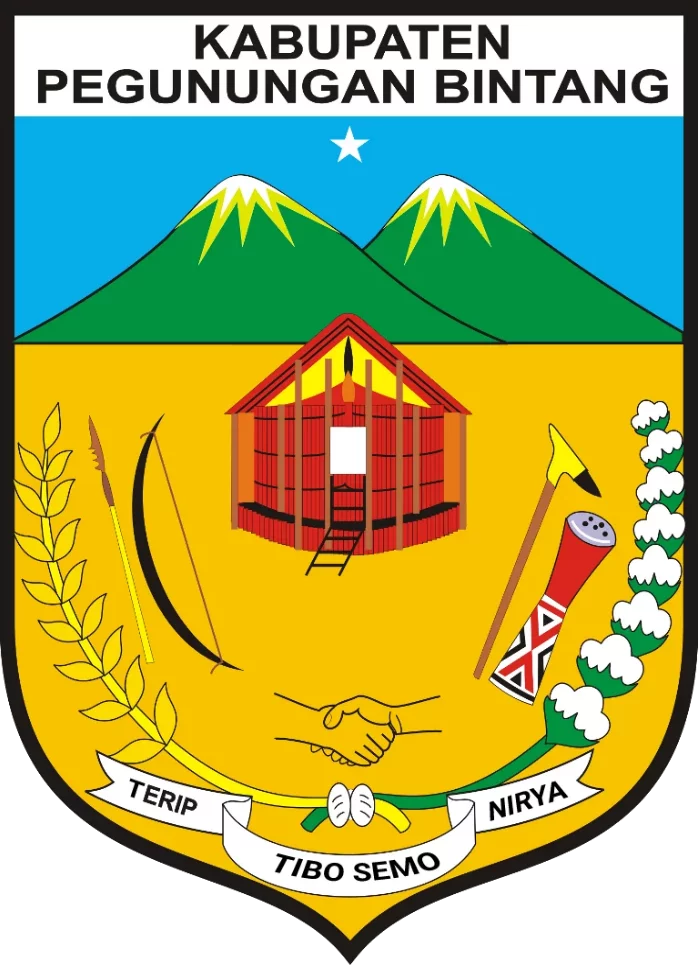
Гори Бінтанг (регентство)
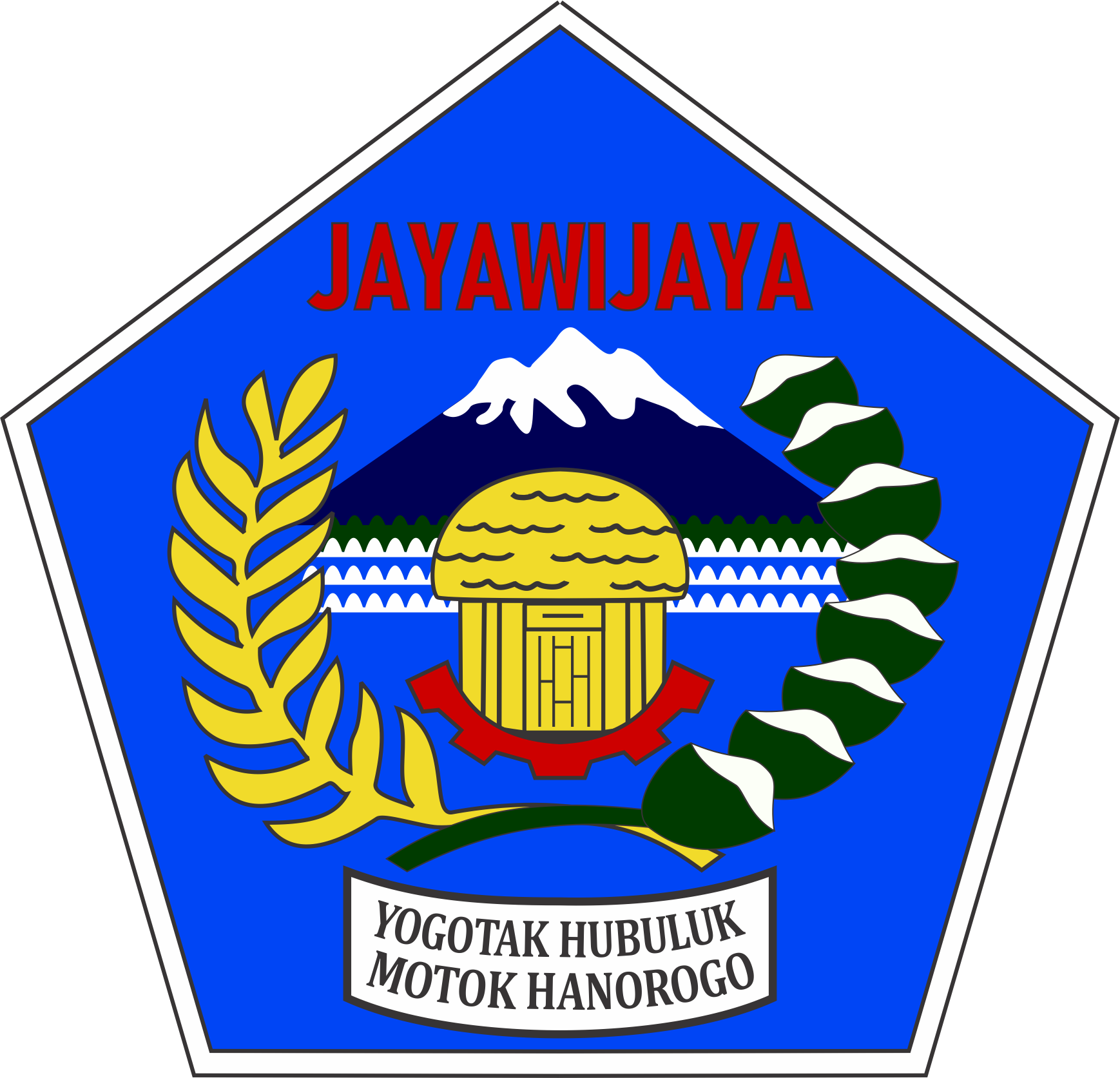
Джаявіяя (регентство)
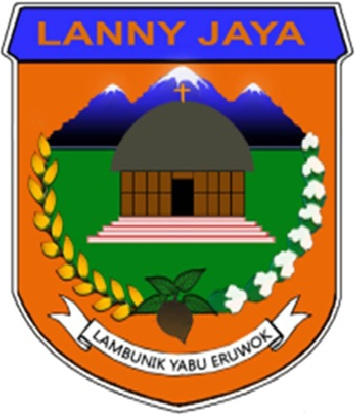
Ланні-Джая (регентство)
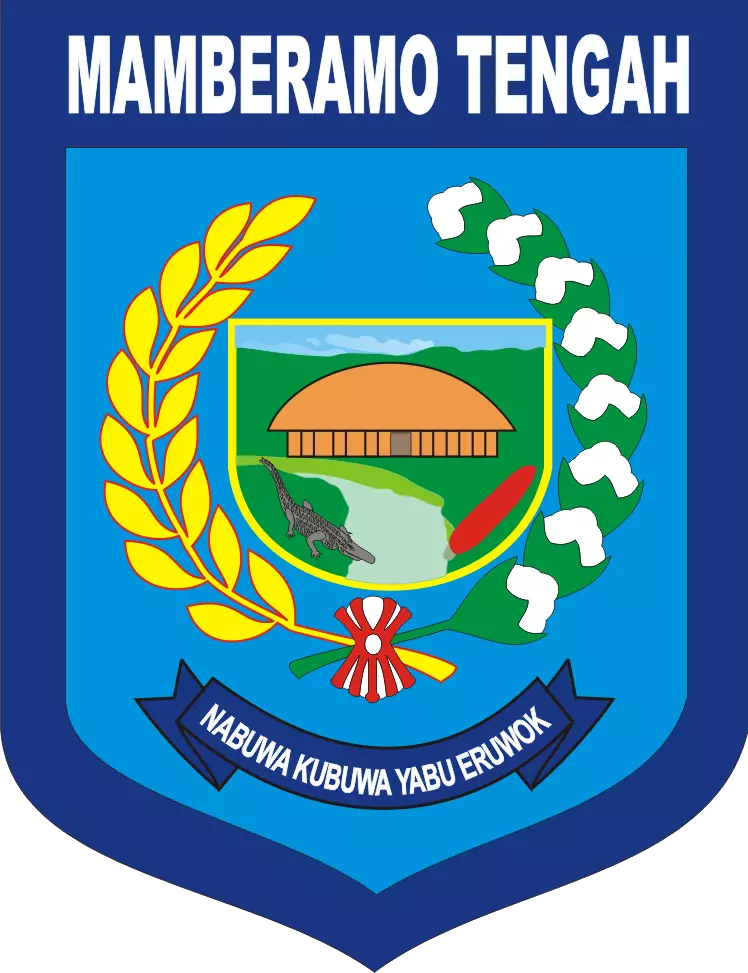
Центральний Мамберамо (регентство)
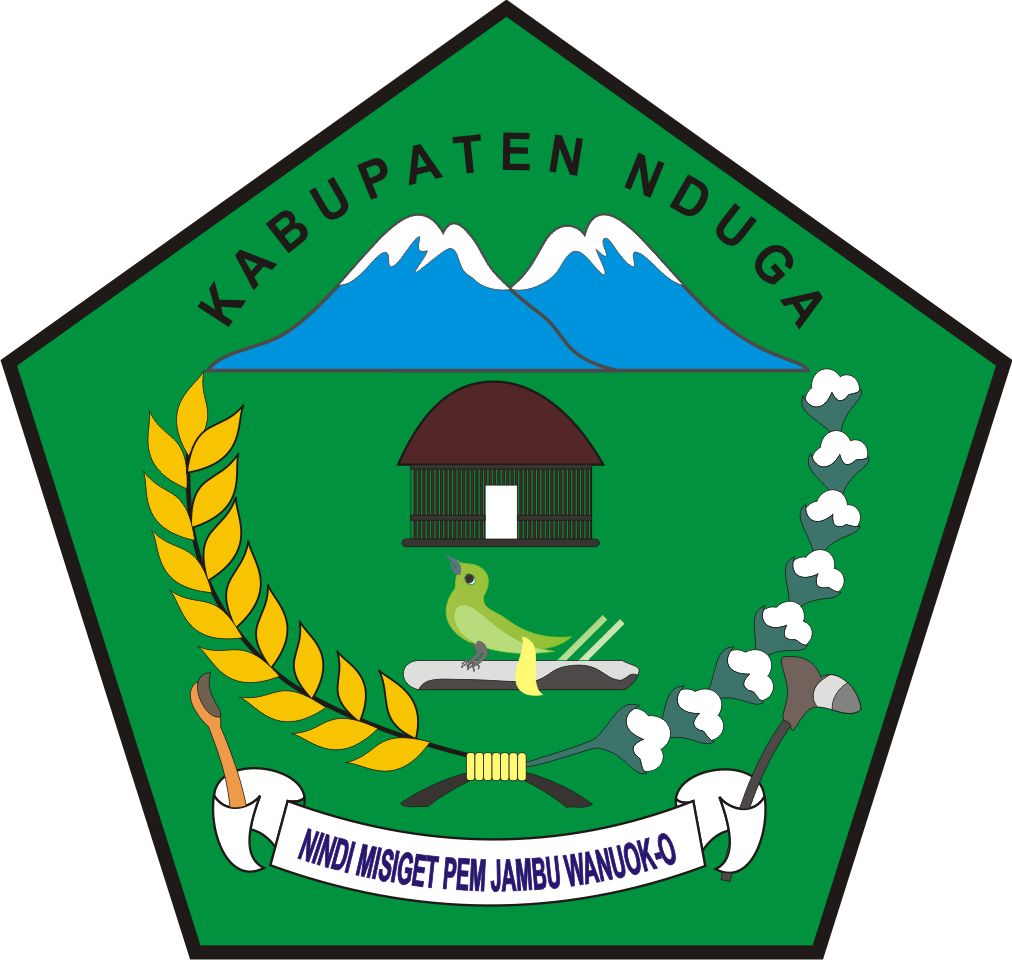
Ндуга (регентство)
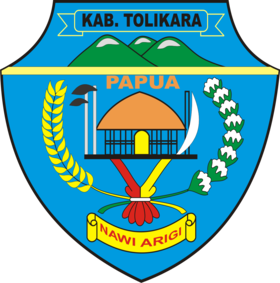
Толікара (регентство)
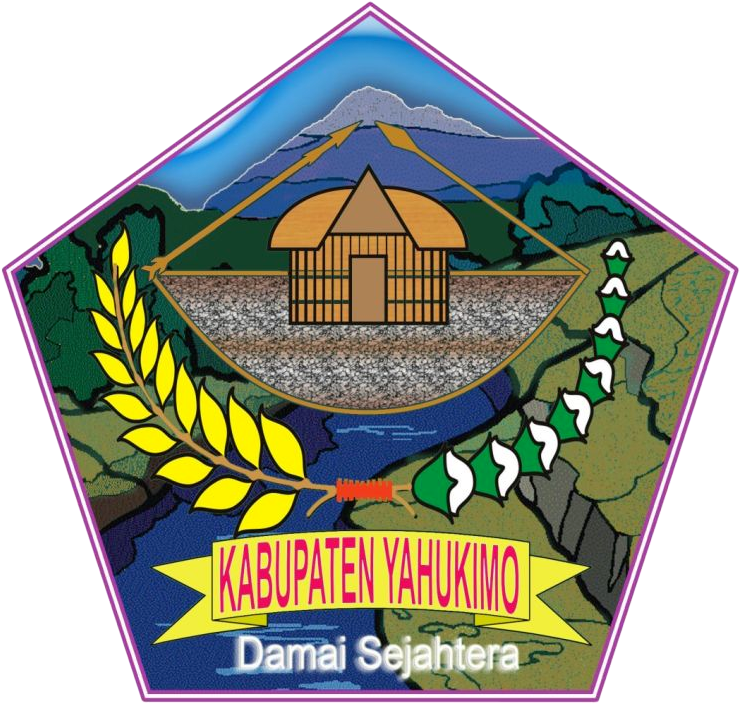
Яхукімо (регентство)
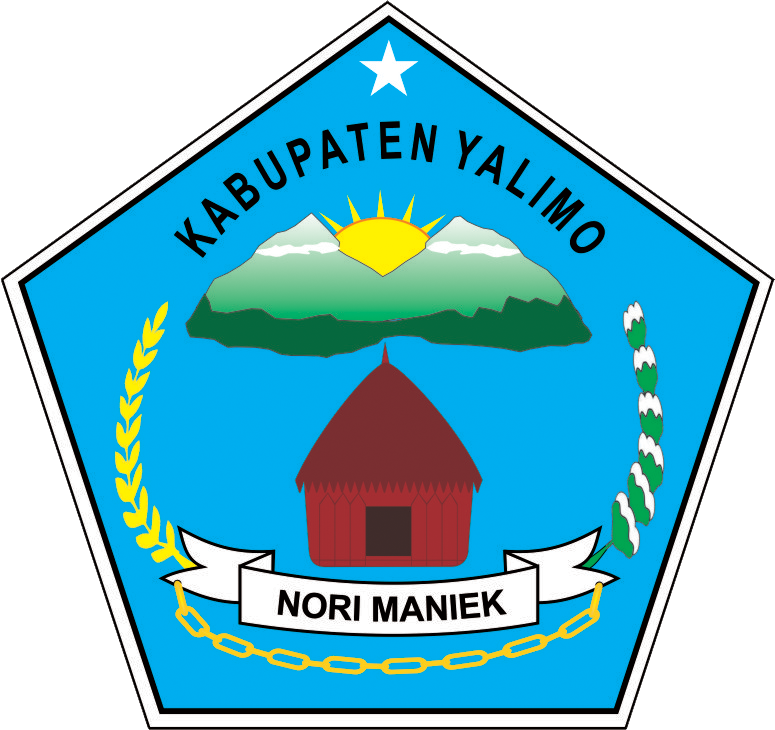
Ялімо (регентство)

### Папуа

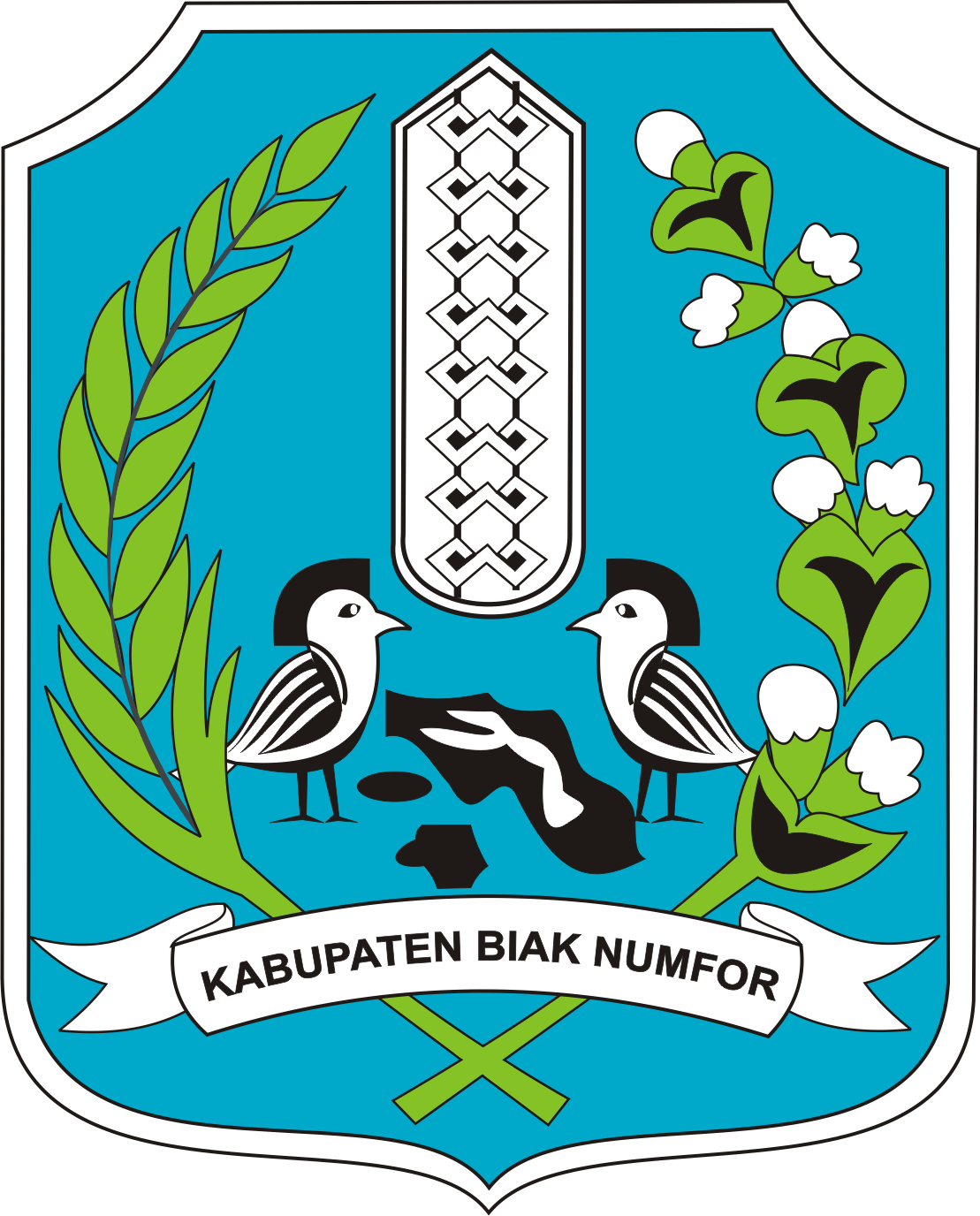
Біак-Нумфор (регентство)
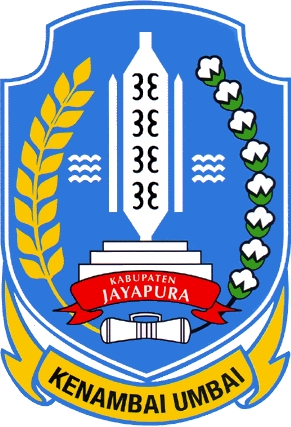
Джаяпура (регентство)
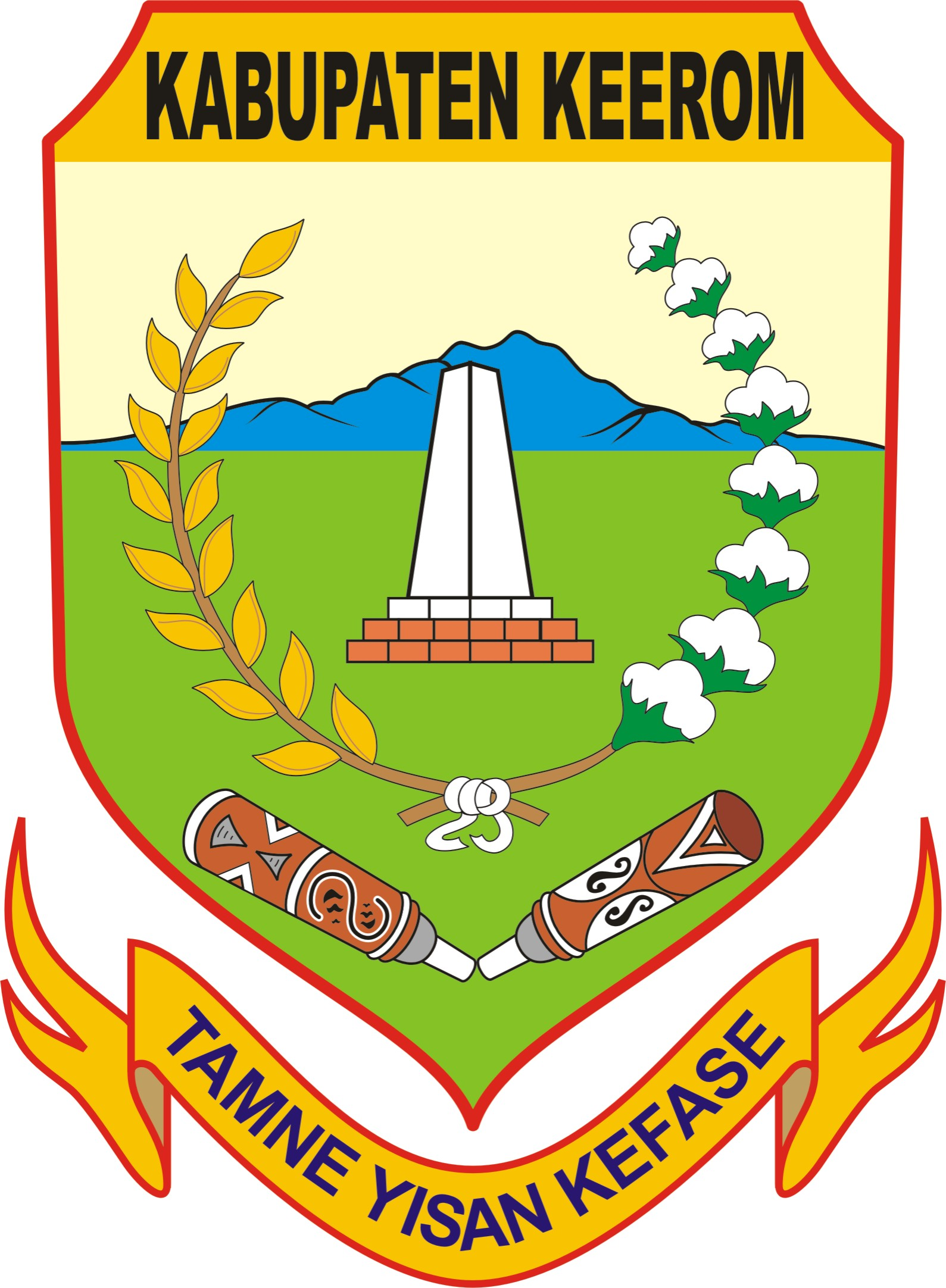
Кером (регентство)
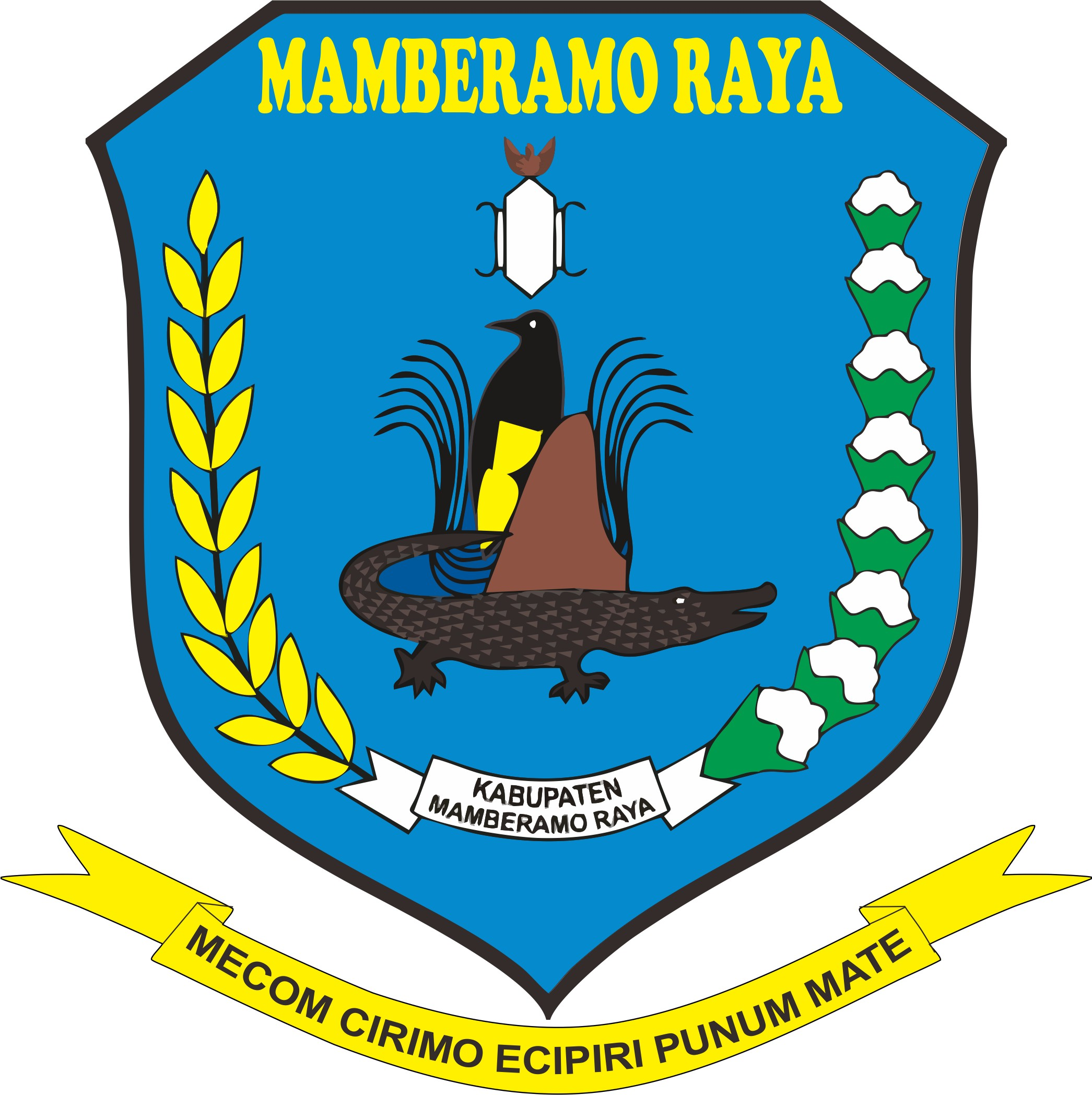
Мамберамо-Райя (регентство)
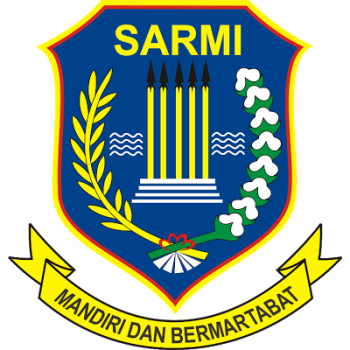
Сармі (регентство)
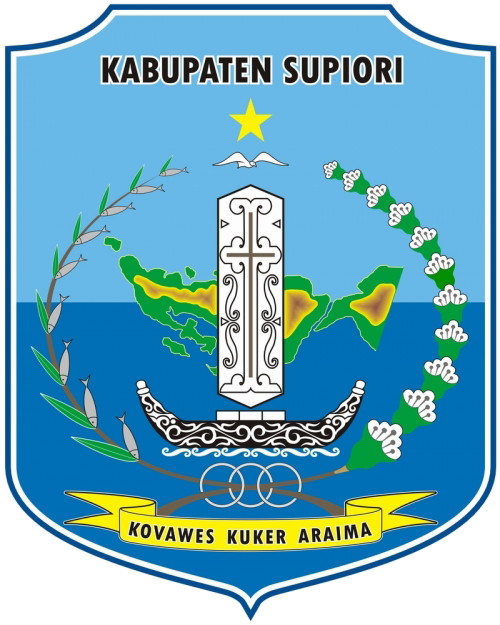
Супіорі (регентство)
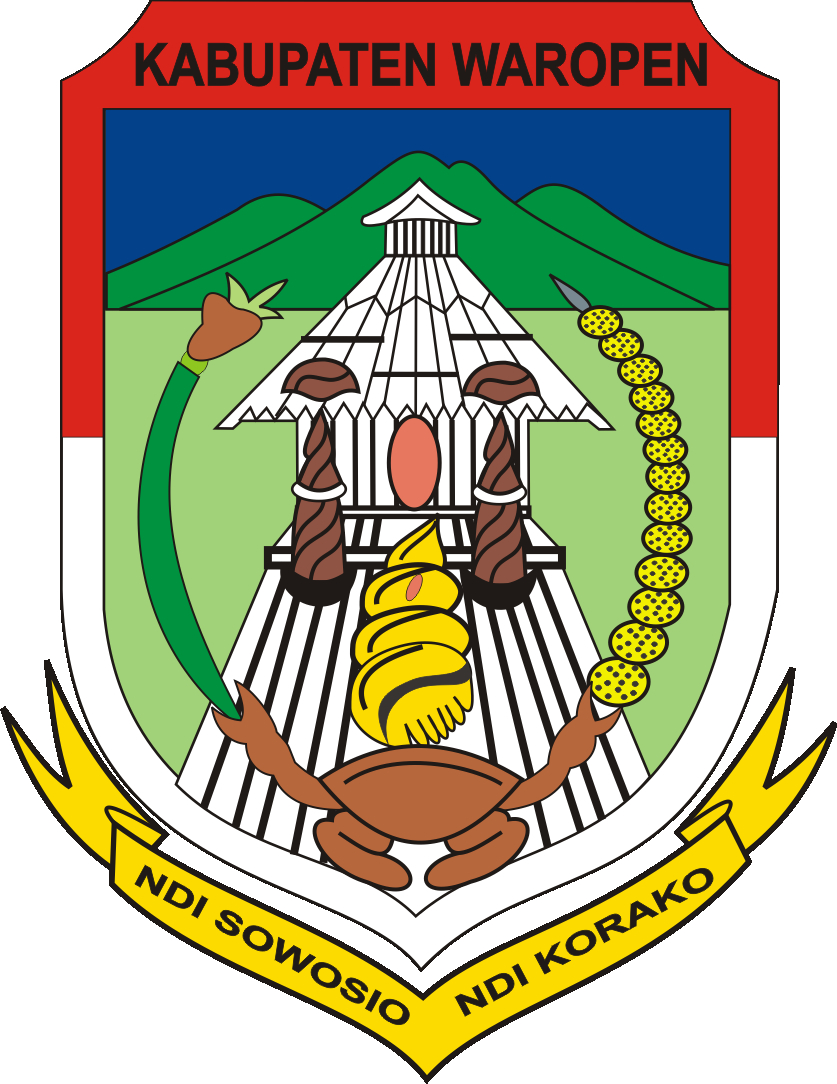
Варопен (ренентство)
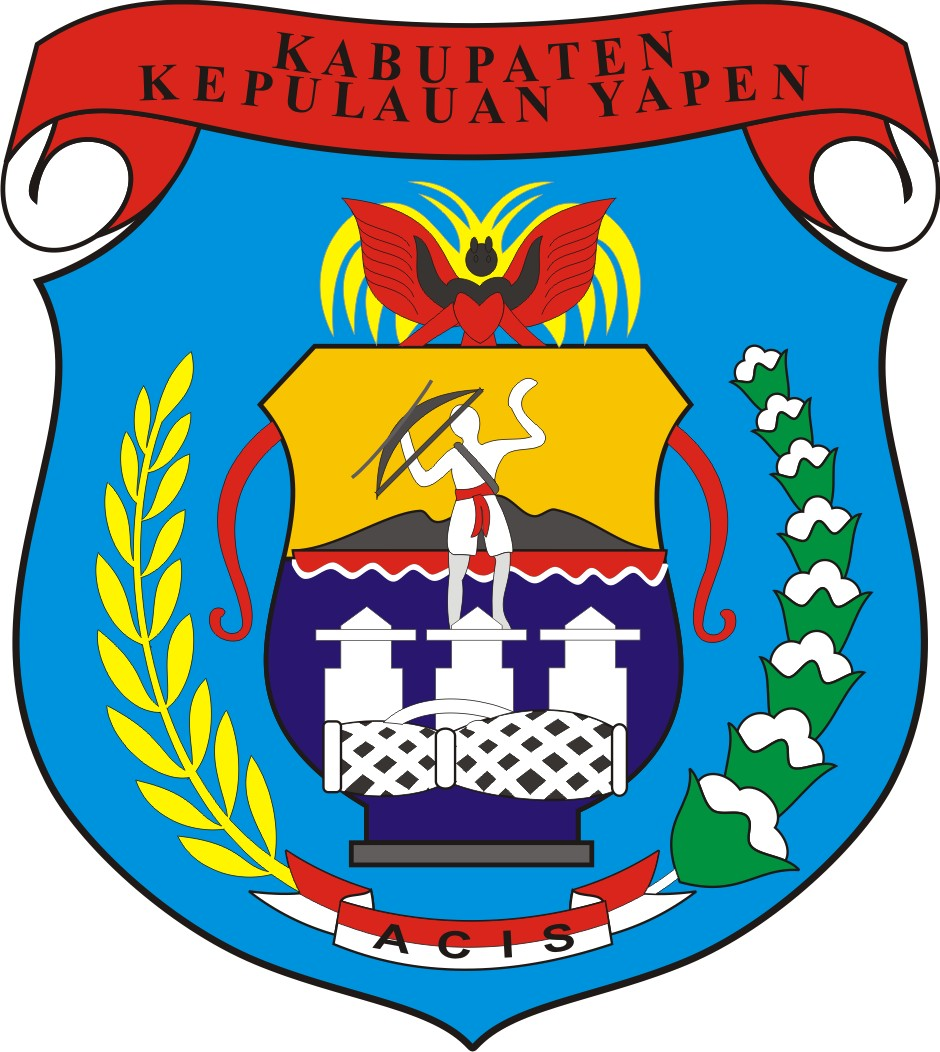
Острови Япен (регентство)
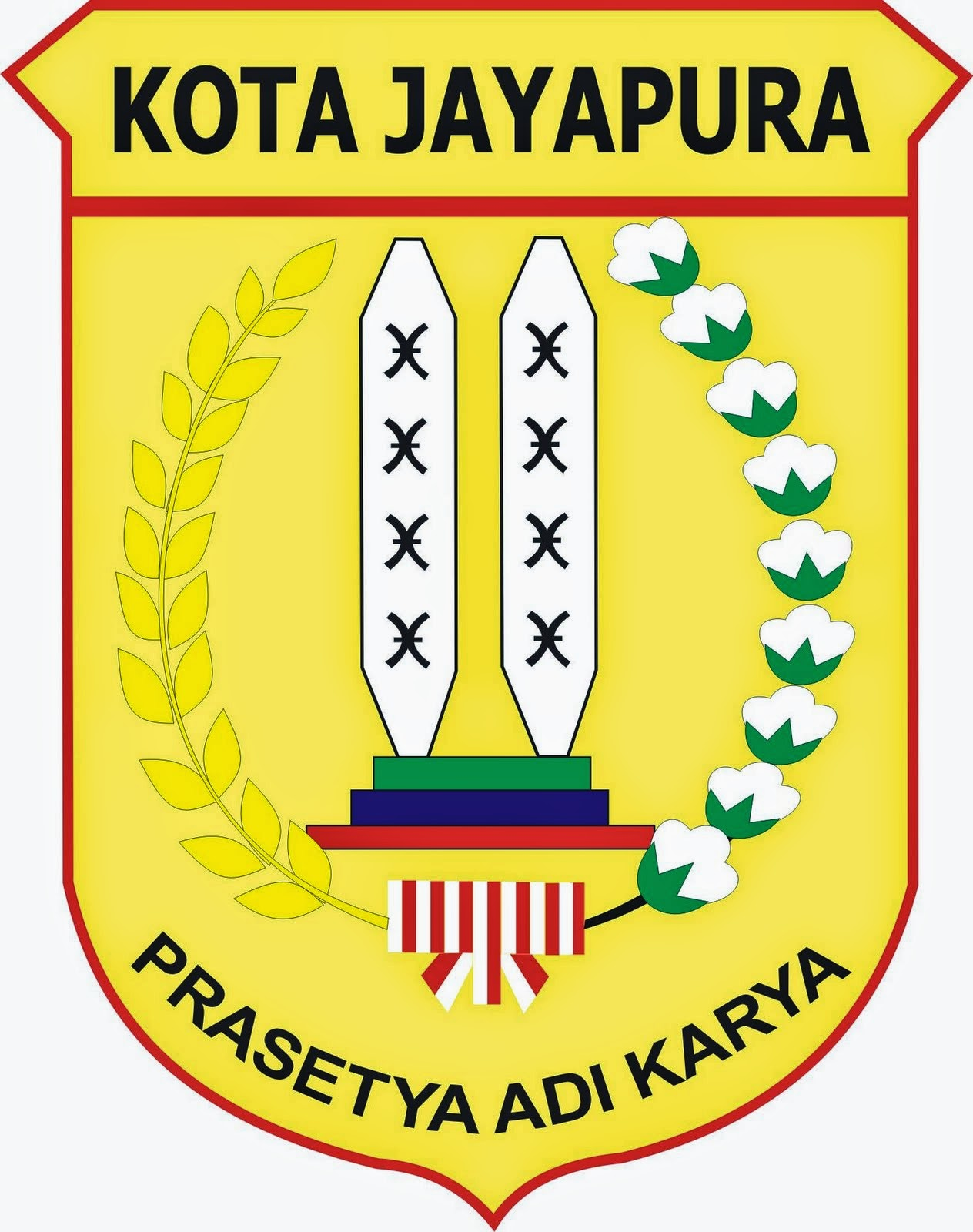
Джаяпура (місто)

## Історичні герби

### Національні

Емблема Ост-Індії (Індонезія) під час правління VOC (1602–1799)
Герб Голландської Ост-Індії (1800–1945)
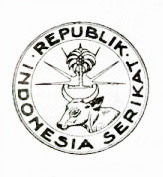
Проєкт першого дизайна герба Сполучених Штатів Індонезії (1949–1950)
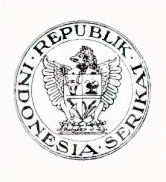
Проєкт другого дизайна  герба Сполучених Штатів Індонезії (1949–1950)
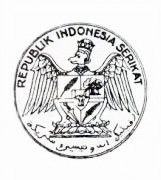
Проєкт третього дизайна  герба Сполучених Штатів Індонезії (1949–1950)
Один із ранніх дизайнів герба Сполучених Штатів Індонезії після третього дизайну, який Масюмі (1949–1950) вважав занадто міфічним.
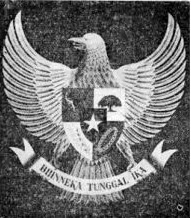
Прототип нинішнього національного герба, який вважається схожим на білоголового орлана США (1950)

### Королівства і султанати

Сурья Маджапахіт, емблема імперії Маджапахіт (1293–1527). Імперія була розпущена в 1527 році після поразки від султанату Демак.
Герб султанату Джок'якарта (з 1755 р.), єдиної монархії з політичною владою в Індонезії.
Емблема сунанату Суракарта (з 1745 р.). Його політичну владу 1946 року перебрав уряд, і територія об'єдналася в Центральну Яву. Але він все ще існує як захисник яванської культури
Герб Пакуаламана, монархії у складі великого султанату Джок'якарта
Герб султанату Ріау-Лінга (1824-1911). Султанат був окупований, а потім скасований голландцями в 1911 році, а його територія була безпосередньо приєднана до Голландської Ост-Індії.
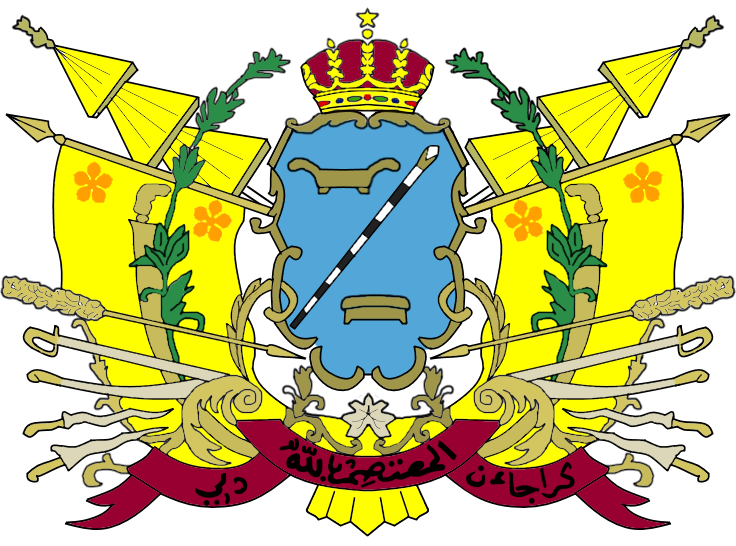
Герб Делійського султанату (1632-1946). Його політичну владу перебрав уряд у 1946 році, і територія об'єдналася з Північною Суматрою.
Герб Понтіанакського султанату (1771-1950). Його політичну владу перебрав уряд у 1959 році, і територія об'єдналася в Західний Калімантан.
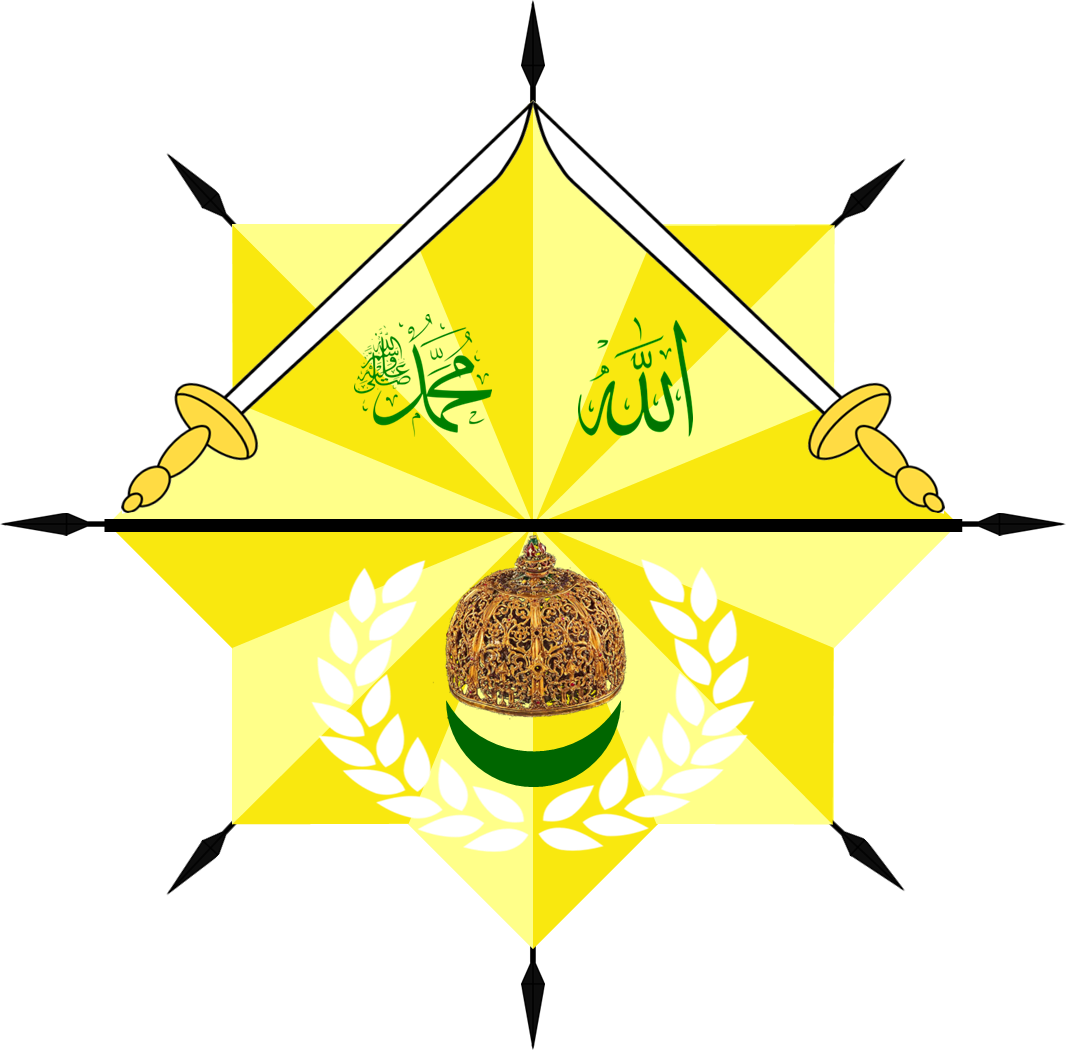
Емблема султанату Бантен (1527–1813). Султанат був розгромлений і скасований голландською владою в 1813 році, а його решту території було приєднано до Голландської Ост-Індії.
Королівська печатка султана Тангкала Алама королівства Пагаруюнг (1347–1833). Королівство зазнало поразки та ліквідовано голландцями в 1833 році після війни Падрі, а його решта території було приєднано до Голландської Ост-Індії.
Емблема Республіки Ланьфан (1777–1884), держави-данника династії Цін, заснованої на Західному Калімантані, яка потім була окупована та розпущена голландцями в 1884 році.

### Частини Індонезії

#### Держави

Герб колишньої держави Східна Індонезія (1946–1950).
Герб колишньої держави Східна Індонезія (1946–1950) із гербом.
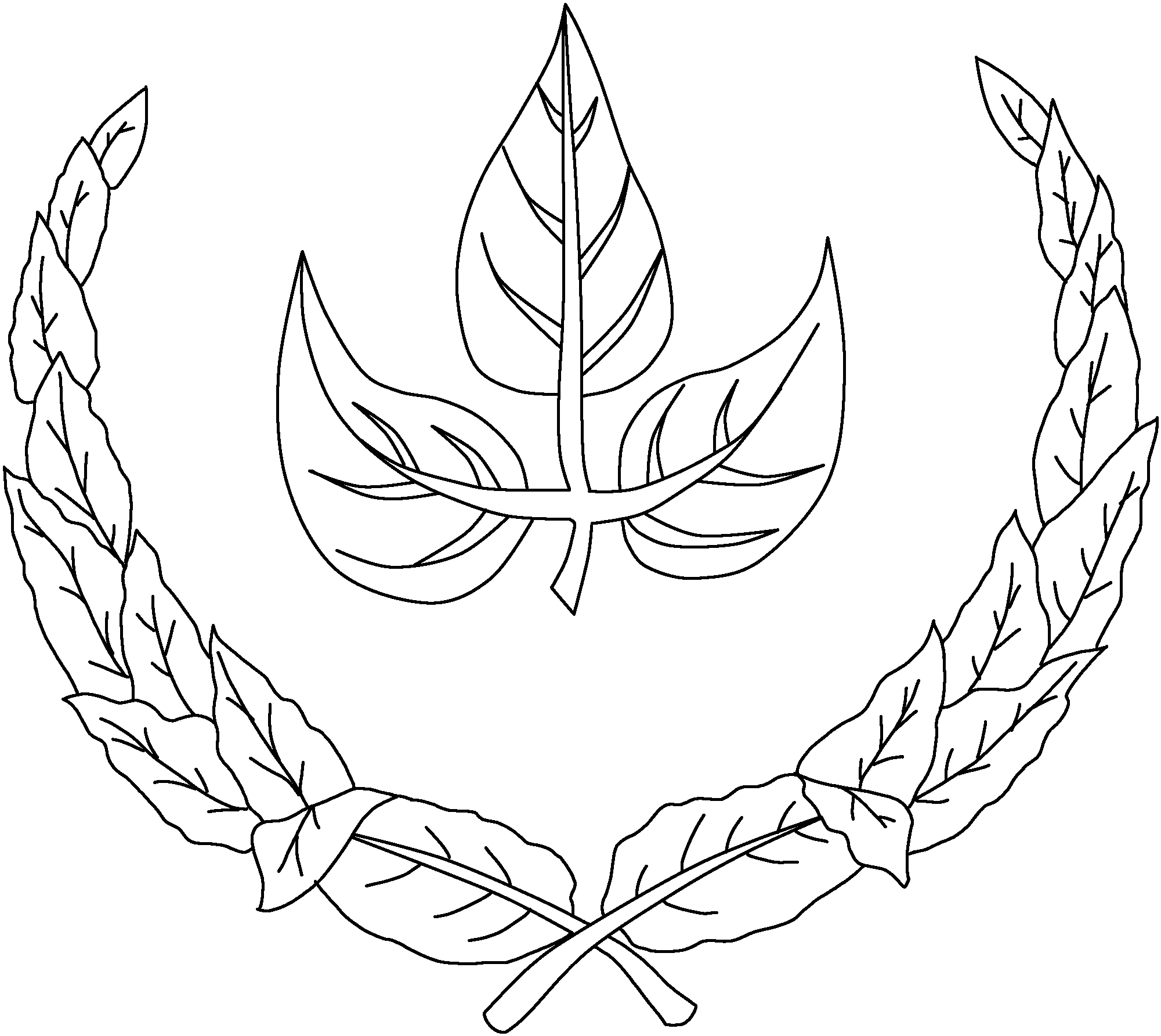
Герб колишнього штату Східна Суматра (1947–1950)
Герб колишнього штату Пасундан (1948–1950).

#### Провінції

Емблема колишньої провінції Східний Тимор (1976–1999), нині незалежної держави Східний Тимор.
Емблема колишнього муніципалітету Великої Джакарти (1951–1960) і перша емблема спеціального столичного регіону Джакарти (1960–1963).
Колишня емблема спеціального столичного регіону Джакарти (1963–1964). Девіз був написаний у республіканській правописній системі, яка в поточній версії з 1964 року була замінена індонезійською орфографічною системою.
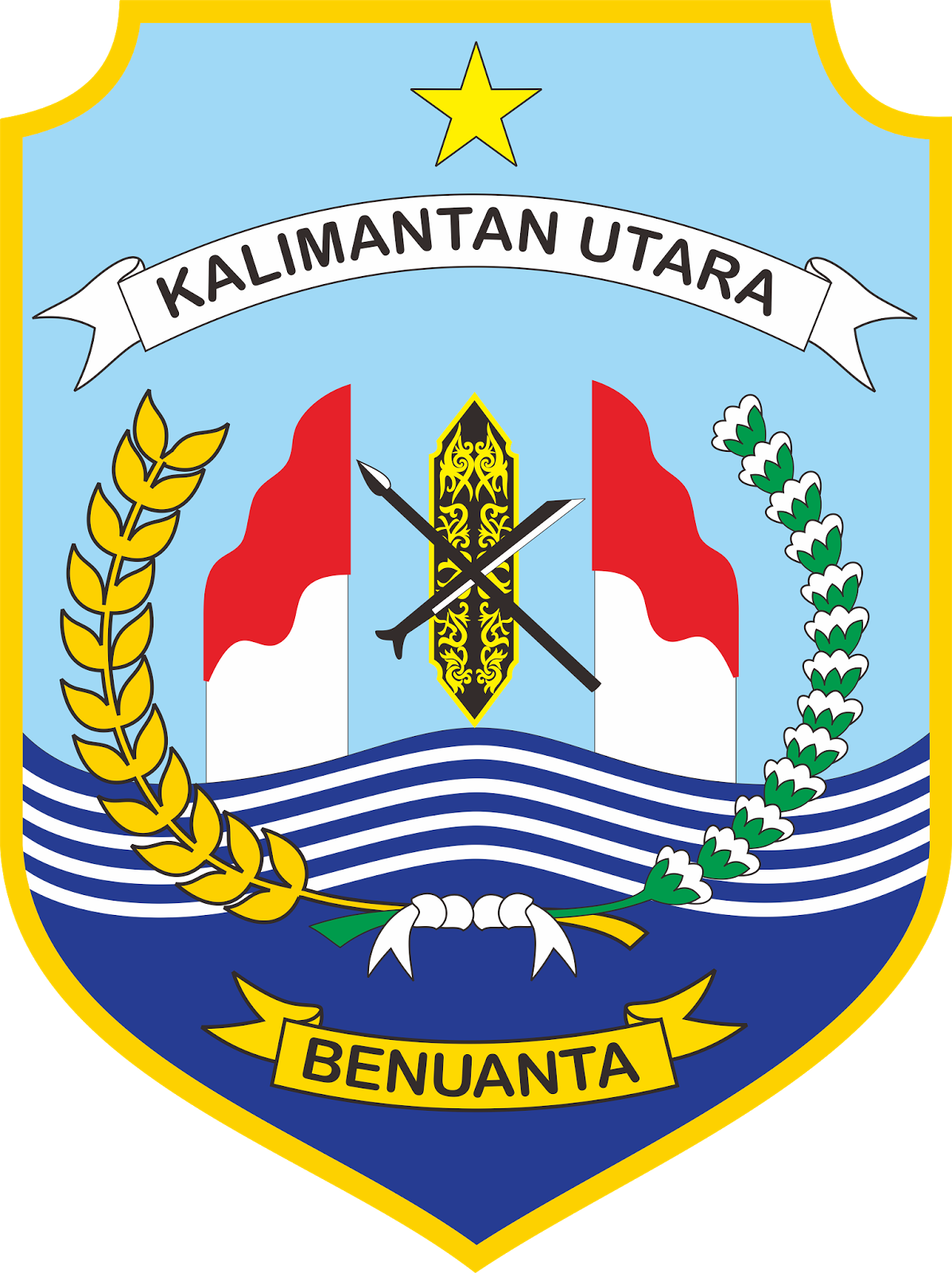
Колишня емблема Північного Калімантану (2014–2021) згідно з розпорядженням губернатора Північного Калімантану № 4/2014.
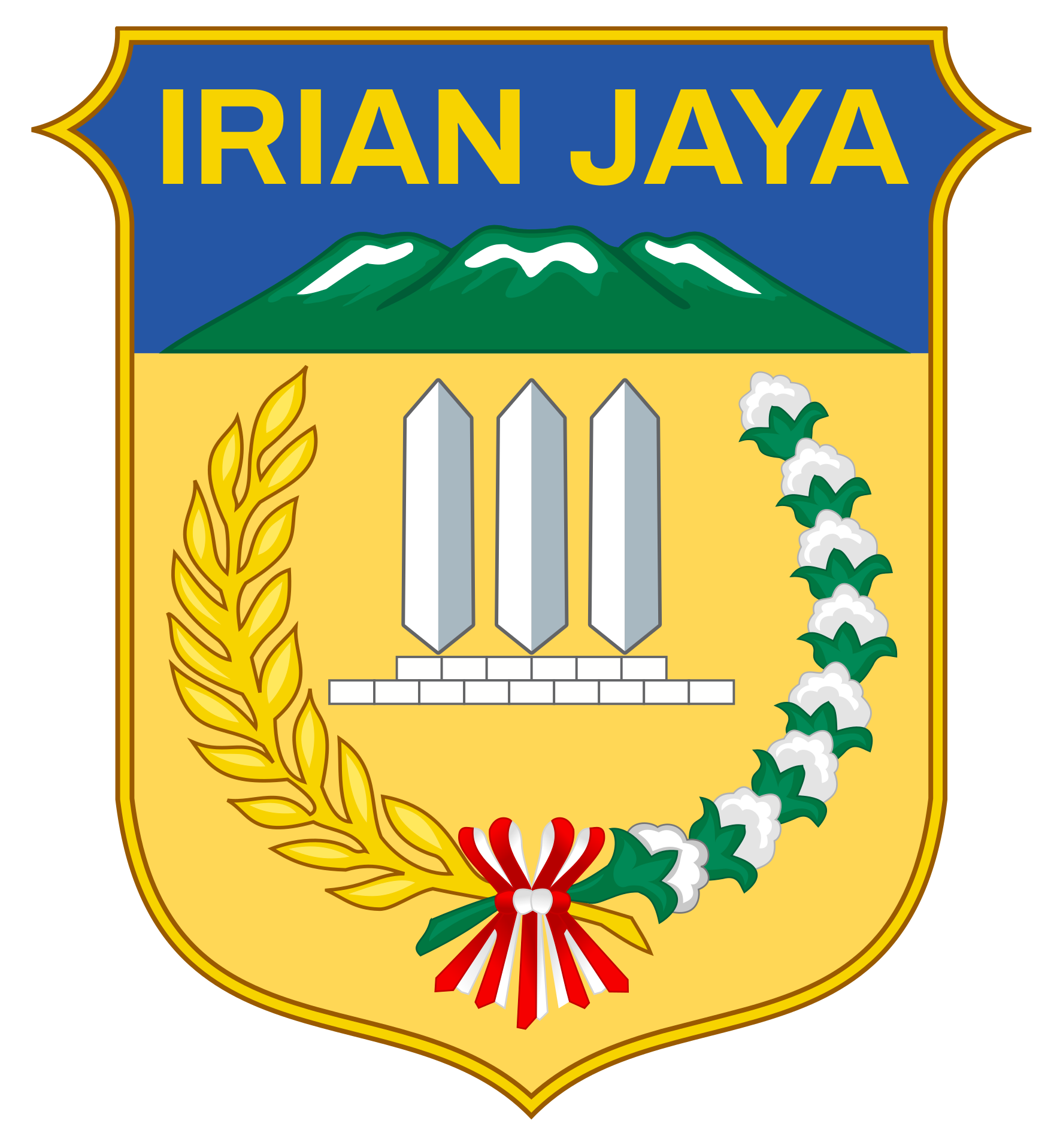
Колишня емблема тодішнього Іріан-Джая (1963–2002), нині Папуа.
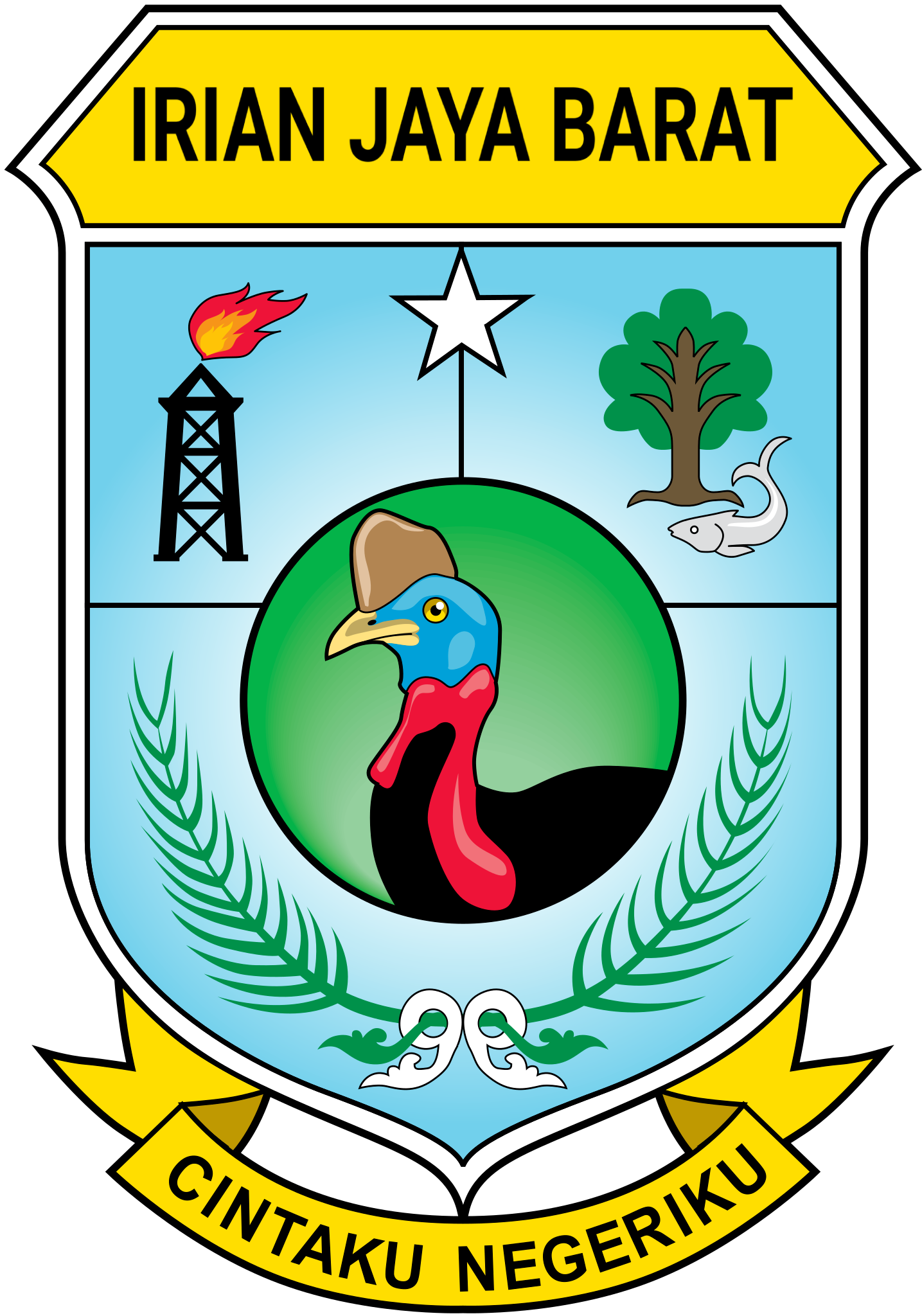
Колишня емблема тодішнього Західного Іріан-Джая (1999–2007), нині Західне Папуа.
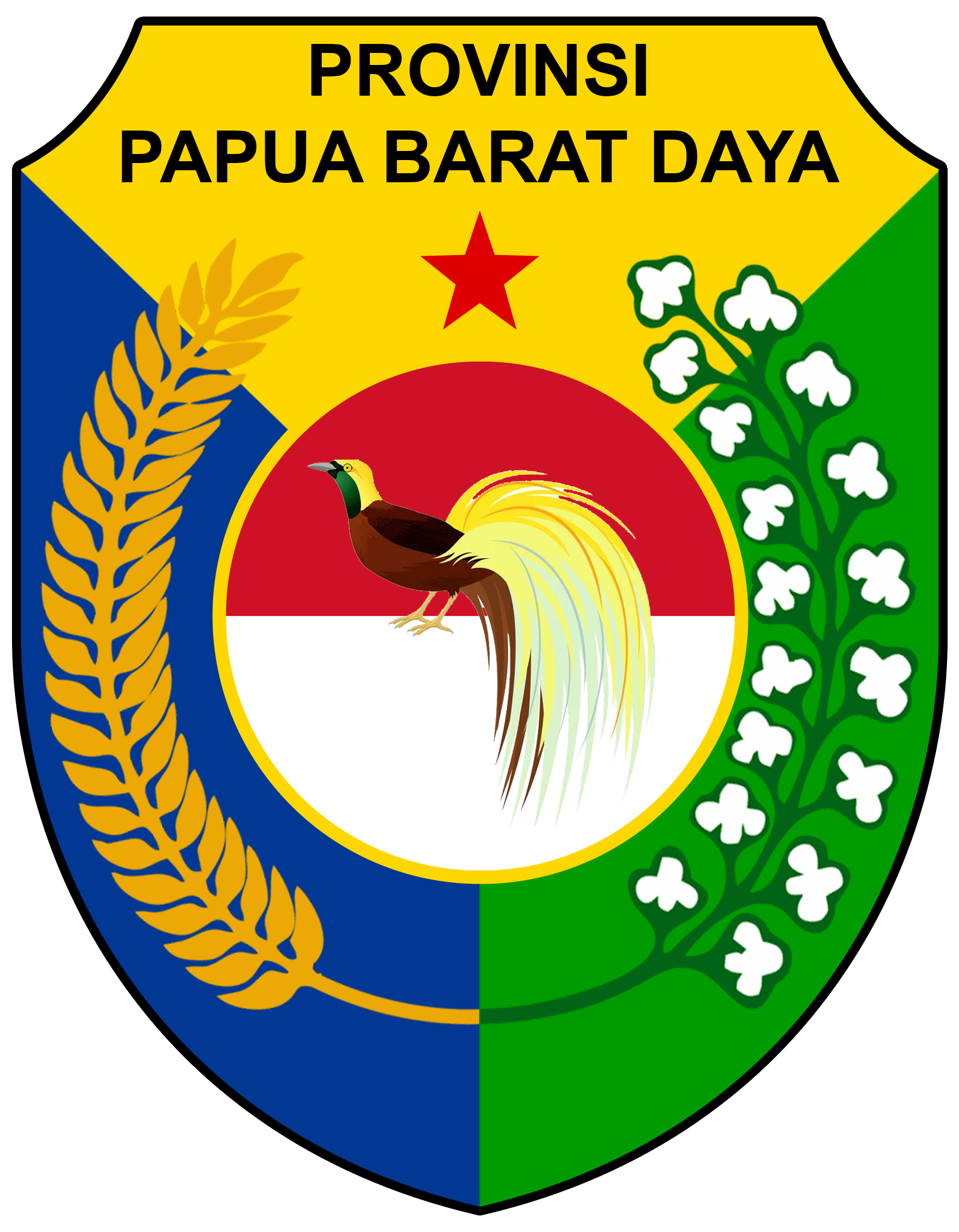
Емблема Президії Південно-Західного Папуа, організації, яка підтримала створення нової провінції.
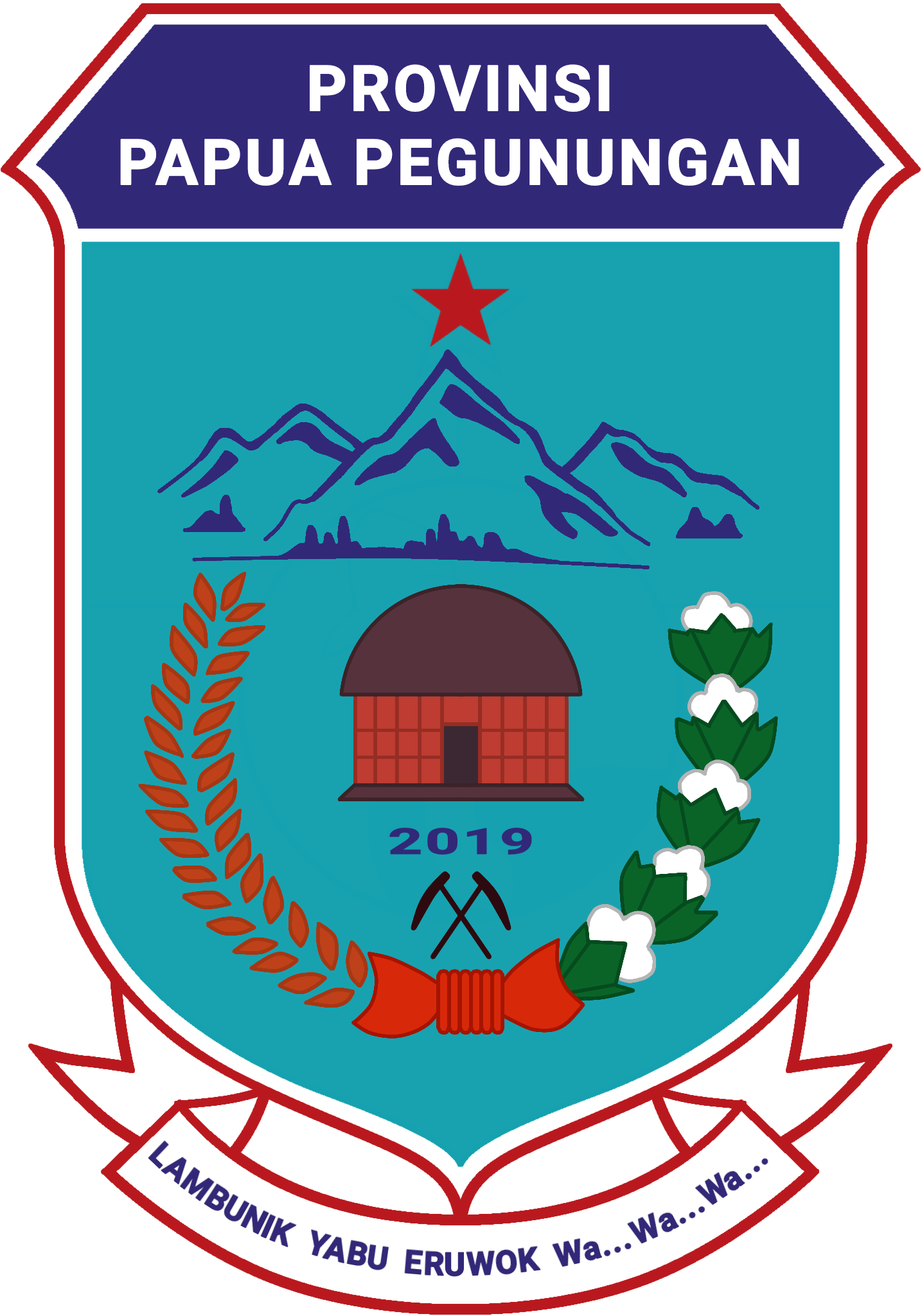
Емблема Секретаріату Хайленд-Папуа, організації, яка підтримала створення нової провінції.

#### Колоніальна епоха

Герб Амбона під час голландської колонізації.
Герб Бандунга під час голландської колонізації.
Герб Батавії під час голландської колонізації, яка тепер називається Джакарта.
Герб Буйтензорга під час голландської колонізації, нині називається Богор.
Герб Черібона під час голландської колонізації, нині називається Сіребон.
Герб Гарута під час голландської колонізації.
Герб Магеланга під час голландської колонізації.
Герб Макасара під час голландської колонізації.
Герб Маланга під час голландської колонізації.
Герб Манадо під час голландської колонізації.
Герб Медану під час голландської колонізації.
Герб Оостгавена під час голландської колонізації, нині називається Бандар-Лампунг.
Герб Паданга під час голландської колонізації.
Герб Палембангу під час голландської колонізації.
Герб Пекалонгана під час голландської колонізації.
Герб Семаранга під час голландської колонізації.
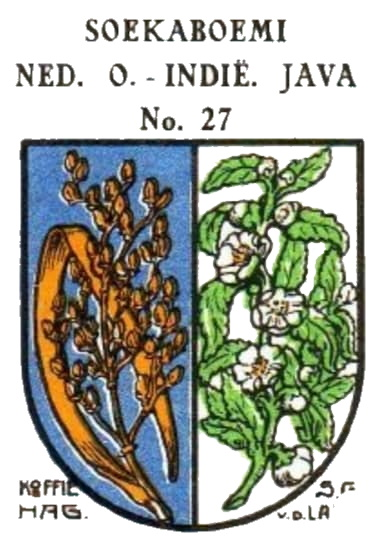
Герб Сукабумі під час голландської колонізації.
Герб Сурабаї під час голландської колонізації.
Герб Мадіуна під час голландської колонізації.
Герб Понтіанака під час голландської колонізації.

#### Міста та регіони

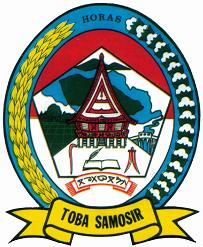
Колишній герб регентства Тоба Самосір. З 2020 року регентство було перейменовано на регентство Тоба, що вплинуло на використання колишнього герба.
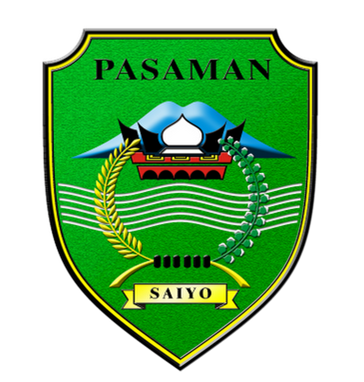
Колишня емблема Пасаманського регентства (1981-2012). Зі створенням на його території нового Західного Пасаманського регентства цей логотип був визнаний таким, що не відповідає сучасним реаліям, і замінений на новий.
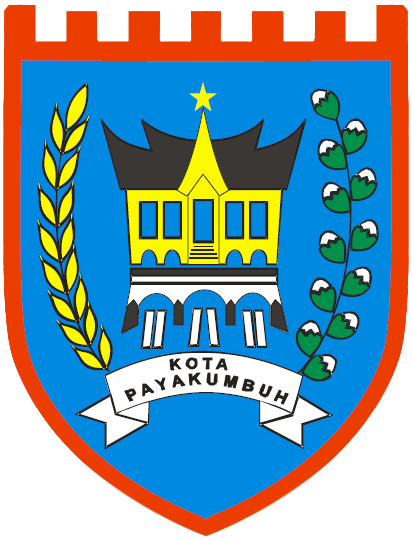
Колишній герб міста Паякумбух (1972-2012). З приєднанням до його території більшої кількості нагарі, цей логотип був визнаний таким, що не відображає сучасну реальність, і замінений на новий.
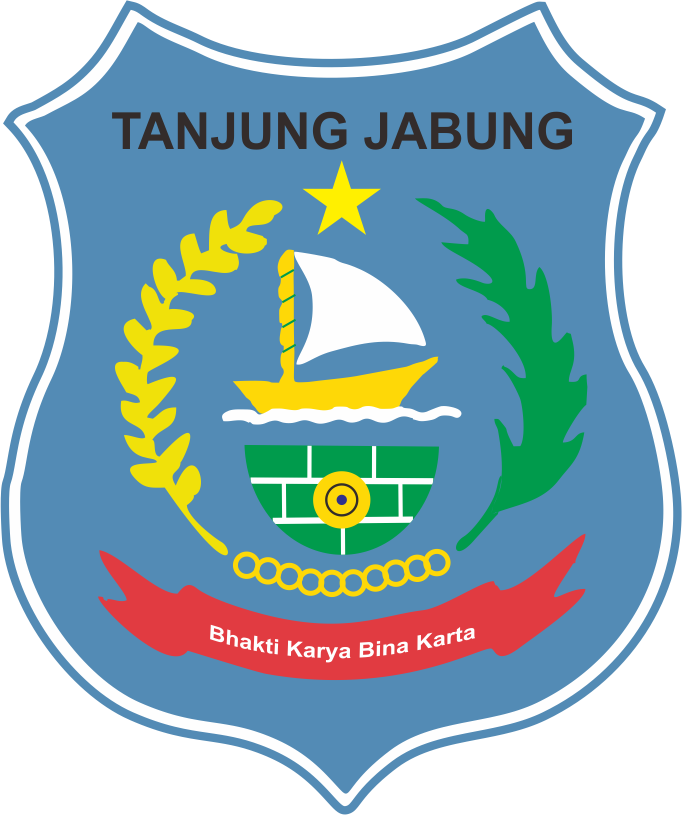
Емблема колишнього регентства Танджунг-Джабунг, яке з 1999 року розділене на Західне регентство Танджунг-Джабунг та Східне регентство Танджунг-Джабунг.
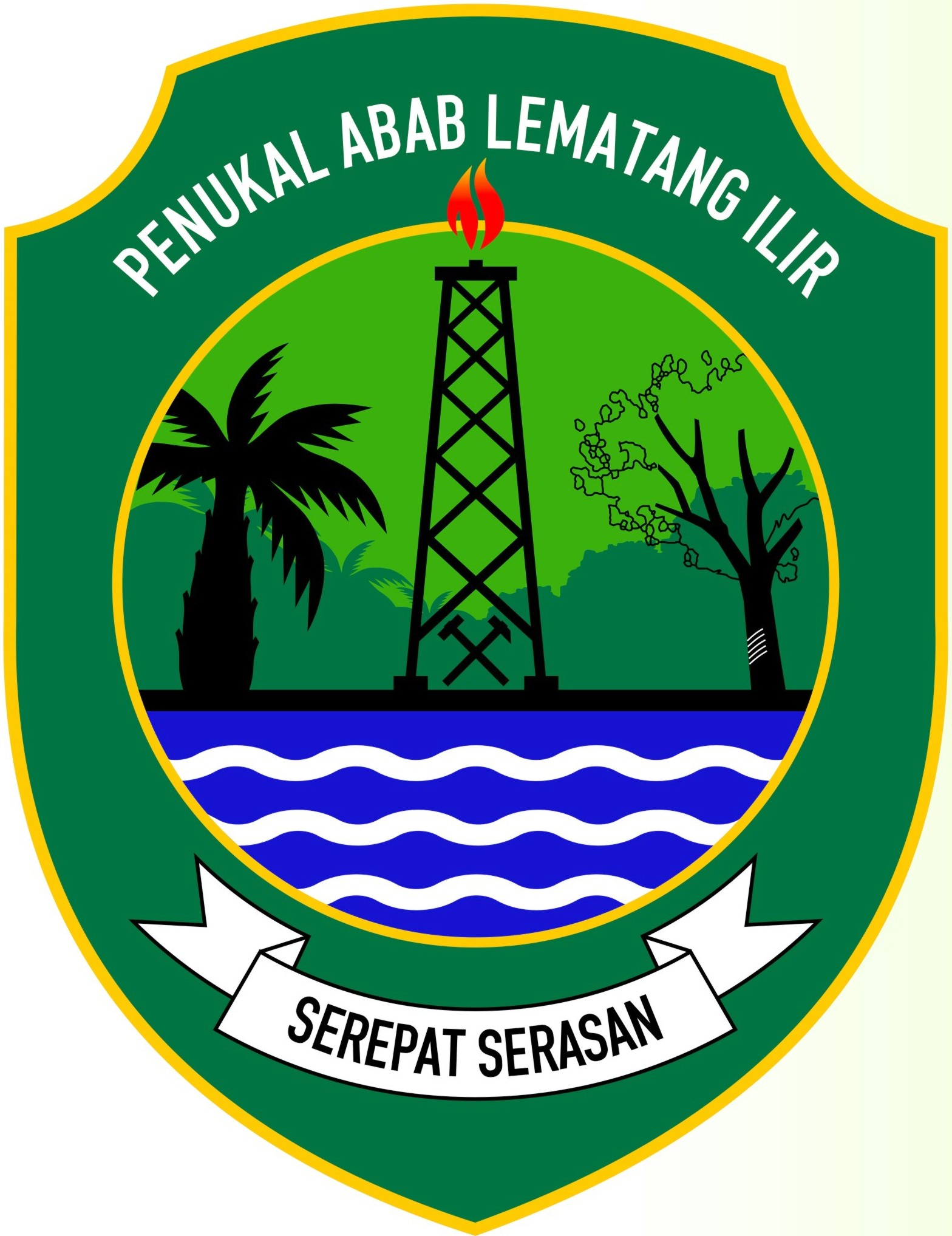
Колишній логотип регентства Пенукал-Абаб-Лематанг (2012-2016), де рис і бавовна ще не додані.
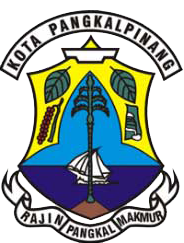
Колишня емблема Панкалпінанга
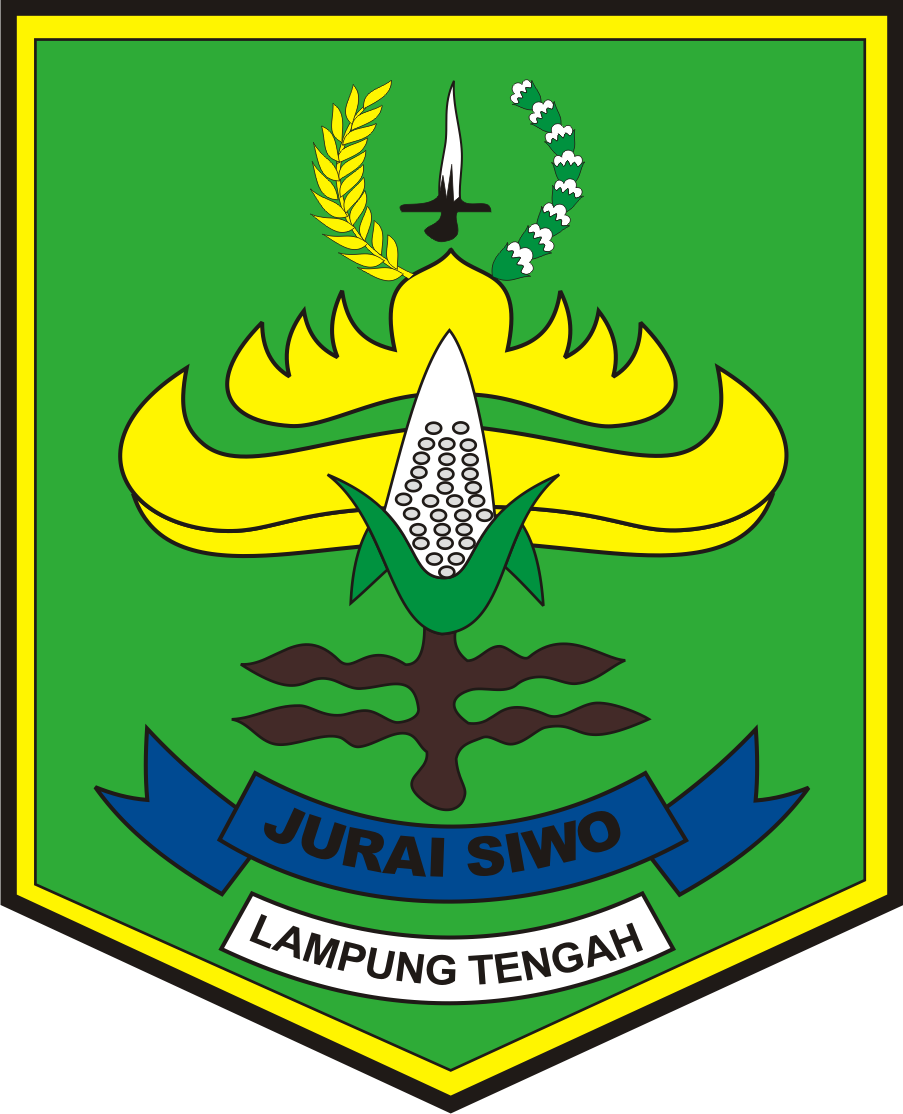
Колишній герб регентства Центрального Лампунга
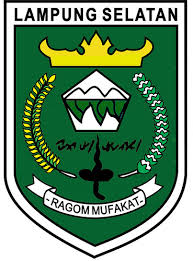
Колишня емблема регентства Південний Лампунг (1981-2011), цей логотип був визнаний таким, що не відображає сучасну реальність, і замінений у 2011 році.
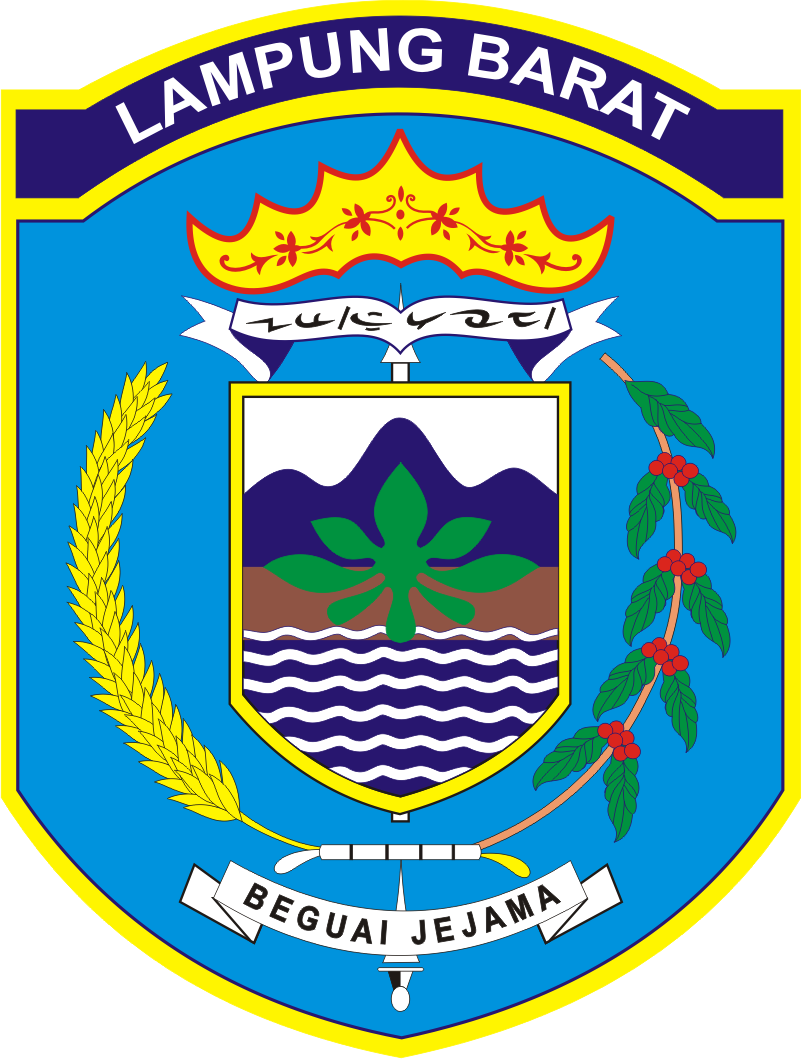
Колишня емблема регентства Західний Лампунг, після створення на його території регентства Песісір-Барат, цей логотип був визнаний таким, що не відображає сучасну реальність, і замінений у 2015 році.
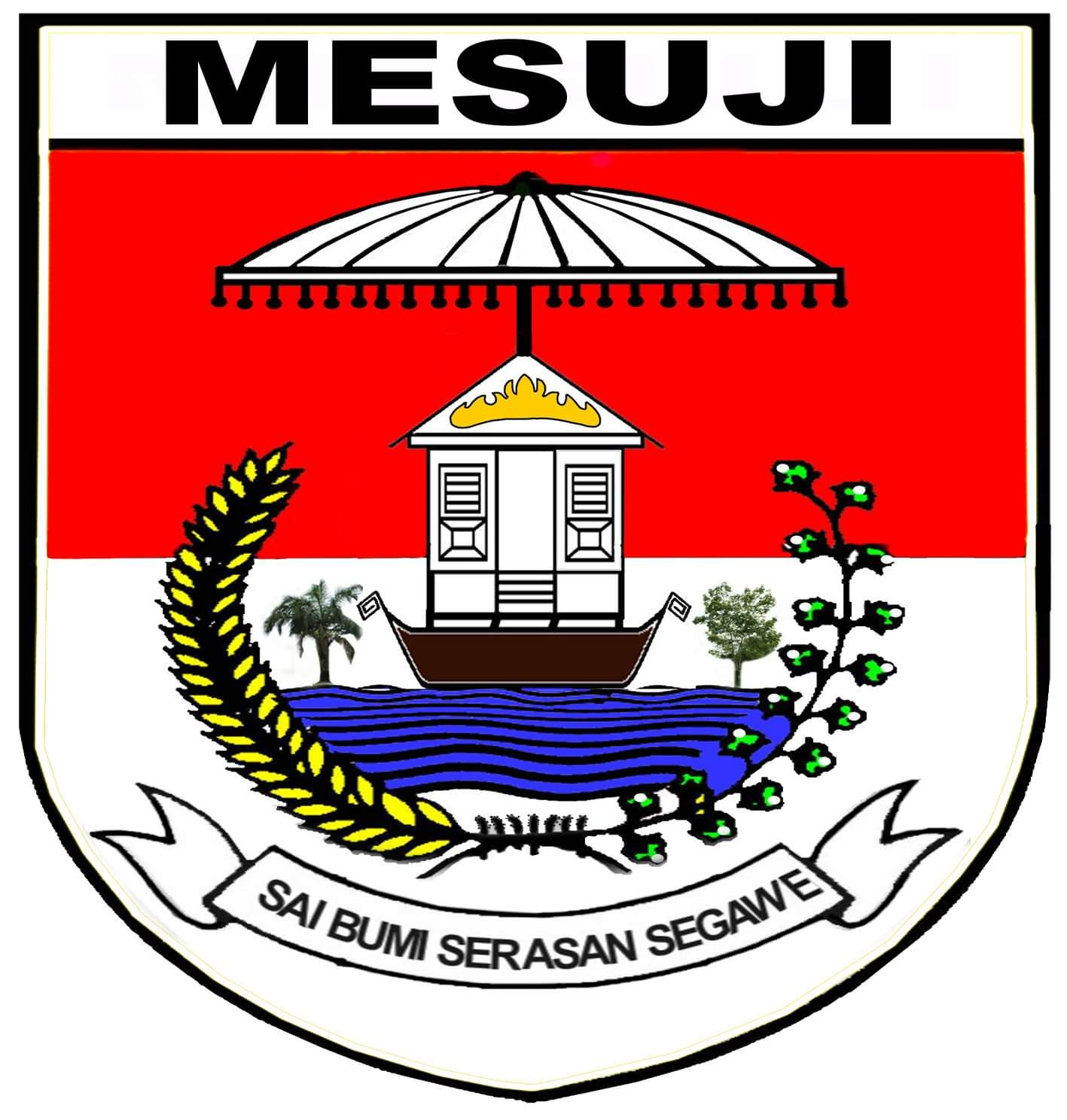
Колишній герб регентства Месуджі (2011-2017).
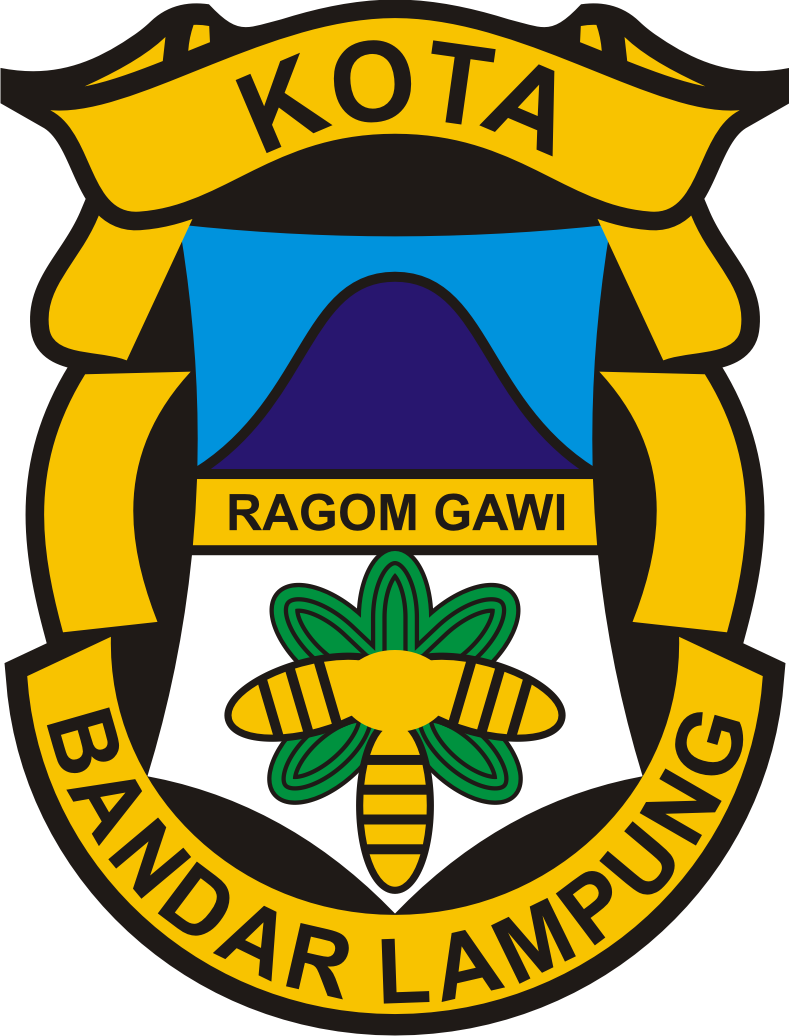
Колишня емблема Бандар-Лампунг
Колишній герб регентства Баньярнегара (1967-2022)
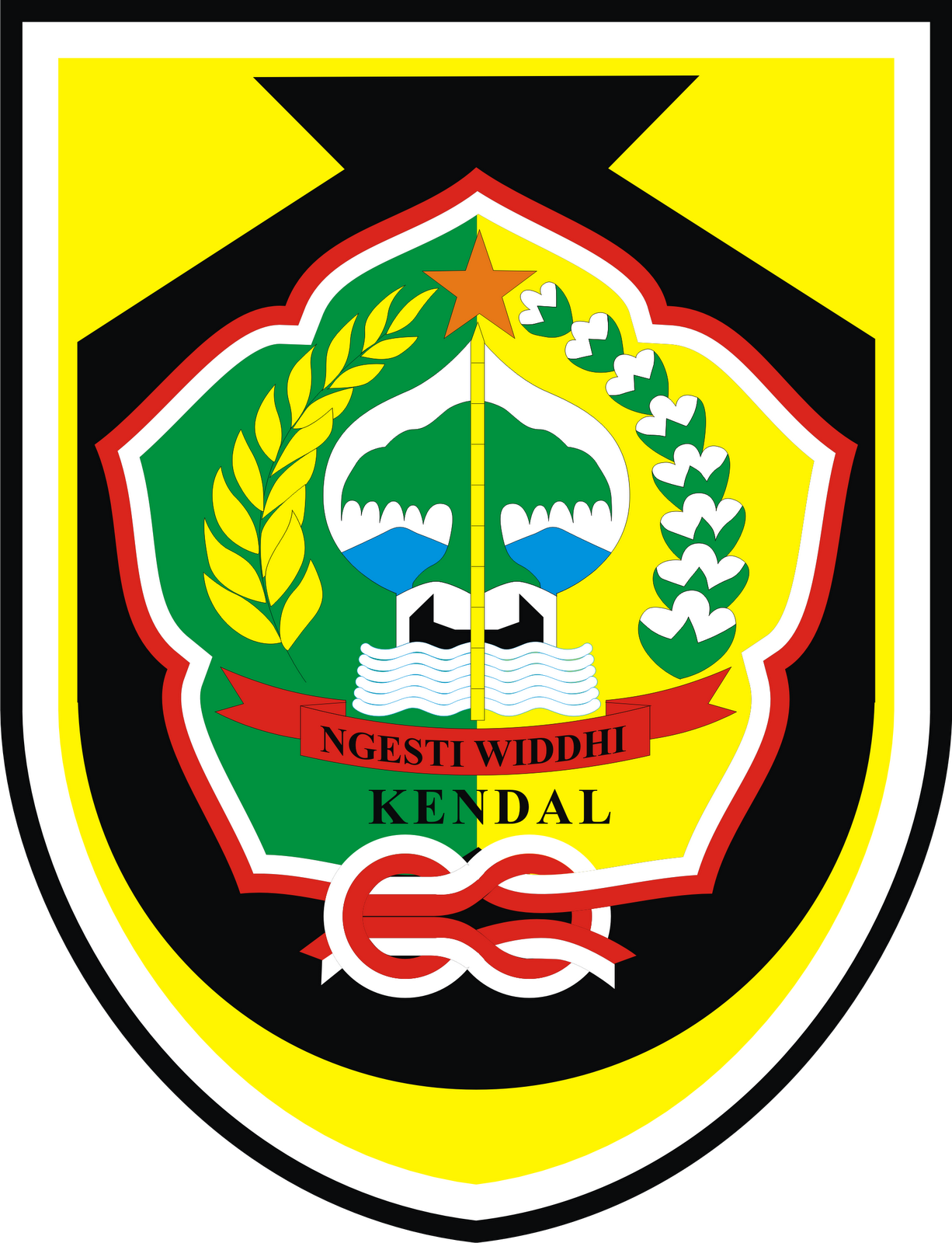
Колишній герб регентства Кендала (1967-2011) замінено, оскільки він не відображає сучасну реальність.
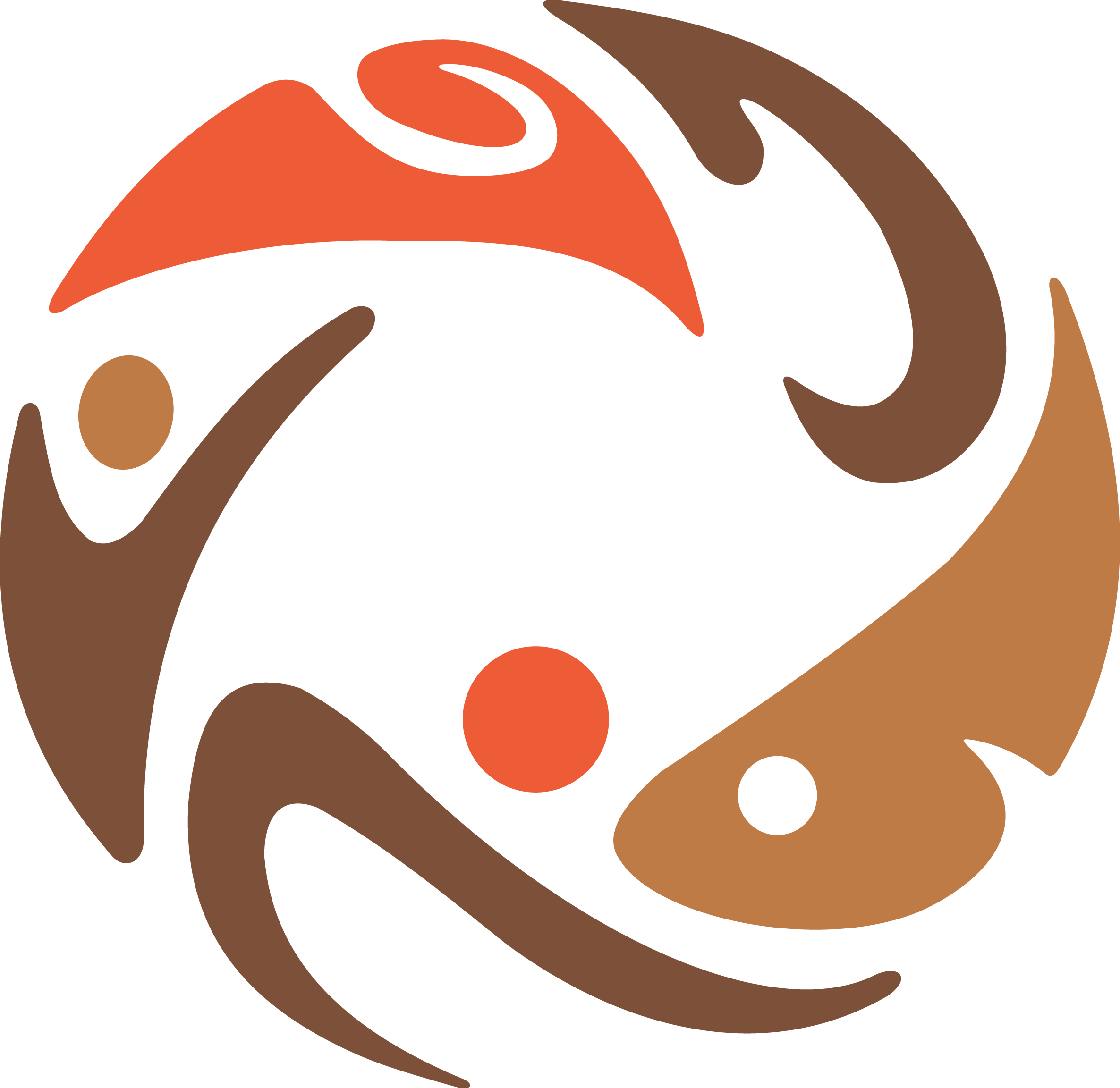
Колишній логотип Пекалонгана використовувався з 2014 року, був визнаний занадто абстрактним і після негативної реакції у 2017 році повернувся до герба 1958 року.
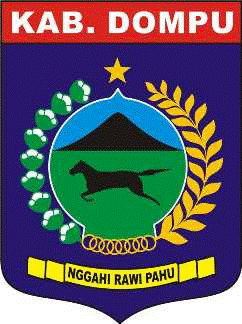
Варіант старої та некоректної (хоча й офіційно використовуваної) емблеми Домпу (округ).
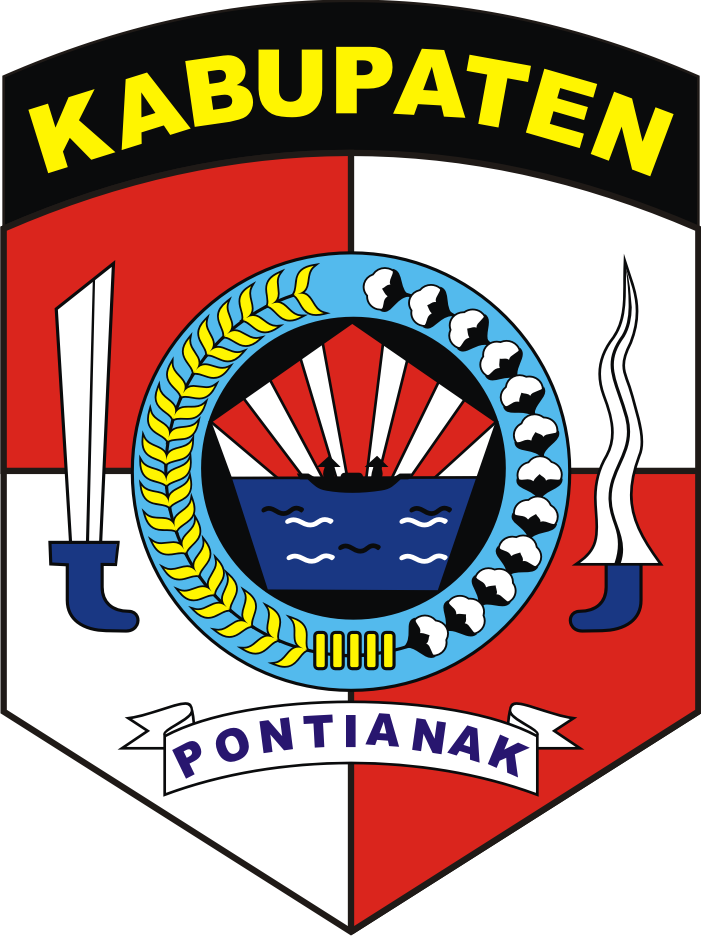
Герб колишнього регентства Понтіанак (1963-2014). Щоб запобігти плутанині з Понтіанаком, це регентство було перейменовано на регентство Мемпава.
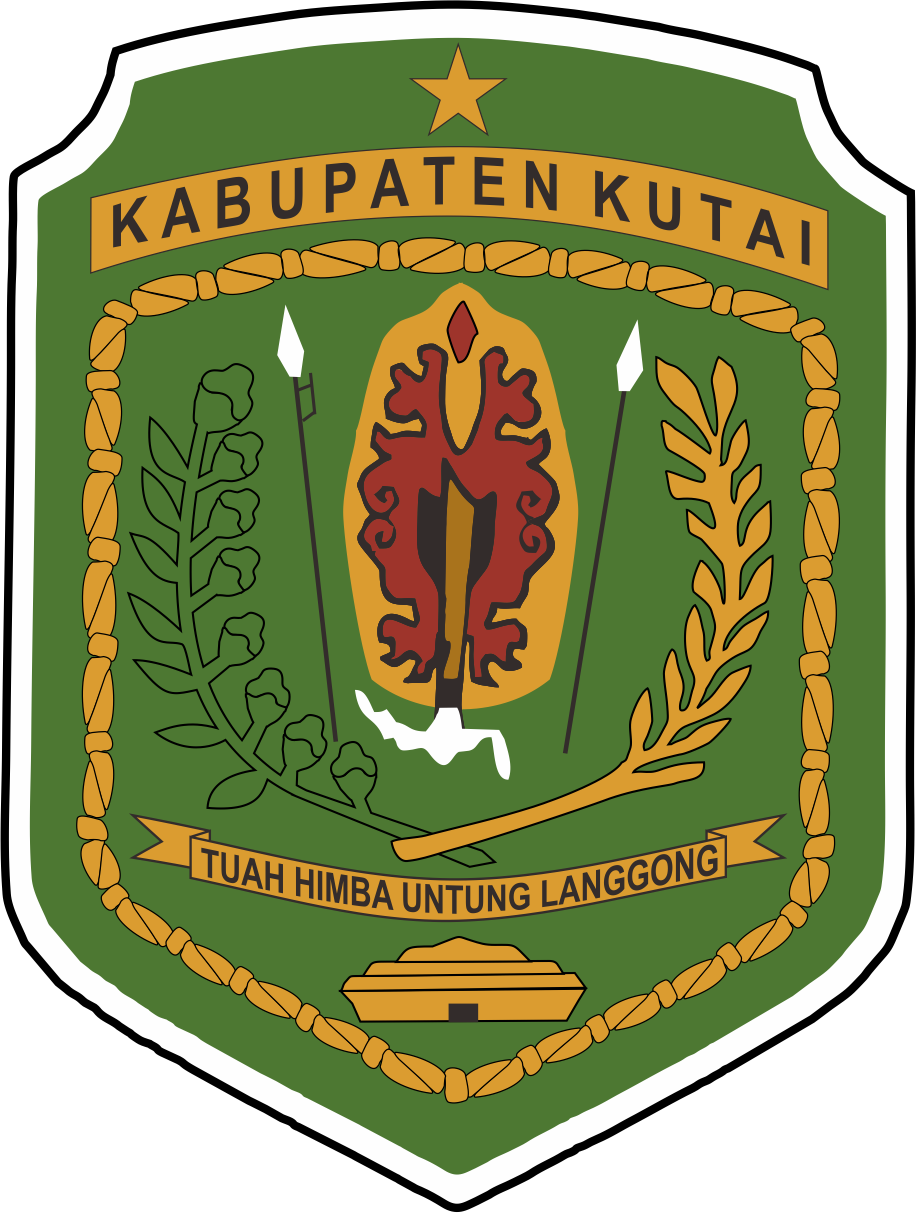
Герб регентства Кутаї, яке тепер називається регентством Кутаї-Картанегара і має нову емблему.
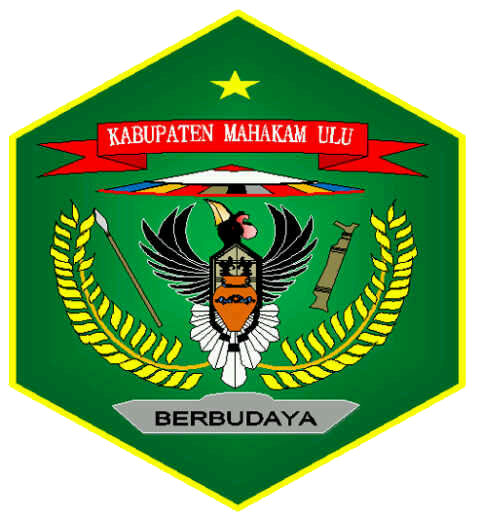
Колишній герб регентства Махакам-Улу (2013-2019).
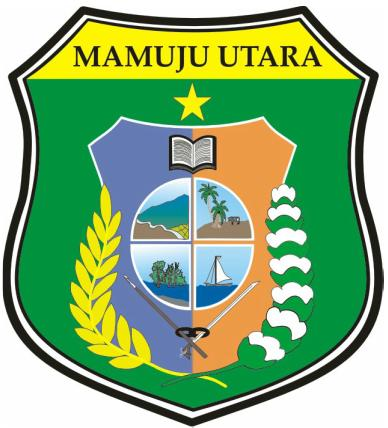
Герб регентства Північного Мамуджу, перейменованого на регентство Пасангкаю у 2018 році.
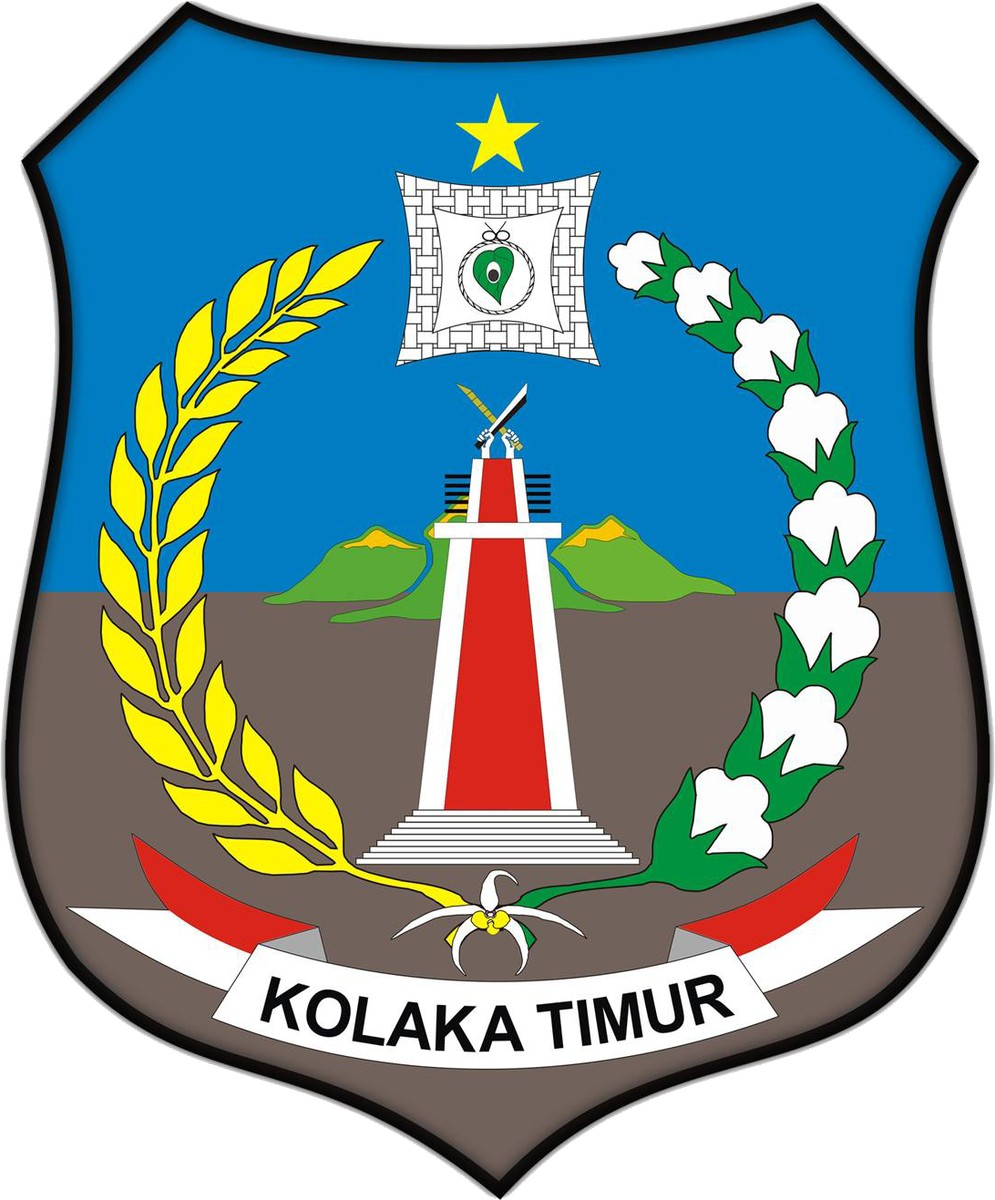
Колишній герб регентства Східної Колаки (2013-2022).
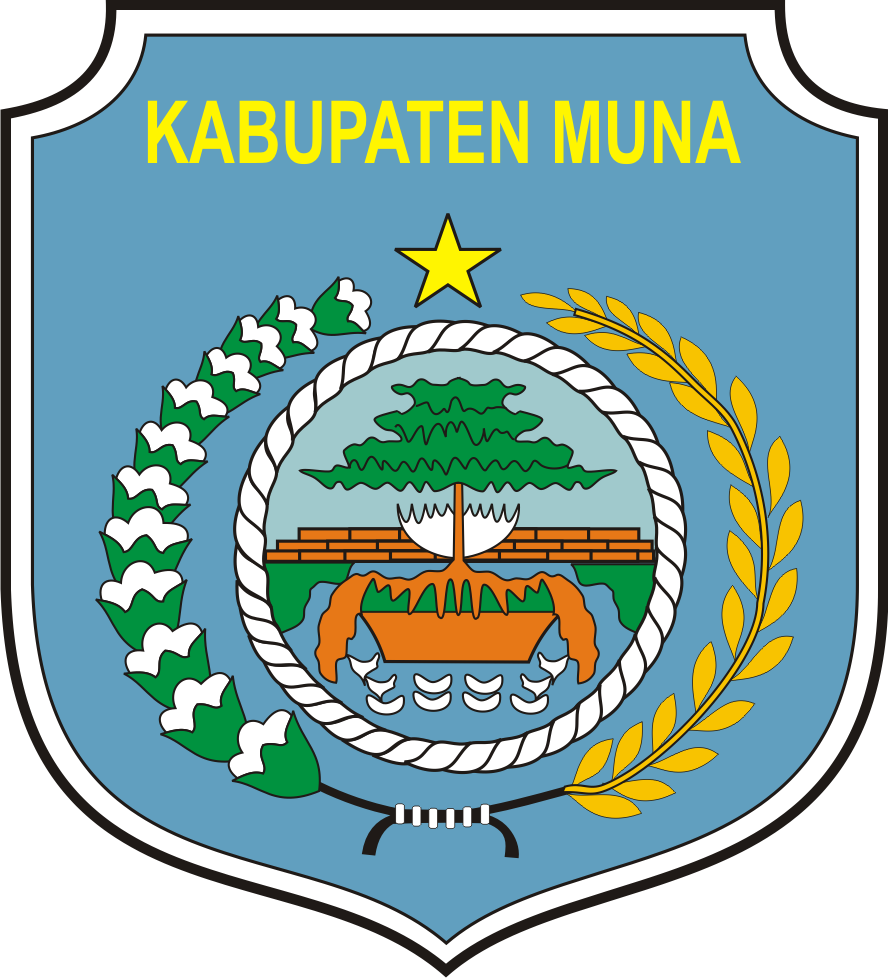
Колишня емблема регентства Муна (2002-2012). Зі створенням нових регентств Західна Муна та Норт-Батон цей логотип був визнаний таким, що не відображає сучасну реальність, і замінений на новий.
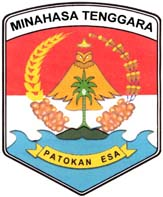
Перша емблема регентства Південно-Східної Мінахаси (2007-2010).
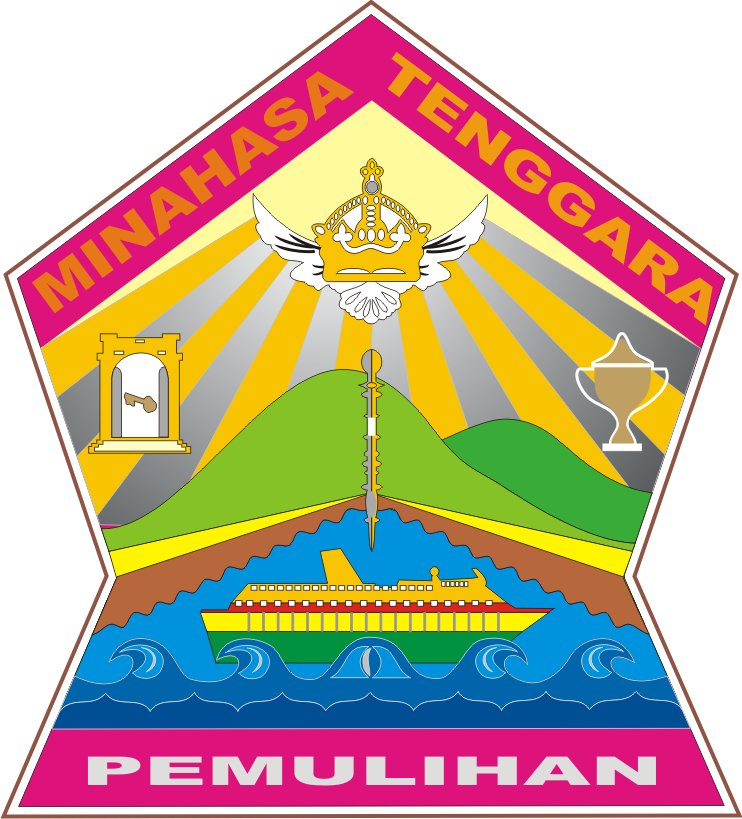
Друга емблема регентства Південно-Східної Мінахаси (2010-2014). Ця емблема була негативно сприйнята через відсутність «Мангуні» (сови), фауністичної ідентичності, що використовується мінахасанцями.
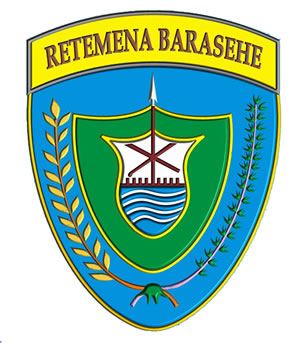
Колишня емблема Буру (округ).
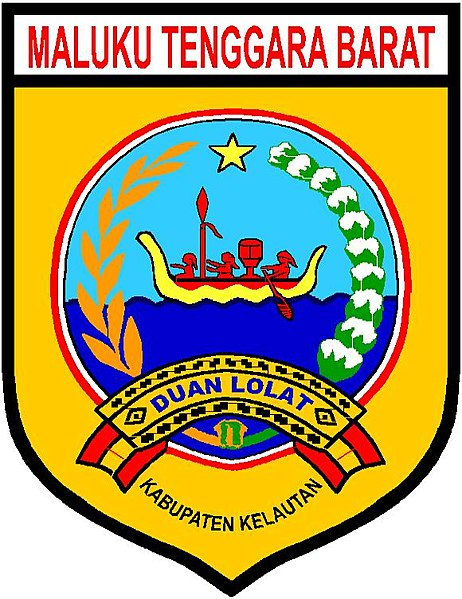
Емдлема Західного Південно-Східне Малуку використовувалася до 2019 року. Це регентство раніше було відоме як Західне Південно-Східне регентство Малуку.
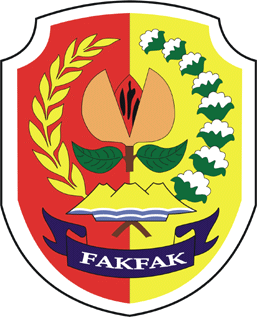
Колишня емблема регентства Факфаку (1975-2008). За пропозицією традиційних лідерів, плід мускатного горіха був перевернутий.
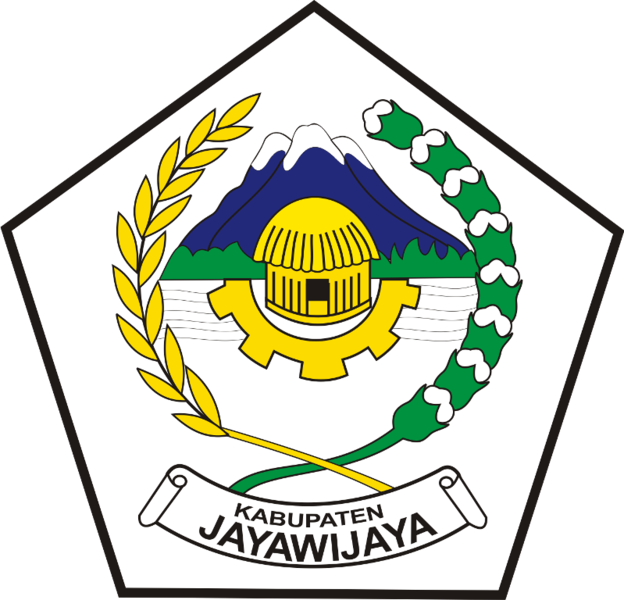
Колишній герб регентства Джаявіджая.